# Architetture di Londra

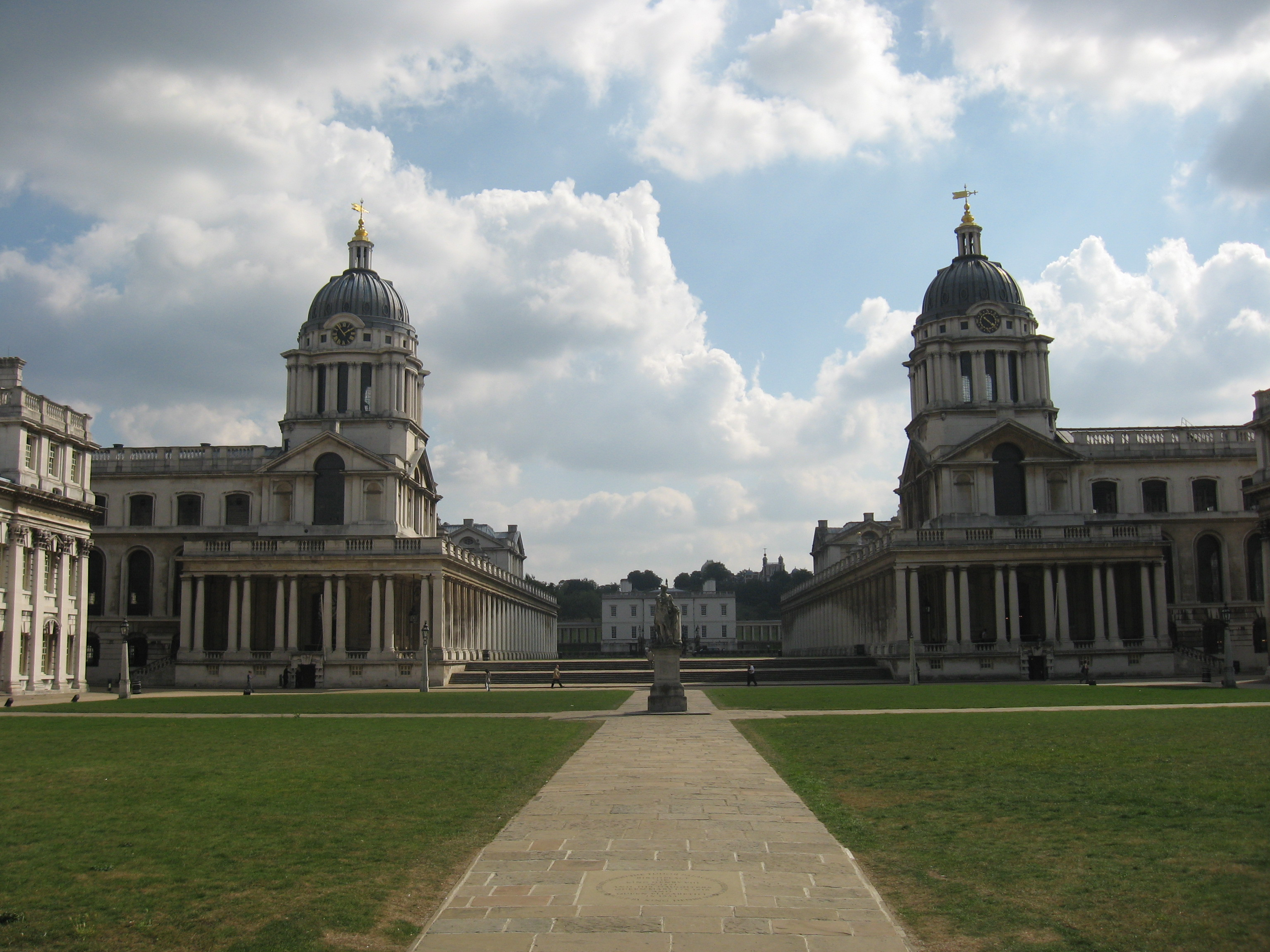
Al centro in fondo la Queens House di Inigo Jones del 1633 e in primo piano l'Old Royal Naval College di Christopher Wren del 1712, esempi di architettura palladiana e barocca a Londra.

Il ricco patrimonio delle architetture di Londra è rappresentato da un'ampia varietà di stili architettonici relativi a diversi periodi storici. L'eclettismo architettonico caratteristico di Londra deriva dalla sua lunga storia, dalla continua riqualificazione, dalla distruzione causata dal Grande incendio del 1666 e dalla Battaglia d'Inghilterra, della seconda guerra mondiale, nonché dal riconoscimento statale dei diritti di proprietà privata che spesso impedirono una pianificazione su larga scala. Questo distingue Londra dalle altre grandi capitali europee come Parigi e Roma che sono architettonicamente più omogenee e aderiscono a un progetto universale.
L'eclettico patrimonio architettonico di Londra spazia dal mastio centrale romanico della Torre di Londra, alla grande chiesa gotica dell'Abbazia di Westminster, dalla residenza reale palladiana della Queen's House, al capolavoro barocco di Christopher Wren, la Cattedrale di San Paolo, dall'alto gotico vittoriano del Palazzo di Westminster all'Art déco industriale della Battersea Power Station, dal modernismo del dopoguerra di Barbican Estate al grattacielo postmoderno 30 St Mary Axe The Gherkin.
Come capitale del Regno Unito, Londra ha gli edifici più importanti dello stato britannico come il Palazzo di Westminster il centro della democrazia britannica, Buckingham Palace la residenza ufficiale della monarchia britannica, il 10 Downing Street residenza ufficiale del Primo Ministro britannico e l'Abbazia di Westminster la chiesa ufficiale della famiglia reale nonché il luogo della maggior parte delle incoronazioni dei monarchi inglesi e britannici dal 1066. Londra annovera anche numerosi monumenti come il Monumento al grande incendio di Londra del XVII secolo, il Marble Arch, il Wellington Arch, l'Albert Memorial e la Royal Albert Hall a Kensington. La Colonna di Nelson è un monumento riconosciuto a livello internazionale a Trafalgar Square, spesso considerata il centro di Londra.
Alla fine del dominio romano sulla Britannia, nel V secolo, la superficie occupata dall'insediamento romano divenne il progetto approssimativo della città sassone e medievale. Questo antico nucleo di Londra è conosciuto come la City of London con Westminster, l'antico centro del potere politico di Londra, che si trova a occidente. Sopravvivono relativamente poche strutture dal passato medievale di Londra a causa della distruzione quasi totale della città a causa del Grande incendio del 1666, ma i monumenti notevoli sopravvissuti comprendono la Torre di Londra, l'Abbazia di Westminster, la Westminster Hall, la Guildhall, il St. James's Palace, il Lambeth Palace e una manciata di costruzioni Tudor sparse per la città. Dopo il Grande incendio, Londra fu trasformata quando fu ricostruita e notevolmente modernizzata sotto la direzione dell'architetto barocco Sir Christopher Wren, con la nuova Cattedrale di San Paolo come fulcro.
Dopo un periodo di grande espansione, nel XVIII e XIX secolo, dal 1831 al 1925 Londra raggiunse il suo apice come città più grande e popolosa del mondo, oltre ad essere la capitale dell'Impero britannico nella sua massima estensione e potenza. In questo periodo Londra si estendeva ampiamente oltre i suoi confini storici, assorbendo molti insediamenti precedentemente considerati zone rurali e creando vasti sobborghi. La città venne trasformata dalla rivoluzione industriale in quanto progetti infrastrutturali come i West India Docks, il Regent's Canal, i capolinea ferroviari interurbani come la stazione di Paddington e il primo sistema ferroviario sotterraneo al mondo resero Londra la città preminente dell'era industriale. Dopo aver subito una significativa distruzione durante la seconda guerra mondiale e un periodo di declino economico nel dopoguerra, Londra è ancora una volta una capitale globale della cultura e del commercio, con molti nuovi sviluppi che si aggiungono al suo eclettico paesaggio urbano.
Durante la maggior parte della storia di Londra, l'altezza degli edifici venne limitata per legge. Queste restrizioni vennero gradualmente eliminate nel secondo dopoguerra (ad eccezione di quelle che proteggono alcune viste della Cattedrale di San Paolo) e da allora i grattacieli sono diventati sempre più numerosi, in particolare nel XXI secolo. Sono ormai numerosi nel distretto finanziario della City di Londra e nel Canary Wharf, un nuovo distretto finanziario creato negli anni 1980 e 1990 nell'ex area portuale londinese dell'Isle of Dogs. Tra gli alti edifici recenti degni di nota figurano il grattacielo Tower 42 degli anni 1980, il radicale Lloyd's Building di Richard Rogers, One Canada Square il pezzo centrale del distretto di Canary Wharf e il 30 St Mary Axe (soprannominato il "Gherkin") che ha stabilito un precedente per altri recenti grattacieli costruiti in uno stile high-tech simile. The Shard di Renzo Piano, completato nel 2012, è l'edificio più alto di Londra e per molti anni lo è stato dell'Unione europea, nonché il sesto edificio più alto d'Europa e il 96° edificio più alto del mondo
Dal 2004, a fine giugno, si tiene il London Festival of Architecture che si concentra sull'importanza dell'architettura e del design a Londra nel presente. Un quarto degli architetti del Regno Unito opera a Londra, dove hanno sede la maggior parte degli studi di più alto profilo come Zaha Hadid Architects, Norman Foster + Partners, Rogers Stirk Harbour + Partners, David Chipperfield e David Adjaye tra i più noti a livello internazionale. Il fine settimana di settembre dell'Open House offre un'opportunità annuale di visitare gratuitamente le architetture normalmente chiuse al pubblico, che vanno dai grandi edifici pubblici come la Banca d'Inghilterra ad alcune abitazioni private contemporanee.

## Preistoria
Sebbene non sia noto alcun insediamento preromano, c'erano punti di attraversamento preistorici a Deptford e al Vauxhall Bridge, e alcuni resti preistorici sono noti dall'archeologia del Tamigi. È probabile che il corso di Watling Street segua un percorso più antico. Un'antica leggenda gallese sostiene che la città dei Trinovanti, dedicata al dio Lud (Caer Llud), sia stata fondata dai seguaci di Brân il Benedetto, la cui testa mozzata si dice sia sepolta sotto la Torre Bianca di fronte al continente.

## Londra romana (60–500)

Il piano urbanistico di Londinium continua a segnare lo sviluppo di Londra oltre 2000 anni dopo.

Londinium fu inizialmente fondata come porto commerciale militare, mentre il primo capoluogo di provincia fu Camulodunum. Ma dopo la rivolta di Boudicca del 61, quando entrambe le città furono rase al suolo, la capitale fu trasferita a Londra, che divenne rapidamente preminente con l'istituzione di un Foro e di un Pretorio provinciale. La città era originariamente strutturata su un piano classico come molte altre città della Britannia e di tutta Europa, in una forma approssimativamente rettangolare con il lato sud formato dal fiume Tamigi e divisa in blocchi di insulae. Due strade est-ovest (ora Cheapside e Lower Thames Street) portavano da Newgate e Ludgate a formare il cardo, che presumibilmente conduceva a una porta (o porte) perduta, nell'attuale posizione della Torre di Londra con la strada per Canterbury e Dover. Un'estensione di Watling Street formava il decumanus maximus, attraversando il fiume da Billingsgate attraverso l'antico London Bridge fino a Southwark e la strada della costa meridionale. Il Foro si trovava nell'attuale sede del mercato Leadenhall e si dice che fosse l'edificio più grande a nord delle Alpi nei tempi antichi; resti sono ancora visitabili nei sotterranei di alcune botteghe del mercato.
La città rettangolare con mura e griglia fu presto estesa a ovest sul fiume Walbrook, a nord verso le paludose Moorfields e ad est fino all'area successivamente nota come Minories, dove è stata trovata una scultura tombale romano-britannica con un'aquila nel 2013, suggerendo che il sito si trovava fuori dai confini della città all'inizio del II secolo. Una parte significativa dell'anfiteatro rimane sotto la piazza di Guildhall e un complesso balneare romano è accessibile nel seminterrato di 100 Lower Thames Street. La piazza (Castrum) era situata a nord-est della città a Barbican, vicino al Museo di Londra dove rimangono sezioni significative del London Wall romano. Per secoli in seguito, le distanze da Londra furono calcolate dalla London Stone, ritenuta in passato un frammento di antica muratura dall'antico Palazzo del Governatore, sebbene ciò non possa ora essere verificato. Si pensa che le case private tardo romane dei principali cristiani siano state il fondamento delle prime chiese; il mosaico della cripta dell'All Hallows-by-the-Tower potrebbe essere stato presente anche nell'Antica cattedrale di San Paolo.

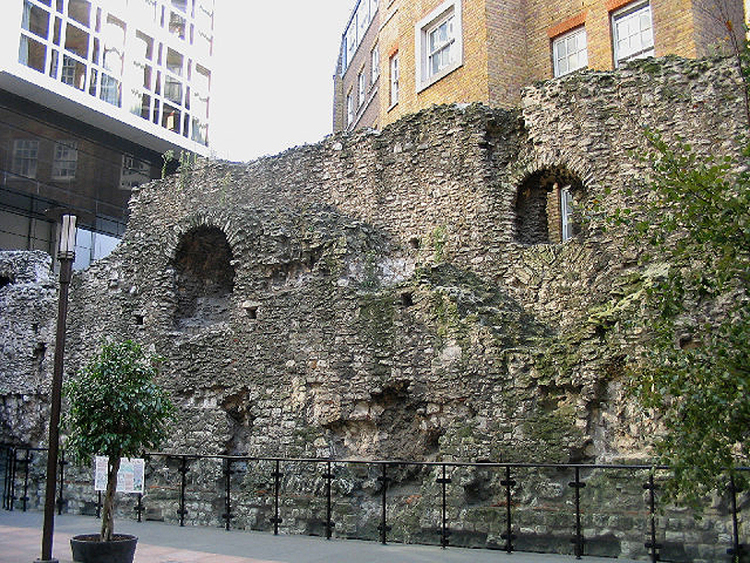
Frammento superstite delle mura della città romana del III secolo.
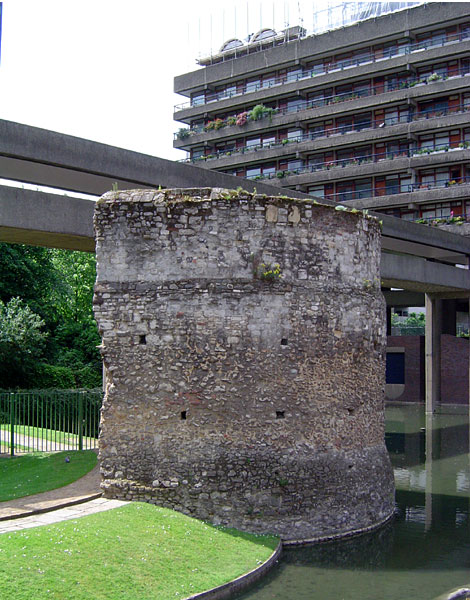
Un bastione dell'originale city wall. La struttura inferiore è romana (III secolo) mentre quella superiore è medievale (XIII secolo).
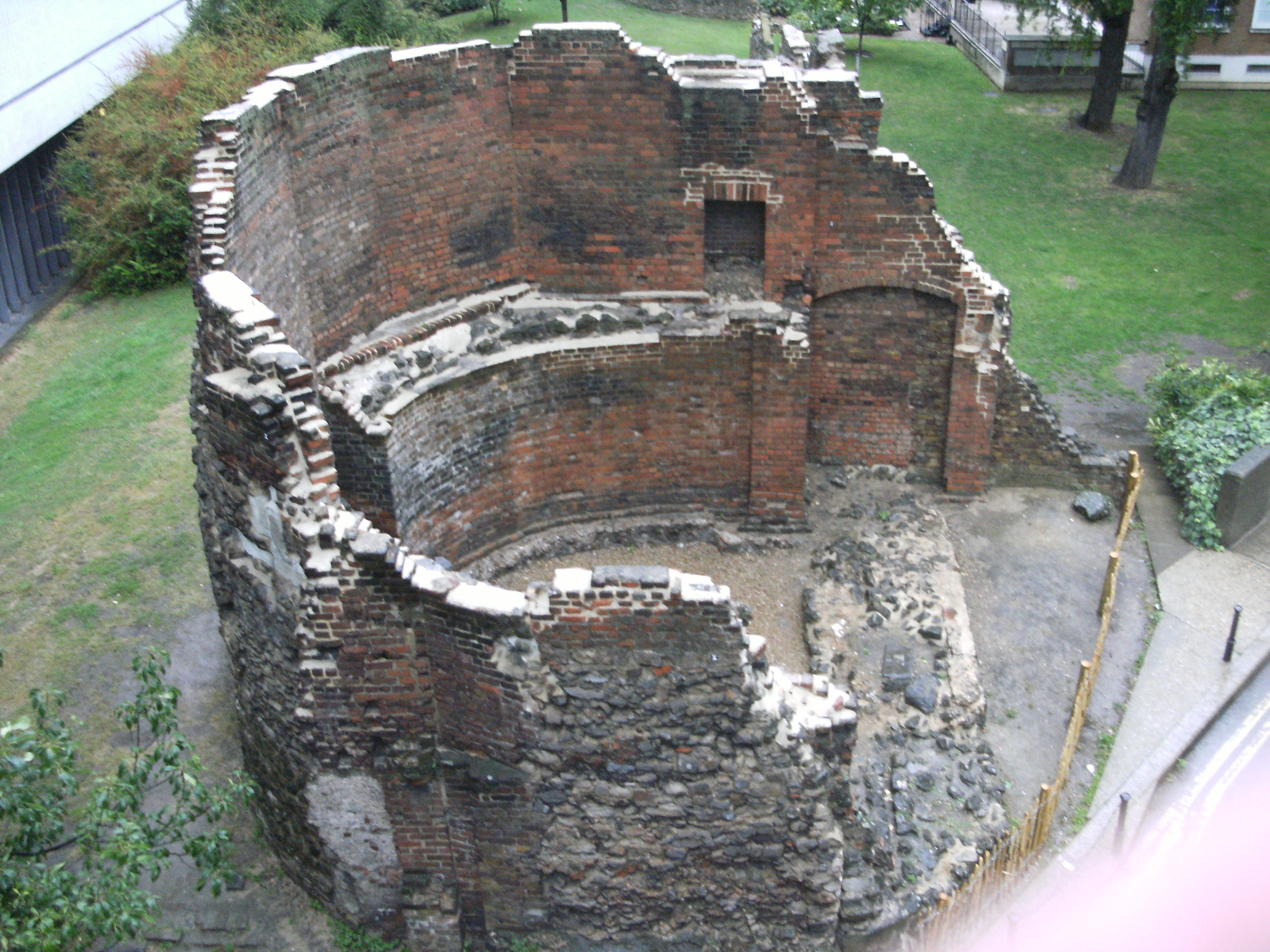
Un bastione dell'originale city wall. La struttura inferiore è romana (III secolo) mentre quella superiore è medievale (XIII secolo).
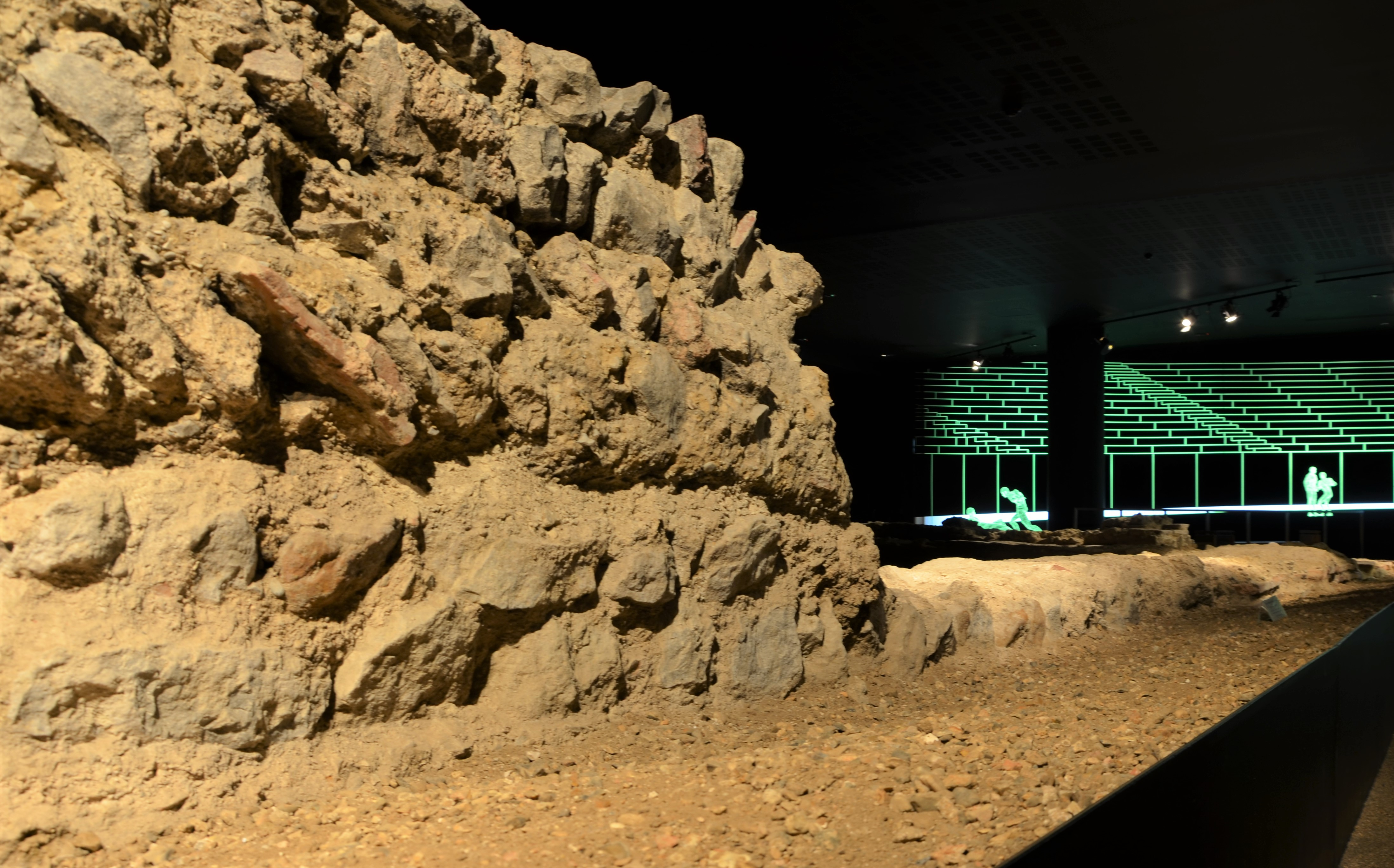
Resti dell'Anfiteatro romano (anno 70). Si trova sotto la Guildhall Art Gallery

## Medioevo: architetture normanne, gotiche e Tudor (1066–1603)

Panorama di Londra nel 1616 di Claes Jansz Visscher. L'antico London Bridge (1209) completo di una propria strada contornata di case, è visibile sulla destra con la Cattedrale di Southwark accanto al suo corpo di guardia meridionale. L'antica cattedrale di San Paolo senza la sua guglia (distrutta da un fulmine nel XVI secolo) domina l'orizzonte accanto alle chiese della città. Da notare la grande quantità di traffico sul fiume; il Tamigi era un importante mezzo di trasporto all'interno della città medievale, oltre a fornire l'accesso al commercio internazionale.

Poco rimane dell'architettura medievale di Londra a causa della distruzione quasi completa della città nel Grande incendio del 1666, ma alcune case sopravvissute sparse, così come altri documenti, forniscono un'immagine vivida della città in quel periodo. Nel Medioevo, Londra si trovava prevalentemente all'interno dei confini delle mura della città originariamente costruite dai romani, l'area ora conosciuta come City di Londra, con Westminster che era un insediamento separato più piccolo ad ovest. Nel XVI secolo vi fu uno sviluppo moderato al di fuori delle mura della città lungo la facciata fluviale dello Strand, a Lincoln's Inn Fields, Smithfield e sulla riva sud del Tamigi a Southwark, con il famoso London Bridge che collegava il quartiere al resto di Londra. La prima testimonianza del London Bridge risale al X secolo, una struttura probabilmente costruita in legno, ma l'incarnazione più famosa di questo ponte fu costruita tra il 1176 e il 1209. Si trattava di un ponte di pietra largo 270 metri e composto da 19 archi, completo di una propria via contrnata da negozi, case, una cappella e un ponte levatoio, al centro, per consentire il passaggio di grandi imbarcazioni. Il fiume Tamigi era il mezzo di trasporto più importante all'interno della città, oltre a fornire l'accesso al commercio estero via mare, con molti moli e banchine costruiti lungo la sponda nord.

### Architetture gotiche e normanne
Molte delle strutture più significative della Londra medievale furono inizialmente costruite dai normanni, che riconobbero l'importanza dell'architettura come mezzo per dimostrare il loro potere e per sottomettere la popolazione nativa sassone dopo la loro conquista dell'Inghilterra. La conquista normanna fu un importante punto di svolta nella storia dell'architettura inglese poiché i conquistatori portarono con sé un nuovo stile europeo romanico e una maggiore ambizione architettonica rispetto ai loro predecessori sassoni. Quasi subito dopo la conquista dell'Inghilterra, i normanni costruirono diverse fortezze lungo il Tamigi, nel centro di Londra, per consolidare il loro potere all'interno della città, la più notevole delle quali è la Torre di Londra che sopravvive ancora oggi. La Torre Bianca, il mastio centrale del complesso della Torre di Londra, fu completata negli anni 1080 in stile romanico ed era l'edificio più alto della città. Oltre ad essere una fortificazione, servì anche come residenza reale per Guglielmo il Conquistatore. Forse l'elemento architettonicamente più notevole della Torre Bianca è la cappella di San Giovanni, una delle chiese romaniche più antiche e meno alterate di tutta l'Inghilterra costruita all'interno della fortificazione. L'unica altra chiesa romanica sopravvissuta nel centro di Londra è St Bartholomew-the-Great a Smithfield, i resti di un'ex chiesa conventuale molto più grande. Il complesso della Torre di Londra fu notevolmente ampliato nel corso dei secoli con l'aggiunta di due mura difensive esterne, con il complesso che raggiunse la forma attuale entro la fine del XIII secolo.
Un'altra importante struttura londinese inizialmente costruita dai Normanni era Westminster Hall. Completata nel 1097 durante il regno di Guglielmo II come residenza reale, la sala divenne la base del Palazzo di Westminster, un complesso che si espanse gradualmente durante il Medioevo e alla fine servì come sede del parlamento inglese. La sala fu radicalmente modificata durante il regno di Riccardo II, nel XIV secolo, diventando la più grande sala del genere nell'Europa medievale. Nell'espansione di Riccardo II fu aggiunta una campata eccezionalmente ampia di tetto con travi a vista, ora ampiamente considerata una meraviglia dell'ingegneria medievale, mentre le mura esterne normanne furono conservate ma modificate dall'aggiunta di finestre gotiche. Miracolosamente Westminster Hall sopravvive ancora oggi, essendo scampata all'incendio del 1834 che distrusse la maggior parte del palazzo medievale di Westminster. Fu poi incorporata nel Palazzo di Westminster di Barry e Pugin in stile neogotico. Altri esempi sopravvissuti di sale medievali a Londra si possono trovare a Guildhall (1440) che un tempo fungeva da municipio di Londra (fu notevolmente modificato dopo il grande incendio) e l'Old Hall di Lincoln's Inn (1492) che conserva anche il suo tetto con travi a vista.

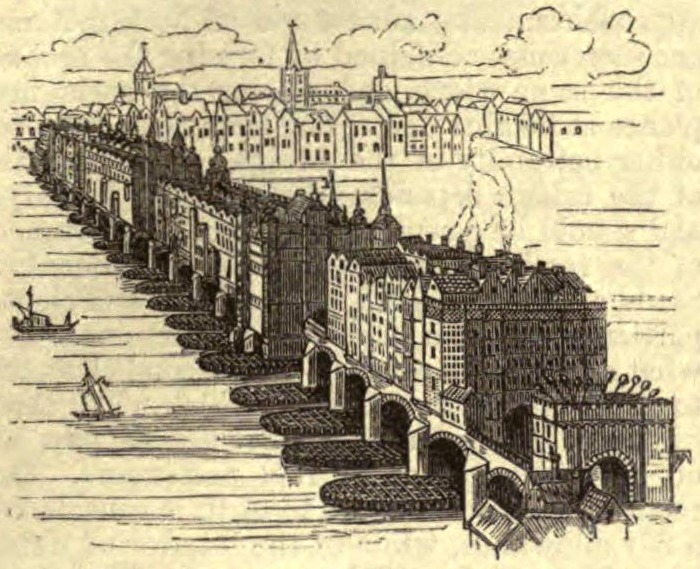
L'Old London Bridge, con una strada fiancheggiata da case a graticcio. Il ponte fu completato nel 1209 e demolito nel XVII secolo.
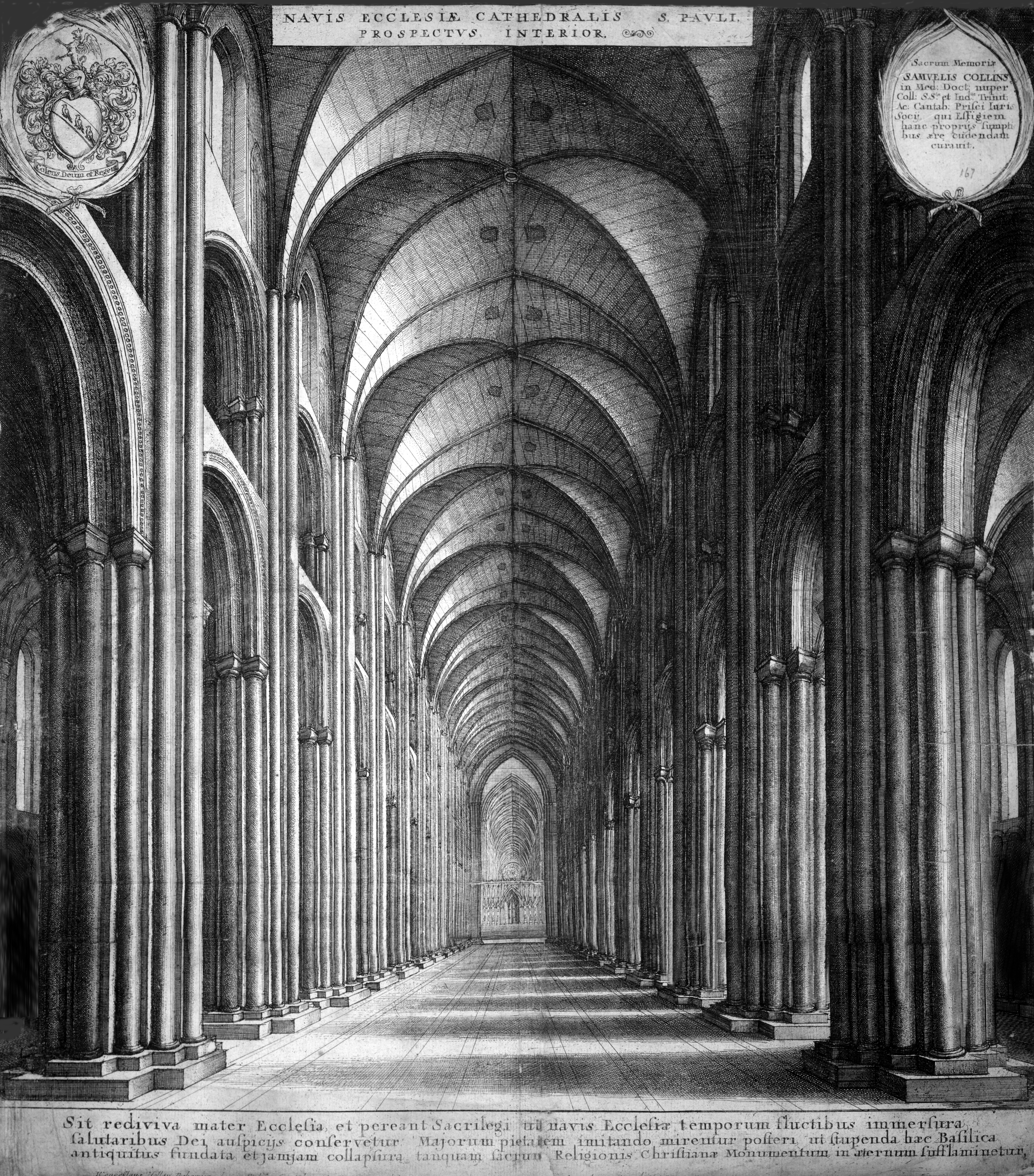
Incisione nella navata normanna dell'antica cattedrale di San Paolo, con il coro gotico al centro.
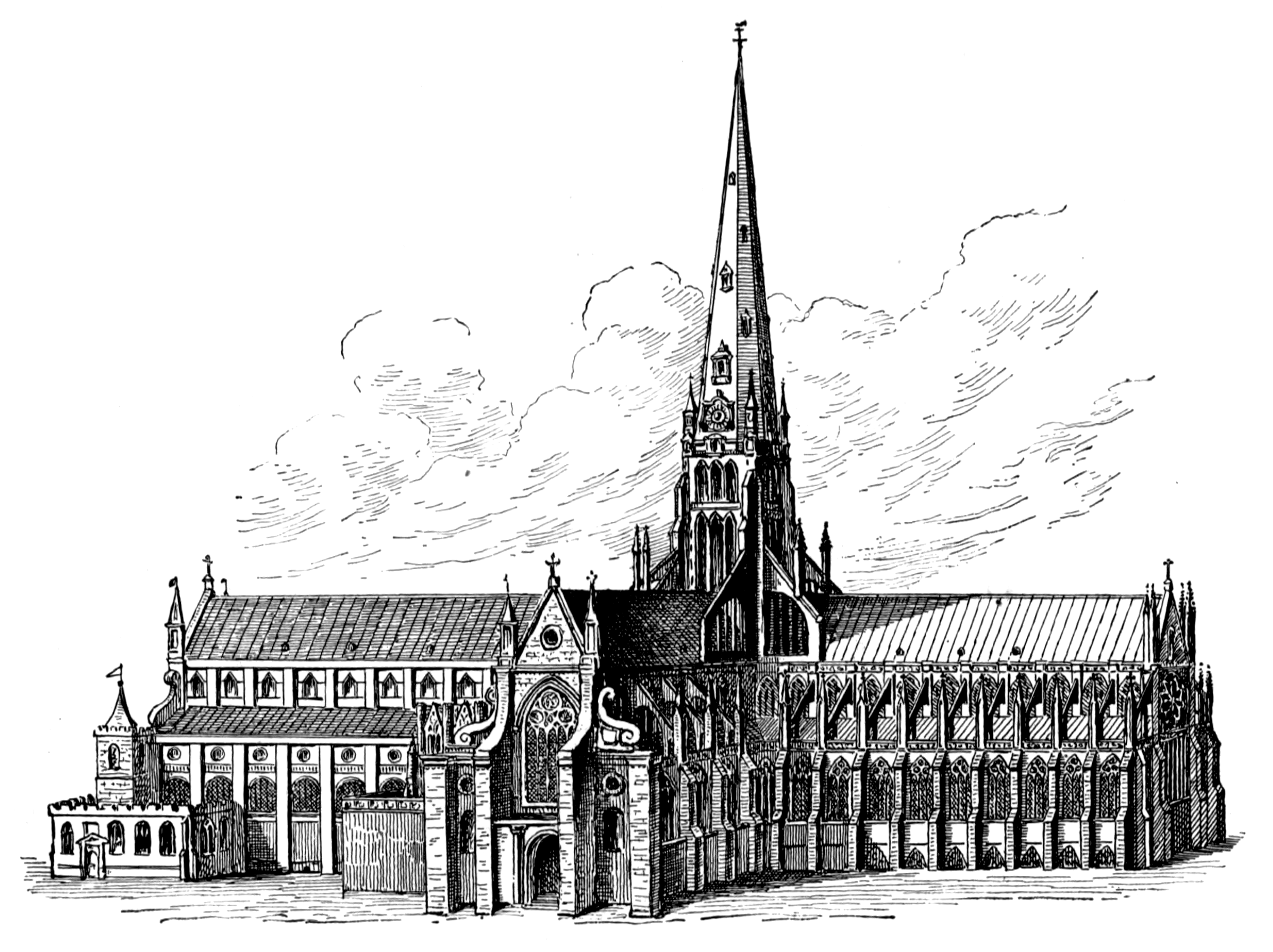
Un'incisione dell'esterno dell'antica cattedrale di San Paolo, completa della sua guglia eccezionalmente alta che fu distrutta da un fulmine nel XVI secolo.
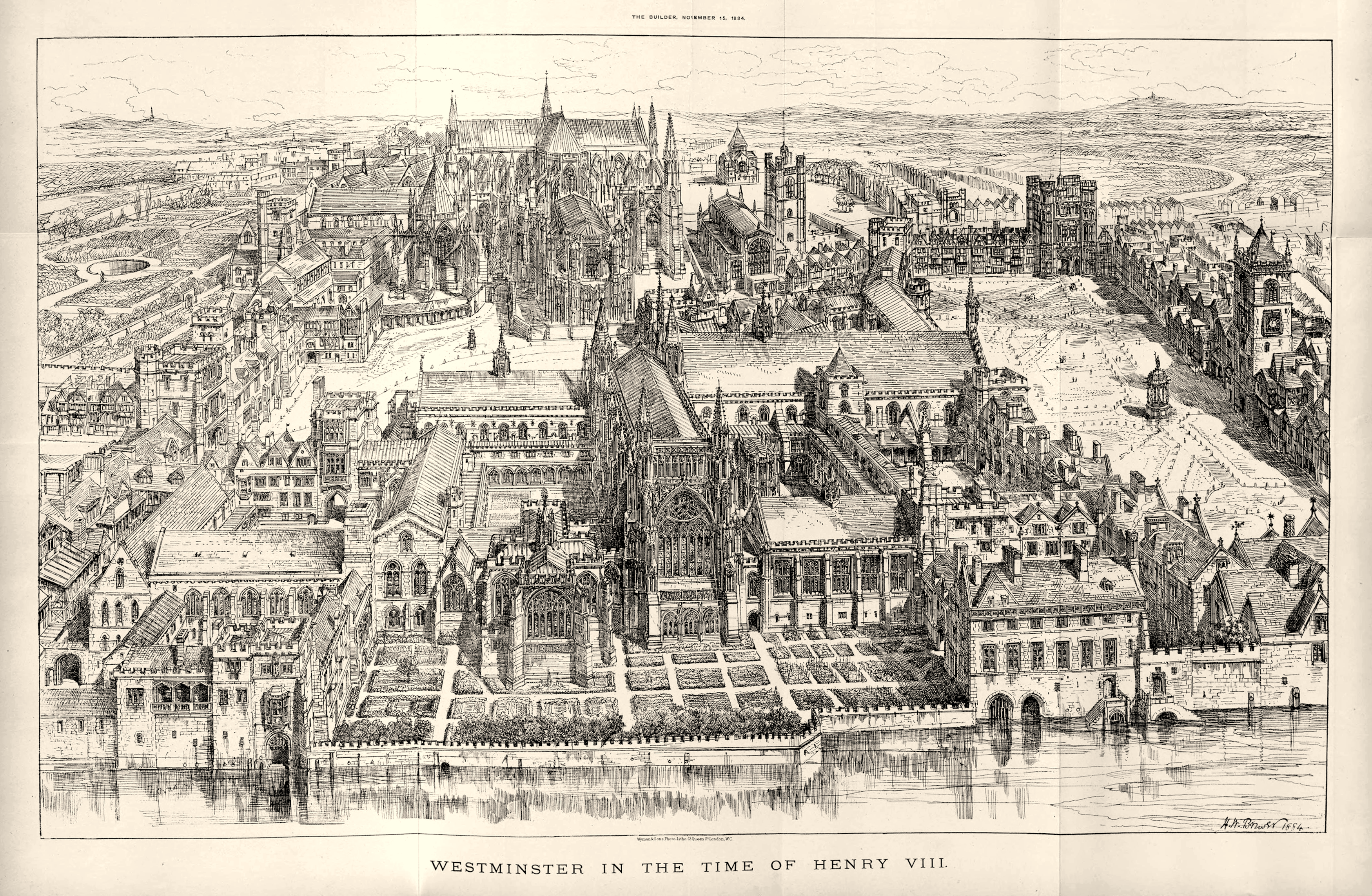
Westminster durante il regno di Enrico VIII (1509–1547). La cappella di Santo Stefano al centro e la Westminster Hall a destra. L'abbazia di Westminster sullo sfondo.

I normanni iniziaro anche la costruzione dell'antica cattedrale di San Paolo su Ludgate Hill, sostituendo un primitivo edificio a graticcio sassone. Al momento del suo completamento, nel XIV secolo, la cattedrale includeva elementi di architettura gotica, come un rosone decorato all'estremità orientale, accanto alla navata romanica costruita dai normanni. La cattedrale era una delle chiese più grandi e alte dell'Europa medievale ed era coronata da una guglia eccezionalmente alta, simile a quella della Cattedrale di Salisbury, alta circa 158 metri, anche se fu distrutta dopo essere stata colpita da un fulmine nel XVI secolo. La cattedrale venne completamente distrutta dal Grande incendio di Londra del 1666 e sostituita dall'attuale cattedrale barocca, che ha mantenuto la pianta a croce latina della vecchia cattedrale medievale, dell'architetto Christopher Wren.
L'altra chiesa più significativa di Londra, l'abbazia di Westminster, fu costruita per la prima volta durante il regno di Edoardo il Confessore nello stile romanico, ma fu successivamente ricostruita in stile gotico nel XIII secolo durante il regno di Enrico III, realizzando l'edificio che in gran parte sopravvive ancora oggi. La sofisticata architettura gotica dell'abbazia ricorda le cattedrali francesi come Reims piuttosto che il gotico inglese del periodo, portando a molte speculazioni sul fatto che il capomastro era francese. L'aggiunta successiva più significativa all'abbazia fu la Cappella di Enrico VII. Costruita tra la fine del XV e l'inizio del XVI secolo, è un eccezionale esempio di tarda architettura gotica inglese notevole per il suo soffitto con volta a ventaglio altamente decorato. La facciata ovest dell'abbazia, a due torri, fu aggiunta nel XVIII secolo su progetto di Nicholas Hawksmoor, utilizzando uno stile neo-gotico destinato ad essere in armonia con il resto dell'edificio medievale. Altre significative chiese gotiche sopravvissute al Medioevo includono la Cattedrale di Southwark un ex priorato che fu la prima chiesa gotica a Londra, la Chiesa del Tempio (XIII secolo) un raro esempio di una chiesa dei cavalieri templari, oltre ad una manciata di chiese cittadine sopravvissute al Grande incendio come St Andrew Undershaft, St Helen's Church, Bishopsgate, Hart Street of St Olave e St Sepulchre-without-Newgate.

### Architettura vernacolare e Tudor
Il periodo Tudor vide una rapida espansione di Londra, sia economicamente, a seguito del crescente commercio estero, sia in termini di popolazione che crebbe fortemente da circa 50.000 abitanti nel 1500 a 250.000 nel 1600. Come risultato di questo boom demografico la città si espanse considerevolmente e alla fine del XVI secolo la maggior parte della popolazione di Londra viveva per la prima volta fuori dalle mura della città. Enrico VII e Enrico VIII commissionarono un numero considerevole di opere in questo periodo, in particolare l'ampliamento e la costruzione di diversi palazzi tra cui l'imponente Whitehall Palace che si estendeva da Westminster Hall a Charring Cross, lo stravagante Nonsuch Palace a Greenwich e St. James's Palace che sopravvive ancora in parte oggi. Ma il palazzo Tudor di gran lunga più consistente rimasto nella Grande Londra è Hampton Court Palace, originariamente costruito per il Cardinale Wolsey e poi diventato residenza di Enrico VIII. Notevolmente ampliato da Christopher Wren, alla fine del XVII secolo, il palazzo conserva ancora la maggior parte della sua architettura Tudor originale con la grande sala, la cappella, l'orologio astronomico e le porte originali del XVI secolo. Viene spesso considerato uno dei migliori esempi di architettura Tudor in Inghilterra. Enrico VIII influenzò anche notevolmente l'attuale forma del centro di Londra facendo realizzare i terreni di caccia di Hyde Park, Green Park e St. James's Park dando alla città il suo centro eccezionalmente verde che sopravvive fino ad oggi.

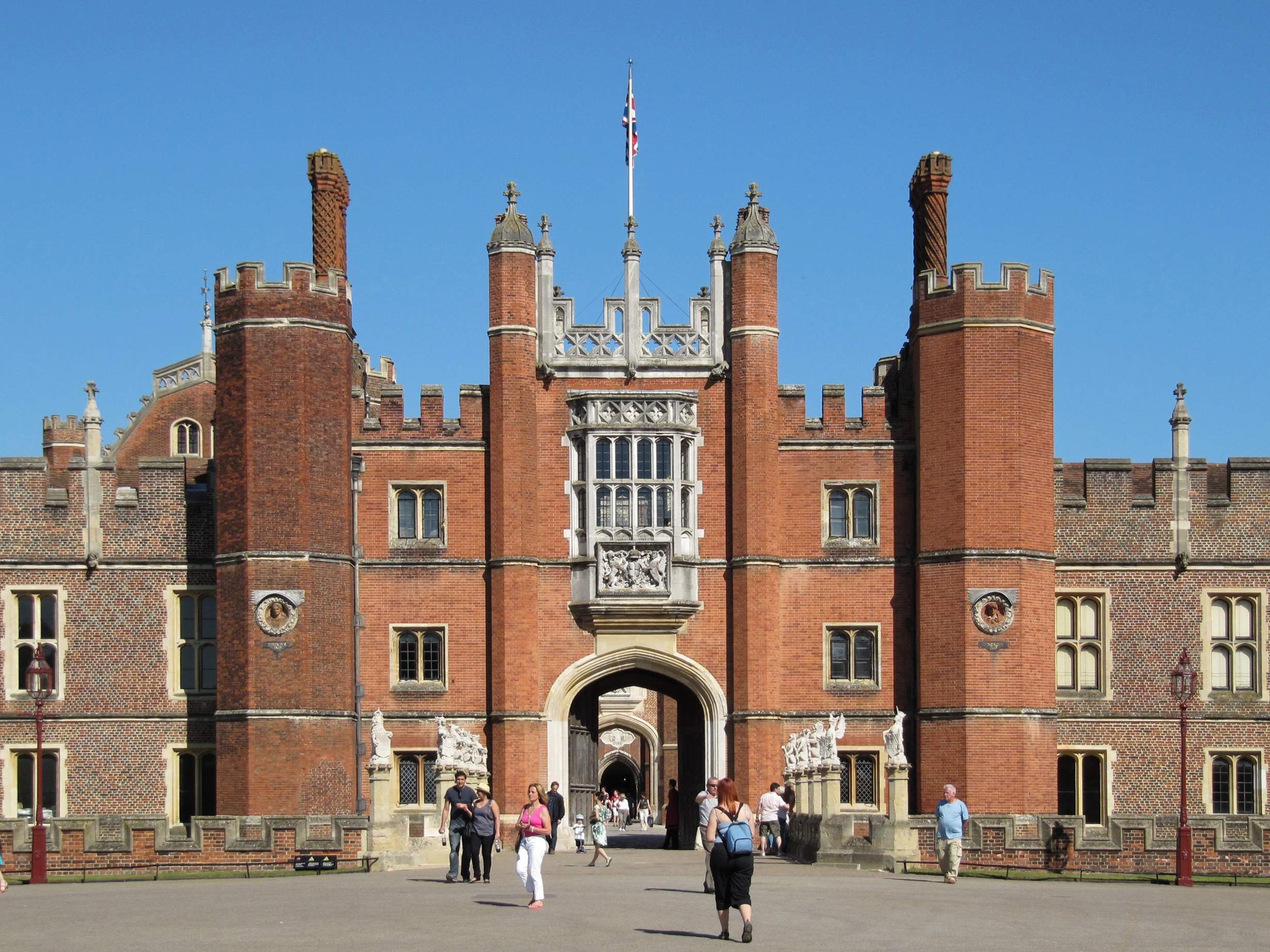
Hampton Court (1515–1540) un grande palazzo del periodo Tudor nella cui costruzione vennero usati i mattoni, un elemento distintivo dell'architettura Tudor.
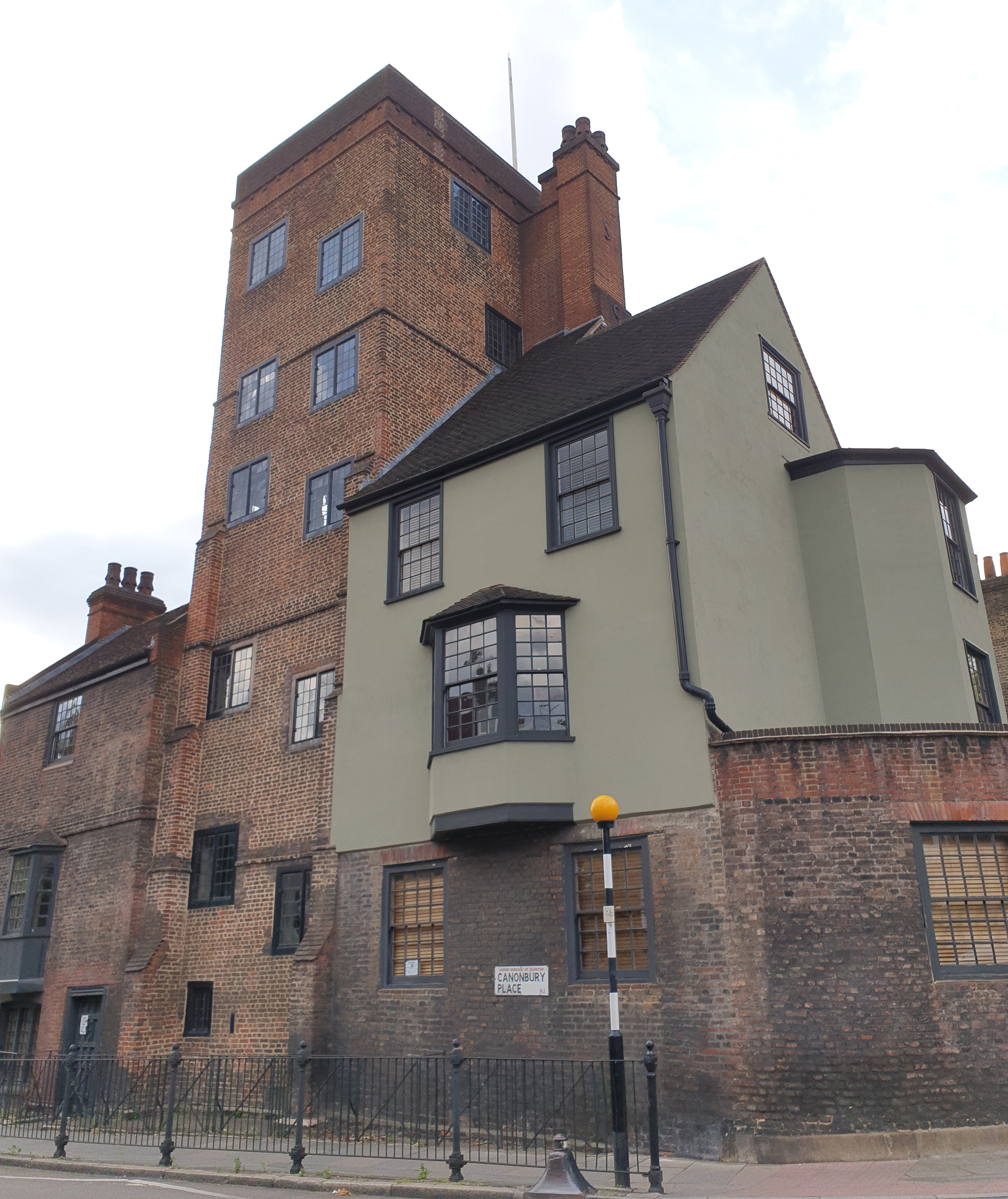
Canonbury Tower (1532) una casa torre Tudor a Canonbury, nord di Londra.
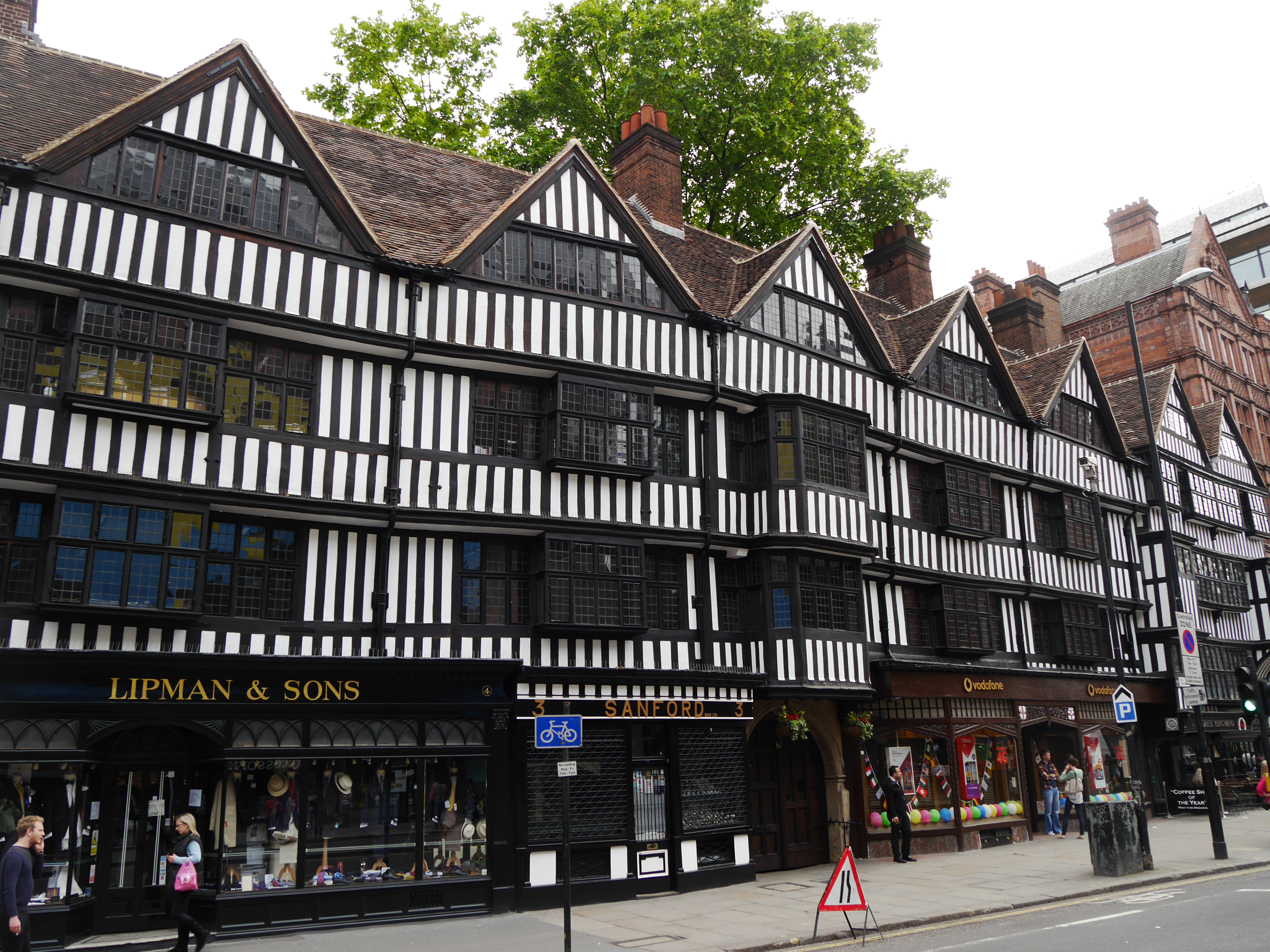
Staple Inn (tardo XVI secolo) l'ultimo Inn of Chancery sopravvissuto a Londra e un esempio di architettura Tudor nel centro di Londra.
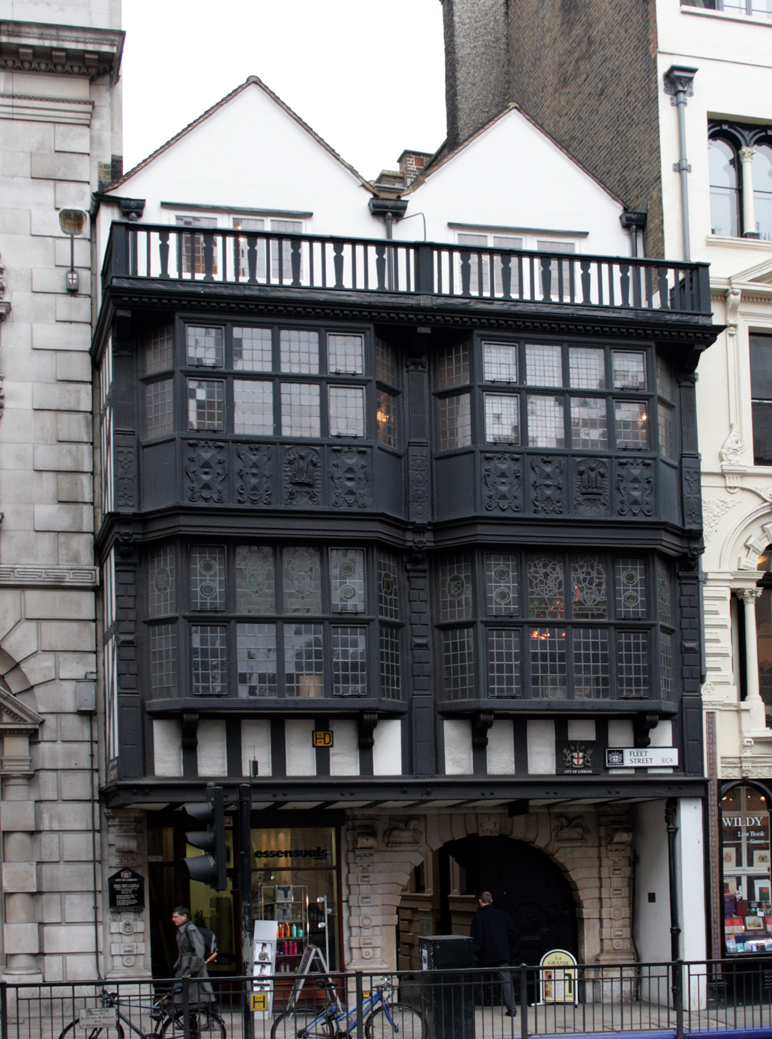
Prince Henry's Room (1610), uno dei pochi edifici a graticcio precedenti al grande incendio del 1666.

Uno degli sviluppi significativi dell'architettura Tudor fu l'aumento dell'uso del mattone rosso, un materiale da costruzione che divenne più facilmente disponibile grazie alle innovazioni tecniche alla fine del XV secolo. Esempi di questo sono Bruce Castle (circa all'inizio del XVI secolo) ritenuto una delle più antiche case in mattoni in Inghilterra, il corpo di guardia di Lambeth Palace (1495) e St James's Palace (1536). L'architettura Tudor tuttavia era più strettamente associata al suo caratteristico stile vernacolare che tipicamente era realizzato in legno e riempito con torchis che conferivano all'edificio un aspetto "a scacchiera" in bianco e nero. La maggior parte degli edifici commerciali e residenziali a Londra, prima del grande incendio, assomigliava a questo. Solo una piccola manciata di questi edifici sopravvivono fino ad oggi, tra cui Staple Inn, un Inn of Chancery, risalente al periodo Tudor, 41 Cloth Fair la casa più antica del centro di Londra iniziata nel 1597 e Prince Henry's Room una residenza a graticcio costruita nel 1610. Sebbene la stragrande maggioranza di tali strutture sia stata distrutta durante il Grande incendio di Londra, molte case a graticcio sono sopravvissute fino alla fine del XIX e all'inizio del XX secolo, ma sono state poi demolite per far posto a nuove costruzioni. Un esempio famoso fu la demolizione di Wych Street, nell'età edoardiana, per far posto alla Kingsway, una nuova strada costruita tra lo Strand e High Holborn.

Galleria delle architetture di Londra 1066-1603
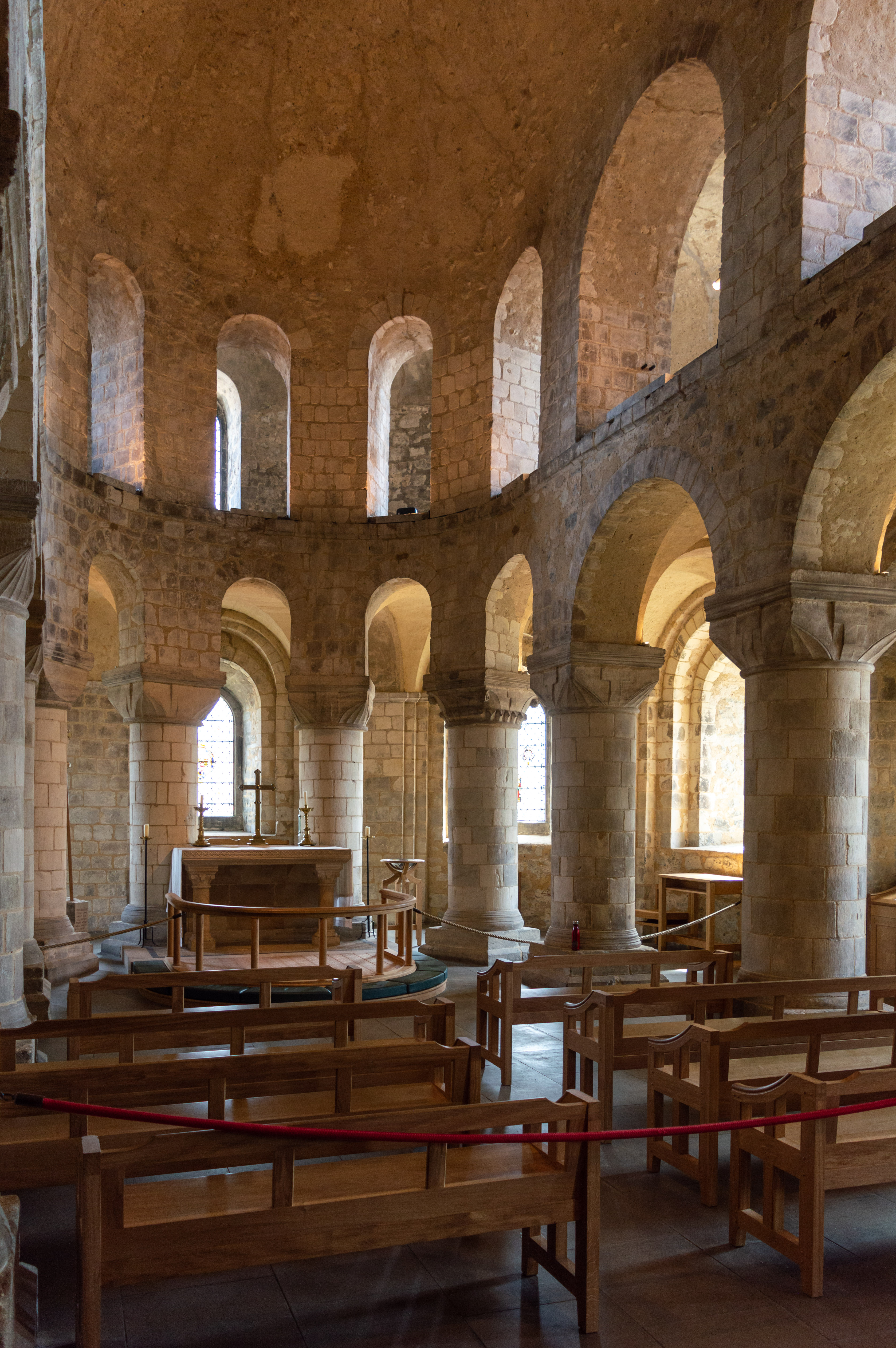
La romanica Cappella di San Giovanni (1080) nella Torre Bianca.
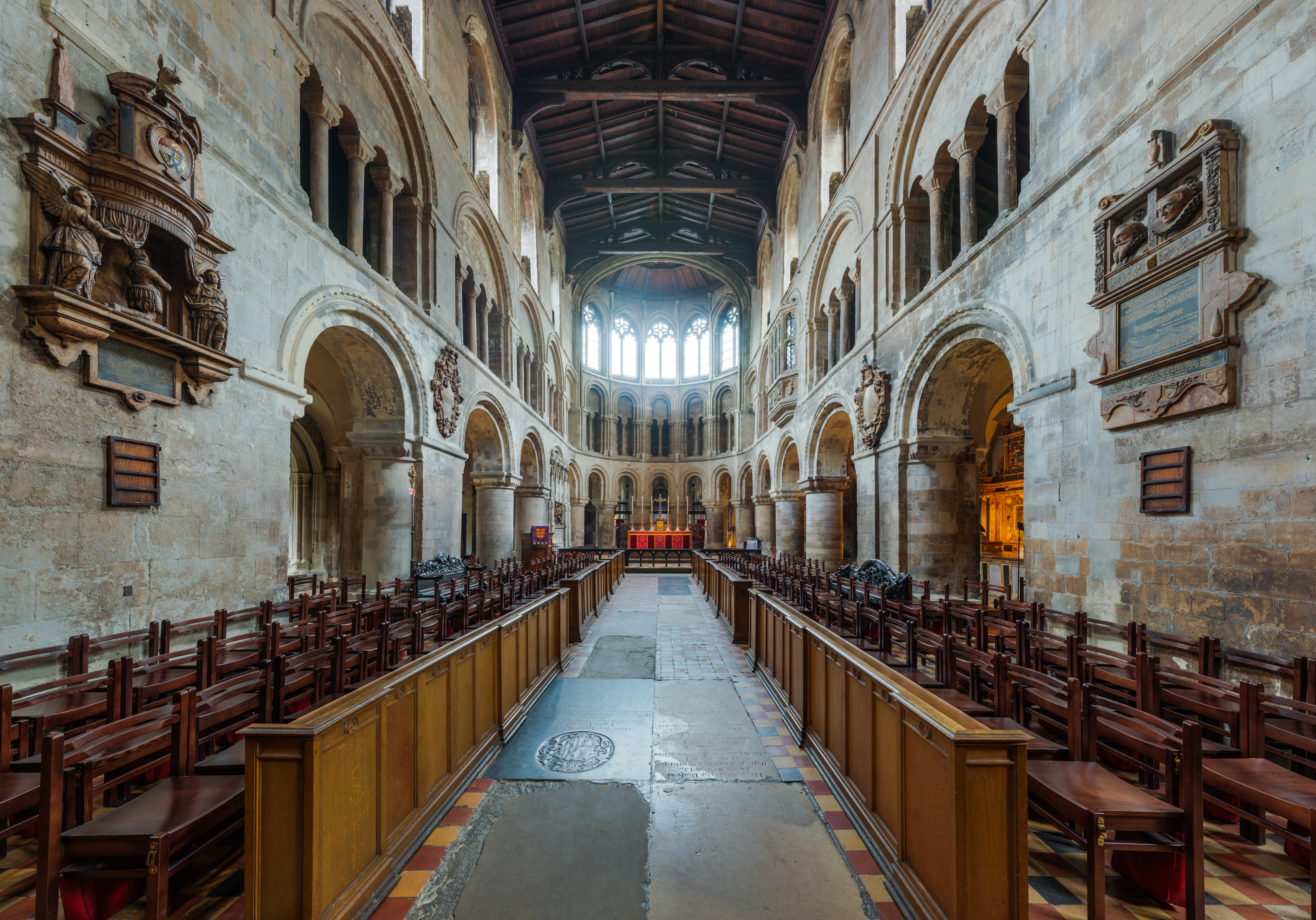
Il coro romanico della chiesa di San Bartolomeo il Grande (1123), la chiesa più antica del centro di Londra.
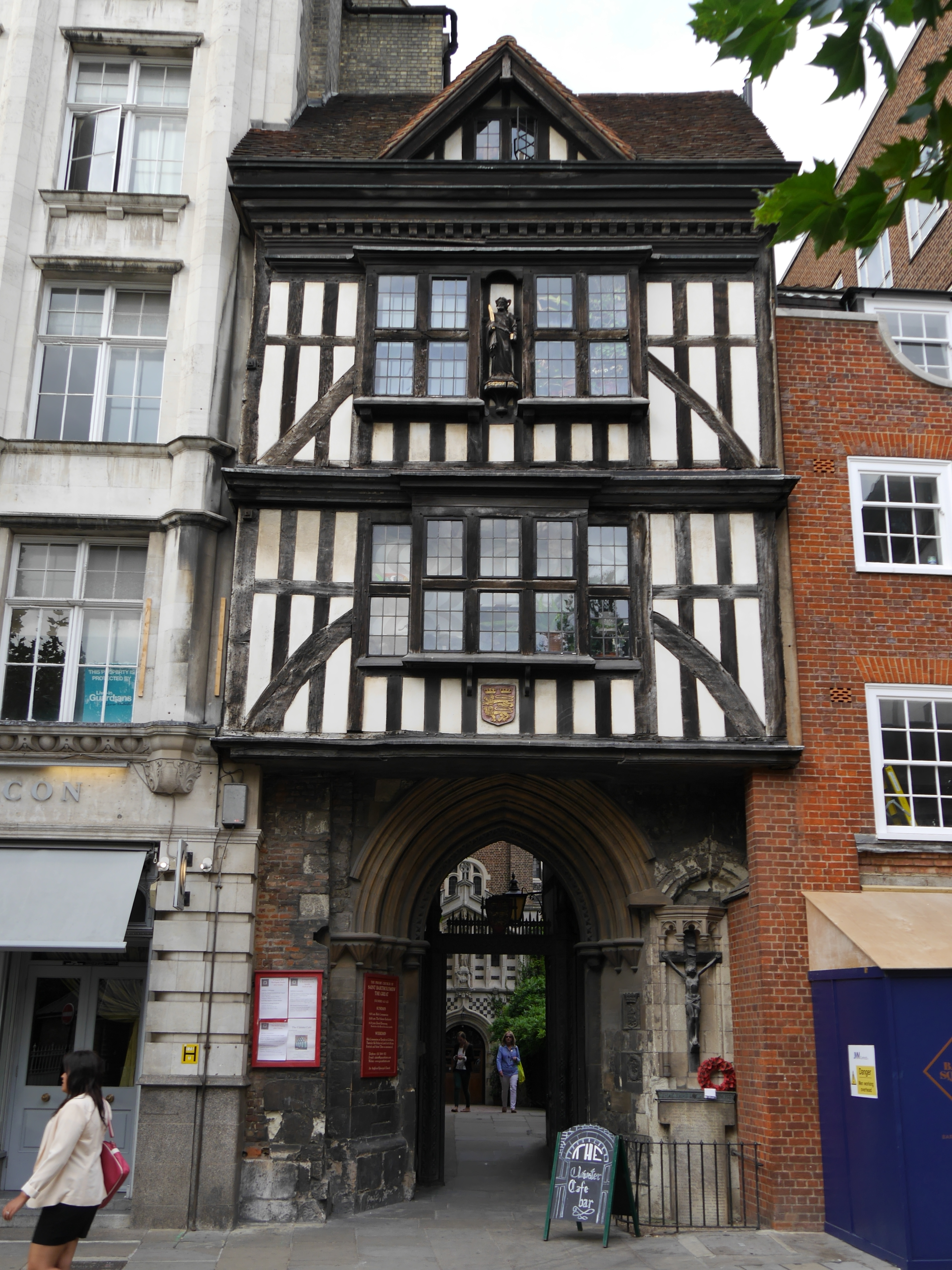
La portineria in legno di San Bartolomeo il Grande (XV secolo)
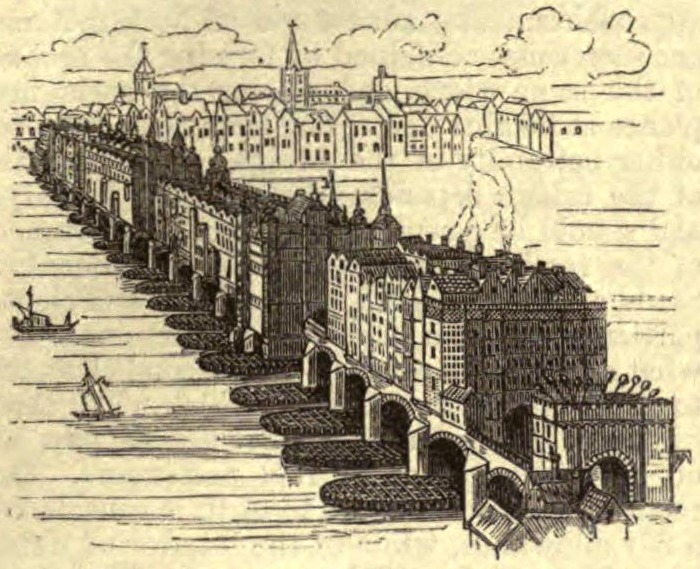
L'Old London Bridge, completato nel 1209.
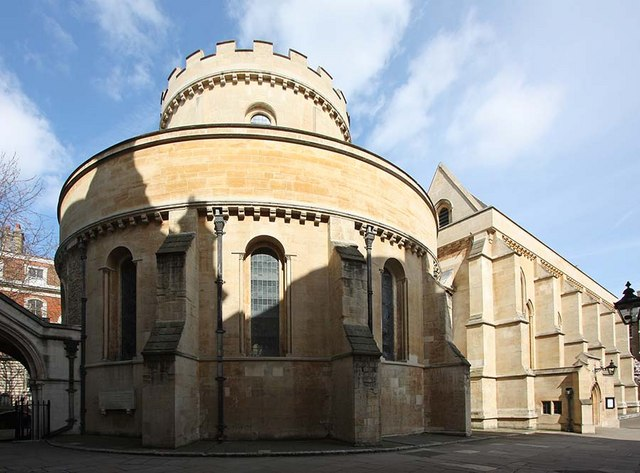
La chiesa del Tempio (XII secolo) un raro esempio di chiesa a pianta circolare, dei Cavalieri templari
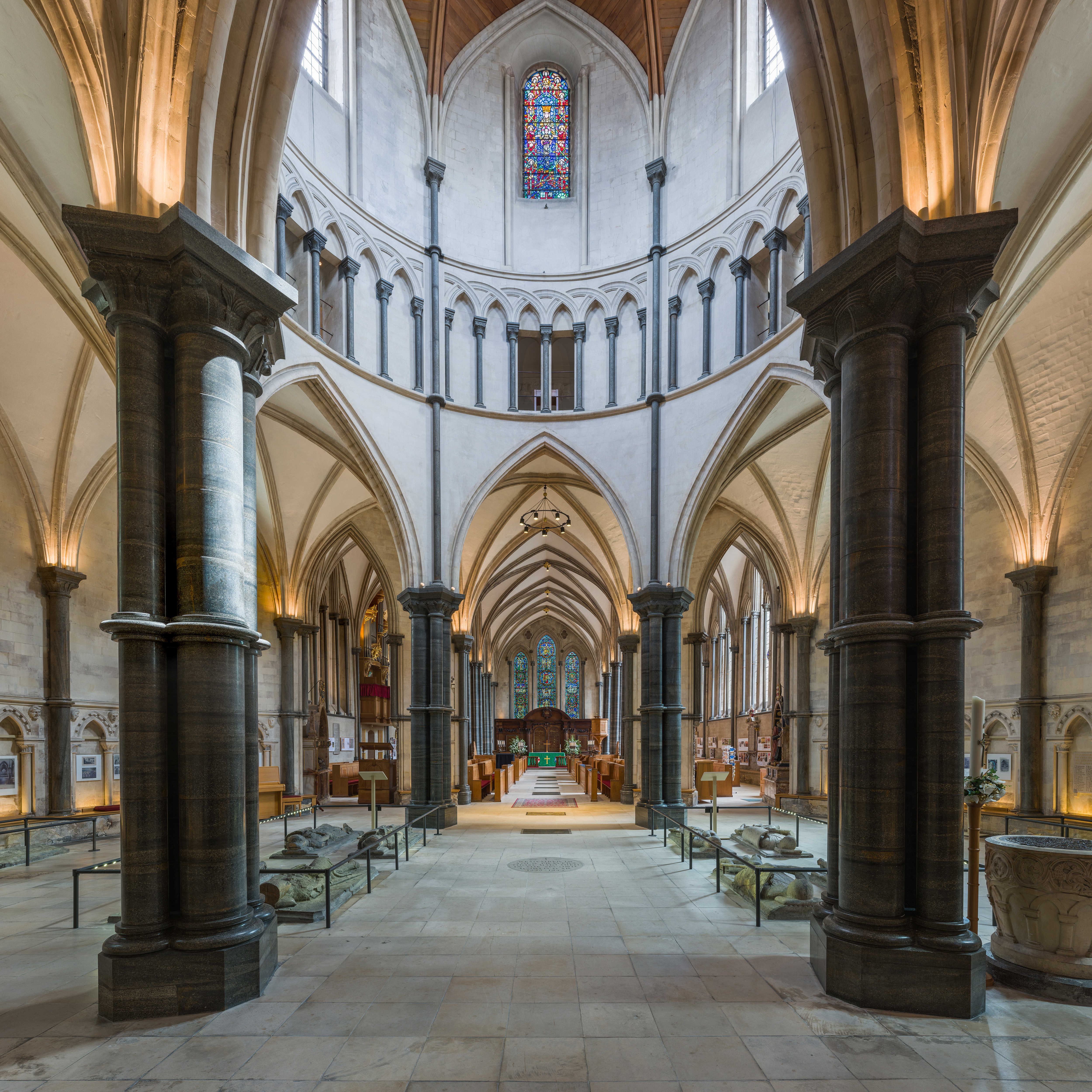
La chiesa del Tempio
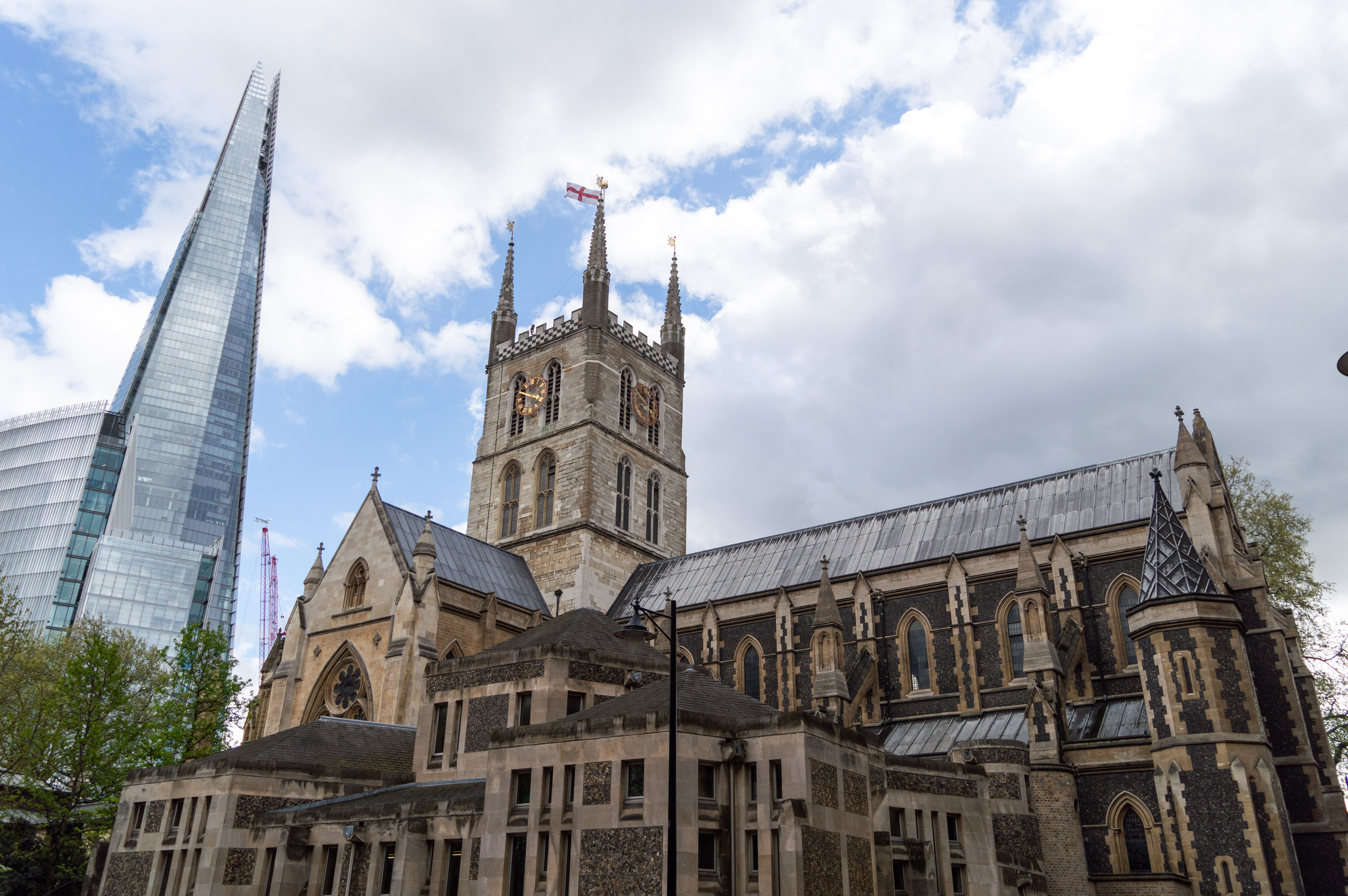
Cattedrale di Southwark: l'attuale chiesa risale al (1220–1420) e fu la prima chiesa gotica di Londra, modificata poi in modo sostanziale nel XIX secolo.
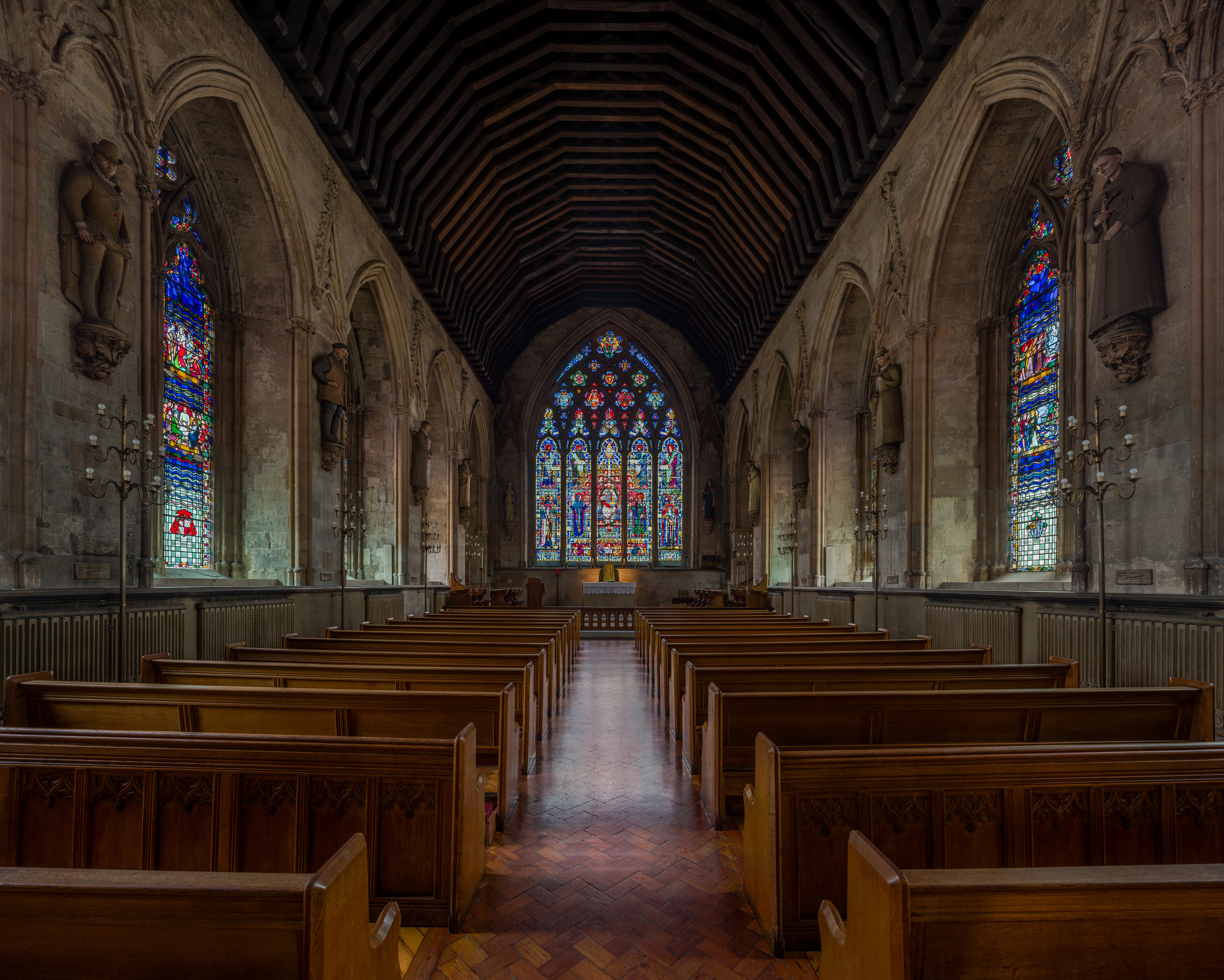
Chiesa di St Etheldreda (1290) in primo gotico, sopravvissuta al grande incendio.
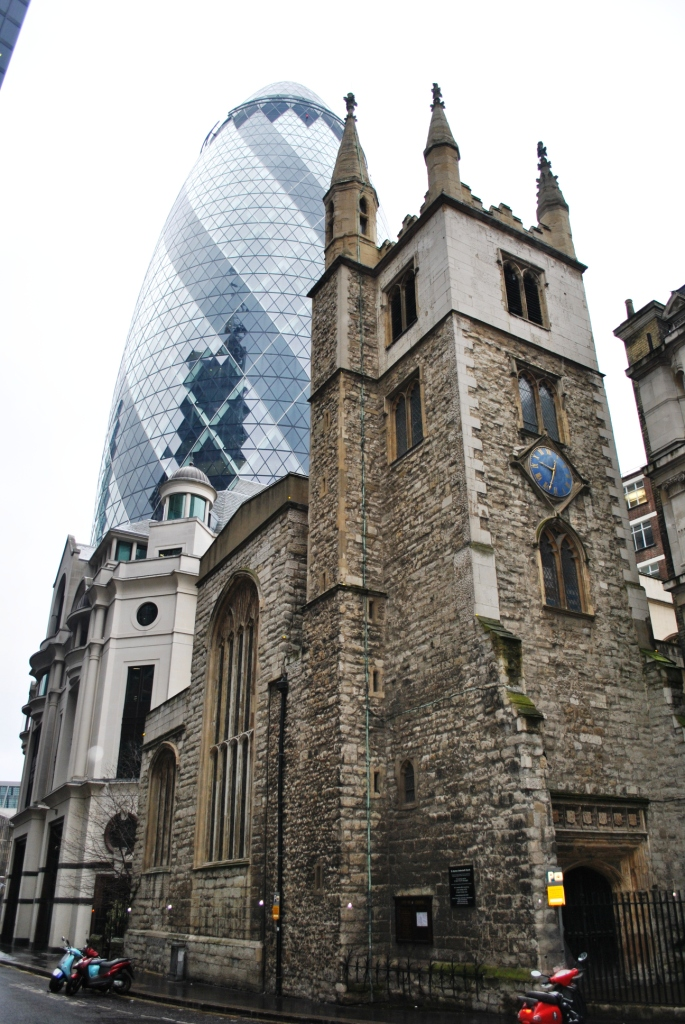
St Andrew Undershaft (1532), una delle poche chiese medievali sopravvissure al grande incendio.
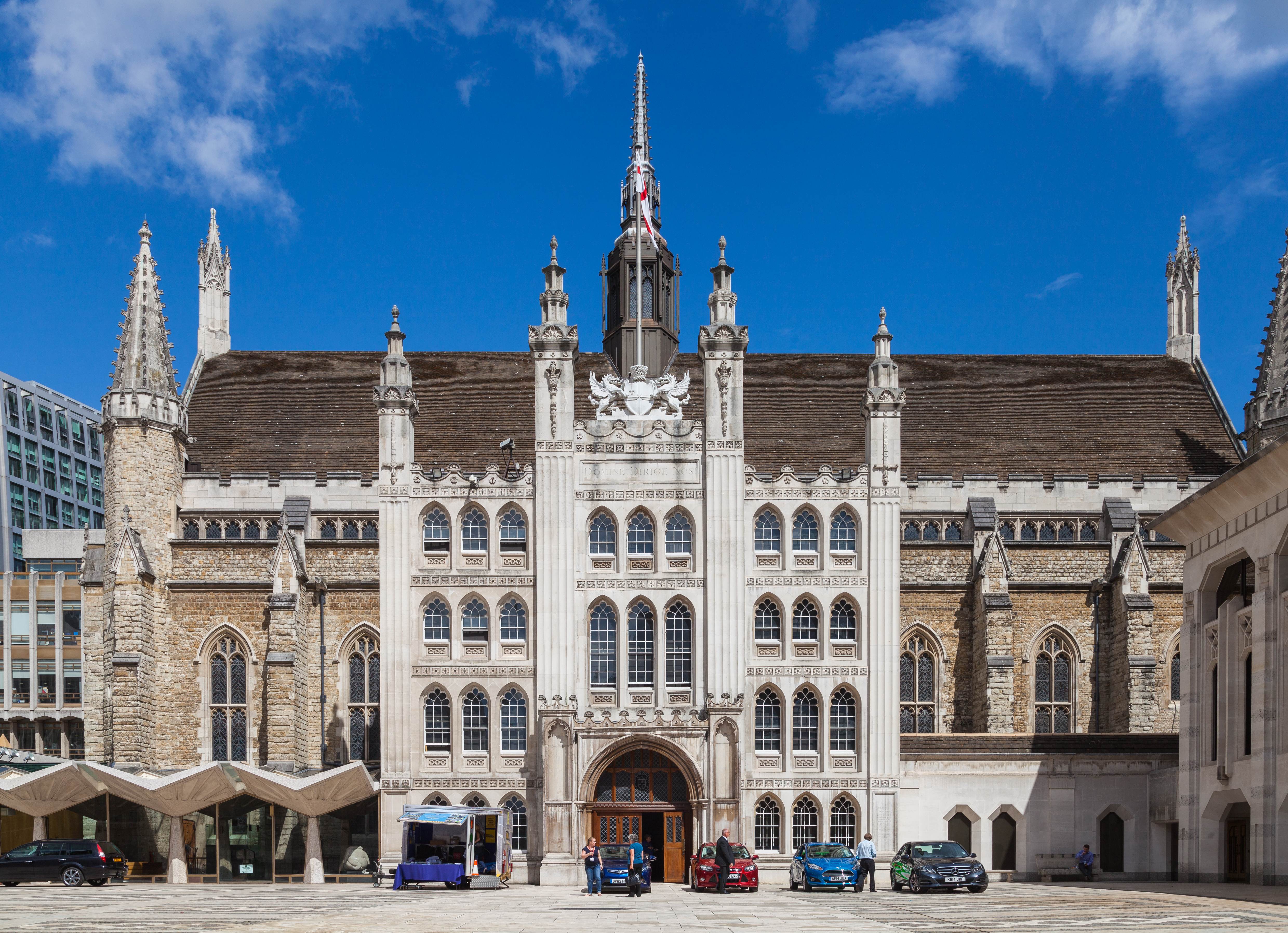
Guildhall, City di Londra, un complesso di edifici amministrativi, un tempo anche sede del municipio. La Grande sala risale al 1440 anche se poi pesantemente modificata
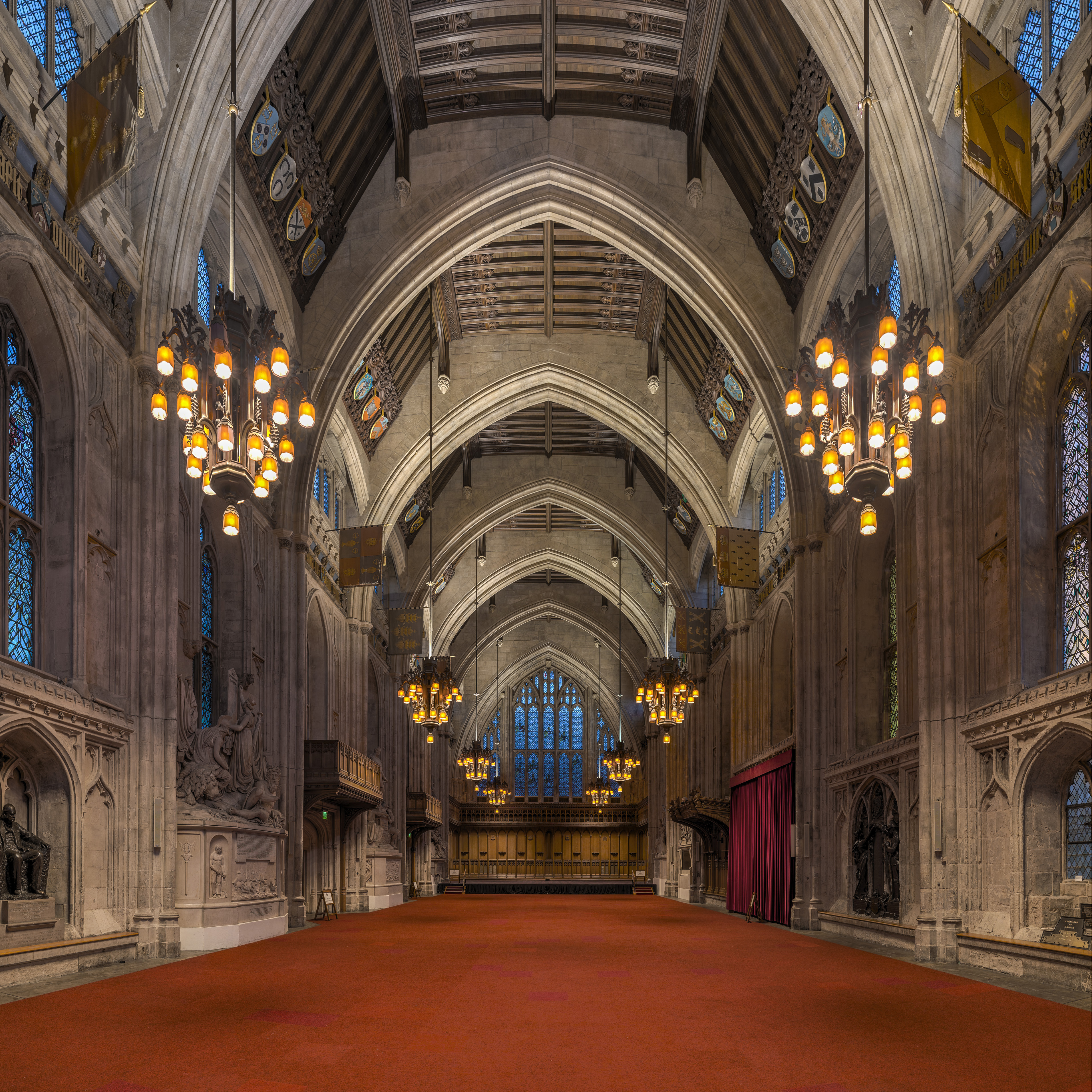
La grande sala di Guildhall (1440). Il tetto originale venne distrutto dai bombardamenti del 1940
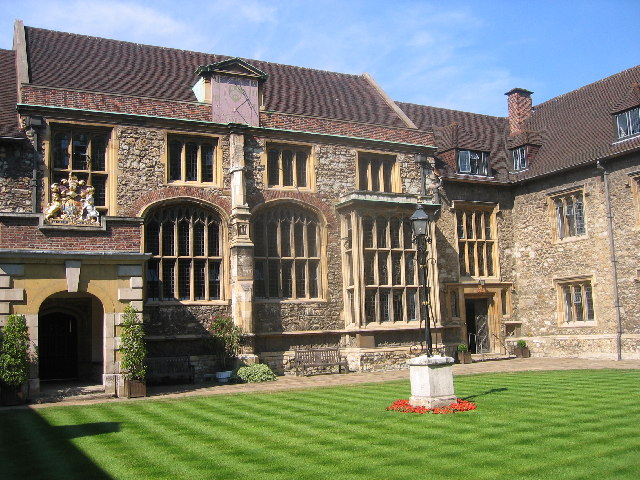
La grande sala della London Charterhouse (XIV secolo), un ex priorato convertito in manor house.
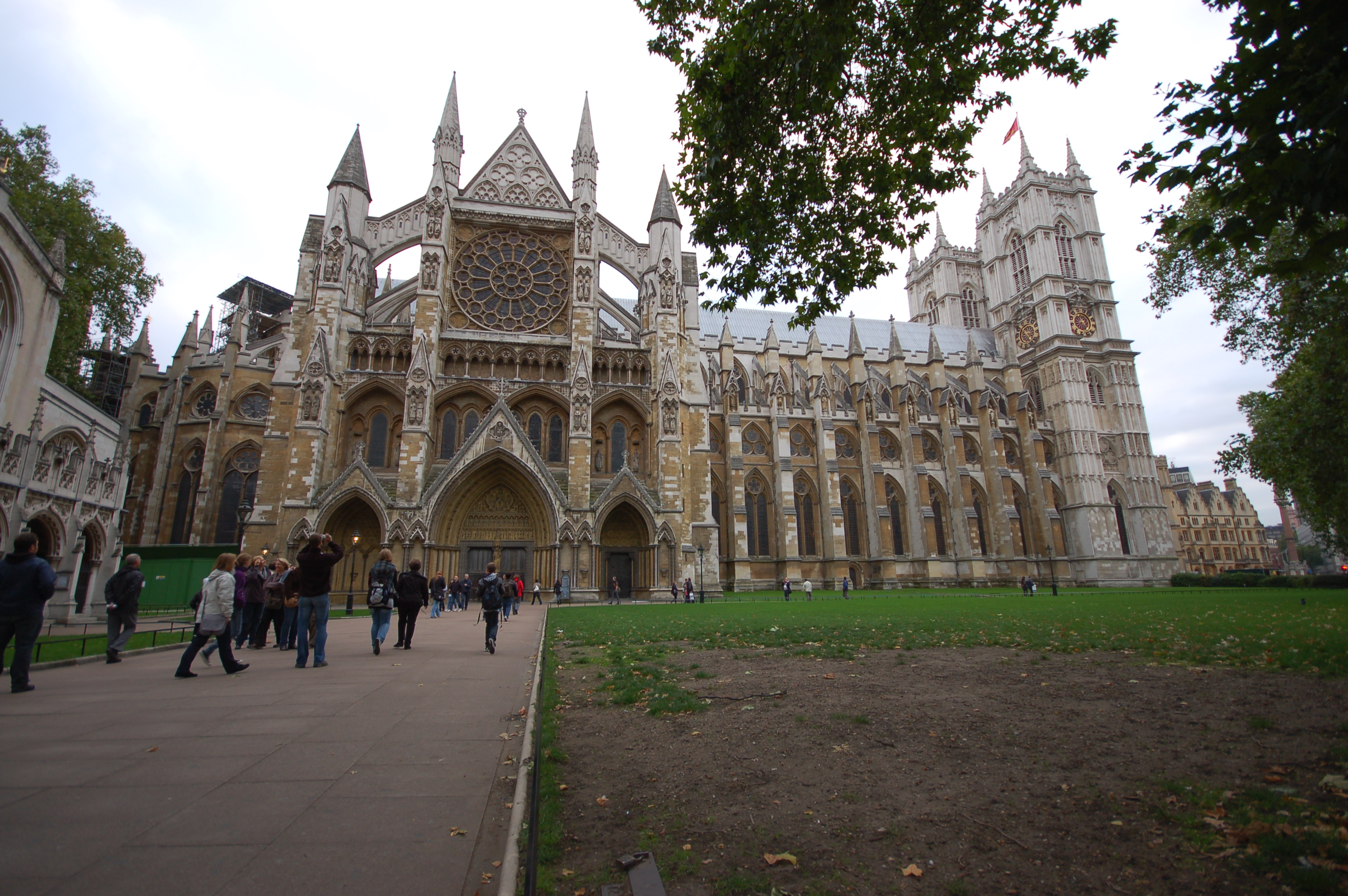
L'elevazione occidentale dell'abbazia di Westminster (XIII secolo)
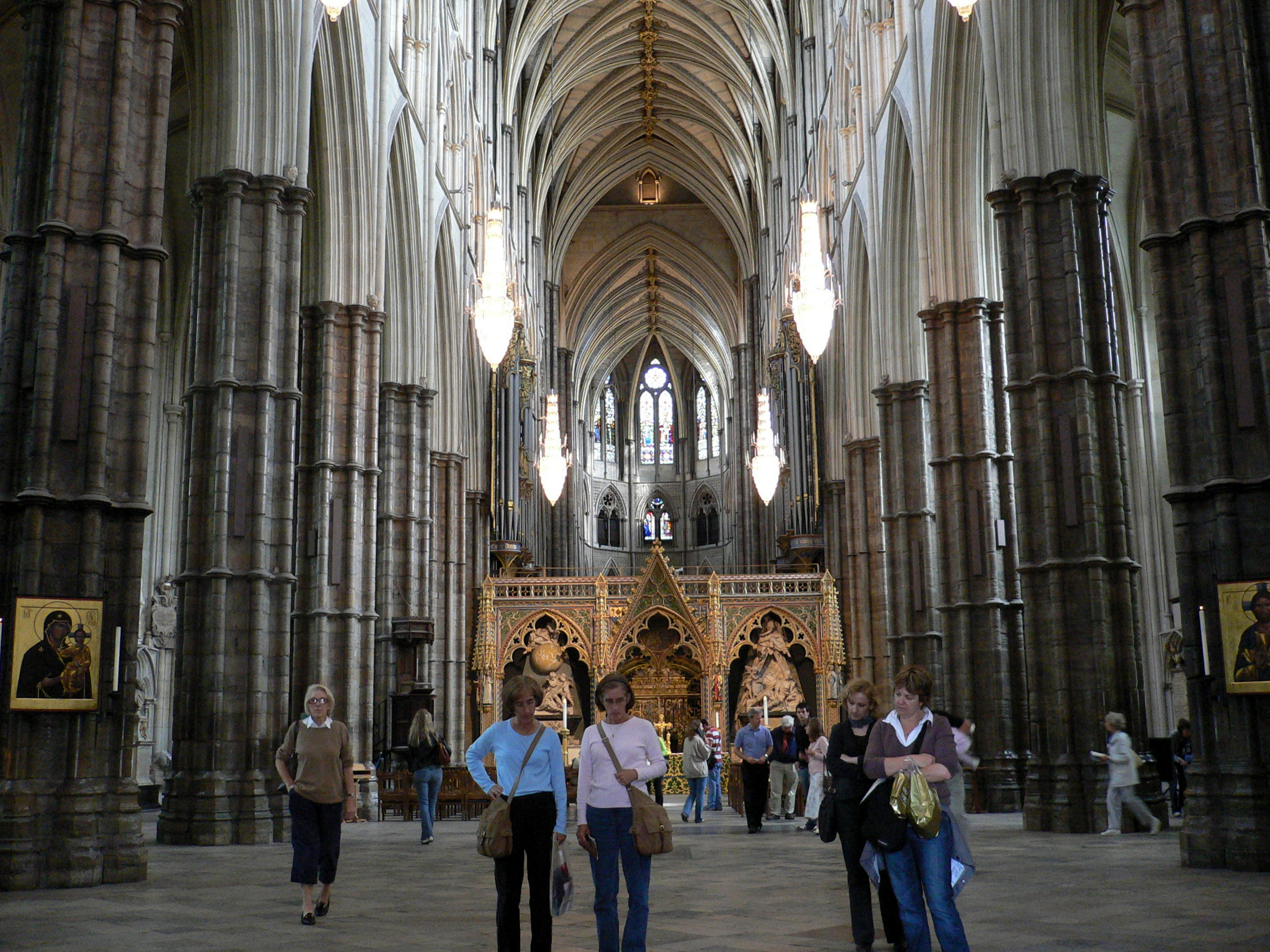
Navata dell'abbazia di Westminster (XIII secolo)
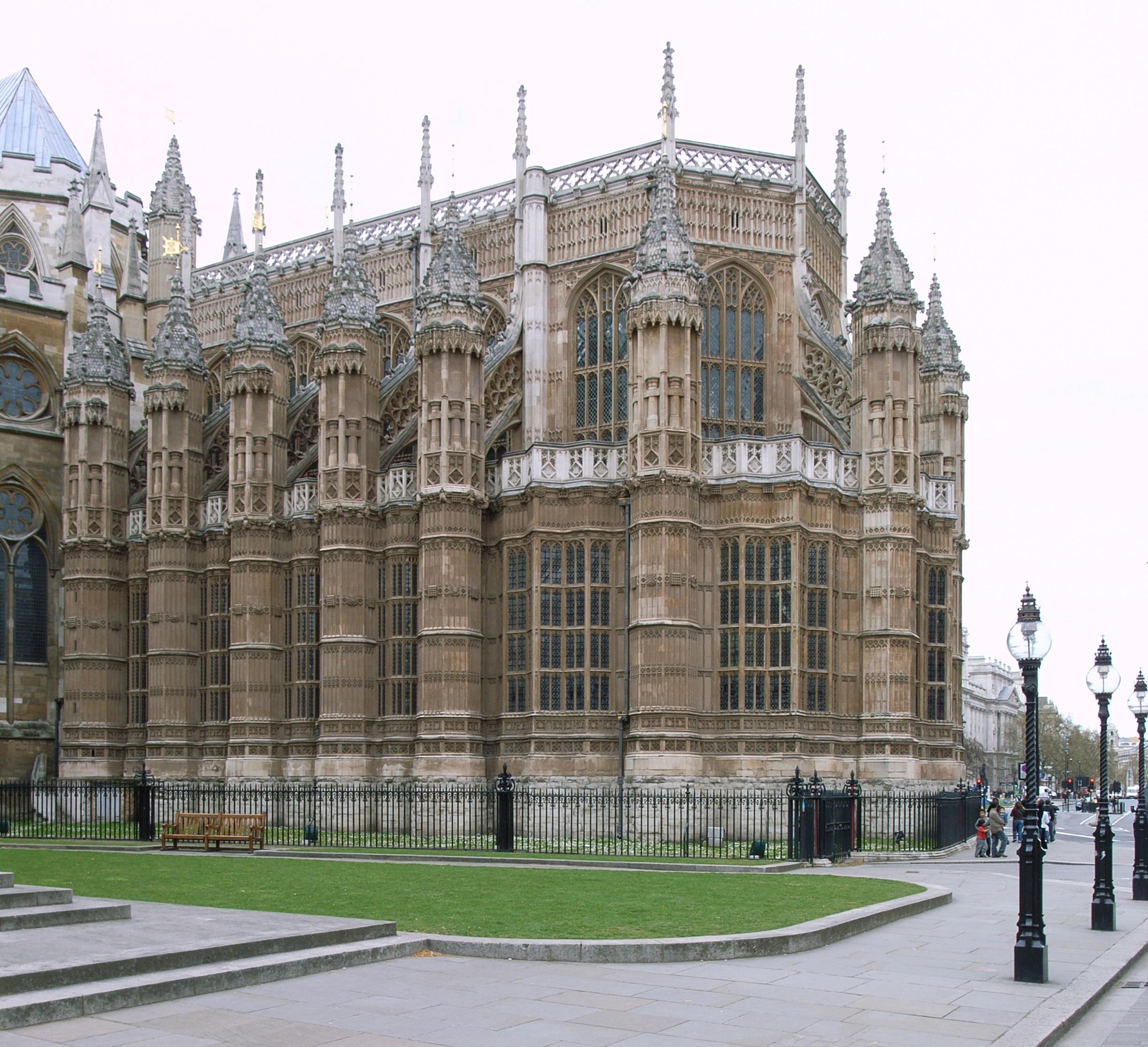
Cappella di Enrico VII dell'abbazia di Westminster (1509) un esempio di gotico perpendicolare inglese.
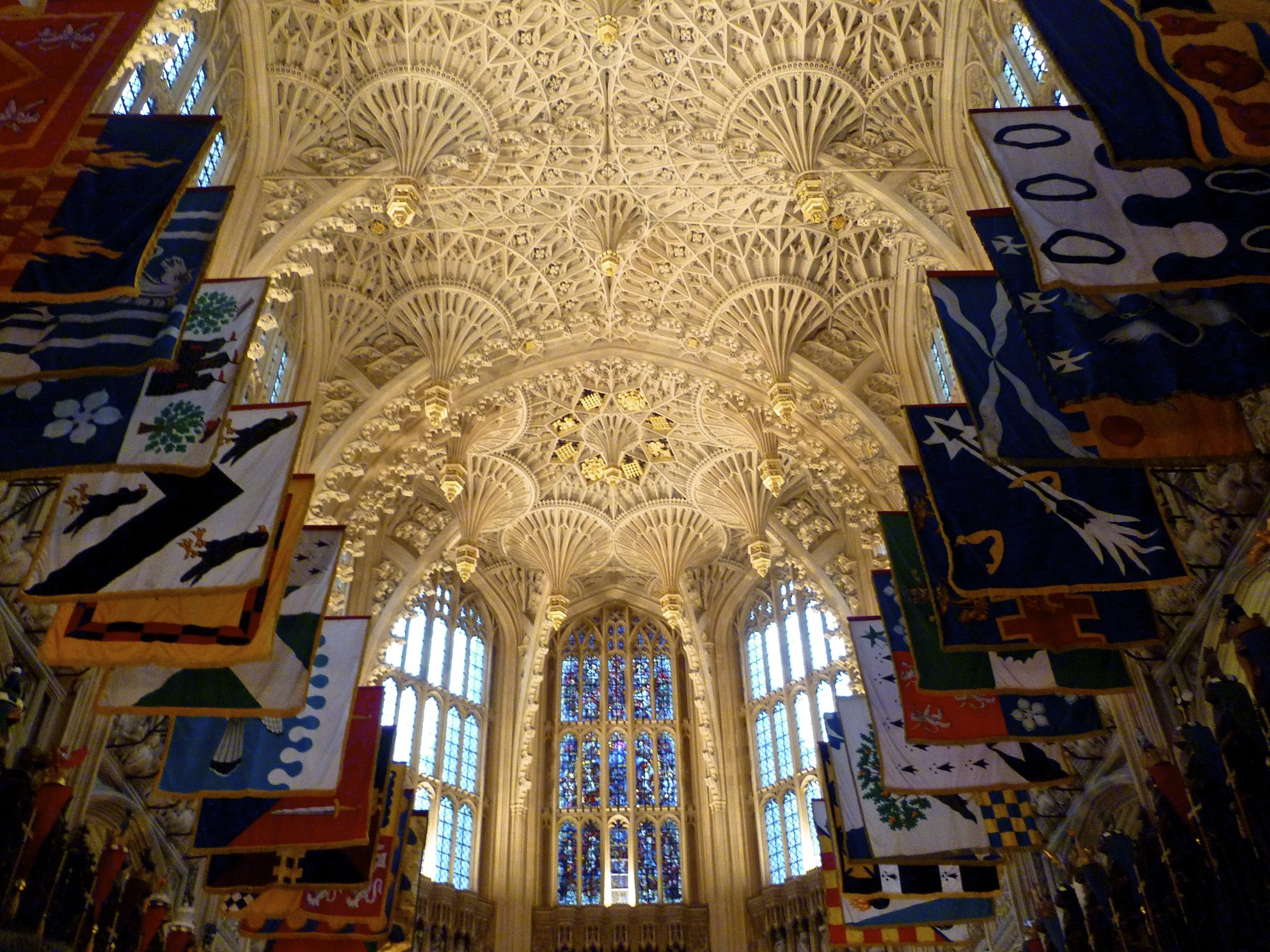
La volta molto elaborata della Cappella di Enrico VII nell'abbazia di Westminster (1509).
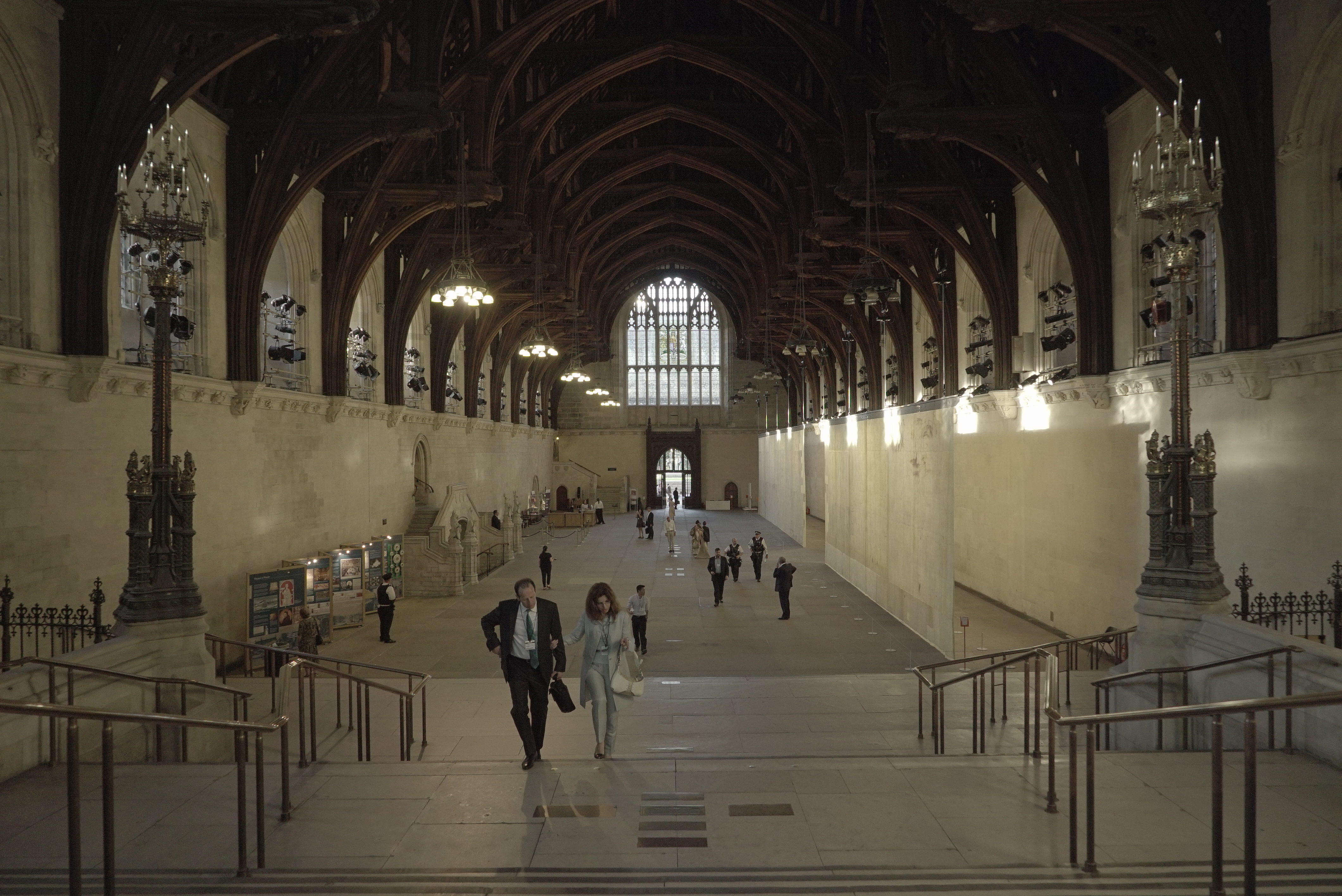
Westminster Hall, in origine costruita da Guglielmo II nel tardo XI secolo e poi ampliata da Riccardo II nel XIV secolo.
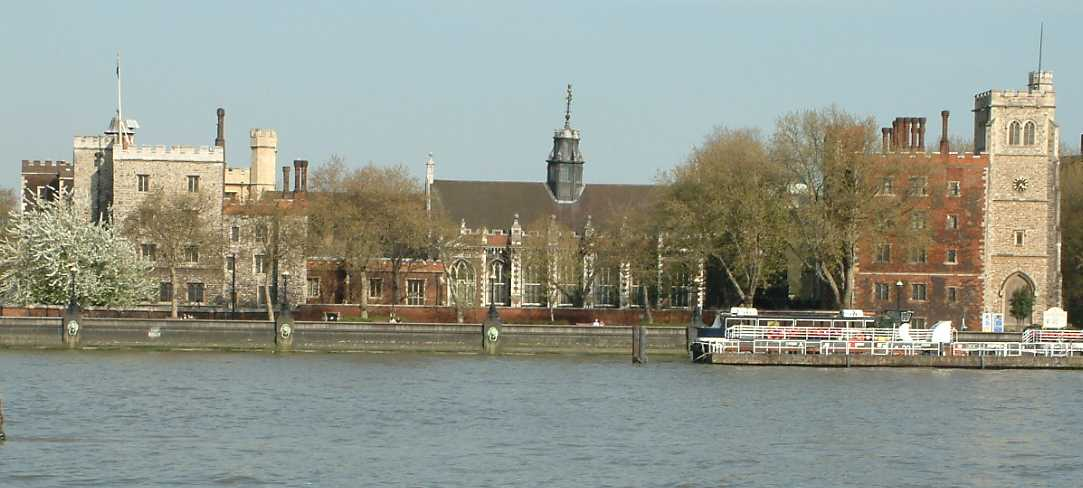
Lambeth Palace, residenza londinese ufficiale dell'Arcivescovo di Canterbury.
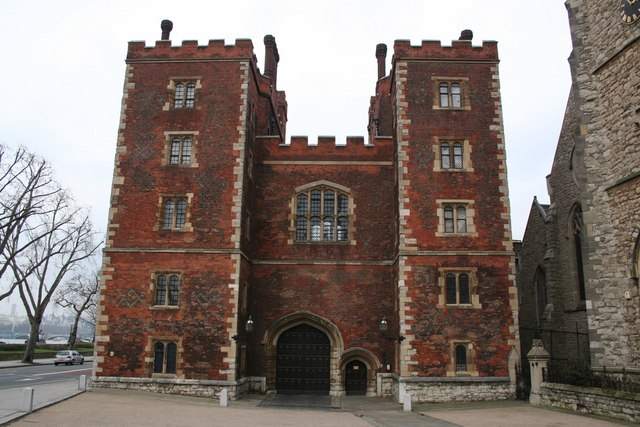
Portale Tudor in mattoni rossi del Lambeth Palace (1495).
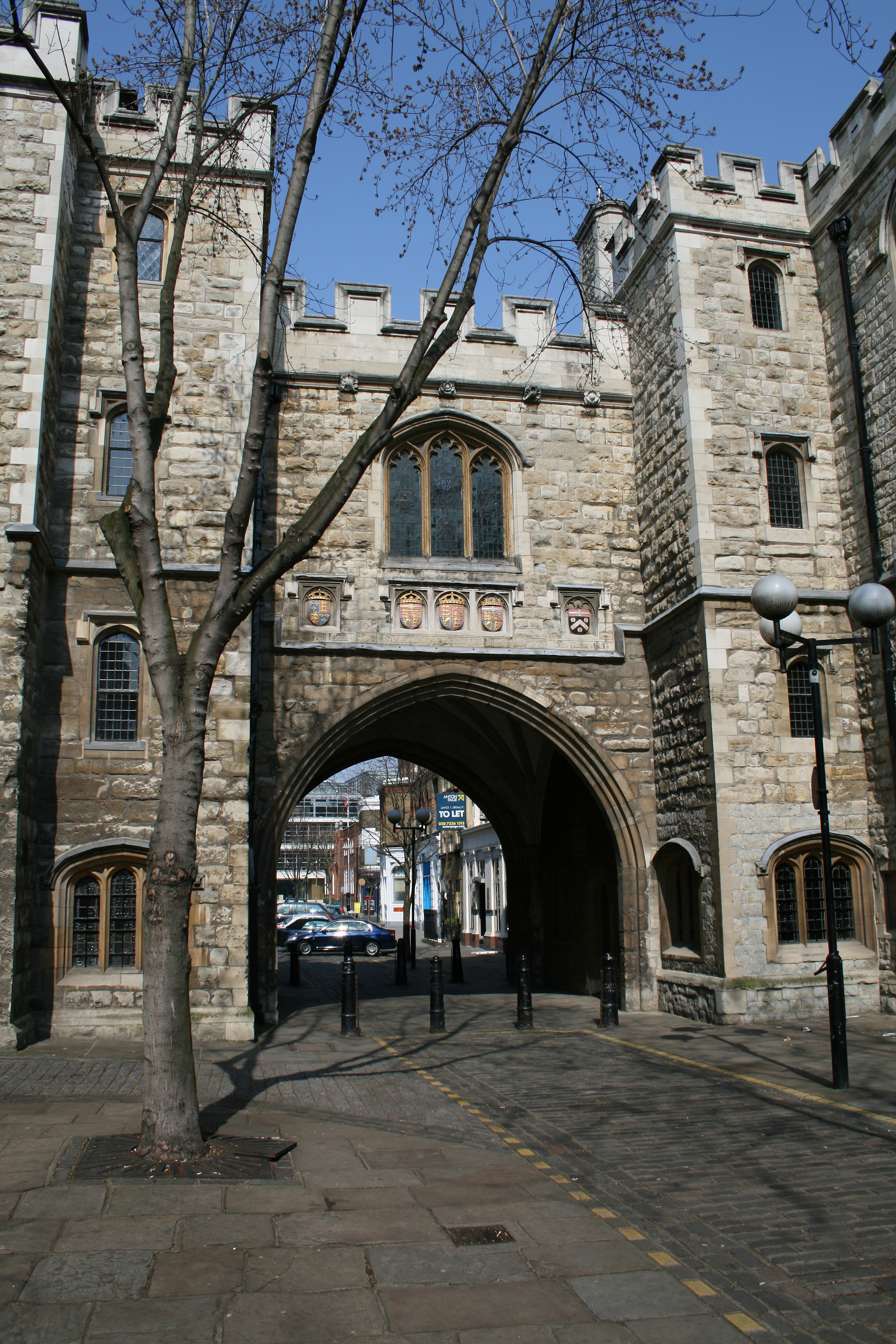
St John's Gate (1504) uno degli ultimi frammenti del priorato di Clerkenwell
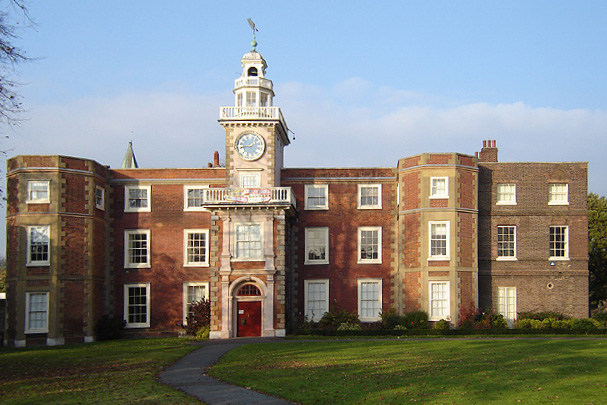
Bruce Castle (XVI secolo) una delle prime manor house Tudor a Tottenham, Nord di Londra, una delle più antiche case in mattoni d'Inghilterra.
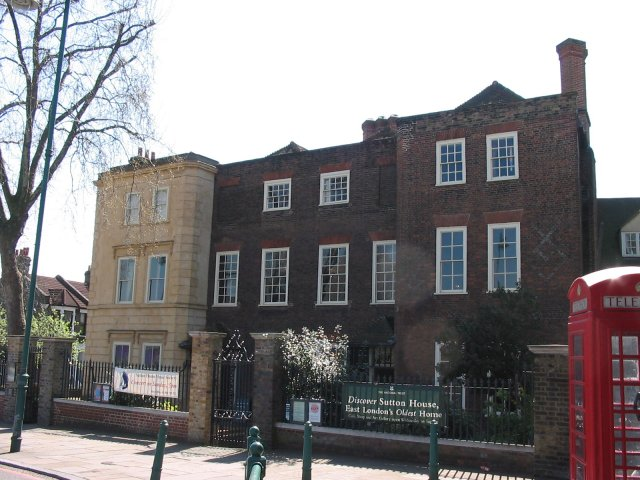
Sutton House (1535) una manor housa Tudor a Hackney.
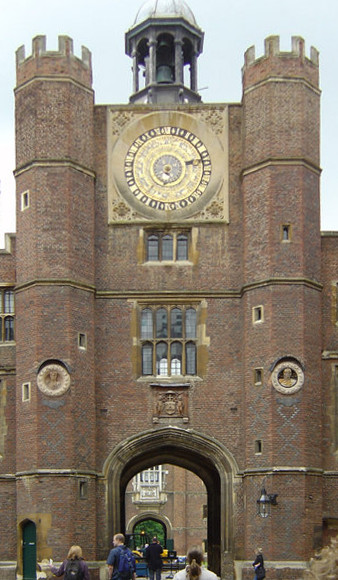
Porta di Anna Bolena, ad Hampton Court (1536). Il portale Tudor e l'orologio astronomico, fatto realizzare da Enrico VIII negli anni 1540 (C sulla piantina sopra). Due dei bassorilievi rinascimentali di Giovanni da Maiano sono incastonati nei mattoni.
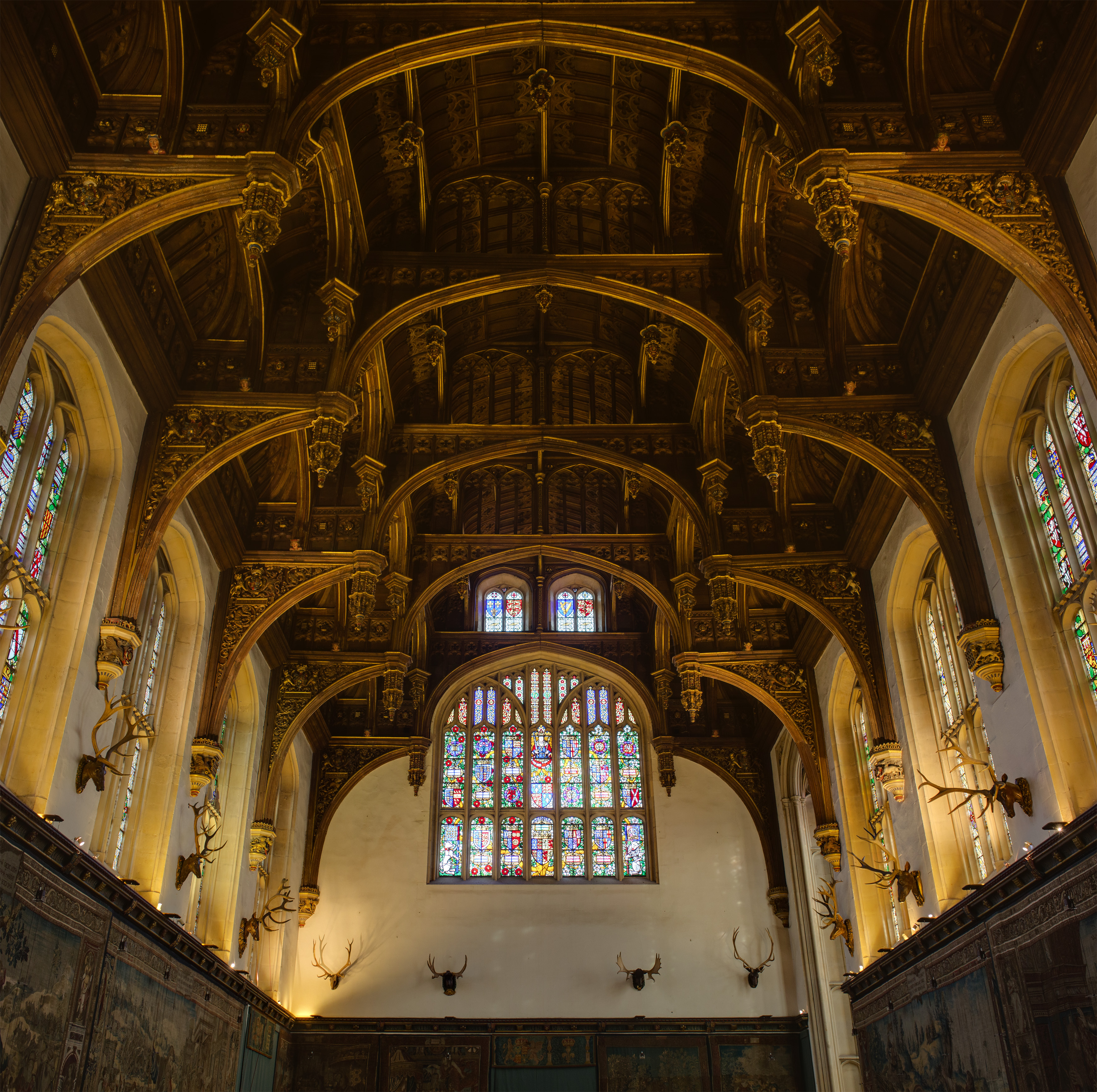
La grande sala di Hampton Court (1536) con il tetto a martello.
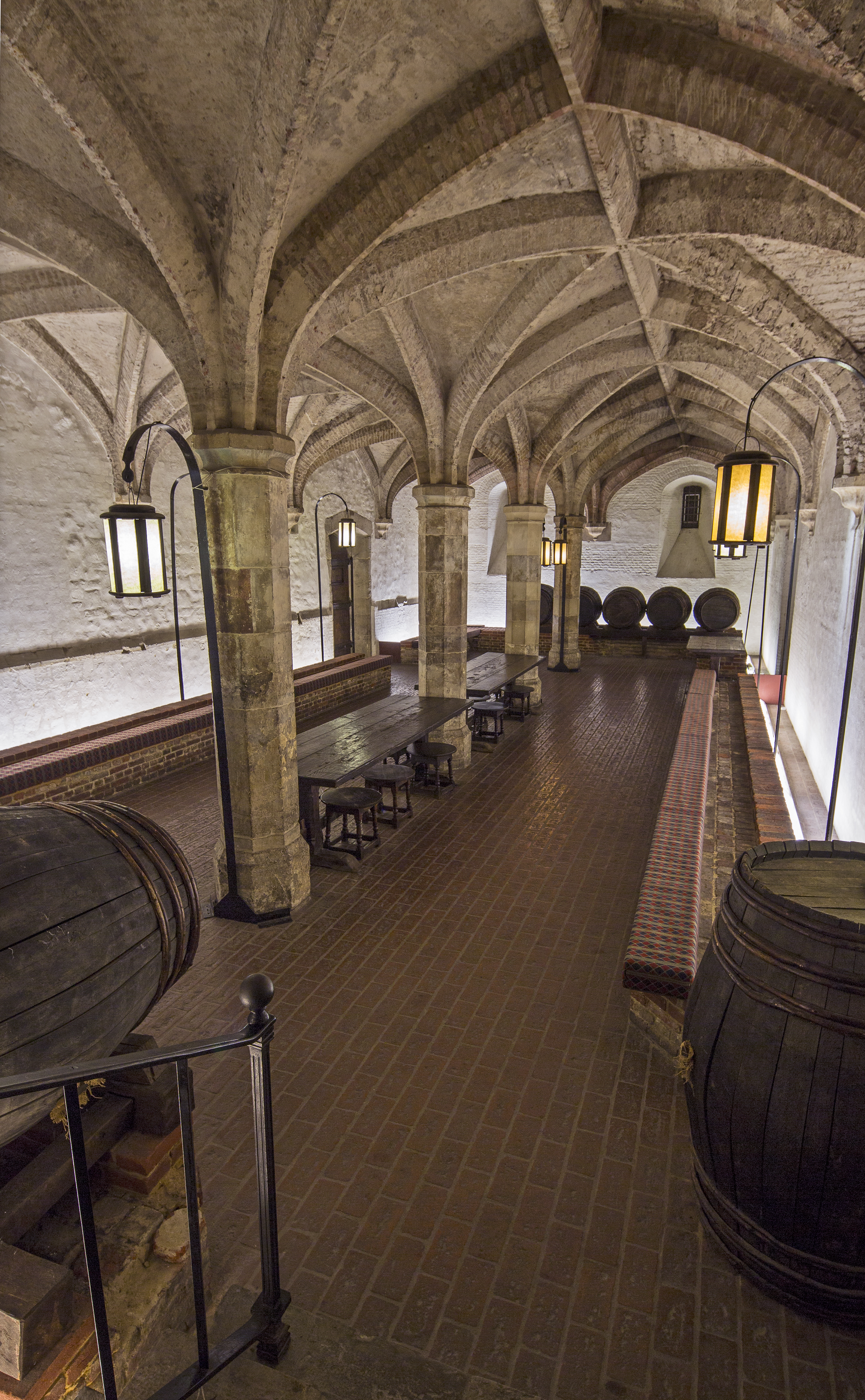
Cantina di Enrico VIII (XVI secolo), uno degli ultimi frammenti del Whitehall Palace
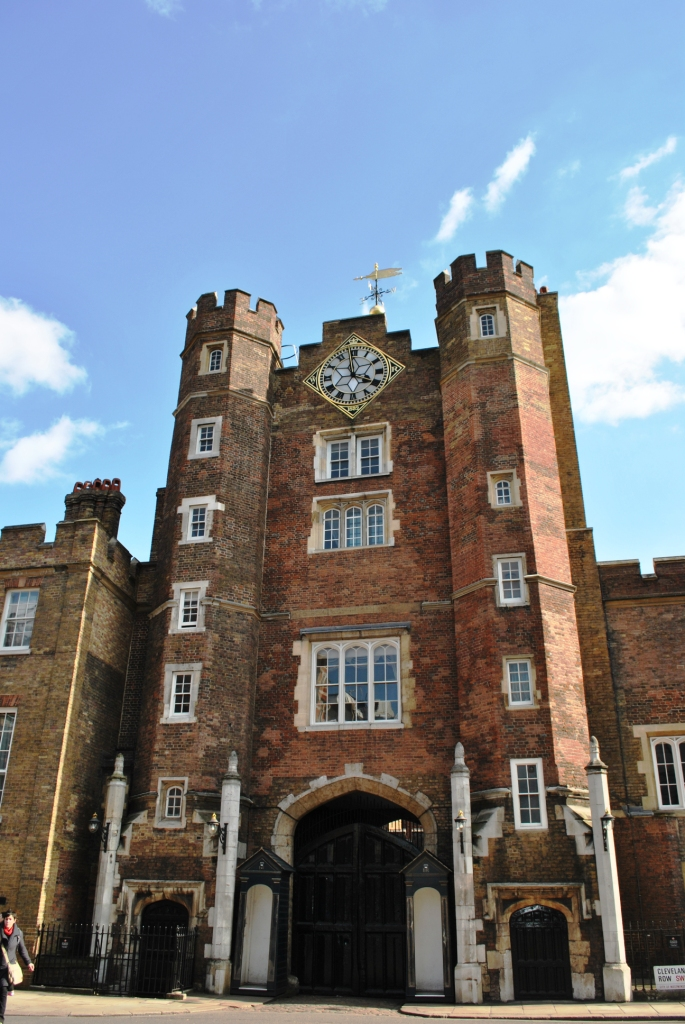
Il portale Tudor di St. James's Palace (1536)
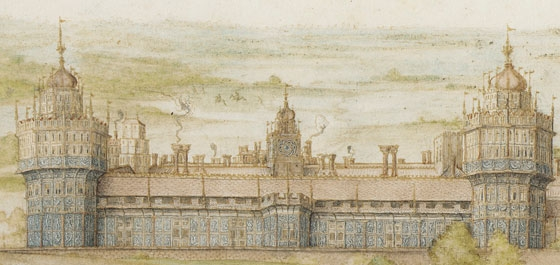
Nonsuch Palace iniziato nel 1538, uno stravagante edificio Tudor, a Greenwich, commissionato da Enrico VIII. Fu demolito nel XVII secolo.
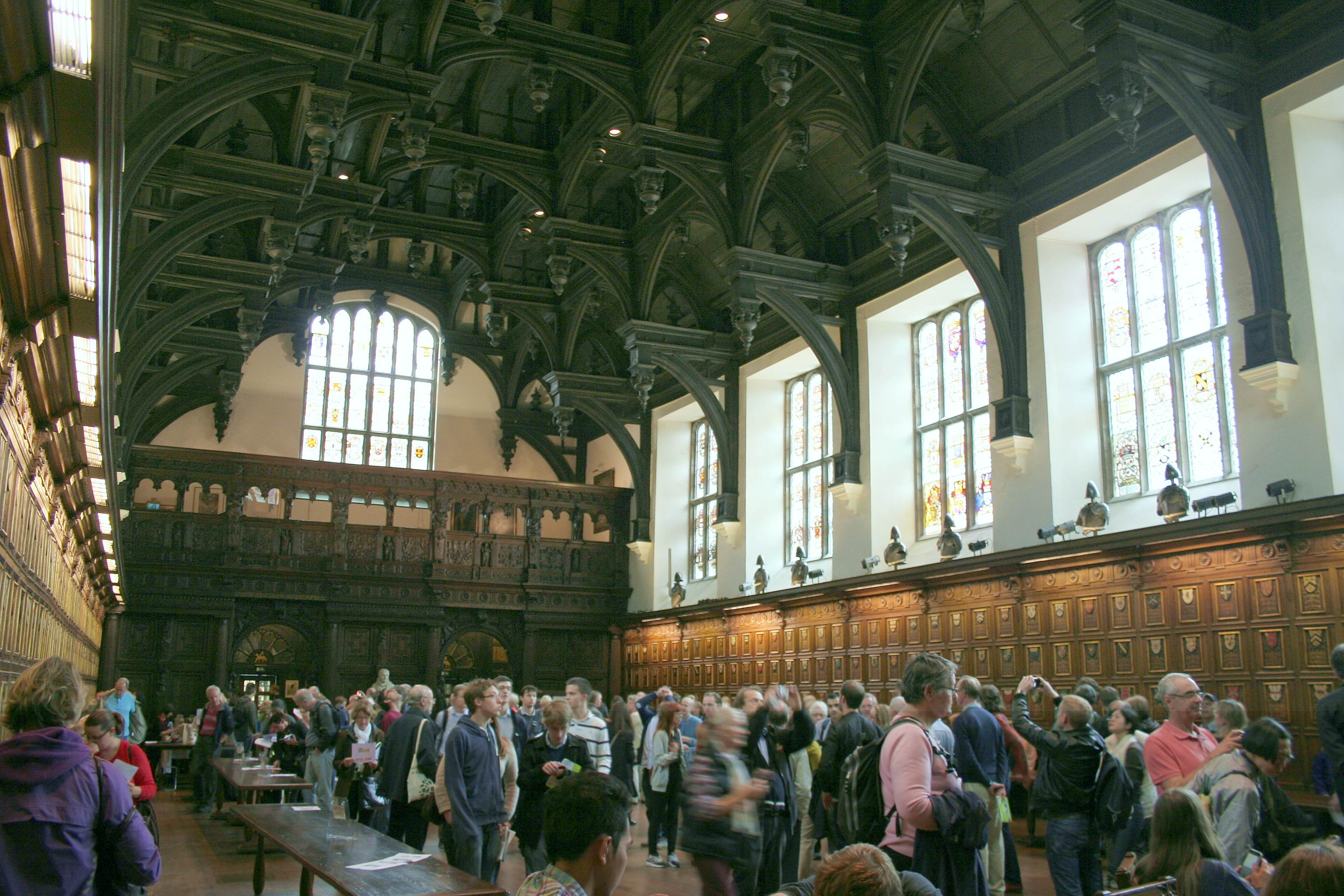
Il tetto a martello di Middle Temple Hall (1572)
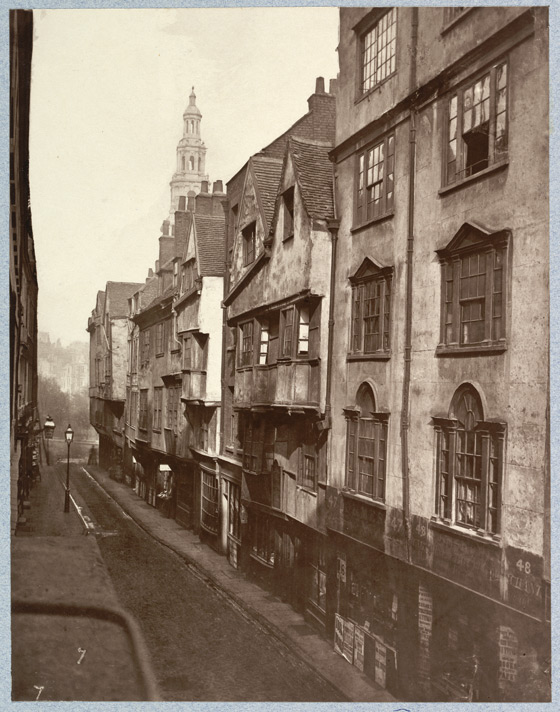
Wych Street, una strada di case a graticcio del XVI secolo che fu demolita nel periodo edoardiano.
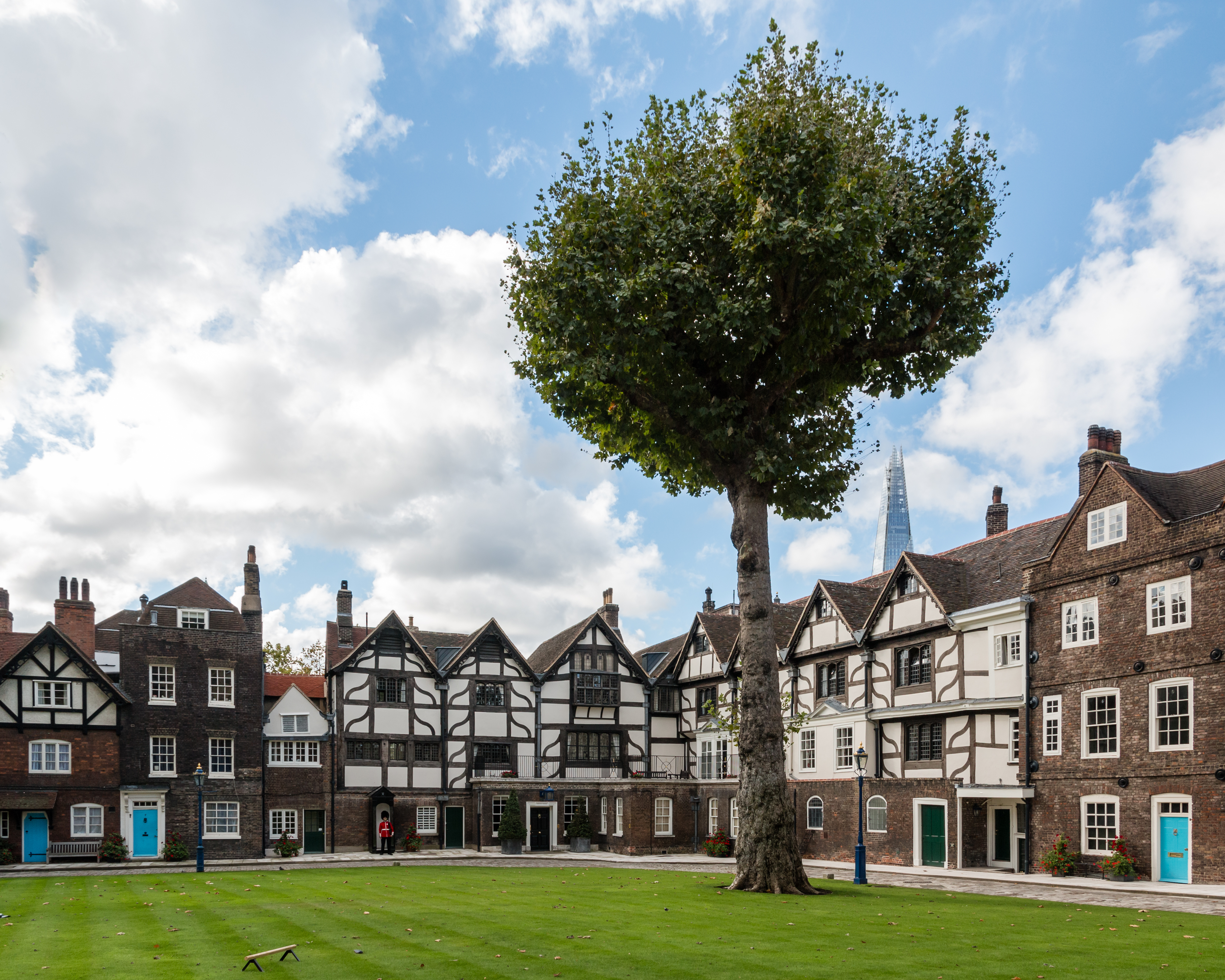
Case a graticcio all'interno del complesso della Torre di Londra (XV-XVI secolo)
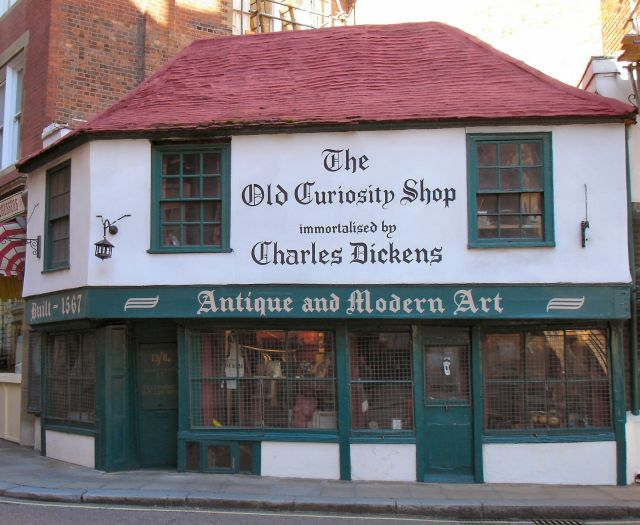
The Old Curiosity Shop (1567) fatto realizzare da Charles Dickens per scrivere il romanzo omonimo
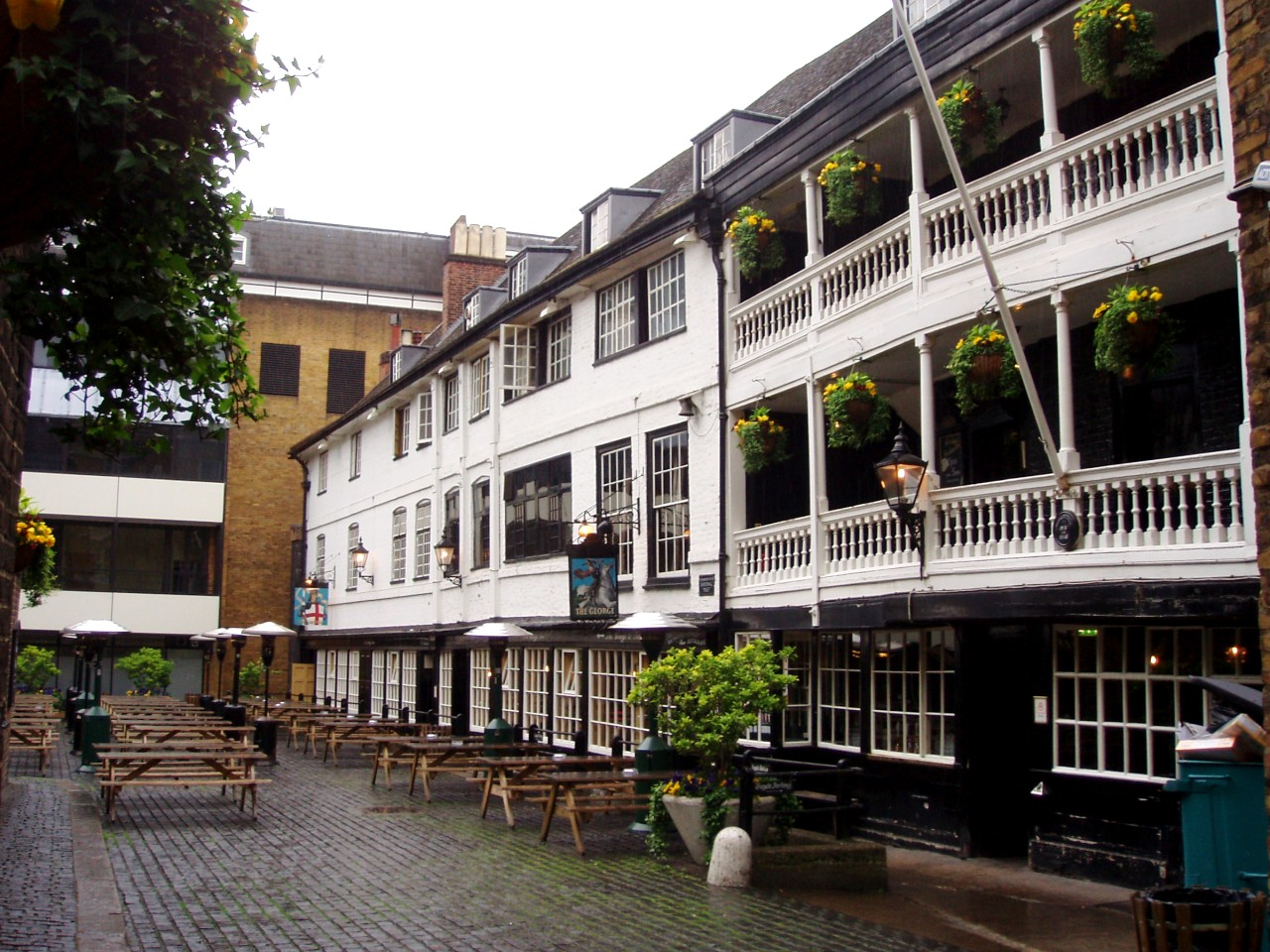
The George Inn, Southwark (XVI secolo). L'ultimo edificio medievale sopravvissuto a Londra (deposito per le carrozze). Era frequentato da Charles Dickens.
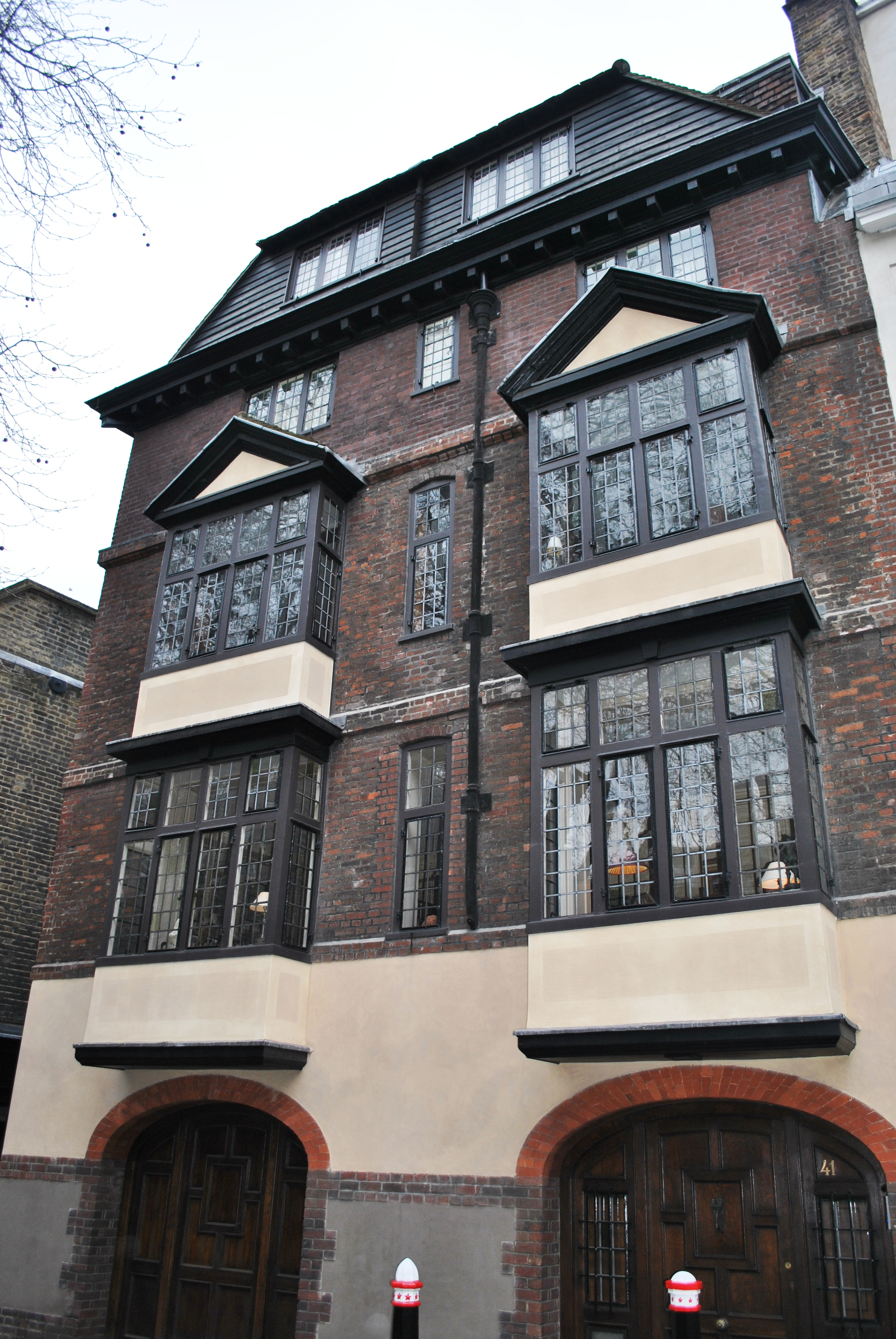
41 Cloth Fair (1597) la più antica casa al centro di Londra

## Londra degli Stuart: Inigo Jones e l'ascesa del neoclassicismo (1603–1666)

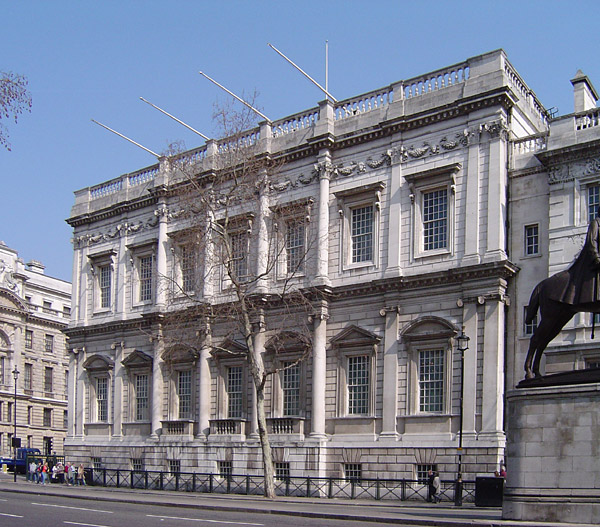
Banqueting House (1622) di Inigo Jones fu uno dei primi edifici classici di Londra.

Il primo periodo Stuart, prima dello scoppio della Guerra civile inglese, è significativo nella storia dell'architettura londinese poiché vide l'arrivo tardivo dello stile neoclassico, un secolo dopo la prima ricomparsa in Italia tra la fine del XV e l'inizio del XVI secolo. L'architetto preminente in questa pietra miliare architettonica fu Inigo Jones, che fu nominato ispettore delle opere del Re nel 1615. Avendo viaggiato in giro per l'Italia e possedendo una copia di I quattro libri dell'architettura di Andrea Palladio, fu uno dei primi architetti inglesi ad essere fermamente influenzato dall'architettura classica, sia dell'antichità classica che del revival dello stile incarnato dall'opera dell'architetto italiano Andrea Palladio che fu colui che più fortemente influenzò il suo lavoro. La sua prima opera importante completata nel centro di Londra fu Banqueting House a Whitehall (1622), un'estensione del Palazzo di Whitehall, per lo più medievale, con una facciata palladiana in Pietra di Portland e un bel soffitto dipinto dal famoso pittore fiammingo Peter Paul Rubens. Essendo il primo edificio veramente neoclassico di Londra, allora ancora una città medievale primitiva prevalentemente con strutture in legno, è un edificio estremamente significativo nella storia dell'architettura londinese, descritto da Eric de Mare come:
(Eric de Mare)

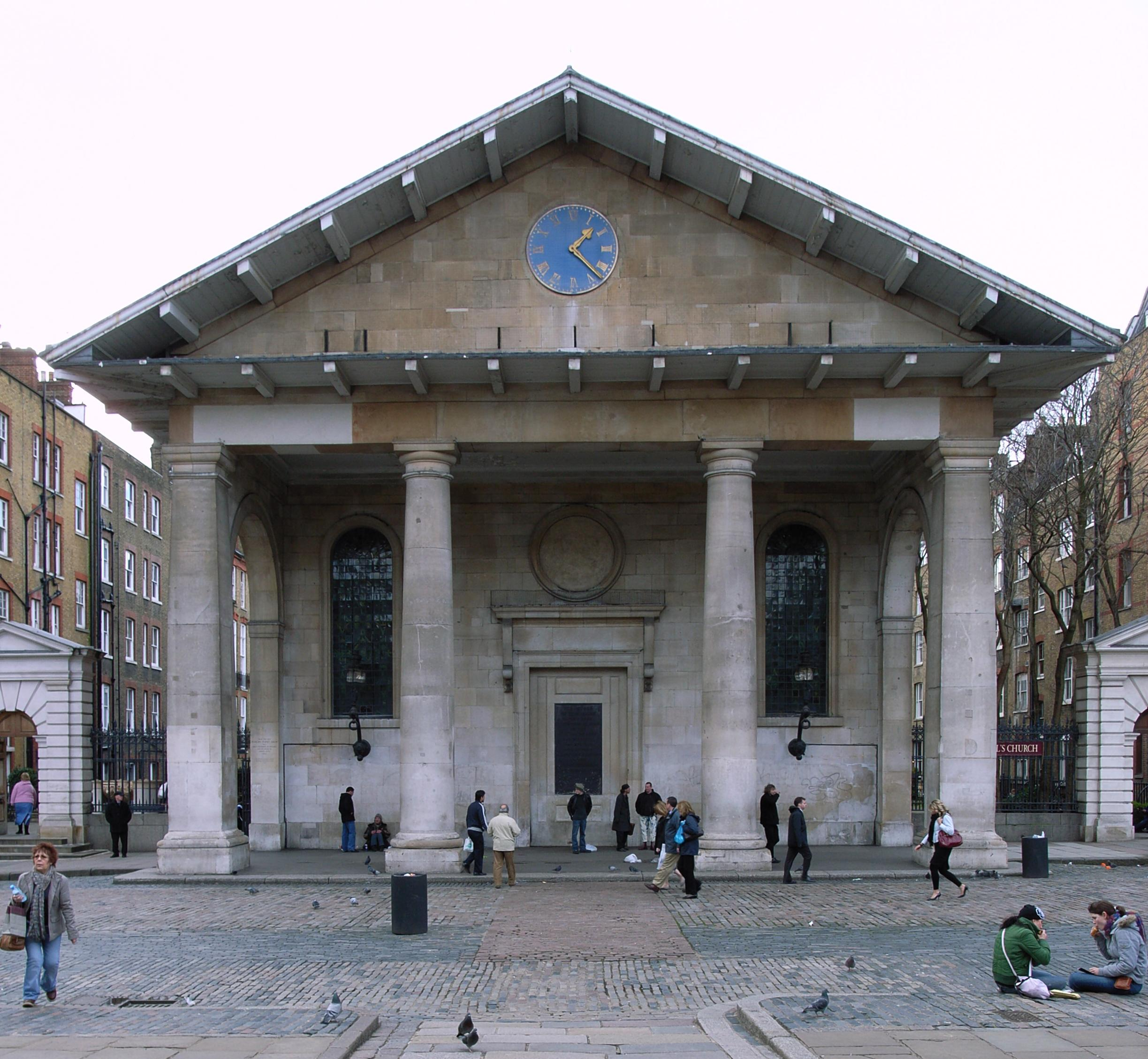
St Paul's, Covent Garden (1633), prima chiesa neoclassica di Londra di Inigo Jones ed edificio centrale della piazza Covent Garden.

Un'altra commissione reale, Queen's House a Greenwich, fu completata nel 1633 e mostra ancora lo stile purista palladiano di Jones che non rispecchiava l'esuberante barocco che era allora di moda nell'Europa continentale. Tuttavia, forse la commissione architettonica più significativa di Jones fu la riqualificazione del Covent Garden. Nel 1630 fu incaricato, dal conte di Bedford, di riqualificare l'area nella parte occidentale della città con belle case per attirare ricchi inquilini. Tra il 1630 e il 1633 Jones progettò e costruì la prima piazza moderna di Londra; una piazza in stile classico fiancheggiata da case a schiera colonnate e la chiesa di St Paul's sul lato occidentale: la prima chiesa di Londra costruita in stile neoclassico, notevole per il suo monumentale portico tuscanico. La piazza divenne un progetto per le piazze alla moda costruite attraverso il West End nell'età georgiana e la chiesa di St Paul divenne un progetto architettonico per le chiese barocche costruite da Wren dopo il Grande incendio di Londra. Lo scoppio della Guerra civile inglese, nel 1642, interruppe notevolmente l'attività edilizia in Inghilterra e dopo la vittoria parlamentare Jones fu pesantemente ostracizzato a causa dei suoi stretti legami con Carlo I. Morì in povertà nel 1652.
Le sue opere londinesi la Banqueting House, Queen's House, St Paul's Covent Garden e Queen's Chapel sopravvivono ancora oggi. Anche Lindsey House (1640) su Lincolns Inn Fields, un'antica residenza palladiana, probabilmente di Jones. Nonostante la sua breve carriera architettonica e le poche opere sopravvissute, l'introduzione da parte di Jones dell'architettura neoclassica in Inghilterra è una delle pietre miliari più significative nella storia dell'architettura inglese.

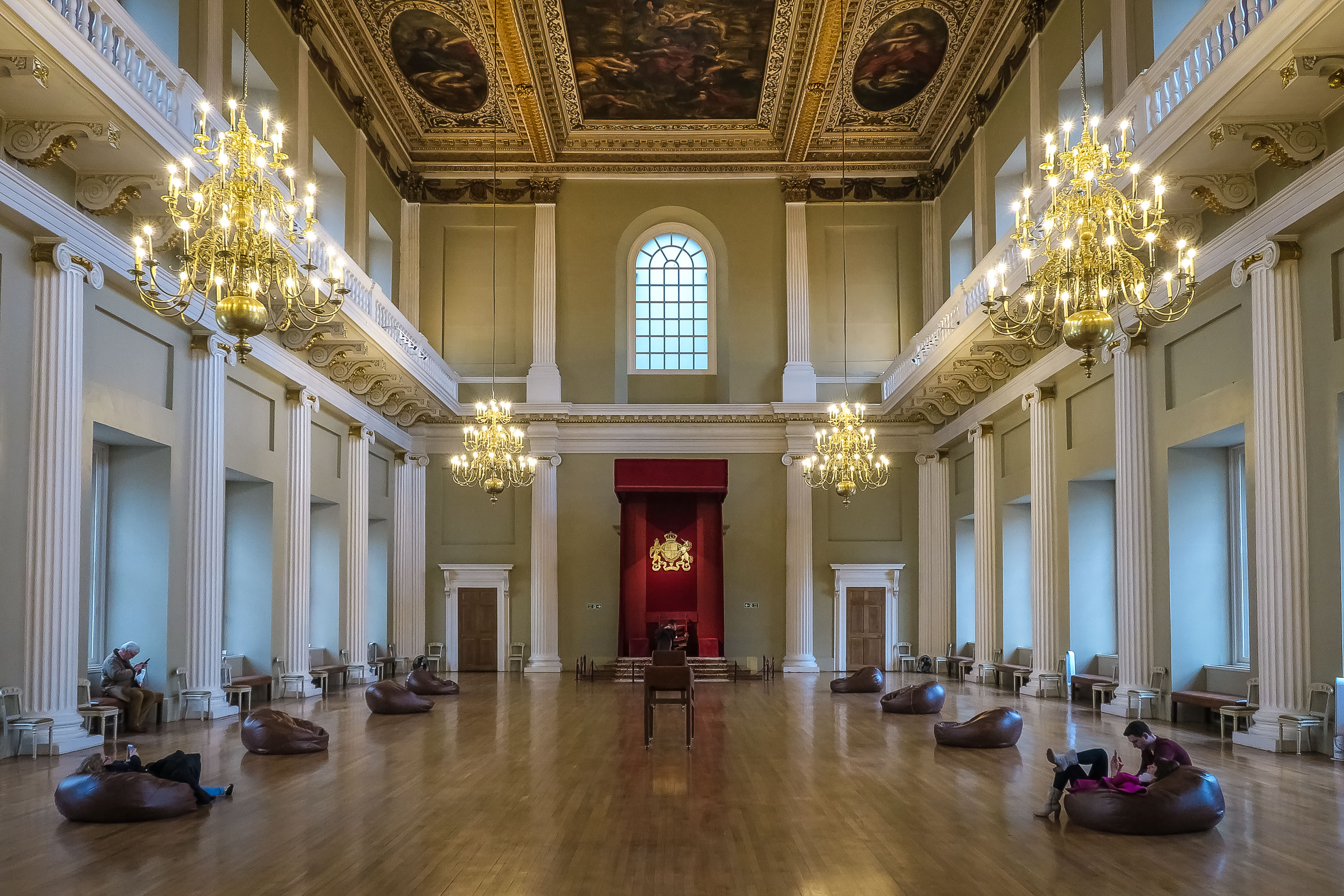
Interno della Banqueting House (1622).
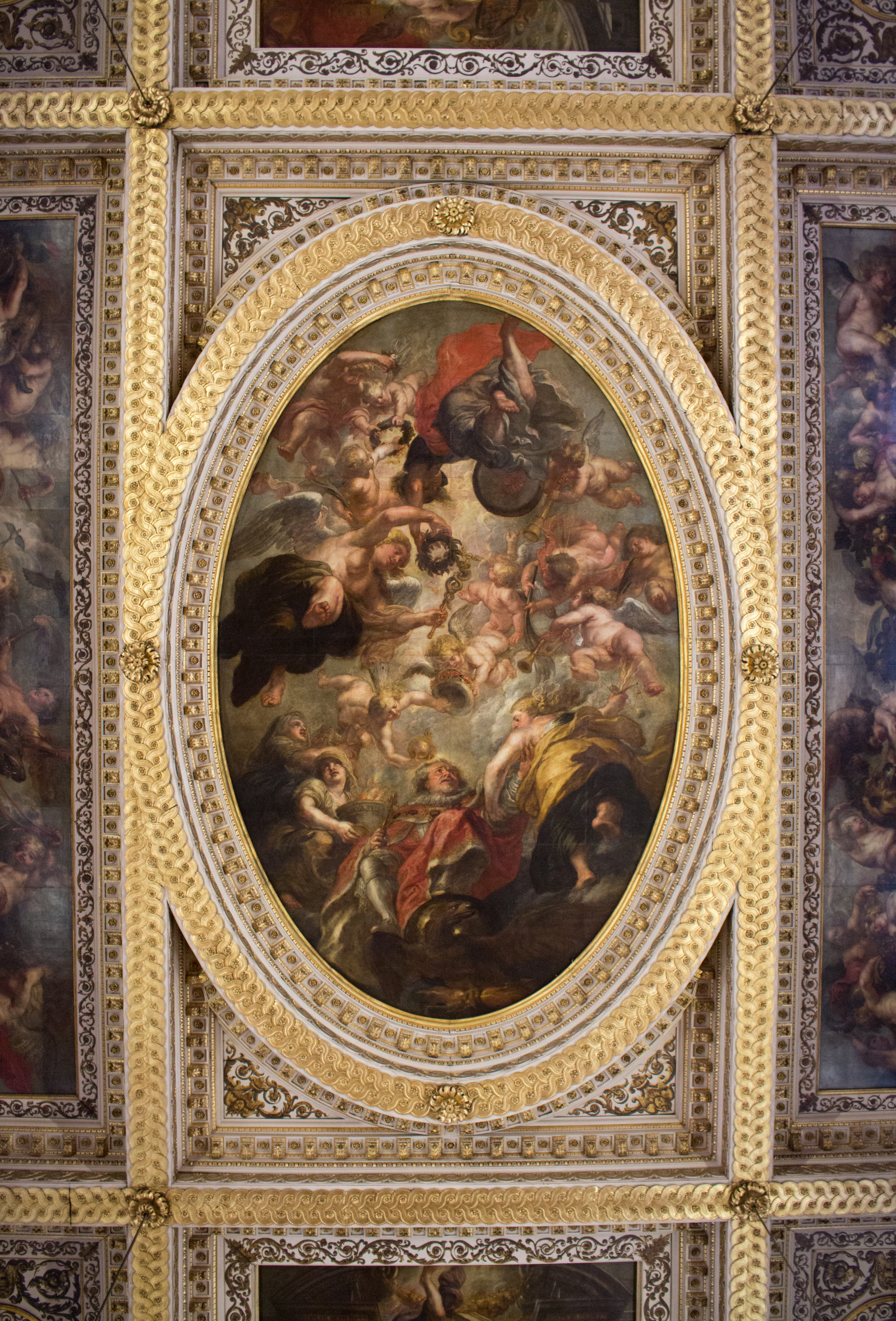
Soffitto affrescato della Banqueting House (1622) di Peter Rubens.
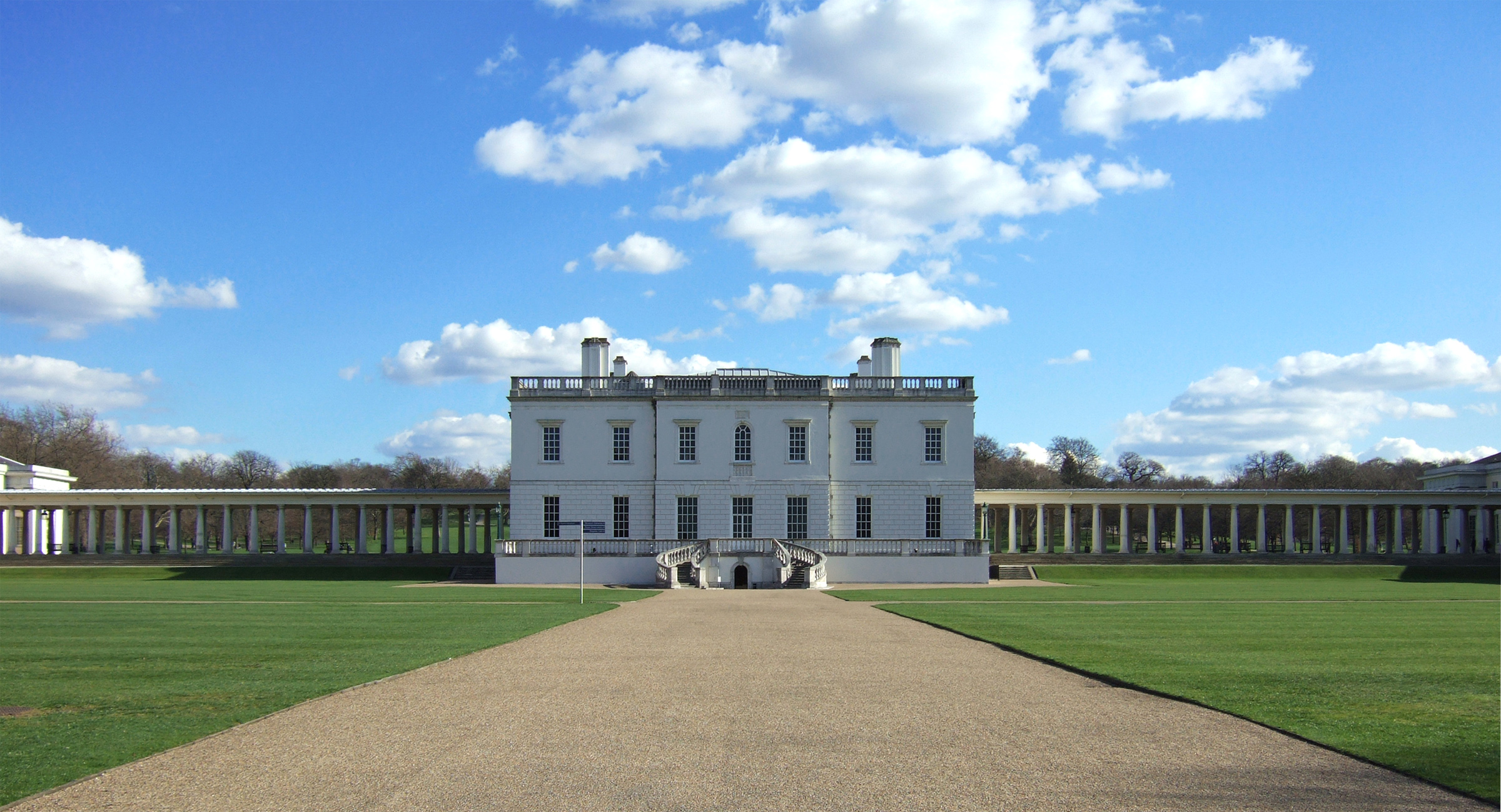
Queen's House (1635) di Indigo Jones.
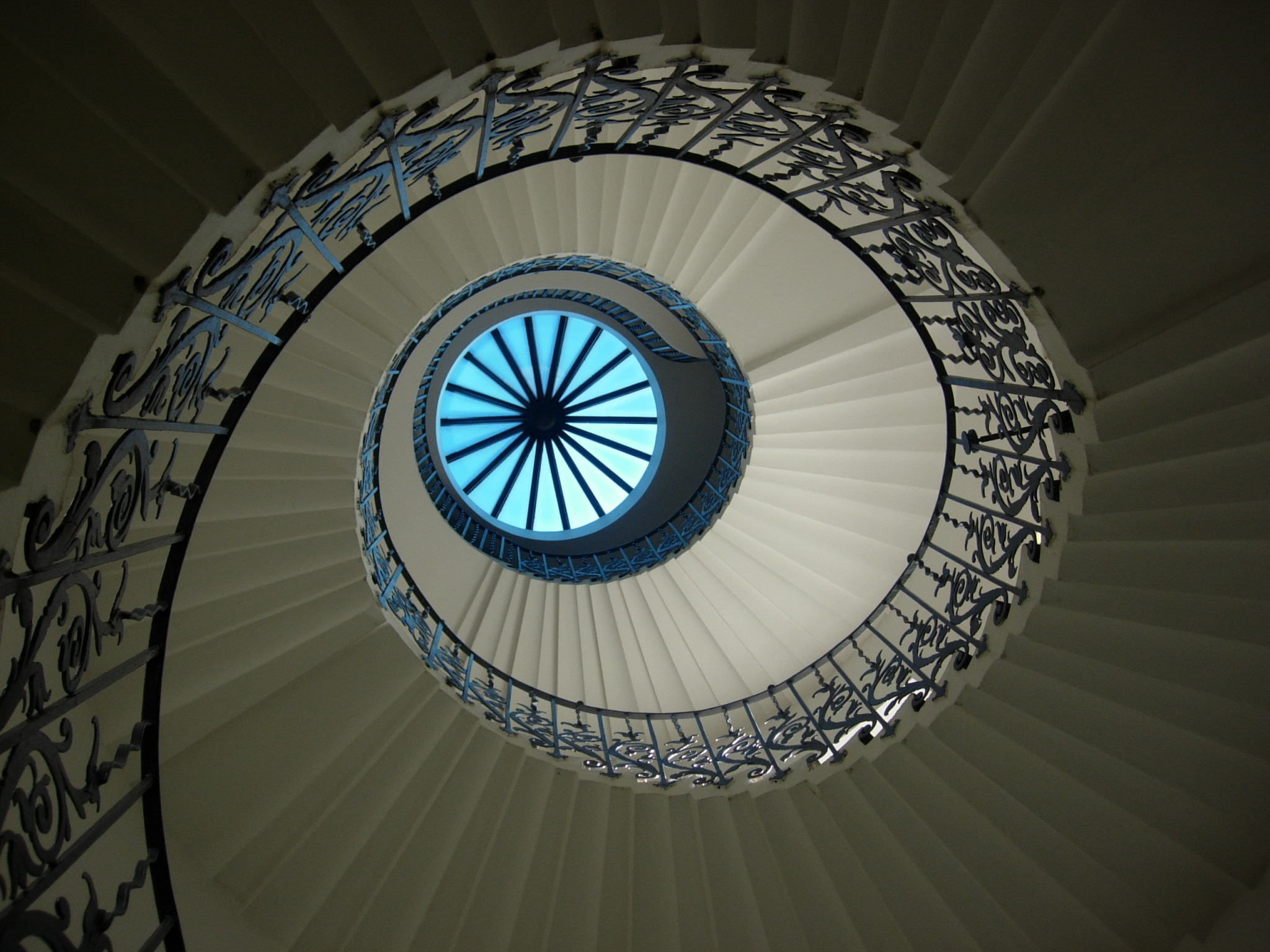
La Tulip Staris, Queen's House (1635) di Indigo Jones.
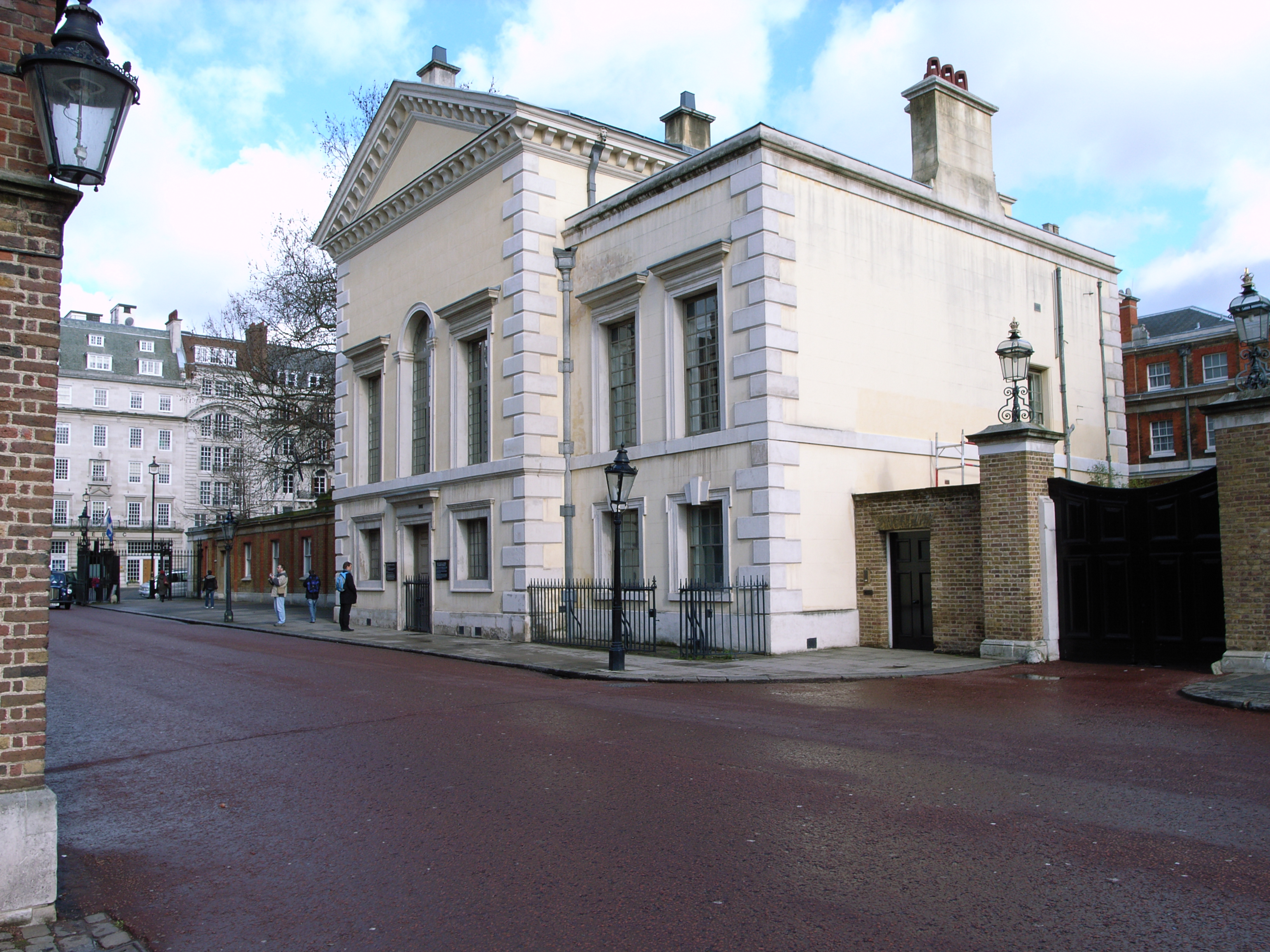
Queen's Chapel (1625) di Indigo Jones.

## Londra barocca: Il grande incendio e la ricostruzione di Christopher Wren (1666–1714)

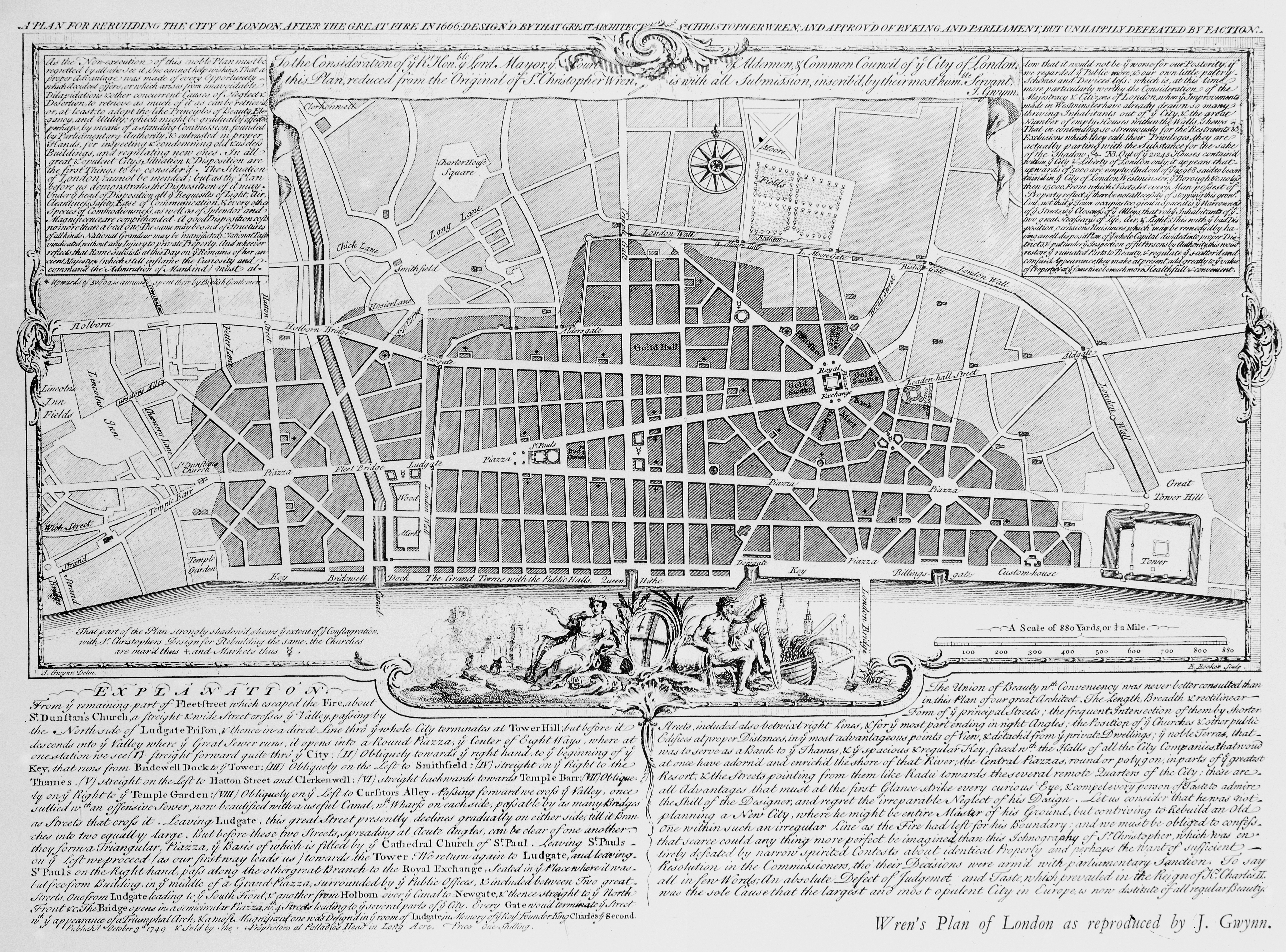
Progetto in stile neoclassico, non approvato, di Christopher Wren per la ricostruzione di Londra, con nuove strade, piazze e ampi viali. Nonostante la mancata realizzazione del progetto, Londra venne molto modernizzata durante la ricostruzione.

Il Grande incendio di Londra del 1666 distrusse quasi il 90% della città in gran parte medievale, incluso un totale di 13.500 case, 87 chiese parrocchiali, 44 sedi delle corporazioni, il Royal Exchange, la Custom House, l'antica cattedrale di San Paolo, il Bridewell Palace e altre prigioni della città, il General Letter Office, e tre porte della città: Ludgate, Newgate e Aldersgate..
Sebbene il Grande incendio sia considerato un evento catastrofico nella storia di Londra, l'enorme distruzione che causò rappresentò anche un'opportunità storica per riprogettare e modernizzare completamente la città un po' primitiva, prevalentemente medievale, nella sua successiva ricostruzione. Furono rapidamente elaborati progetti di ricostruzione radicale in stile neoclassico, da architetti come Christopher Wren, che proposero di scartare completamente il caotico piano stradale medievale della città a favore di un sistema a griglia razionalizzato con ampi viali, piazze e uno stile neoclassico uniforme per tutti i nuovi edifici. Tuttavia, a causa della carenza di manodopera necessaria per portare a termine progetti così grandiosi, delle complicazioni con la ridistribuzione e il risarcimento dei beni perduti nell'incendio, nonché per l'intensa urgenza di ricostruire la città il più rapidamente possibile, si decise di ricostruire intorno all'originario piano stradale medievale. Nonostante il rifiuto di una riprogettazione in stile neoclassico della città, Londra assistette comunque a una radicale trasformazione architettonica nella sua successiva ricostruzione. Forse la caratteristica più sorprendente della nuova città, rispetto alla precedente, era la sua uniformità architettonica. Nel 1667 Carlo II specificò che tutte le nuove case dovevano essere costruite con un'altezza e una dimensione del terreno uniformi, oltre a essere tutte costruite in mattoni anziché in legno per ridurre il rischio di incendio. Di conseguenza, le strade caotiche delle case a graticcio della Londra medievale e Stuart vennero sostituite da file ordinate di case a schiera, in mattoni, di proporzioni uniformi. Un buon esempio superstite del tipo di semplici case a schiera in mattoni, costruite subito dopo l'incendio, può essere trovato a King's Bench Walk nell'Inner Temple, che divenne un progetto per la casa a schiera georgiana.

### La cattedrale di San Paolo e le chiese della città
Senza dubbio il risultato architettonico più sorprendente della nuova città fu la ricostruzione della Cattedrale di San Paolo e delle "Chiese della città" di Christopher Wren, l'eminente architetto del barocco italiano. Proprio come il suo progetto generale per la ricostruzione della città, anche il progetto originale di Wren per la nuova Cattedrale di San Paolo venne respinto e di conseguenza si rese necessario raggiungere un progetto di compromesso. Ispirato dalla Basilica di San Pietro in Vaticano a Roma, Wren originariamente voleva costruire una cattedrale con cupola in stile barocco con pianta a croce greca, ma questo progetto fu respinto dalla chiesa a causa delle eccessive connotazioni papiste di questo progetto dell'Europa meridionale. Con un atto di compromesso, il progetto che alla fine fu realizzato fu un ibrido che utilizzava ornamenti barocchi e una grande cupola ma costruito sulla pianta a croce latina dell'ex cattedrale gotica. In gran parte a causa della goffa incorporazione di una pianta a croce latina in un progetto barocco, la composizione complessiva della cattedrale venne considerata inferiore alla maggior parte delle cattedrali barocche comparabili dello stesso periodo, tuttavia, la cupola alta 111 metri, completata nel 1710, è ampiamente considerata una delle più grandi mai costruite e da allora è diventata uno dei punti di riferimento più duraturi di Londra; fu anche l'edificio più alto di Londra dal 1710 fino al 1962. La facciata principale occidentale, con il suo doppio ordine corinzio e le belle torri barocche, è un'altra caratteristica di successo dell'esterno, con una grande imponente scalinata se vista in alto verso Ludgate Hill.

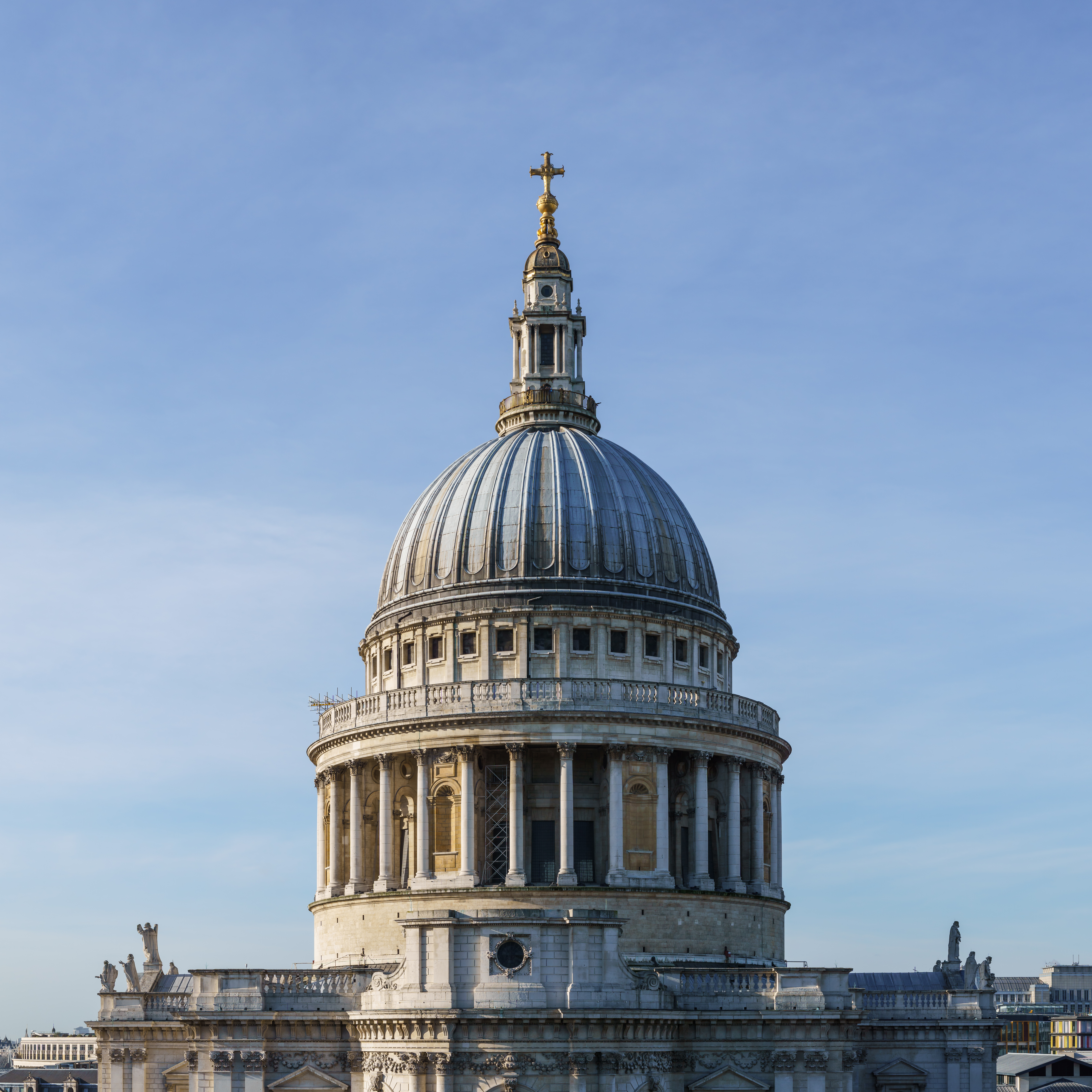
La cupola della cattedrale di Sasn Paolo (1710)
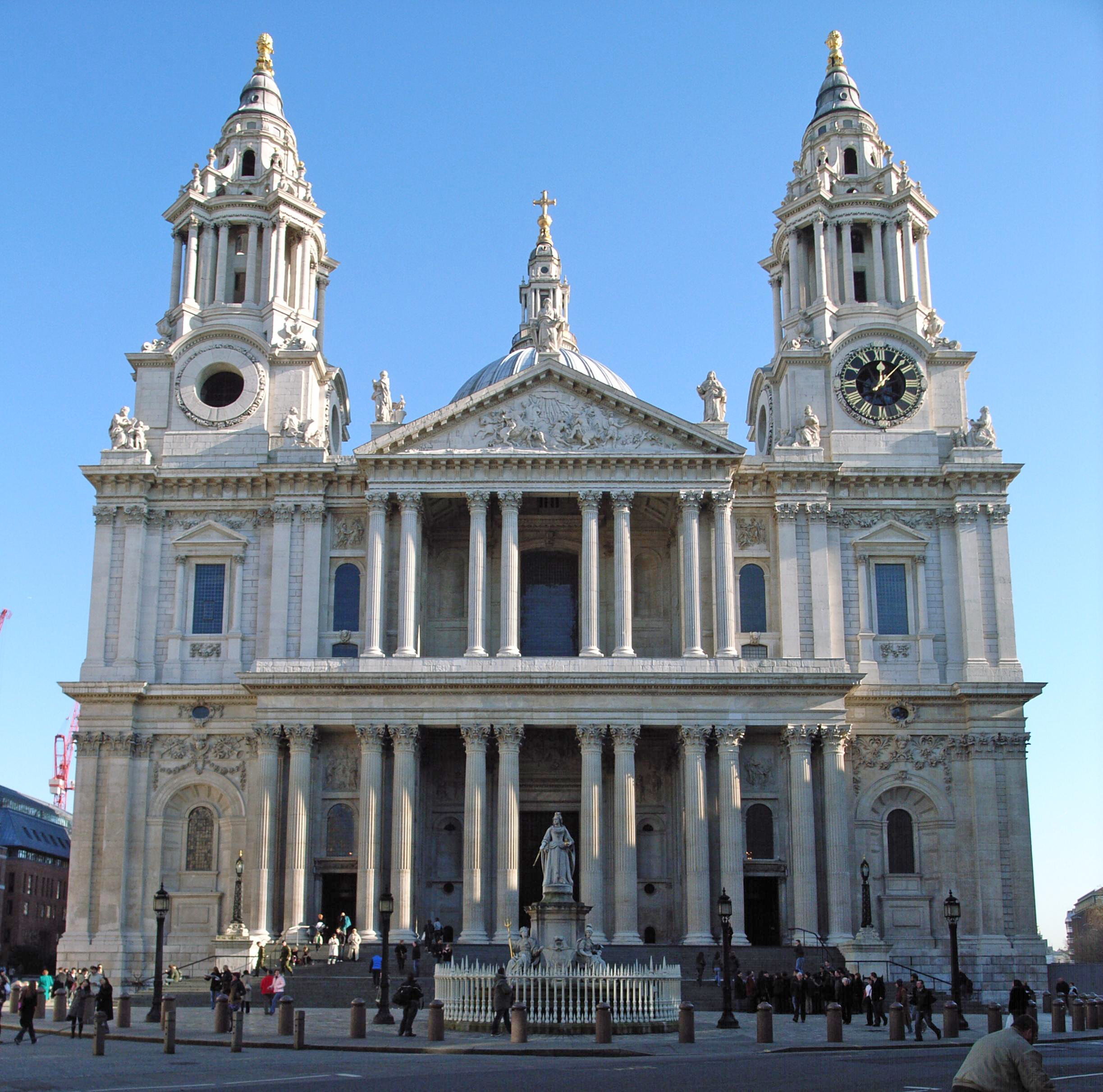
Facciata occidentale della cattedrale di San Paolo (1710) con un doppio ordine corinzio
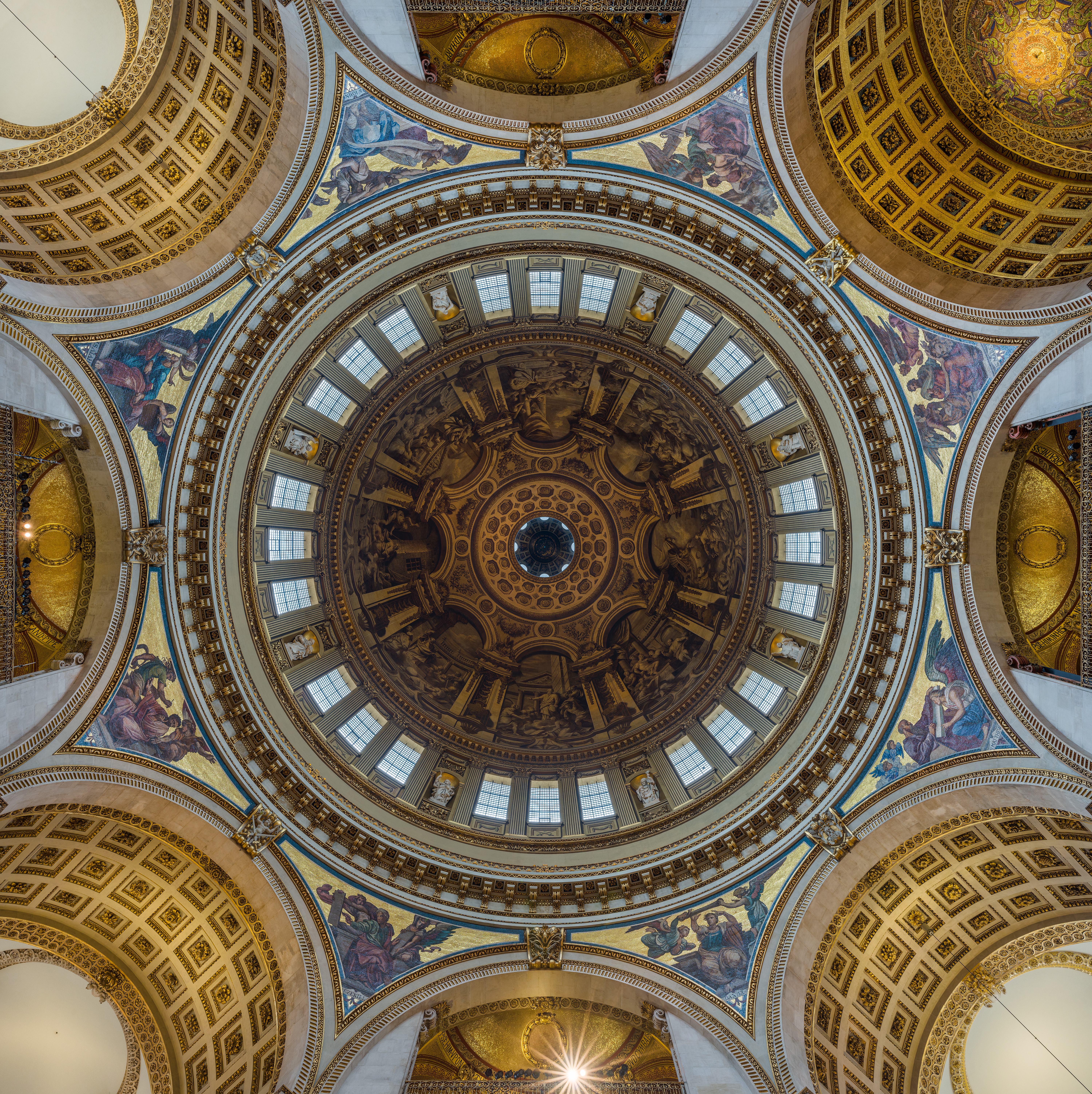
Interno della cupola della cattedrale di San Paolo (1710)
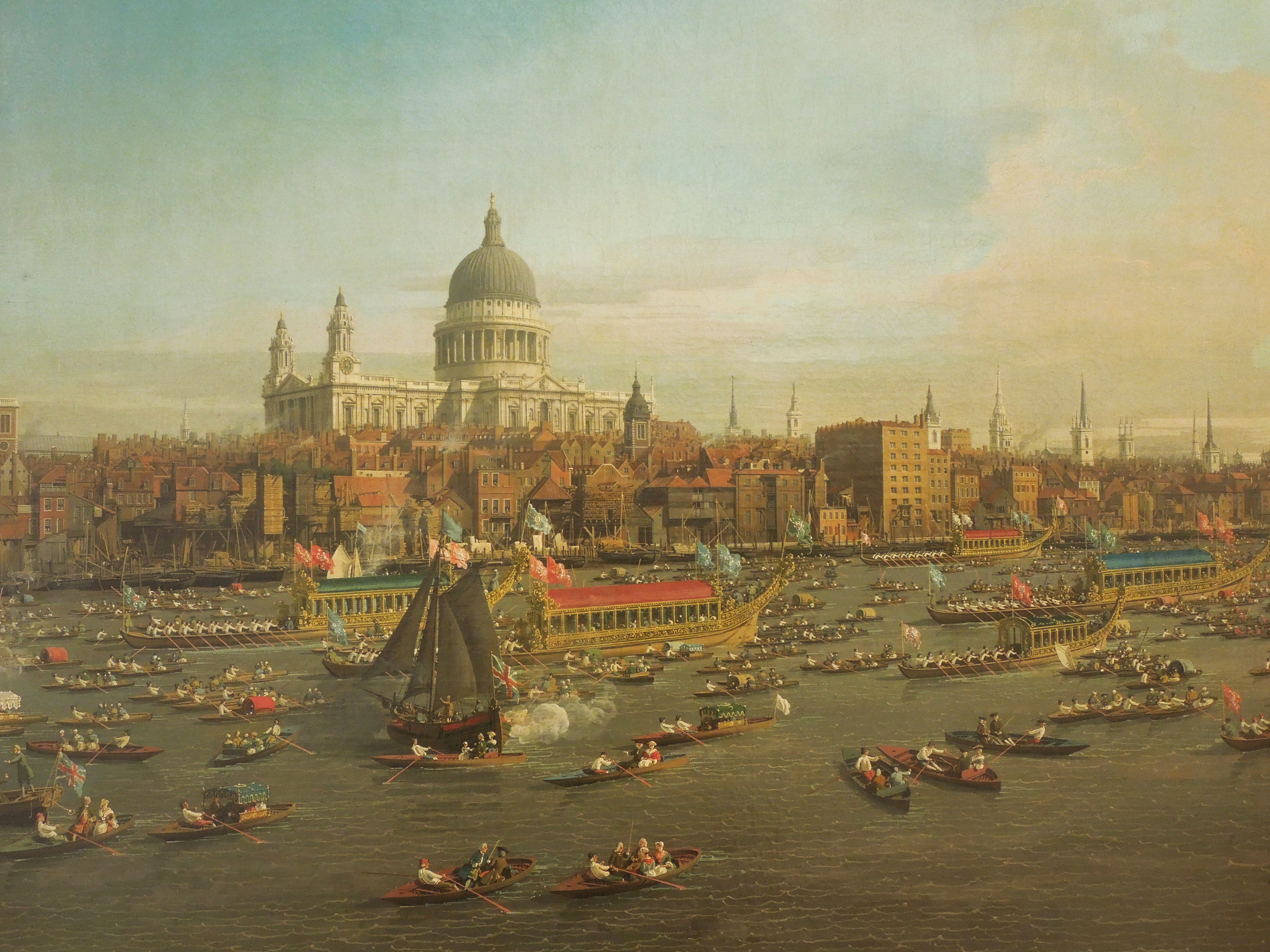
Cattedrale di San Paolo e "chiese della città" in un dipinto del Canaletto (1747)

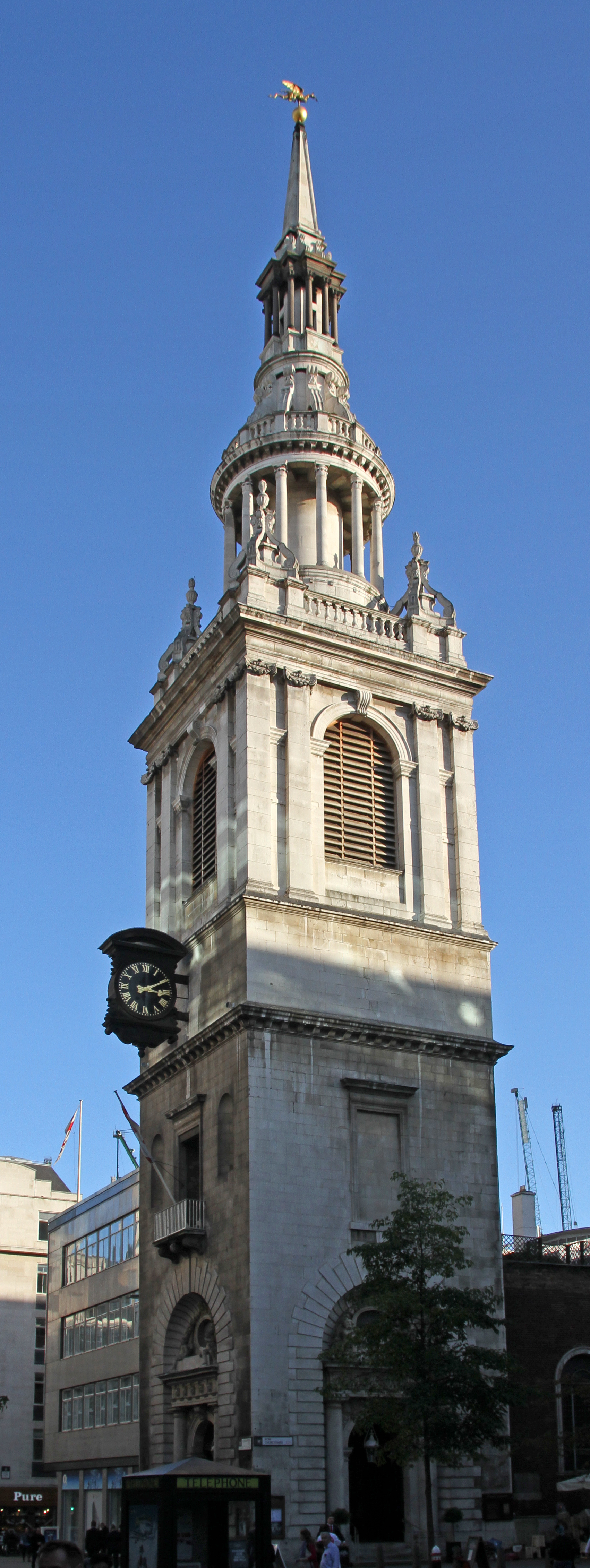
La torre di St Mary-le-Bow (1683) di Christopher Wren, una delle più belle chiese della città.

Anche le 51 "chiese della città" (25 delle quali sopravvivono ancora oggi), progettate da Wren e dai suoi collaboratori, sono di grande importanza architettonica. Stilisticamente sono progetti molto eclettici e fantasiosi che vennero spesso costruiti su siti molto piccoli e limitanti. Le torri delle chiese sono la caratteristica architettonica più notevole e creativa degli esterni. Forse gli esempi più notevoli sono l'insolita guglia a più livelli di St Bride's Fleet Street, la più alta delle "chiese della città", e la famosa torre di St Mary-le-Bow, una miscela inventiva di architettura neoclassica e gotica. Stilisticamente la maggior parte delle chiese non sono puramente barocche, ma l'eccezione più notevole è St Stephen's Walbrook con i suoi raffinati interni e la cupola. Molte delle chiese come St Peter upon Cornhill denotano una forte influenza del barocco olandese e del palladianesimo, mentre altre come St Mary Aldermary sono puramente ricreazioni neogotiche delle ex chiese medievali, complete di un soffitto a volta a ventaglio che si rifà al gotico perpendicolare del tardo Medioevo. Nonostante il merito architettonico di questi singoli edifici, forse il risultato più significativo della ricostruzione di Wren, della cattedrale di San Paolo e delle "chiese della città", è stata la loro interazione complessiva come insieme. Osservando le vedute del Canaletto della Città di Londra dipinte nel 1750, si può vedere come la Cattedrale di San Paolo e le "chiese della città" si ergevano in modo prominente sopra il resto degli edifici a causa dell'altezza strettamente limitata di tutte le nuove case domestiche e commerciali. Il risultato era uno skyline altamente pittoresco la cui bellezza sbalordì i visitatori della città appena ricostruita. E quindi, paradossalmente, la grande catastrofe che fu il Grande incendio di Londra può essere considerata, col senno del poi, di aver dato una nuova prospettiva di vita a Londra, poiché diede un'opportunità tanto necessaria per migliorare e modernizzare drasticamente la città. Nelle parole dello storico dell'architettura Simon Thurley:
(Simon Thurley)

### Ultime opere: Royal Hospital Chelsea, Old Royal Naval College e The Commissioners Churches

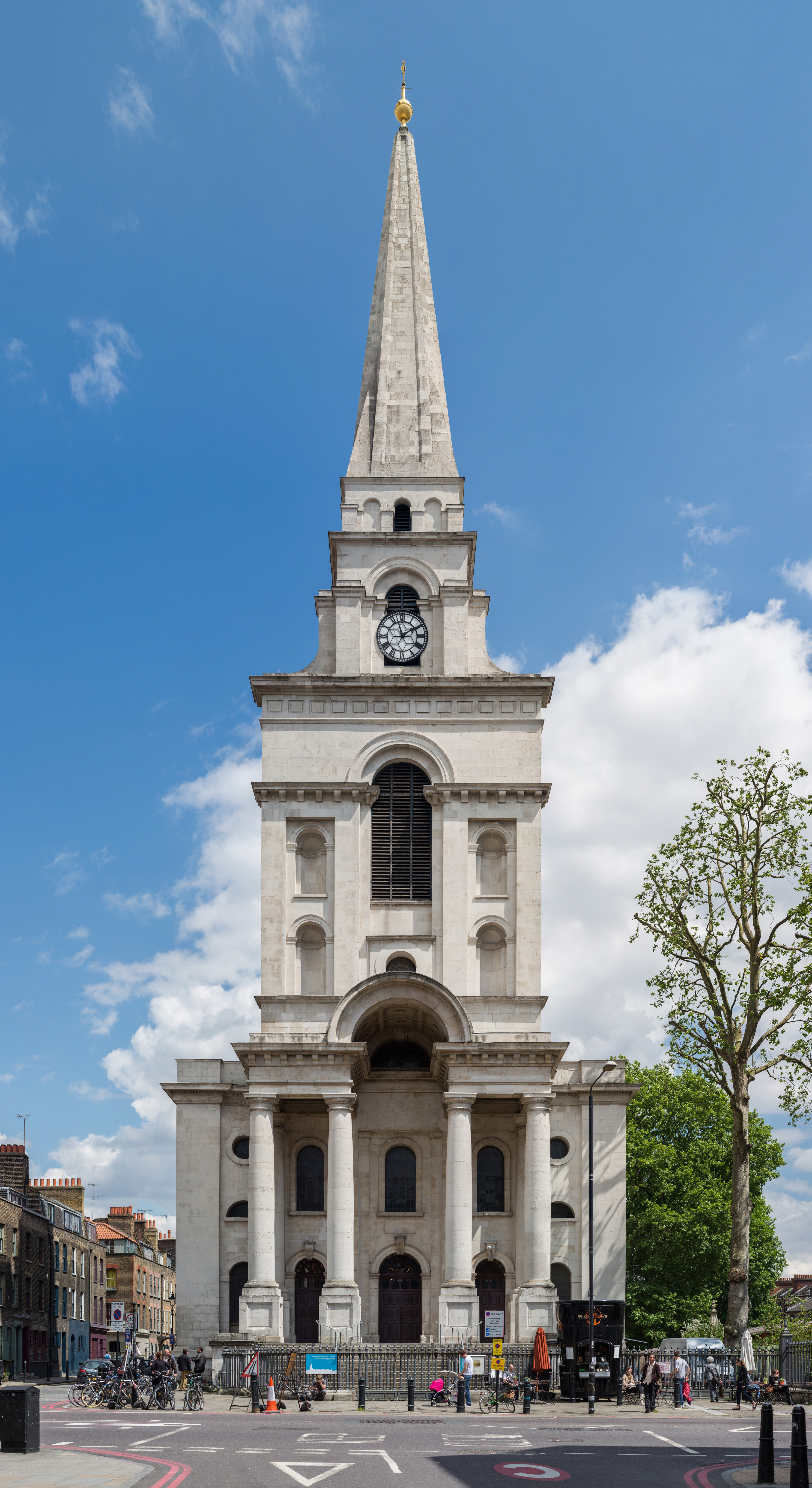
Christ Church, Spitalfields (1729) Nicholas Hawksmoor

Ma la ricostruzione di Londra non fu l'unica opera architettonica significativa di questo periodo. Christopher Wren, il più eminente architetto di questo periodo, fu incaricato della progettazione di due nuovi ospedali militari; il primo il Royal Hospital Chelsea per i veterani dell'esercito completato nel 1692, e l'ultimo il Greenwich Hospital (di recente noto come Old Royal Naval College) completato nel 1712. Il Royal Hospital Chelsea è una delle opere più contenute di Wren, con le sue facciate in mattoni rossi che ricordano lunghe case a schiera residenziali. Ha comunque una bella cappella e una grande sala con interni decorati. Al contrario, l'Old Royal Naval College con la sua ricca sala dipinta, la cappella di San Paolo e le ali est e ovest simmetriche che incorniciano Queen's House di Inigo Jones, è ampiamente considerato il coronamento glorioso del barocco inglese. Ora designato Patrimonio dell'umanità dell'UNESCO, è descritto come "l'insieme architettonico e paesaggistico più bello e spettacolare delle isole britanniche".
Altri ottimi esempi di barocco inglese a Londra sono le "Commissioner's Churches", 12 chiese molto originali che furono costruite in risposta a una legge del 1710 del Parlamento che prevedeva la costruzione di 50 nuove chiese a Londra (le altre 38 non furono completate). La maggior parte di queste chiese vennero progettate dall'ex assistente di Wren, Nicholas Hawksmoor, che aveva dato un contributo significativo alla progettazione delle "chiese della città" e dell'Old Royal Naval College. Hawksmoor è ben noto per il suo stile altamente eccentrico e idiosincratico che attinge alle influenze dell'architettura greca, romana, egizia e persino medievale. Forse la più lodata e conosciuta di queste chiese è Christ Church, Spitalfields (1729) che mette in mostra una miscela tipica di barocco e gotico, nonché la tendenza di Hawksmoor a creare edifici con un senso imponente di monumentalità. Altre chiese del Commissioner come St Mary-le-Strand di James Gibbs e St John's Smith Square di Thomas Archer sono anche esempi superlativi di tardo barocco inglese che mostra un'influenza europea molto più forte rispetto ai progetti di Wren o Hawksmoor pur mantenendo una spiccata sensibilità inglese.

Galleria delle architetture barocche di Londra
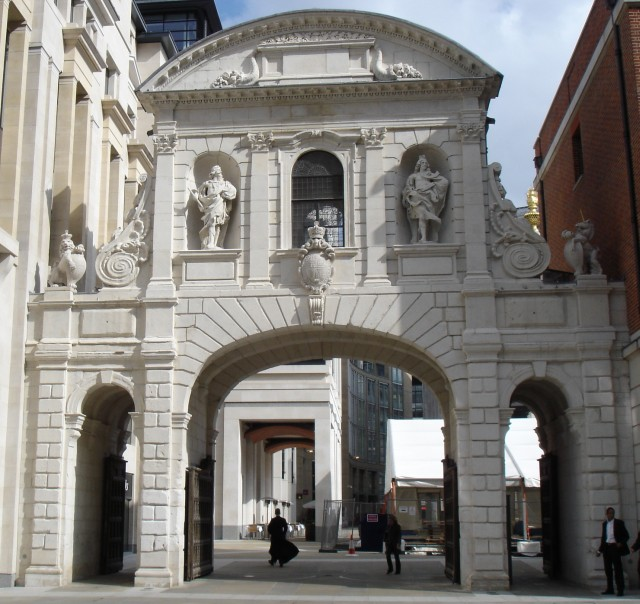
Temple Bar (1672) di Christopher Wren, in origine su Fleet Street ora su Paternoster Square. Si tratta dell'ultima sopravvissuta porta di Londra.
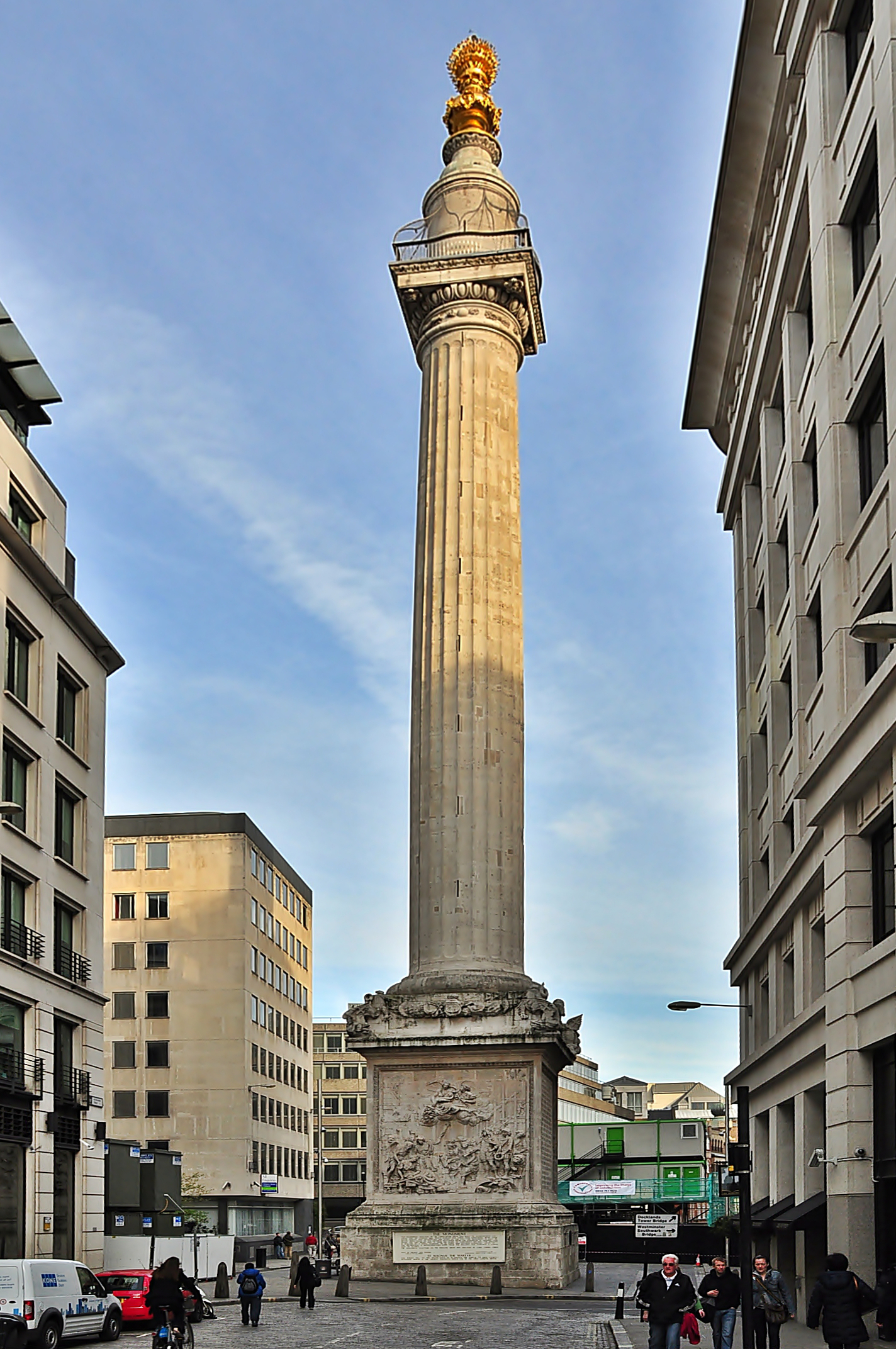
Monumento al grande incendio di Londra (1677) di Christopher Wren
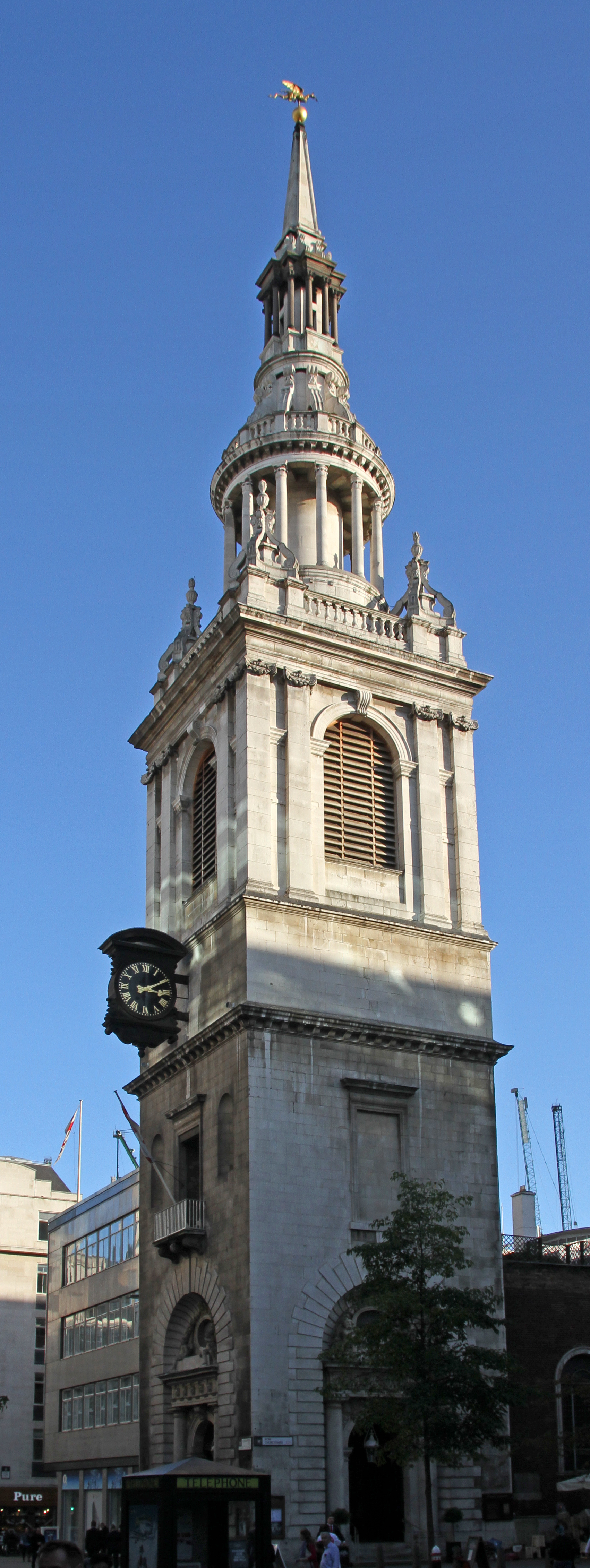
St Mary-le-Bow (1683) di Christopher Wren, una delle maggiori "chiese della città".
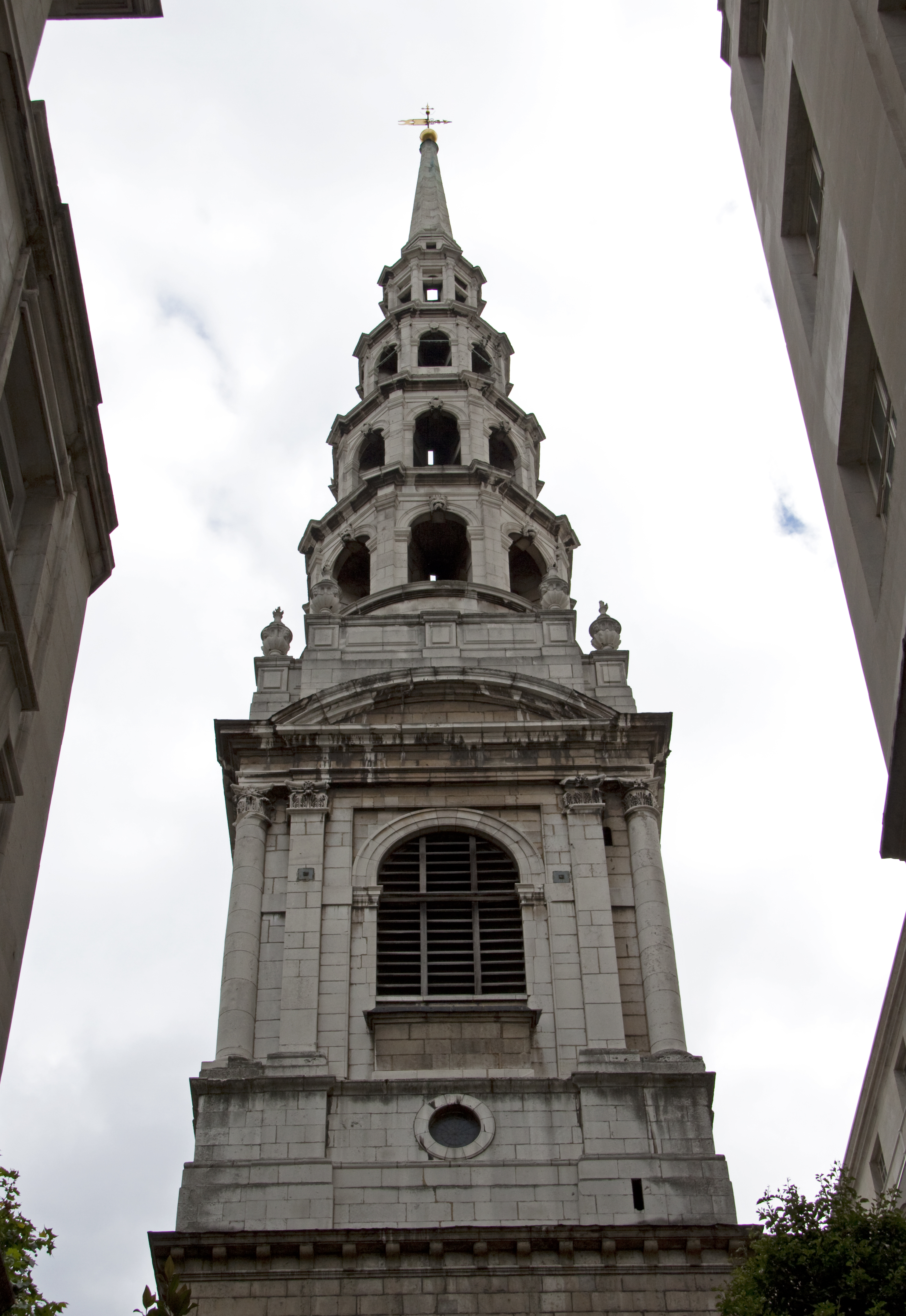
St Bride's Church (1675) di Christopher Wren, la più alta delle "chiese della città".
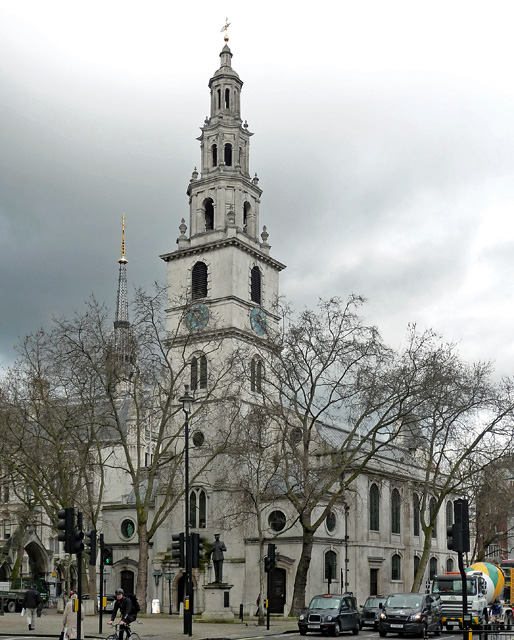
St Clement Danes (1682) di Christopher Wren
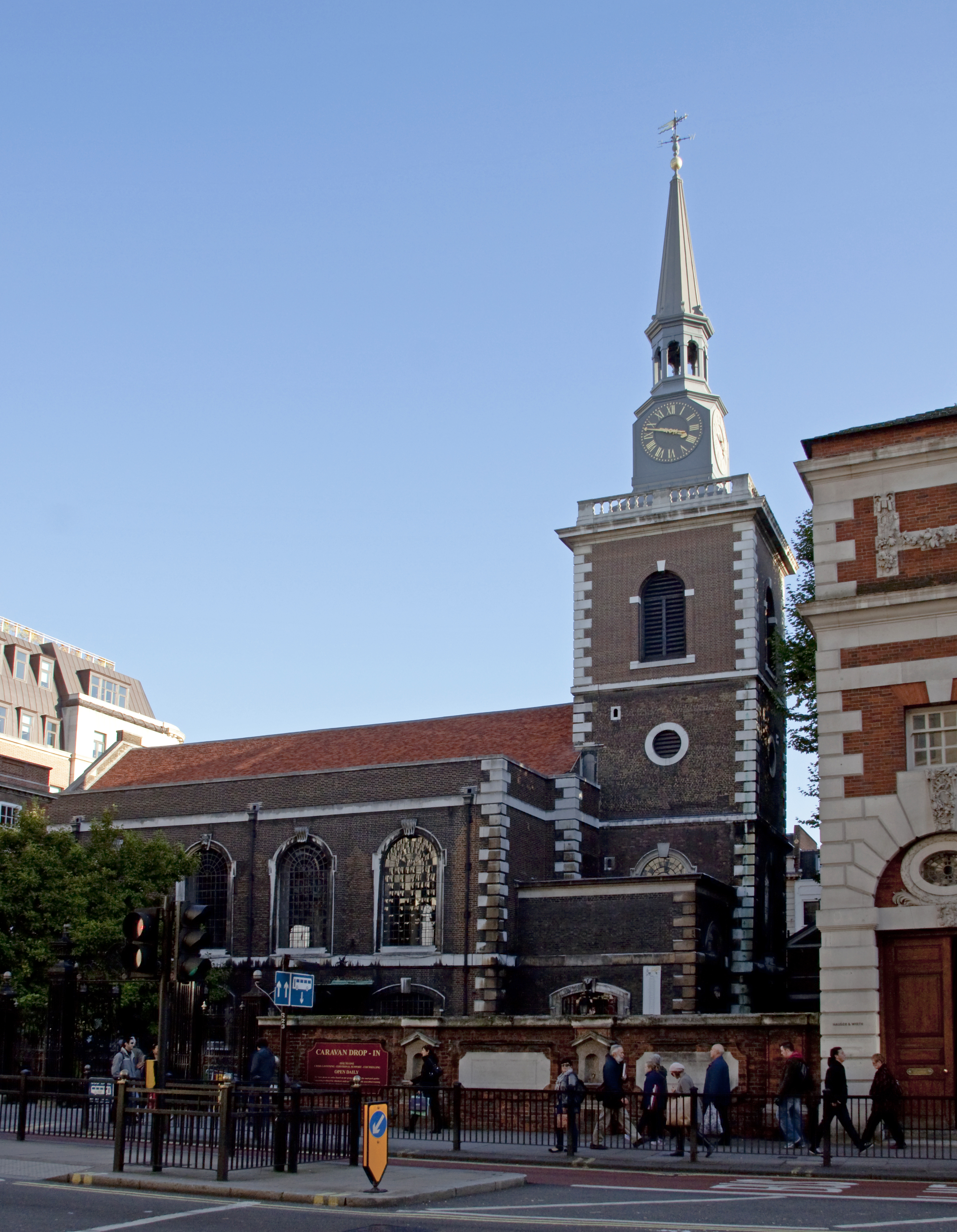
St James's Church, Piccadilly (1684) di Christopher Wren, che presenta una spiccata influenza olandese.
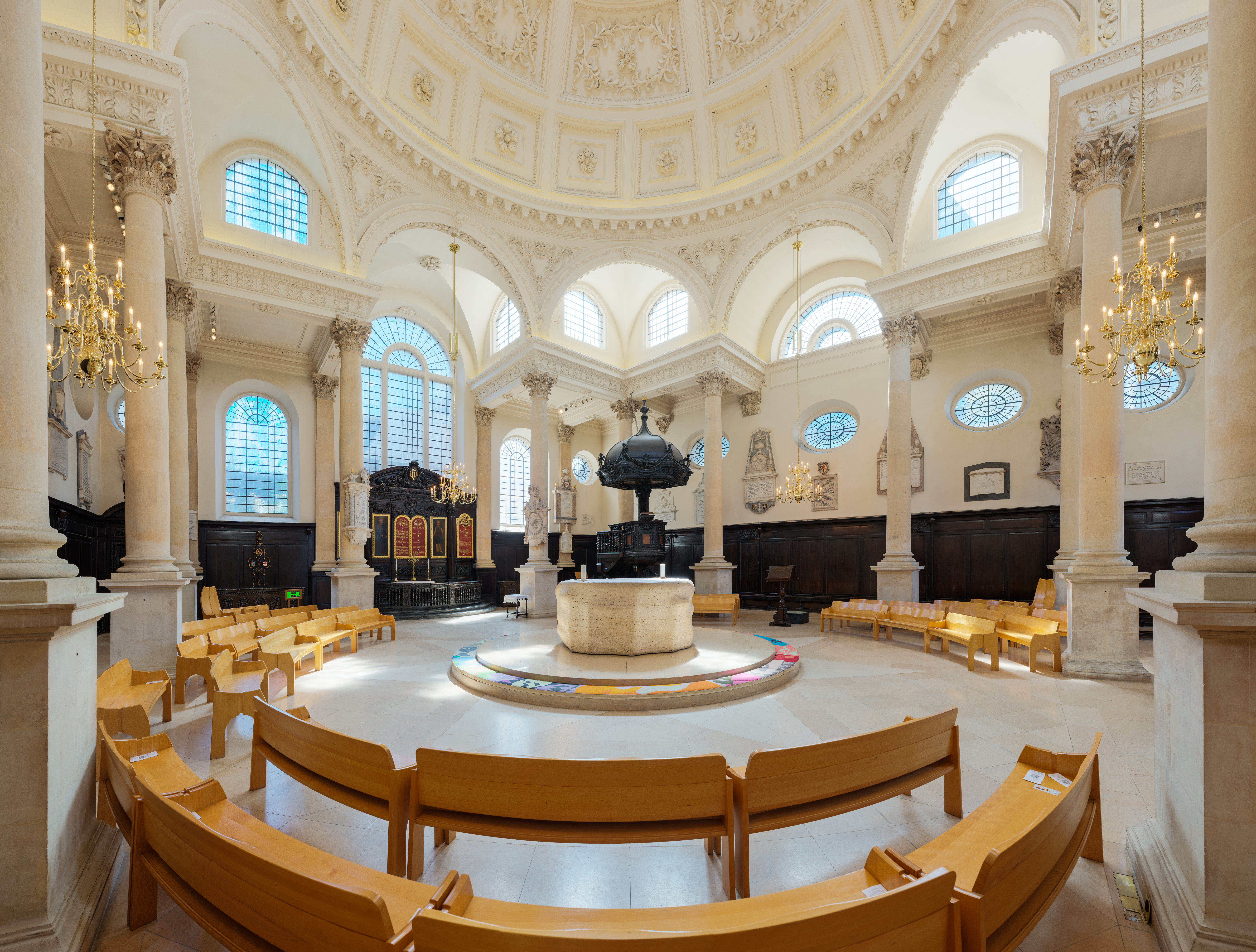
L'interno della cupola di St Stephen Walbrook (1679) di Christopher Wren, ampiamente considerata la più bella e barocca delle "chiese della città".
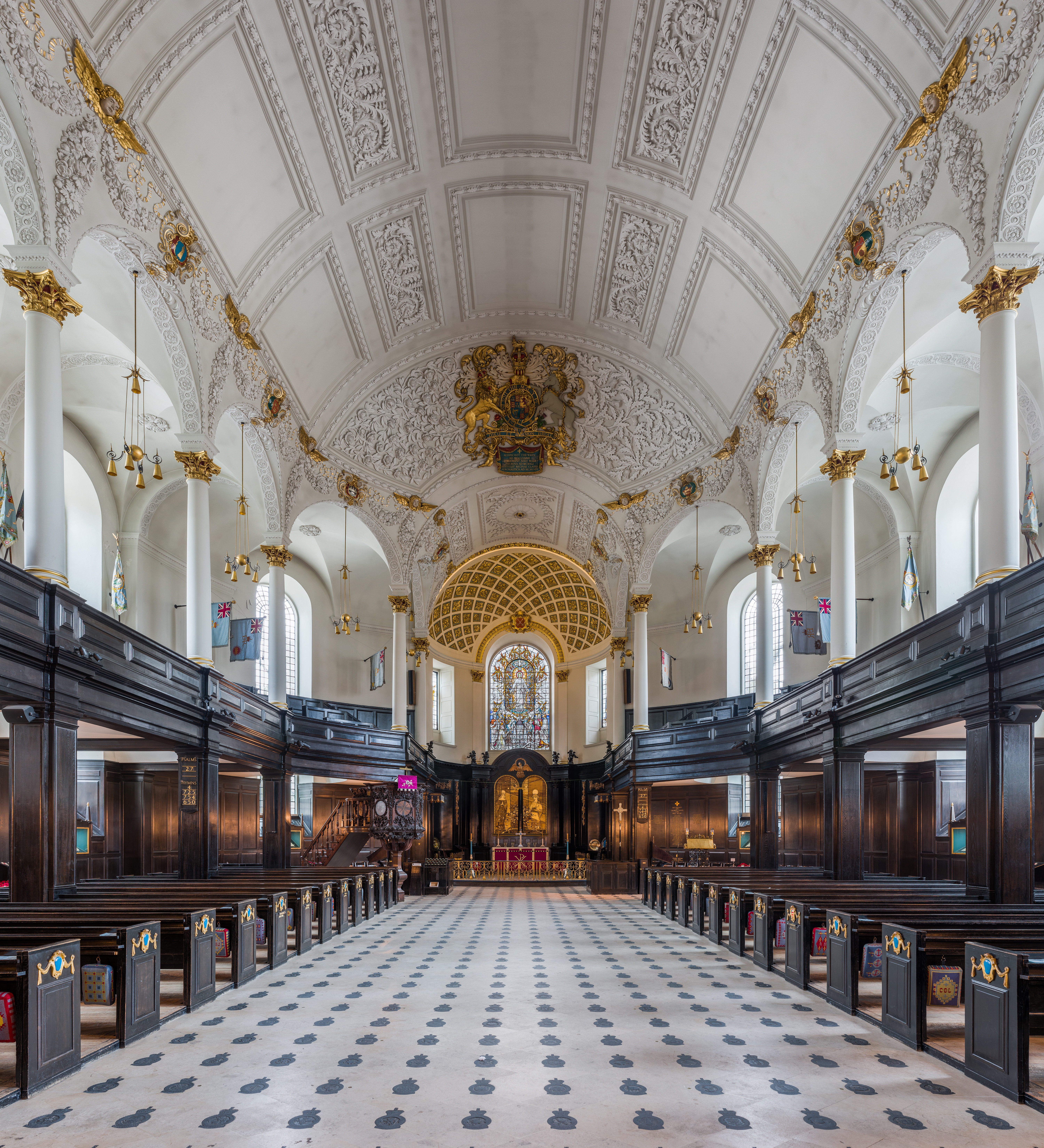
St Clement Danes (1682) di Christopher Wren
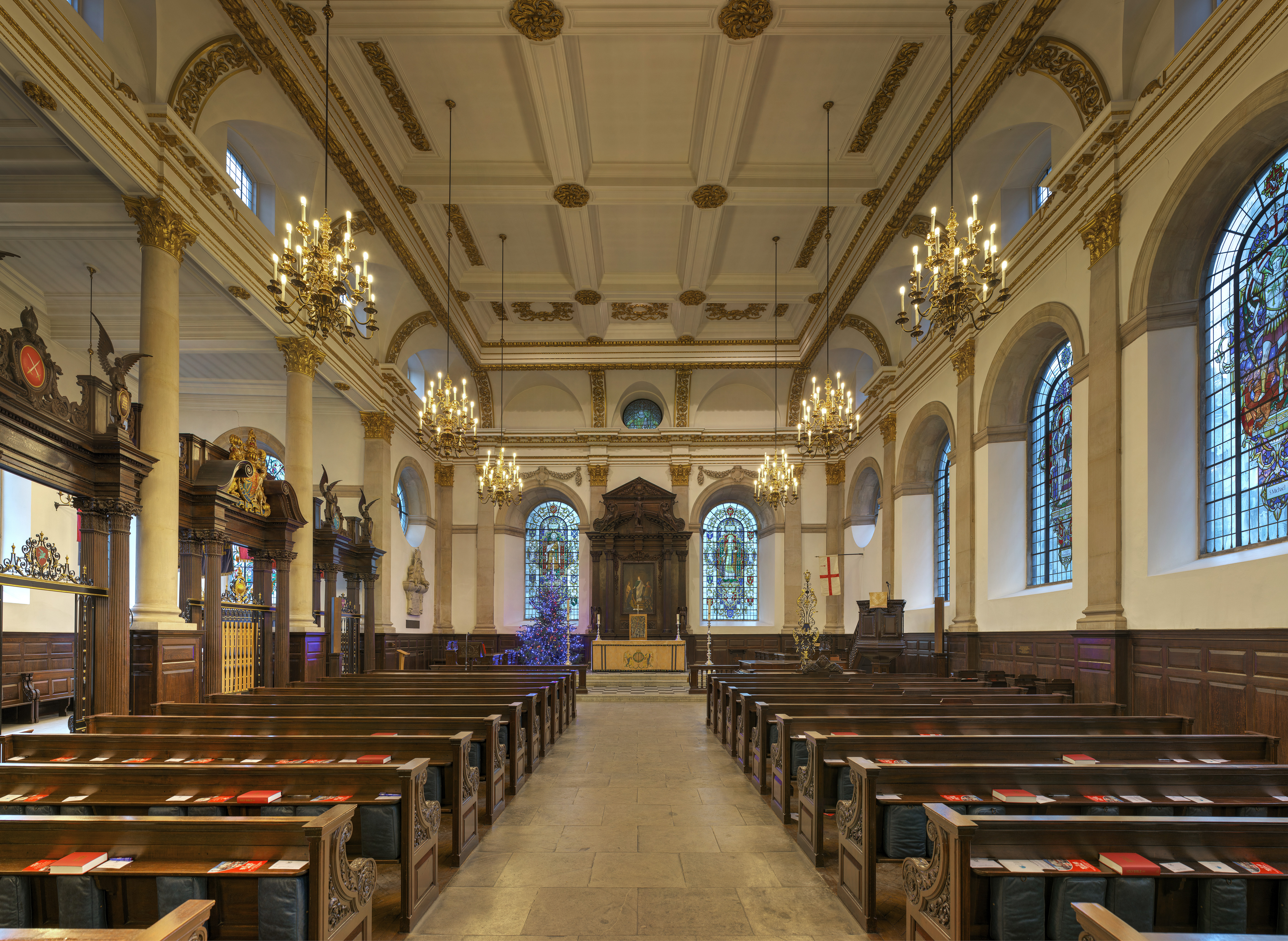
St Lawrence Jewry (1687) di Christopher Wren
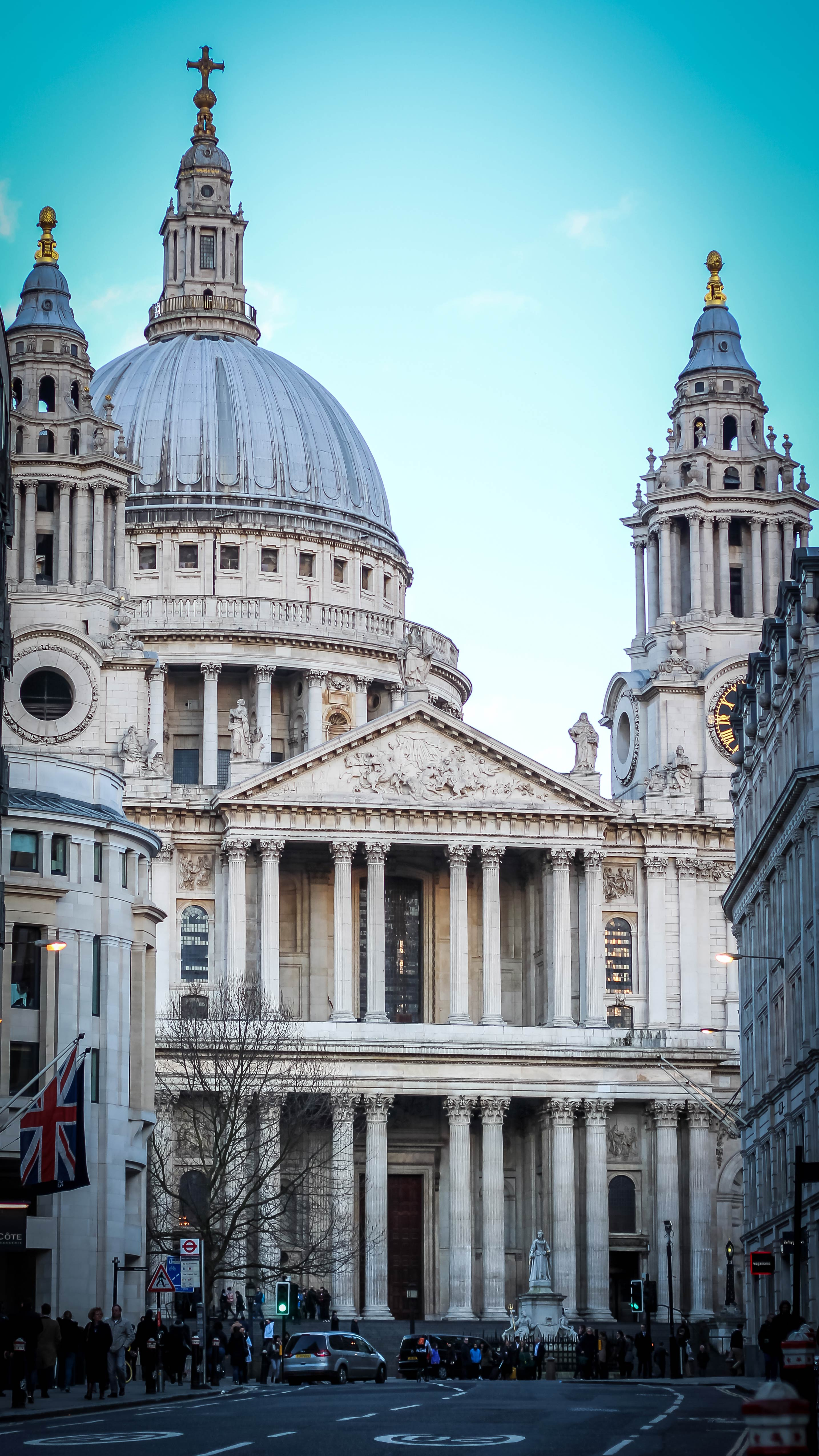
Facciata occidentale e cupola della cattedrale di San Paolo (1697) di Christopher Wren
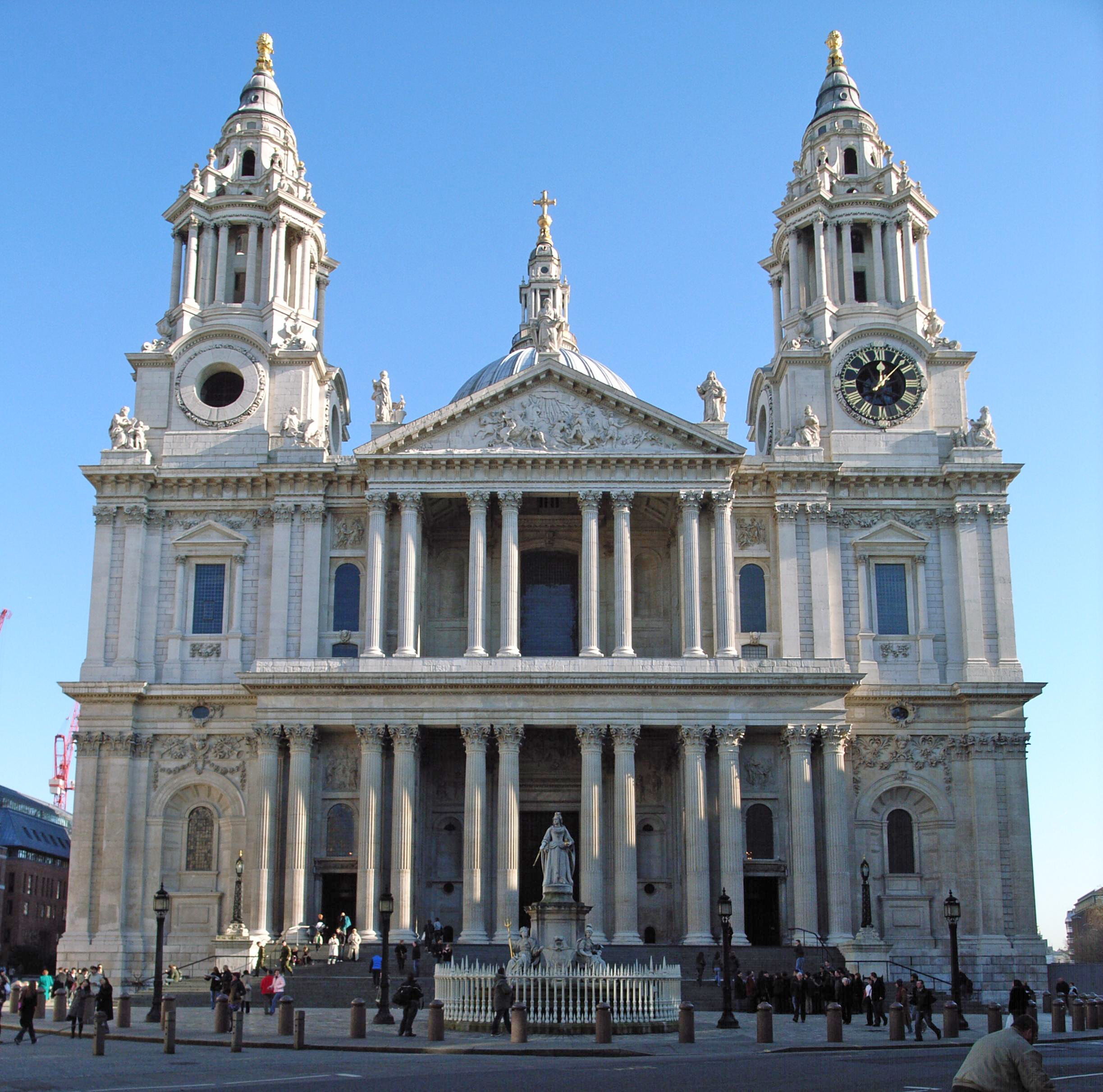
Facciata occidentale della cattedrale di San Paolo (1697) di Christopher Wren. Sono ben visibili il doppio ordine corinzio e le torri gemelle della facciata principale.
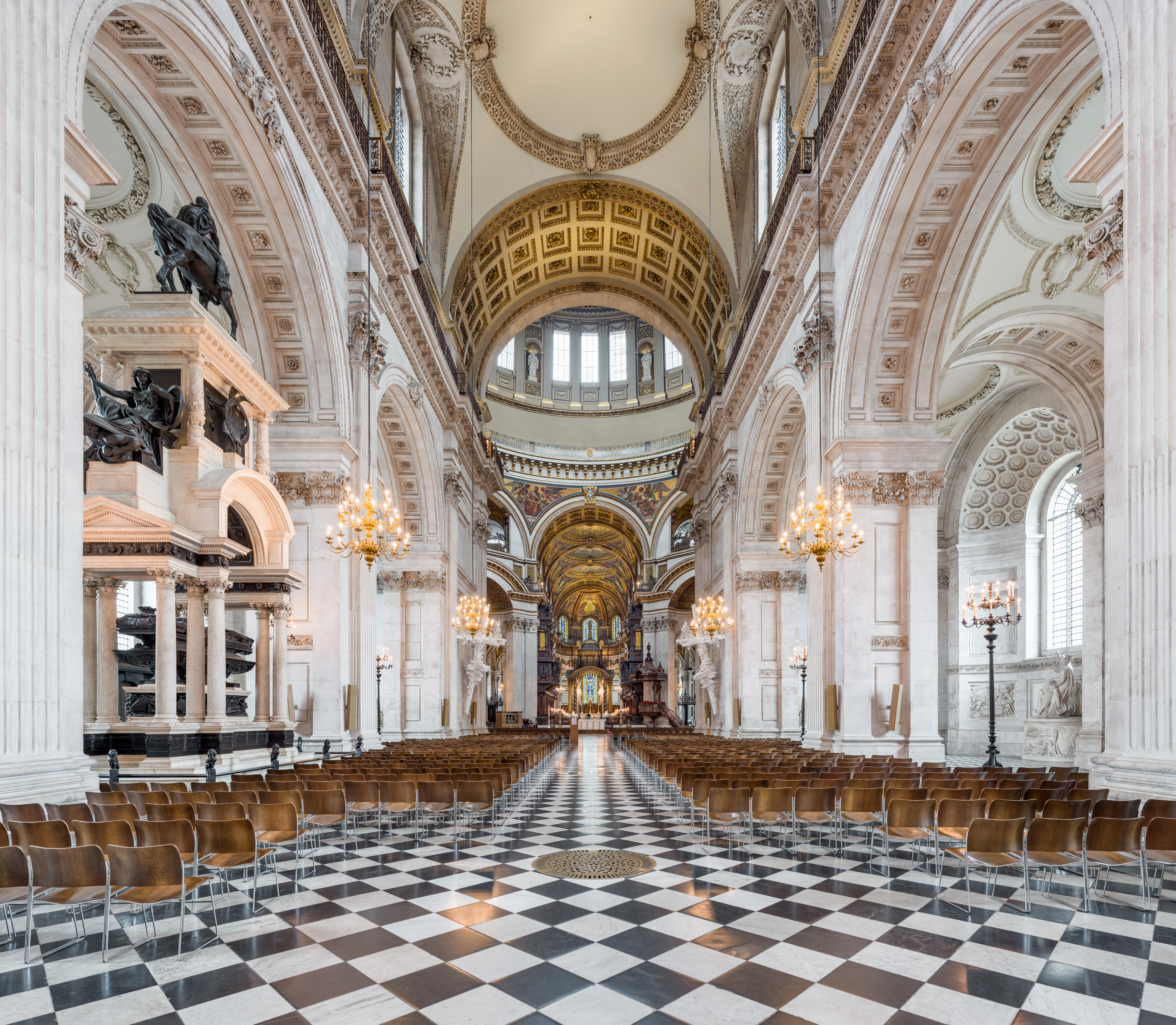
Guardando a oriente della navata della cattedrale di San Paolo (1697) di Christopher Wren
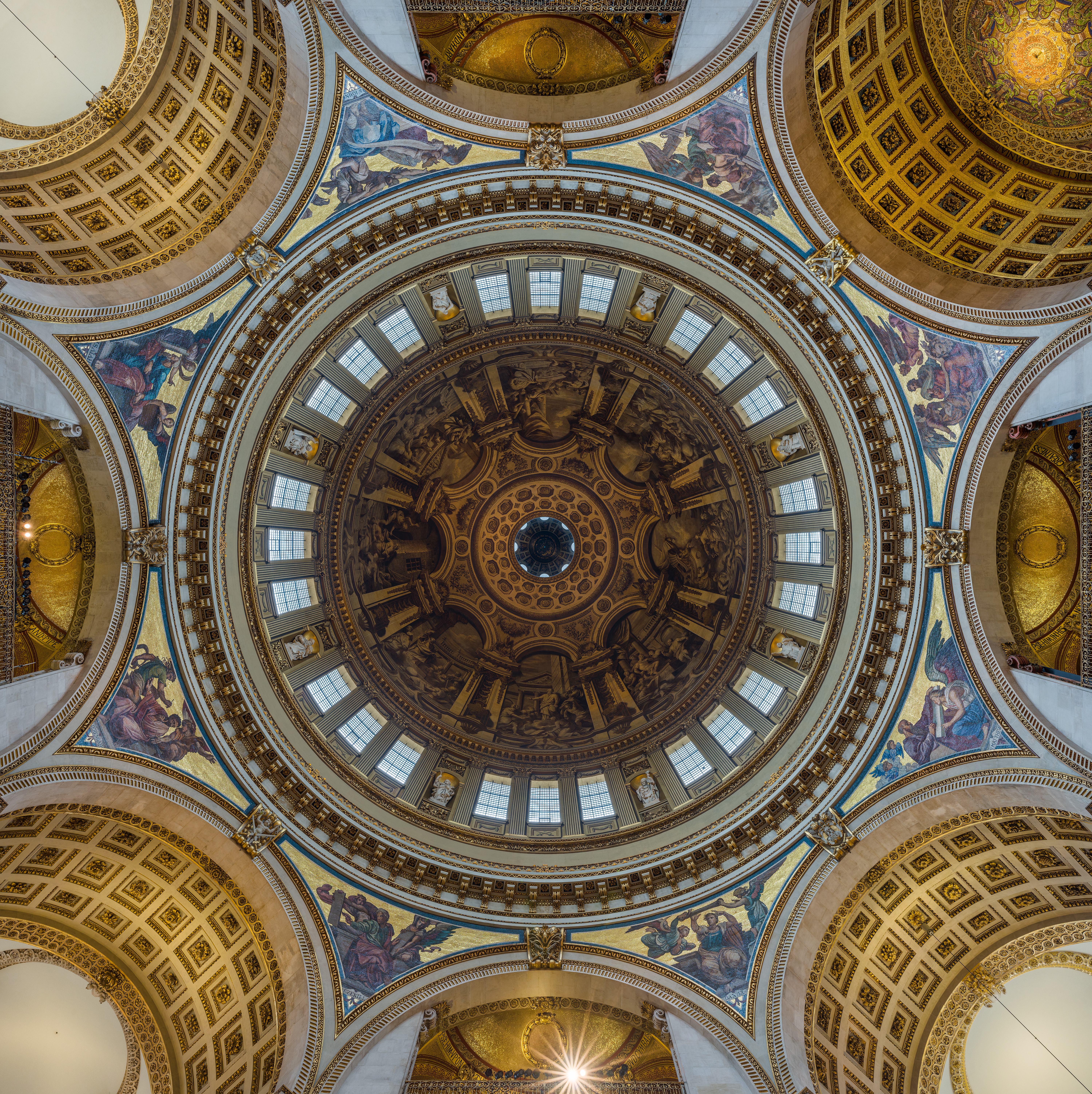
Interno della cupola della cattedrale di San Paolo (1697) Christopher Wren.
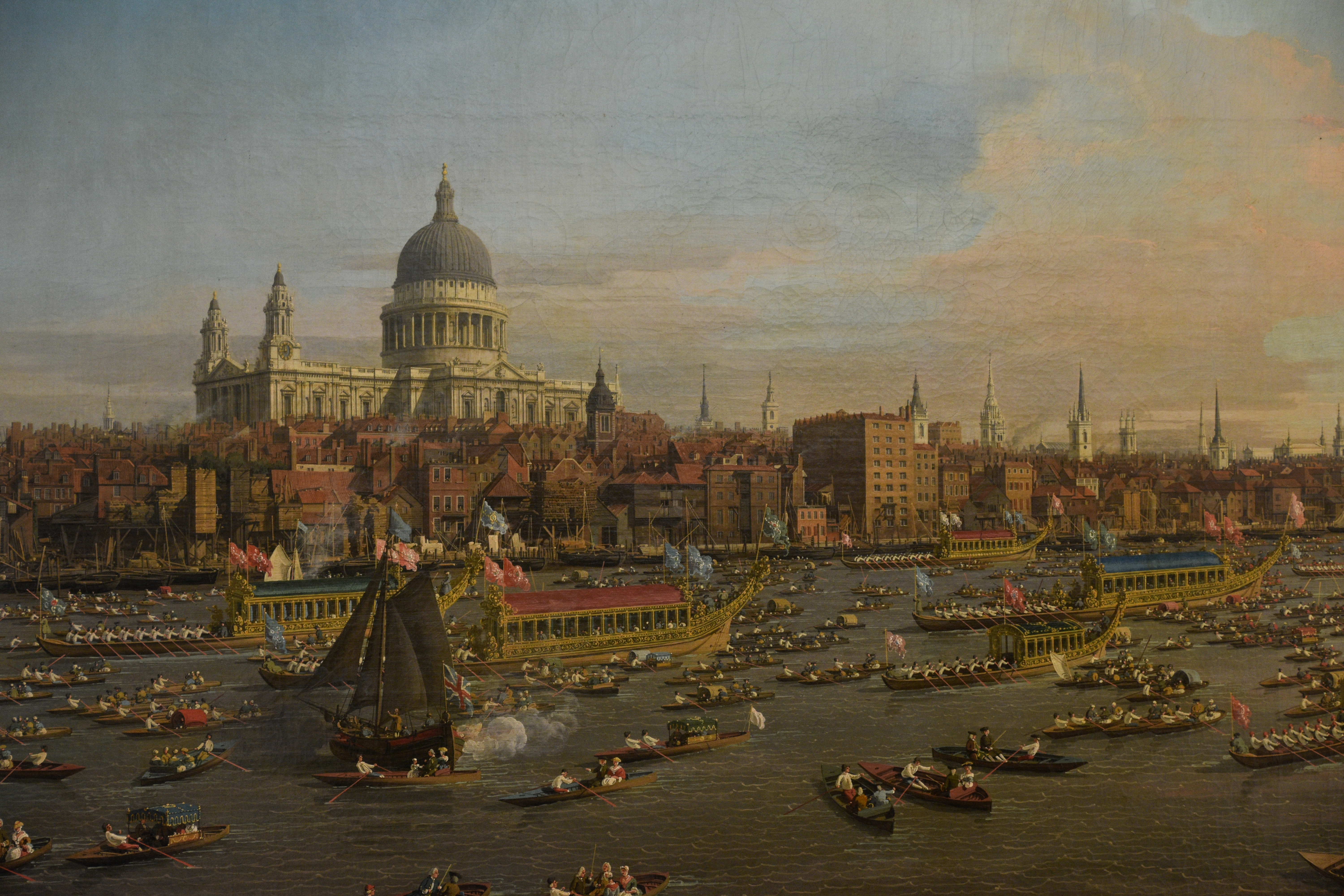
La City di Londra dal fiume Tamigi con la cattedrale di San Paolo Canaletto (1748). La composizione pittorica della Cattedrale di San Paolo e delle "chiese della città" è chiaramente visibile.
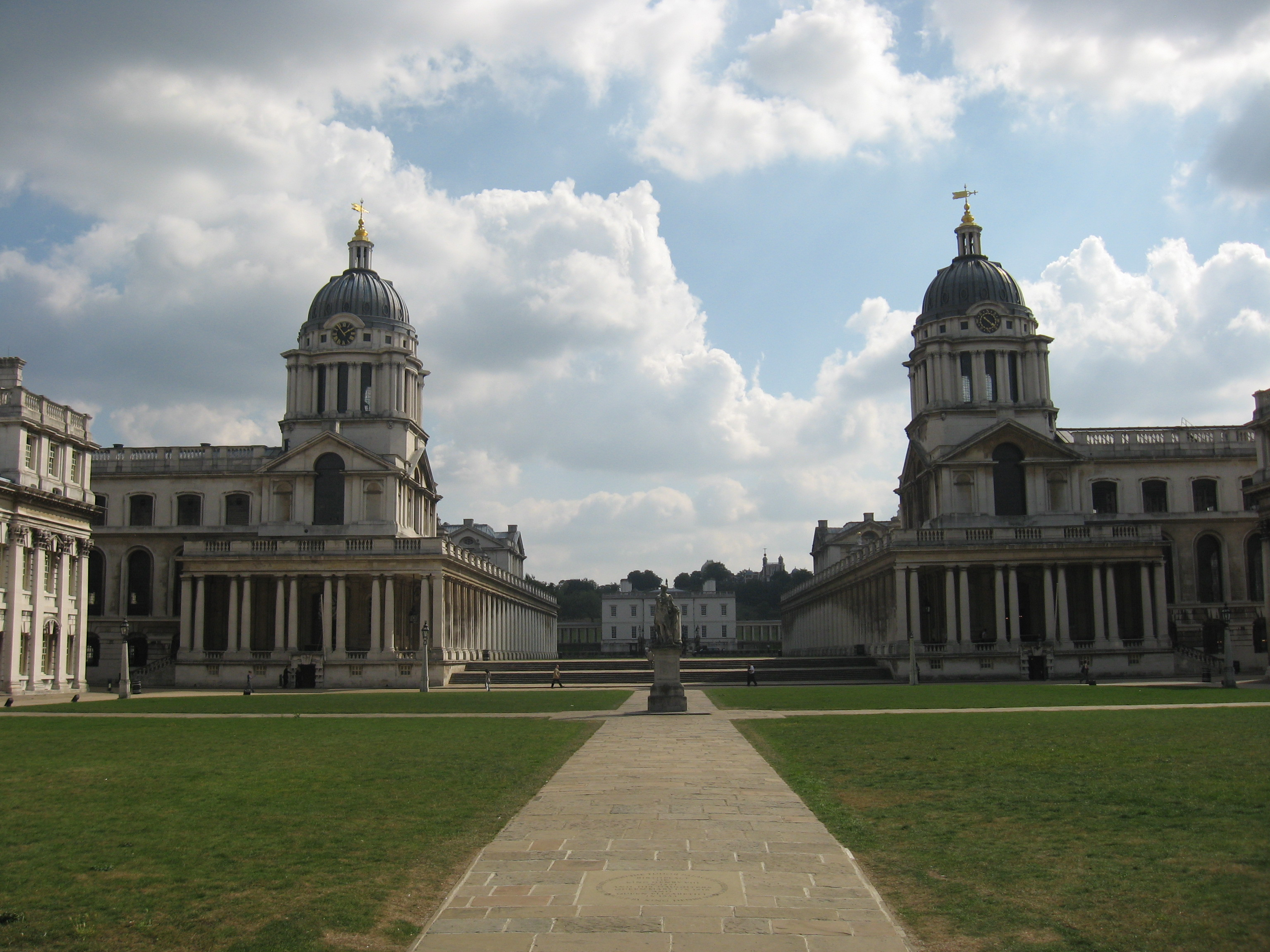
Royal Naval College (1692) Christopher Wren
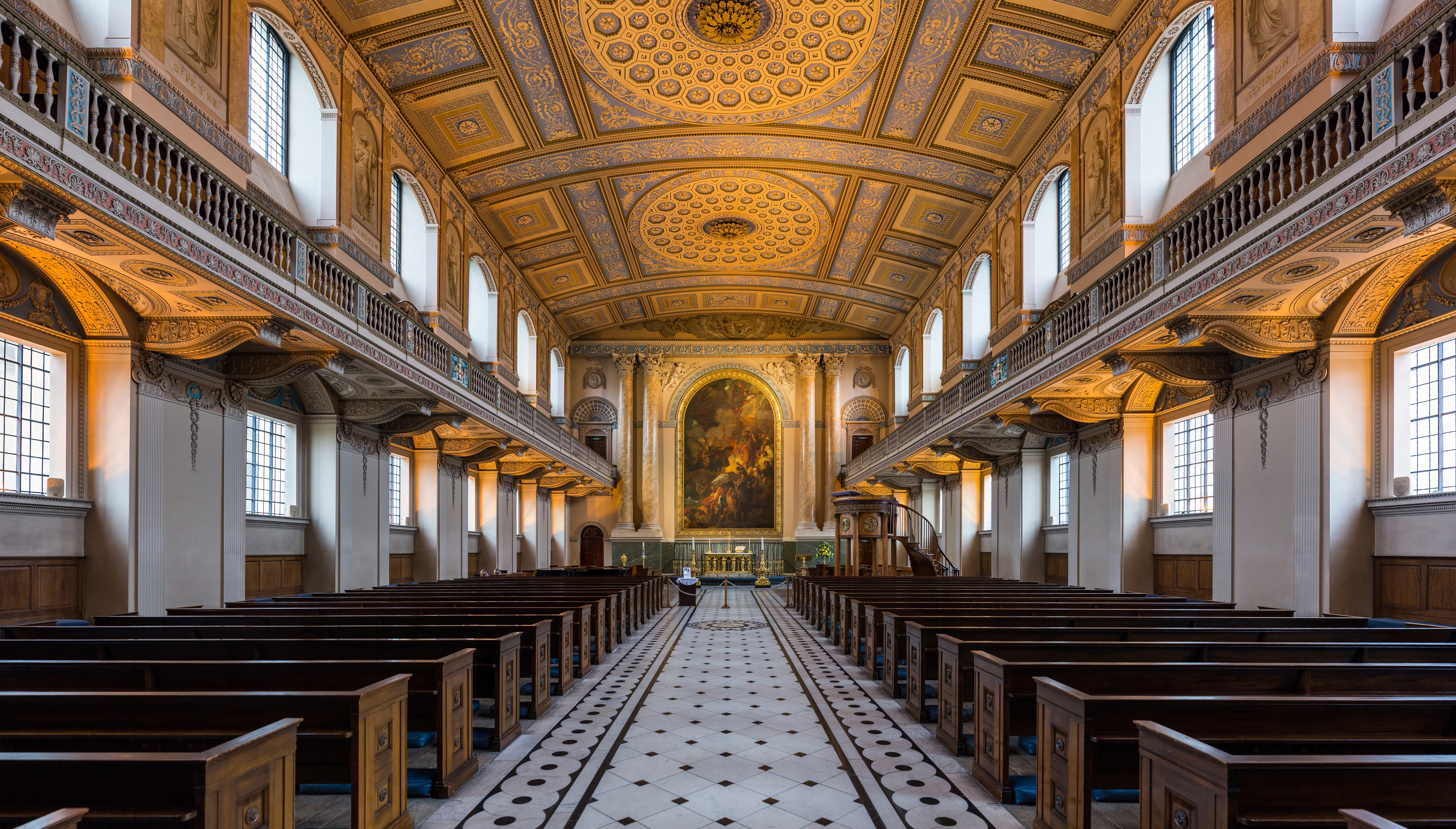
Cappella dell'Old Royal Naval College (1692) Christopher Wren, ristrutturata ai primi del XIX secolo dopo un incendio.
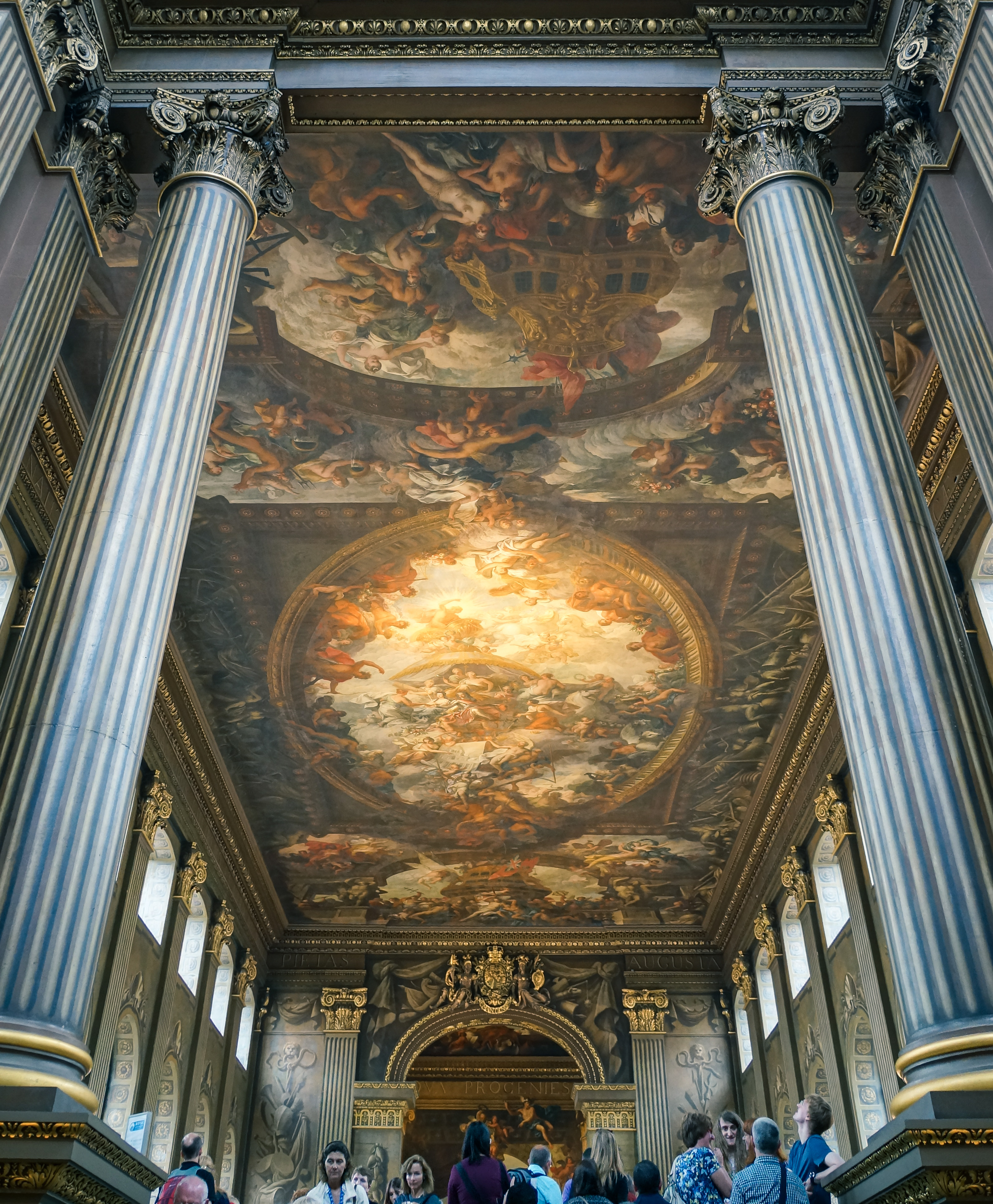
Sala affrescata dell'Old Royal Naval College (1692) Christopher Wren
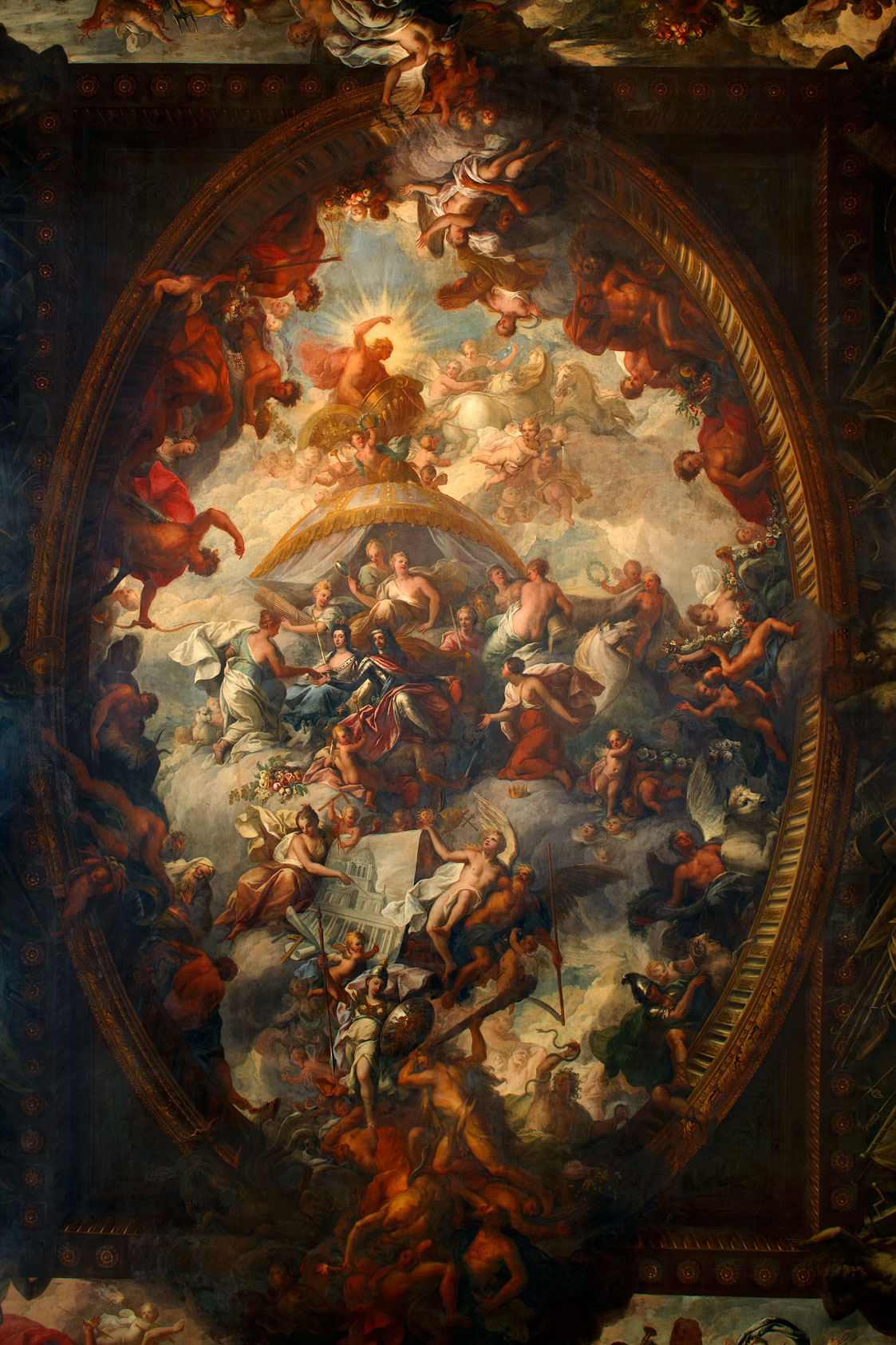
Soffitto della Sala affrescata dell'Old Royal Naval College (1692) Christopher Wren
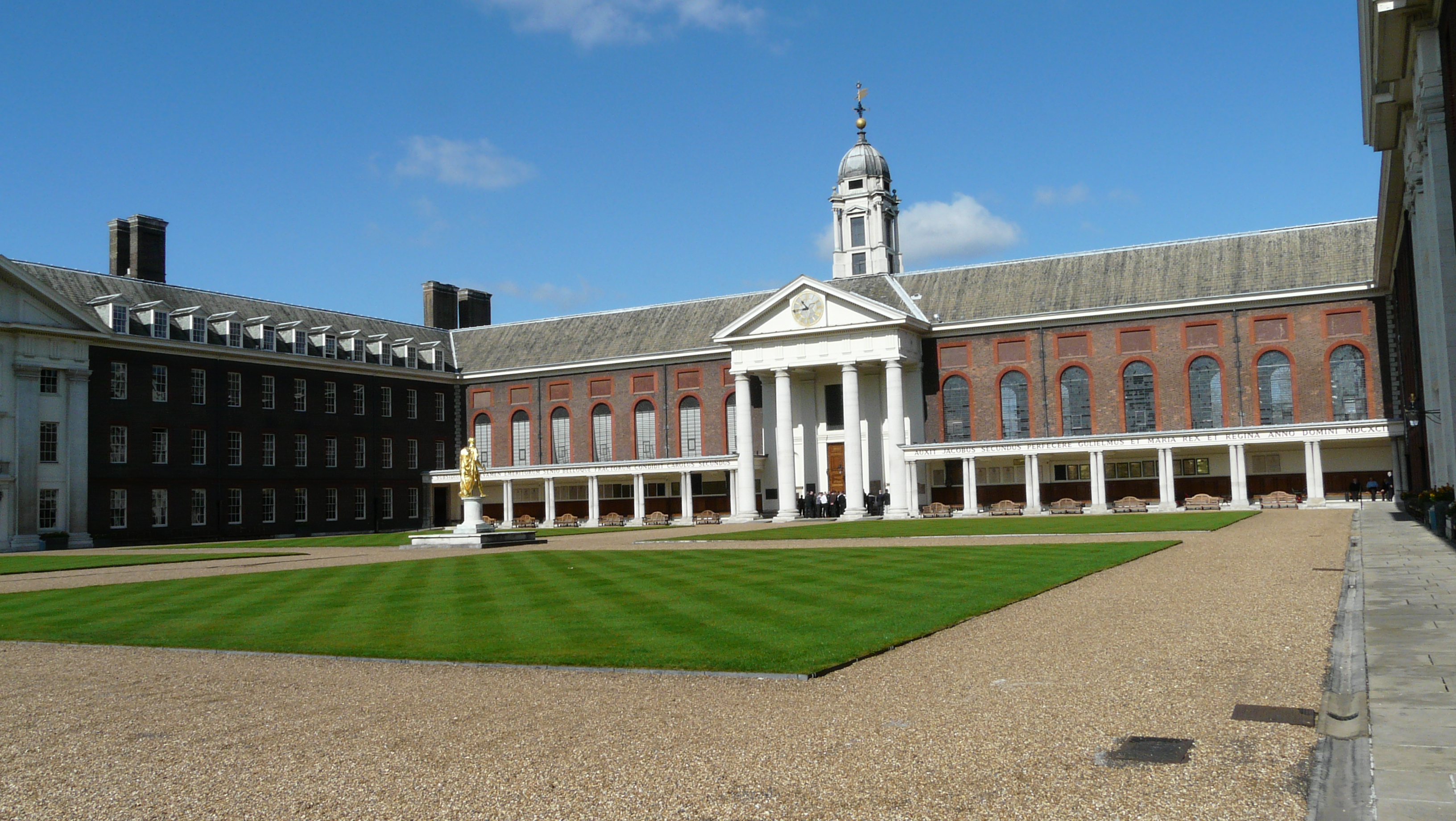
Royal Hospital Chelsea (1682) Christopher Wren
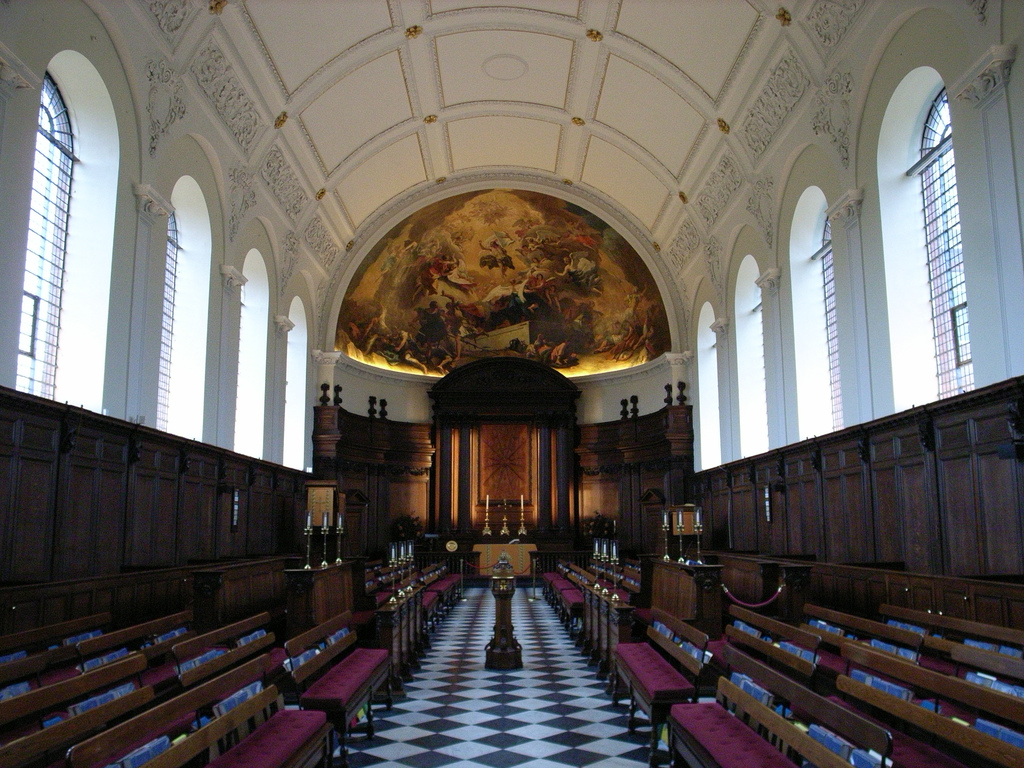
Cappella del Royal Hospital Chelsea (1681–1691), di Christopher Wren
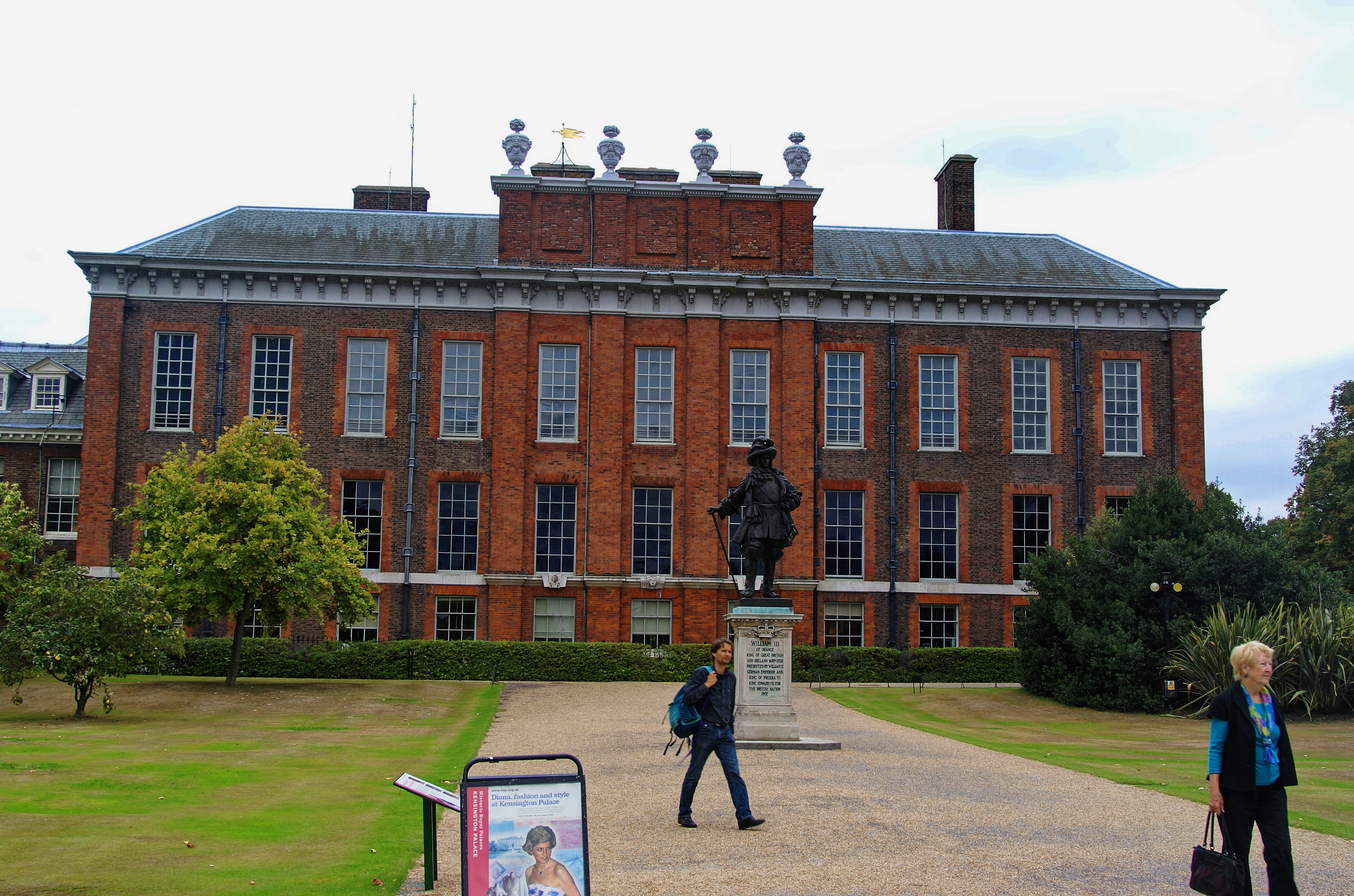
Kensington Palace (1689) Christopher Wren
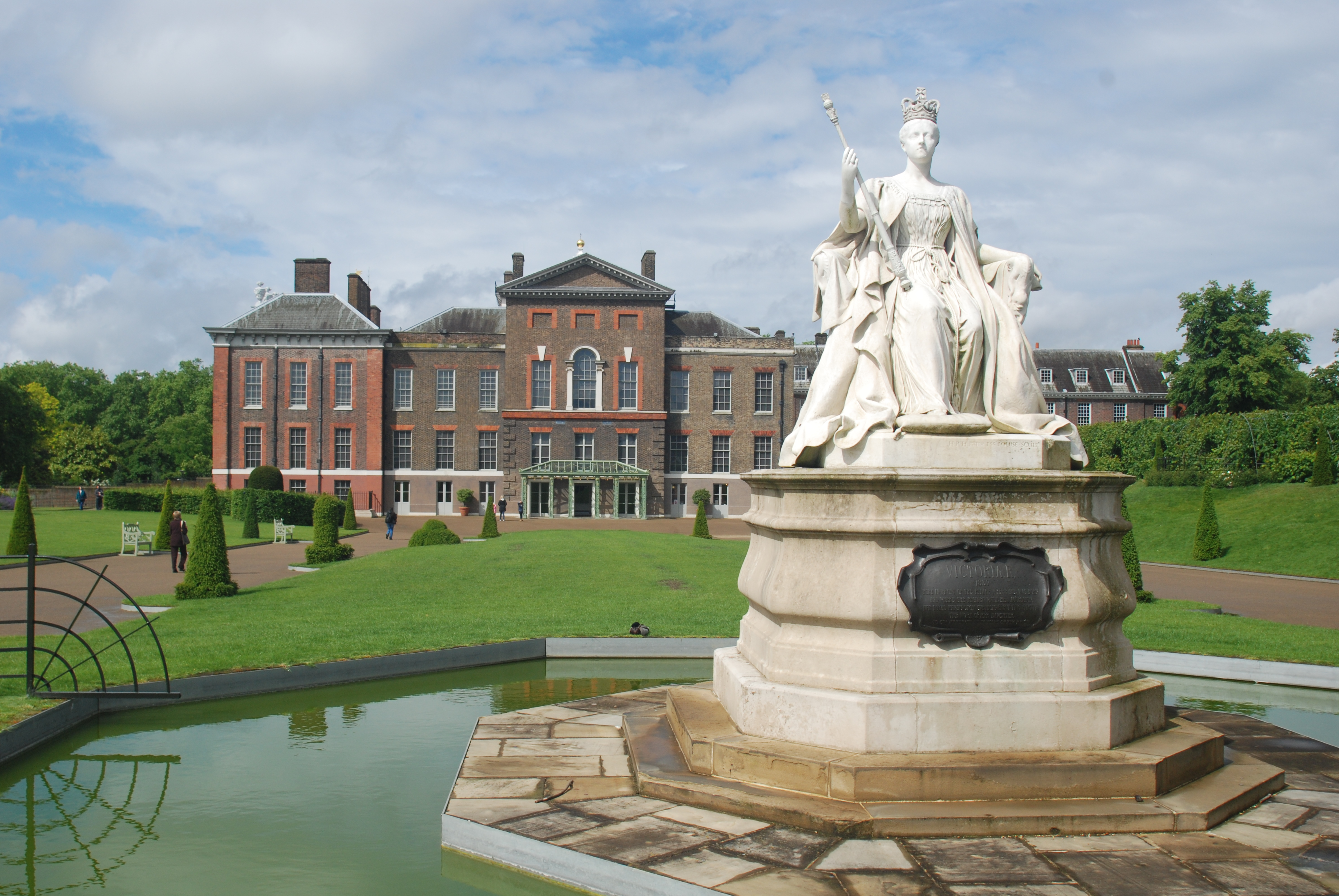
Kensington Palace (1689) Christopher Wren
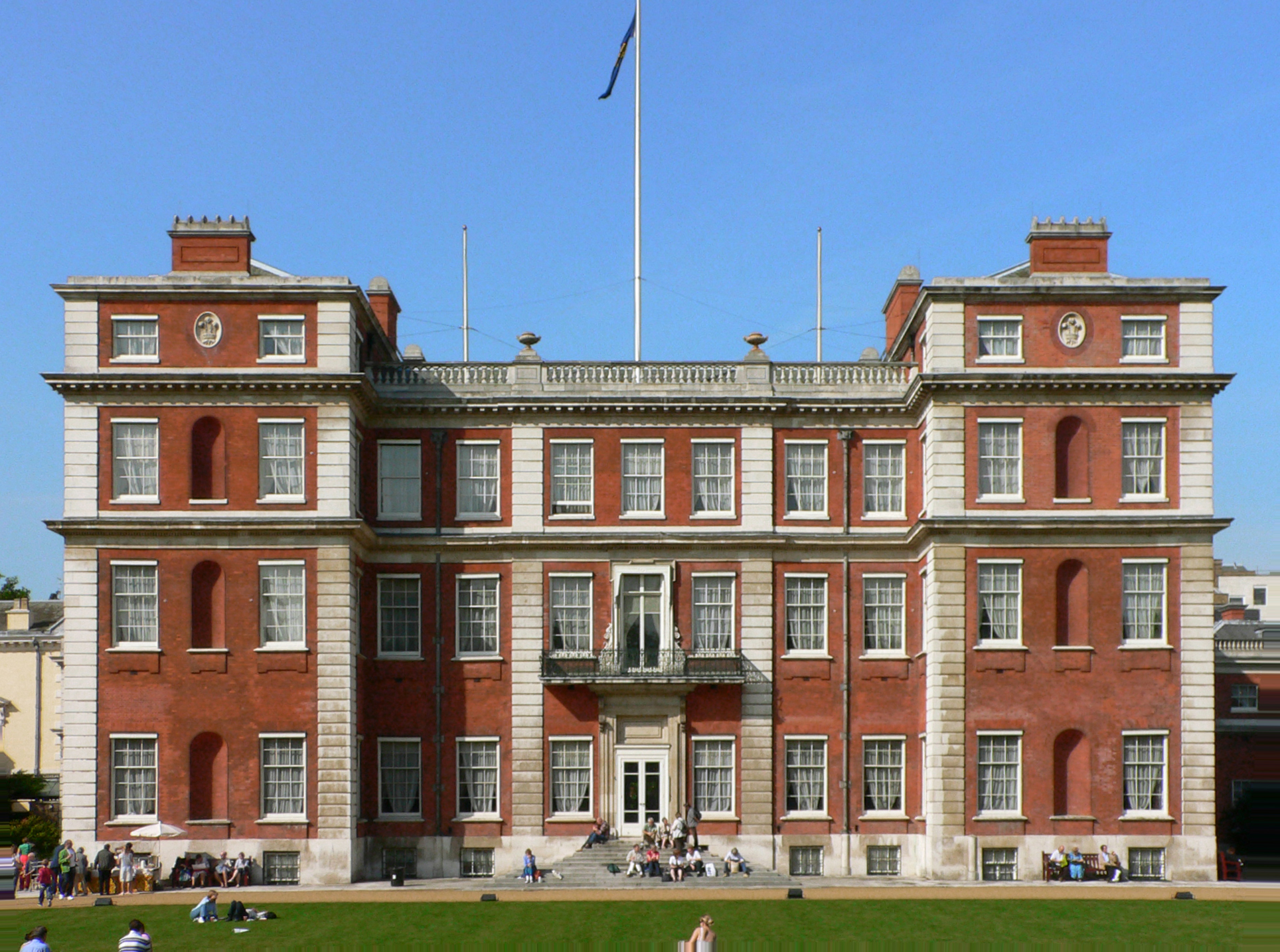
Marlborough House (1711) Christopher Wren
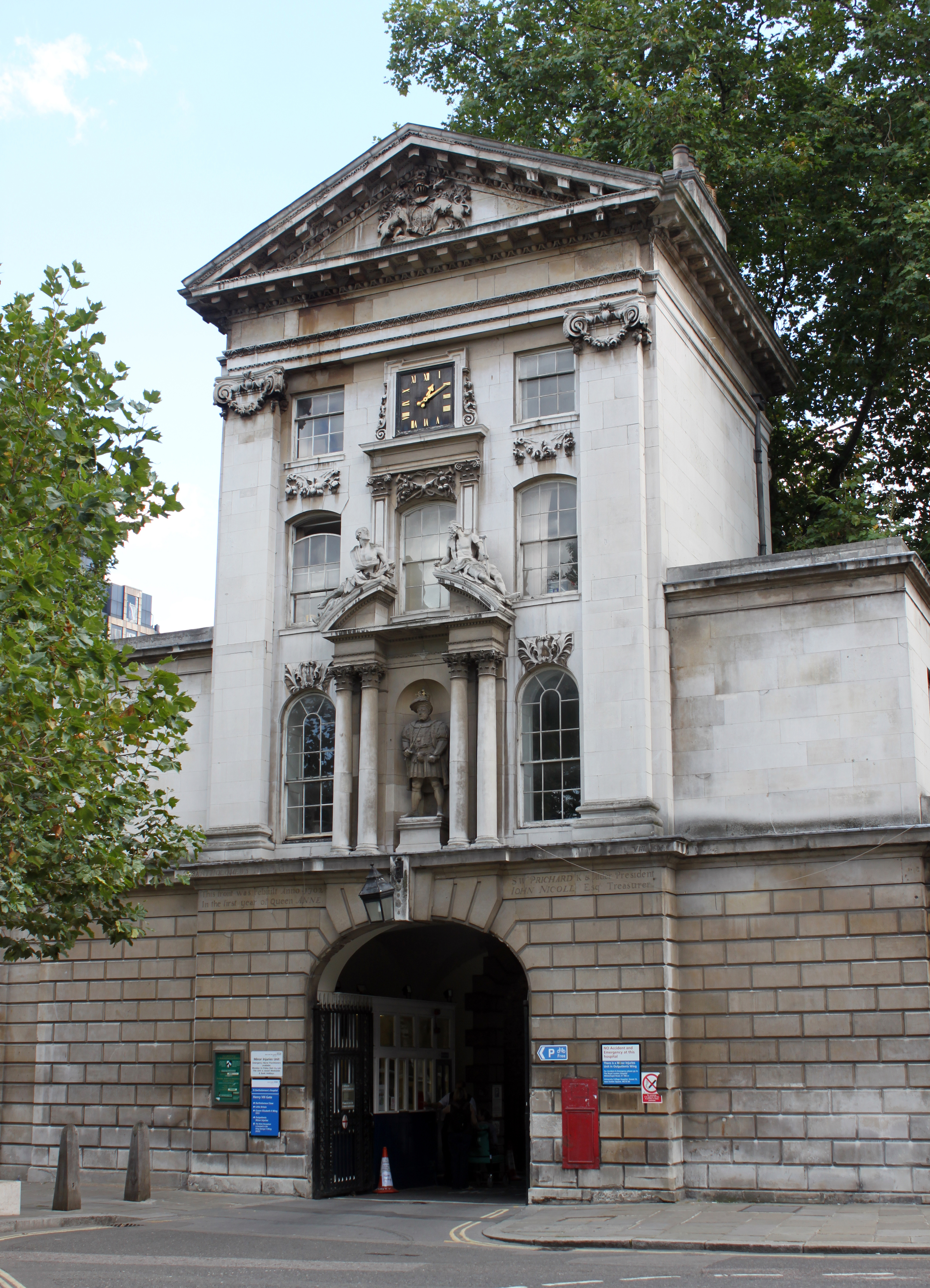
Portale di Enrico VIII del St Bartholomew's Hospital (1703) James Gibbs
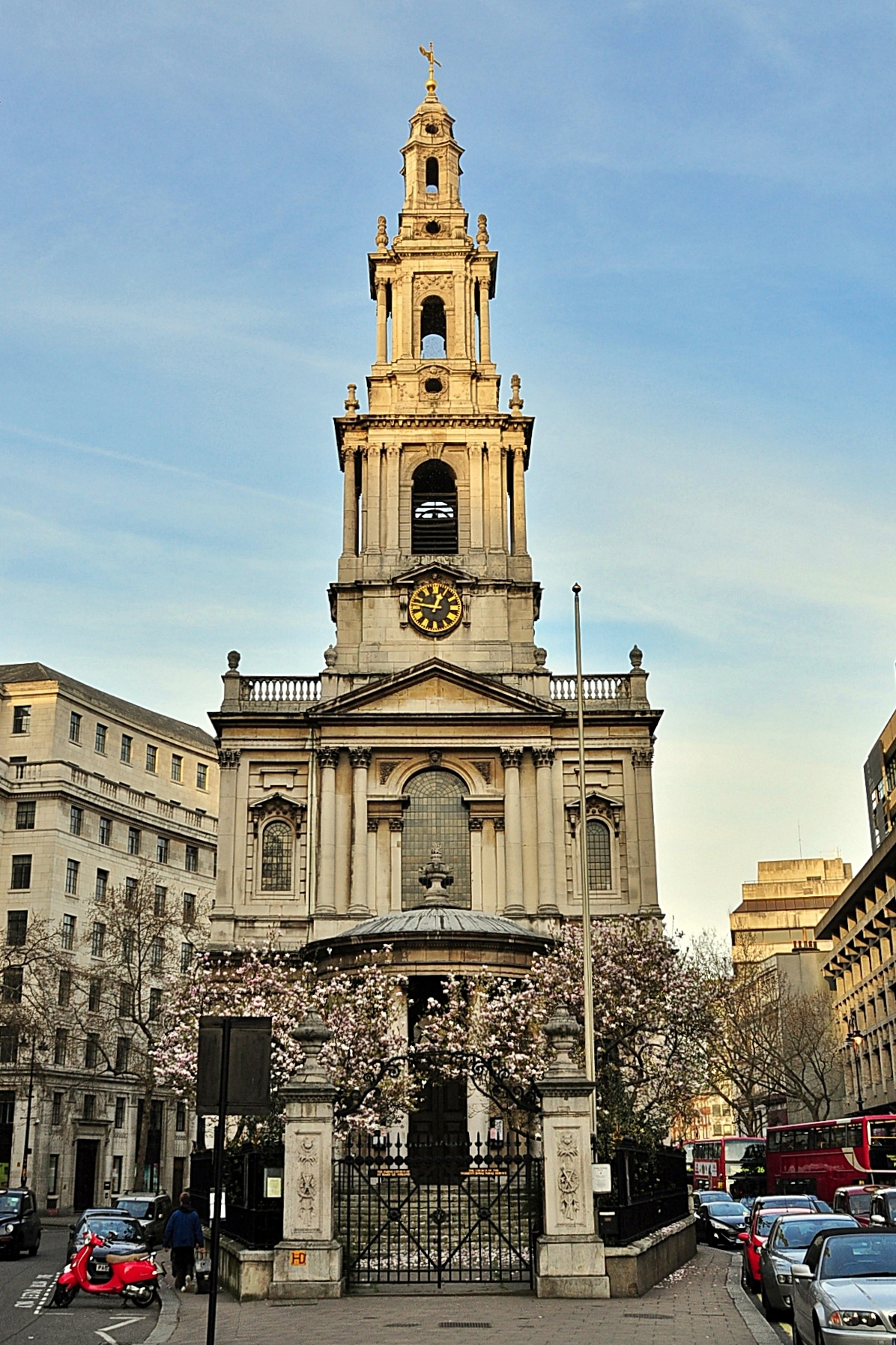
St Mary le Strand (1723) James Gibbs
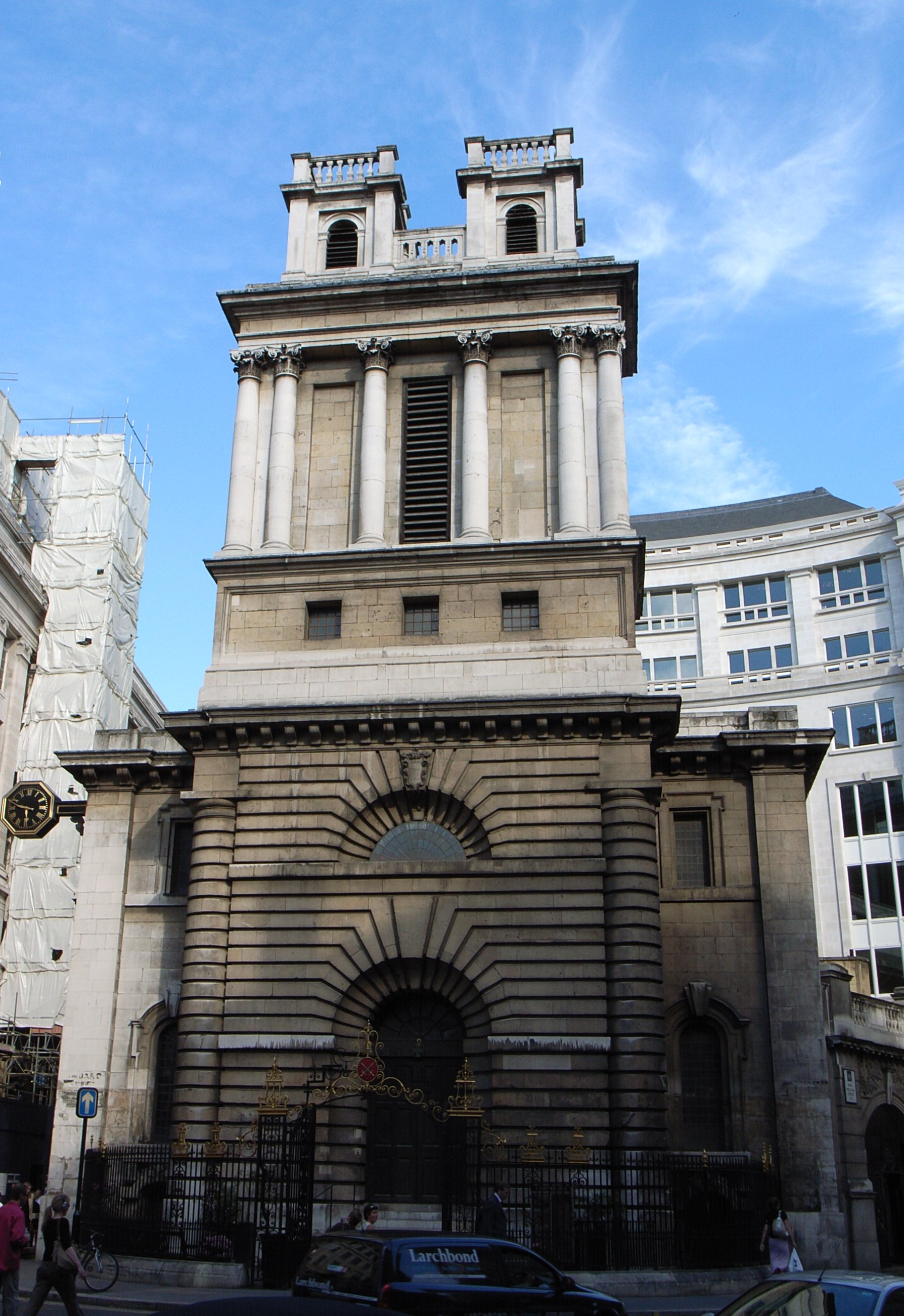
St Mary Woolnoth (1723) Nicholas Hawksmoor
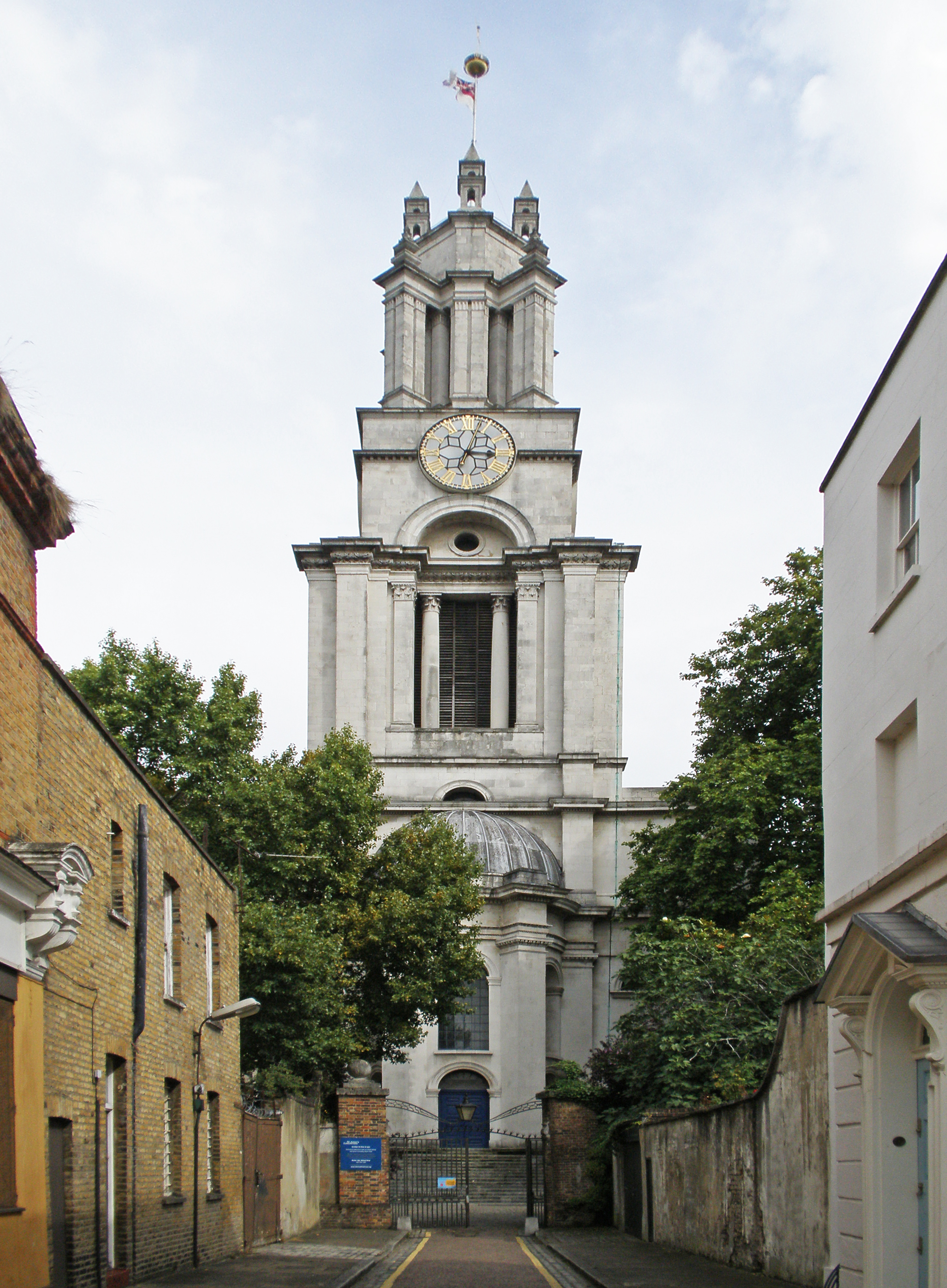
St Anne's Limehouse (1727) Nicholas Hawksmoor
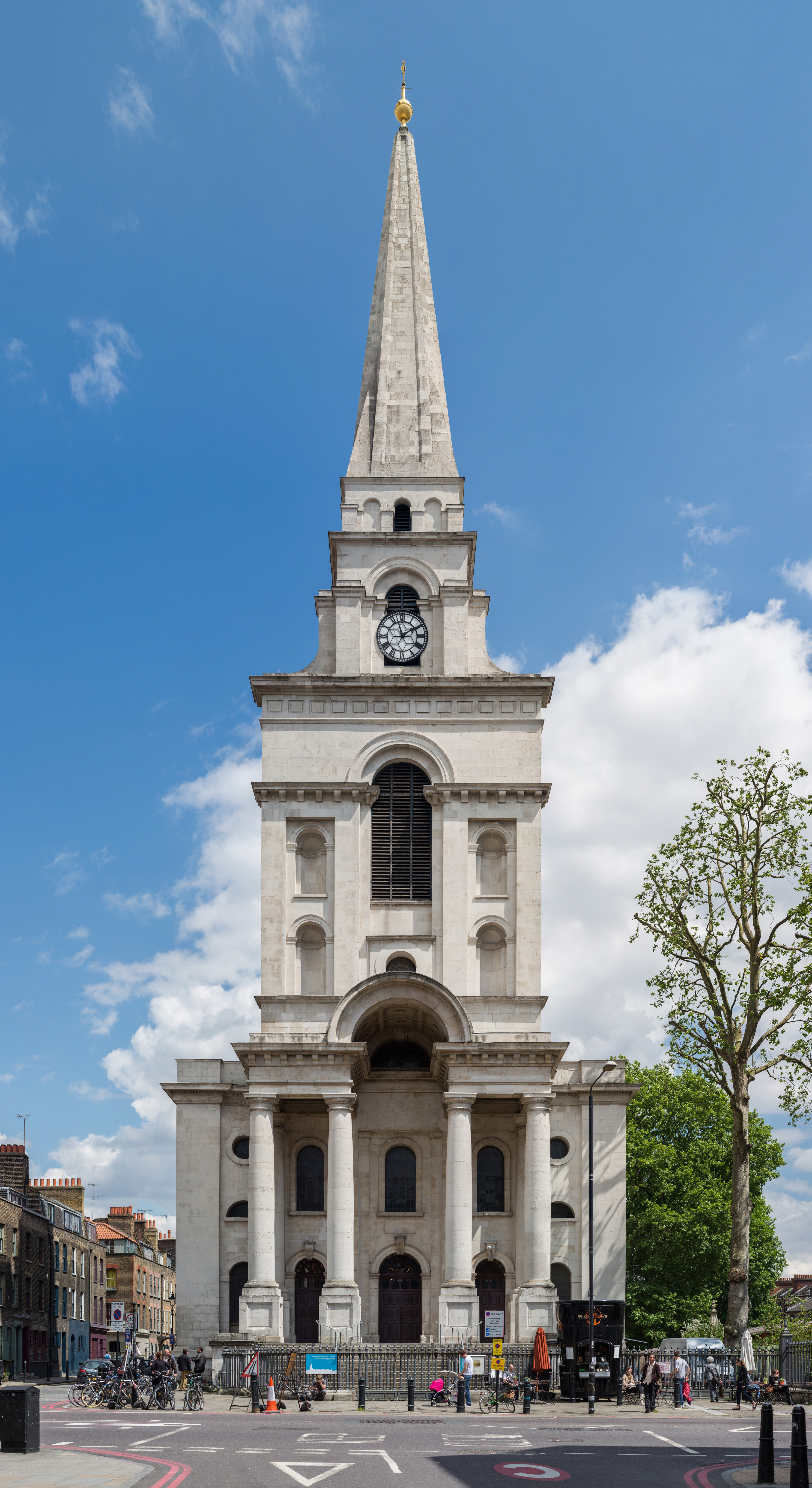
Christ Church, Spitalfields (1729) Nicholas Hawksmoor
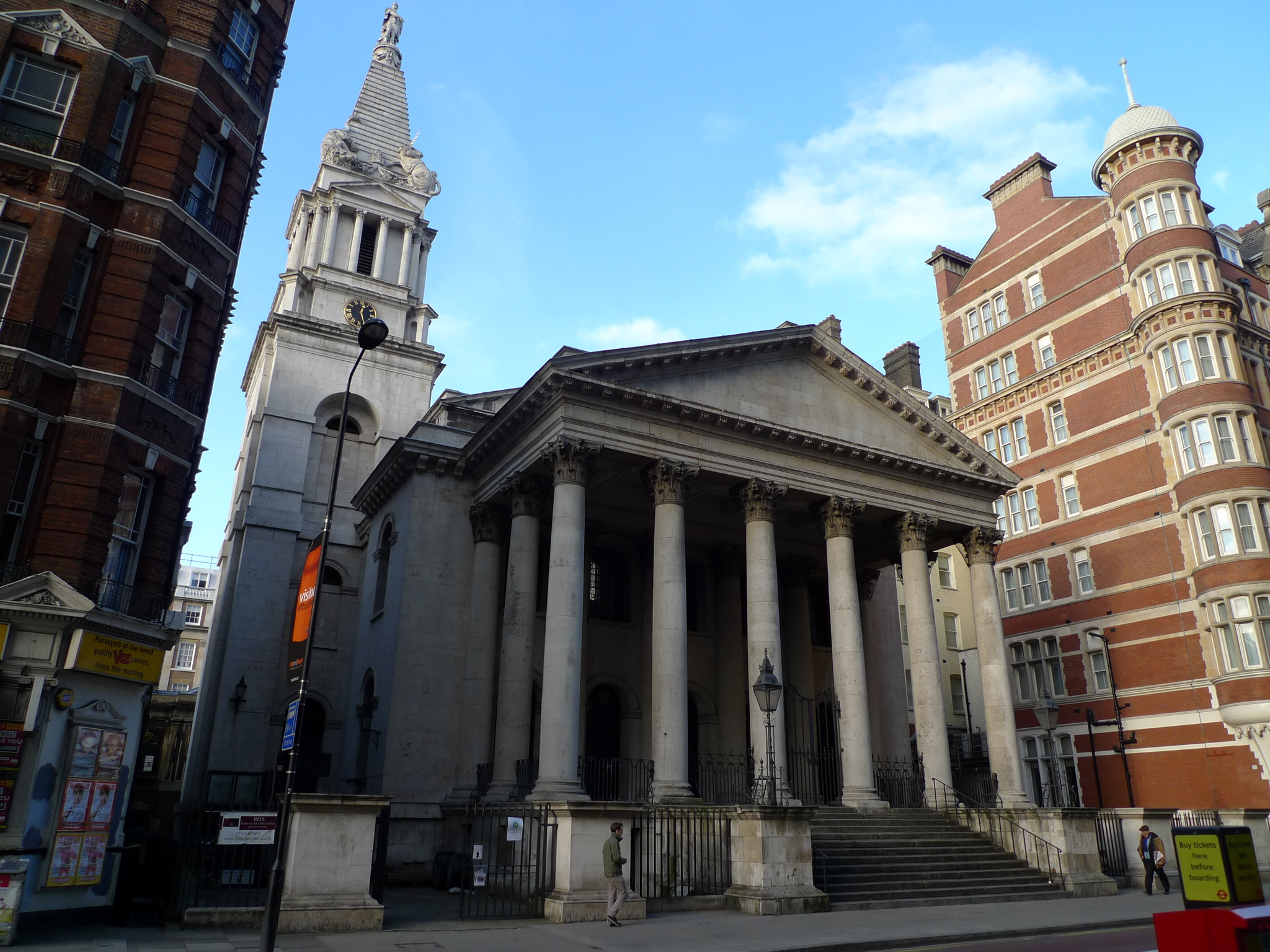
St George's, Bloomsbury (1730) Nicholas Hawksmoor
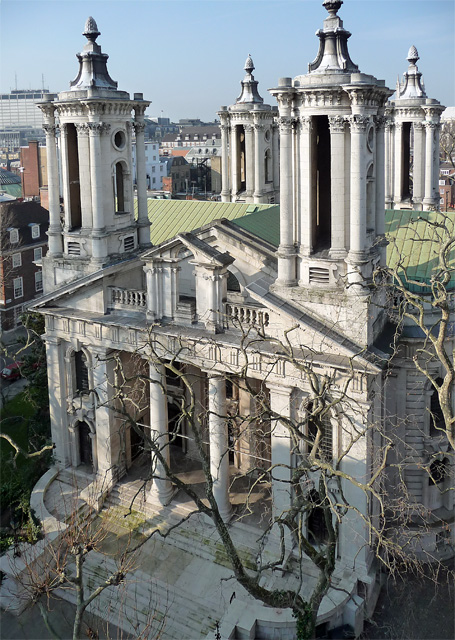
St John's, Smith Square (1728) Thomas Archer
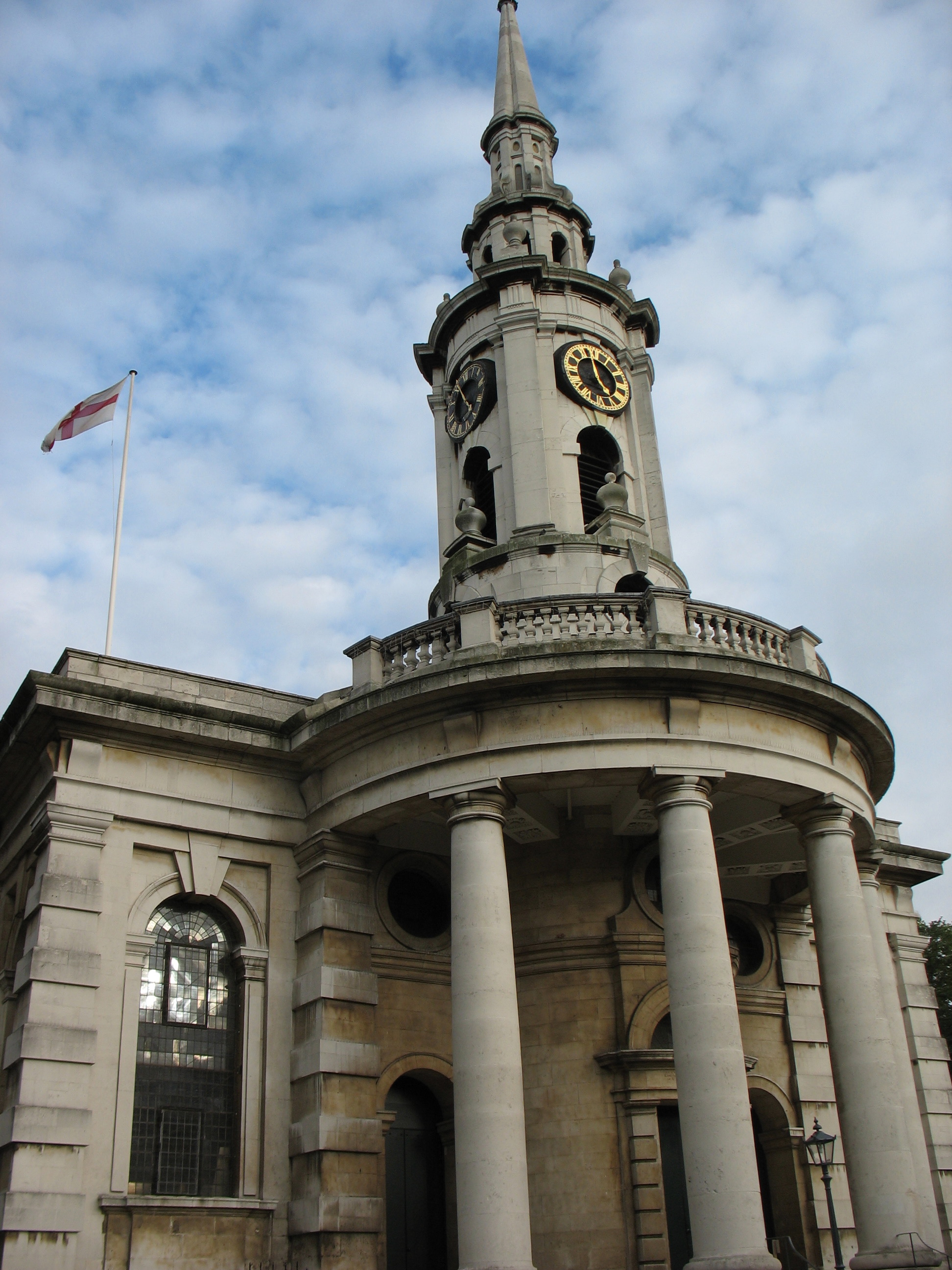
St Paul's, Deptford, (1730) Thomas Archer
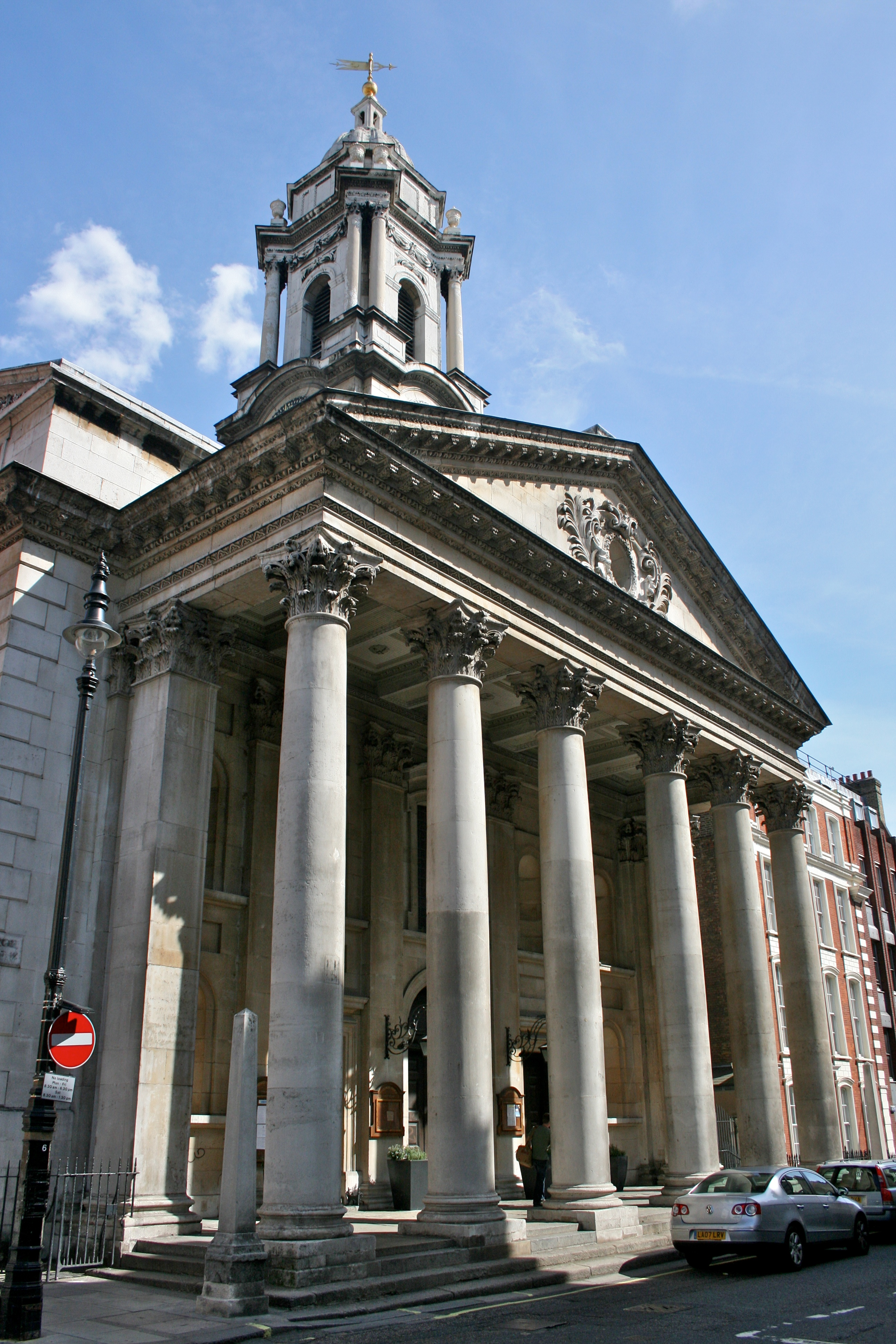
St George's Hanover Square (1725) John James

## Architetture georgiane (1714–1811)

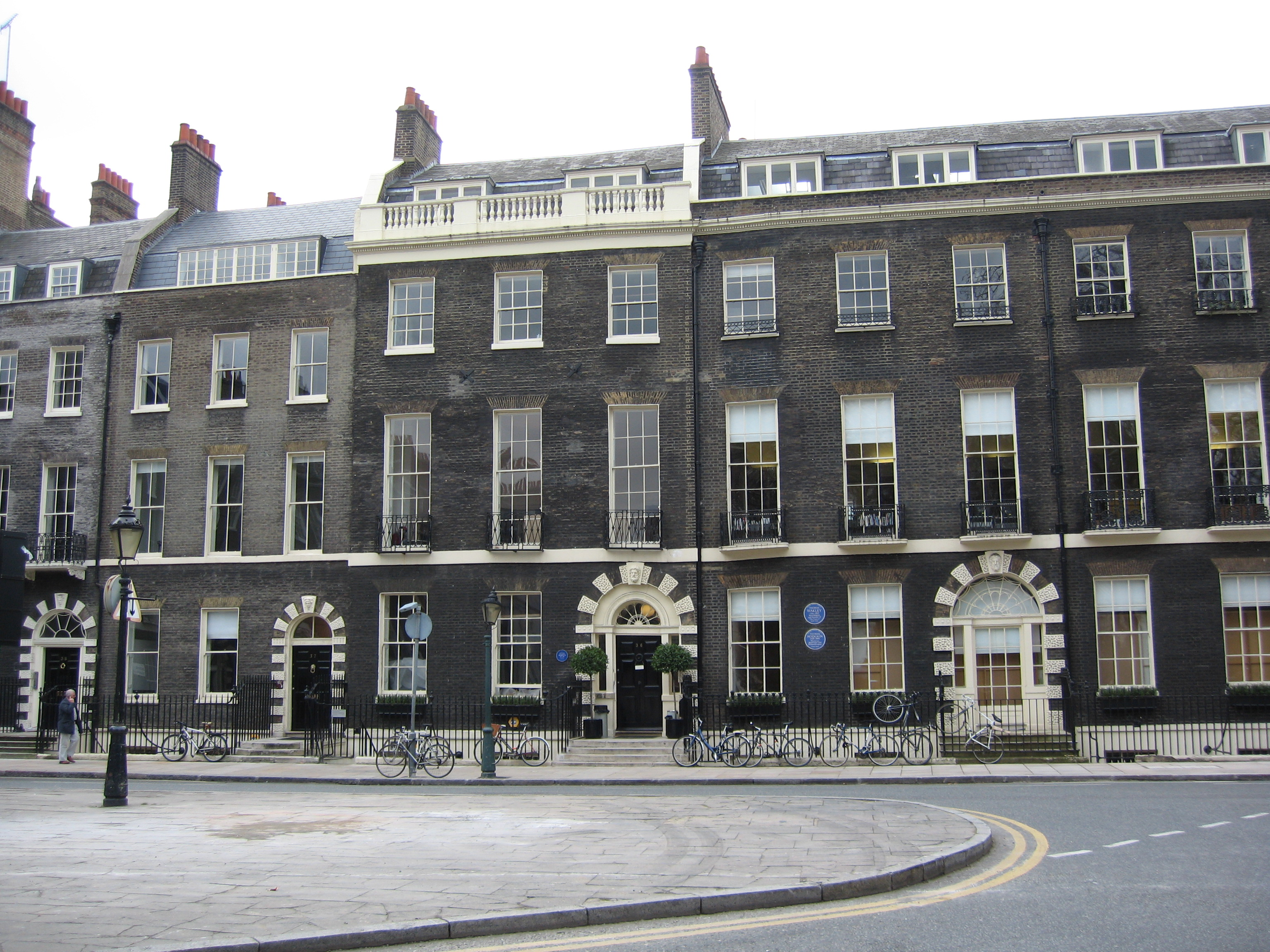
L'edificio dell'Architectural Association al 33–39 Bedford Square (1780) è un eccellente esempio di edilizia a schiera georgiana. Bedford Square era una delle tante piazze costruite nella parte occidentale di Londra mentre la città si espandeva notevolmente oltre i suoi confini storici.

L'età georgiana (1714–1830) fu un periodo di grande espansione economica e coloniale, vedendo la Gran Bretagna emergere come potenza commerciale globale con Londra come suo epicentro. Questo grande aumento di prestigio e ricchezza si rifletté nella significativa crescita di dimensioni e della popolazione di Londra nel XVIII secolo. La città si estendeva in modo significativo, con un nuovo sviluppo sostanziale nelle aree ad ovest della città come Bloomsbury, Marylebone, Mayfair e Kensington, nonché nei villaggi satellite come Hampstead, Islington, Hackney e Dulwich Questo sviluppo era incentrato sulla costruzione di case a schiera e nuove piazze alla moda come Grosvenor Square, Portman Square e Bedford Square, che divennero la nuova sede della fiorente classe media emersa dalla nuova economia mercantile. Inoltre, con la costruzione di nuovi ponti sul Tamigi a Westminster (1750) e Blackfriars (1769), i primi nuovi ponti dall'alto medioevo, la città iniziò a diffondersi notevolmente a sud del fiume.
Lo stile colloquialmente noto come georgiano si riferisce all'interpretazione britannica dell'architettura neoclassica del XVIII secolo, con percorsi stilistici che risiedevano saldamente nel palladianesimo, in particolare negli scritti dell'architetto scozzese Colen Campbell. Spesso descritto come il "Padre dello stile georgiano", scrisse il libro molto influente Vitruvius Britannicus che diede il tono stilistico all'architettura inglese per il resto del XVIII secolo. Questo stile, più sobrio, fu una reazione contro l'esuberante barocco della fine del XVII secolo, con una rigorosa enfasi sulla semplice muratura disadorna, sull'armonia geometrica e su un sobrio ornamento di ispirazione classica. Nonostante questo motivo reazionario, gli architetti georgiani subirono comunque una grande influenza da Christopher Wren e da altri architetti barocchi inglesi. Un precursore del più discreto stile georgiano si trova nelle semplici case a schiera costruite dopo il Grande incendio di Londra al 4 di King's Bench Walk a Temple o le semplici facciate in mattoni del Royal Hospital Chelsea, entrambi di Wren. Gli architetti chiave del periodo georgiano, che progettarono opere sostanziali a Londra, furono James Gibbs, Robert Adams, James Wyatt, William Kent e William Chambers.

### Le case a schiera georgiane

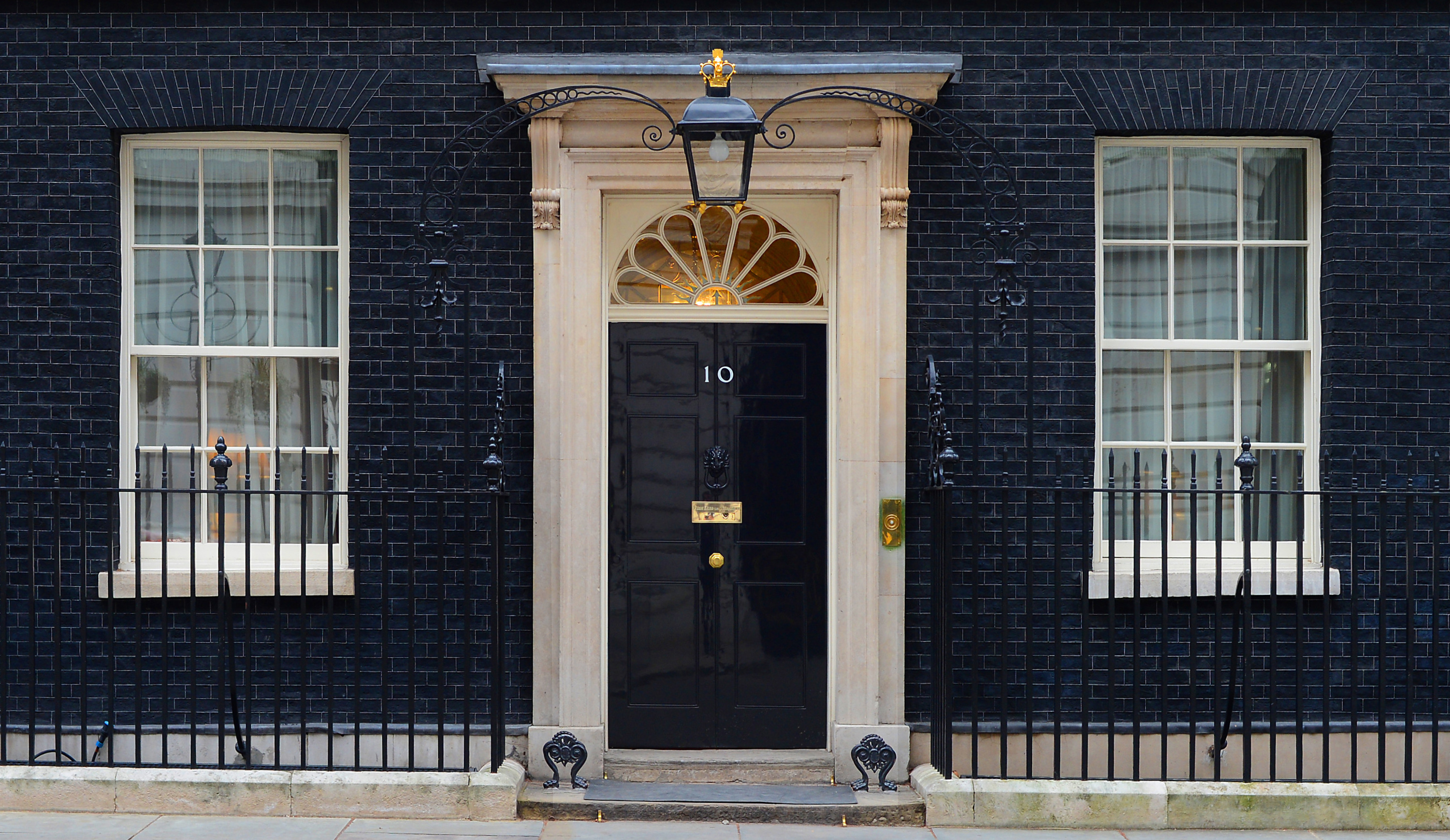
Ingresso del 10 Downing Street (1734), un classico esempio di stile georgiano.

Le case residenziali di quest'epoca a Londra si distinguevano per il loro seminterrato costruito su fondamenta ad arco in mattoni, un piano terra, un piano nobile sopra la reception e un piano attico. Erano generalmente costruite in mattoni di Londra "Stock Brick" (giallo pallido) con proporzioni a sezione aurea, spesso su facciate a tripla baia con colonne "implicite" o paraste accuratamente proporzionate e molto grandi di colore bianco sporco, finestre a ghigliottina, tetti in ardesia a mansarda sopra un frontone. Erano raggruppate in formali piazze a giardino, a mezzaluna e case a schiera con ampi marciapiedi sostenuti da volte su strade pubbliche larghe e diritte, spesso con accesso privato a romantici giardini ben curati. L'invasione successiva di proprietà commerciali ridusse significativamente la larghezza apparente delle strade storiche in molte parti di Londra, dove i progetti originali erano paragonabili, o superiori, per dimensioni a quelli presenti nella pianificazione urbana continentale. L'area di Spitalfields nell'oriente londinese ha molte proprietà georgiane antiche, ancora esistenti, con alcune caratteristiche continentali insolite; Soho, in particolare Meard Street e anche Westminster conservano un gran numero di proprietà in una fase iniziale di sviluppo dello stile.

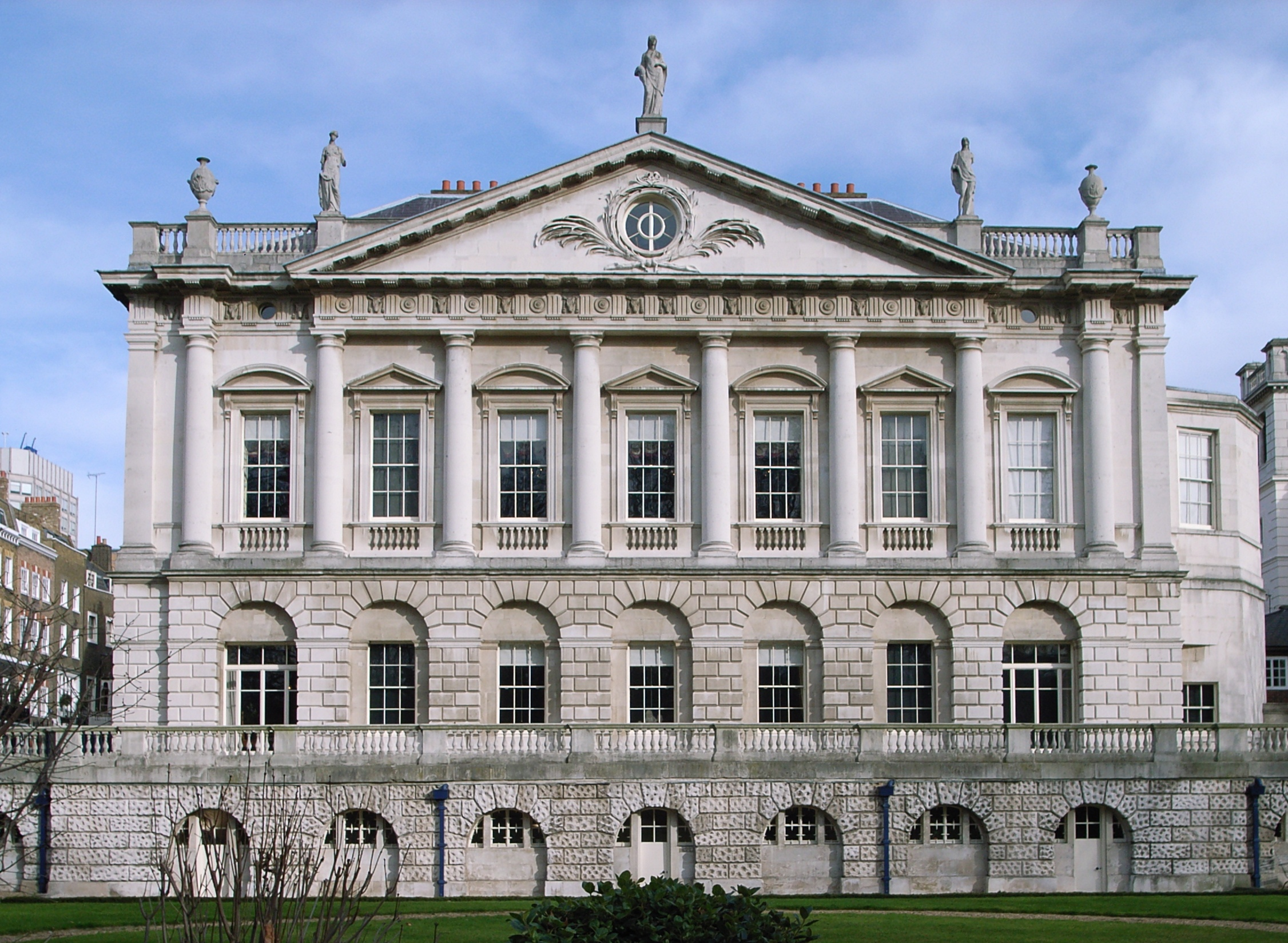
Spencer House (1756) di John Vardy, la più grande casa signorile superstite del periodo georgiano.

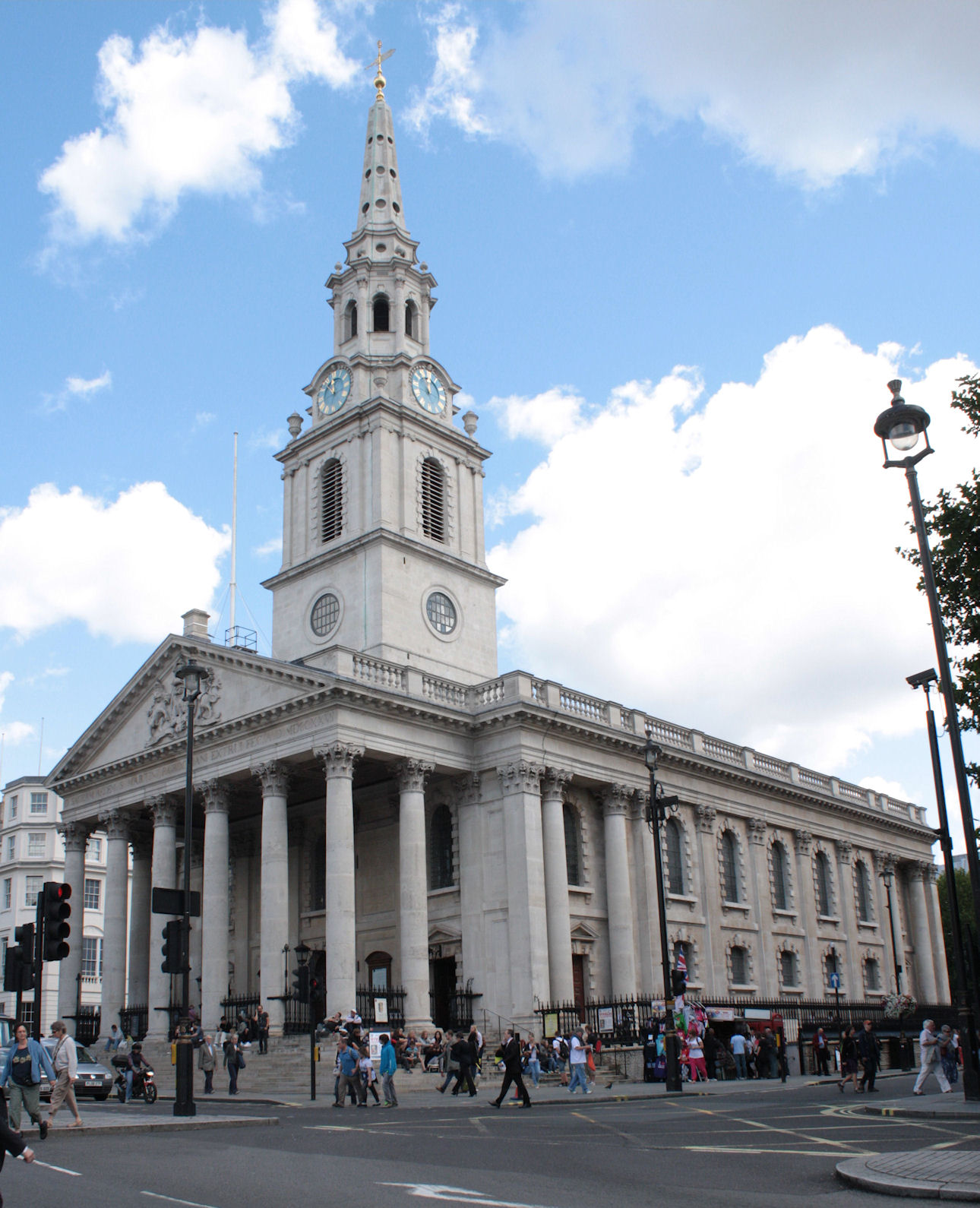
La Chiesa di San Martin-in-the-Fields (1726) di James Gibbs

Una tipica casa era progettata per ospitare un'unica famiglia, con stanze anteriori e posteriori su ogni piano e una proiezione dell'ala posteriore di larghezza parziale. Il piano terra era riservato agli affari, l'alto piano nobile agli intrattenimenti formali e i piani superiori con le camere da letto, tutte accessibili da una scala posta sulla parte laterale. La servitù era sistemata nella cucina sotterranea e nelle stanze mansardate nel tetto. Ciascuna delle distinzioni in funzione era sottilmente indicata nello schema decorativo della facciata dall'altezza sequenziale delle aperture, cornici sporgenti e modanature decorative contenute come archi a tutto sesto e bugnati alla base con colonne decrescenti, capitelli scultorei, balaustre e fregi nella parte superiore.
Tra le caratteristiche:
- Un alto portone pannellato con lunette ad arco, spesso fiancheggiato da colonne e coperto da un baldacchino-frontone, che si raggiungeva percorrendo un breve camminamento che si estendeva dalla strada, arcuandosi sull'intercapedine del seminterrato e protetto dalle effrazioni da una ringhiera di sicurezza in ferro battuto.
- Finestre a ghigliottina che consentivano di tenere aperta la finestra a varie altezze, su pesi di piombo appesi ad un cavo, per aerare la stanza. Sviluppate nei Paesi Bassi e viste per la prima volta nei Palazzi Reali, divennero comuni in epoca georgiana; in precedenza era la norma la finestra a battente. La falegnameria dell'anta e i telai delle finestre a ovolo o astragalo erano progettati per essere il più sottili e discreti possibili, utilizzando le lastre di vetro più grandi disponibili in "6 su 6" o "6 su 9". Dagli anni 1980, questi sono spesso dipinti in bianco brillante; tuttavia questo colore moderno non esisteva nel periodo e originariamente erano dipinti avorio bianco sporco, giallo pallido o altri colori più scuri del periodo.
- Aperture delle finestre nella proporzione di 1:2 o a sezione aurea; le finestre erano realizzate nello stile olandese con arco piatto spesso con mattoni calibrati nelle proprietà più belle.
- Il tetto era spesso nascosto da un parapetto sopra un attico con fregio. Questo espediente era inizialmente applicato per ridurre la propagazione del fuoco; tuttavia, in gran parte di Londra, i parapetti furono aggiunti alle case georgiane solo per ragioni estetiche. Dalla strada, l'edificio sembrava avere un tetto piano, ma dal retro si poteva notare che c'era un tetto a doppia falda 'a farfalla'.
- Ornamenti classici come pietre sporgenti, paraste, colonne, medaglioni, fregi, cornici e falsi frontoni spesso in legno, stucco o pietra naturale come evidenti indicatori di ricchezza e status sociale; tuttavia era usata molta cura e moderazione per evitare l'eccessivo sfarzo dell'architettura continentale, con una marcata preferenza per la severa semplicità, l'onestà dei mezzi e la scarsità di ornamenti in linea con il pensiero protestante e neopalladiano, meglio esemplificato dall'opera dell'architetto illuminista scozzese Robert Adams, una filosofia estesa all'arredamento d'interni nei mobili chippendale.
- Gli edifici suburbani erano generalmente costruiti con "mattoni di Londra", in un colore giallo camoscio (che spesso appare grigio, vedi 10 Downing Street). Le case più prestigiose erano intonacate con stucco o costruite con pietra naturale importata.
- I comignoli erano situati nelle pareti condivise, con parapetti a timpano che sporgevano sopra la linea del tetto. Il gran numero di comignoli nelle proprietà londinesi indicava la relativa ricchezza degli abitanti, che avevano caminetti in ogni stanza.

### La casa signorile georgiana

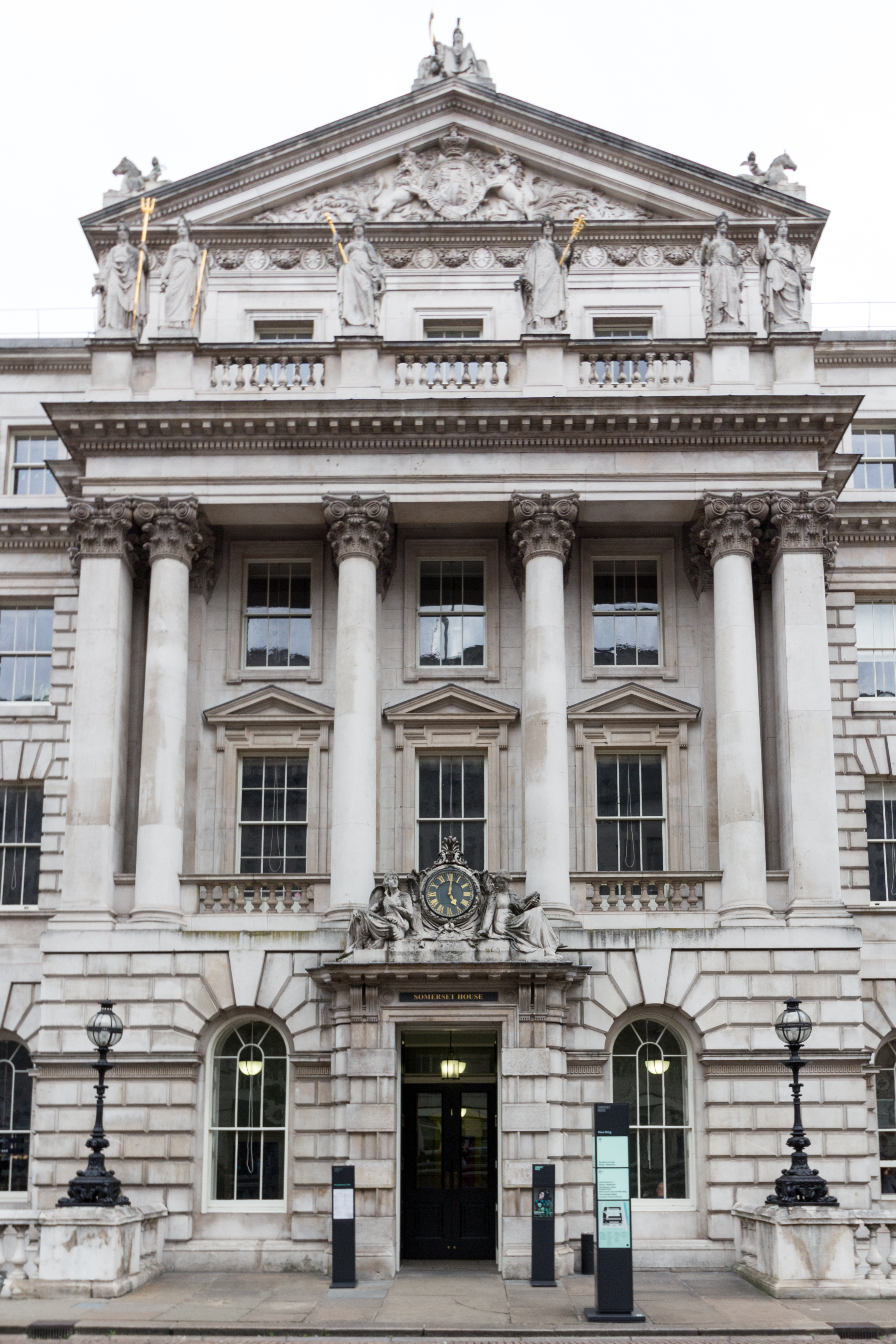
La facciata occidentale di Somerset House (1776) di William Chambers, forse la costruzione civile più significativa dell'età georgiana.

Ma le case georgiane a Londra non si presentavano solo sotto forma di semplici case a schiera. Molte case molto più sontuose, conosciute come case signorili, vennero costruite come residenze cittadine per la nobiltà e rispetto alla loro casa di campagna. Le più grandiose erano edifici indipendenti come Spencer House ma alcune erano edifici a schiera come Chandos House. Nel periodo georgiano molte di queste grandi case si trovavano affiancate da Piccadilly a Park Lane, ma la maggior parte di esse furono demolite perché passarono di moda tra la fine del XIX e l'inizio del XX secolo, tra cui la famosa Devonshire House su Piccadilly. Le poche che sopravvivono fino ad oggi sono Spencer House, Burlington House, Apsley House, Chandos House, Cambridge House, Melbourne House, Marlborough House e Lancaster House. Oltre a queste, nell'area della Greater London si possono trovare una serie di belle case signorili del periodo georgiano. Queste includono la villa palladiana Chiswick House con i suoi famosi giardini paesaggistici di William Kent e Syon House con i suoi sontuosi interni di Robert Adam.

### Chiese georgiane e architetture civili
Nel periodo georgiano furono costruite anche una serie di notevoli strutture civili, commerciali e religiose. Le chiese erano ancora fortemente influenzate dal lavoro di Sir Christopher Wren che aveva aperto la strada all'uso dell'architettura neoclassica nella progettazione delle chiese in Inghilterra con le sue "chiese della città". Ma con il declino della popolarità del barocco, la chiesa georgiana adottò un approccio palladiano più sobrio rispetto a Wren. Probabilmente la chiesa più famosa del periodo è St Martin-in-the-Fields (1722) di James Gibbs. Spesso descritta come la chiesa archetipica del periodo georgiano, è una semplice "chiesa del tempio" neoclassica con sobri ornamenti palladiani all'esterno e un'alta guglia che evoca i ricordi delle "chiese della città" di Wren. Il suo progetto è stato molto copiato in tutta l'Inghilterra e all'estero. St Peter, Vere Street (1722), anch'essa di James Gibbs, è ulteriormente indicatrice della crescente semplicità delle linee della chiesa nel XVIII secolo.
Il palladianesimo dominò anche l'architettura civile nel periodo georgiano a Londra. Ciò è esemplificato da Horse Guards di William Kent su Whitehall (1750), un saggio dell'austero stile palladiano della metà del XVIII secolo. Probabilmente la commissione architettonica civile più significativa della Londra georgiana fu Somerset House, una raccolta di uffici governativi sullo Strand che doveva sostituire una casa del XVI secolo con lo stesso nome presente sul sito. L'edificio risultante venne progettato da William Chambers e completato nel 1776. L'edificio venne costruito in un quadrilatero con un grande cortile al centro. Sul lato sud dell'esterno c'è una grande terrazza con vista sul fiume Tamigi e al livello del suolo una porta d'acqua che un tempo si sarebbe affacciata direttamente sul Tamigi prima della costruzione del Victoria Embankment.
Vennero costruiti anche nuovi ponti sul Tamigi, i primi costruiti a Londra dall'alto medioevo. Questi ponti includevano Westminster Bridge nel 1750, Blackfriars Bridge nel 1769 e Richmond Bridge nel 1777, tutti costruiti in uno stile neoclassico. Con l'eccezione di Richmond Bridge, tutti questi ponti sono stati ricostruiti. Si trattava di ponti altamente significativi poiché il London Bridge era stato l'unico ponte sul fiume per oltre 500 anni. La loro costruzione incoraggiò notevolmente lo sviluppo a sud del Tamigi.

Galleria delle architetture georgiane di Londra
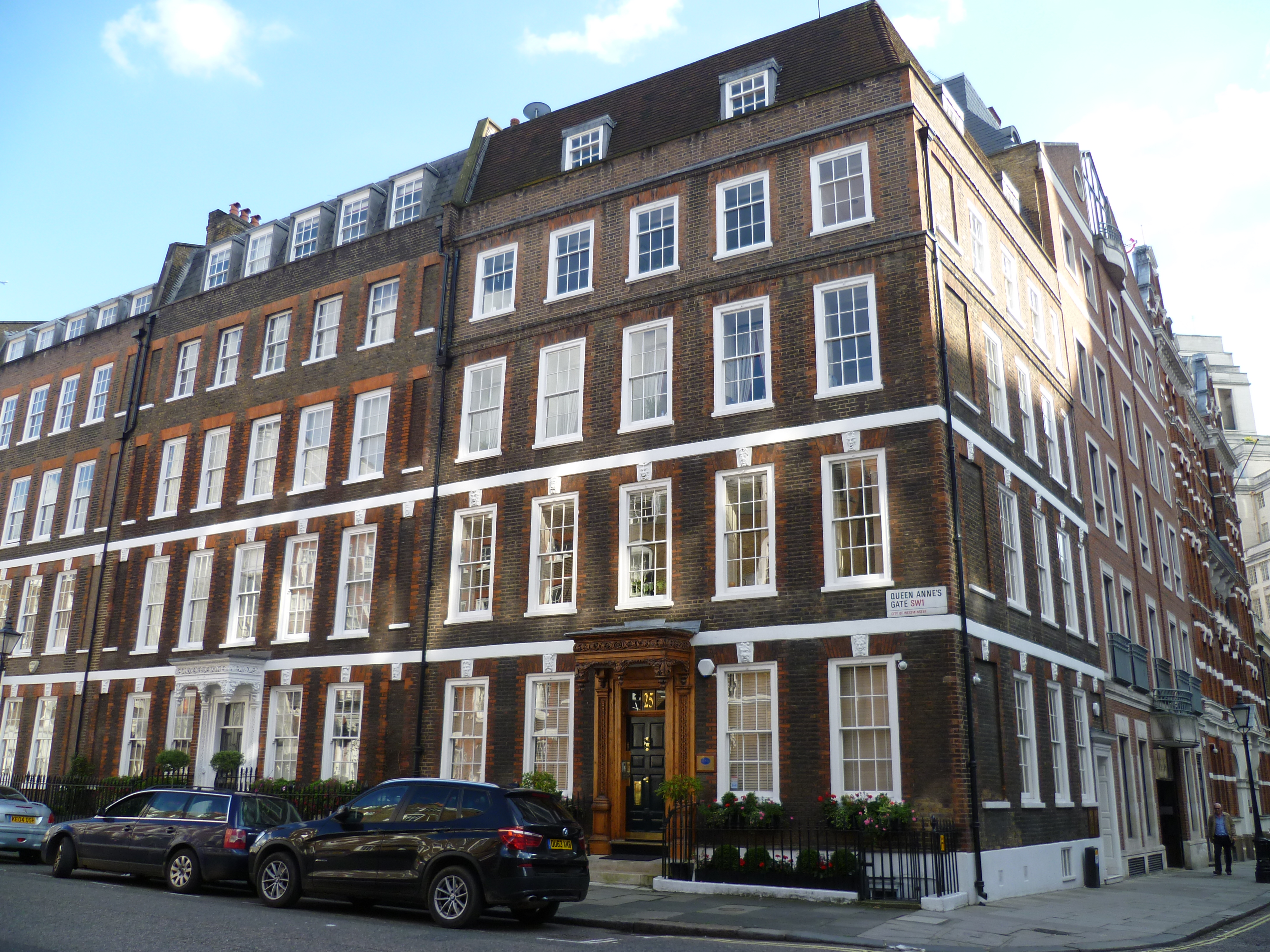
Queen Anne's Gate, Westminster (1701), anticipò la forma della casa a schiera georgiana.
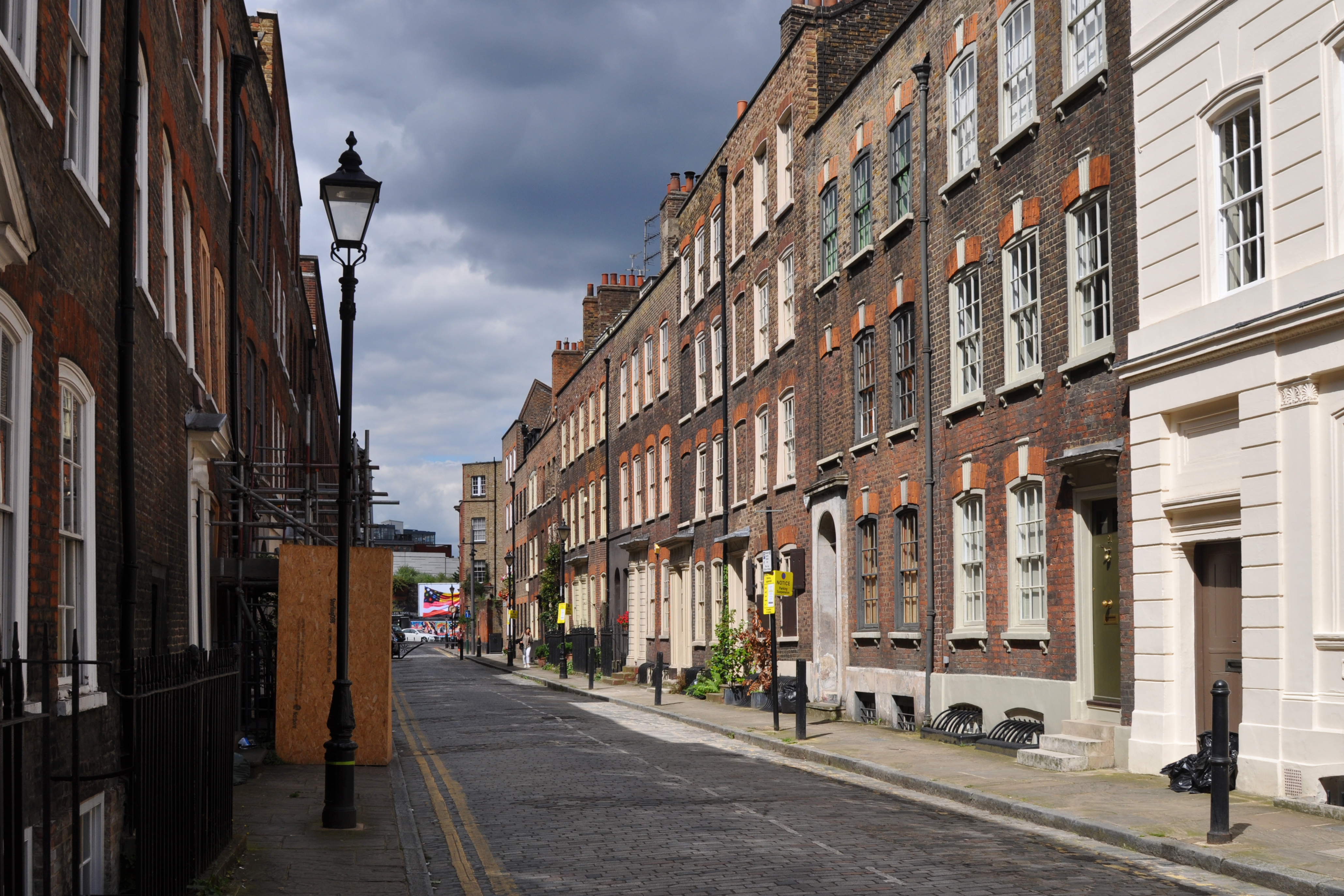
Prime case georgiane su Elder Street, Spitalfields (1720). Spitalfields vanta alcune delle migliori case georgiane sopravvissute a Londra.
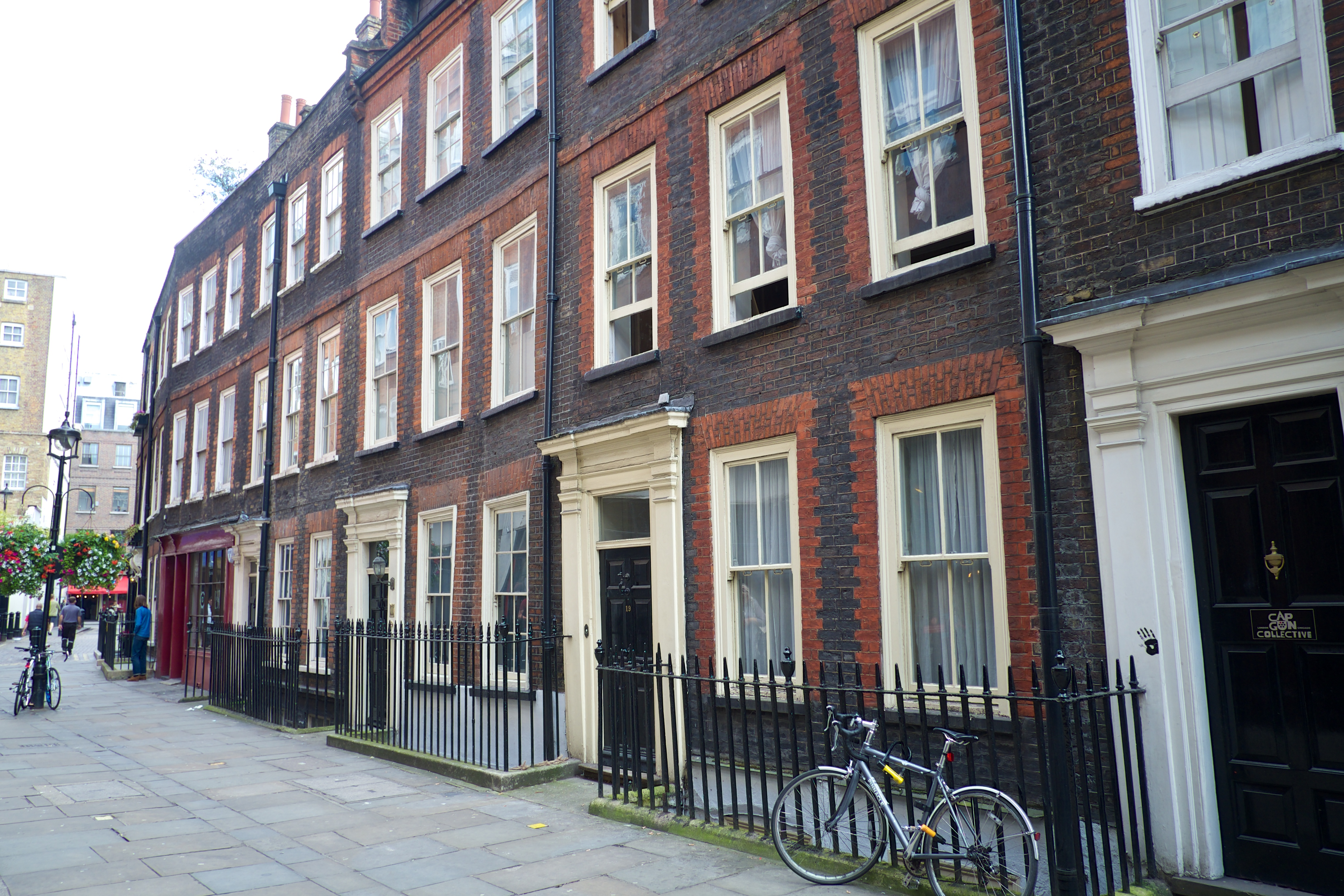
Prime case georgiane su Meard Street, Soho (1720–1730)
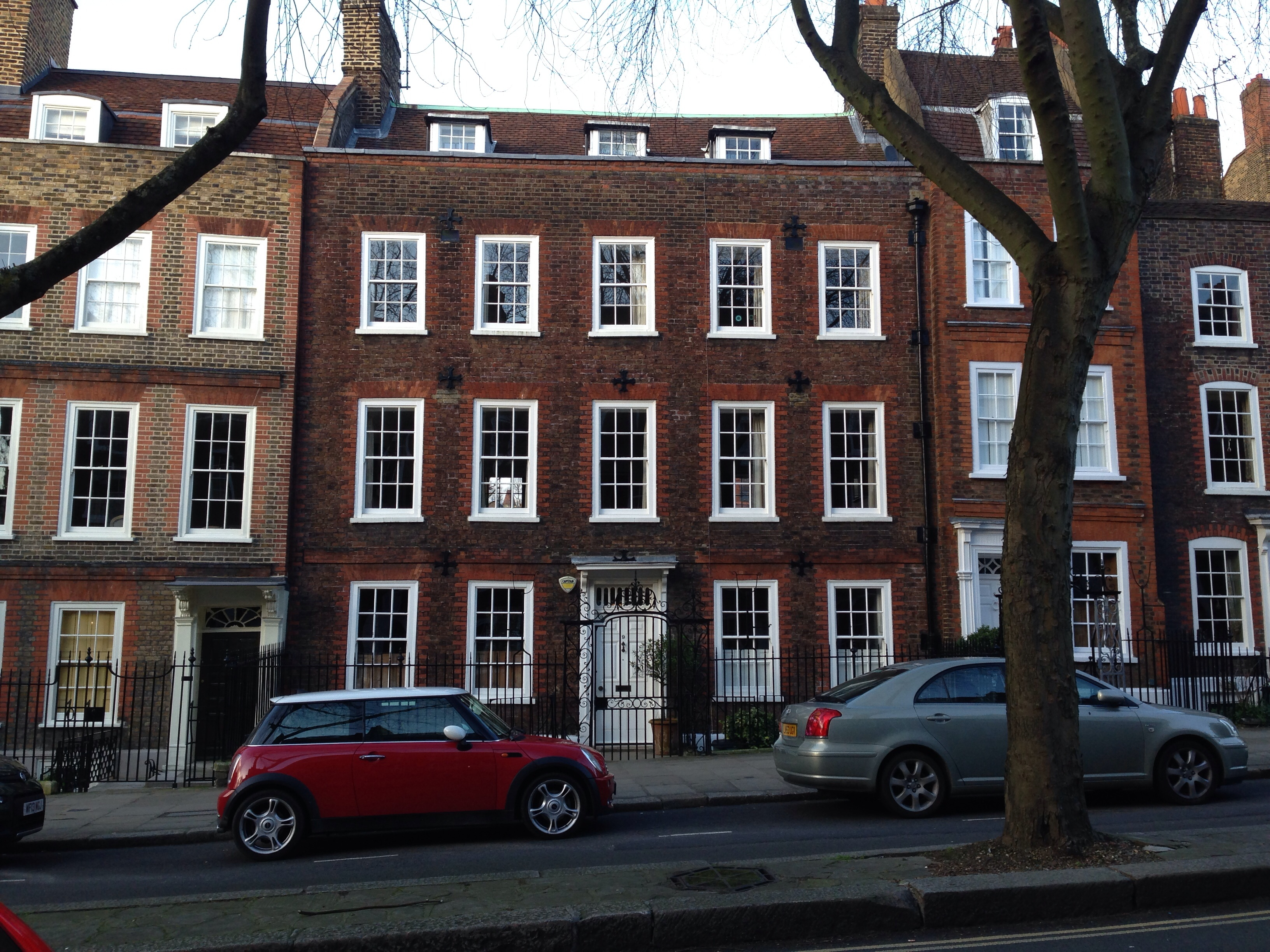
Prime case georgiane su Church Row, Hampstead (1729) una delle più belle strade georgiane di Londra.
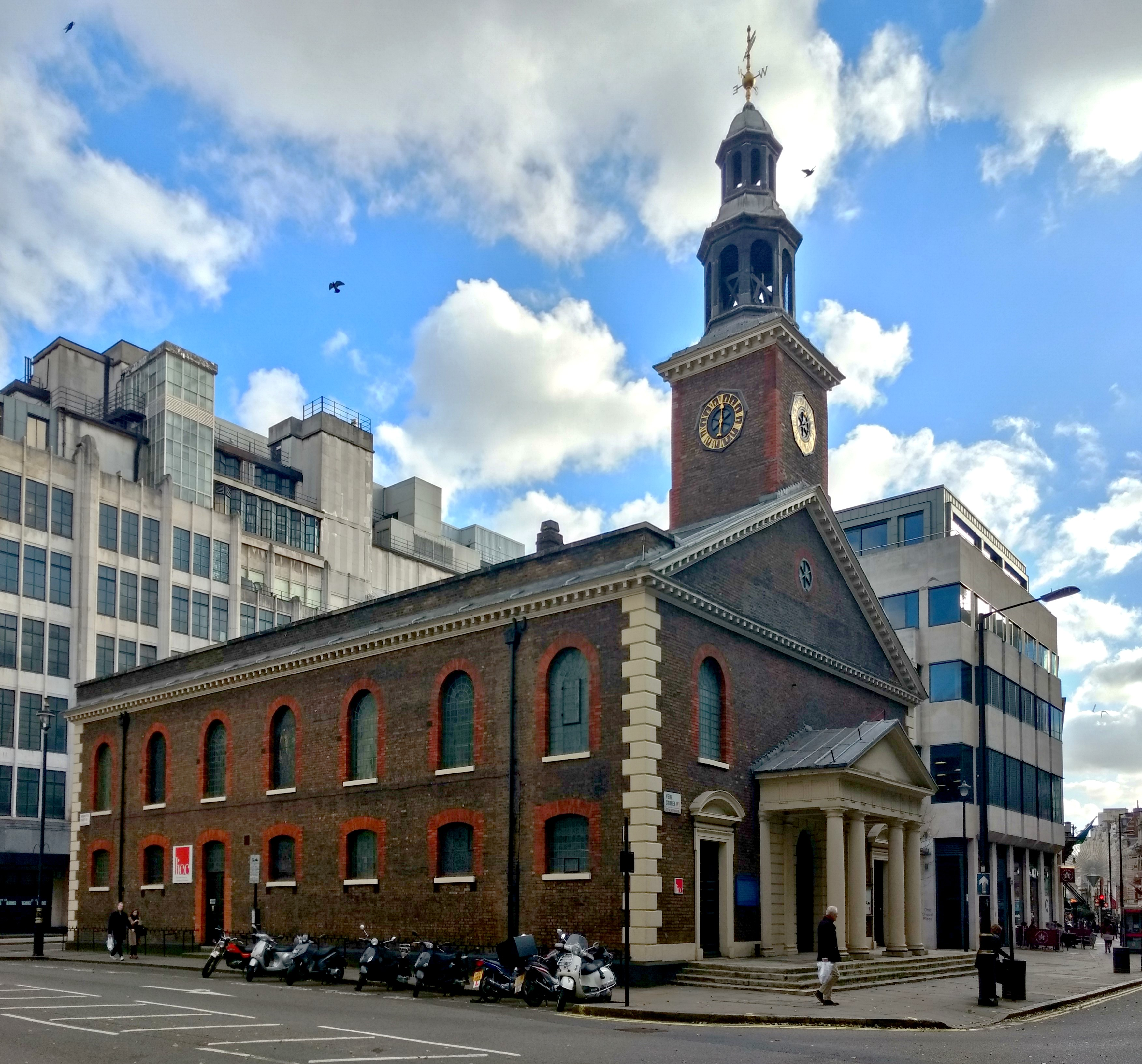
St Peter, Vere Street (1722) di James Gibbs, una semplice cappella georgiana
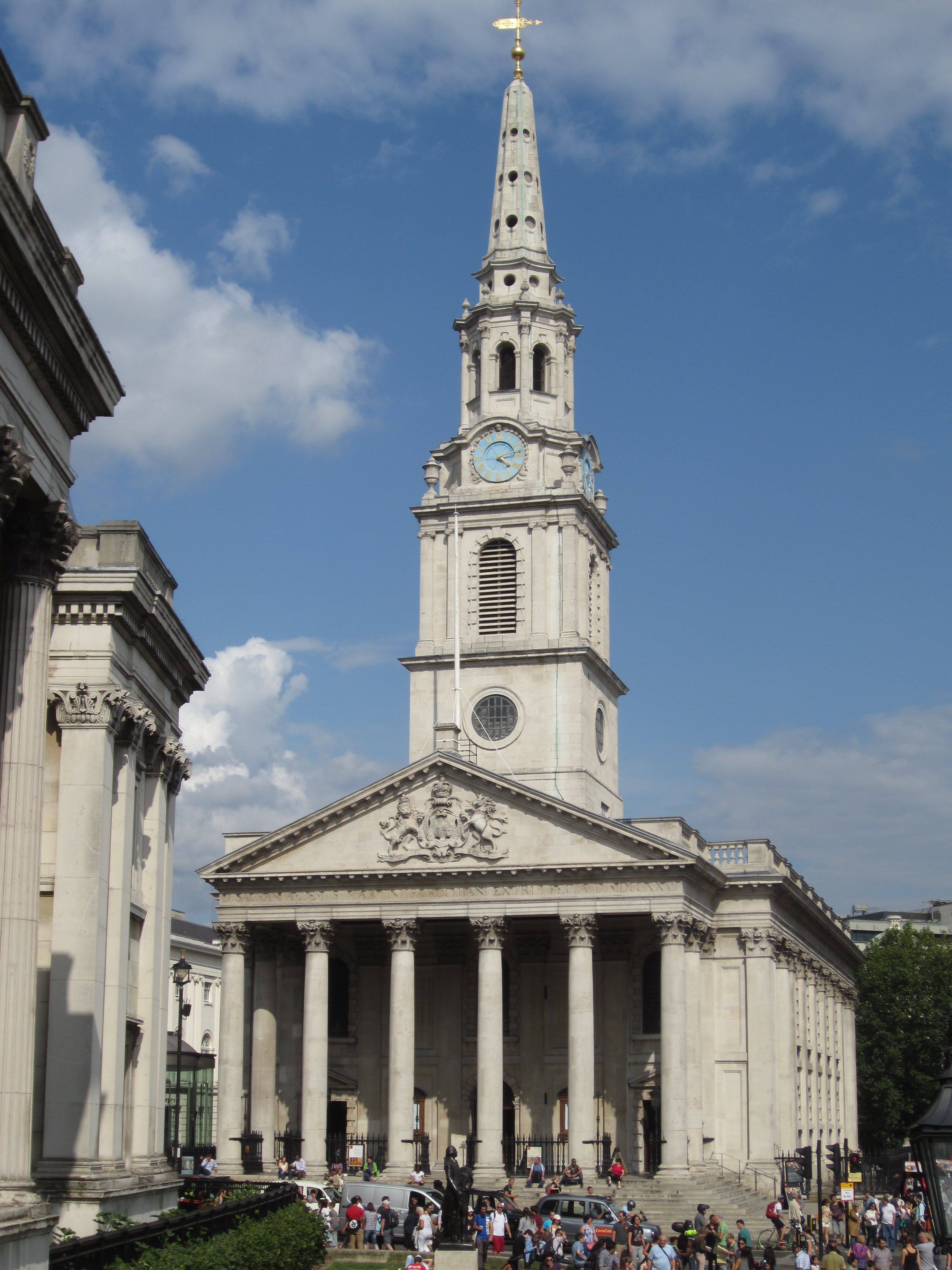
St Martin-in-the-Fields (1726) di James Gibbs, l'archetipo della chiesa georgiana con un design che è stato ampiamente copiato in tutto il mondo.
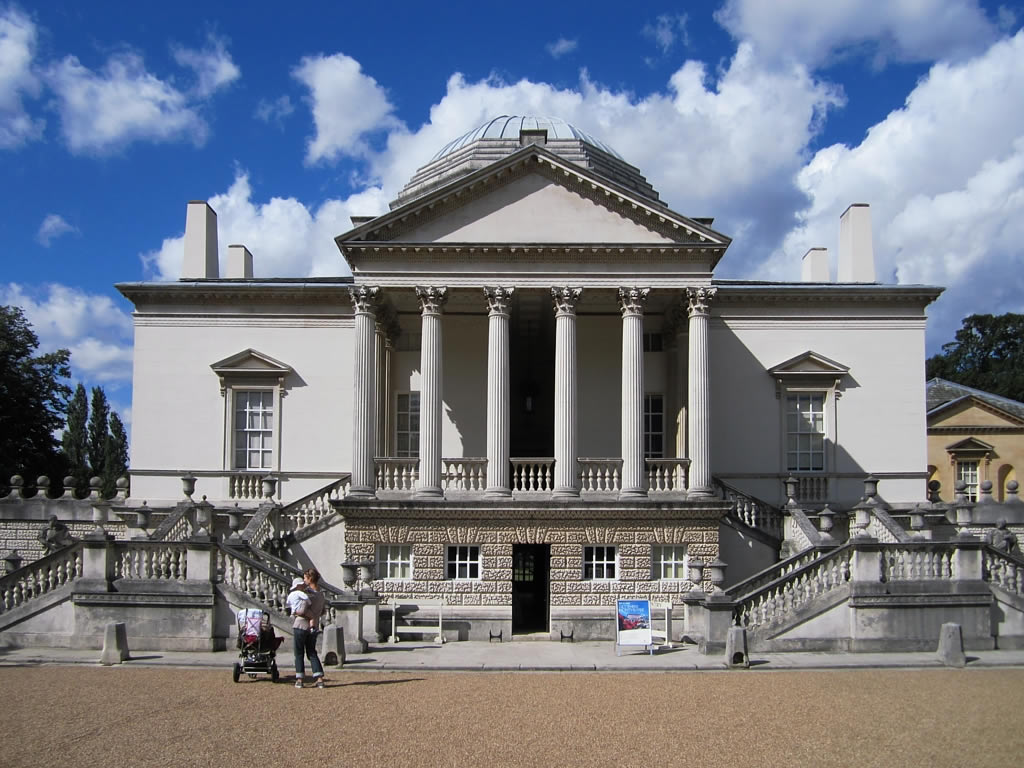
Chiswick House (1729) commissionata da Richard Boyle, III conte di Burlington, una grande villa palladiana con girdini paesaggistici di William Kent.
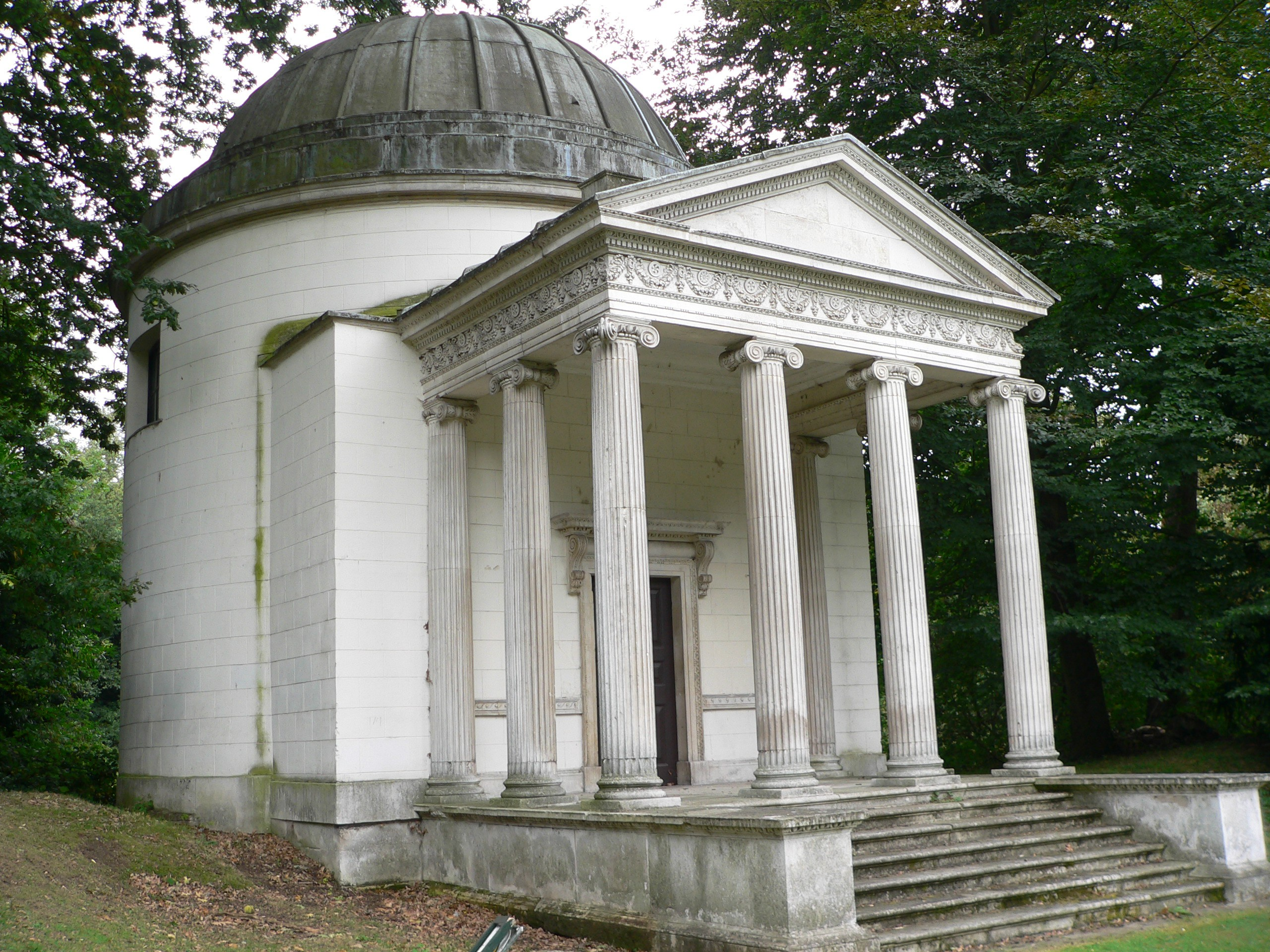
Ionic Temple di Chiswick House (1729) commissionata da Richard Boyle, III conte di Burlington.
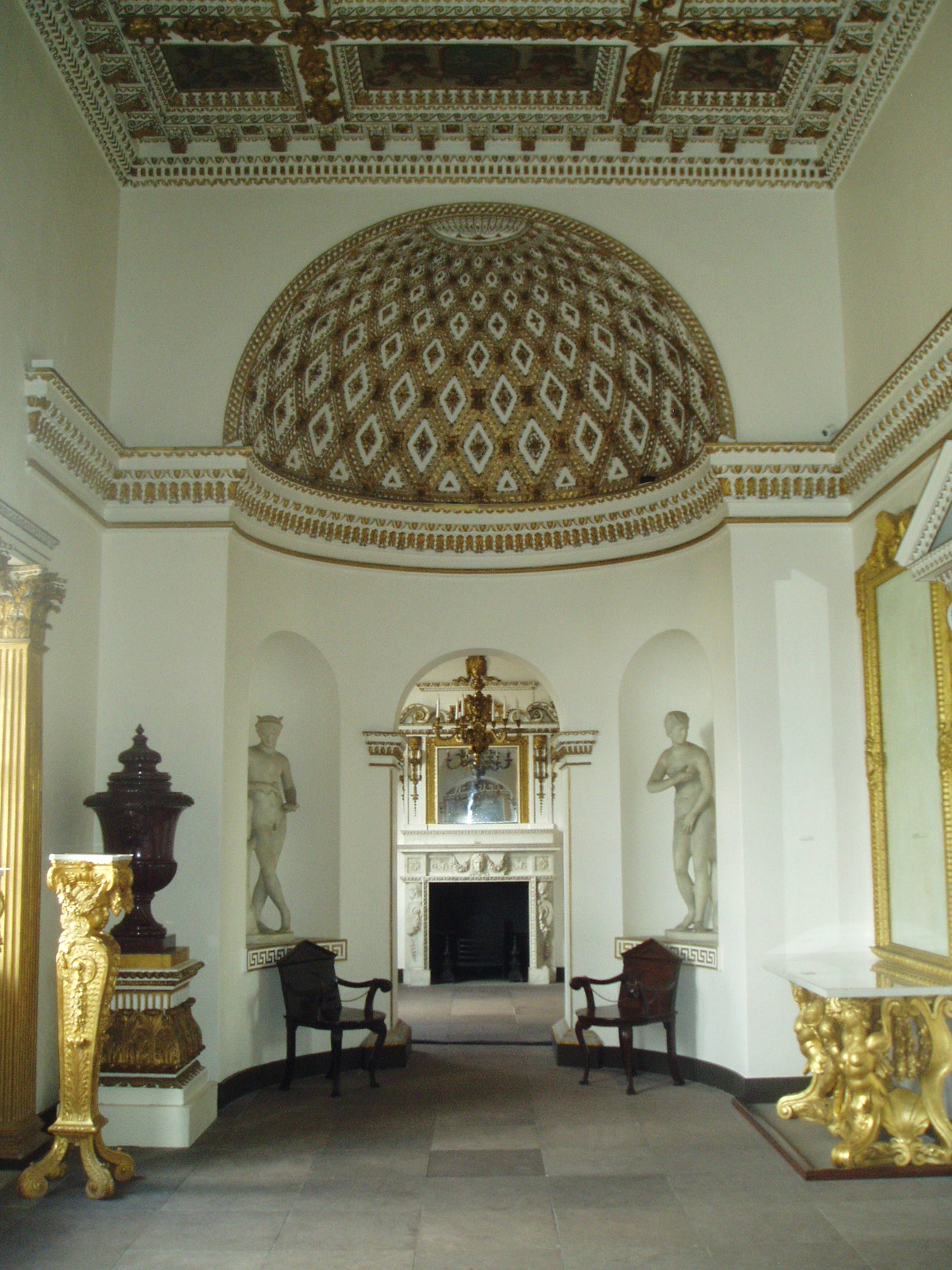
Chiswick House (1729)
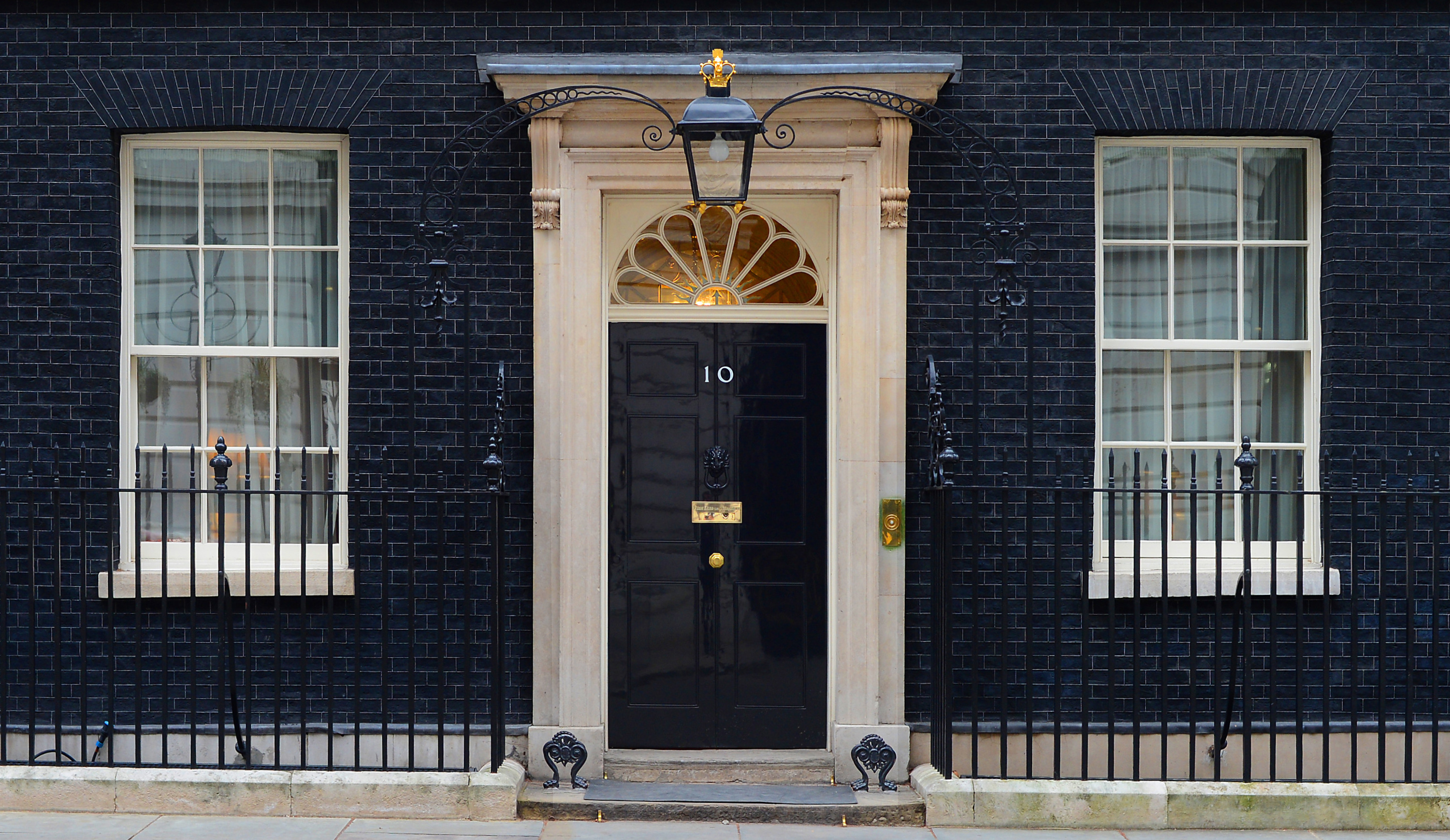
Ingresso di 10 Downing Street, residenza ufficiale del Primo Ministro britannico. La casa ha raggiunto la sua forma attuale dopo la ristrutturazione di William Kent nel 1734.
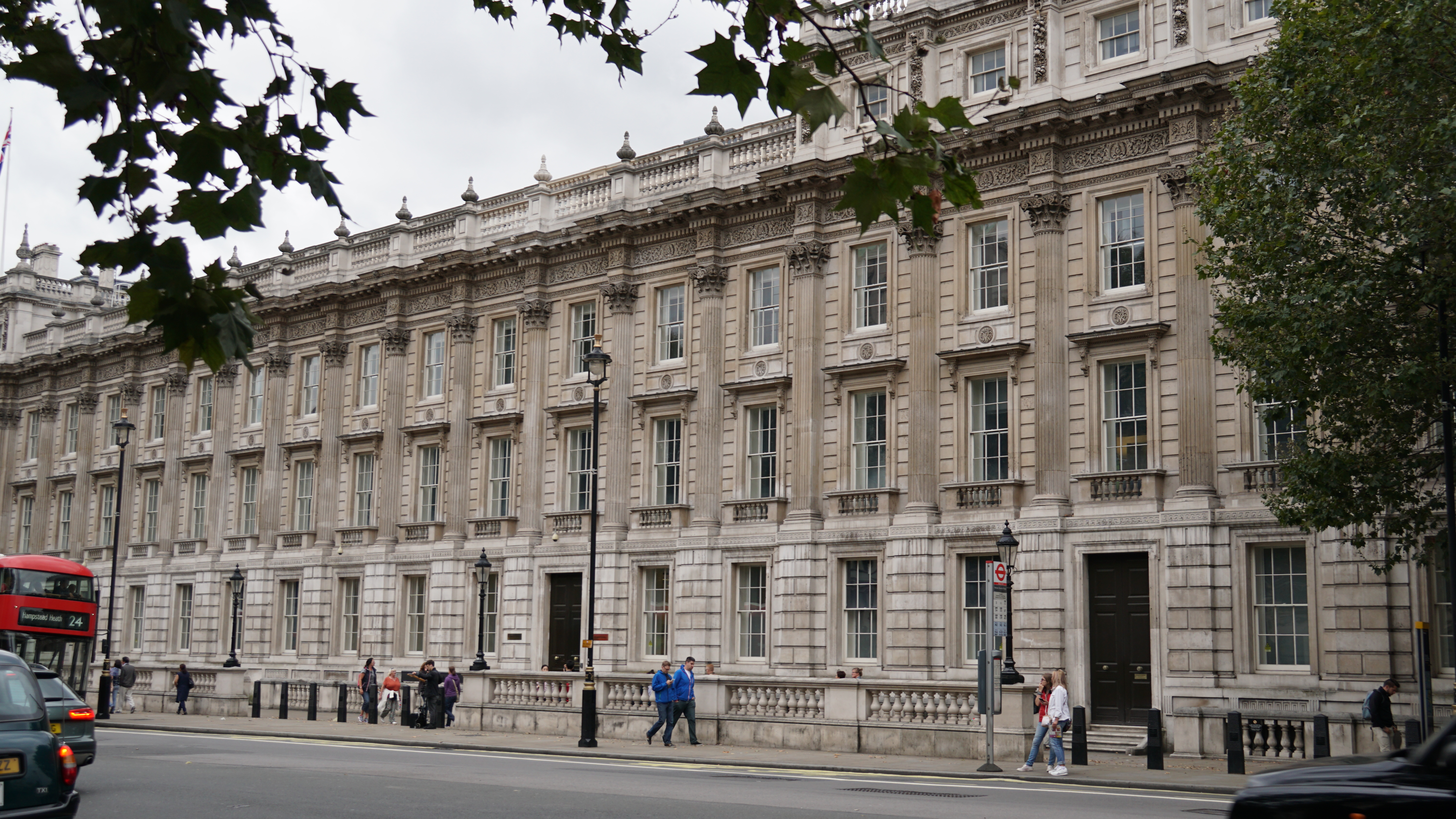
Cabinet Office (1736) di William Kent, ristrutturato da John Soane (1827)
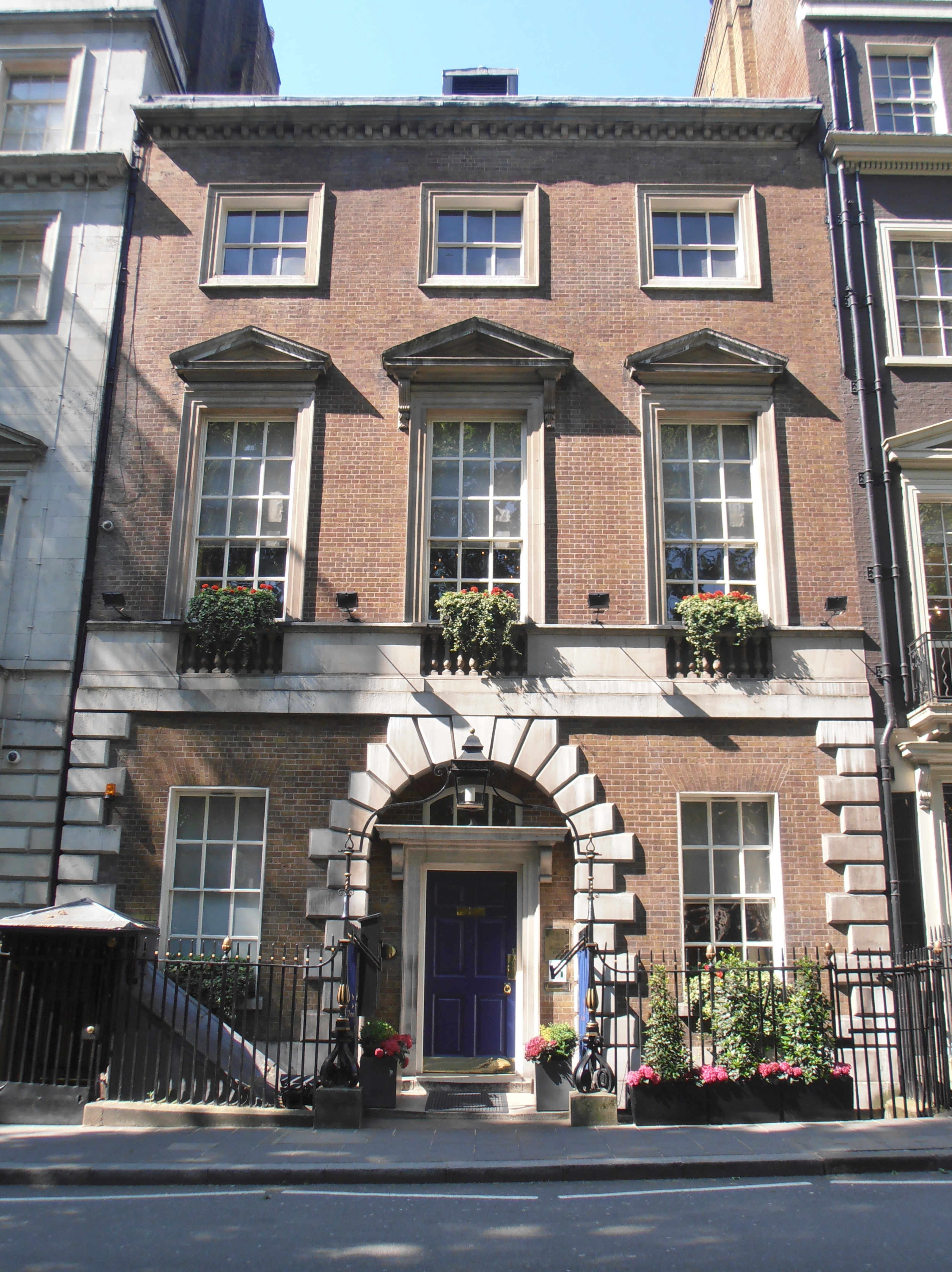
No.44 Berkeley Square (1744) di William Kent
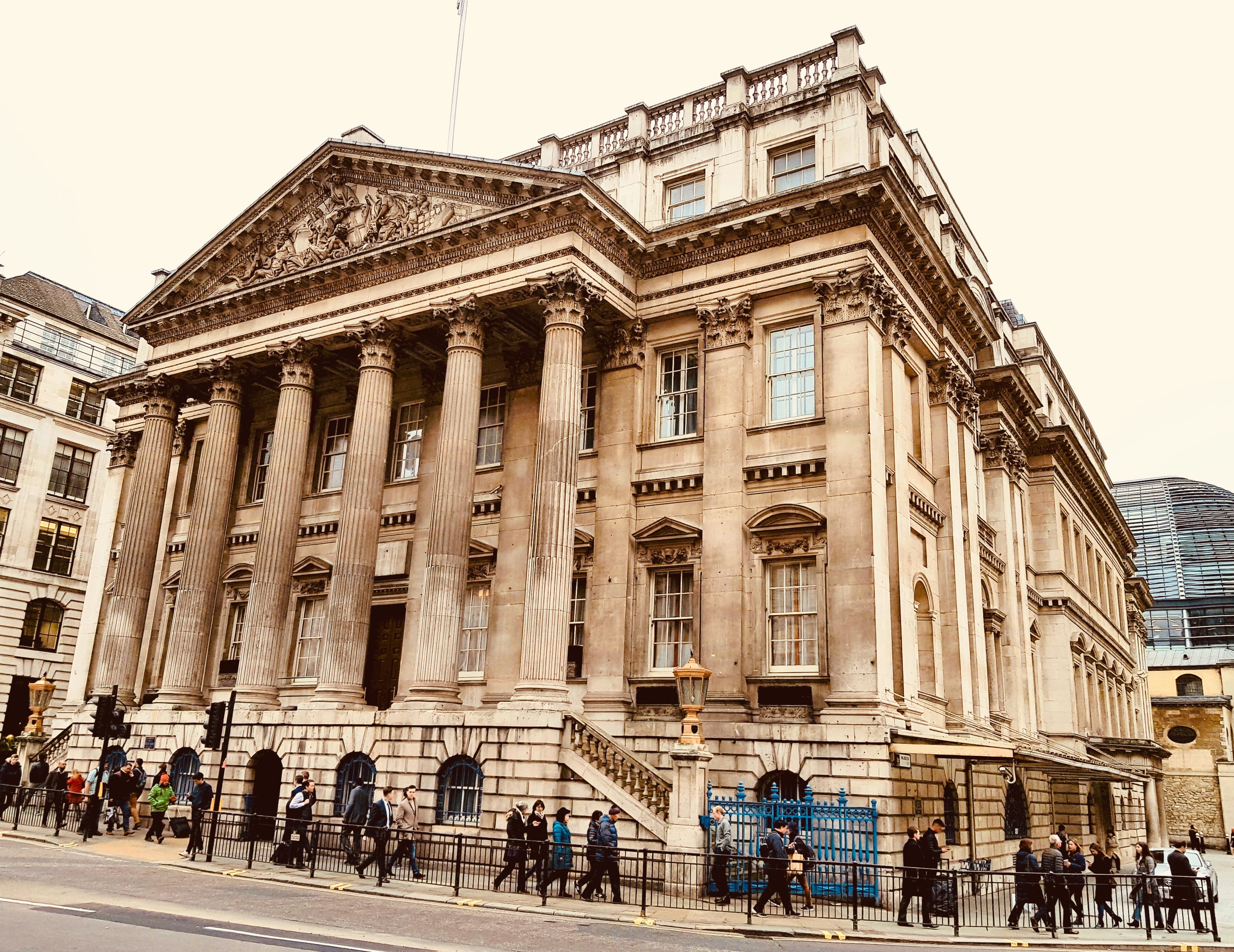
Mansion House (1739) di George Dance il Vecchio, residenza ufficiale del Lord Mayor di Londra
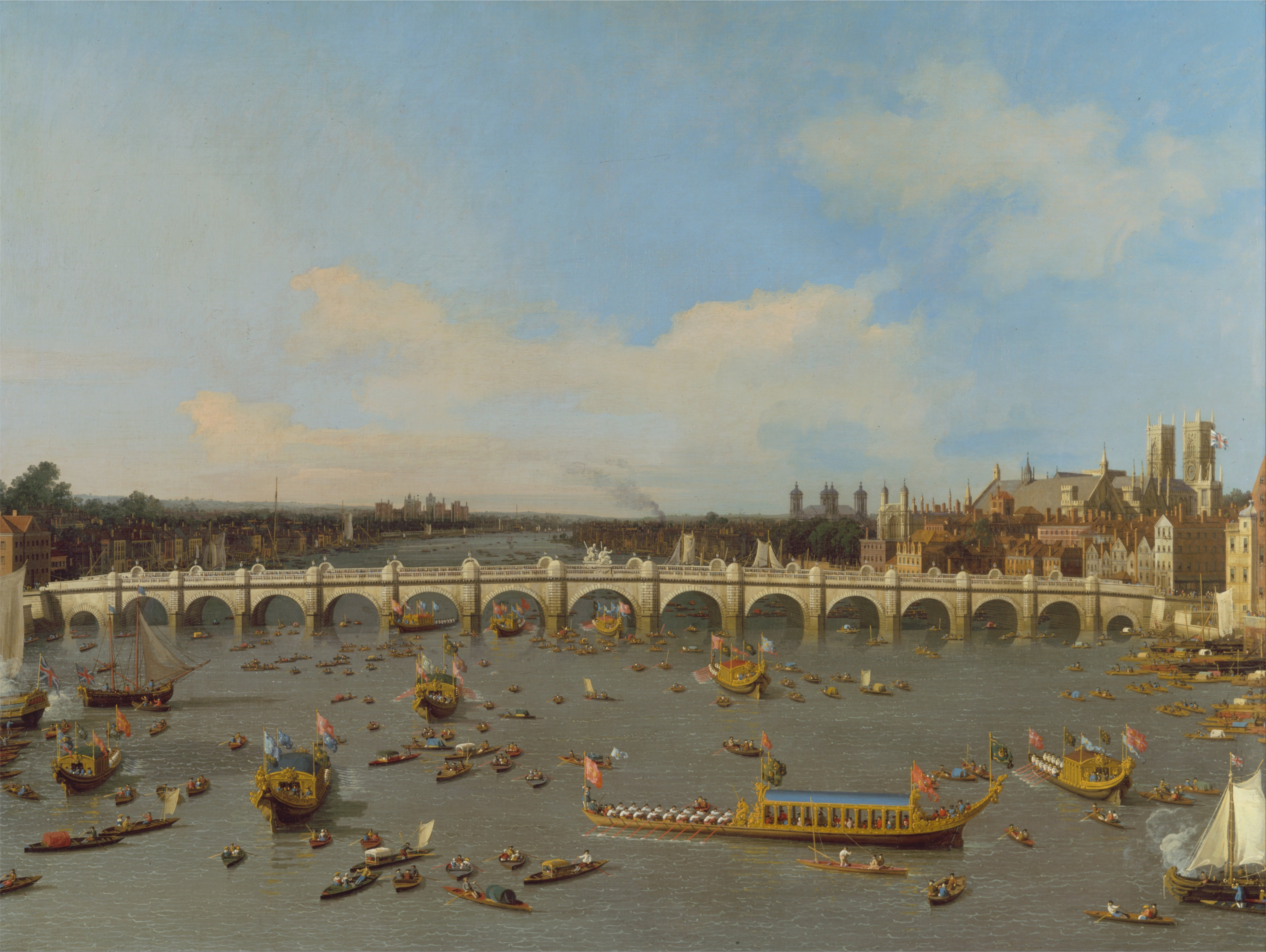
Il primo Westminster Bridge dipinto dal Canaletto nel 1747. Completato nel 1750, è stato il primo nuovo ponte di Londra ad essere costruito in oltre 500 anni.
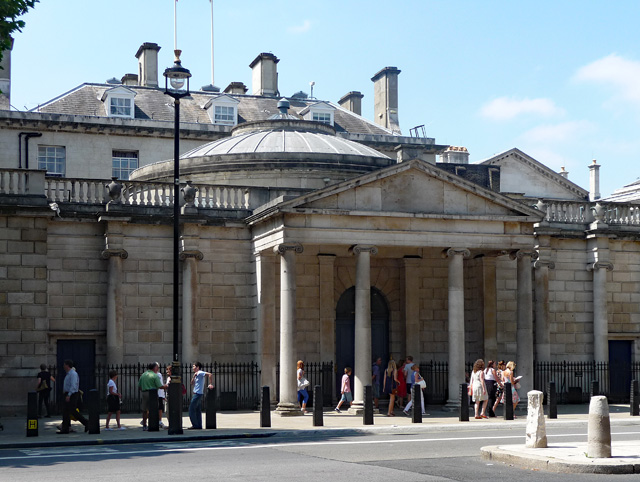
Dover House (1750) di James Paine
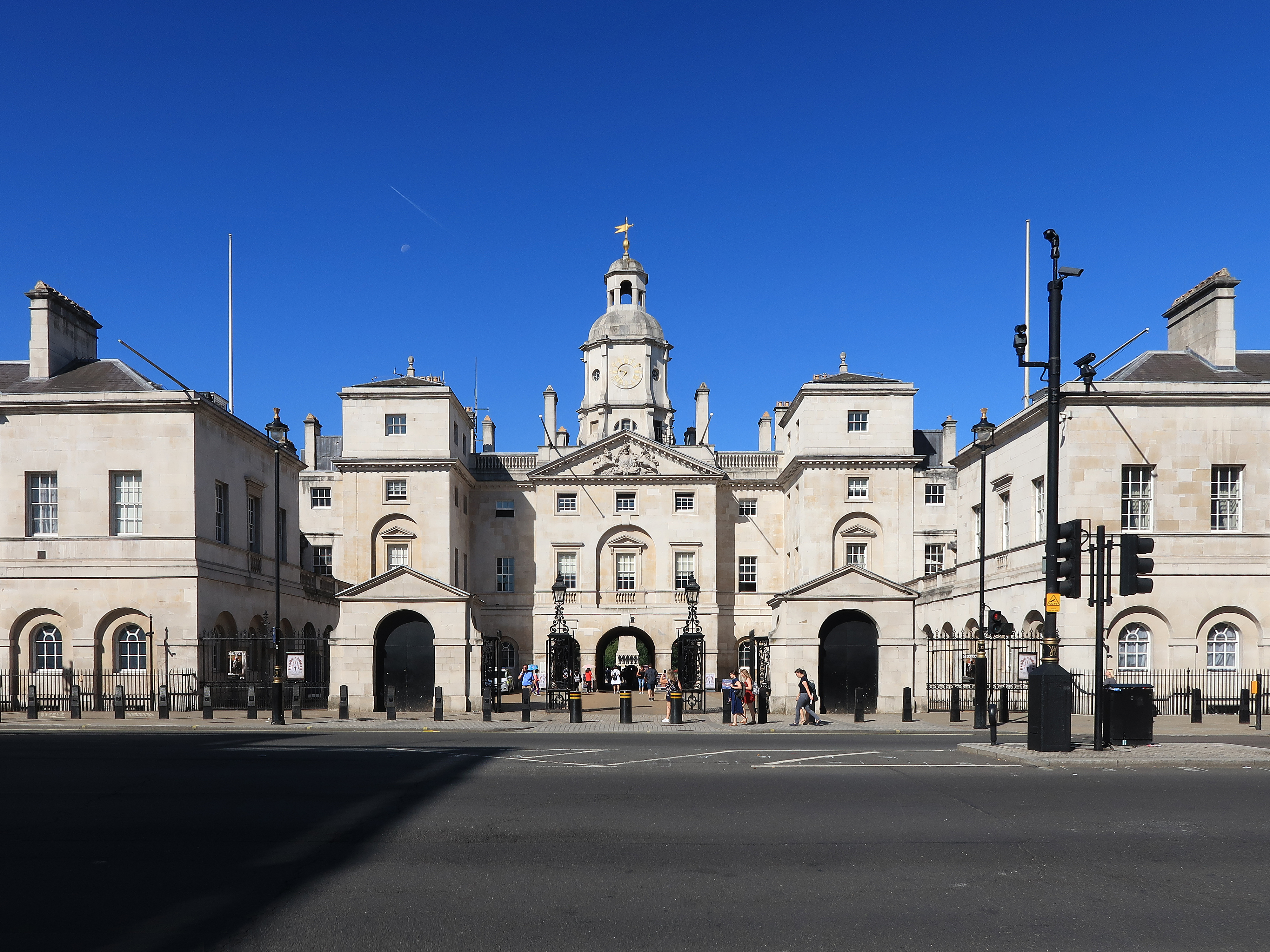
Horse Guards (1754) di William Kent
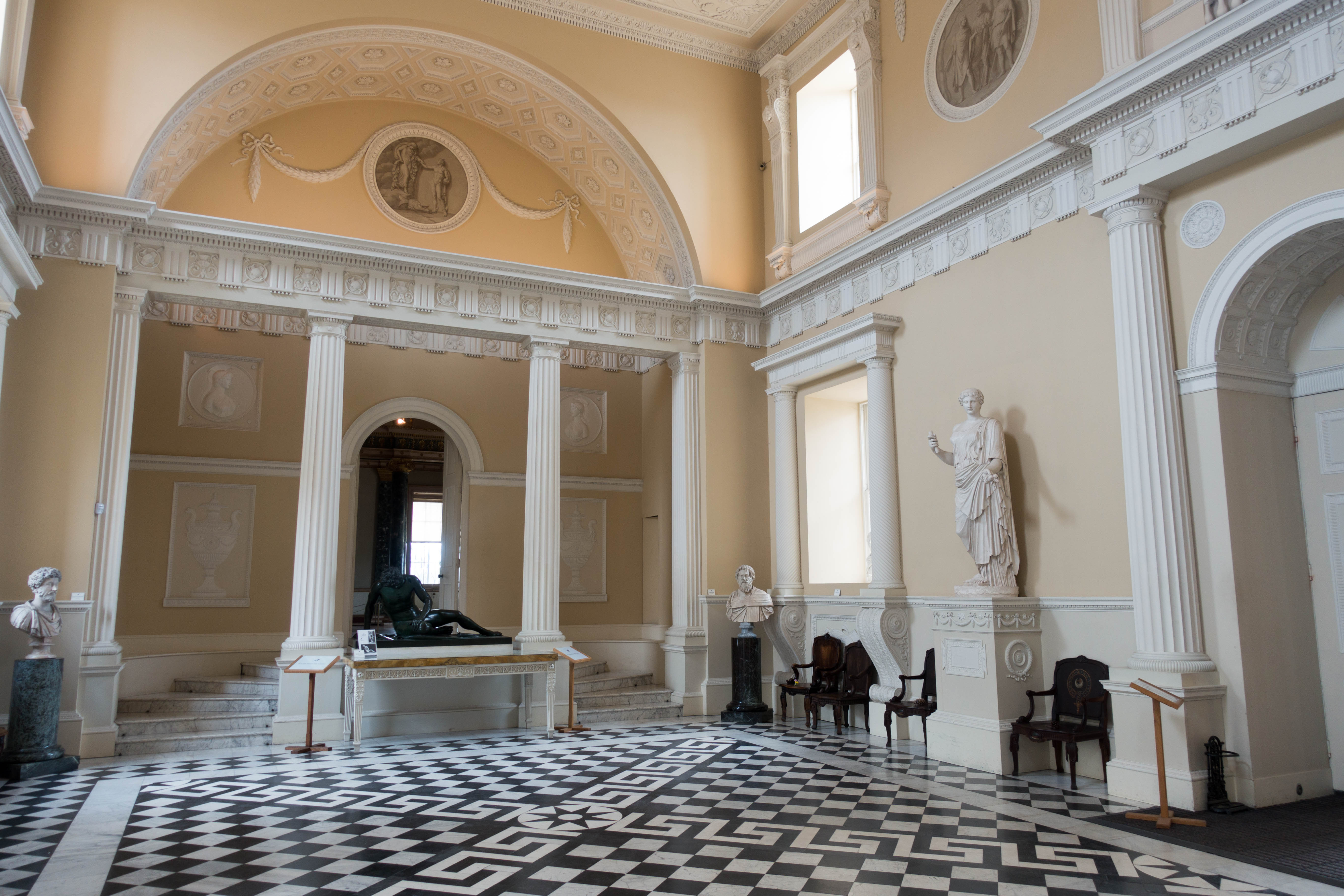
Interni di Syon House (1760) di Robert Adam, uno dei migliori interni neoclassici in Inghilterra.
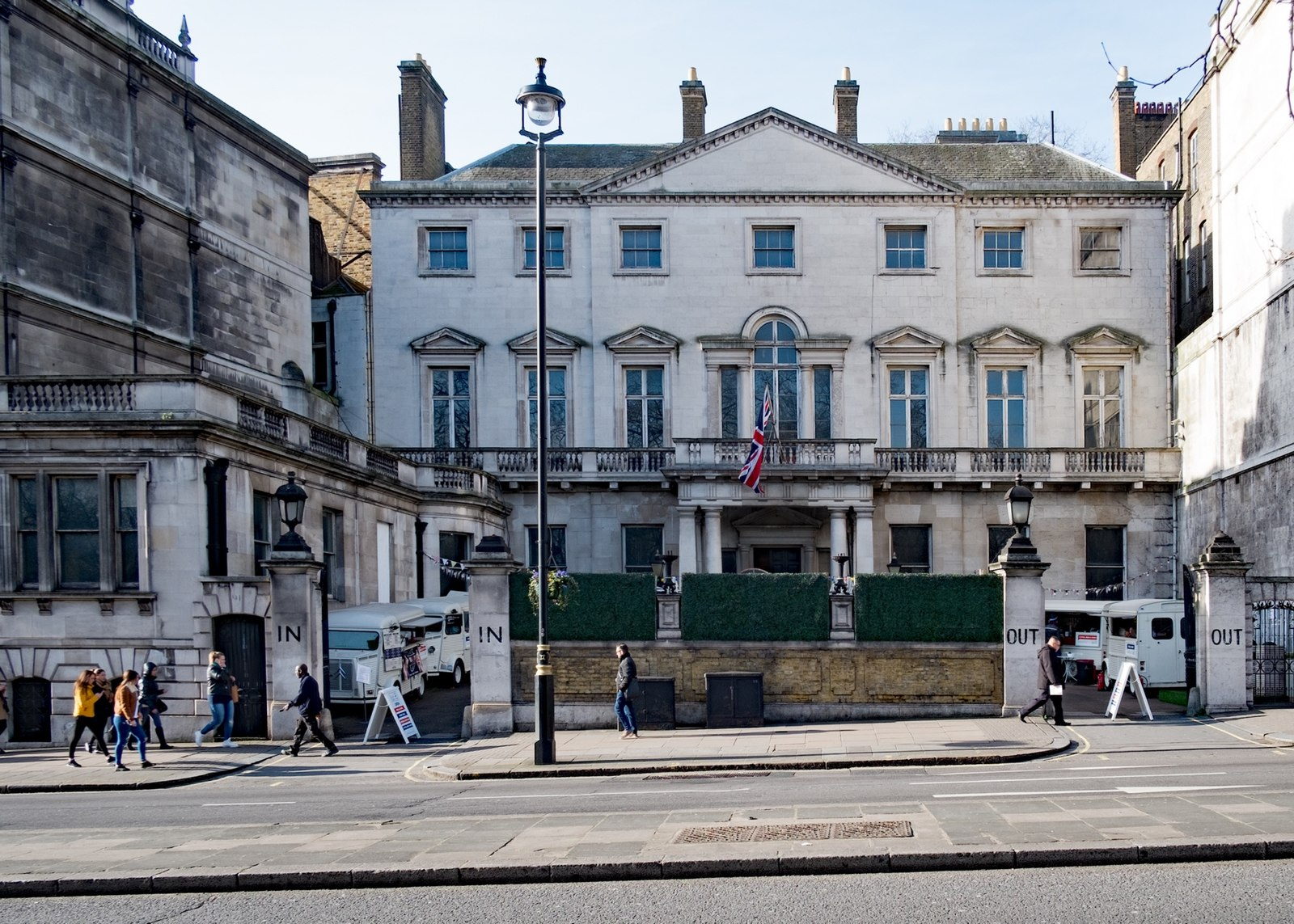
Cambridge House (1761) di Matthew Brettingham, una delle ultime delle tante grandi case a schiera che fiancheggiavano Piccadilly.
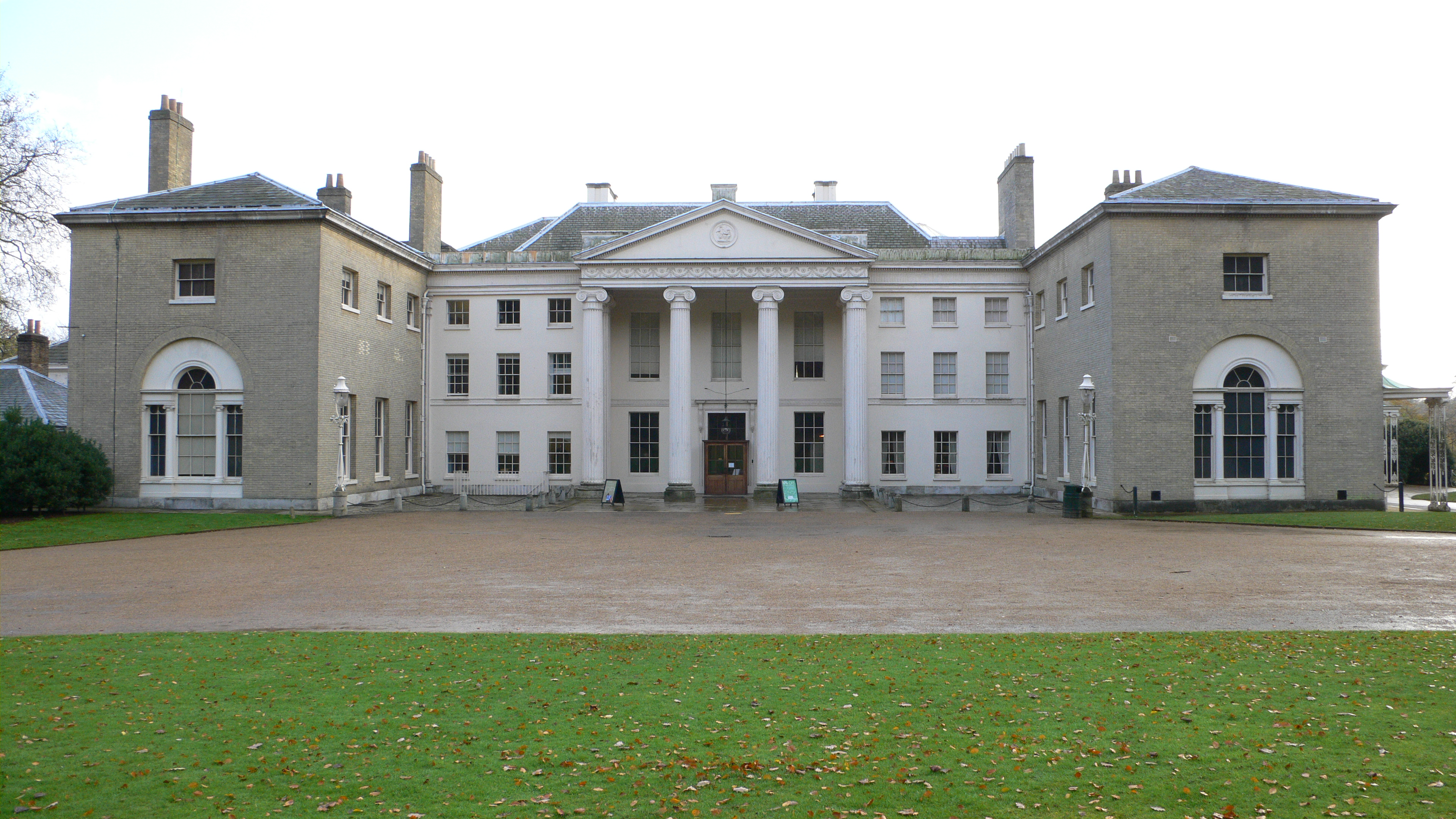
Kenwood House(1764) di Robert Adam, una grande casa signorile neoclassica a Hampstead, nella Grande Londra.
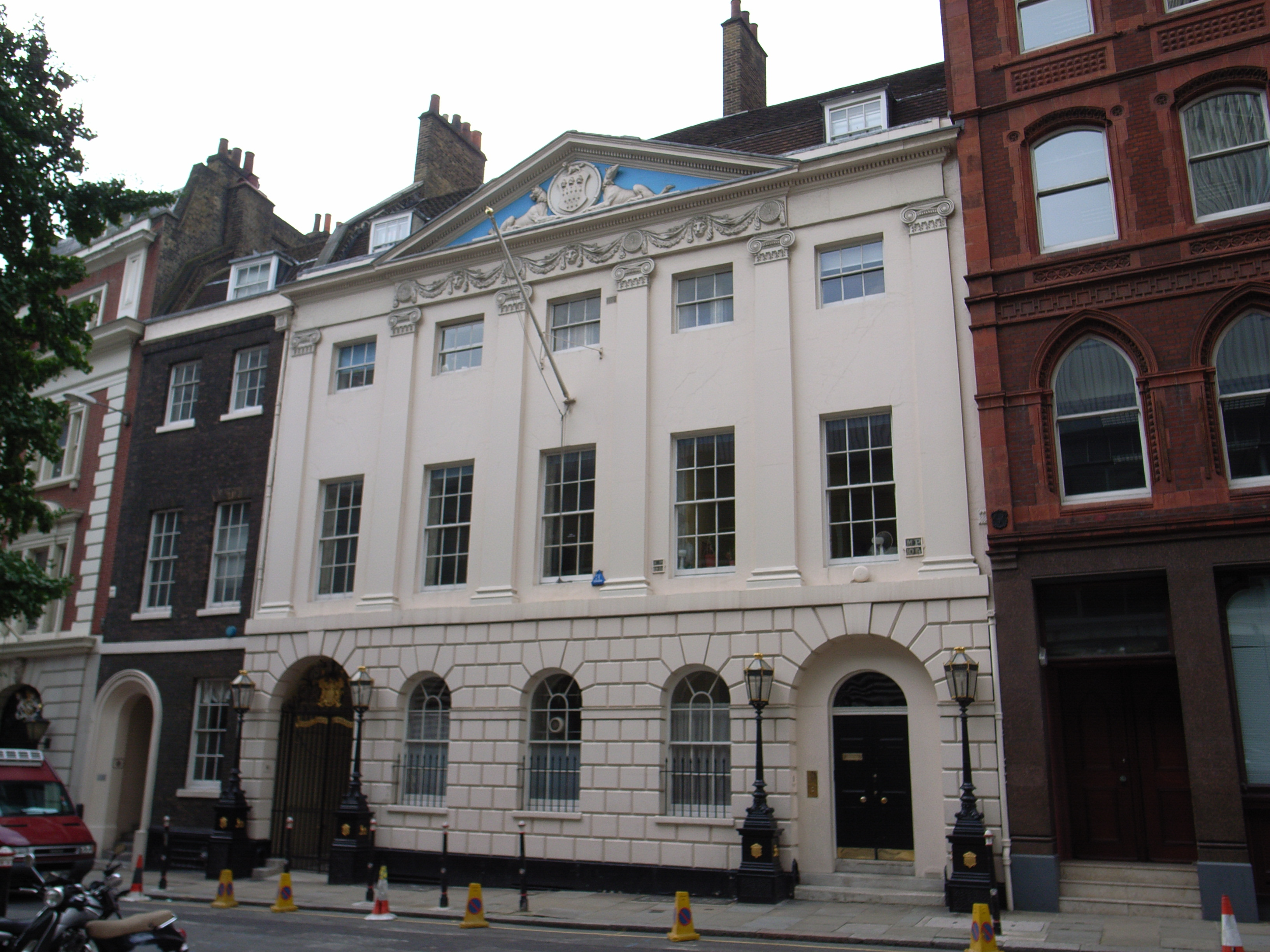
Skinners' Hall (1770) una delle sedi delle Livery company.
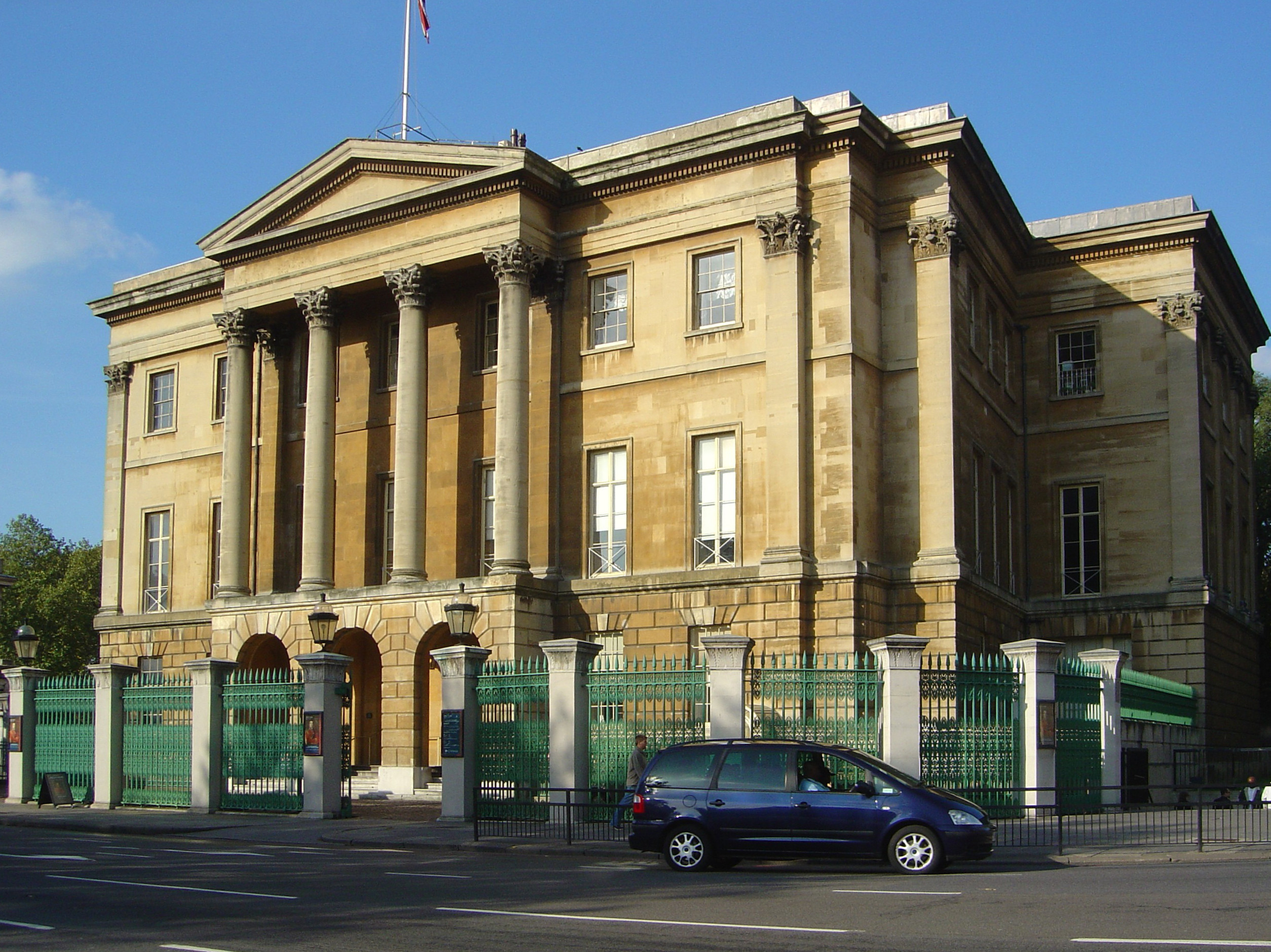
Apsley House (1771) di Robert Adam, ex residenza di Arthur Wellesley, I duca di Wellington.
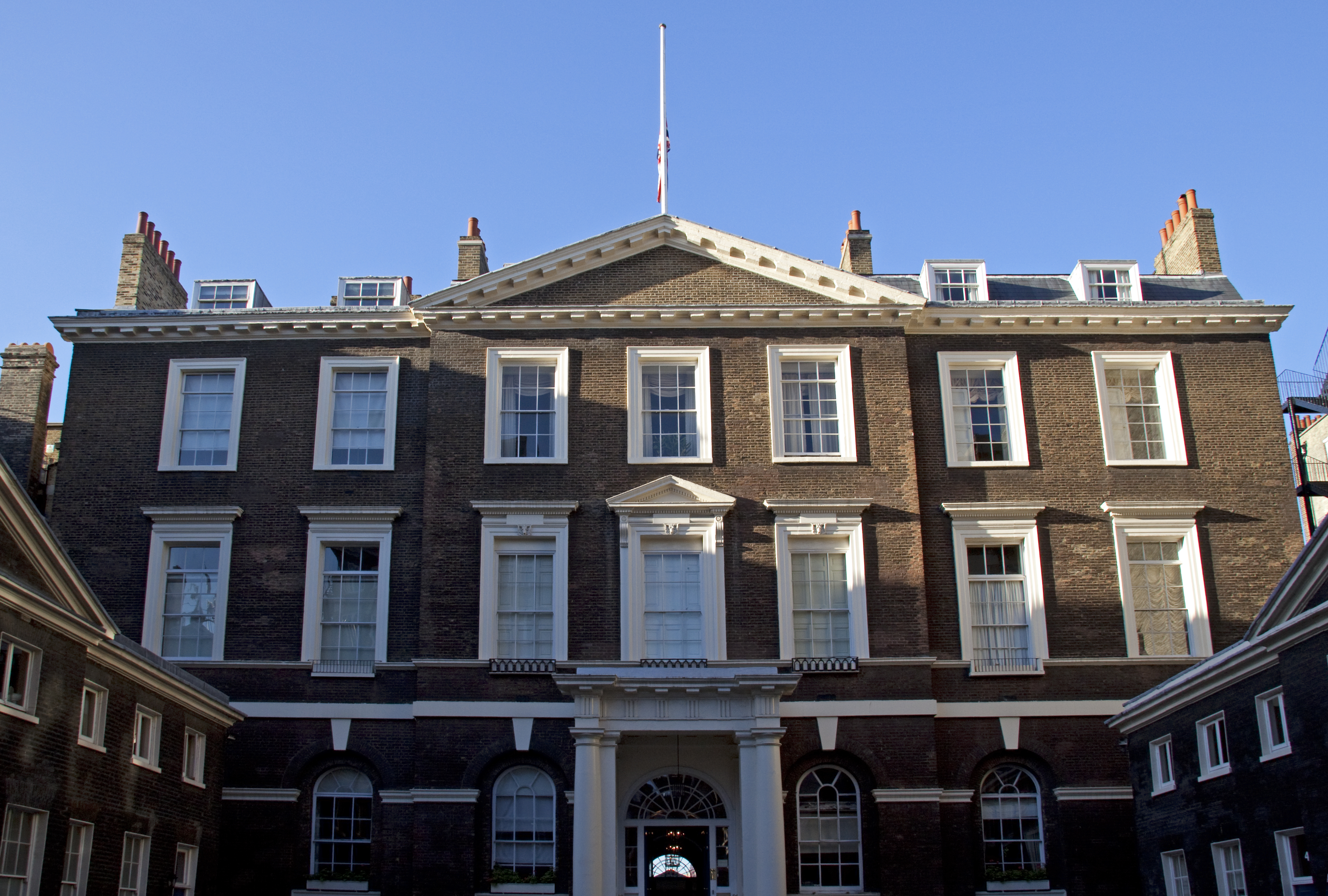
Melbourne House (1771) di William Chambers, un'ex casa di città ora divisa in appartamenti.
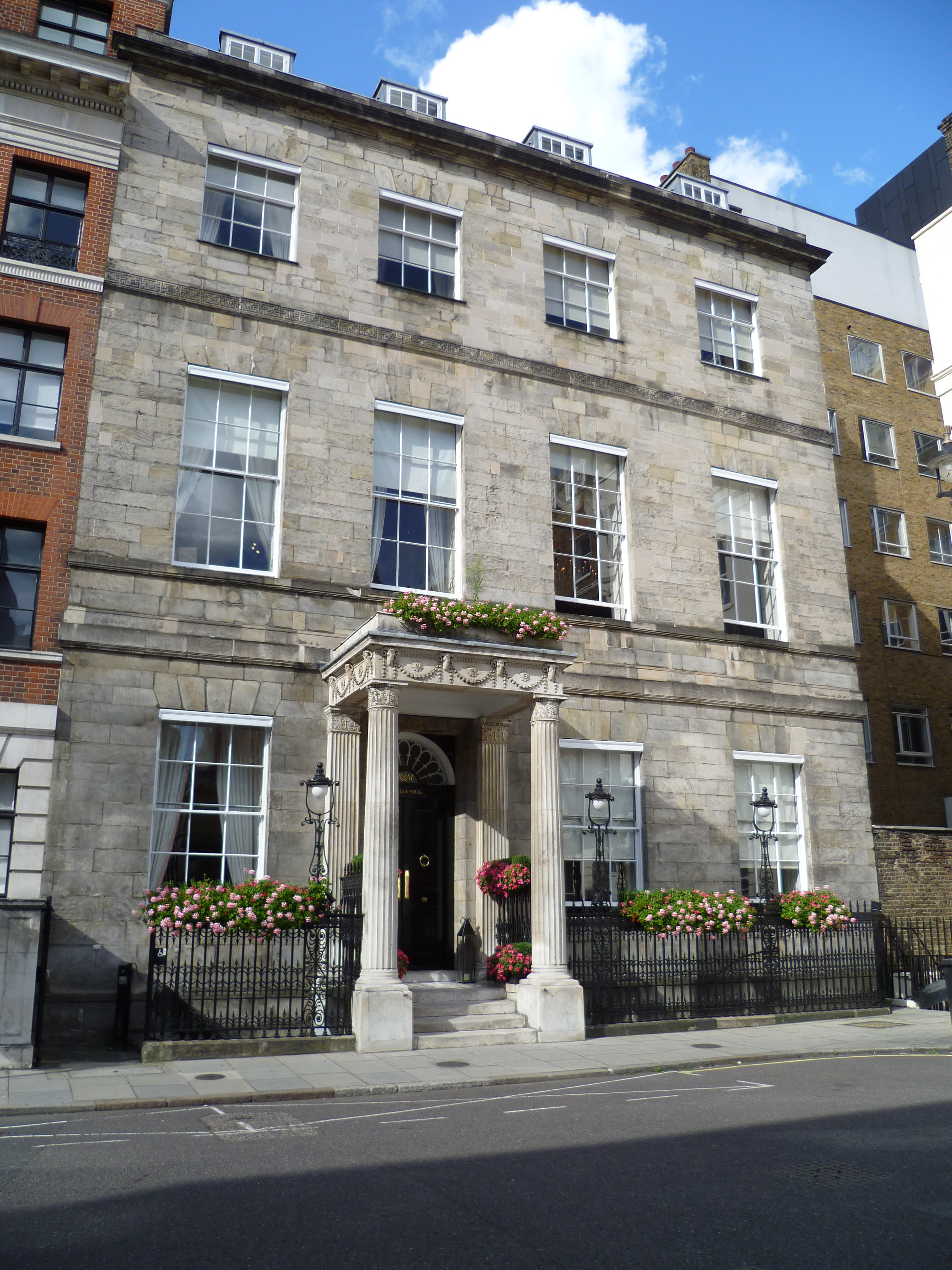
Chandos House (1771) di Robert Adam, un esempio di una grande casa di città a schiera.
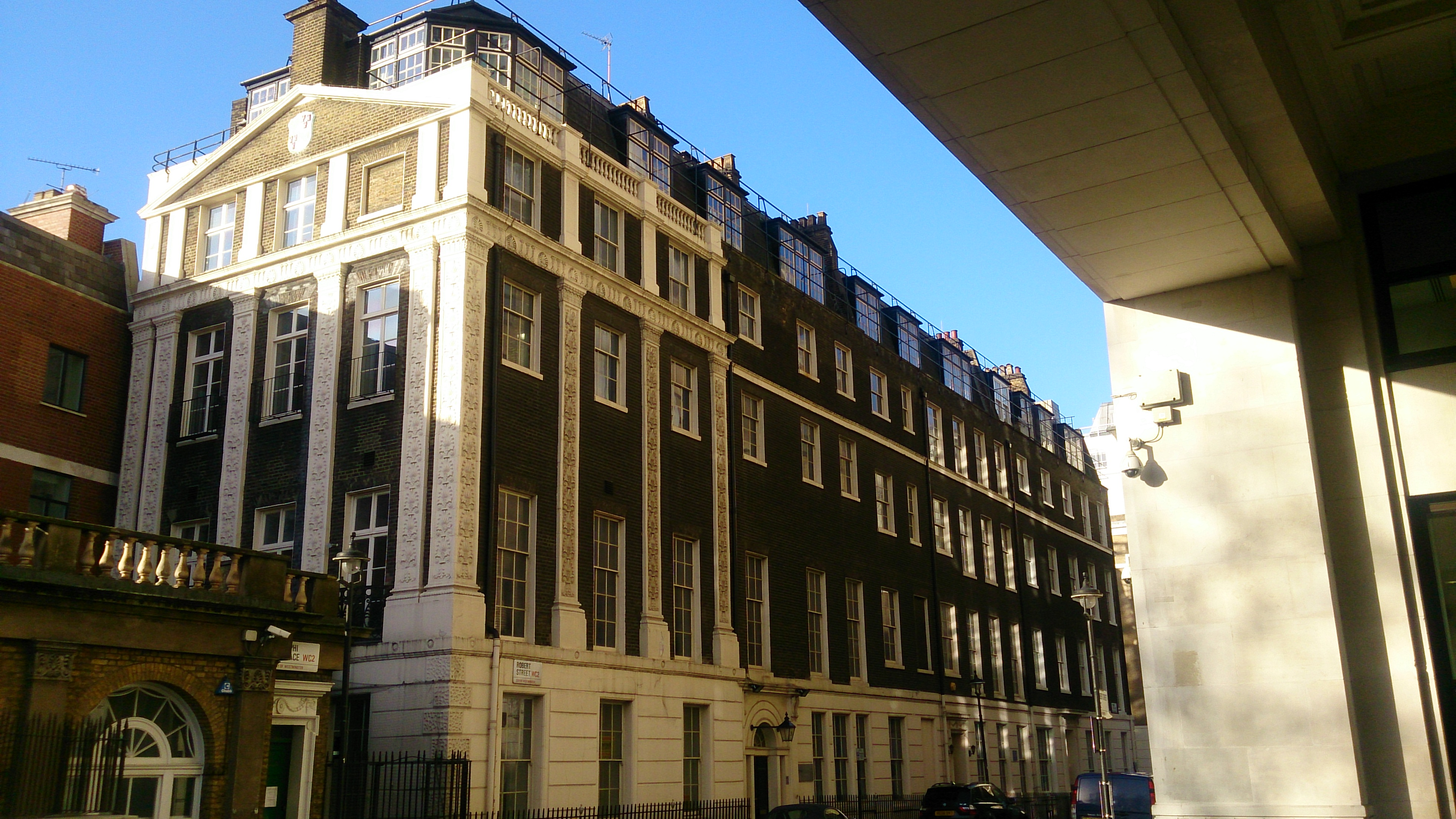
Uno degli ultimi frammenti rimasti di Adelphi (1772) di Robert Adam.
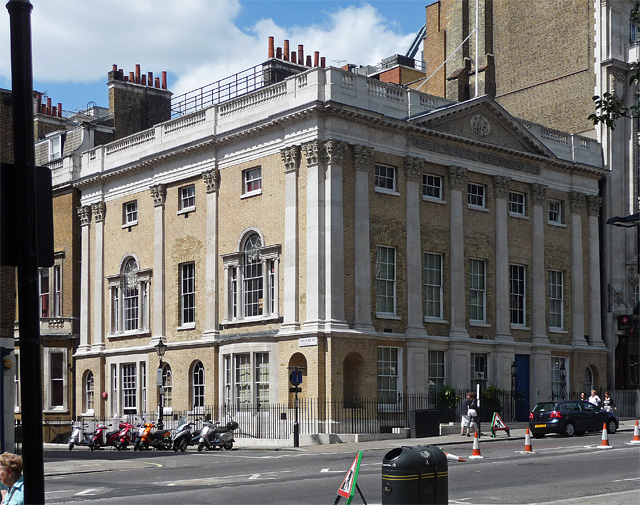
Brook's Club (1778)
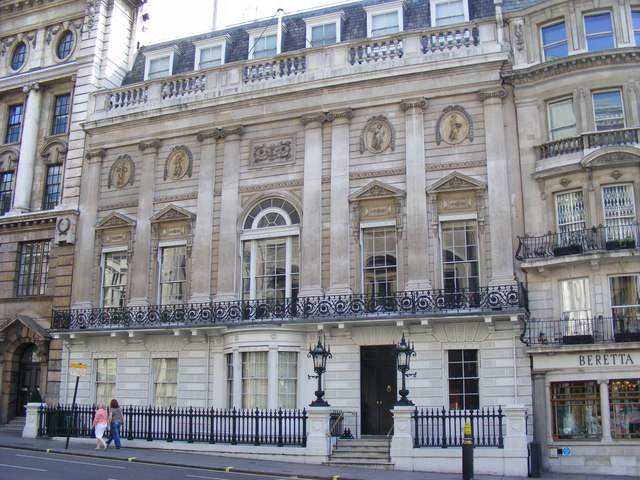
White's Club (1779) di James Wyatt
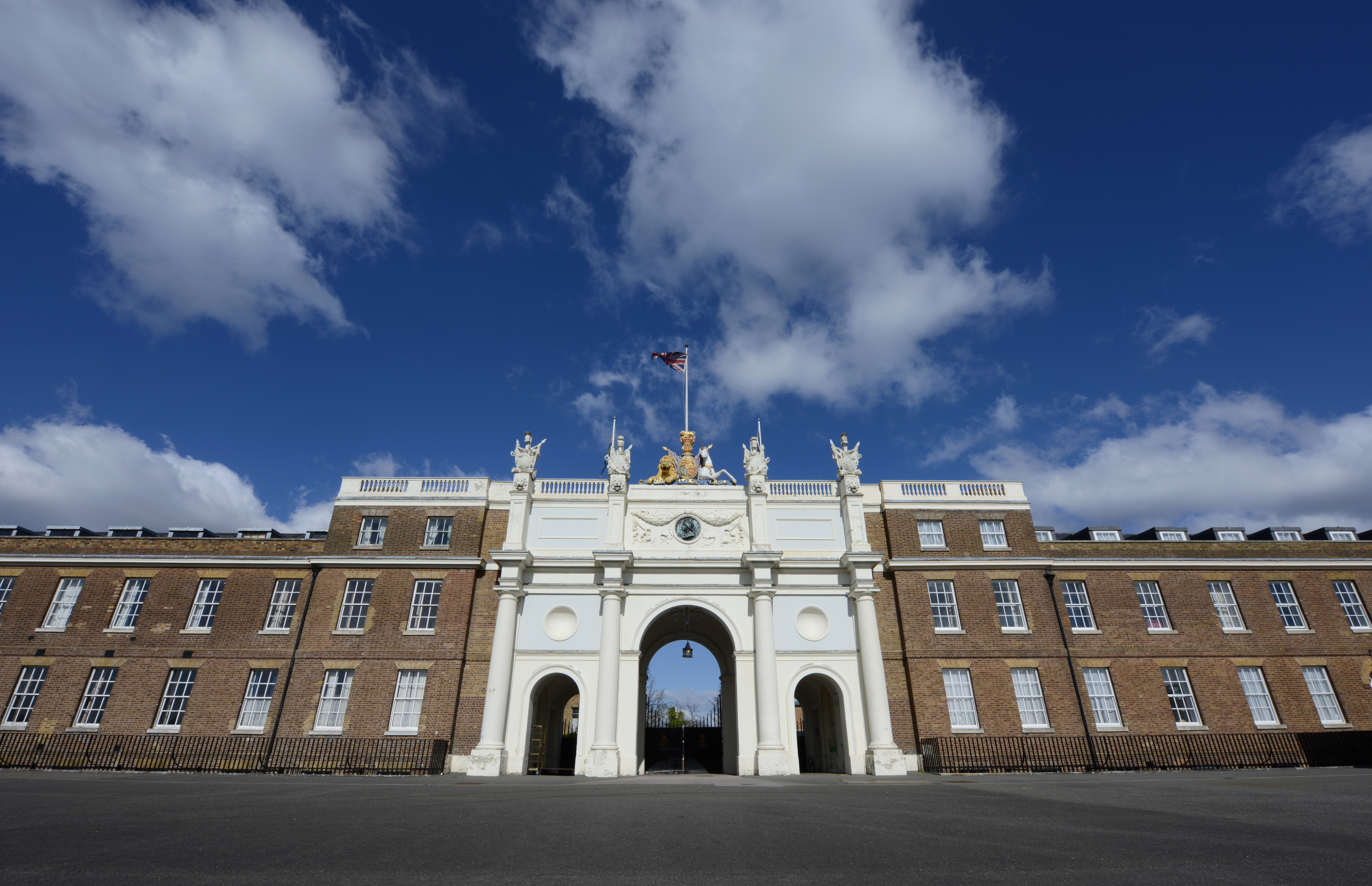
Royal Artillery Barracks, Woolwich (1776) di James Wyatt
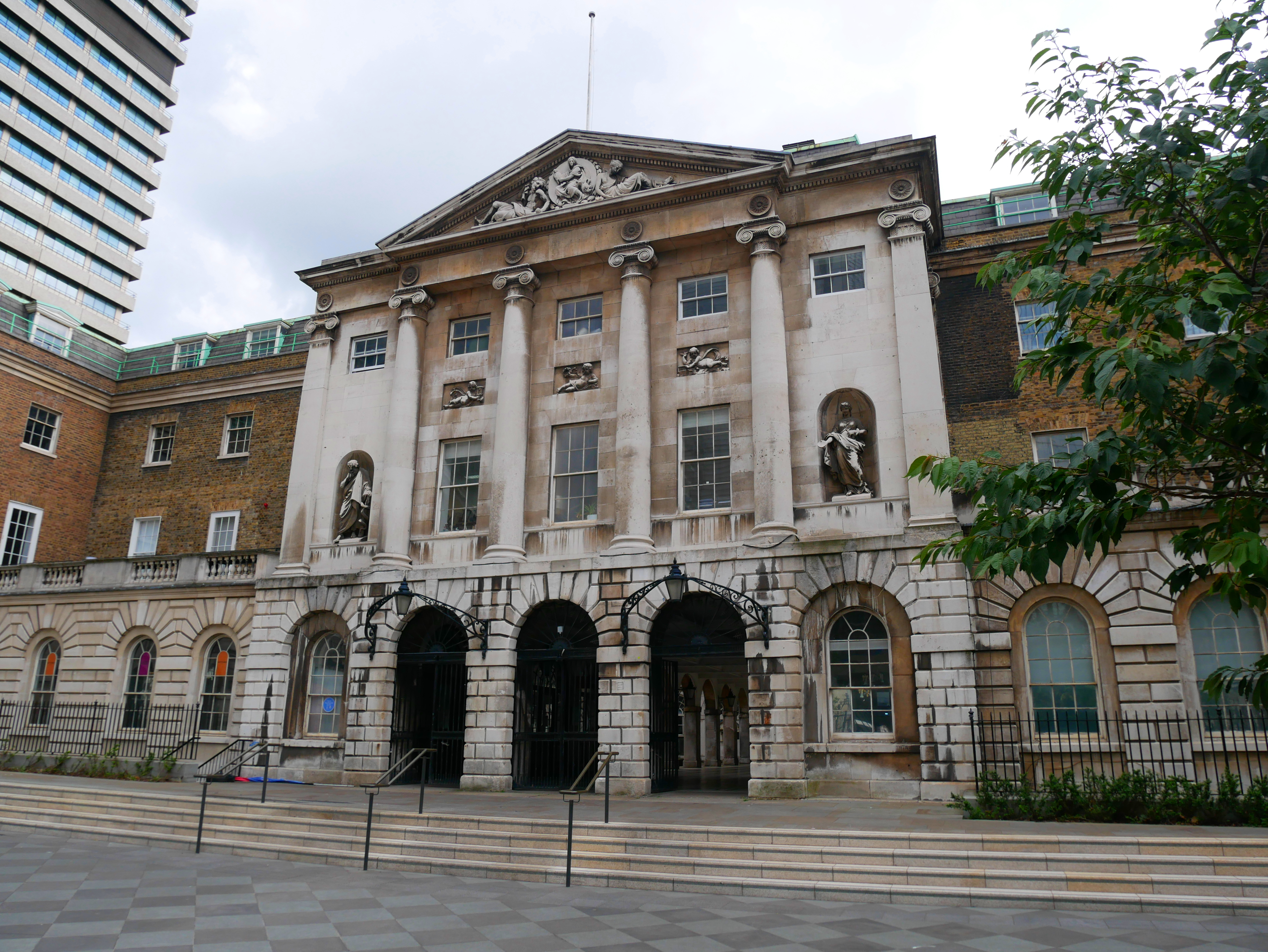
Guy's Hospital, cortile centrale (1774) W Jupp
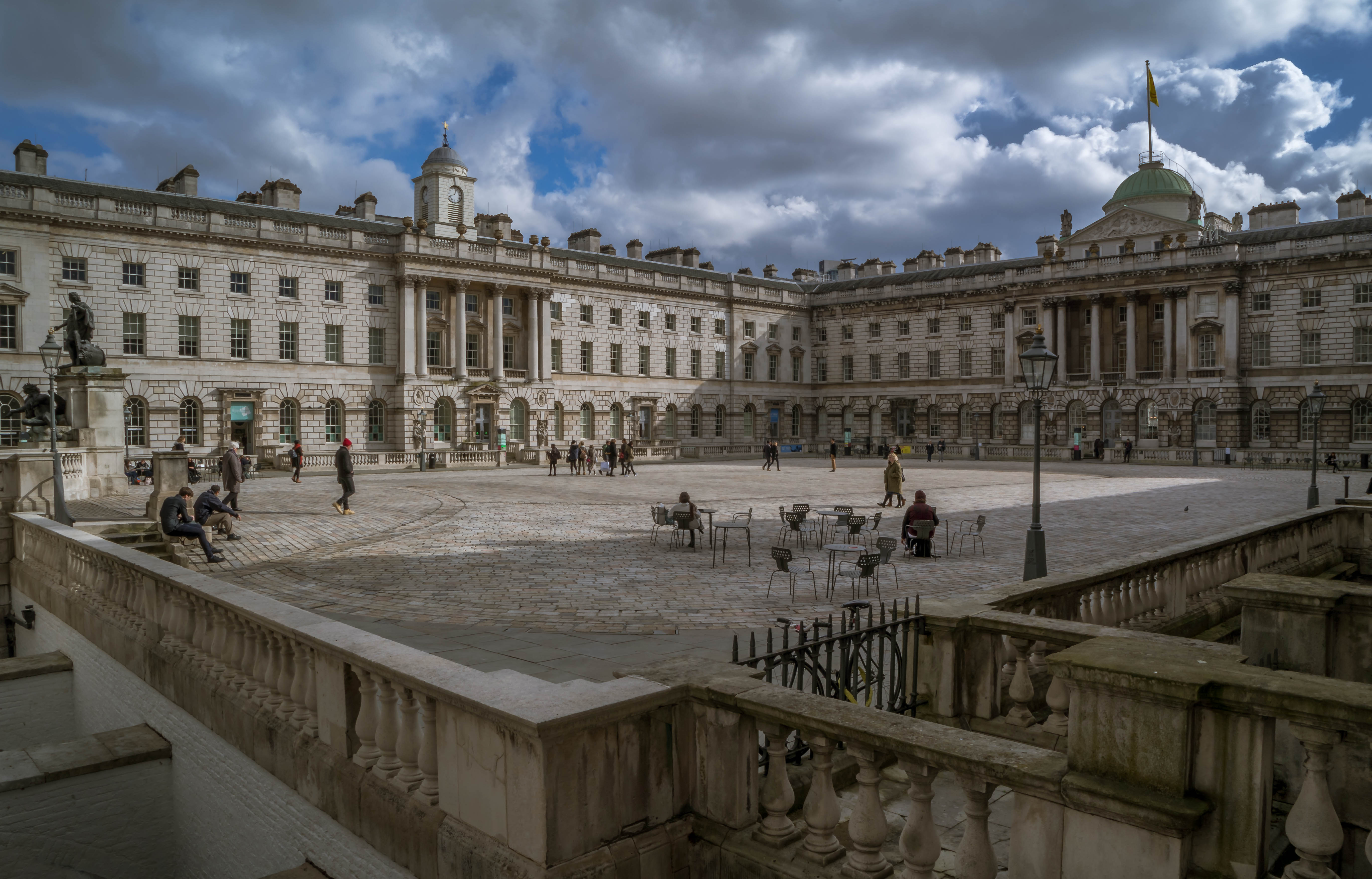
Cortile centrale di Somerset House (1776)
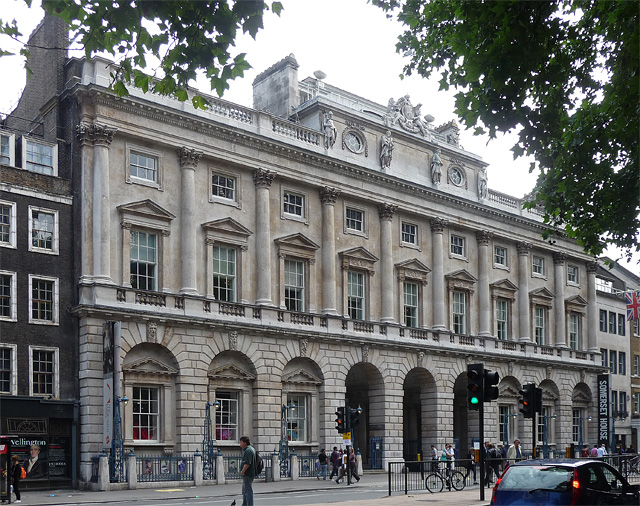
Facciata sullo Strand di Somerset House (1776)
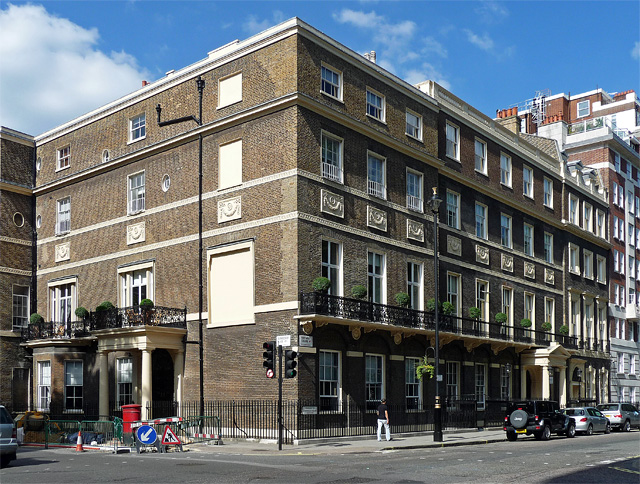
Casa di Robert Adam (1777)
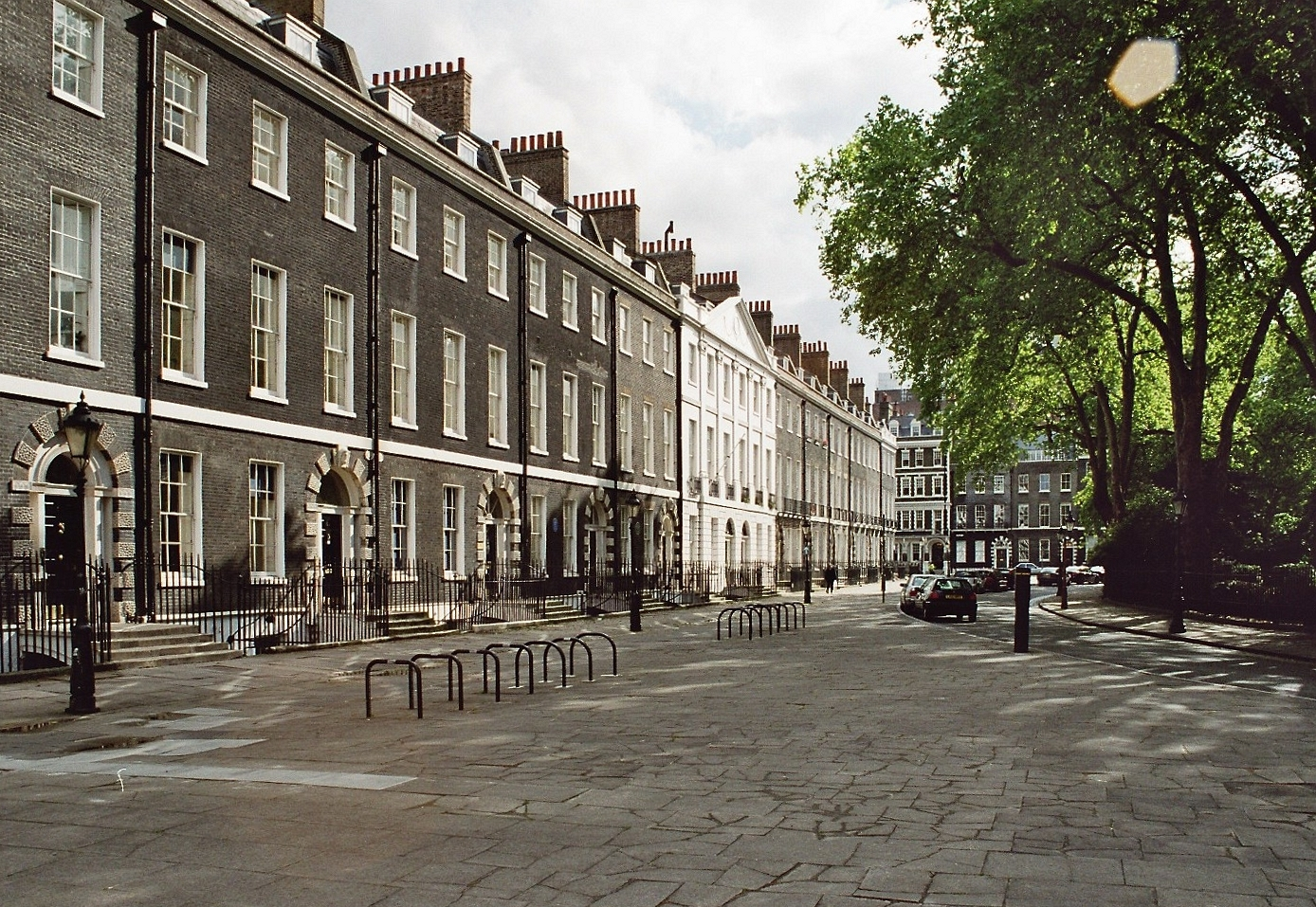
Bedford Square, una piazza tardo georgiana creata nel 1780
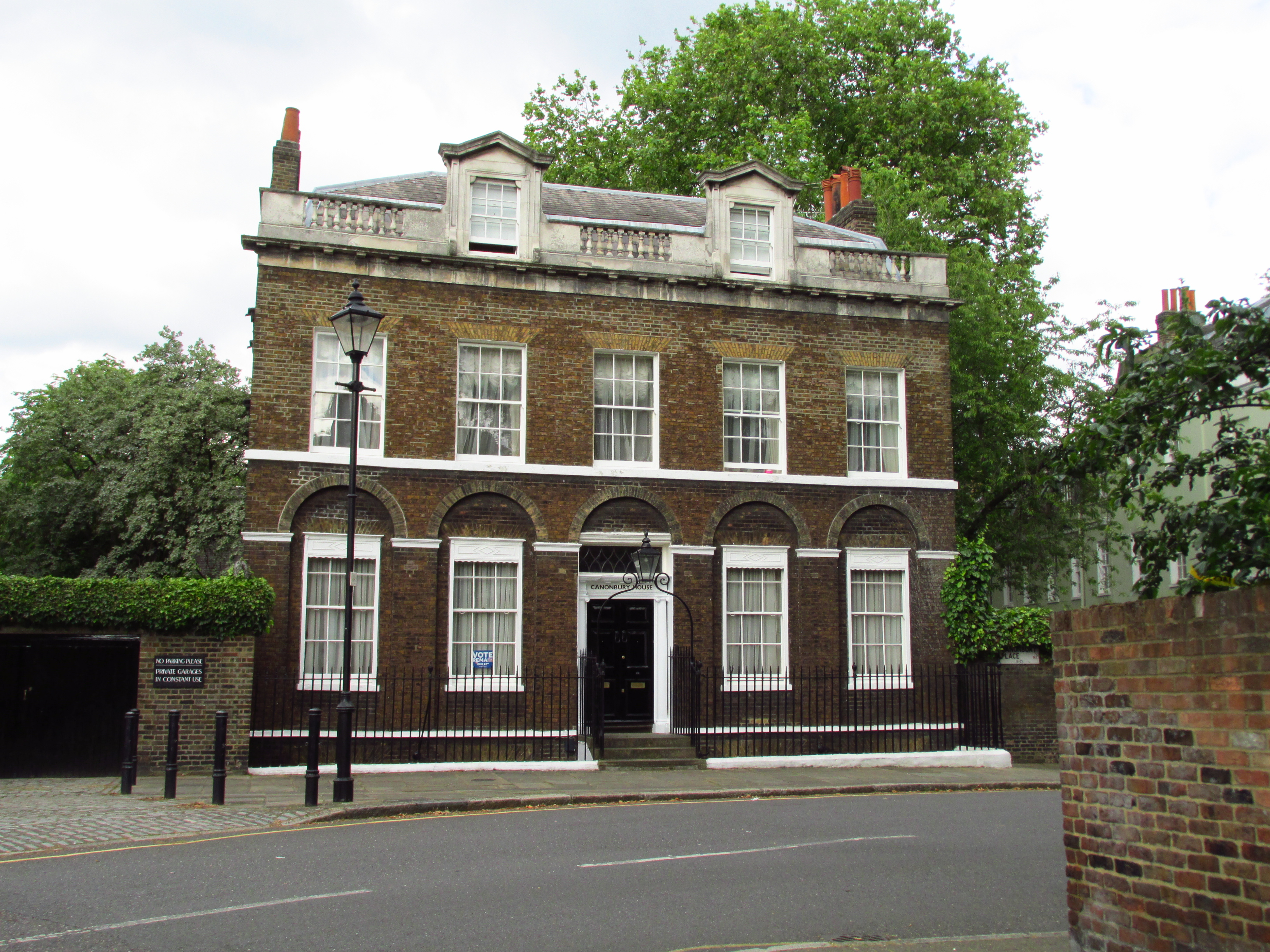
Canonbury House (1795)
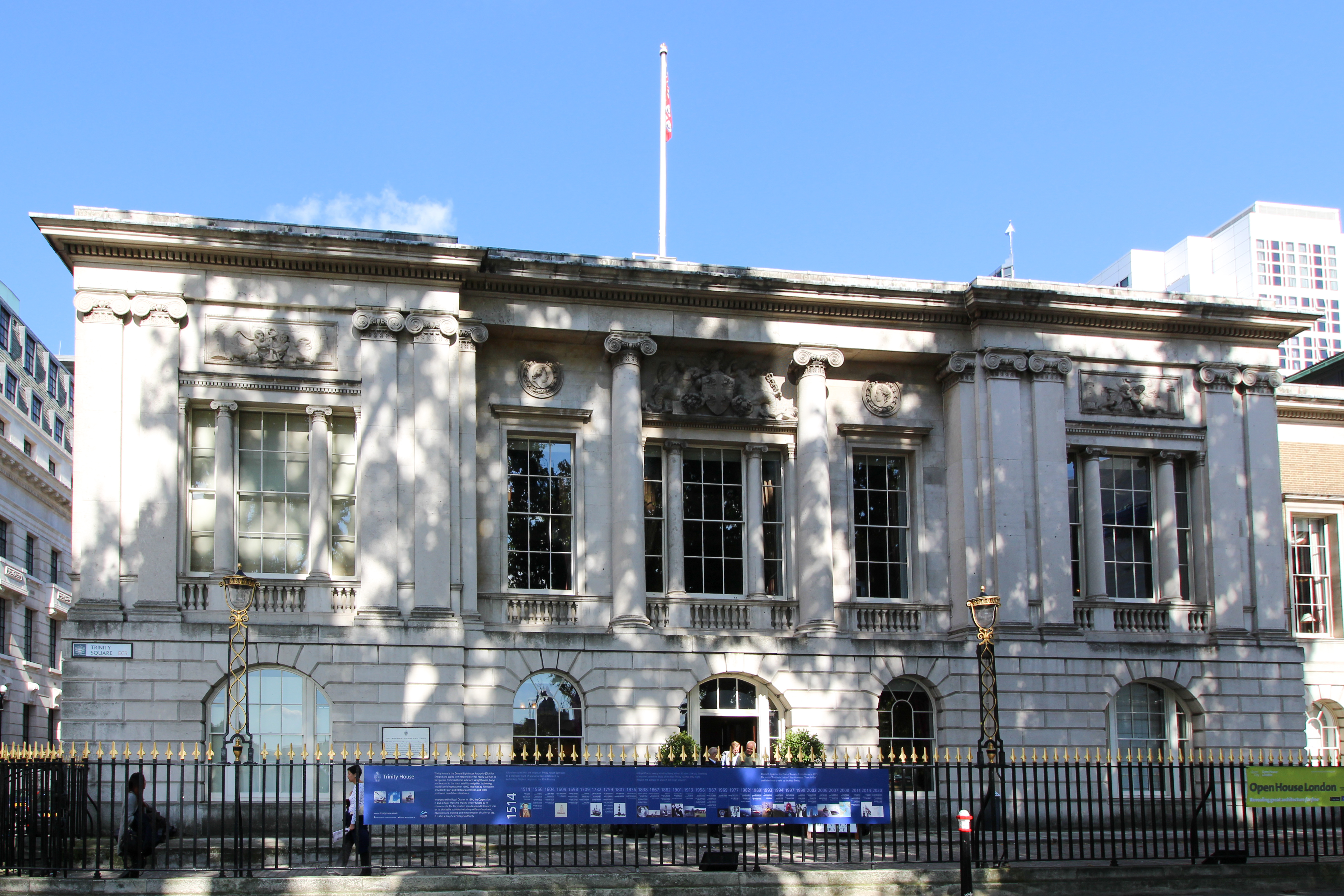
Trinity House (1796) di Samuel Wyatt
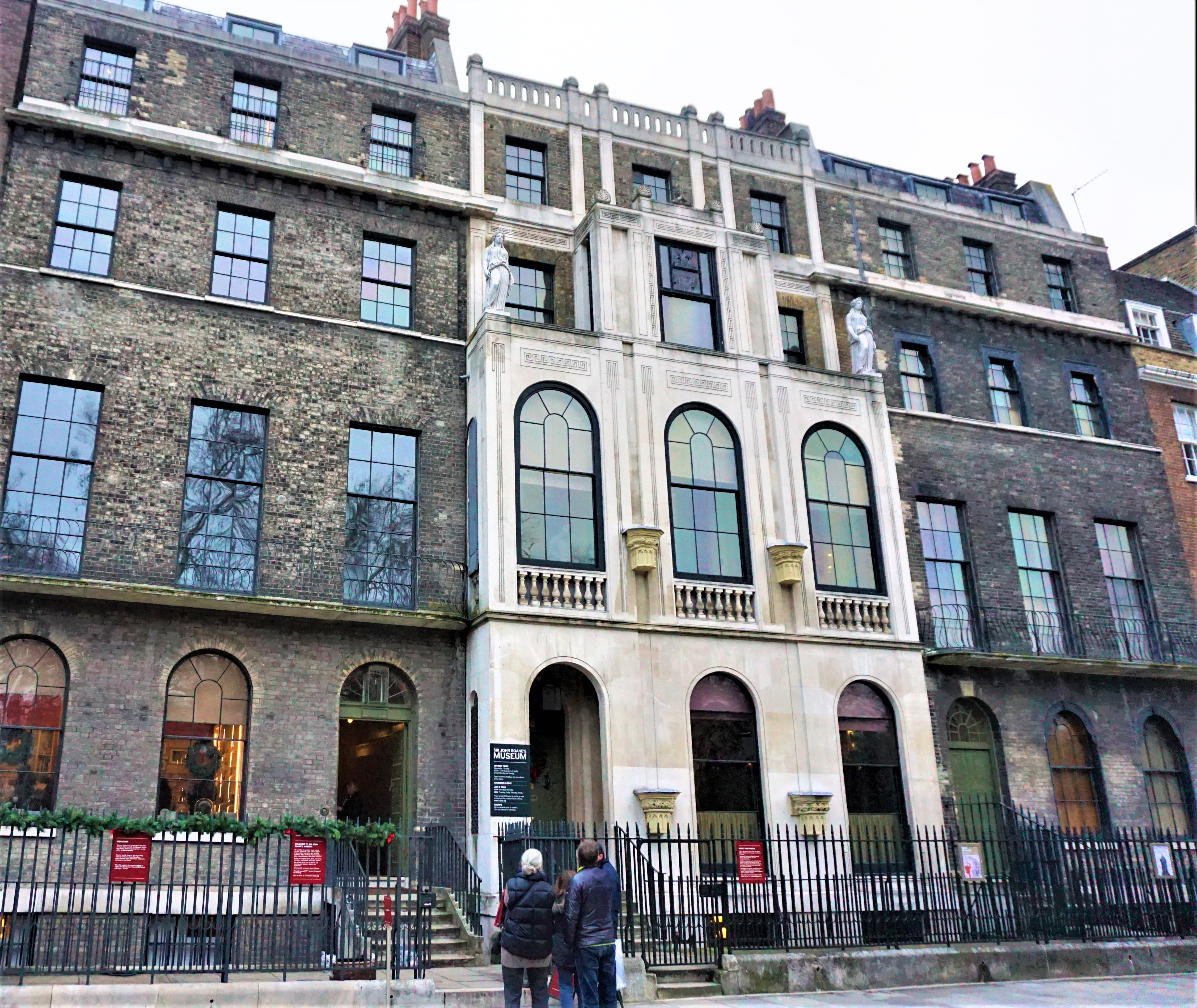
Sir John Soane's Museum (1798)
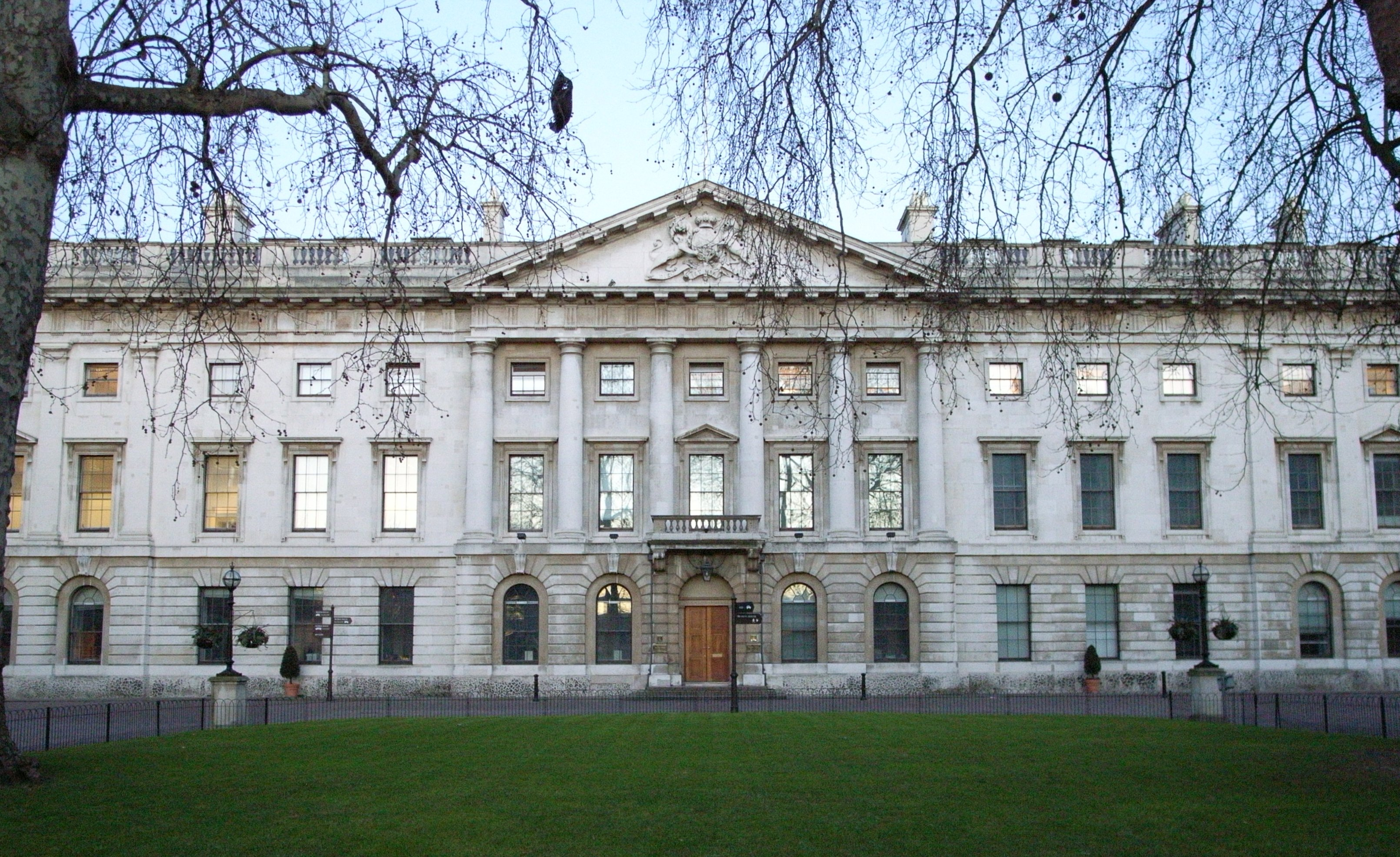
Royal Mint Court (1807)

## Architetture Regency (1811–1837)

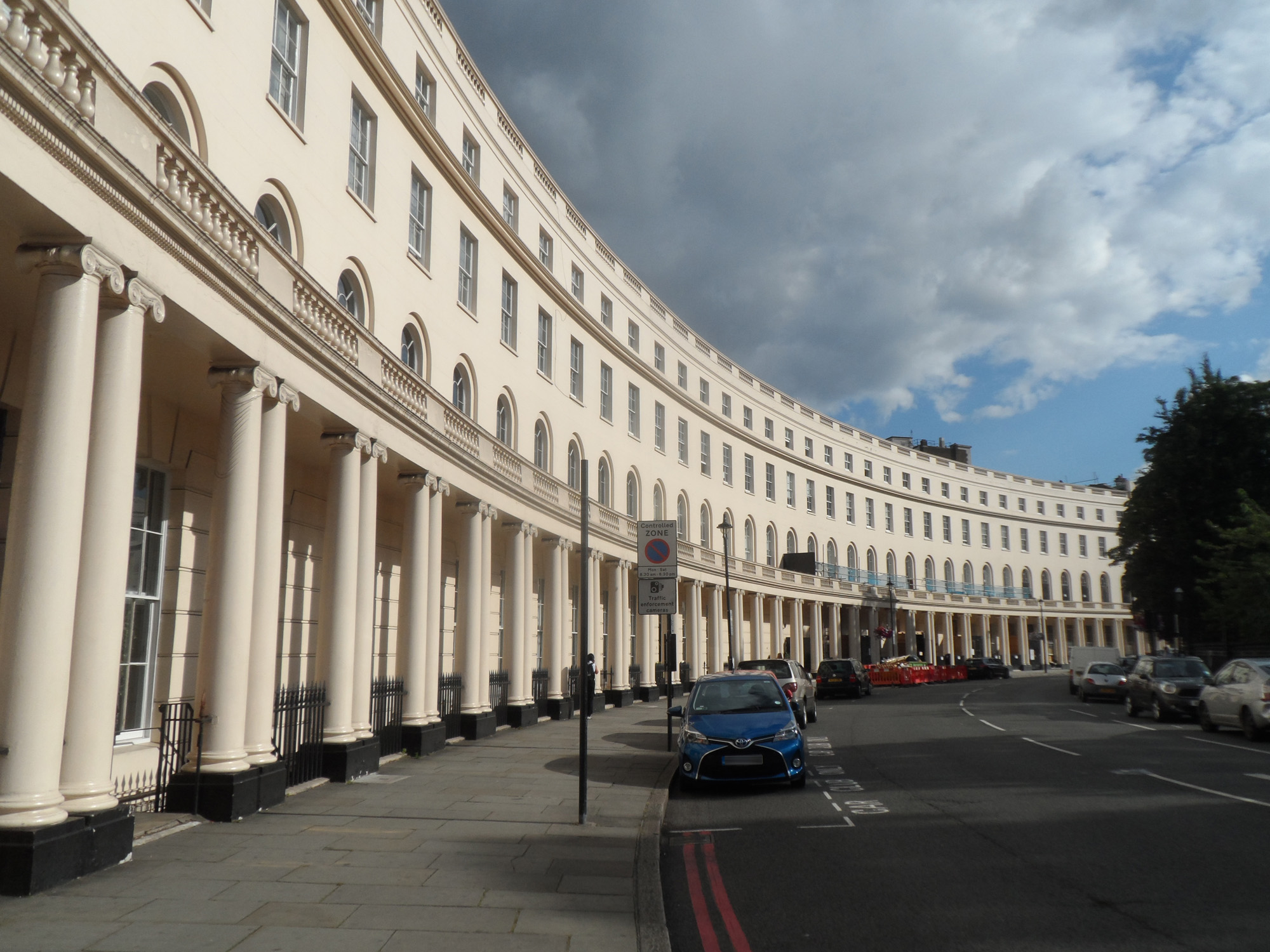
Park Crescent (1821) John Nash, un grande edificio Regency all'ingresso di Regent's Park.

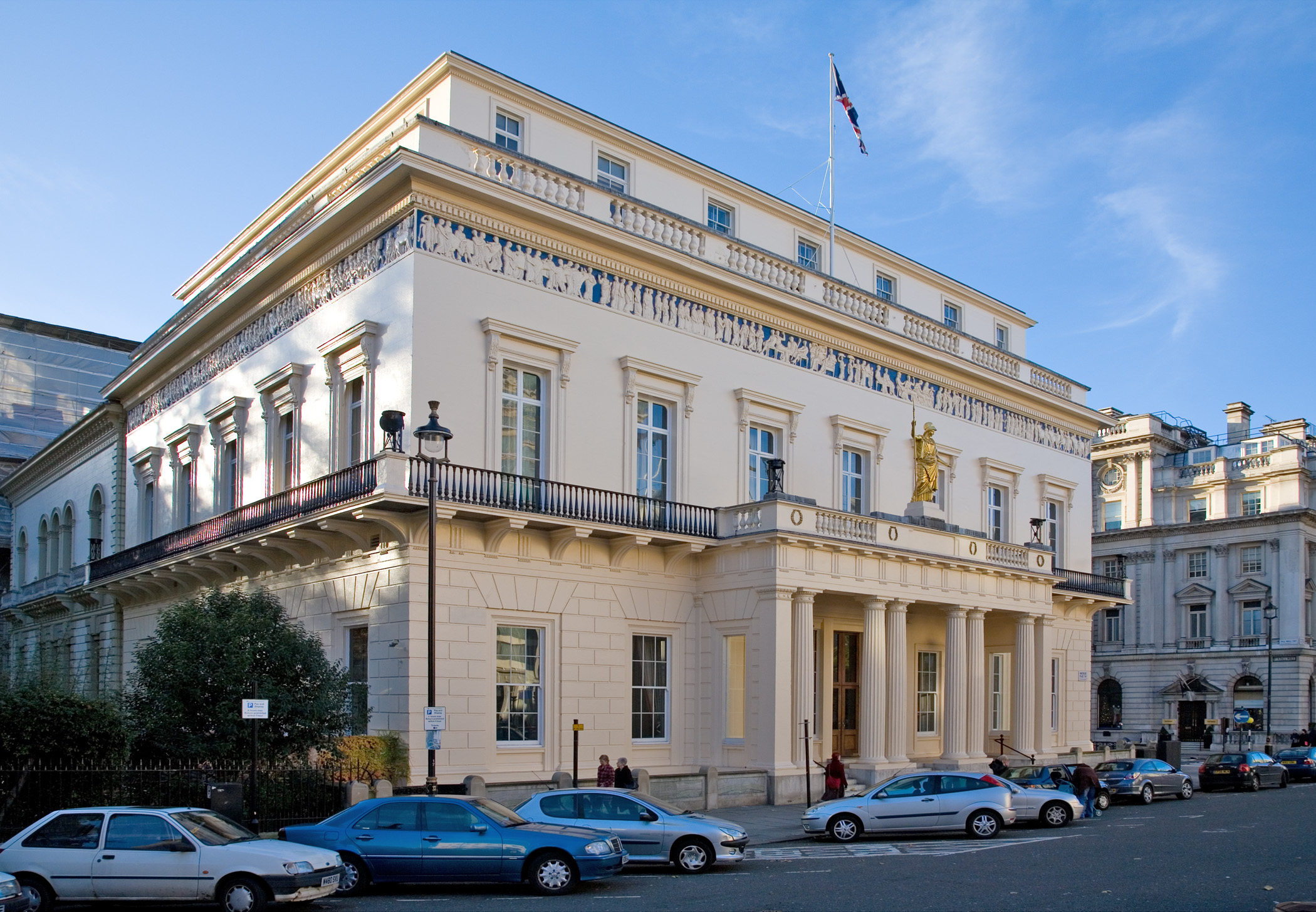
Athenaeum Club (1830) di Decimus Burton, un grande club neoclassico su Pall Mall.

Londra vanta alcuni dei migliori esempi della fase tardo-georgiana dell'architettura britannica conosciuta come Regency. Questo stile è esteticamente distinto dalla prima architettura georgiana, sebbene rientri quell'ambito e continui la tendenza stilistica del neoclassicismo. Tecnicamente l'era della reggenza durò solo tra il 1811 e il 1820, quando il principe reggente governò come procuratore del padre incapace Giorgio III, ma le tendenze distintive nell'arte e nell'architettura durante la Reggenza si estesero all'incirca fino ai primi 40 anni del XIX secolo. Il Regency è soprattutto una forma molto rigorosa di neoclassicismo, che fa direttamente riferimento all'architettura e alle strutture greco-romane. Impiegava ornamenti migliorati come fregi con motivi figurativi o vegetali in alto e bassorilievo, statue, urne e portici, mantenendo nel contempo le linee pulite e la simmetria della prima architettura georgiana. Vennero mantenute caratteristiche tipicamente georgiane come finestre a ghigliottina, insieme ai balconi del primo piano, che divennero particolarmente popolari nel periodo Regency, con delicate volute in ghisa o tradizionali balaustre. La differenza più evidente tra la prima architettura georgiana e quella Regency era il rivestimento delle facciate in mattoni, precedentemente a vista, con stucchi dipinti in tonalità crema per imitare il marmo o la pietra naturale. John Nash fu il primo a proporre lo stile Regency e alcune delle sue opere sono presenti ancora a Londra. Tra queste, nei dintorni di Regent's Park: Cumberland Terrace, Cambridge Terrace, Park Square e Park Crescent. L'uso massiccio dello stucco, da parte di Nash, su questi edifici era spesso ingannevole quanto estetico: serviva a oscurare la costruzione di qualità inferiore causata da costruzioni frettolose e misure di riduzione dei costi perché Nash aveva un interesse finanziario negli sviluppi di Regent's Park.
I progetti degli altri edifici su Regent's Park (Cornwall, Clarence e York) vennero realizzati da Decimus Burton, un architetto specializzato nel ritorno dell'architettura greca classica. Queste imponenti costruzioni impiegavano tutte le caratteristiche distintive del neoclassicismo Regency: imponenti facciate a forma di tempio ricoperte di stucchi lucenti con portici aggettanti, con capitelli corinzi o ionici, grandi frontoni e fregi figurati che si estendevano lungo la parte superiore delle facciate. Il progetto di Burton per l'Athenaeum Club (1830) su Pall Mall, il cui fregio scultoreo venne modellato sui marmi di Elgin recentemente acquisiti nel British Museum, è un altro splendido esempio di neoclassicismo Regency.
A pochi passi dall'Ateneum, Nash progettò quella che è stata definita "la più bella costruzione a schiera Regency di Londra", Carlton House Terrace (1829), sul sito della Carlton House demolita dal principe reggente. Carlton House fu demolita nel 1826 dopo che il nuovo re, Giorgio IV, si trasferì a Buckingham Palace, e Nash fu incaricato di progettare il gruppo di tre case a schiera nel suo stile rigorosamente neoclassico, rivestite di stucco, con un imponente portico corinzio, balconi, frontoni e parapetto attico, sopra un podio con tozze colonne doriche.

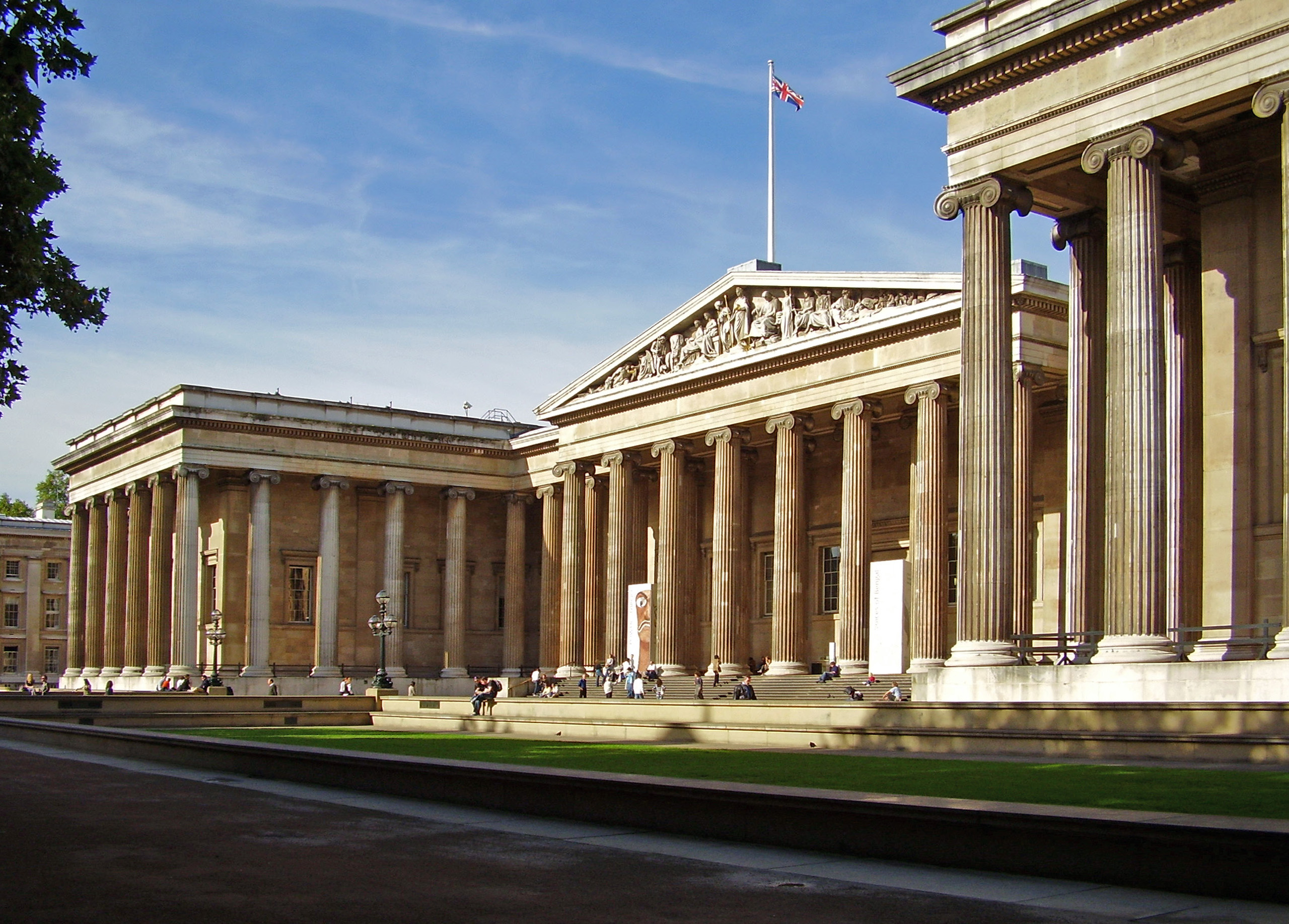
Il British Museum (1827) del prolifico architetto Regency Robert Smirke. L'uso fedele dell'ordine ionico nella facciata dell'edificio incarna lo stile purista del rinascimento greco che divenne di moda nel tardo periodo Regency. Fu notevolmente ampliato nel periodo edoardiano.

L'associazione più significativa di Nash fu con il principe reggente, che era il suo più grande mecenate. L'eredità più duratura di questo rapporto è Buckingham Palace, che venne trasformato dalla modesta Buckingham House del regno di Giorgio III in un grande palazzo neoclassico su progetto di Nash. A partire dal 1825, Nash ampliò la casa esistente verso ovest e aggiunse due ali laterali, che crearono un piazzale aperto, o Cour d'honneur, di fronte a St. James's Park. Lo stile è notevolmente simile alle case a schiera di Nash ai margini di Regents Park, tranne per il fatto che il palazzo è stato costruito in pietra di Bath color oro invece che in mattoni con rivestimento in stucco. La facciata anteriore del blocco principale presenta un portico a due piani con colonne doriche nella parte inferiore, alte colonne corinzie scanalate sopra, con un frontone sormontato da statue e ornato di sculture in altorilievo. Appaiono anche tutti i segni distintivi del neoclassicismo Regency, tra cui un fregio avvolgente con volute vegetali in pietra di Coade, balconi accessibili dal primo piano e un attico con sculture figurative che utilizzano i marmi di Elgin come modello. Il fronte occidentale, che si affaccia sul giardino principale, presenta al centro un bovindo, con un lungo terrazzo con balaustre e grandi urne classiche in pietra di Coade. Prima c'era un monumentale arco romano, modellato sull'Arco di Trionfo del Carrousel di Parigi, che attualmente si erge come Marble Arch all'angolo nord-est di Hyde Park. L'aggiunta dell'ala orientale, all'inizio del regno della regina Vittoria, racchiuse il piazzale e creò la facciata di Buckingham Palace conosciuta allora, ma la maggior parte dell'esterno del palazzo rimane quello esistente dopo le aggiunte Regency di Nash, in particolare il lungo giardino sul lato ovest.
Contemporaneamente ai lavori di costruzione di Nash a Regent's Park e St. James, avvenne lo sviluppo di Belgravia, più a ovest, che offre l'esempio più uniforme ed esteso di architettura Regency a Londra sotto forma di Belgrave Square, Eaton Square, Wilton Crescent e Chester Square. Un complesso residenziale ultra-esclusivo costruito su una fascia di terreno precedentemente rurale, la Grosvenor Estate, fu affidato a Thomas Cubitt che iniziò a costruire Belgrave Square nel 1825; le tre piazze principali furono completate e occupate negli anni quaranta dell'Ottocento. Come Nash, Cubitt progettò eleganti edifici a schiera classici. Erano tutti ricoperti di stucco dipinto di bianco, con l'ingresso di ogni casa caratterizzato da portici dorici sporgenti che sostenevano balconi del primo piano con alte finestre, frontone e solai poggianti su cornicioni alla maniera greca.

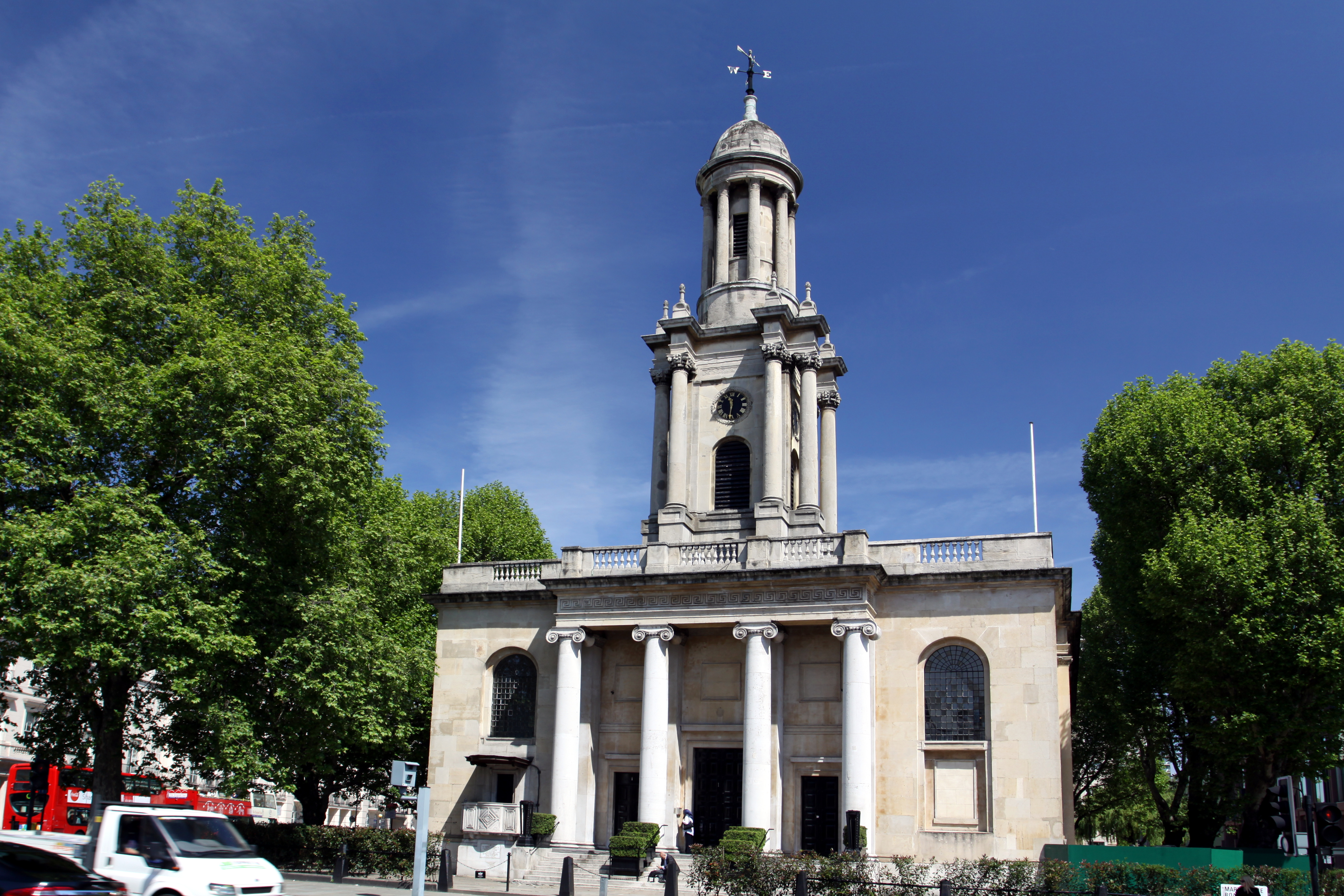
Holy Trinity, Marylebone (1827) John Soane, un elegante esempio di Commissioners' church e una rara opera di John Soane, famoso per la demolita Bank of England.

Il periodo Regency vide anche la costruzione di alcune delle più belle chiese neoclassiche di Londra, molte delle quali sono conosciute come Commissioner's Churches. Una di queste, nota anche come chiesa di Waterloo e chiesa del Million Act, è una chiesa anglicana costruita con denaro votato dal Parlamento a seguito dei Church Building Act del 1818 e del 1824. La legge del 1818 forniva una sovvenzione in denaro e istituì la Church Building Commission per dirigerne l'utilizzo, e nel 1824 fece un'ulteriore concessione di denaro. La prima sovvenzione parlamentare per le chiese ammontava a un milione di sterline (equivalente a 73 550 000 sterline nel 2019), motivo per cui l'Atto del 1818 che lo prevedeva viene talvolta chiamato "Legge di un milione di sterline". La seconda sovvenzione parlamentare del 1824 ammontava a ulteriori 500 000 sterline (44 320 000 sterline nel 2019), quindi il termine "milione" non può essere applicato a tutte le chiese aiutate dalla commissione. La commissione fu fondata su un'ondata di trionfo nazionalista in seguito alla sconfitta di Napoleone nella Battaglia di Waterloo nel 1815; da qui il richiamo della parola "Waterloo" nel titolo. Le Commissioner's Churches a Londra includono All Souls, Langham Place di John Nash (l'insolita torre circolare della chiesa è stata deliberatamente posizionata su una curva di Regent Street realizzata da Nash per creare una vista pittoresca da Oxford Circus), la bella St Mary's, Bryanston Square in stile neoclassico di Robert Smirke e St Luke's Church, Chelsea una delle prime chiese in stile neogotico di Londra. Una prima indicazione del passaggio di uno stile lontano dal neoclassicismo che sarebbe avvenuto più tardi nel XIX secolo. Altre belle chiese Regency includono St Pancras New Church (1822), di William e Henry Inwood, una delle più autentiche chiese revival greco di Londra, completa di una replica del "portico delle fanciulle dall'Eretteo di Atene e la Chiesa parrocchiale di St Marylebone (1819) di Thomas Hardwick con la sua caratteristica torre coronata da angeli dorati.

Galleria delle architetture Regency di Londra
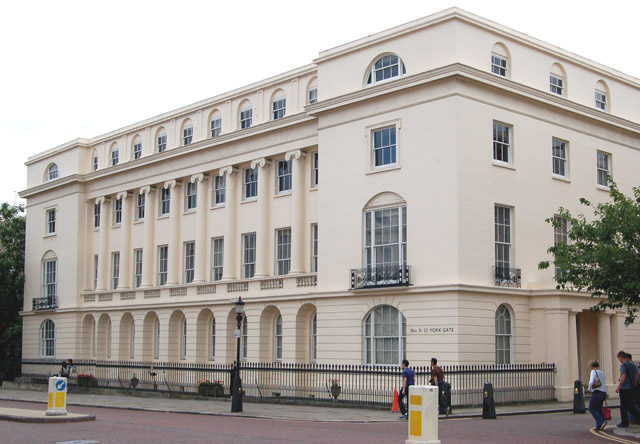
York Gate (1822) di John Nash
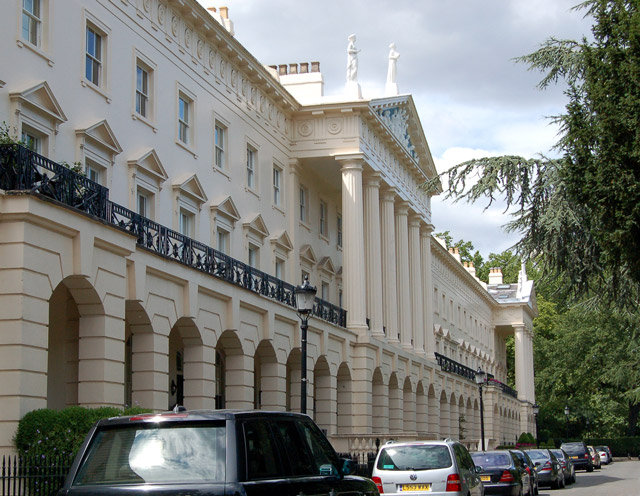
Hanover Terrace (1822) di John Nash
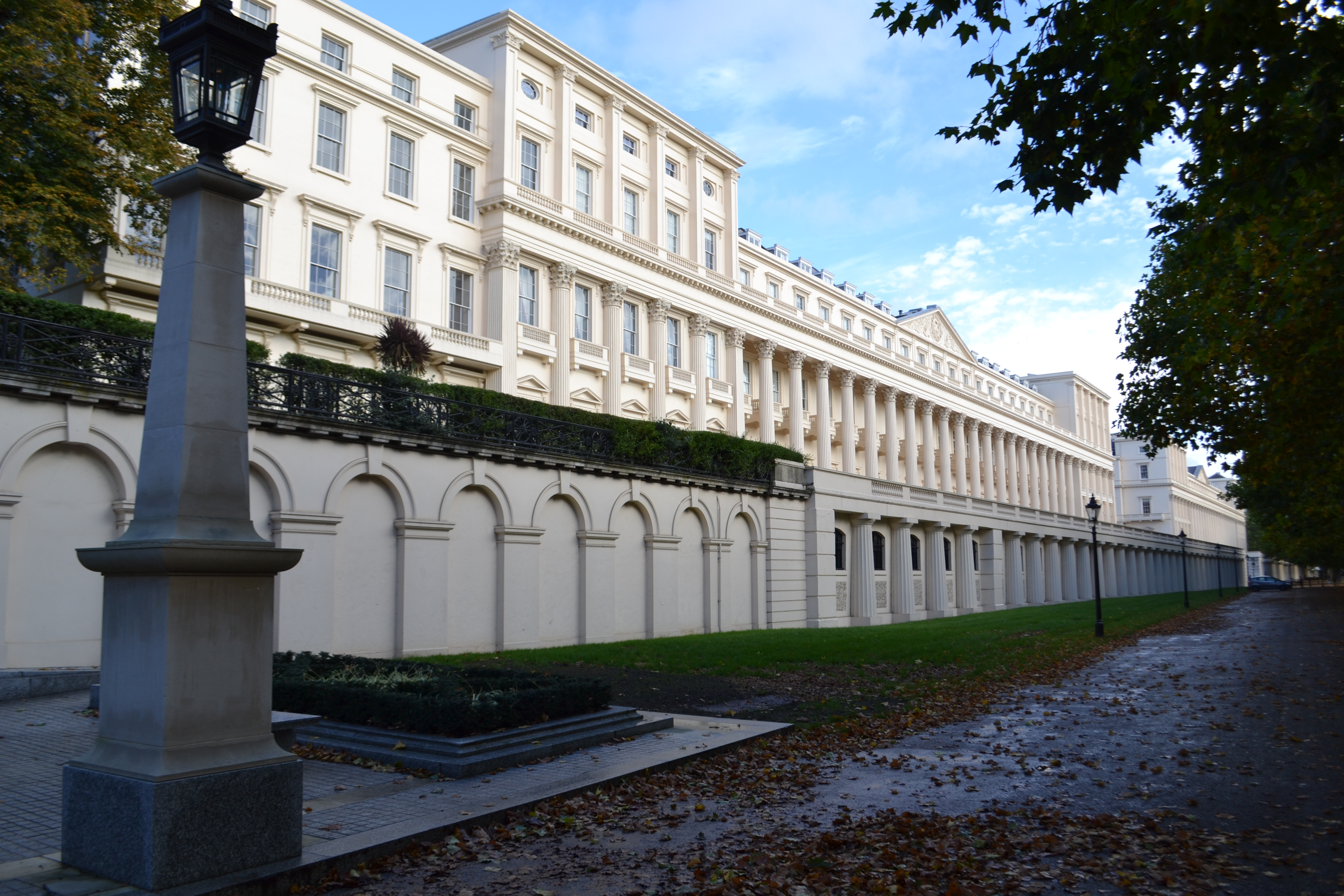
Carlton House Terrace (1832) di John Nash
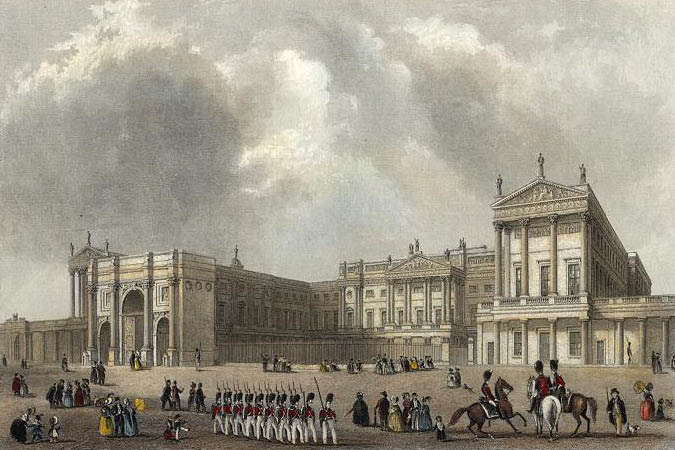
Incisione del progetto originale di John Nash per Buckingham Palace, compreso il Marble Arch
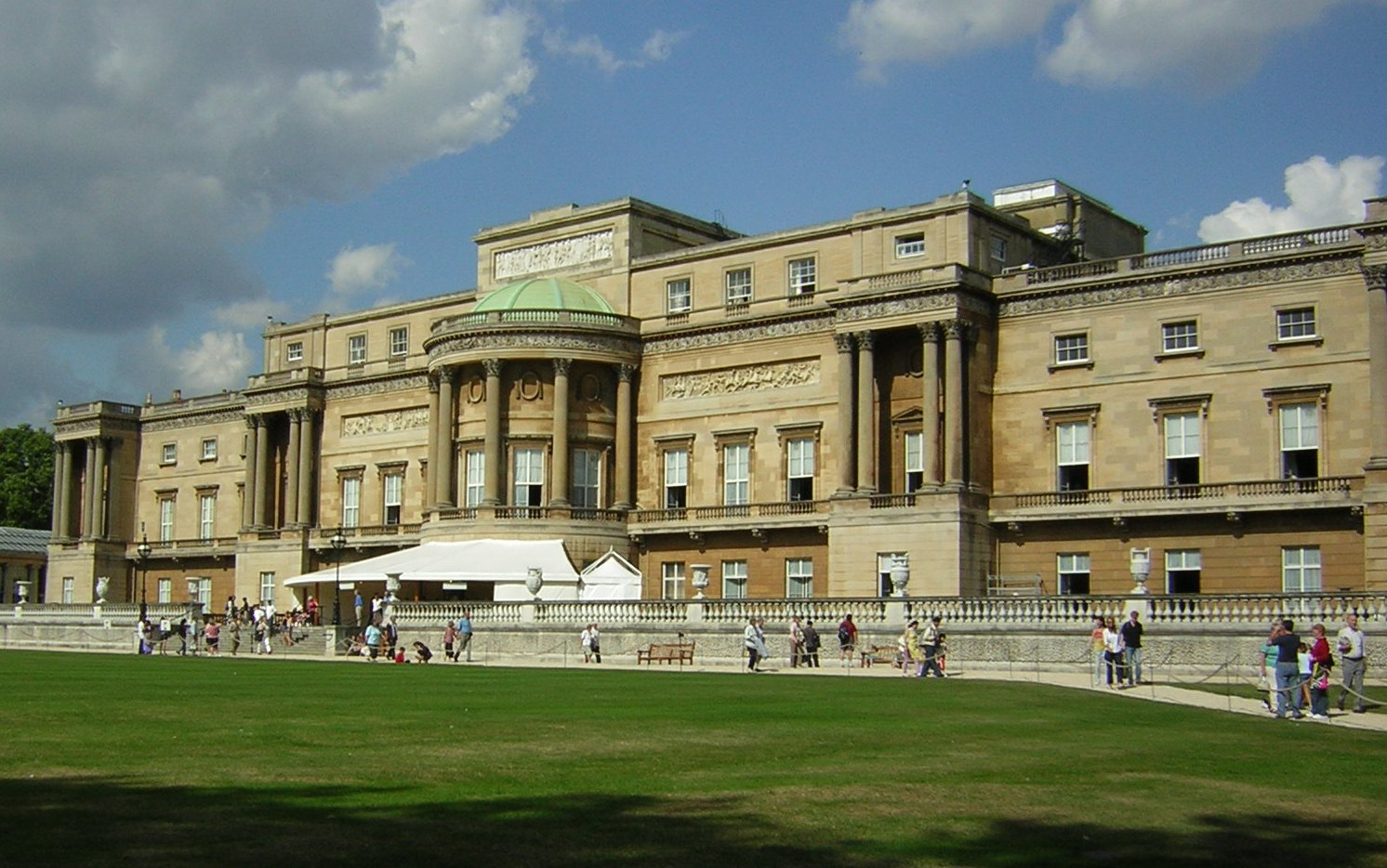
Prospetto occidentale di Buckingham Palace (1826)
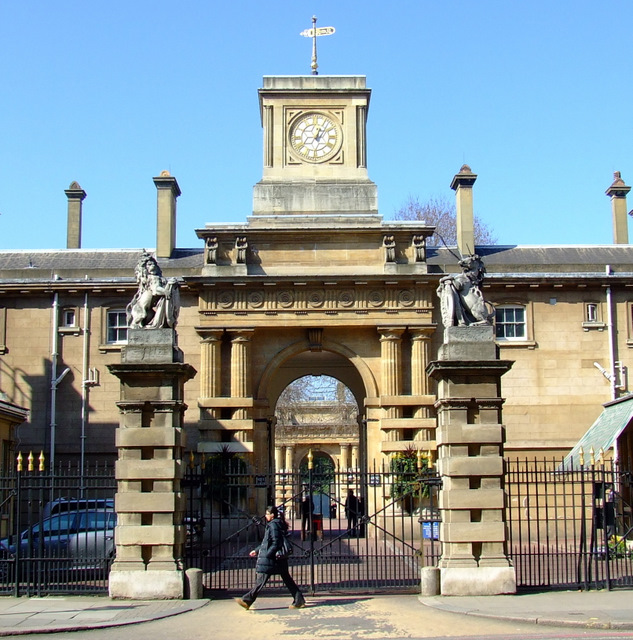
Royal Mews (1826) di John Nash
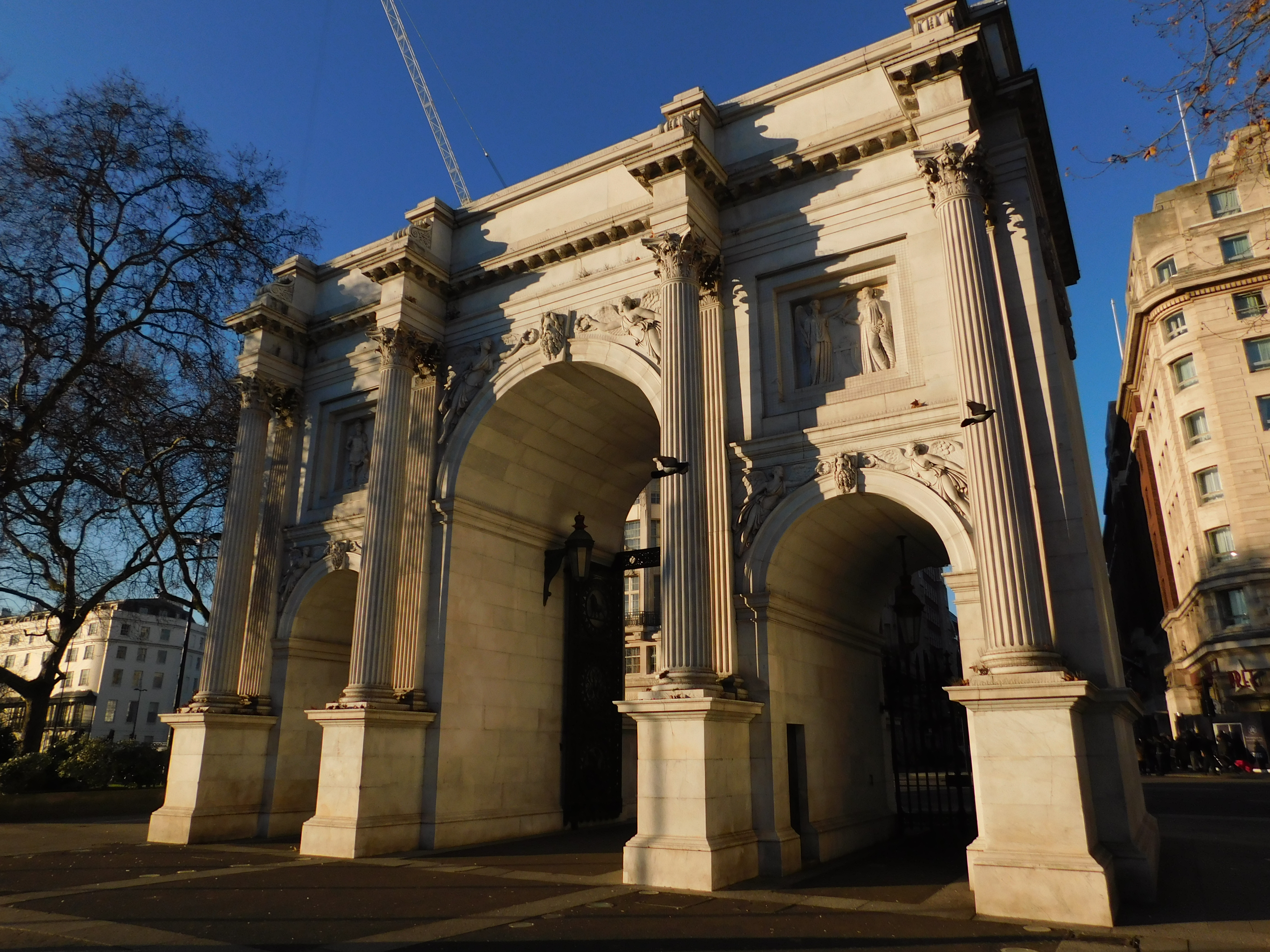
Marble Arch (1826) di John Nash, l'ex ingresso cerimoniale di Buckingham Palace che venne spostato nel 1847. Oggi si trova alla fine di Oxford Street.
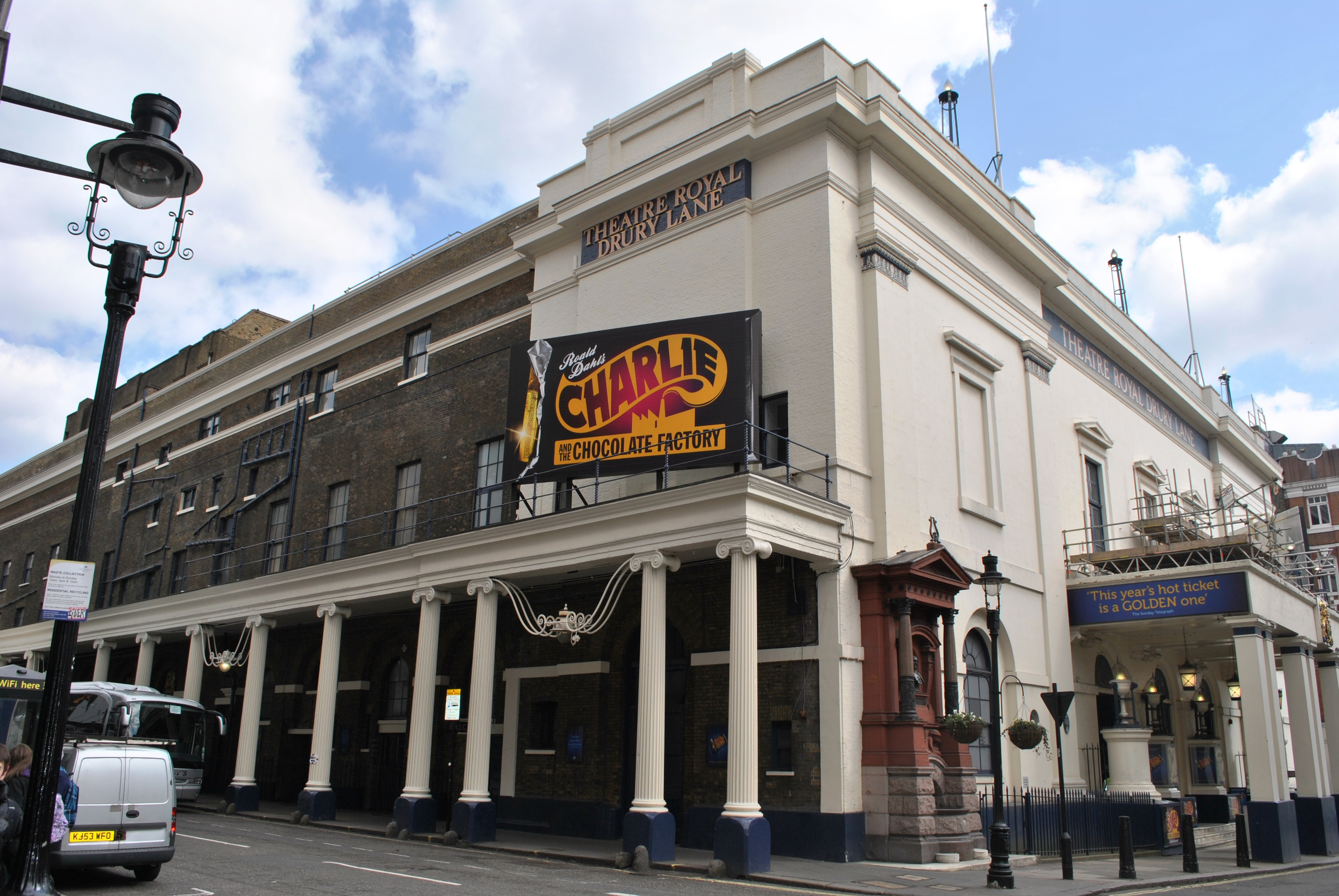
Theatre Roya Drury Lane (1811) di Benjamin Dean Wyatt
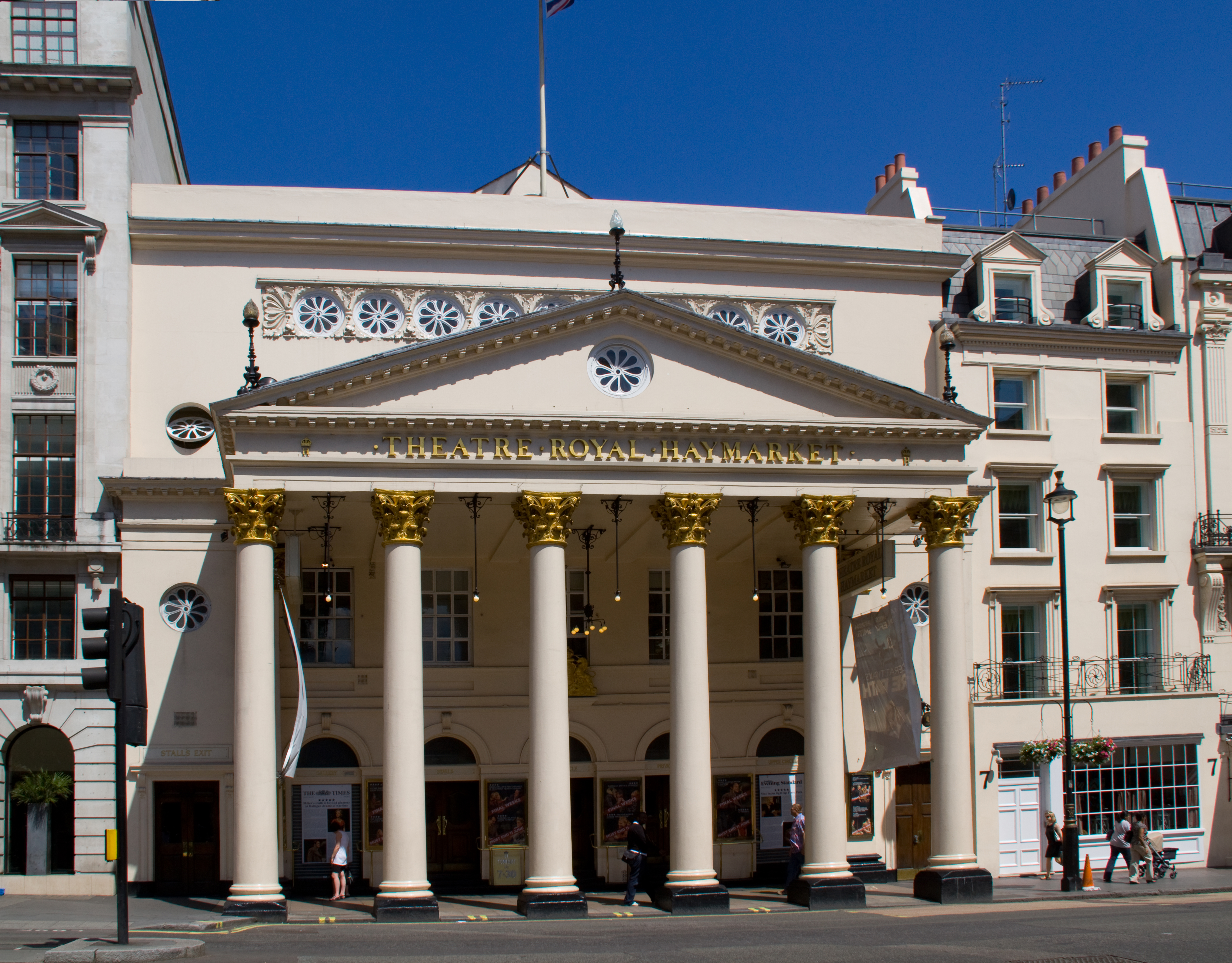
Theatre Royal Haymarket (1821) di John Nash
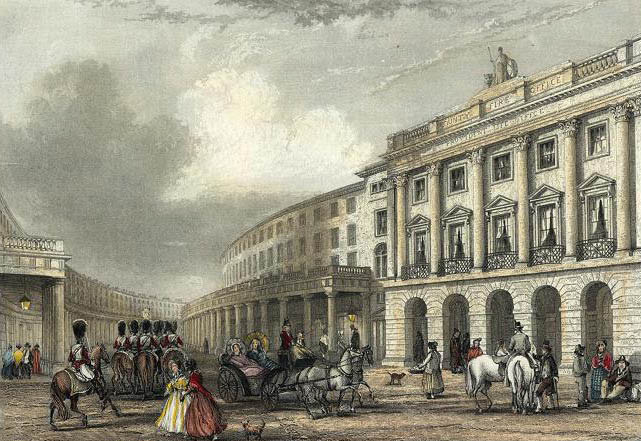
Incisione del progetto di Regent Street, di John Nash completato nel 1826
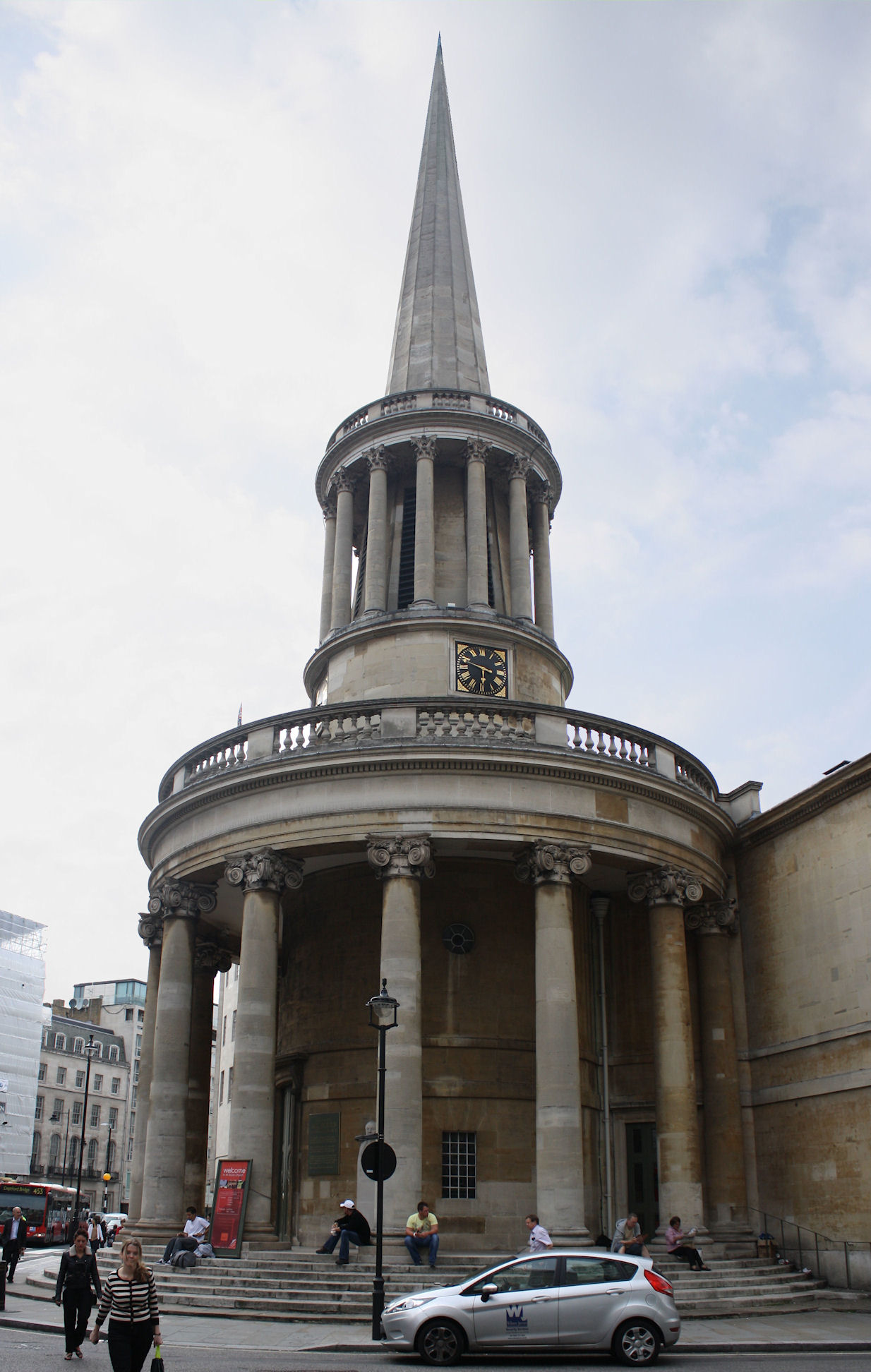
All Souls Church, Langham Place (1824) di John Nash
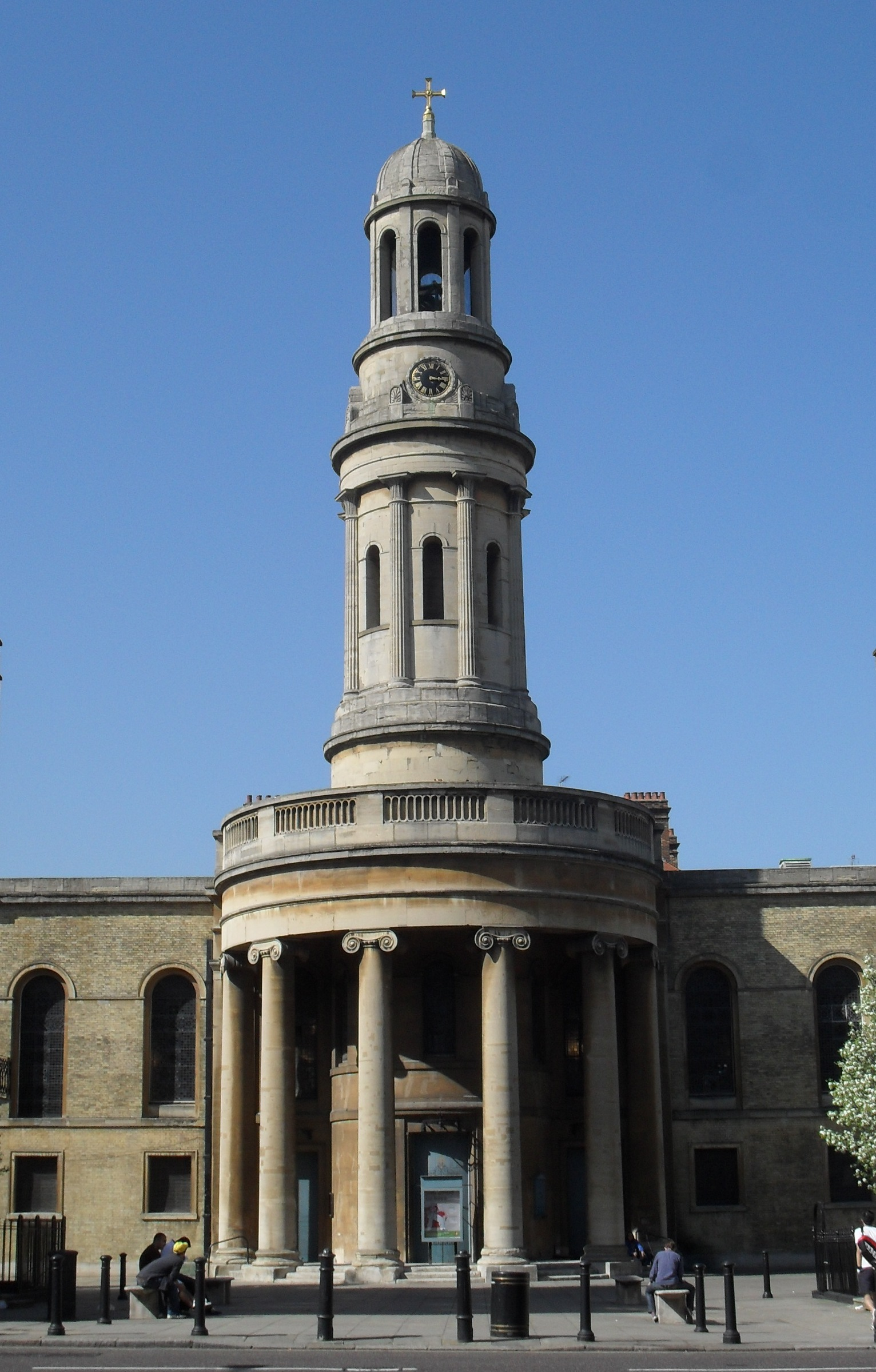
St Mary's, Bryanston Square (1824) di Robert Smirke
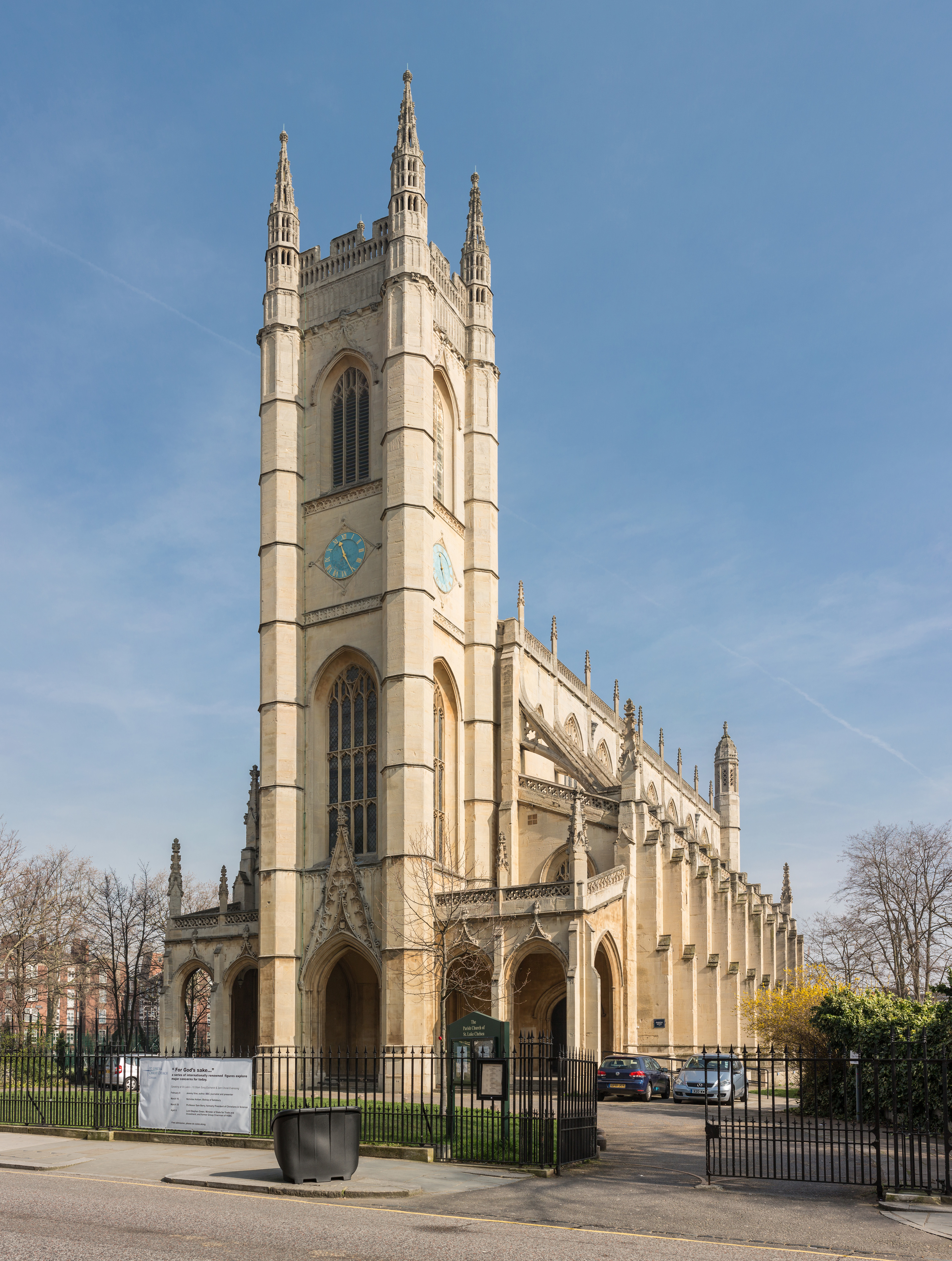
St Luke's Church, Chelsea (1824) di James Savage, una delle prime chiese di Londra costruite nello stile revival gotico.
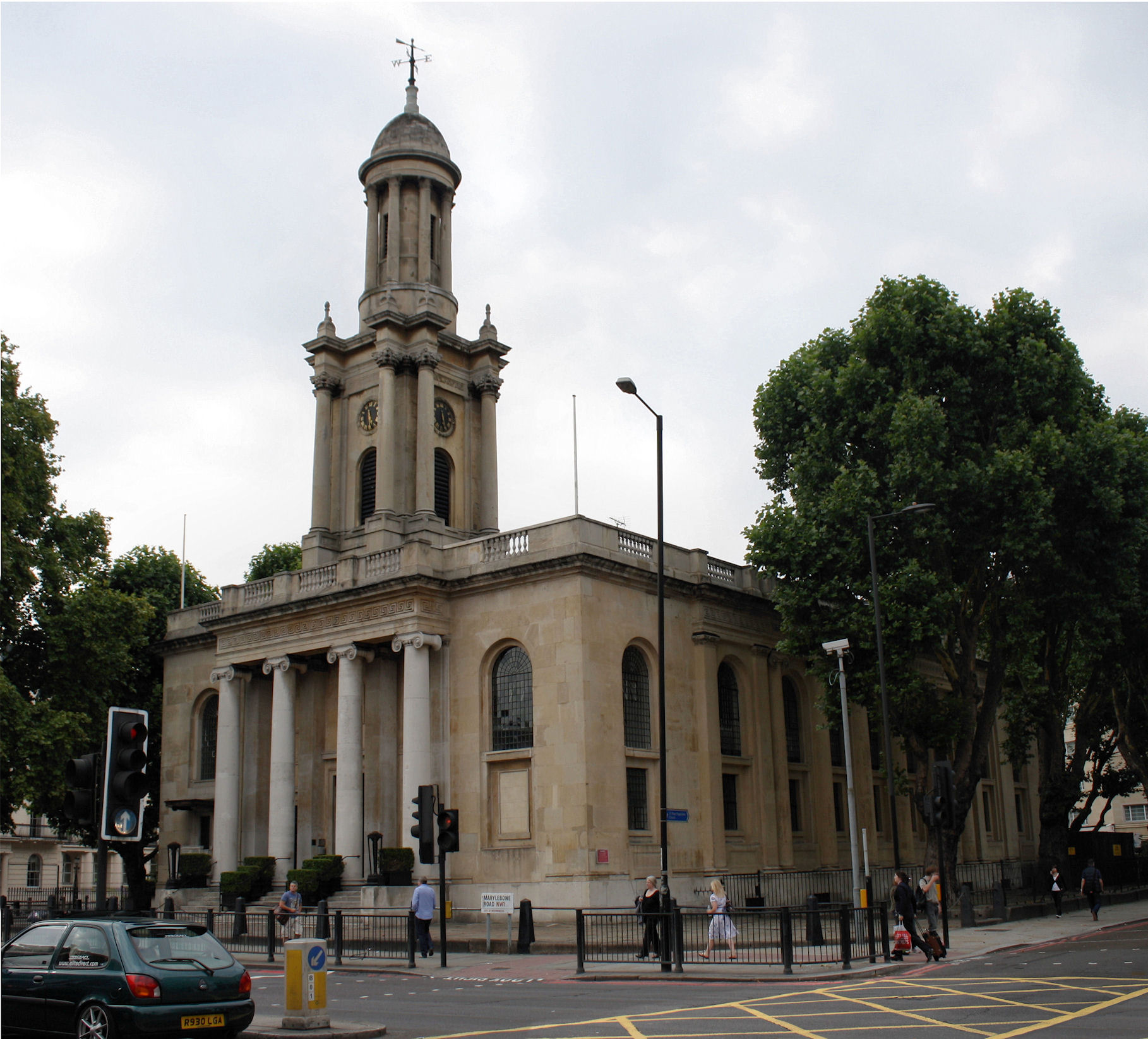
Holy Trinity Church, Marylebone (1828) di John Soane
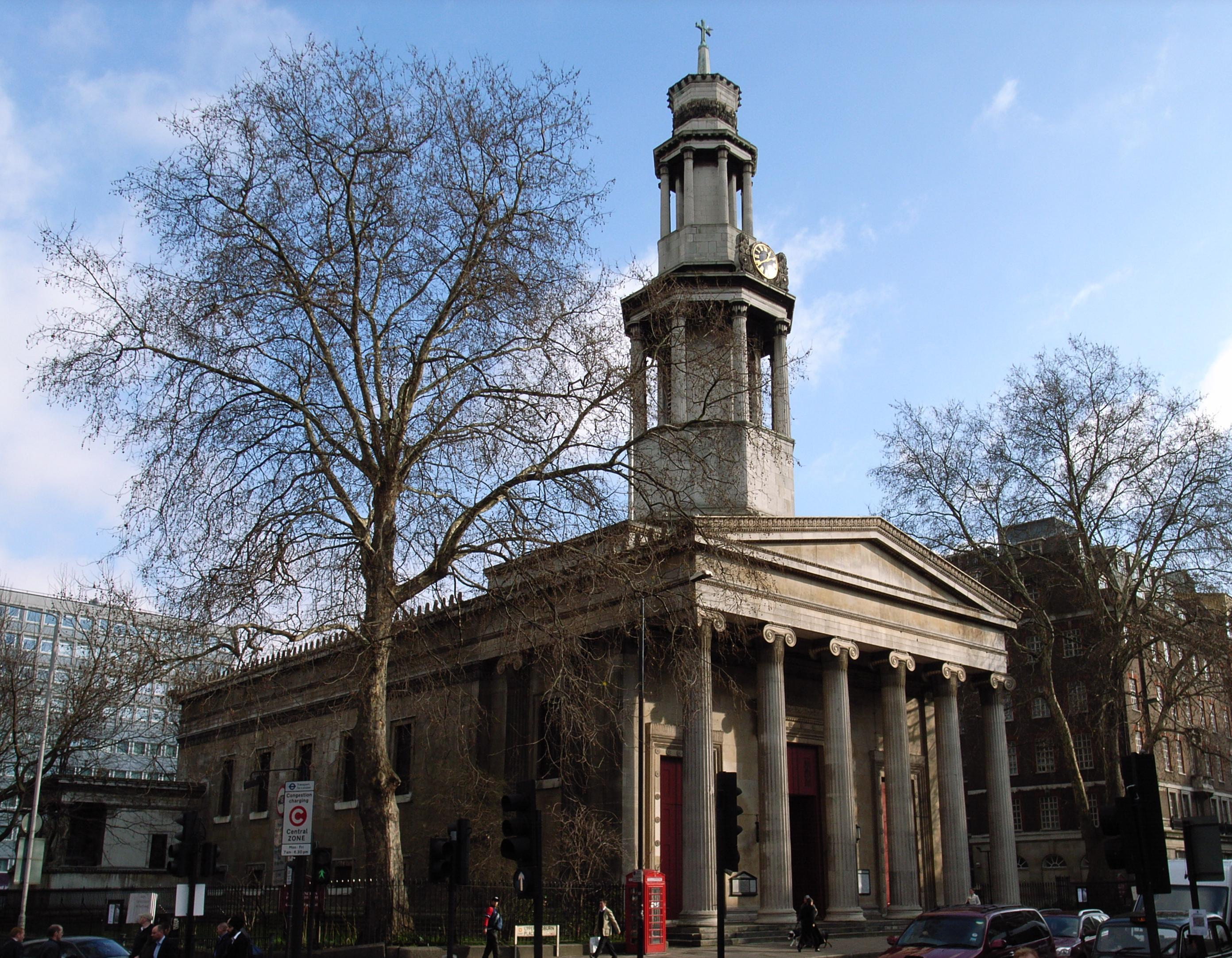
St Pancras New Church (1822) di William e Henry William Inwood, una delle più autentiche chiese revival greco a Londra.
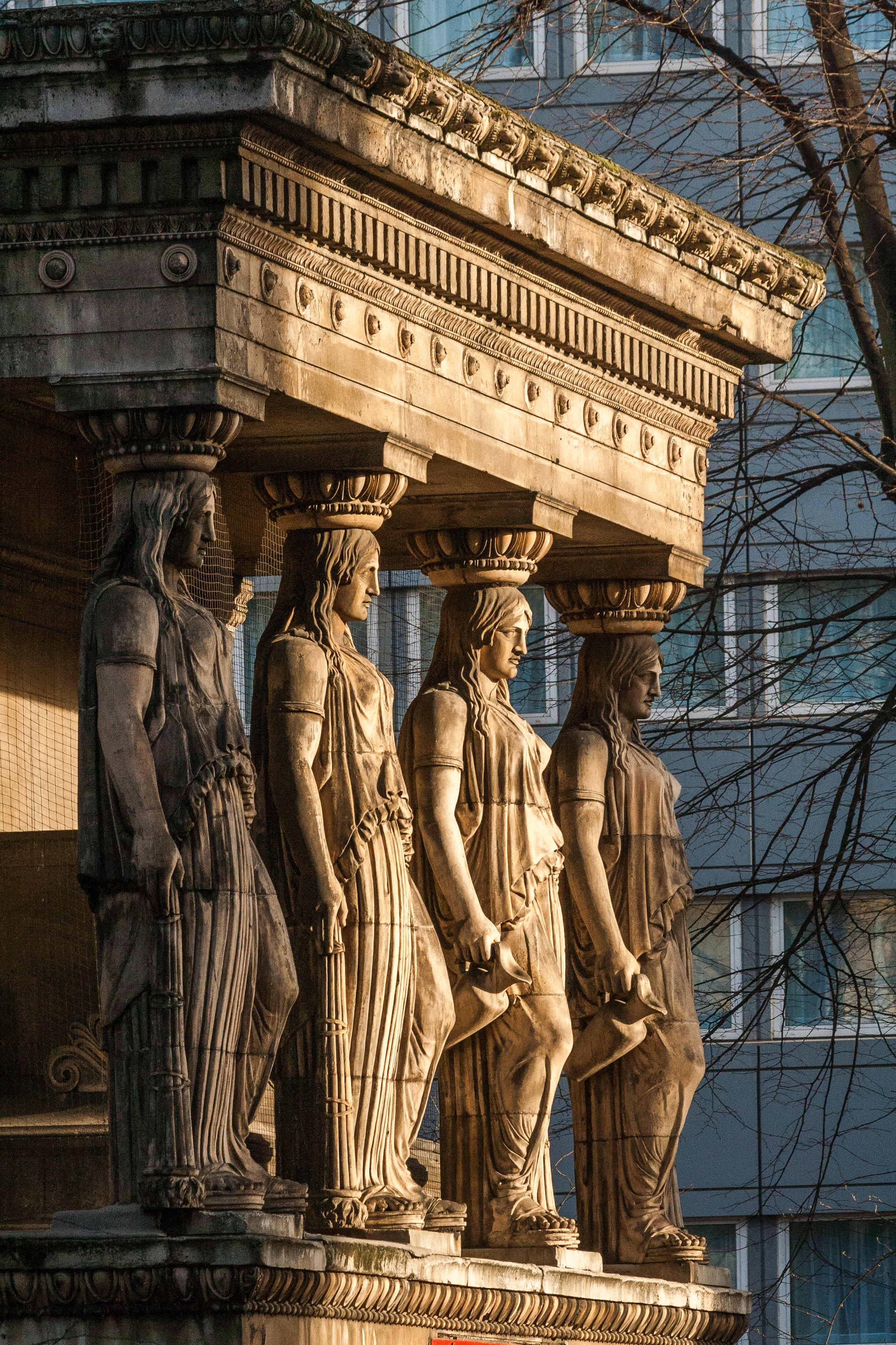
'Porch of the Maidens' sul lato nord di St Pancras New Church (1822) William e Henry William Inwood.
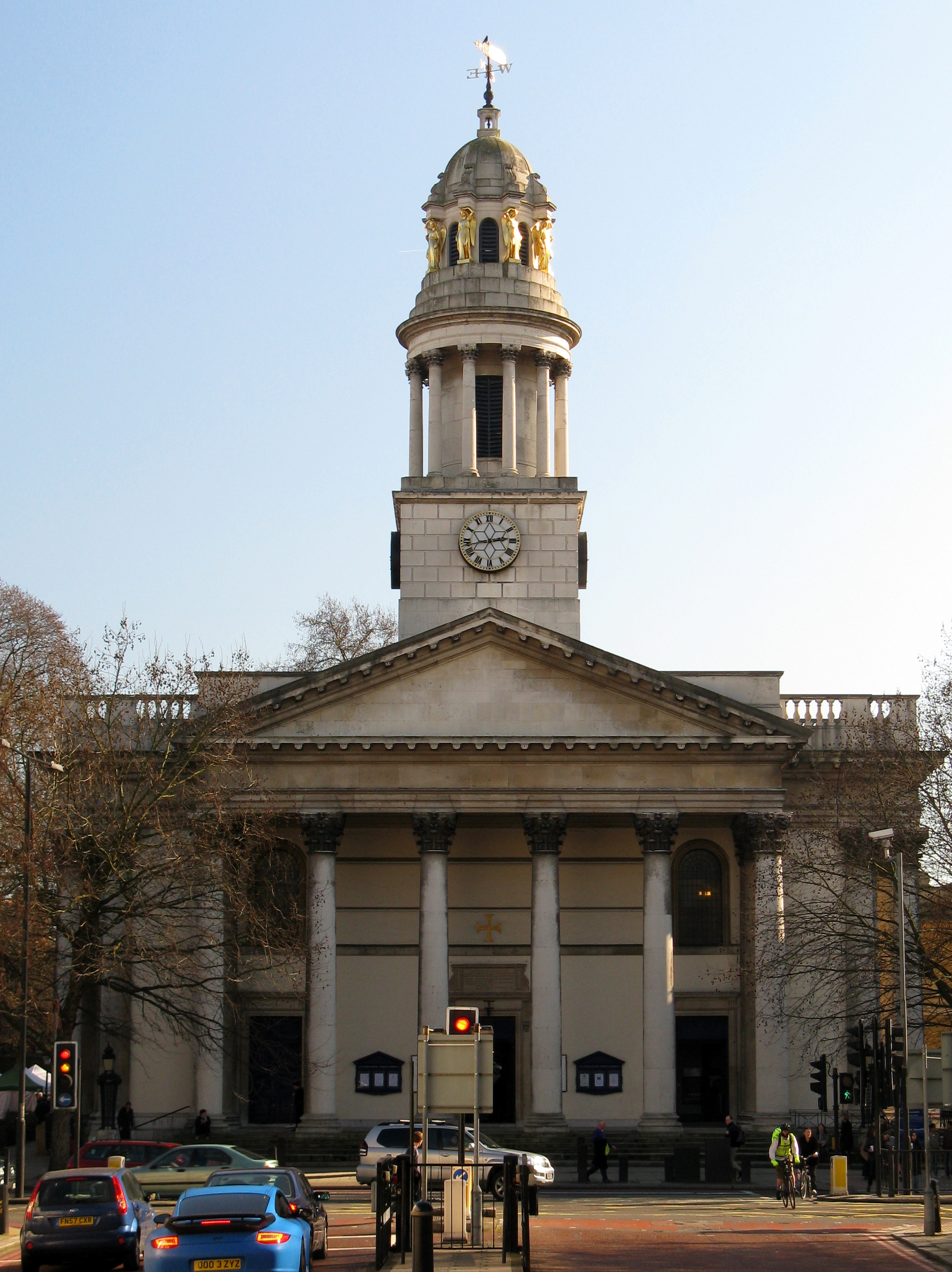
St Marylebone Parish Church (1817) Thomas Hardwick
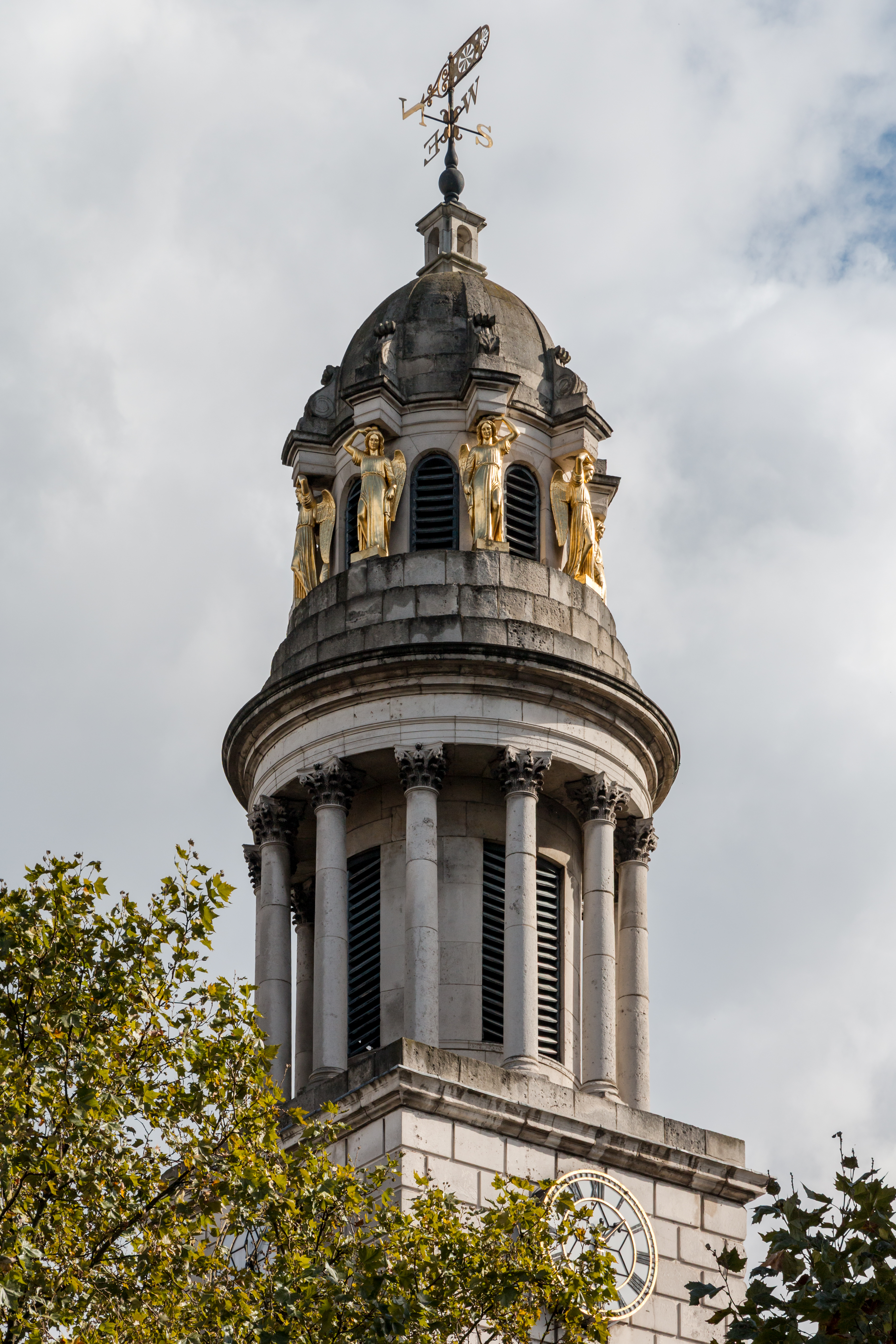
Torre della St Marylebone Parish Church (1817) Thomas Hardwick
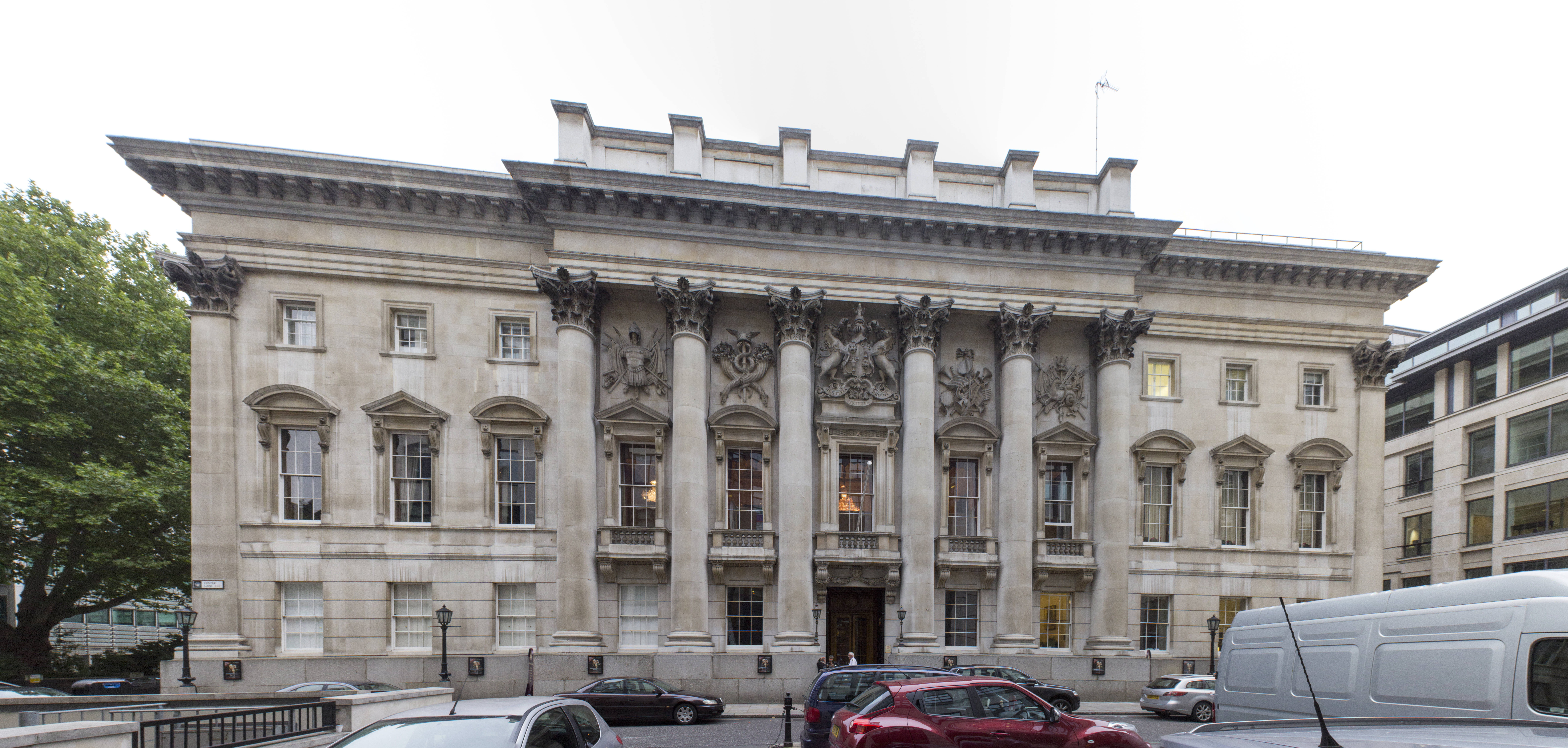
Goldsmiths' Hall (1824) Philip Hardwick
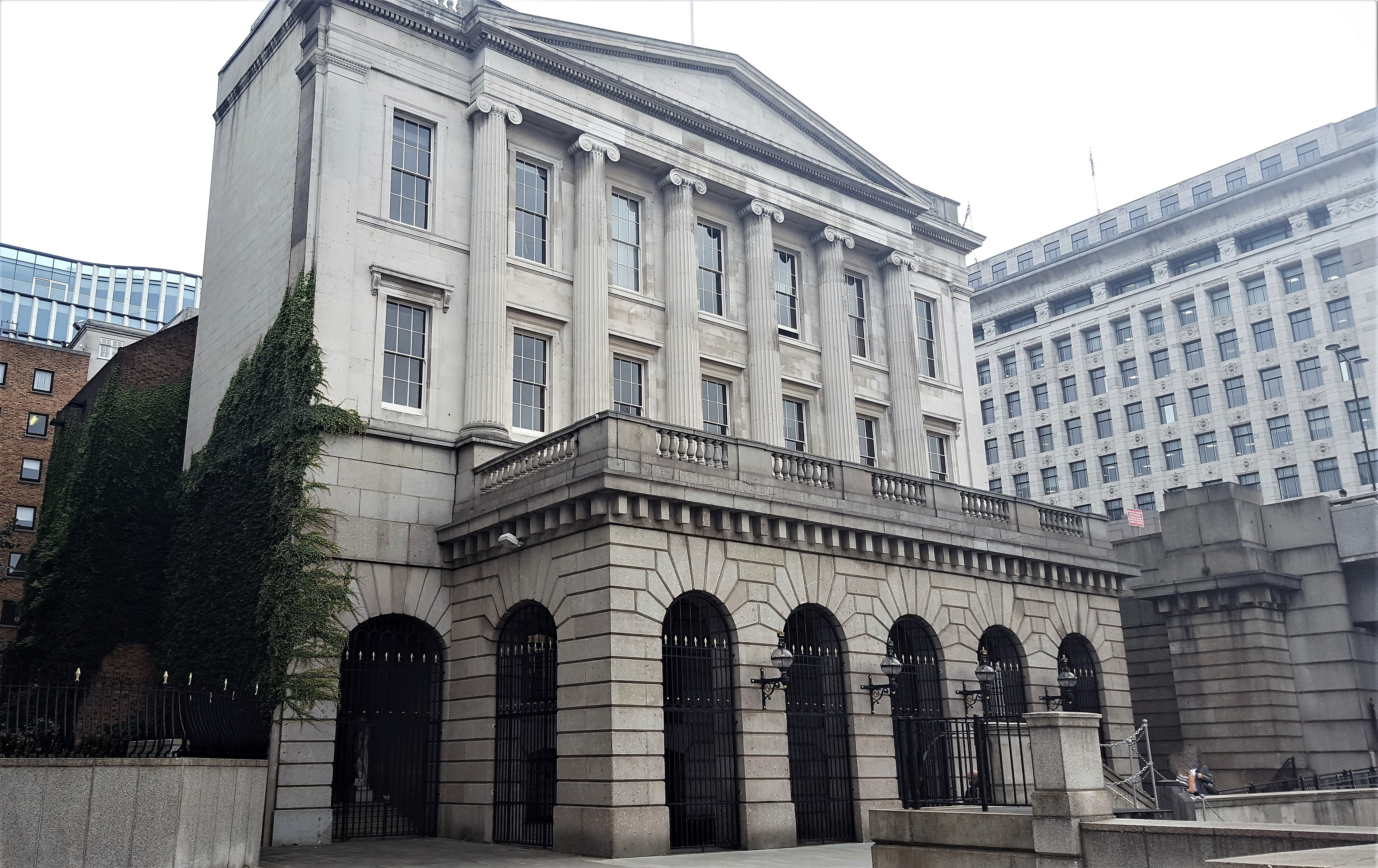
Fishmongers' Hall (1834) di Henry Roberts
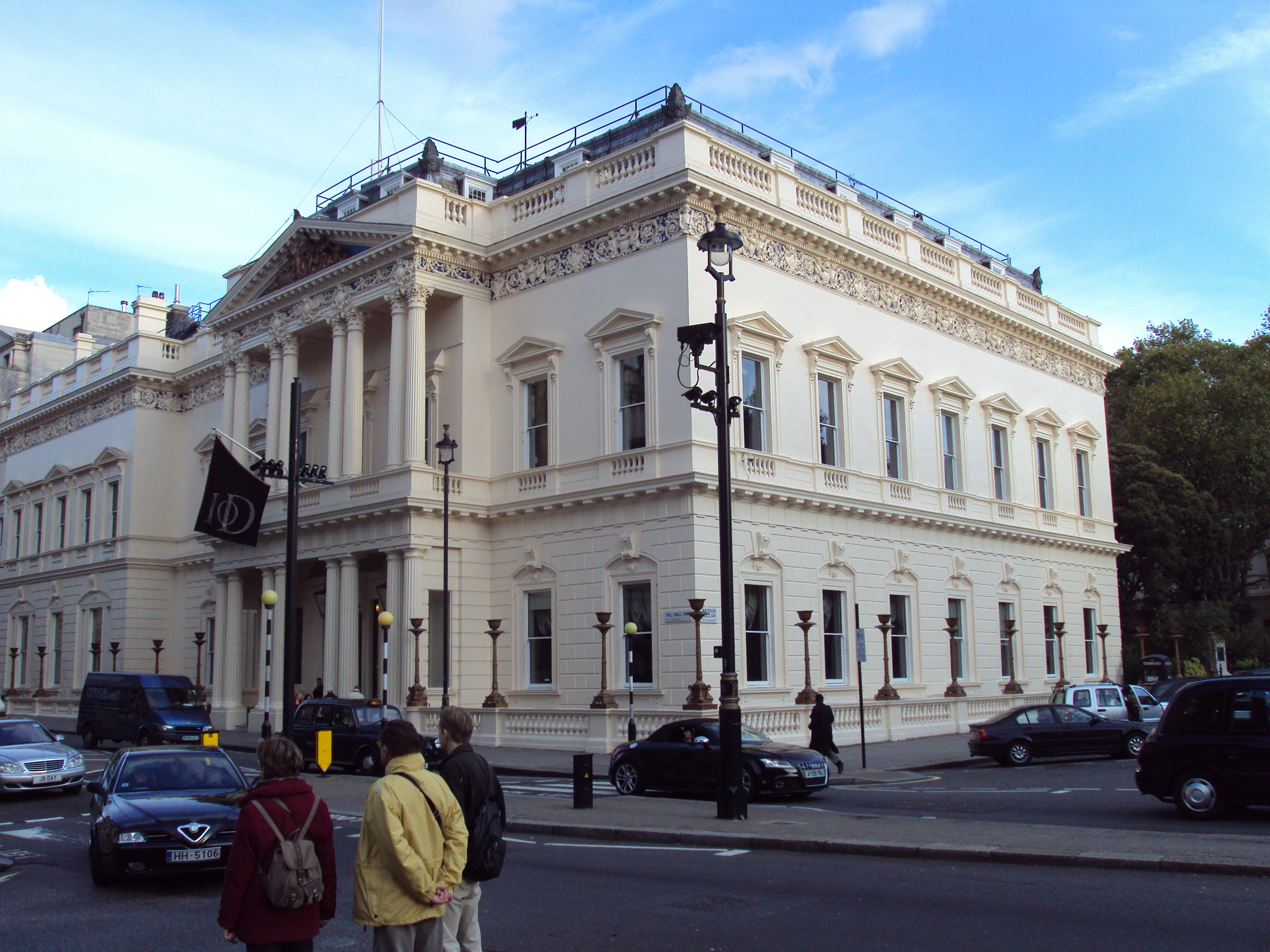
Institute of Directors (1828) di John Nash
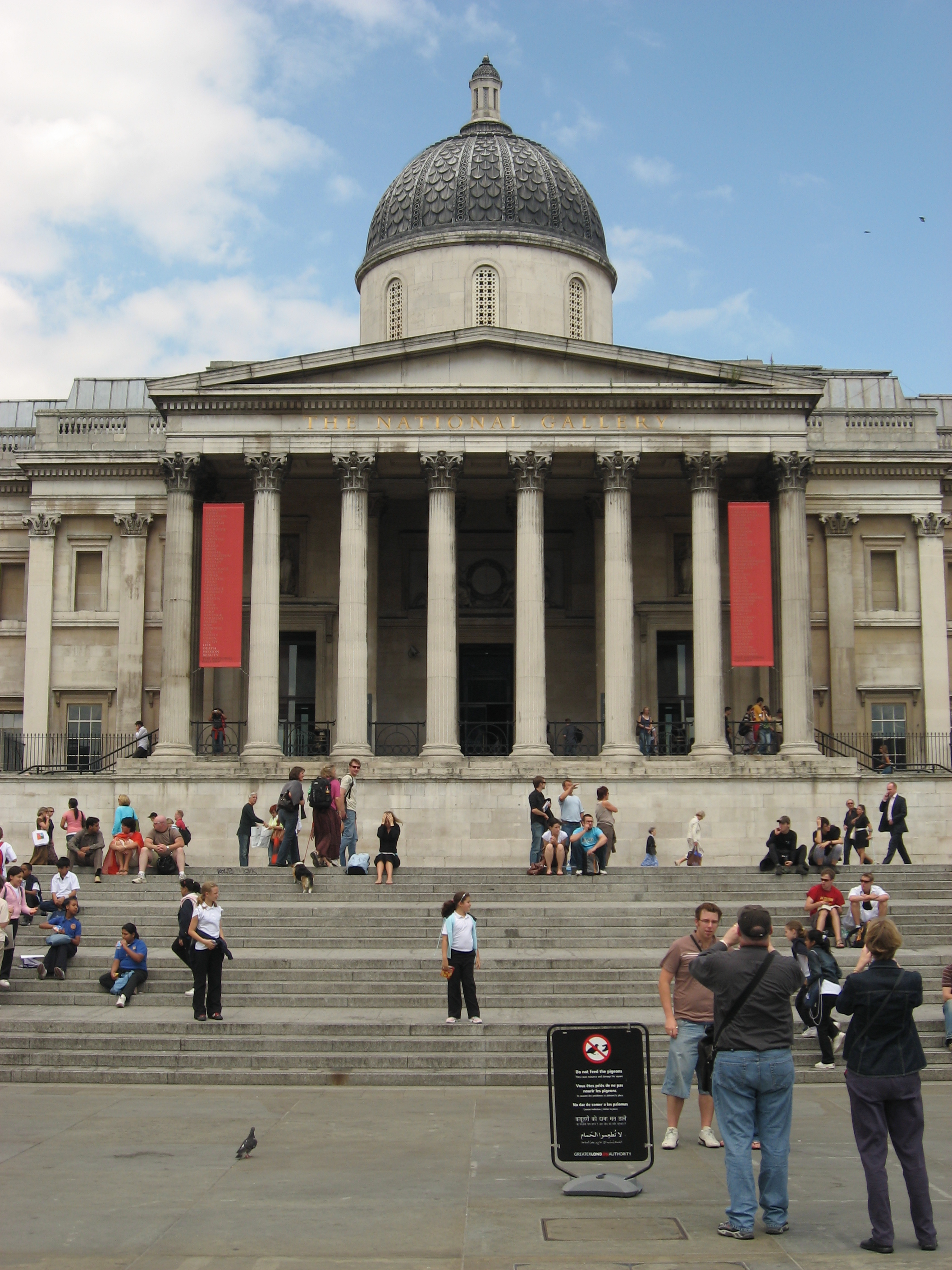
National Gallery (1824) di William Wilkins
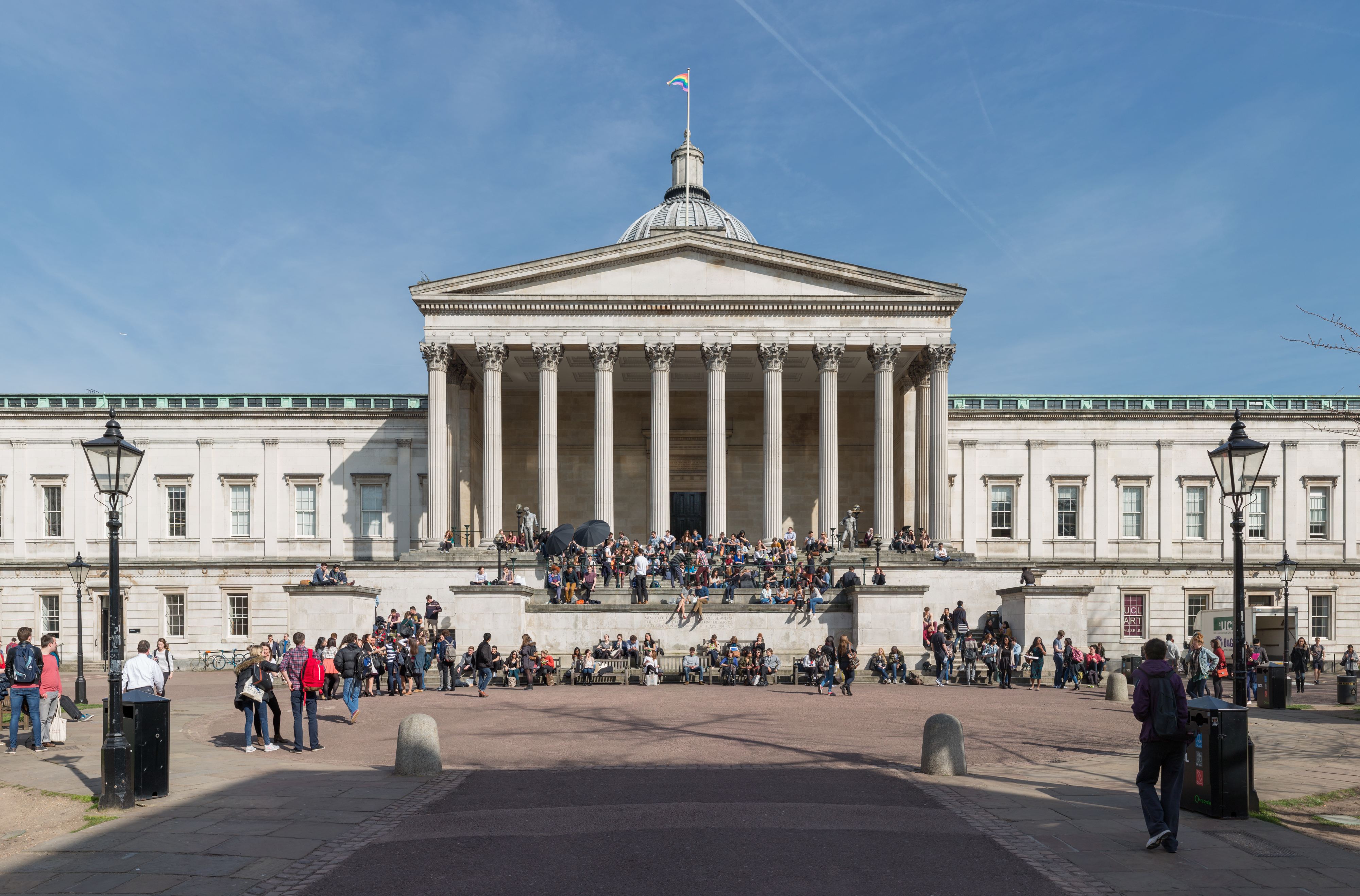
Wilkins Building o UCL Main Building (1827) William Wilkins
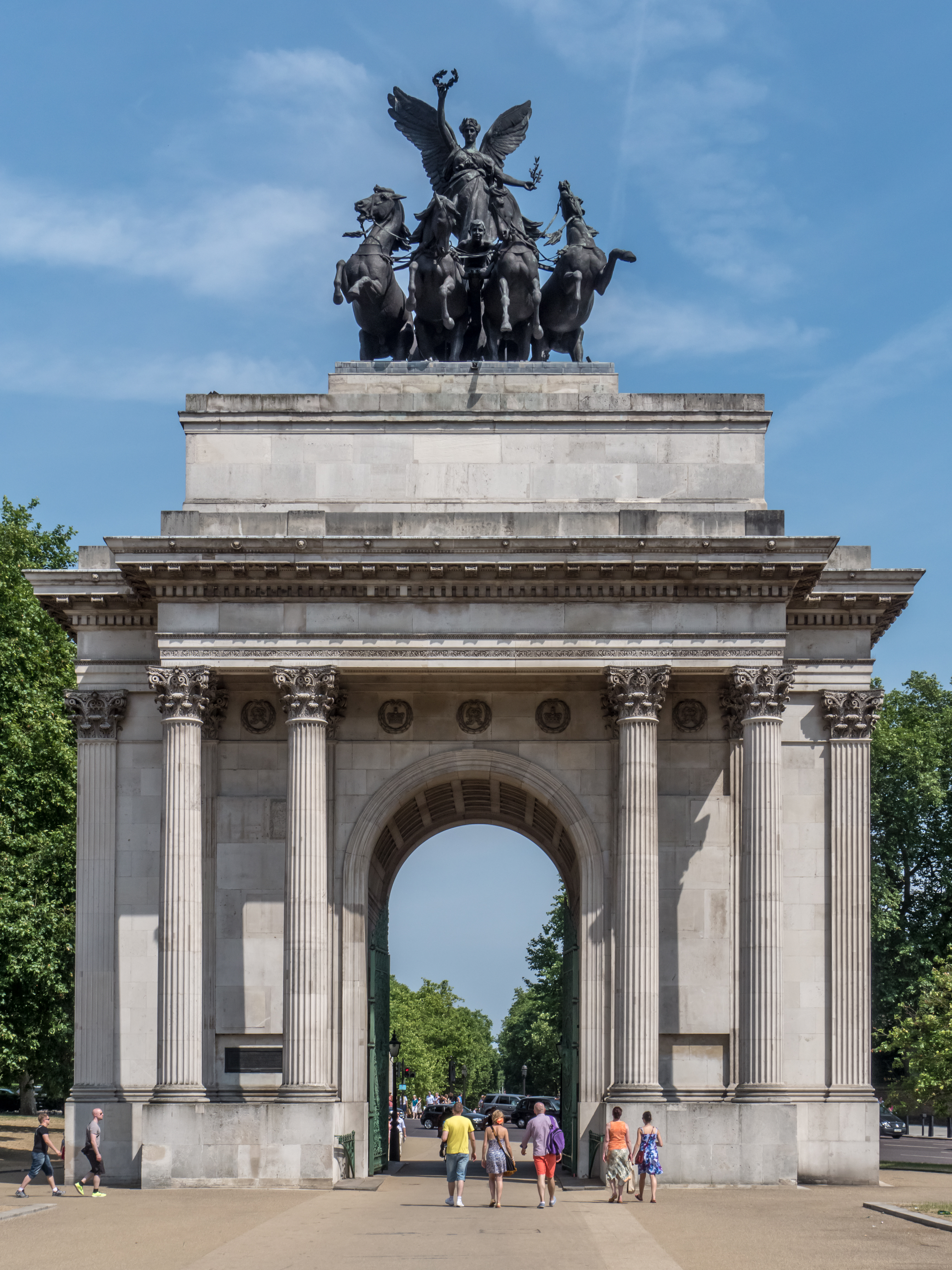
Wellington Arch (1830) Decimus Burton
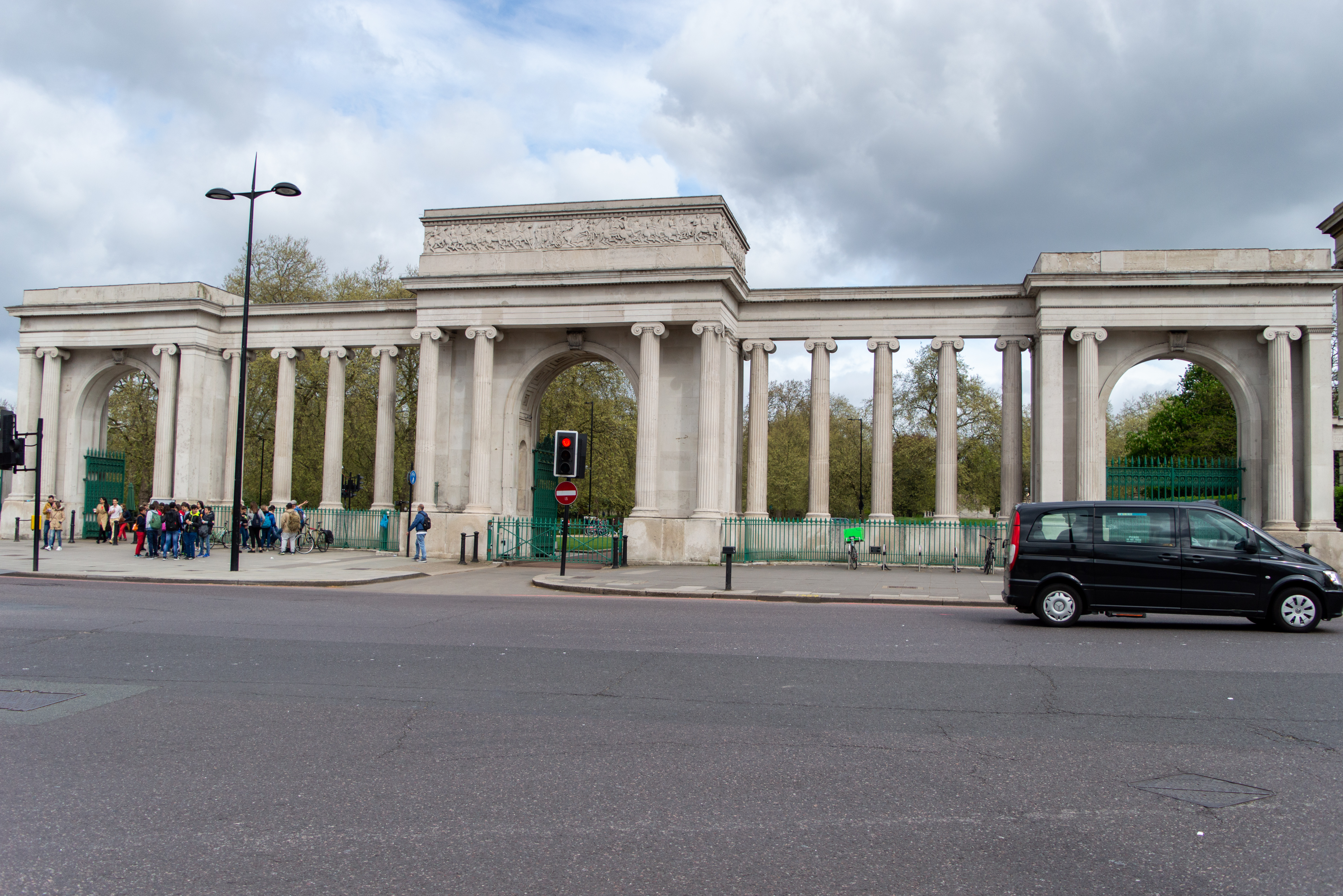
Hyde Park Screen (1830) Decimus Burton
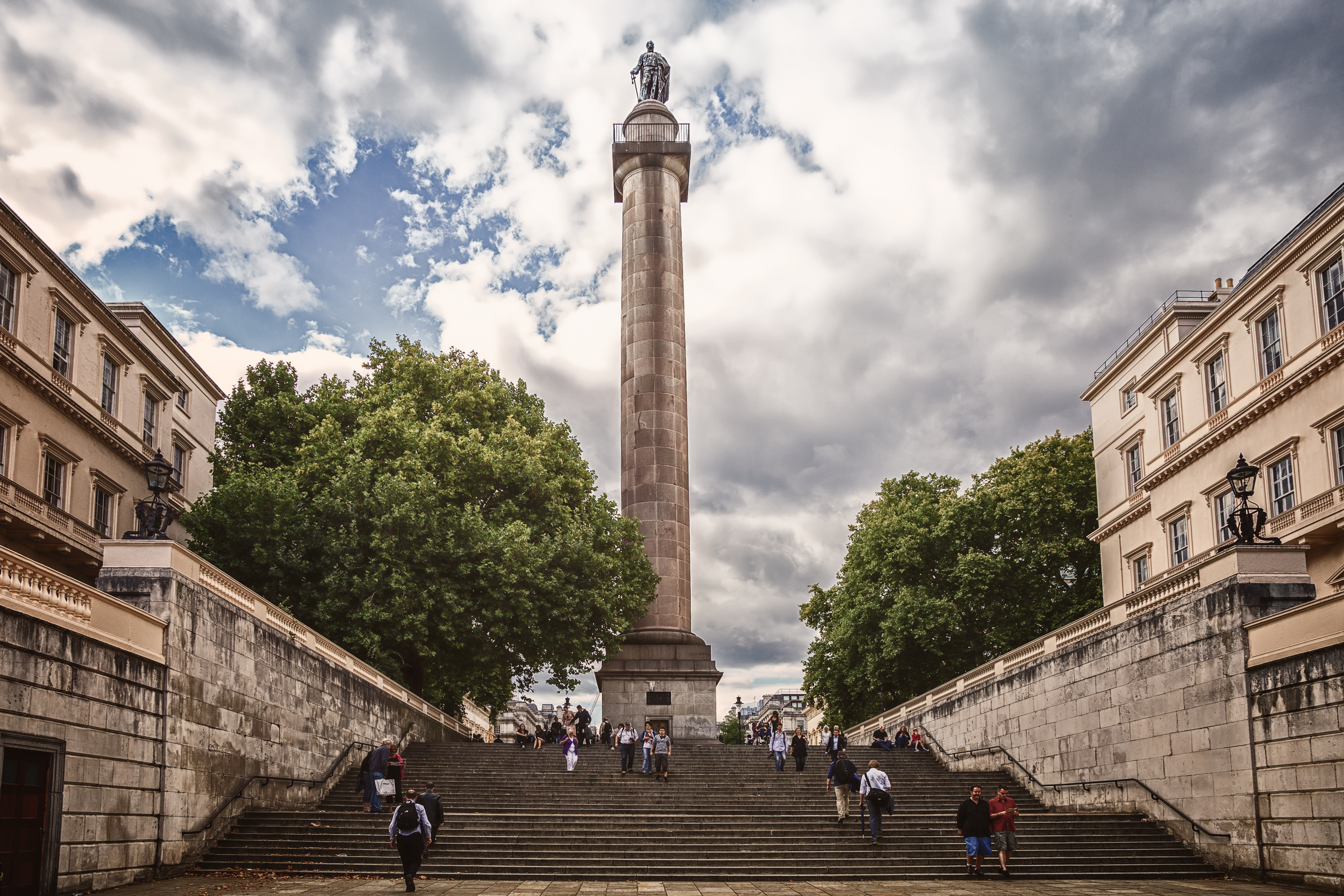
Duke of York Column (1832) Benjamin Dean Wyatt
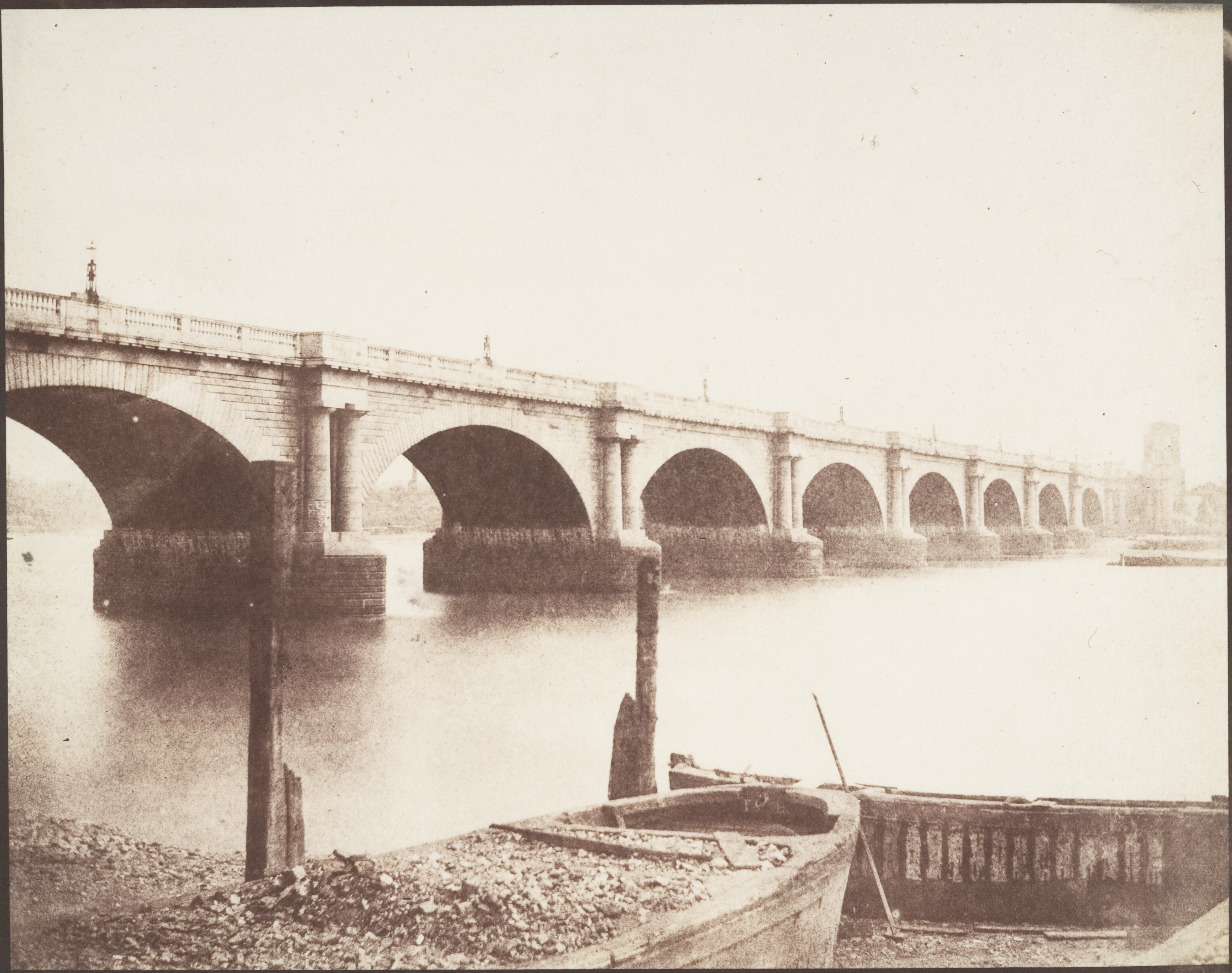
Waterloo Bridge (1817) demolito nel 1930.
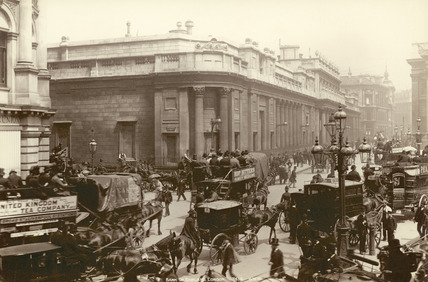
Bank of England di John Sloane (1790–1827), ampiamente considerata come un capolavoro dell'architettura neoclassica. Fu in gran parte demolita negli anni 1920.

## Architettura vittoriana (1837−1901)

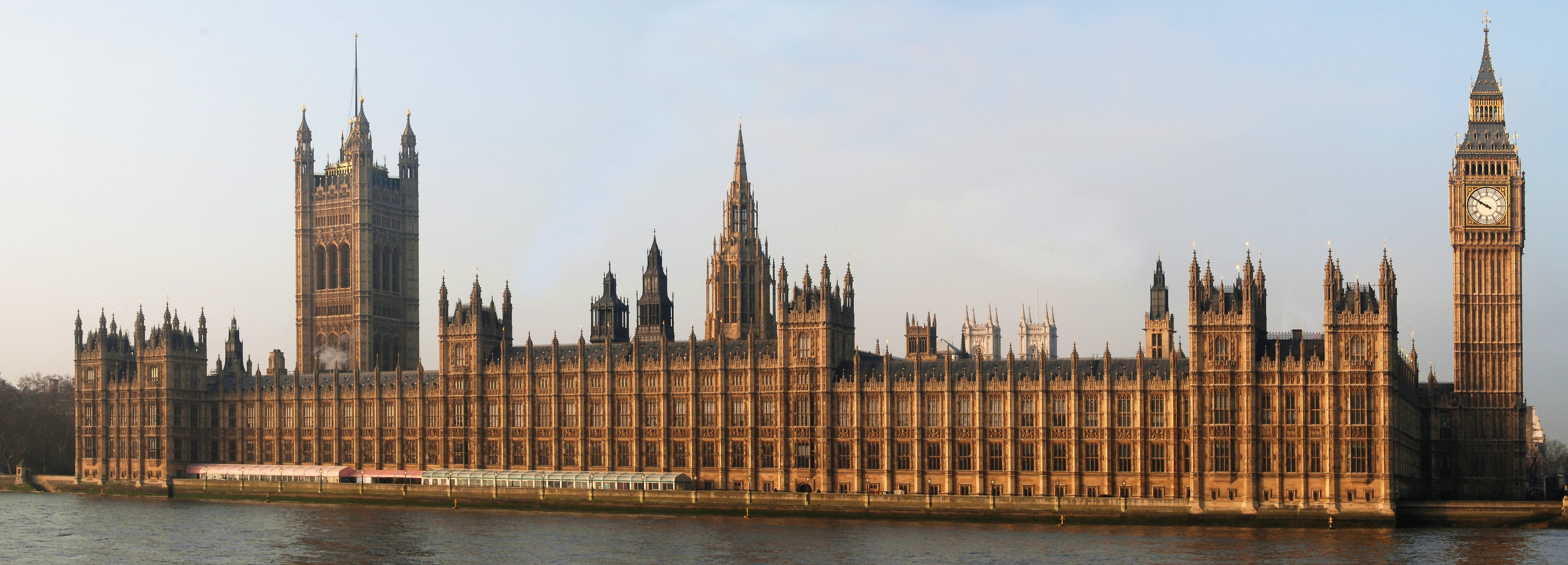
Palazzo di Westminster (1840-1876) Charles Barry e Augustus Pugin, probabilmente l'edificio più iconico dell'età vittoriana. Costituiva un importante spostamento stilistico dal neoclassicismo al neogotico.

Gli edifici dell'età vittoriana (1837–1901) e la loro vasta gamma di forme e ornamenti sono il gruppo più numeroso di qualsiasi periodo architettonico a Londra. L'era vittoriana vide un'urbanizzazione e una crescita senza precedenti a Londra, in coincidenza con l'ascesa della Gran Bretagna nell'economia mondiale e la preminenza globale di Londra come prima metropoli del mondo moderno. In quanto centro politico dell'più grande impero del mondo e centro commerciale e finanziario della Pax Britannica, l'architettura di Londra rifletteva la straordinaria ricchezza del periodo.
Con la crescita di Londra nel corso del XIX secolo, l'ex compatta e stretta vicinanza di diverse classi sociali nella City di Londra si trasformò in un gusto per i sobborghi appositamente sviluppati per classi specifiche della popolazione. Ciò si rifletté nello stile dell'architettura domestica e commerciale. Donald Olsen ha scritto in The Growth of Victorian London che "il passaggio da quartieri multifunzionali a quartieri monouso riflette il movimento pervasivo verso la professionalizzazione e la specializzazione in tutti gli aspetti del pensiero e dell'attività del XIX secolo".

### Architettura neogotica
Lo stile architettonico più diffuso fu il neogotico, chiamato anche Revival gotico, incarnato dal nuovo Palazzo di Westminster costruito su progetto di Charles Barry tra il 1840 e il 1876. L'architettura neogotica incarnava "l'influenza del passato di Londra" e coincideva con il Romanticismo, un movimento culturale che glorificava tutte le cose medievali, dalla letteratura e la pittura alla musica e l'architettura. L'evangelismo prevalente nella Gran Bretagna della metà del secolo fu anche un fattore a favore del revival gotico, che faceva riferimento a grandi cattedrali inglesi come Ely e Salisbury. Furono costruite nuove chiese in esuberanti e ornati progetti neogotici ad imitazione delle grandi cattedrali del passato. Tra le più belle la chiesa All Saints, Margaret Street a Fitzrovia, la chiesa franco-gotica St Augustine's, Kilburn progettata da John Loughborough Pearson (fondata nel 1870), St Mary Magdalene, Paddington e St Cuthbert's, Earls Court, progettate da Hugh Roumieu Gough e costruite tra il 1884 e il 1887. St. Cuthbert's, secondo l'English Heritage, ha "uno degli schemi [interni] più sontuosi e coerenti in qualsiasi chiesa vittoriana" ed è "uno degli interni ecclesiastici più ricchi di Londra". Modellato nelle sue proporzioni sull'Abbazia di Tintern, e ricca di splendide decorazioni in marmo, pietra, ferro battuto e quercia, il capolavoro di St. Cuthbert è il dossale in legno, alto 15 metri, scolpito in un elaborato stile tardo-gotico spagnolo. I principali sostenitori del revival gotico furono Augustus Pugin, incaricato del design degli interni del Palazzo di Westminster, e John Ruskin, un critico d'arte molto influente.

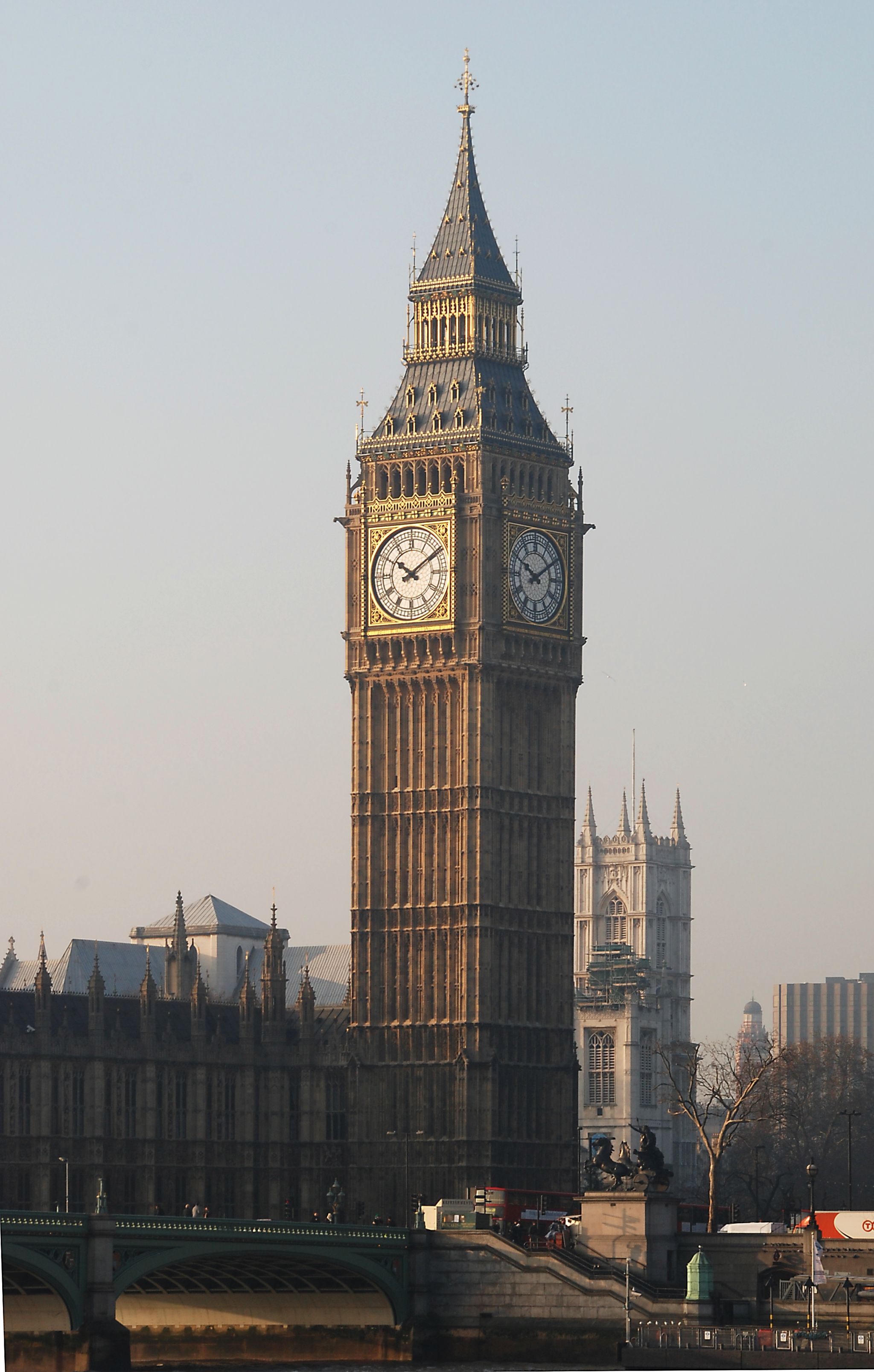
Big Ben, Houses of Parliament (1840-1876) Charles Barry e Augustus Pugin. La torre fu completata nel 1858.
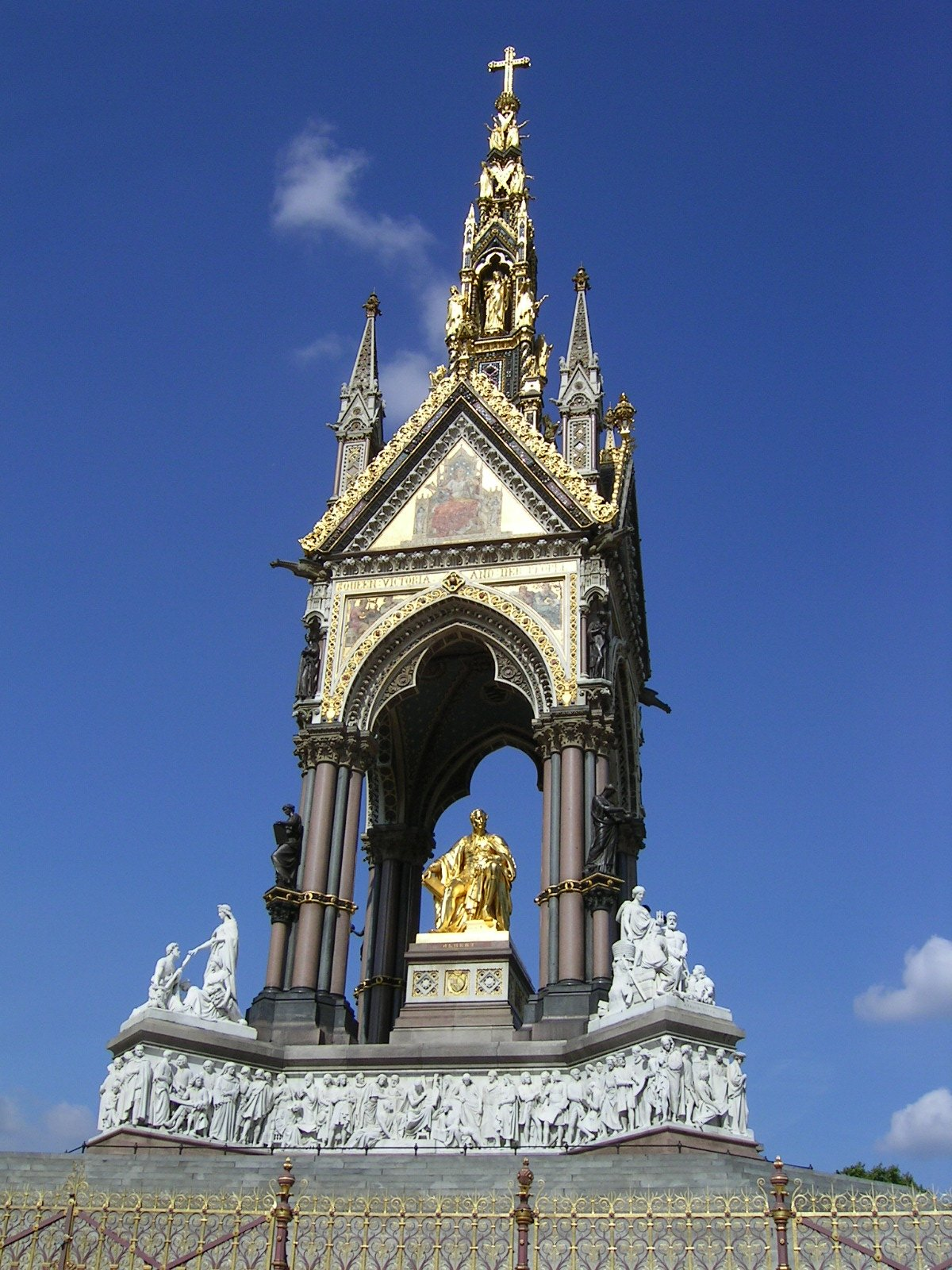
Albert Memorial (1875) di George Gilbert Scott
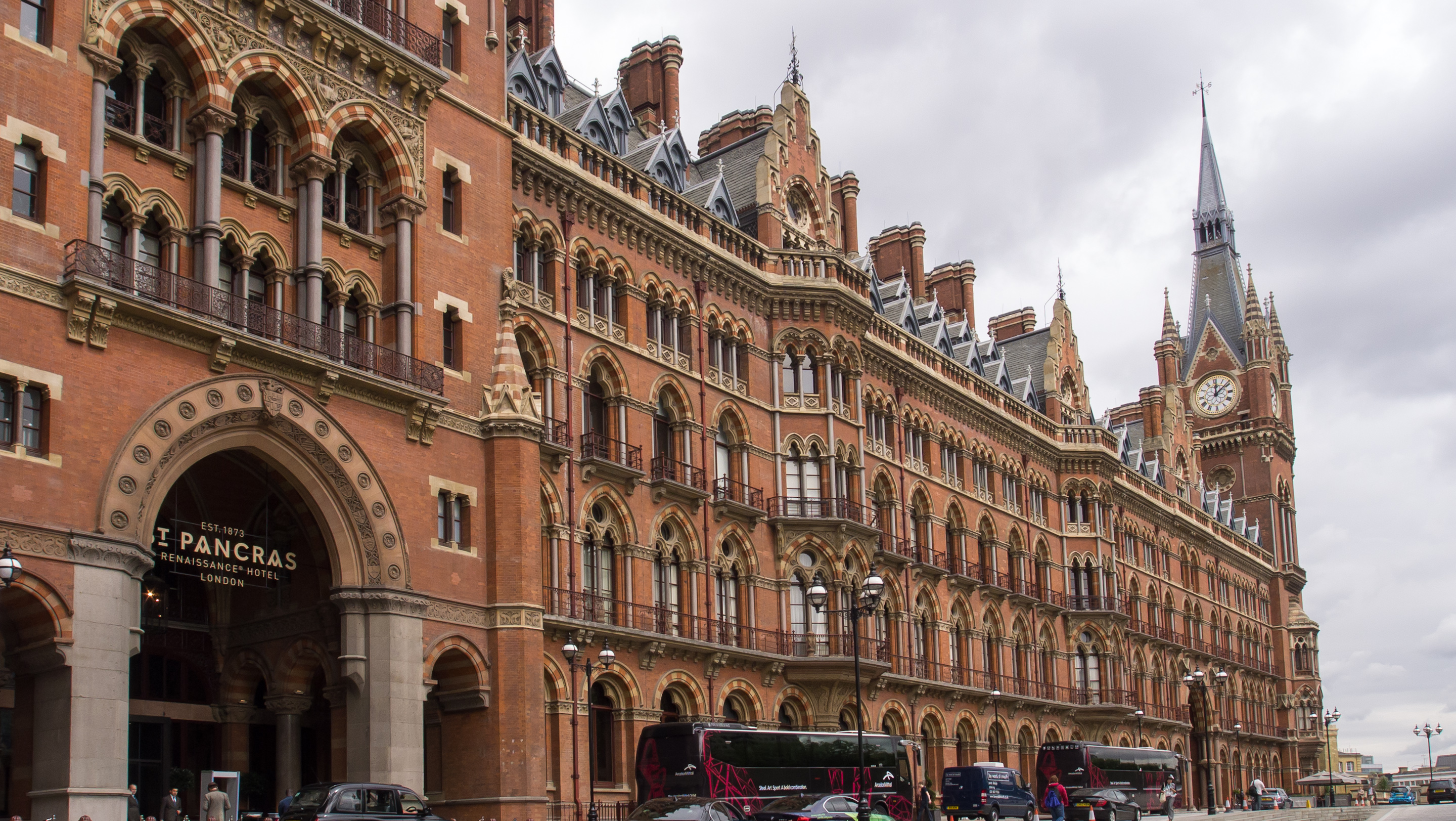
Midland Grand Hotel, adiacente alla Stazione ferroviaria di St Pancras (1868), uno dei più grandi esempi di architettura neogotica a Londra.
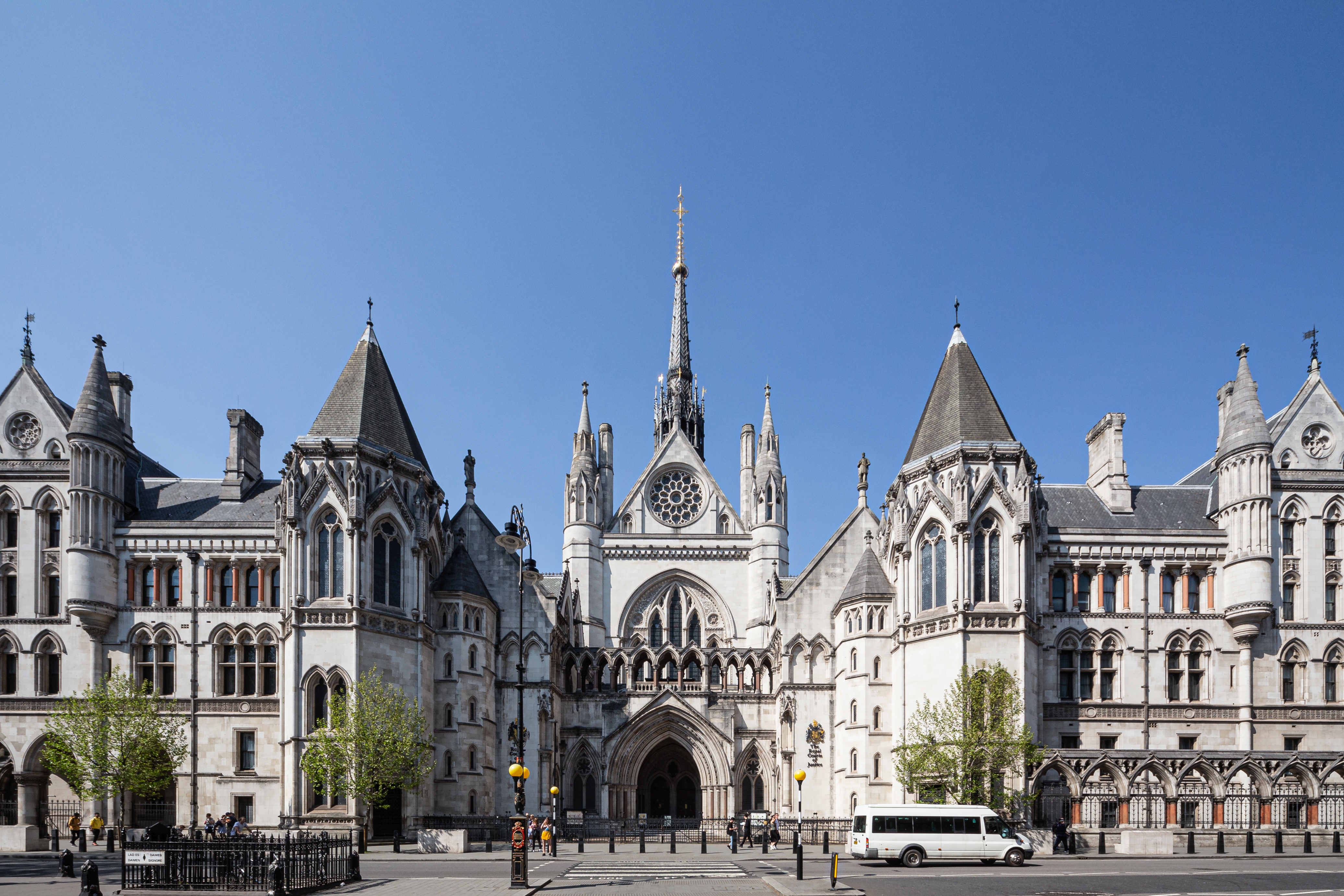
Royal Courts of Justice (1882) in George Edmund Street, uno degli ultimi esemplari dell'alto gotico vittoriano.

I segni distintivi dell'architettura gotica erano il traforo, una forma di ornamento delicato e simile a una ragnatela per finestre, parapetti e tutti gli ornamenti esterni. La simmetria delle linee, gli archi a sesto acuto, le guglie e i tetti spioventi erano altre caratteristiche Ghisa, e dalla metà del XIX secolo l'acciaio dolce fu utilizzato in strutture in ferro revival gotiche come Blackfriars Bridge (1869) e la Stazione ferroviaria di St Pancras (1868). Altri edifici significativi costruiti nel revival gotico sono la Royal Courts of Justice (1882), il Midland Grand Hotel (1876) adiacente alla stazione di St Pancras, la stazione di Liverpool Street (1875) e l'Albert Memorial (1872) a Kensington Gardens. Anche i sobborghi furono costruiti in stili neogotici derivati, chiamati "Wimbledon Gothic".

### Rivoluzione industriale: architetture ferroviarie e in ferro
La rivoluzione industriale, iniziata in Gran Bretagna tra la fine del XVIII e l'inizio del XIX secolo, creò una grande quantità di nuovi tipi di edifici e infrastrutture che erano un prodotto delle nuove industrie e tecnologie. L'esempio più evidente di ciò fu l'arrivo delle ferrovie che trasformarono notevolmente il paesaggio urbano e la struttura di Londra. La prima ferrovia ad essere costruita a Londra fu la London and Greenwich Railway, una breve linea da London Bridge a Greenwich, aperta nel 1836. Questa fu presto seguita dai grandi capolinea ferroviari che collegavano Londra ad ogni angolo della Gran Bretagna. Questi comprendevano la Stazione di Euston (1837), la Stazione di Paddington (1838), la Stazione di Fenchurch Street (1841), la Stazione di Waterloo (1848), la Stazione di King's Cross (1852) e la Stazione di St Pancras (1868). Londra divenne anche la prima città al mondo ad avere un sistema ferroviario sotterraneo. Con la congestione del traffico sulle strade che diventava sempre più grave, le proposte per le ferrovie sotterranee per alleviare la pressione sul traffico stradale furono discusse per la prima volta nel 1840, dopo che l'apertura del Thames Tunnel, nel 1843, aveva dimostrato che tale lavoro di ingegneria poteva essere fatto con successo. Iniziata nel 1860 e completata nel 1863, la Metropolitan Railway inaugurò il sistema di trasporto pubblico più antico del mondo, la Metropolitana di Londra; venne creata con il metodo "taglia e ricopri" scavando una trincea dall'alto, quindi costruendo i muri e le volte in mattoni rinforzati per formare il tunnel e riempiendo poi la trincea con terra. Parte dell'architettura originale della stazione della Metropolitan Railway sopravvive ancora nella stazione della metropolitana di Baker Street completa di un tetto ad arco in mattoni con prese d'aria per ventilare il vapore delle locomotive vittoriane dell'epoca.

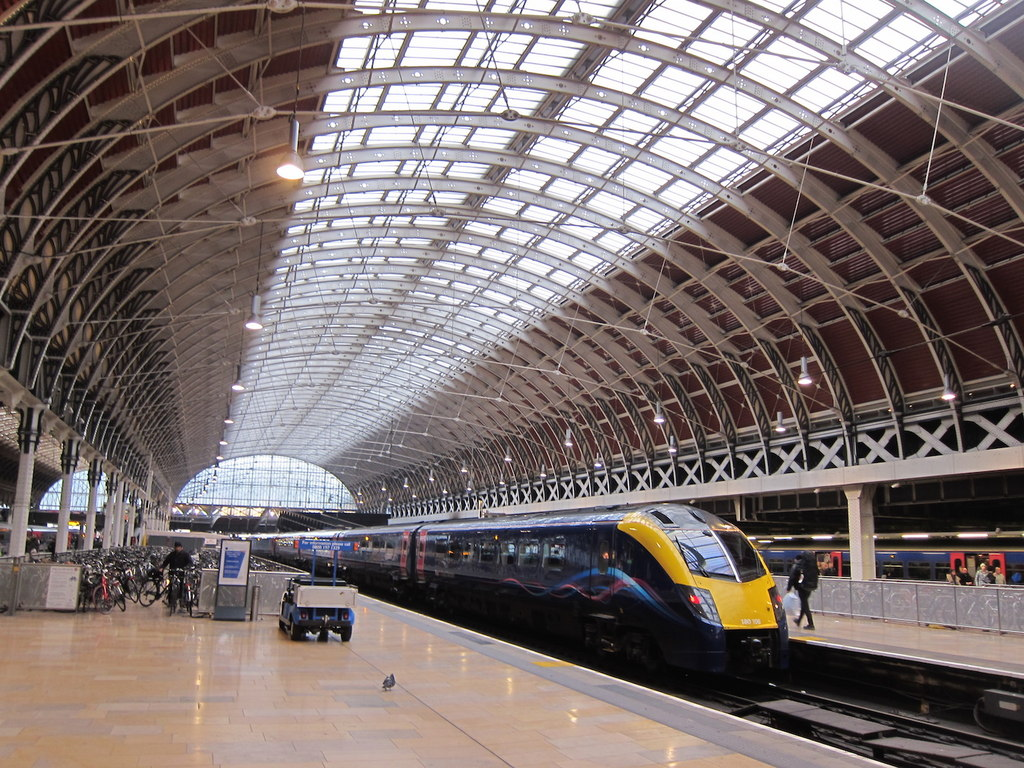
La stazione di Londra Paddington (1854), una meraviglia dell'architettura ferroviaria vittoriana.
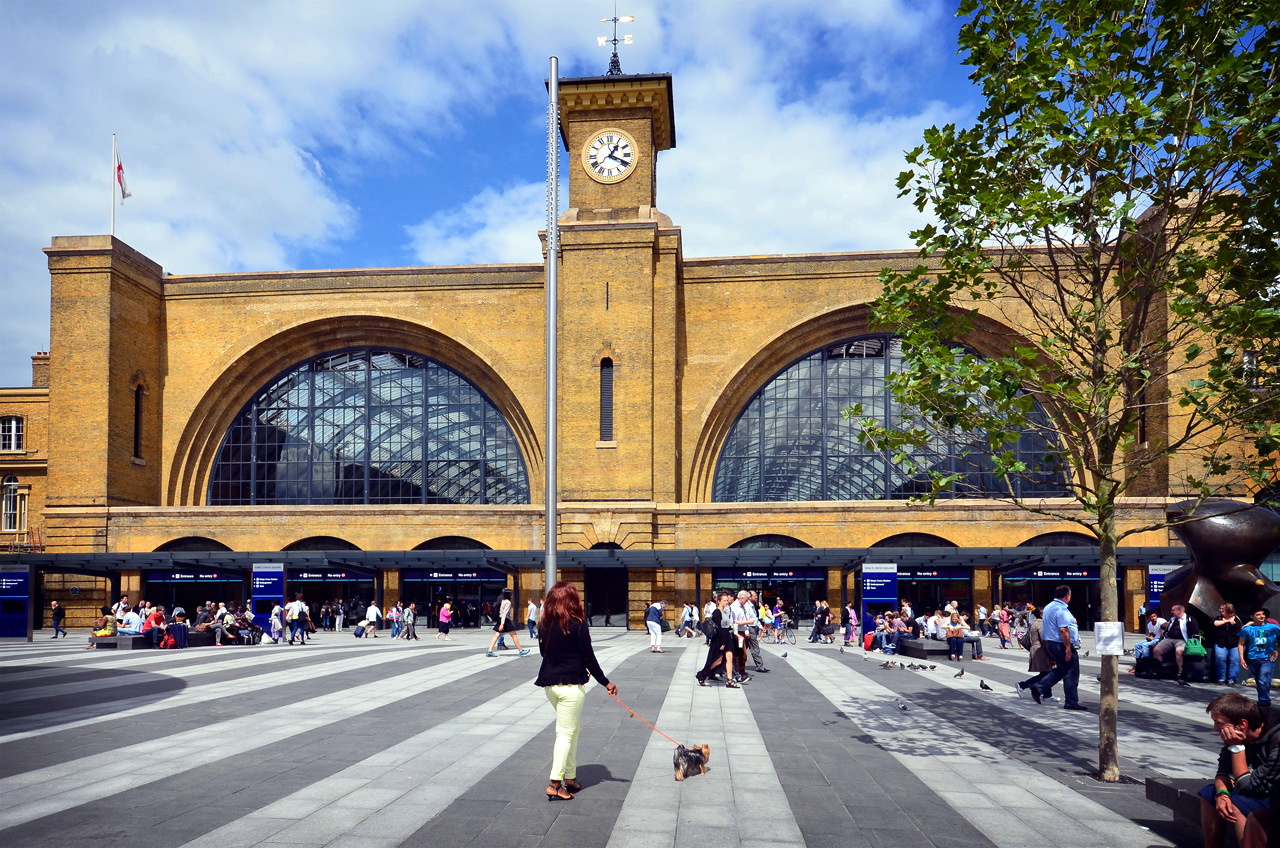
Stazione di London King's Cross (1851) Lewis Cubitt, un design molto funzionale e sobrio rispetto ad altri capolinea ferroviari londinesi del periodo.
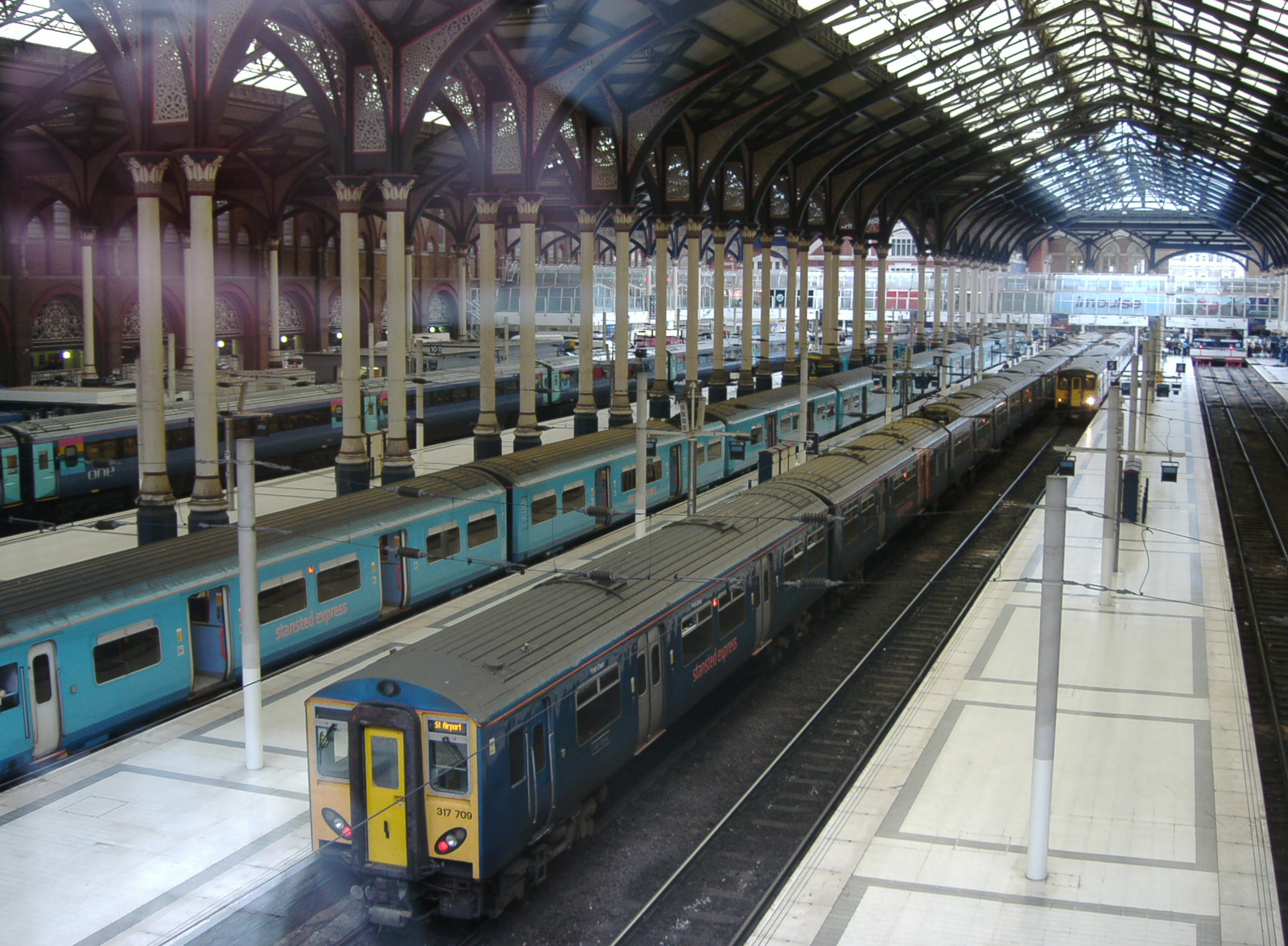
Stazione di Liverpool Street (1874)
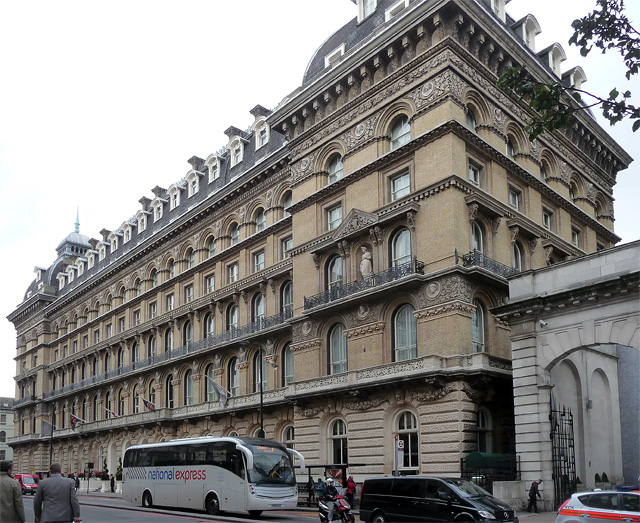
Grosvenor Hotel, Stazione di London Victoria (1860) J T Knowles. Questo design mostra una grande influenza francese.
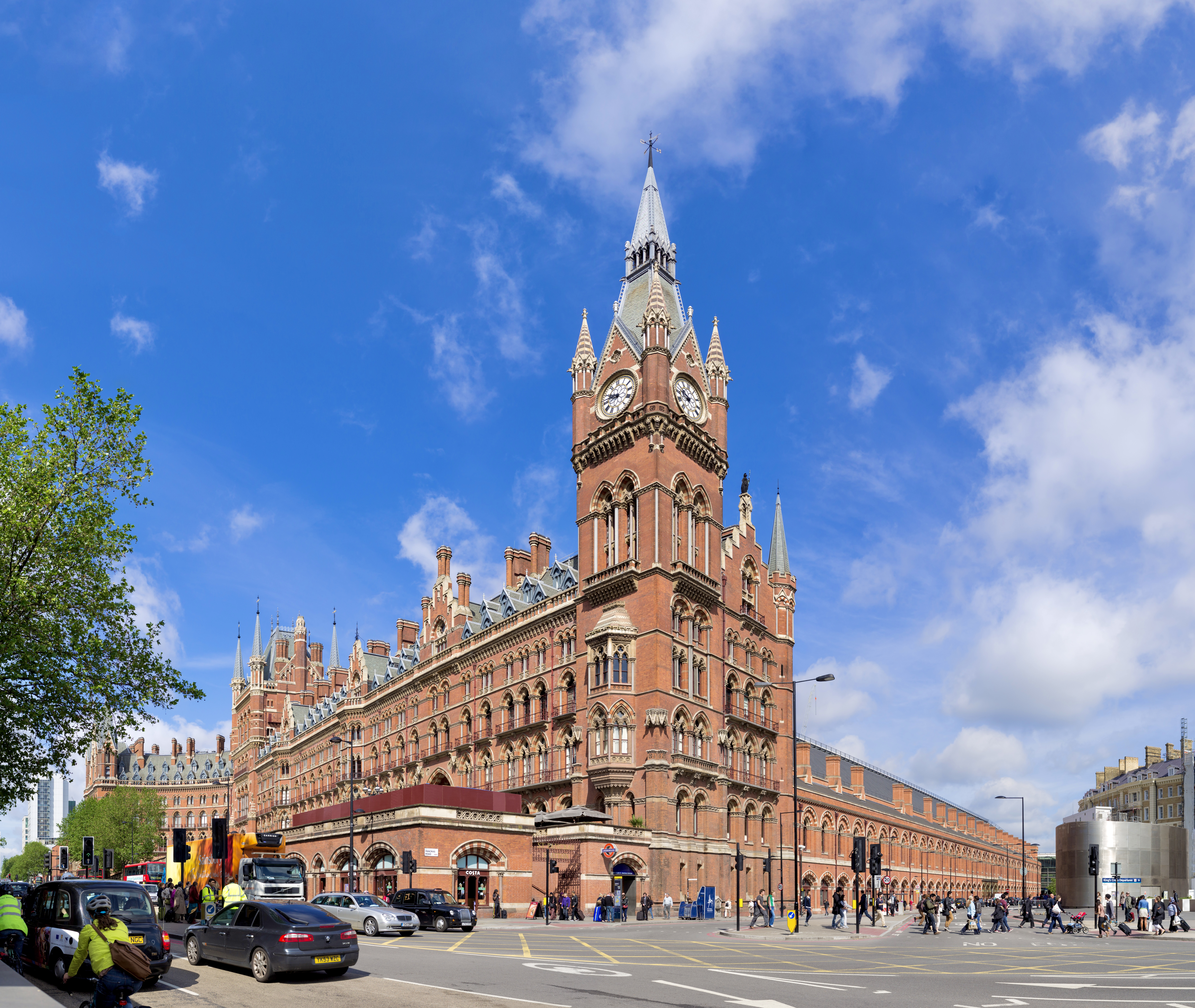
Stazione di St Pancras (1873) George Gilbert Scott, forse il capolinea ferroviario vittoriano più grandioso di Londra.

I progressi dell'ingegneria durante la rivoluzione industriale resero disponibile l'uso di nuovi materiali da costruzione come il ferro, consentendone l'uso per costruire le prime strutture con telaio in ferro della storia. Le travi di ferro offrivano una luce e un'altezza senza precedenti nei nuovi edifici, con l'ulteriore vantaggio di essere ignifughe. La più grande incarnazione delle possibilità del ferro è presente nel Crystal Palace di Joseph Paxton, una sala espositiva di 9,2 ettari in ghisa e lastre di vetro, inaugurata nel 1851. Prima di allora, il ferro era già stato utilizzato per cingere i tetti della King's Library nel British Museum, costruita tra il 1823 e il 1827, il Reform Club (1837–1841), il Travellers Club (1832) e il nuovo Palazzo di Westminster. I progressi tecnologici introdotti nella costruzione del Crystal Palace sarebbero stati applicati alla costruzione dei grandi capolinea ferroviari di Londra nella seconda metà del secolo: St. Pancras, Liverpool Street, Paddington, King's Cross e Victoria. King's Cross era relativamente in ritardo; costruita nel 1851 per supportare il traffico in entrata per la mostra del Crystal Palace, i suoi capannoni terminali ad arco in vetro (ciascuno di 22 m di larghezza) furono rinforzati con nervature in legno lamellare che furono sostituite nel 1870 con ghisa. London Paddington aveva già fissato il modello per le stazioni ferroviarie costruite con pilastri e strutture di sostegno in ferro, quando fu completata nel 1854 su progetto del più grande ingegnere vittoriano, Isambard Kingdom Brunel.

### Architettura vittoriana cittadina e espansione suburbana
La grande espansione di Londra nel XIX secolo fu guidata dalla crescita degli alloggi per accogliere la popolazione in rapida espansione. La crescita della costruzione di strade e ferrovie in quel periodo alimentò l'espansione verso l'esterno delle periferie, così come lo slancio culturale per sfuggire al centro città, consentendo la separazione del mondo del "lavoro" da quello della "vita". I sobborghi variavano enormemente nel carattere e nella relativa ricchezza dei loro abitanti, alcuni per i ricchissimi, altri per le classi medio-basse. Imitarono il successo dei primi periodi di sviluppo edilizio speculativo dell'età georgiana, sebbene l'età vittoriana vide una gamma molto più ampia di alloggi suburbani costruiti a Londra. Case a schiera bifamiliarei e unifamiliari, abitazioni tutte sviluppate in una moltitudine di stili e tipologie, con una variazione quasi infinita nella disposizione di strade, giardini, case ed elementi decorativi.

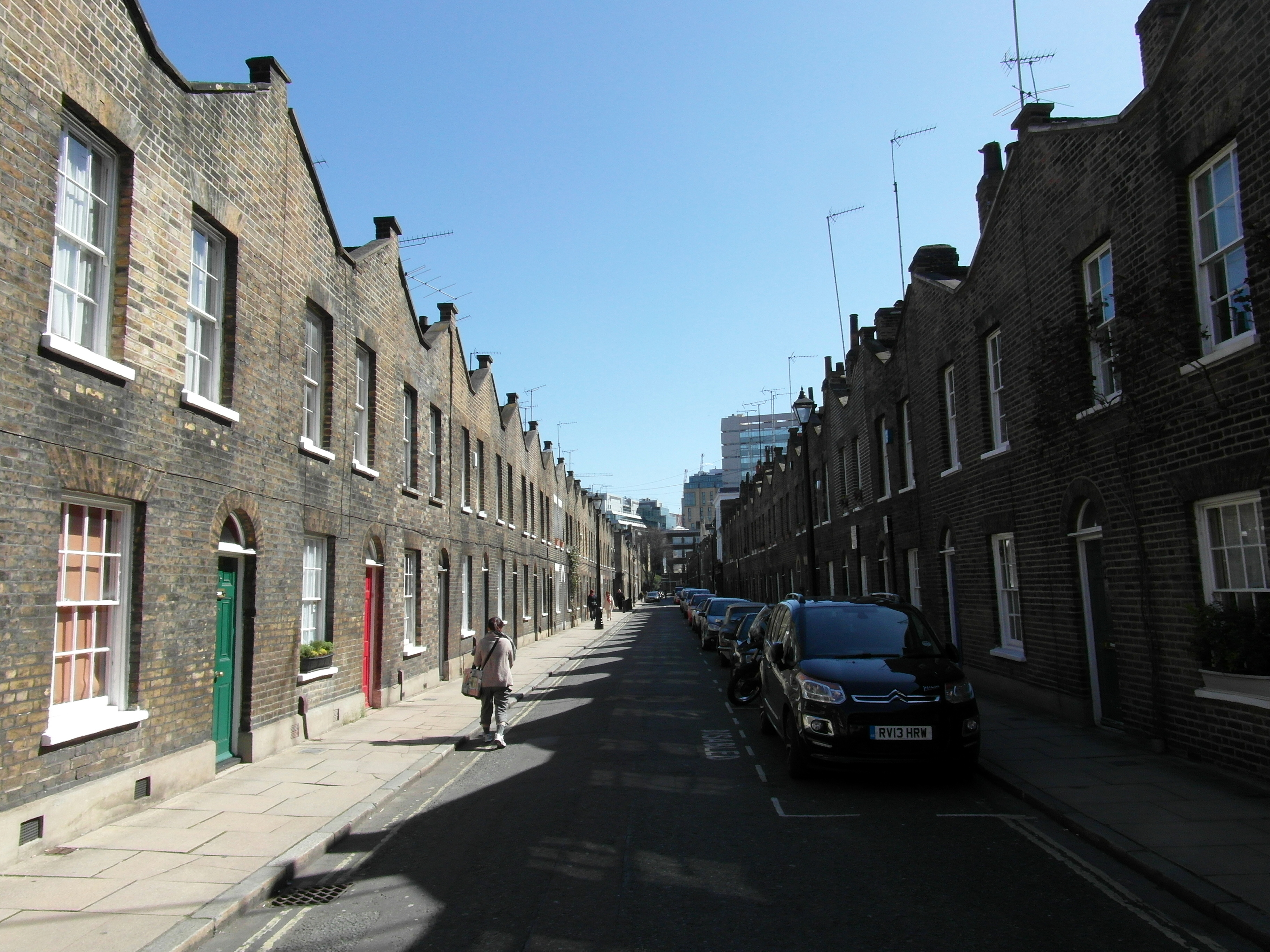
Roupell Street, Southwark (c.1830) prime tipiche abitazioni a schiera della classe operaia vittoriana.
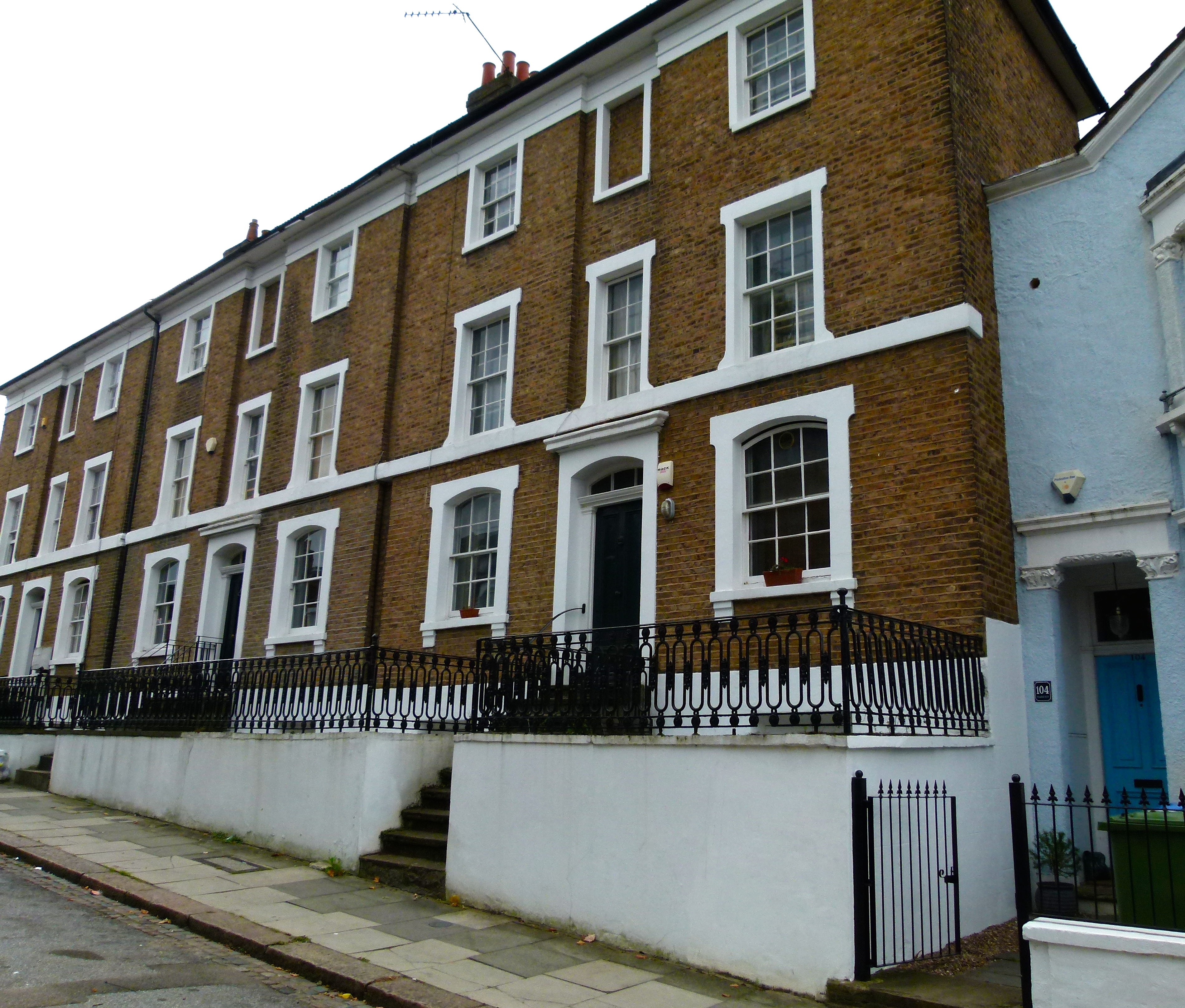
Prime tipiche abitazioni a schiera della classe media vittoriana. Woolwich (c.1840) mostranti ancora una forte influenza dell'architettura georgiana.
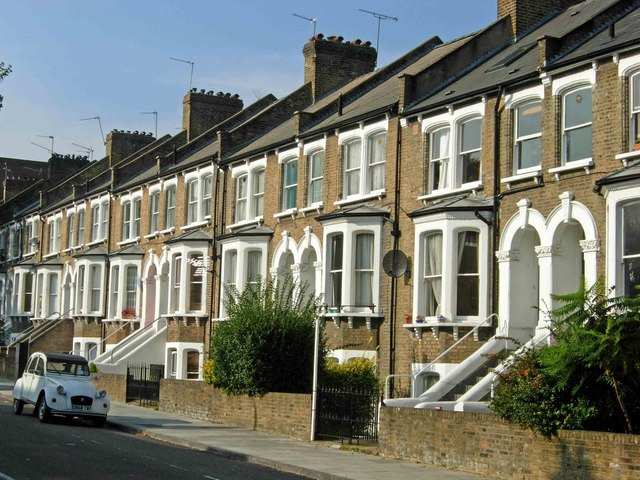
Tipico alloggio suburbano della metà del periodo vittoriano (1860 circa) che utilizza decorazioni e proporzioni dell'architettura italiana.
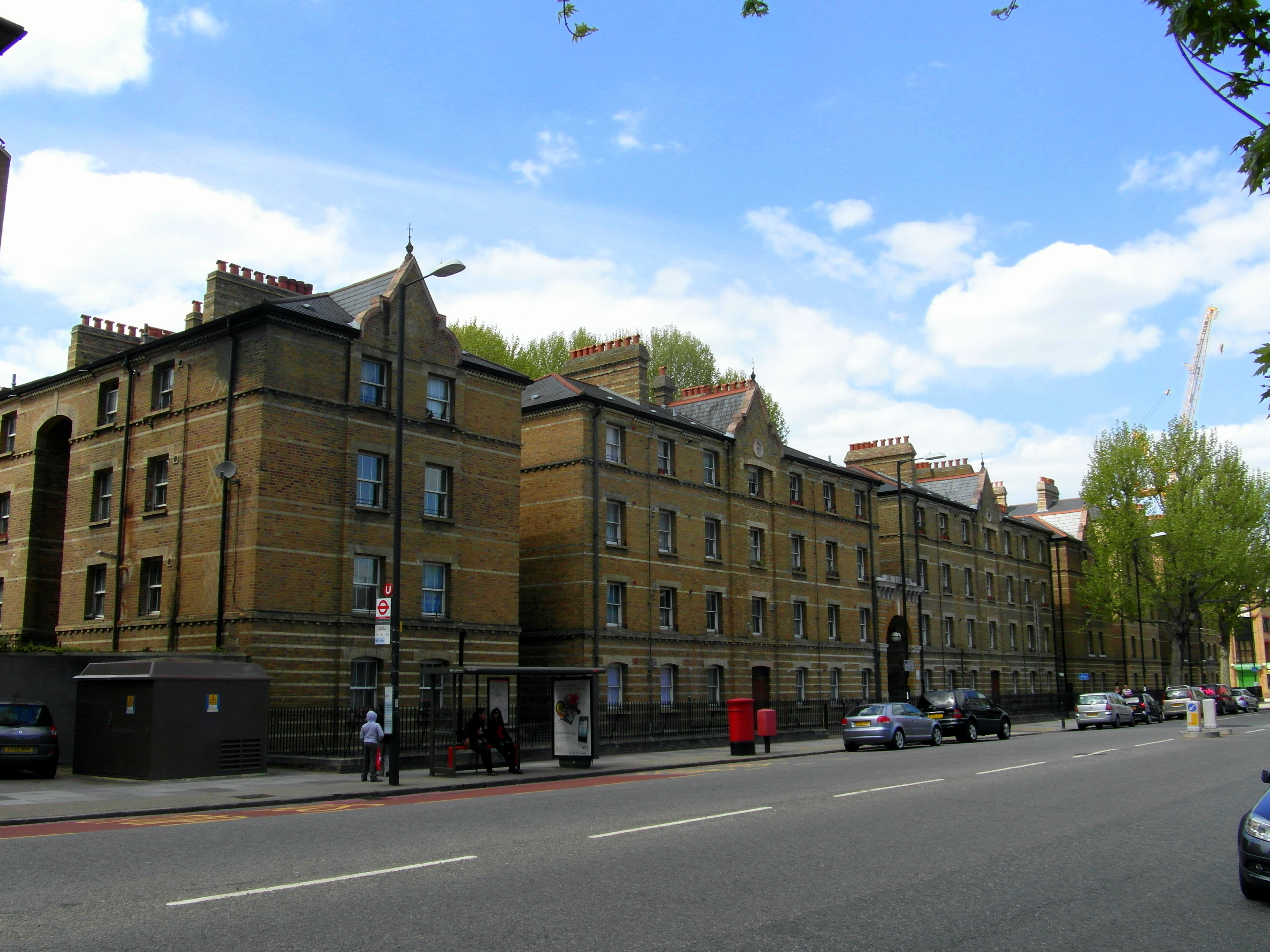
Peabody Housing, Southwark (c.1870s). Questi grandi blocchi di edilizia popolare vennero costruiti per migliorare le condizioni di vita delle classi lavoratrici a Londra.
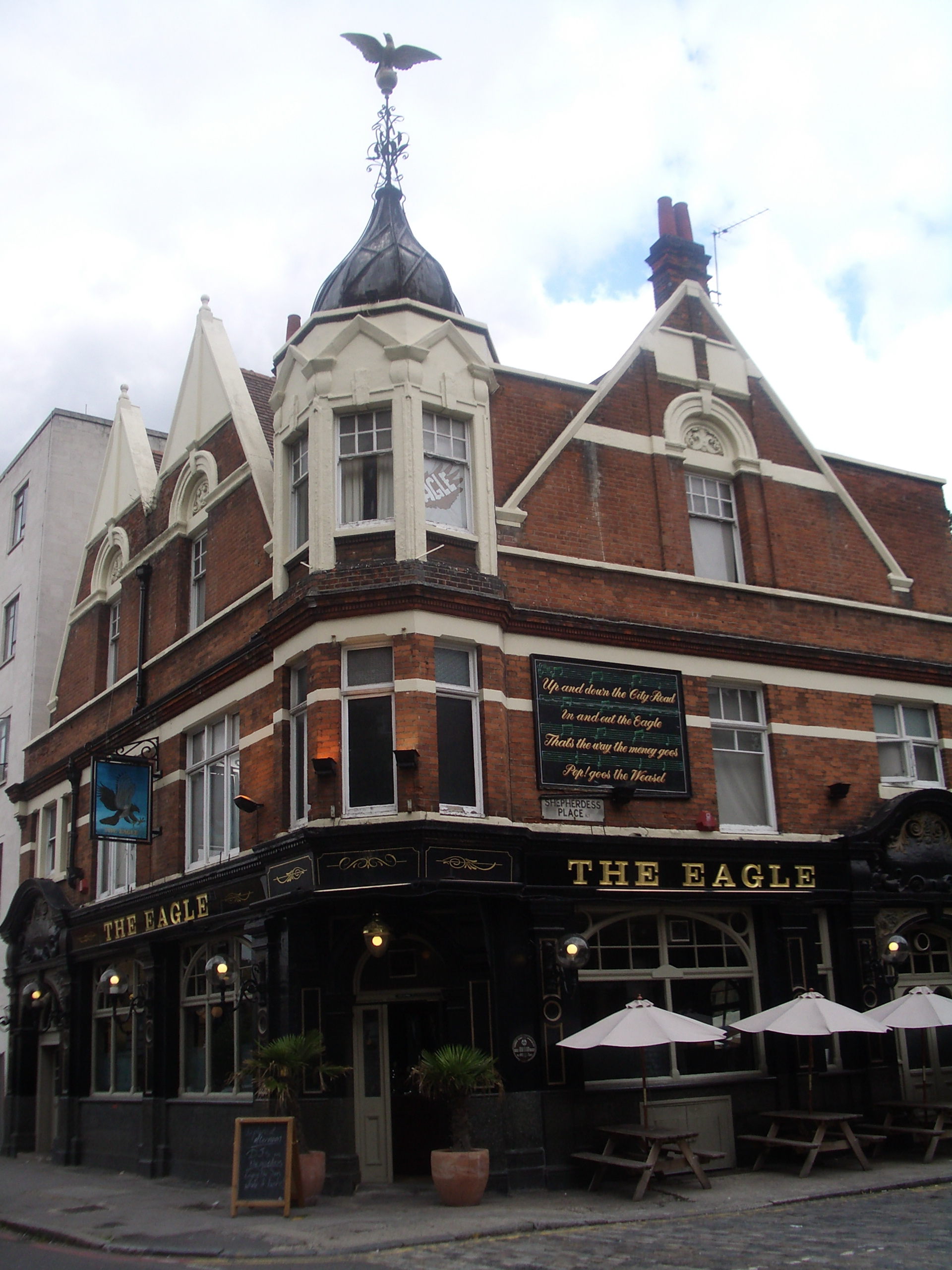
The Eagle, Islington (c.1880s) un tipico pub vittoriano. Erano spesso costruiti in uno stile esuberante per attirare i clienti.
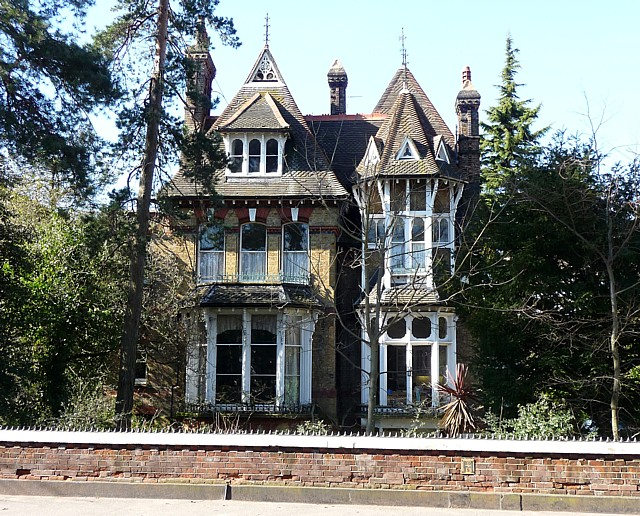
Rockmount, Crystal Palace (1873) una grande villa vittoriana costruita in stile neogotico.

All'inizio dell'età vittoriana, fino al 1840, le case erano ancora influenzate dal neoclassicismo dell'architettura Regency. Tuttavia, la semplicità del neoclassicismo Regency cadde in disgrazia con l'aumentare del benessere e nel 1850 l'architettura italiana influenzò l'architettura domestica che ora incorporava quantità variabili di stucco. Dal 1850 anche gli edifici domestici furono sempre più influenzati dal neogotico, incorporando caratteristiche come portici sporgenti a punta, finestre a bovindo e ardesia grigia per i tetti. Oltre alle influenze architettoniche generali, questo progressivo cambiamento di stile fu il risultato di diversi altri fattori. Negli anni cinquanta dell'Ottocento, l'abolizione dell'imposta su vetro e mattoni rese questi materiali più economici e l'avvento della ferrovia ne permise la produzione altrove, a basso costo e con misure e modalità standard, poi trasportati nel luogo di impiego. A partire dal 1850 vi fu anche una progressiva introduzione di vari regolamenti edilizi.

### Alto gotico vittoriano
Sebbene l'architettura vittoriana fosse più strettamente associata al neogotico, durante l'età vittoriana erano popolari anche un gran numero di altri stili quali storicismo, in particolare verso la fine del XIX secolo quando la popolarità del neogotico iniziò a diminuire. Questi stili di rinascita includevano il neo rinascimentale, l'architettura rinascimentale della regina Anna, il revival dello stile moresco, il revival bizantino, la ripresa del romanico, dell'architettura italiana e del neoclassicismo, nonché edifici che spesso mescolavano una varietà di queste diverse influenze storiche in un modo che trascendeva la categoria stilistica. Furono adottati avidamente anche nuovi stili non basati su revival dell'architettura storica, come quello del Secondo Impero copiato dalla Francia negli anni 70 dell'Ottocento.
Forse il nuovo stile più singolare emerso alla fine del XIX secolo fu il movimento Arts and Crafts. In qualche modo rispecchiando e influenzando lo stile Art Nouveau che era prominente in Europa nello stesso periodo, il movimento Arts and Crafts articolato come reazione contro gli enormi cambiamenti determinati dalla rivoluzione industriale abbracciando l'artigianato tradizionale e motivi decorativi ispirati al romanticismo, al medievalismo e alla natura. L'architetto più prolifico dello stile a Londra fu Charles Harrison Townsend che progettò l'Horniman Museum (1900) e la Whitechapel Art Gallery (1900), due edifici assolutamente unici e poco ortodossi descritti da Nikolaus Pevsner come "senza dubbio l'esempio più notevole di uno sconsiderato ripudio della tradizione tra gli architetti inglesi dell'epoca" Questo sperimentalismo del movimento Arts and Crafts ebbe un'importante influenza formativa sull'architettura modernista in Gran Bretagna all'inizio del XX secolo.

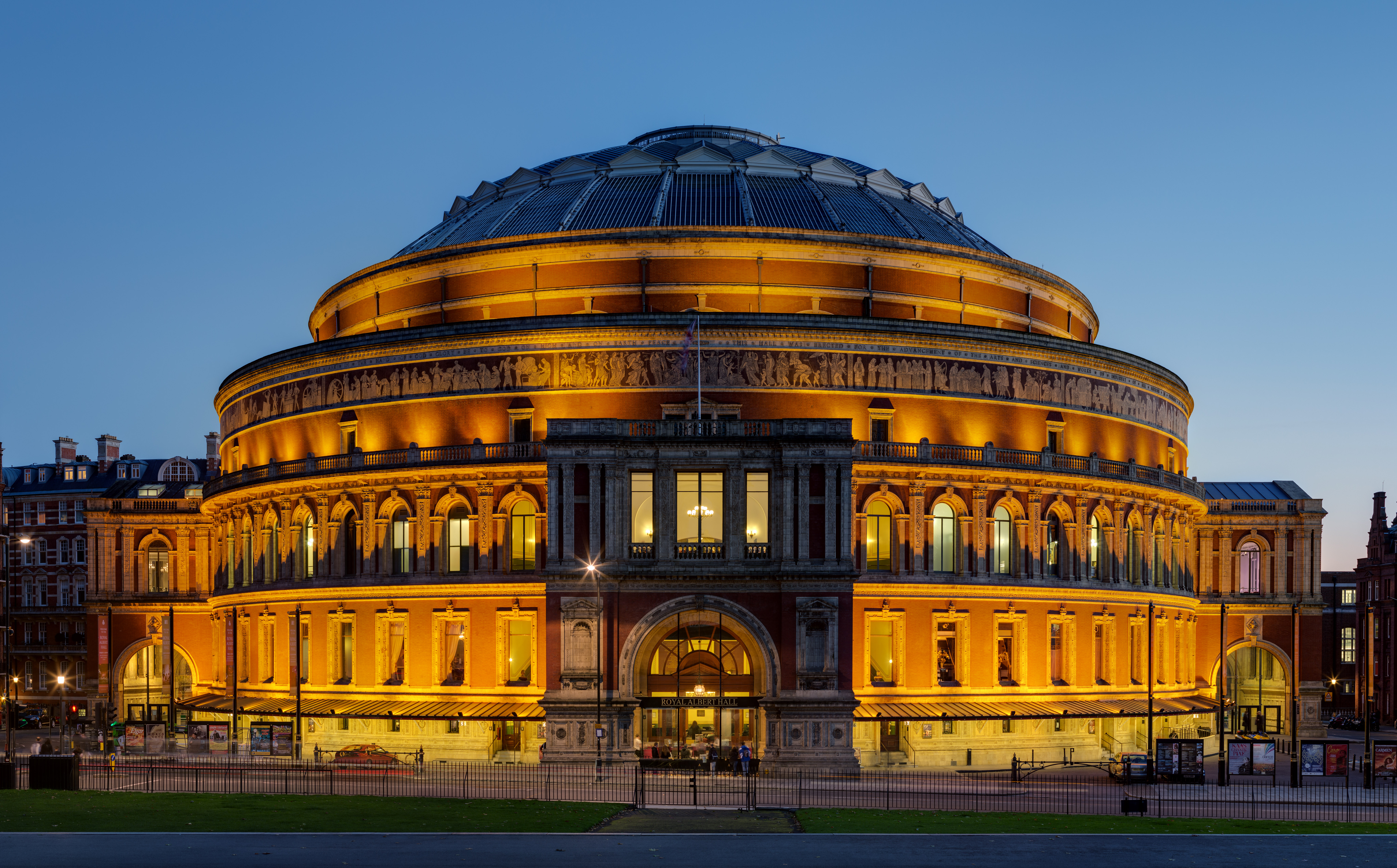
The Royal Albert Hall (1871) una sala da concerto all'italiana che è il pezzo centrale dell'Albertopolis a Kensington.
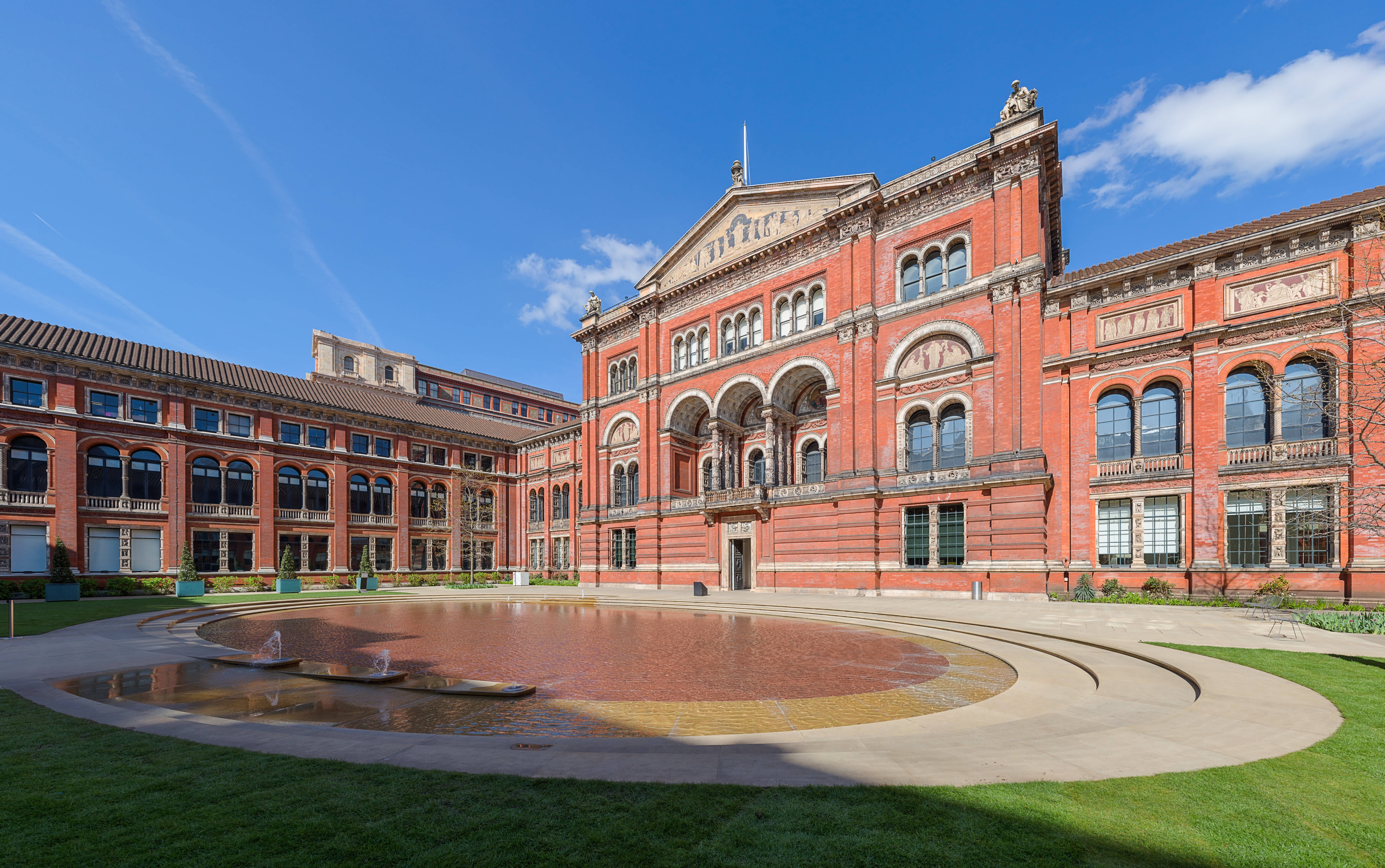
Victoria and Albert Museum, (1856–1884) Francis Fowke e Godfrey Sykes.
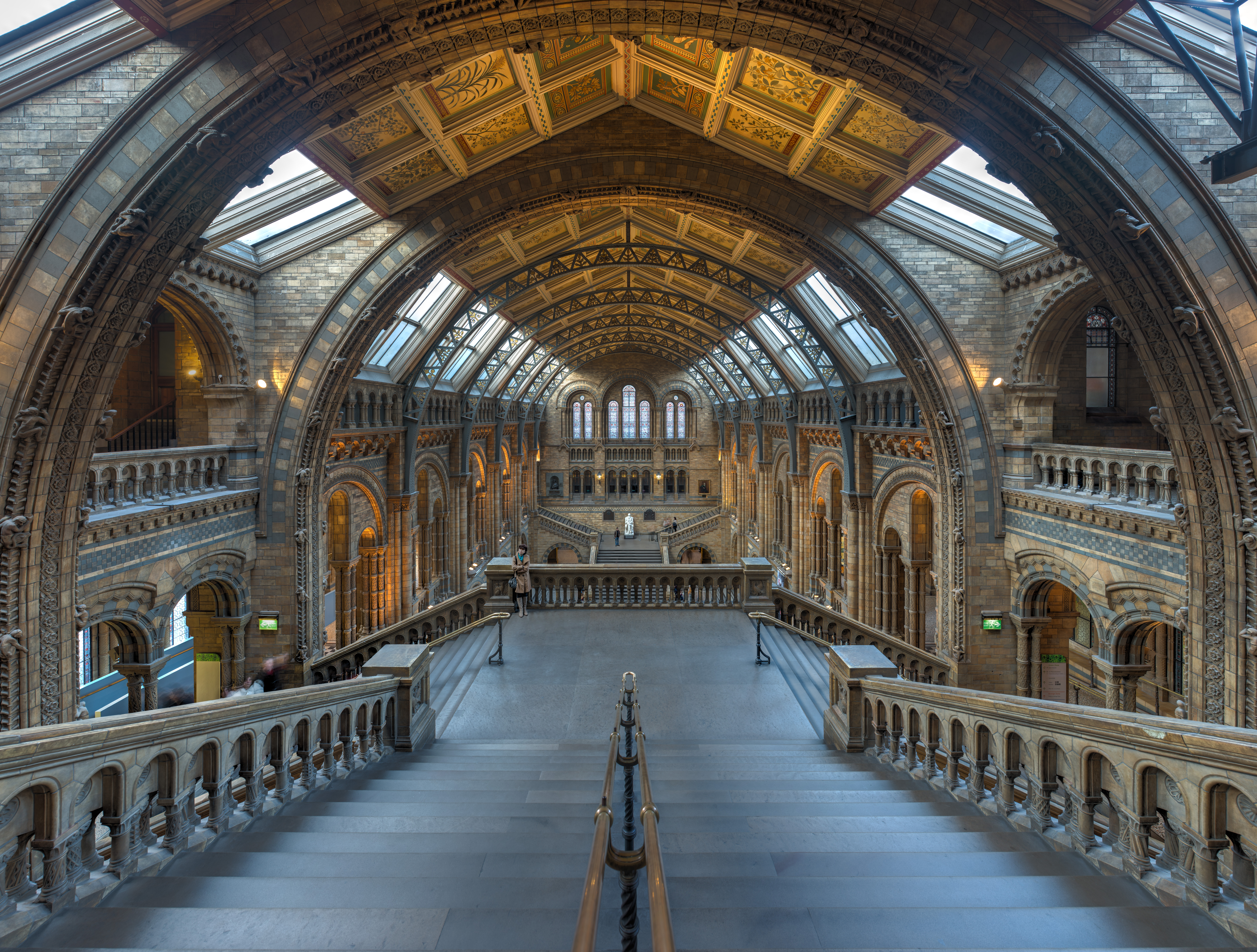
Natural History Museum (1881) Alfred Waterhouse, un esempio di neoromanico.
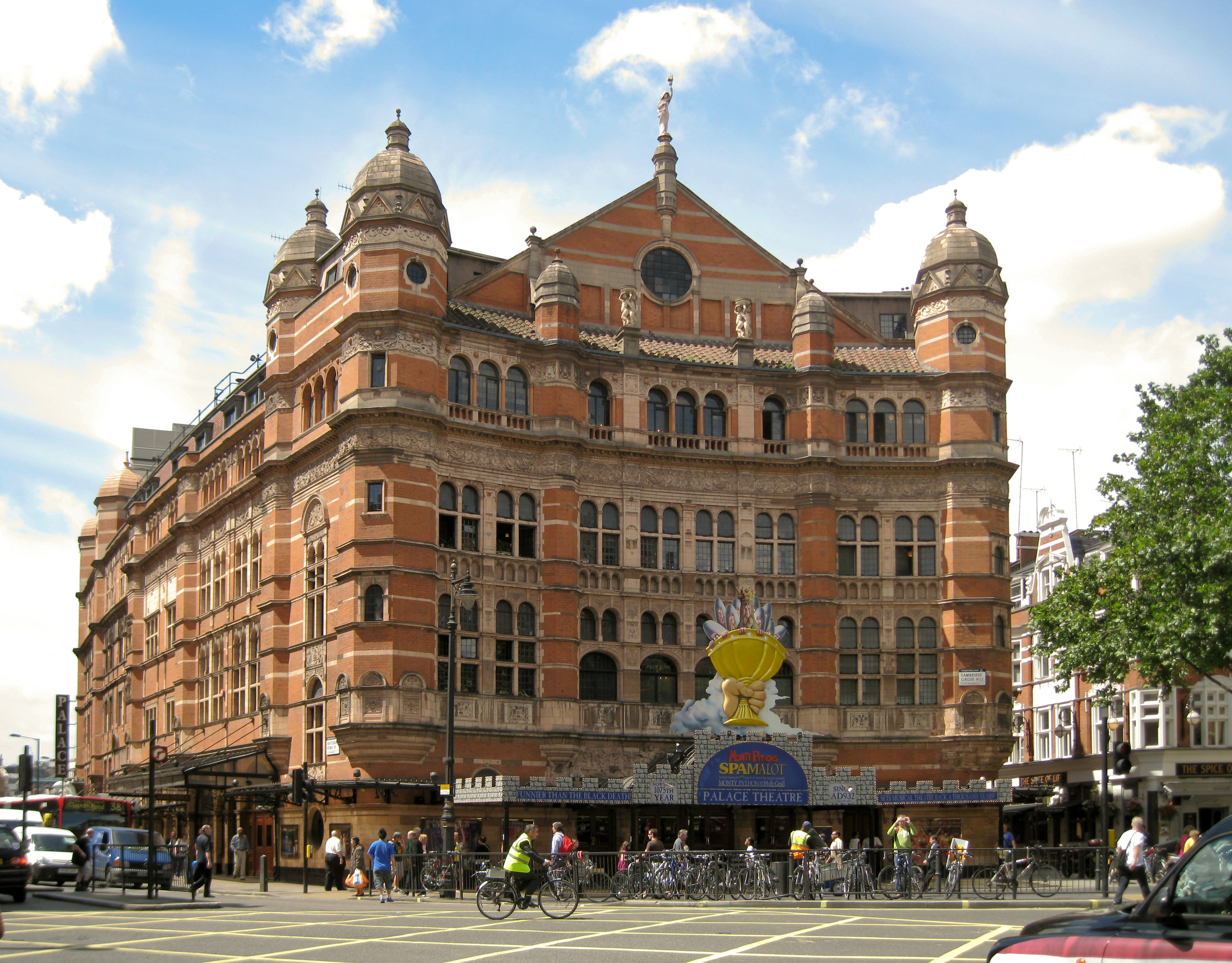
Palace Theatre (1890) Thomas Collcutt, uno dei più grandi teatri di Londra e un esempio di eclettismo alto vittoriano.

Forse lo sviluppo più significativo nell'uso dei materiali da costruzione alla fine del XIX secolo fu l'uso della terracotta come applicazione decorativa sulla facciata esterna degli edifici. Interi edifici vennero ricoperti da elaborate piastrelle di terracotta modellate, come il Natural History Museum (1880), il ricostruito grande magazzino Harrods (1895–1905) e il Prudential Assurance Building a Holborn Bar (1885-1901). La terracotta era molto vantaggiosa in quanto era colorata e, poiché era cotta in forno, non assorbiva il pesante inquinamento atmosferico della Londra vittoriana, a differenza dei mattoni e della pietra. Ben Weinreb descrisse così l'uso della terracotta: "ha trovato il più grande favore sui tipi di edifici più sfacciati e auto-pubblicitari come negozi, teatri, pub e gli uffici più grandi della città".
Nonostante la crescita esplosiva della Londra vittoriana e l'imponente rapporto di scala di gran parte degli edifici costruiti, negli anni 1880 e 1890 c'era una crescente convinzione che il tessuto urbano di Londra fosse inferiore alle altre città europee e inadatto per la capitale del più grande impero. C'era poca pianificazione urbana coerente durante l'età vittoriana, a parte importanti progetti infrastrutturali come la costruzione delle ferrovie, Thames Embankment e Tower Bridge. I critici avevano paragonato Londra a città come Parigi e Vienna, dove l'intervento statale e la demolizione su larga scala avevano creato un assetto più regolare, con ampi viali, panorami e uniformità architettonica. Londra era "visibilmente il bastione dei diritti della proprietà privata", cosa che spiegava l'eclettismo dei suoi edifici. Questo motivò sviluppi come The Mall e Admiralty Arch nel periodo edoardiano, un tentativo di creare un'immagine dello splendore e dello sfarzo imperiali.

Galleria delle architetture vittoriane di Londra
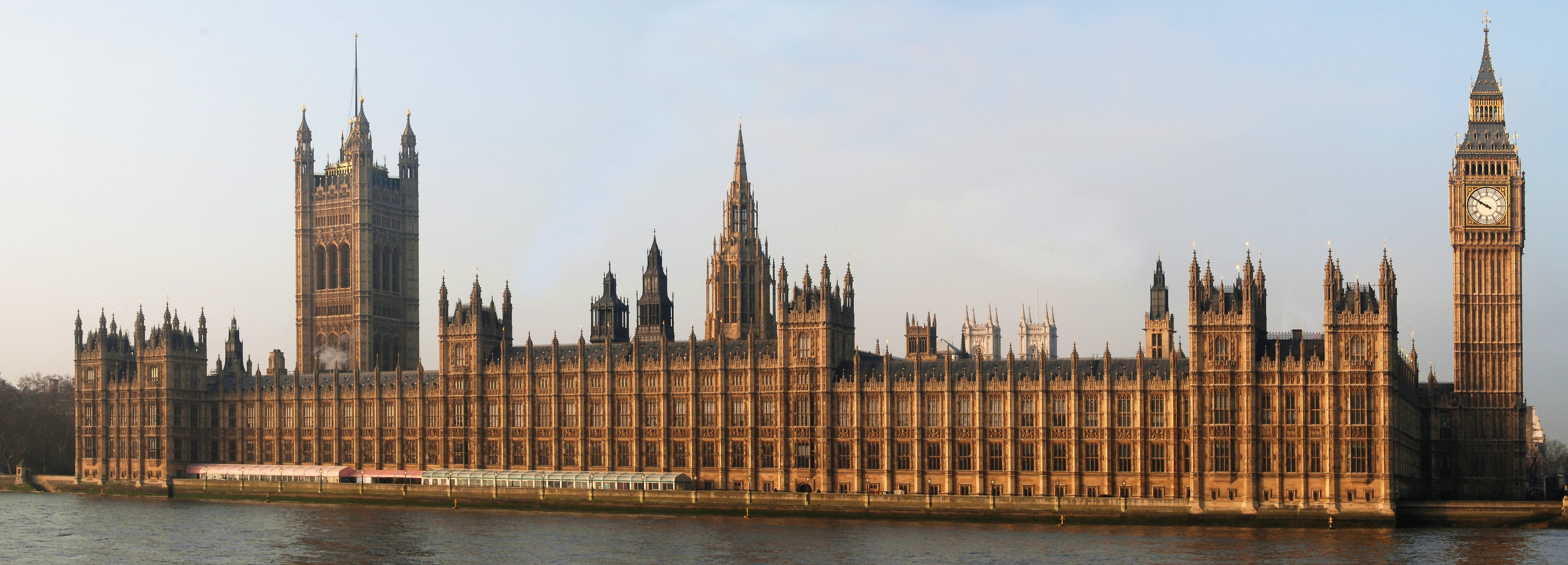
Houses of Parliament (1840-1876) Charles Barry e Augustus Welby Pugin.
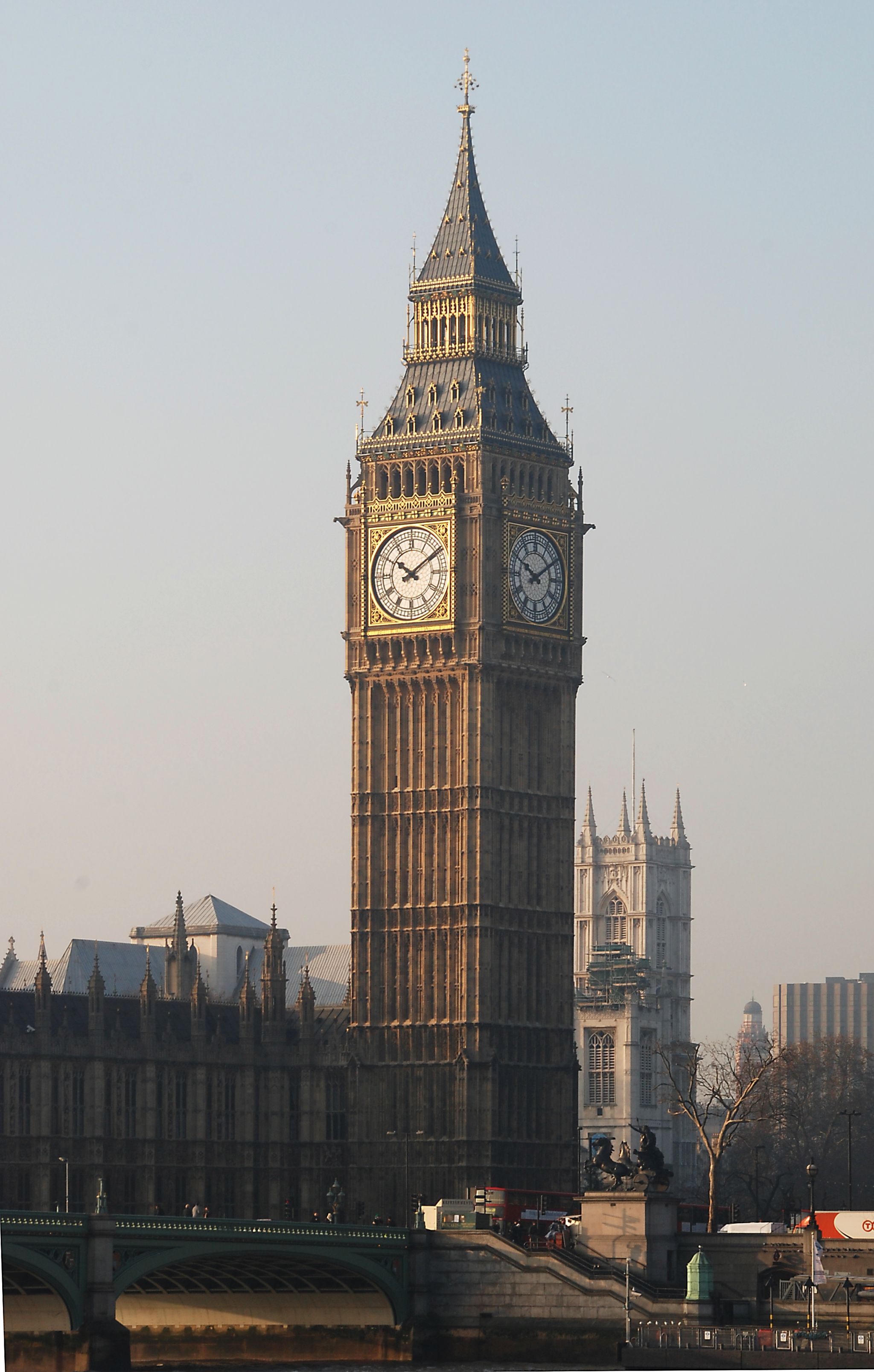
Elizabeth Tower 'Big Ben', (1840-1876) Charles Barry e Augustus Welby Pugin. La torre fu completata nel 1858.
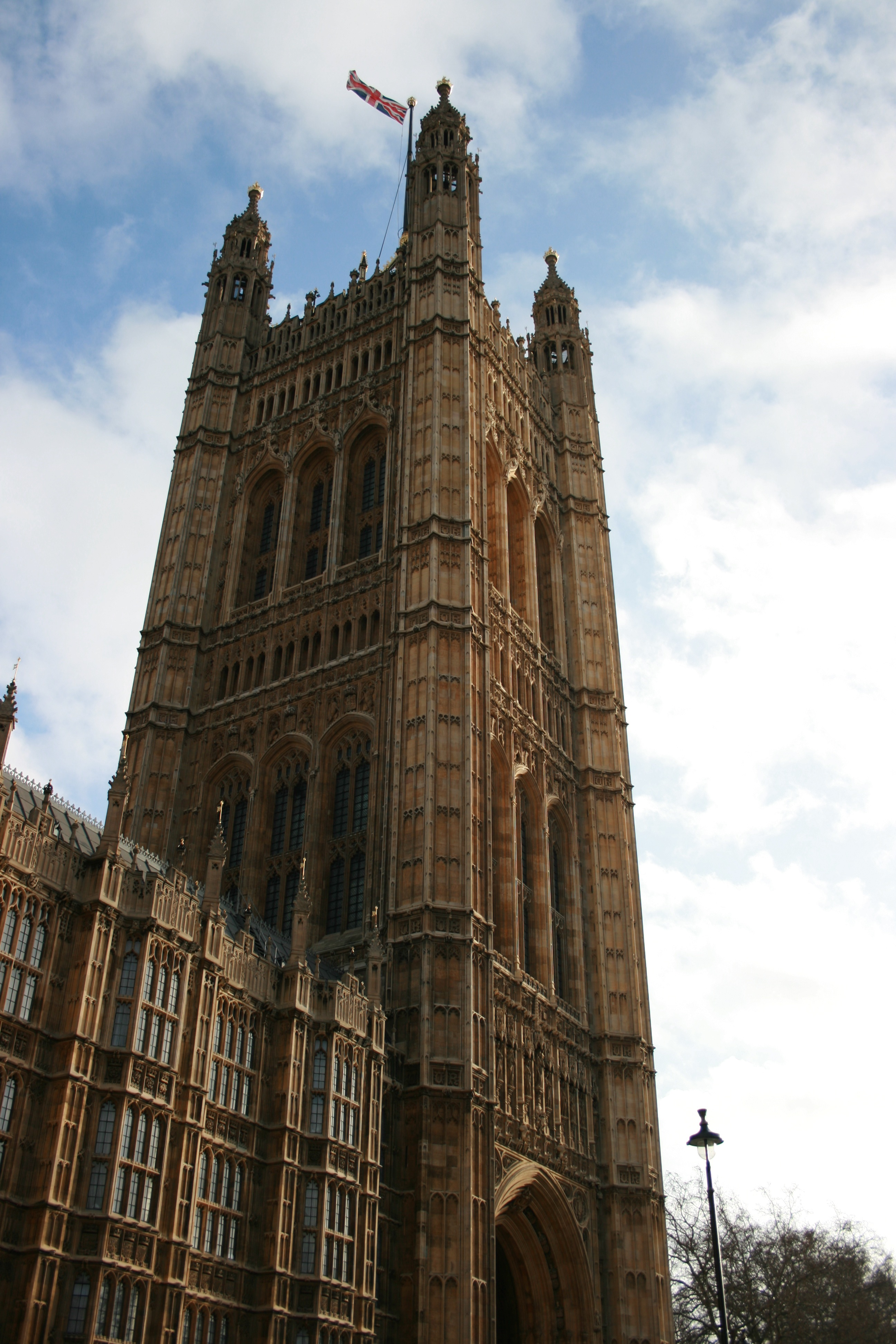
Victoria Tower, Houses of Parliament (1840-1876) Al completamento nel 1860, era la struttura civile più alta del mondo.
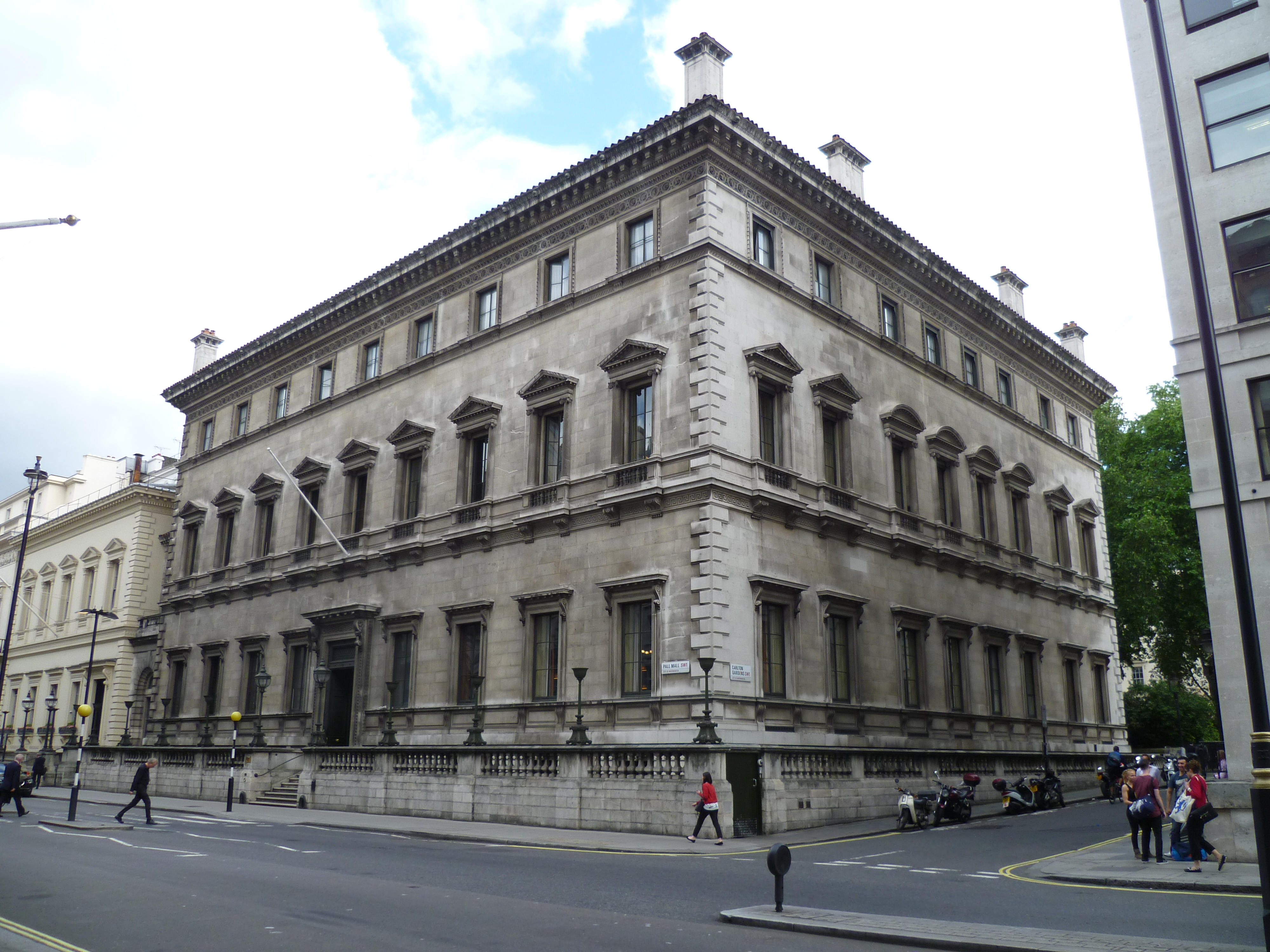
Reform Club (1841) Charles Barry. Qui lo stile all'italiana venne utilizzato per replicare un palazzo italiano del XVI secolo.
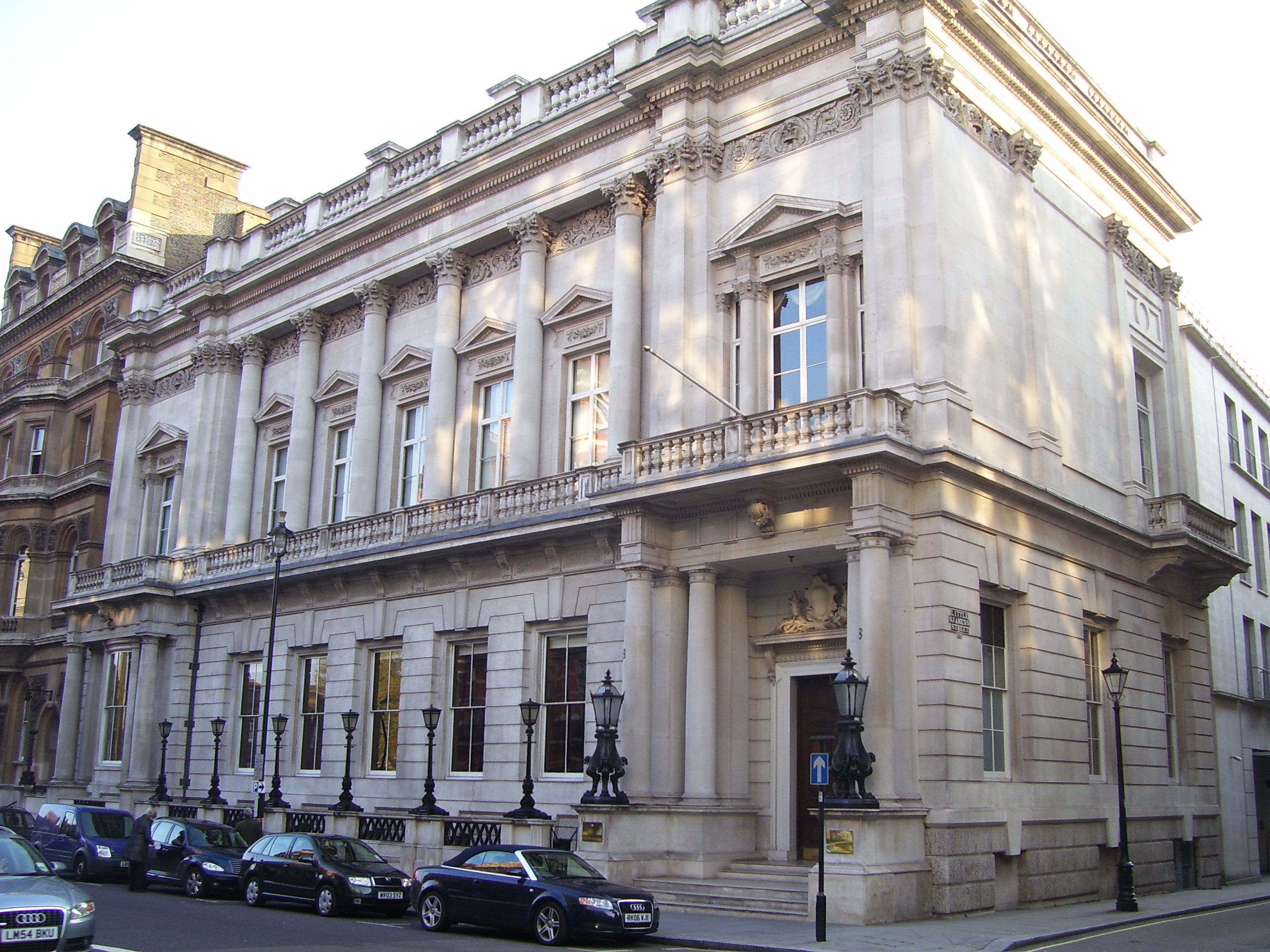
Conservative Club (1841) Sydney Smirke, un notevole esempio di stile all'italiana che era popolare prima dell'emergere del neogotico.
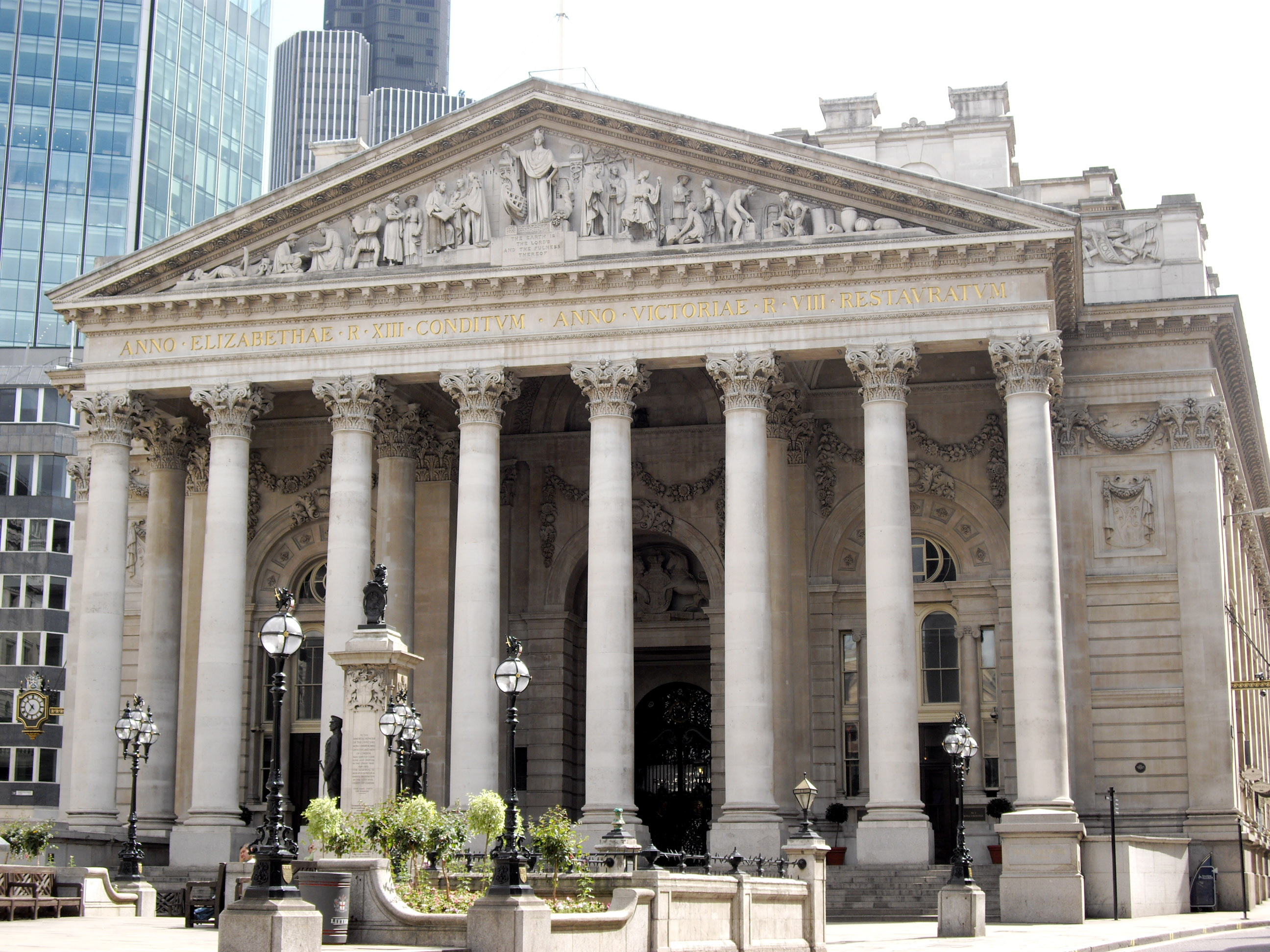
Royal Exchange (1844) William Tite; neoclassicismo usato su scala monumentale per esprimere le grandi ambizioni commerciali della Città di Londra.
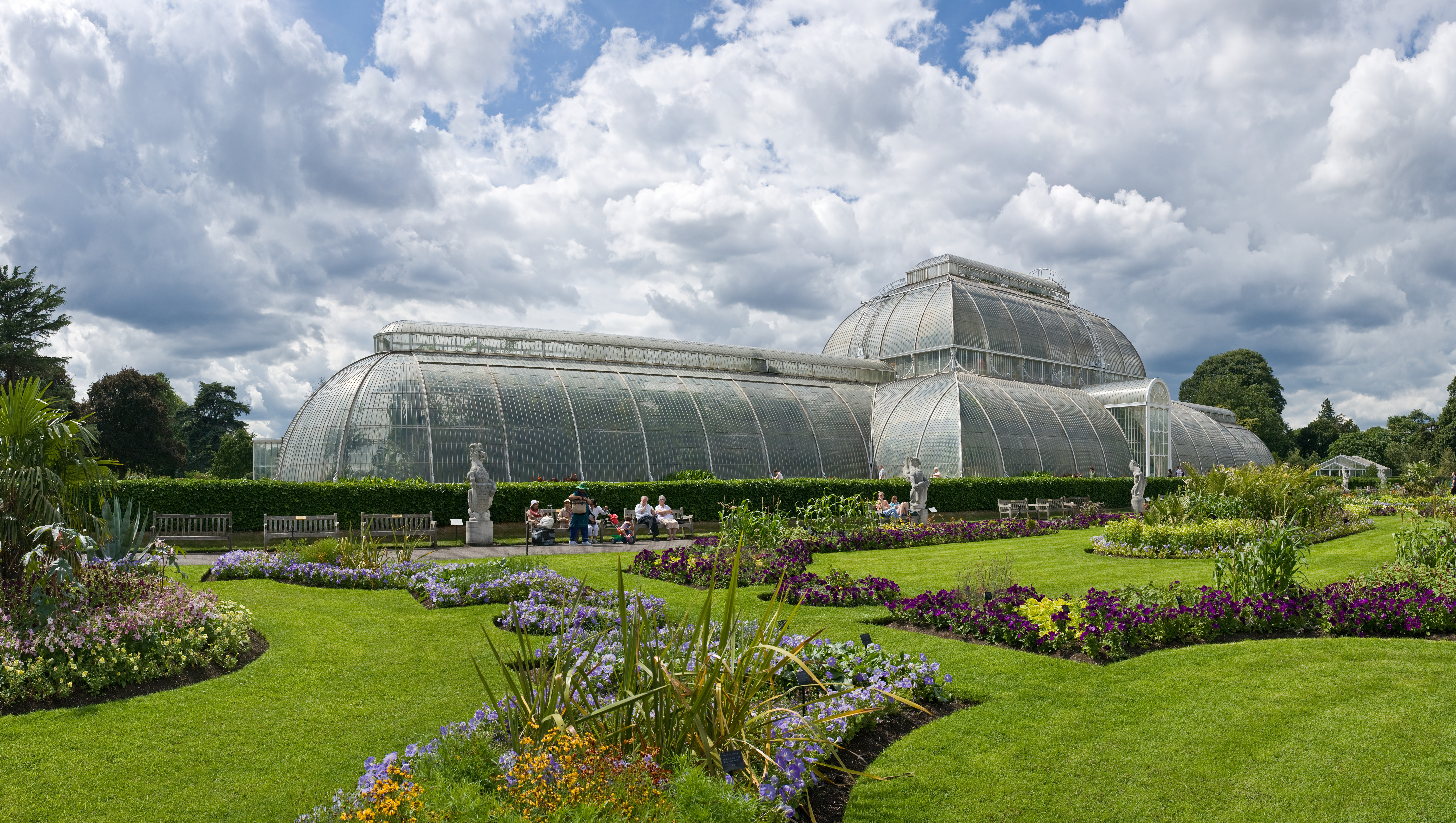
Palm House a Kew Gardens (1848) Decimus Burton. Al termine era la serra più grande del mondo e un esempio rivoluzionario di vetro e ferro come materiale da costruzione.
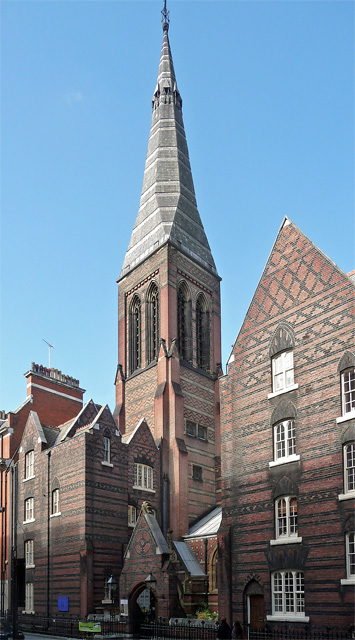
All Saints, Margaret Street (1849–59) William Butterfield, spesso considerata la chiesa archetipica dello stile alto gotico vittoriano.
All Saints, Margaret Street (1849–59)
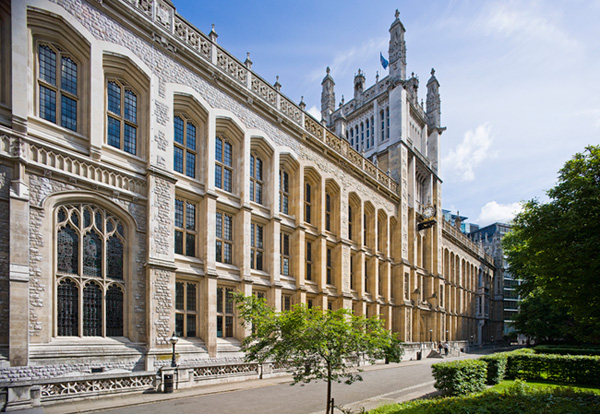
Maughan Library (1851) James Pennethorne, questo grande edificio neogotico incorpora una cappella medievale risalente al XIII secolo.
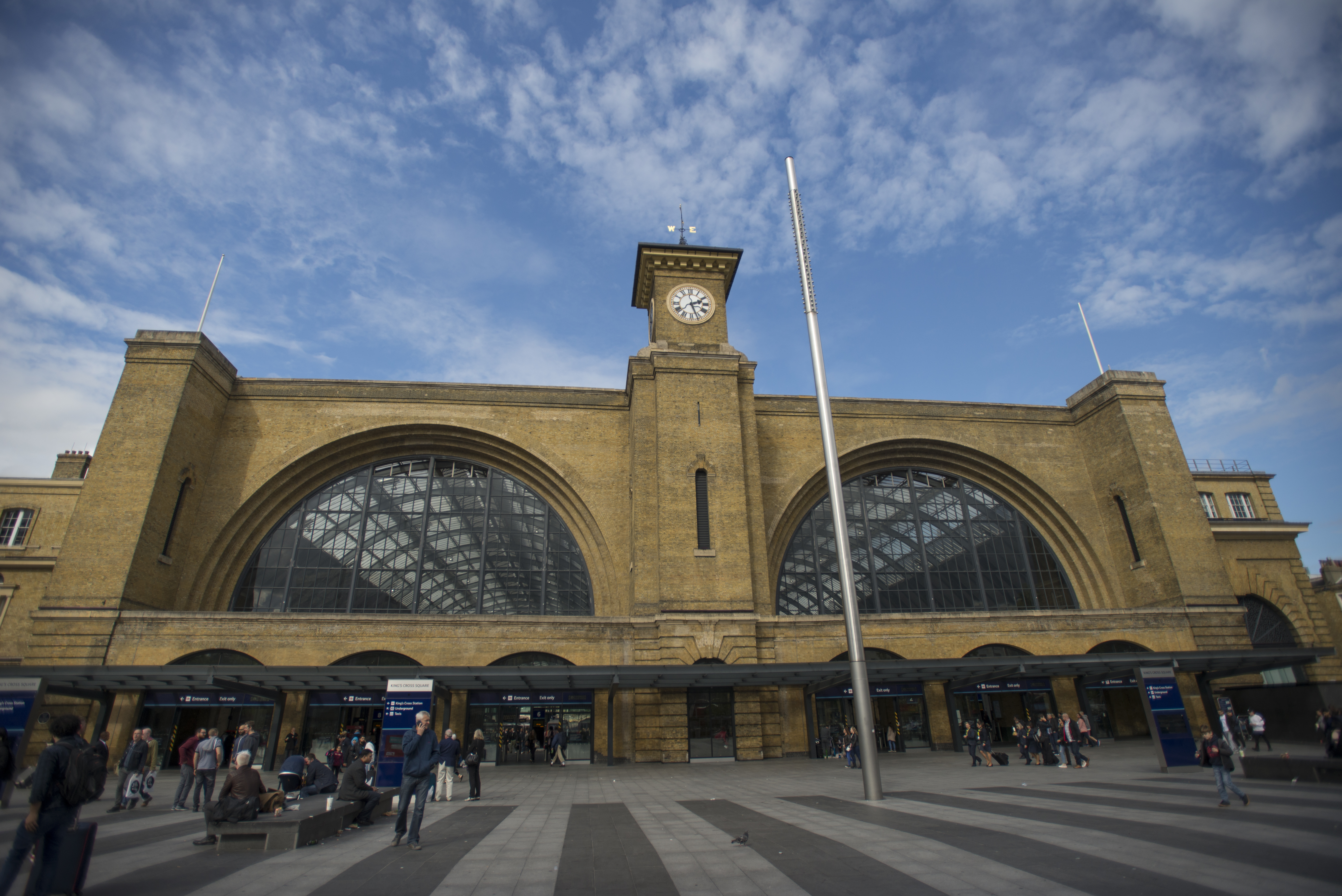
Stazione di King's Cross (1851) Lewis Cubitt, un design molto funzionale e sobrio rispetto ad altri capolinea ferroviari londinesi del periodo.
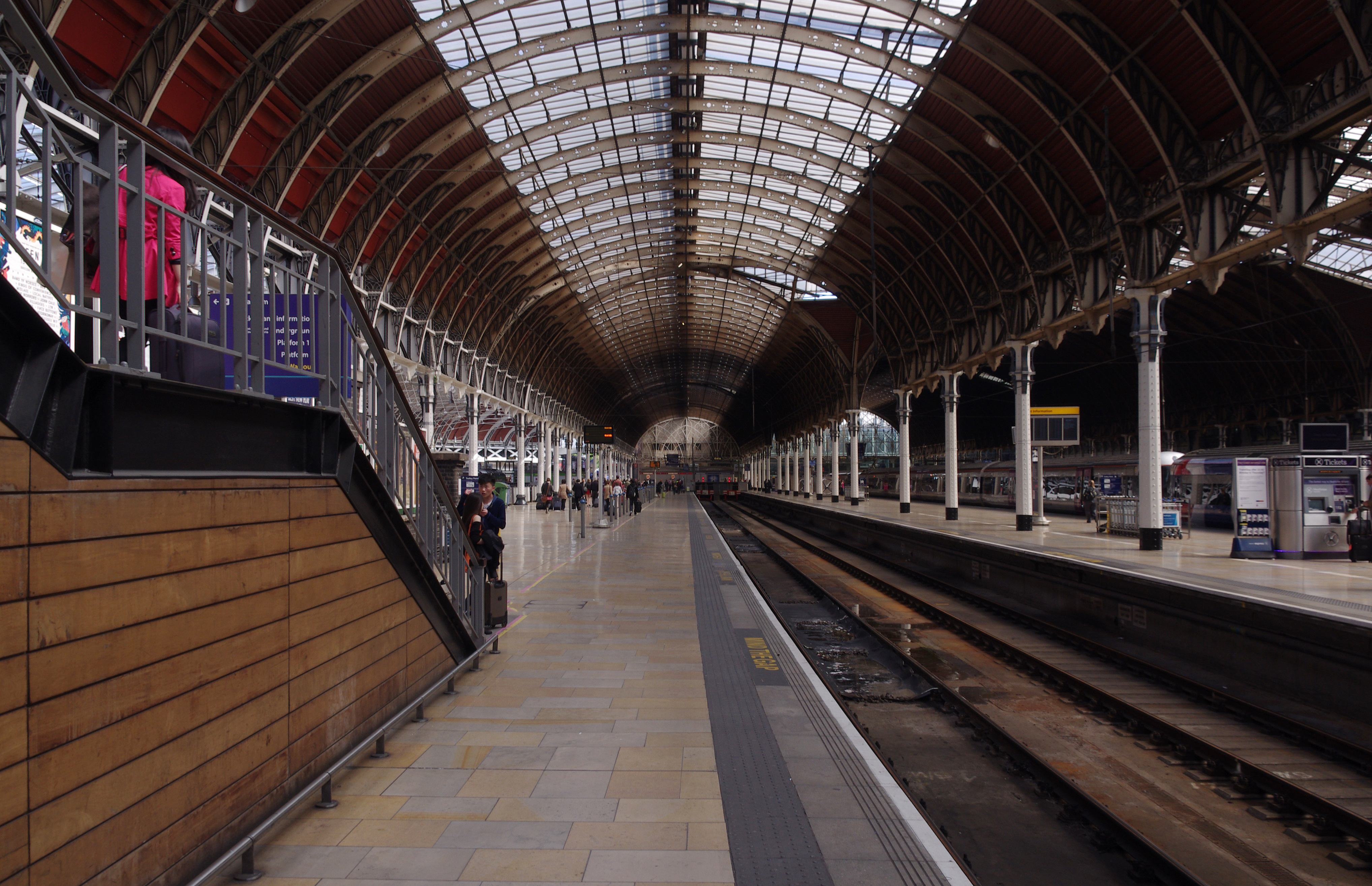
Stazione di Paddington (1854) Isambard Kingdom Brunel, una meraviglia dell'architettura ferroviaria vittoriana.
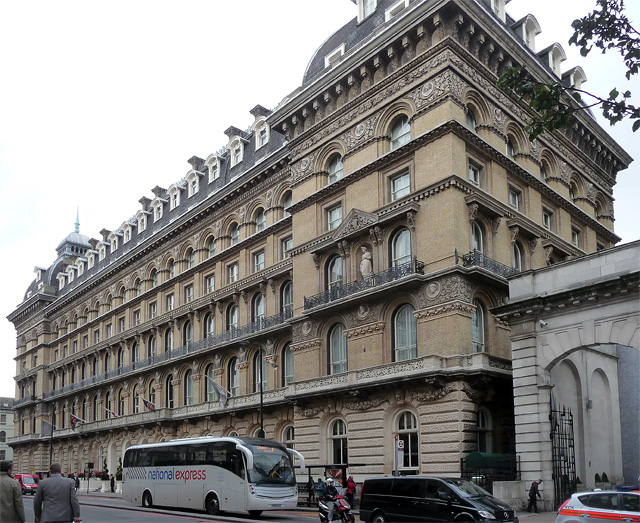
Grosvenor Hotel, Stazione Victoria (1860) J T Knowles. Questo design mostra una forte influenza francese.
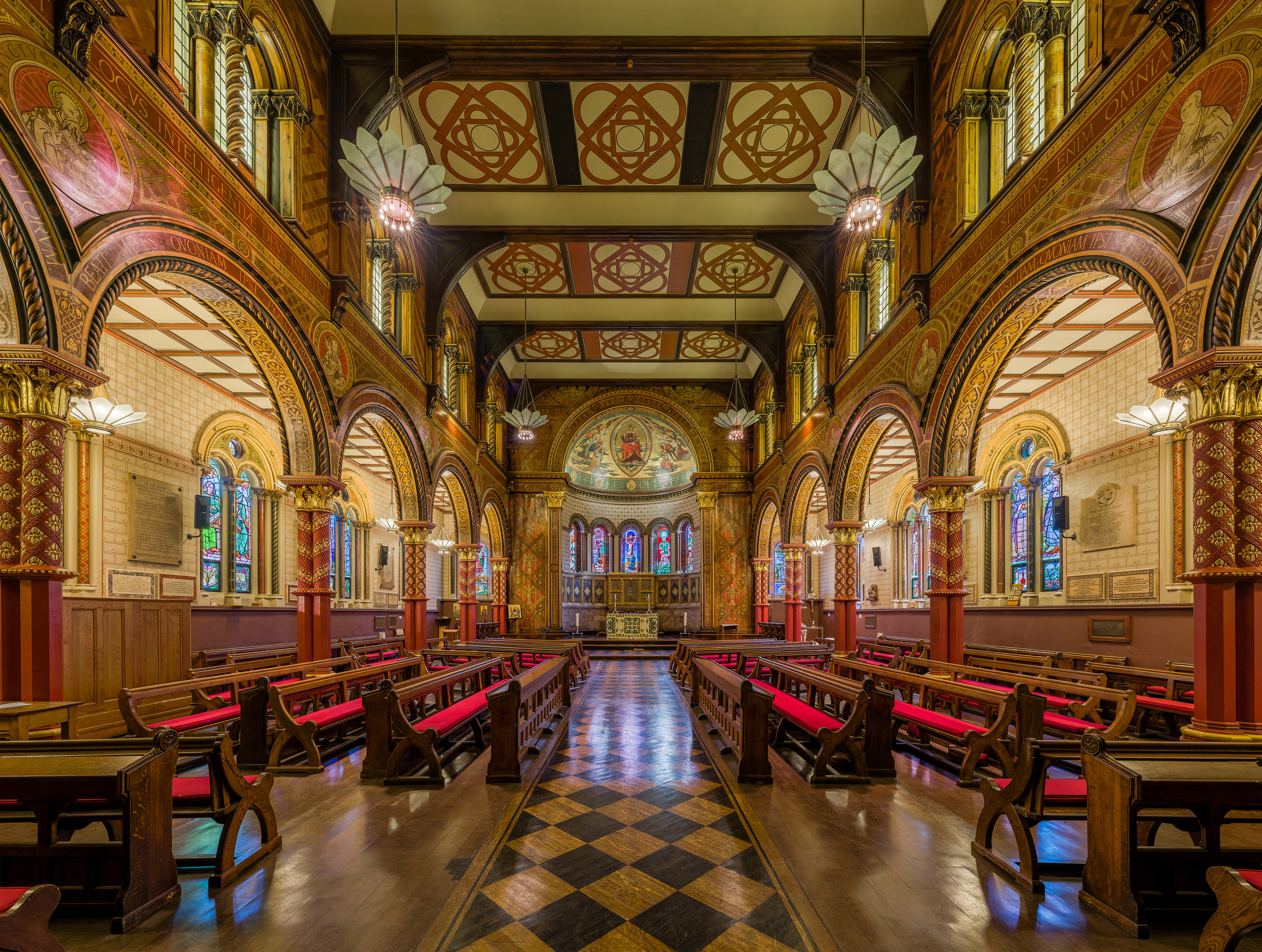
Cappella del King's College (1864) George Gilbert Scott, la firma di Scott nell'alto stile gotico vittoriano.
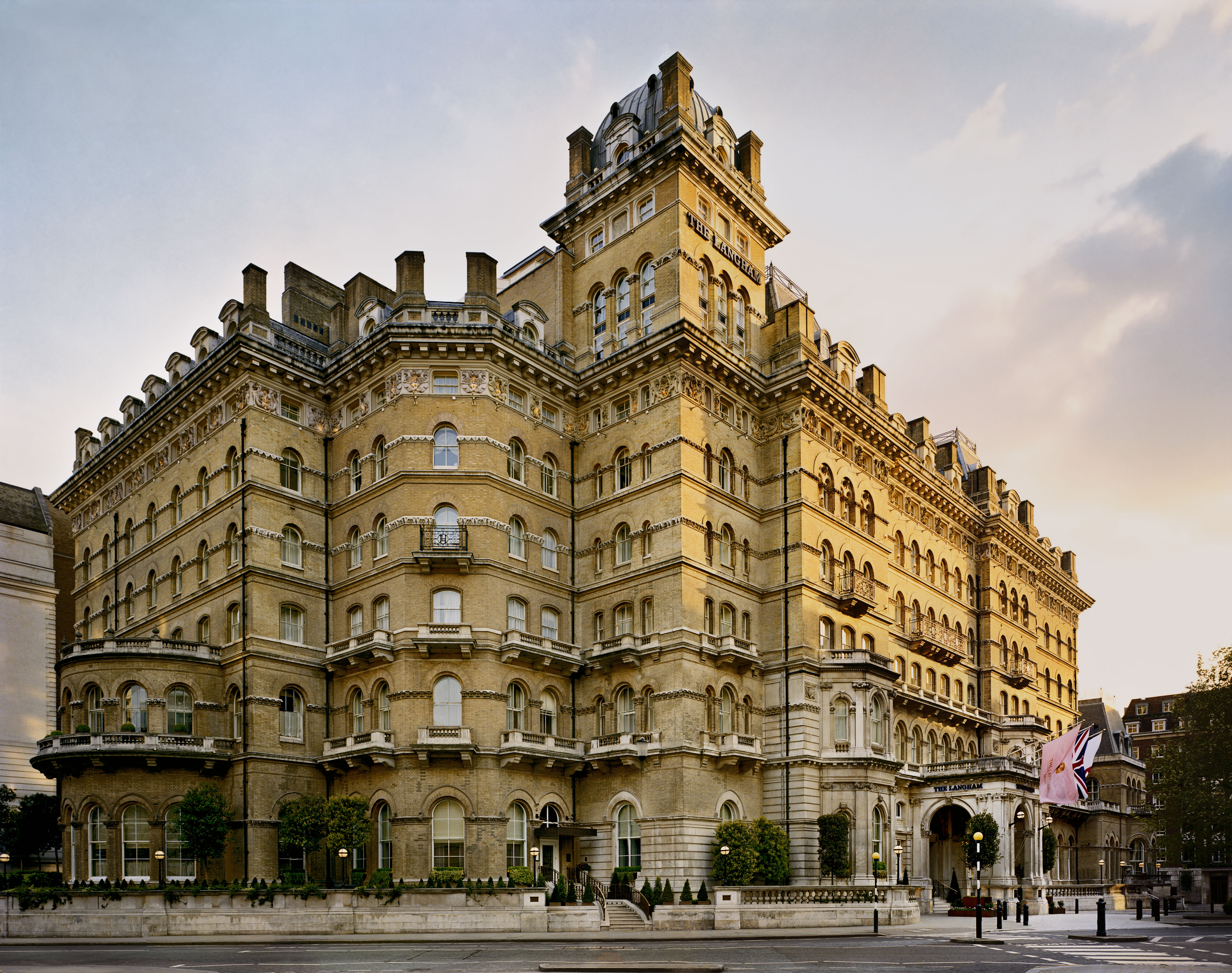
Langham Hotel (1865) John Giles. Una volta completato, fu il più grande hotel di Londra e il primo ad avere ascensori idraulici.
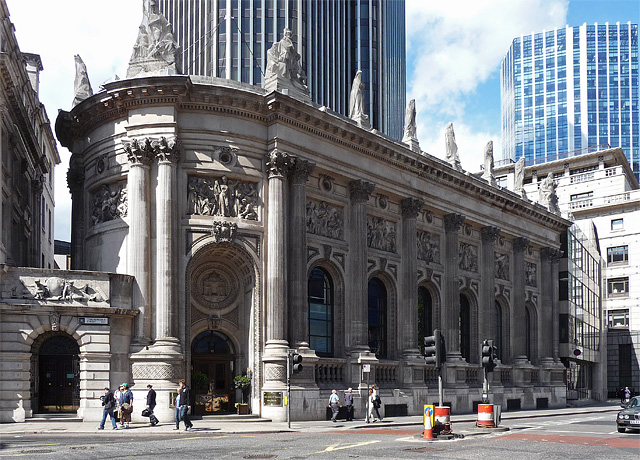
Westminster Bank (1865) John Gibson. Nonostante il neogotico, l'architettura neoclassica rimase uno stile popolare per gli edifici commerciali per tutto il XIX secolo.
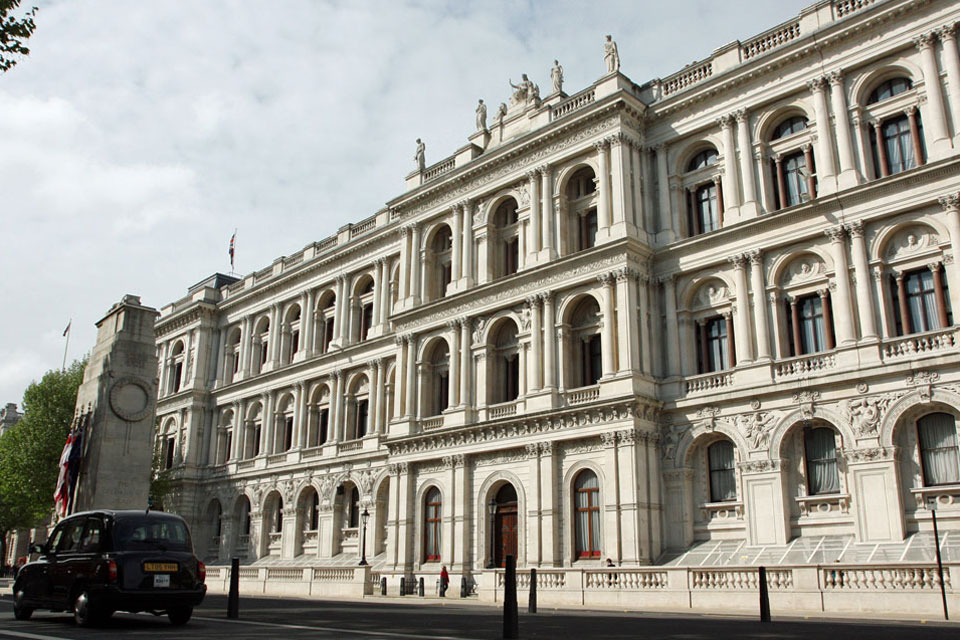
Facciata su Whitehall del Foreign Office e Home Office Buildings (1873) George Gilbert Scott, una stravagante dimostrazione del potere imperiale britannico.
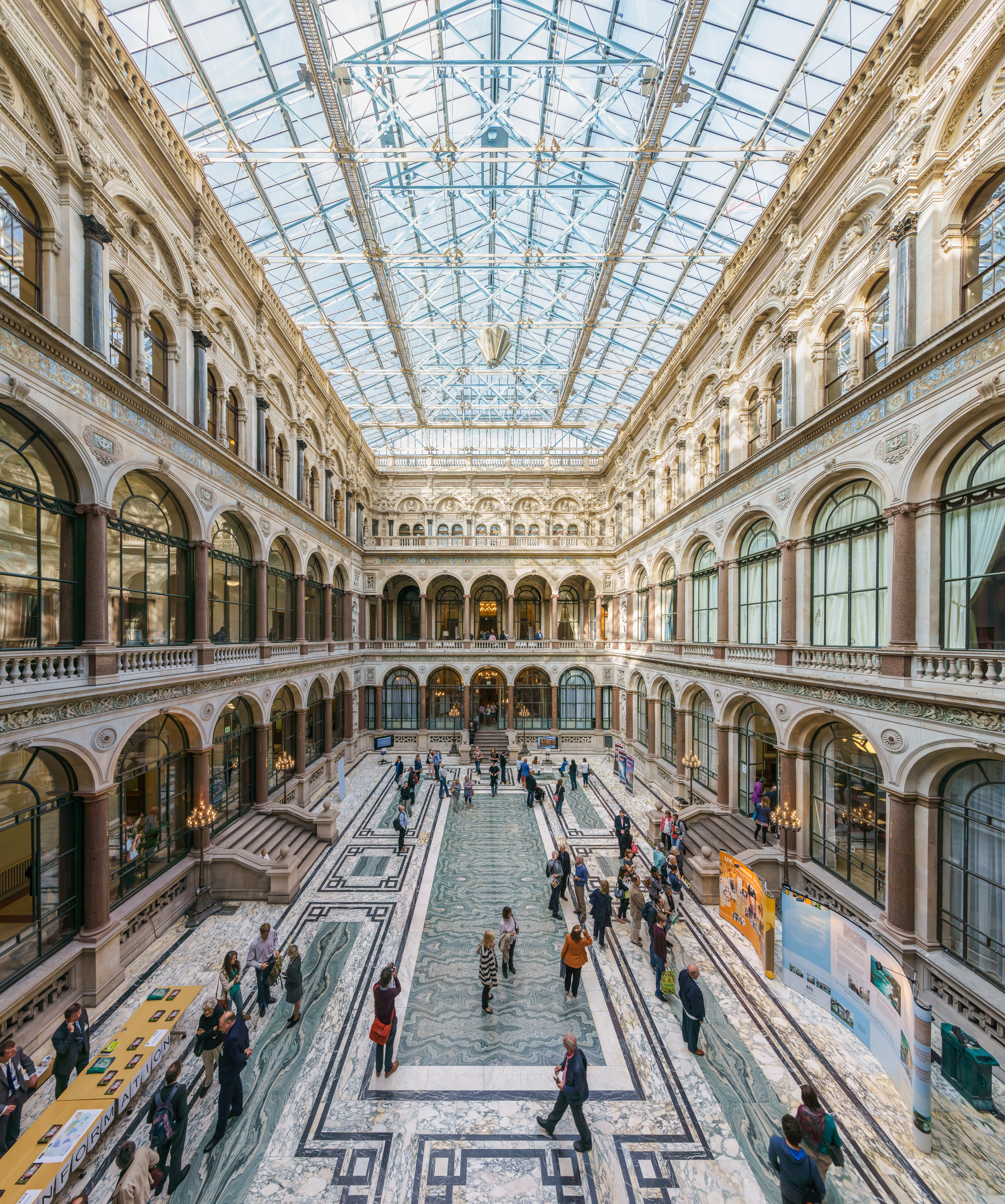
Il Dubar del Foreign Office e Home Office Buildings (1873).
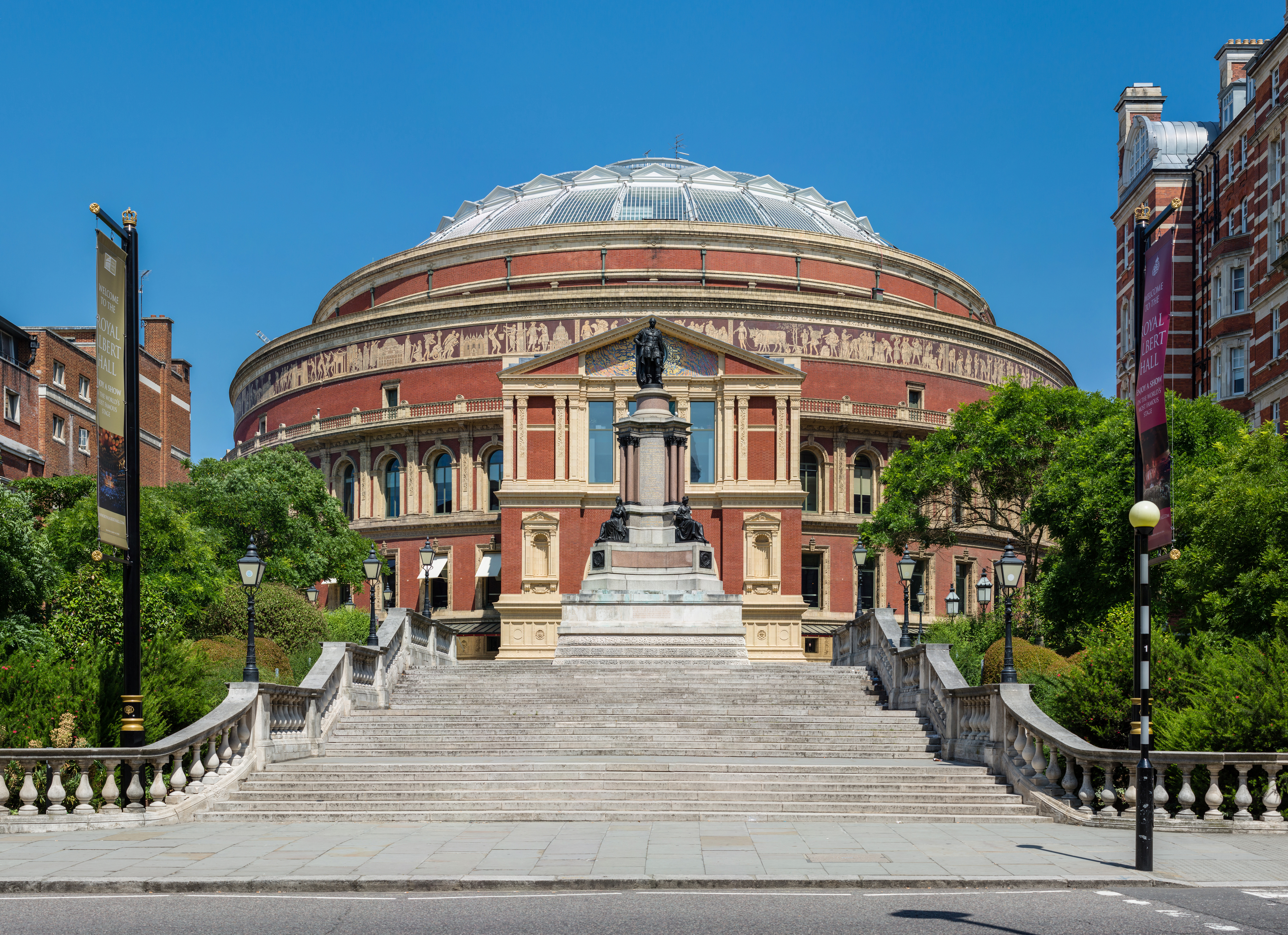
Royal Albert Hall (1871) Francis Fowke, una sala da concerto all'italiana che divenne il pezzo centrale diell'Albertopolis.
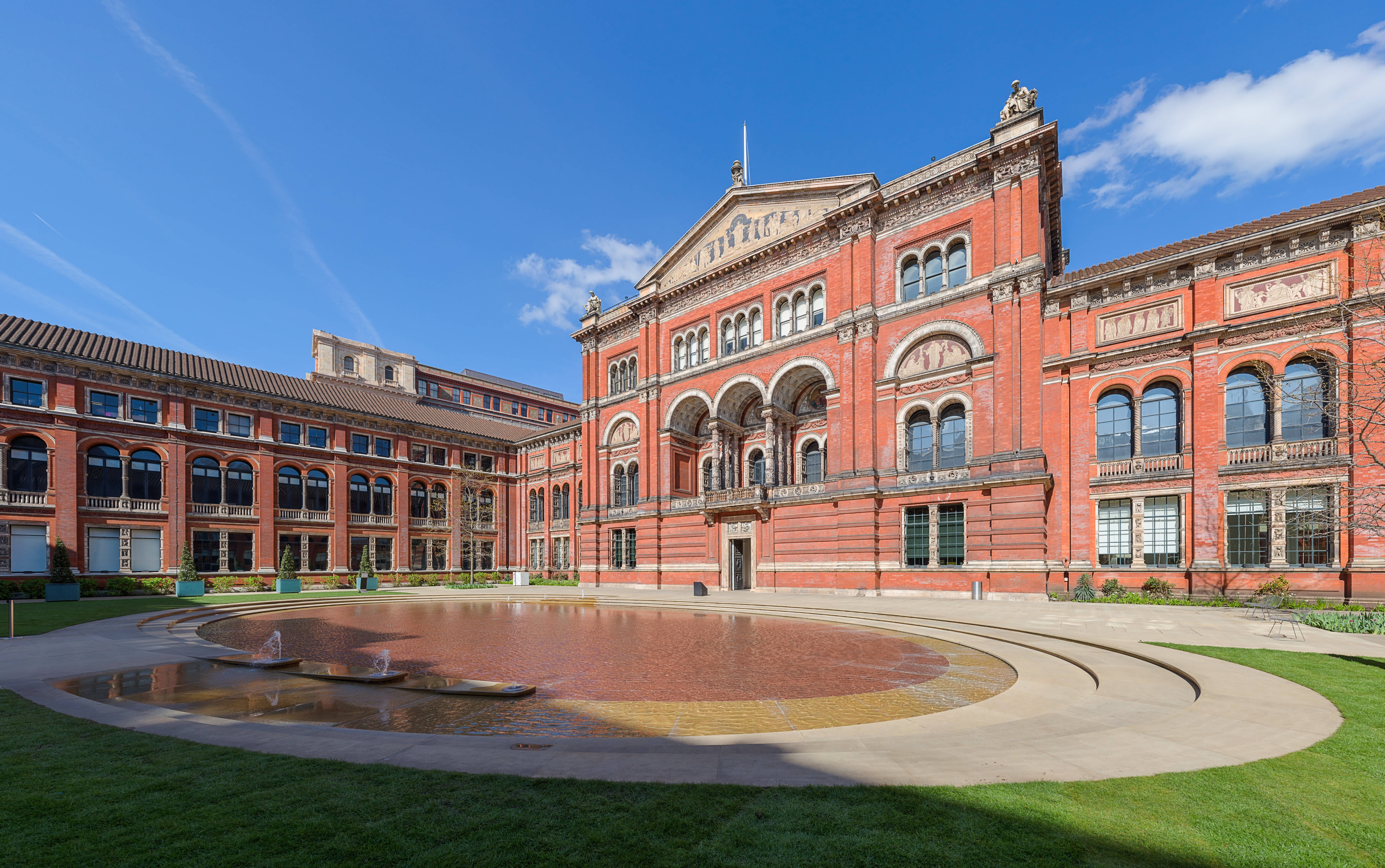
Victoria and Albert Museum (1856–84) Francis Fowke e Godfrey Sykes.
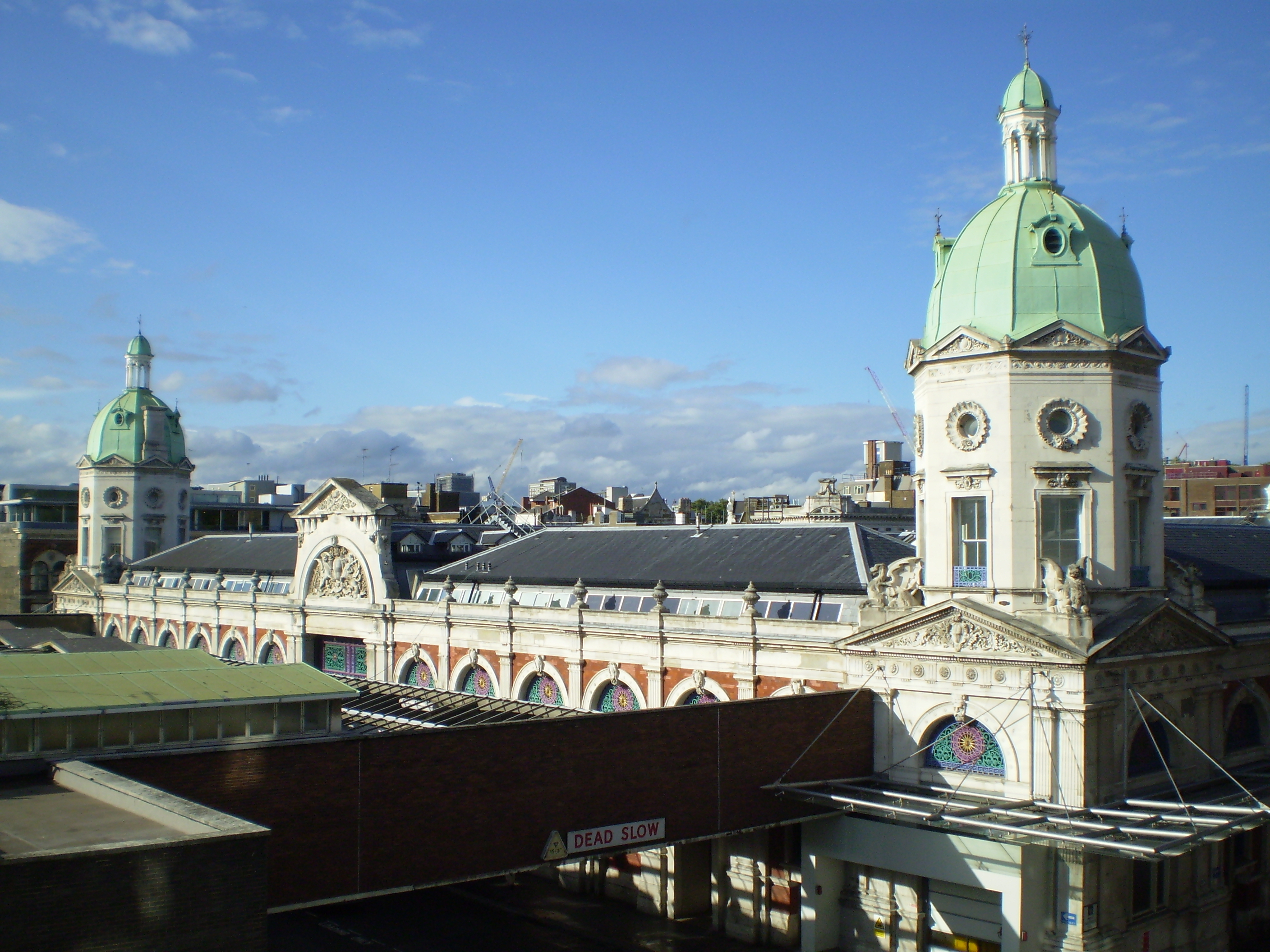
Smithfield Market (1868) Horace Jones, notevole per i suoi lavori in ferro.
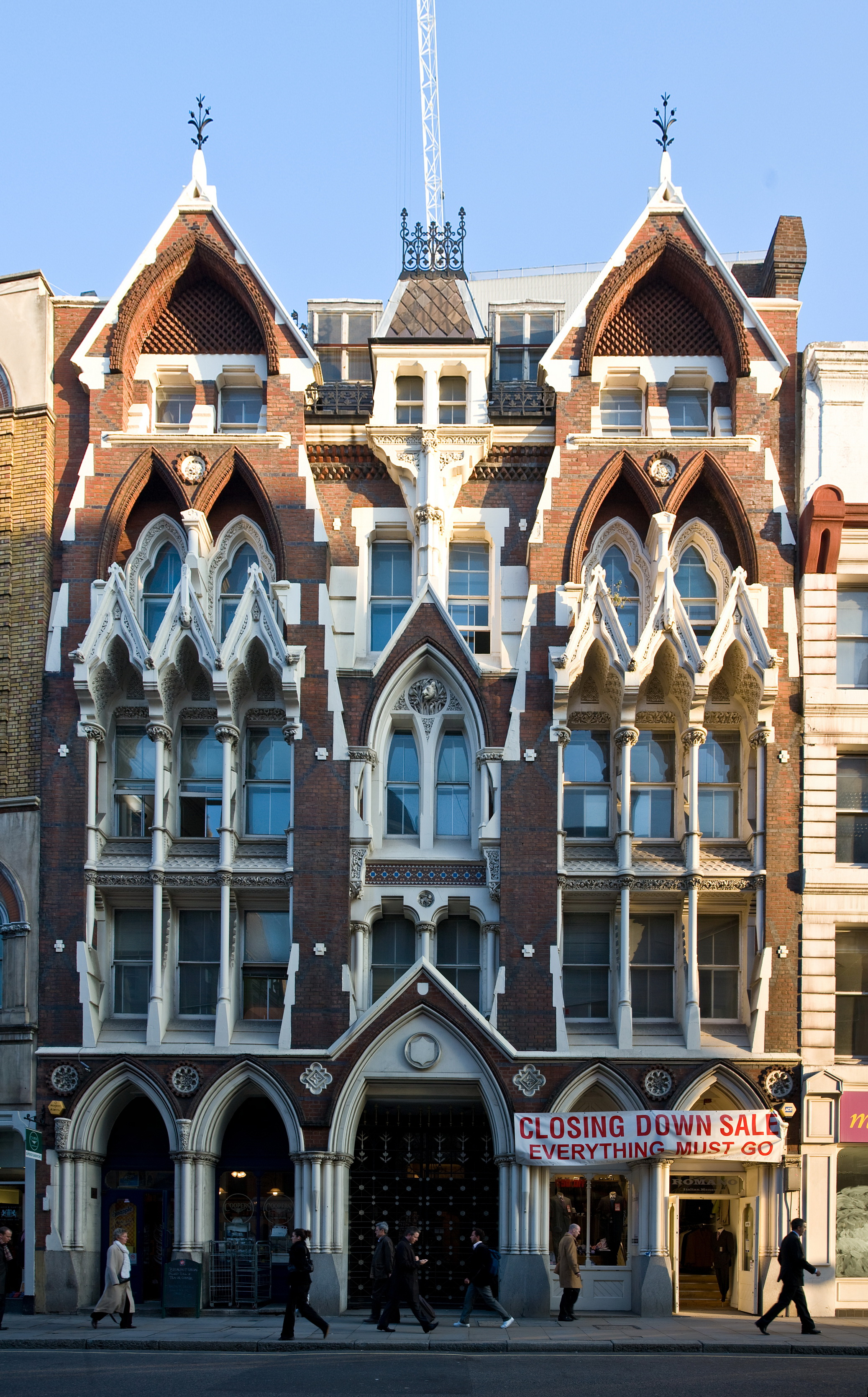
33-35 Eastcheap (1868) Robert Lewis Roumieu, un esempio eccezionalmente decorato di neogotico in un edificio commerciale.
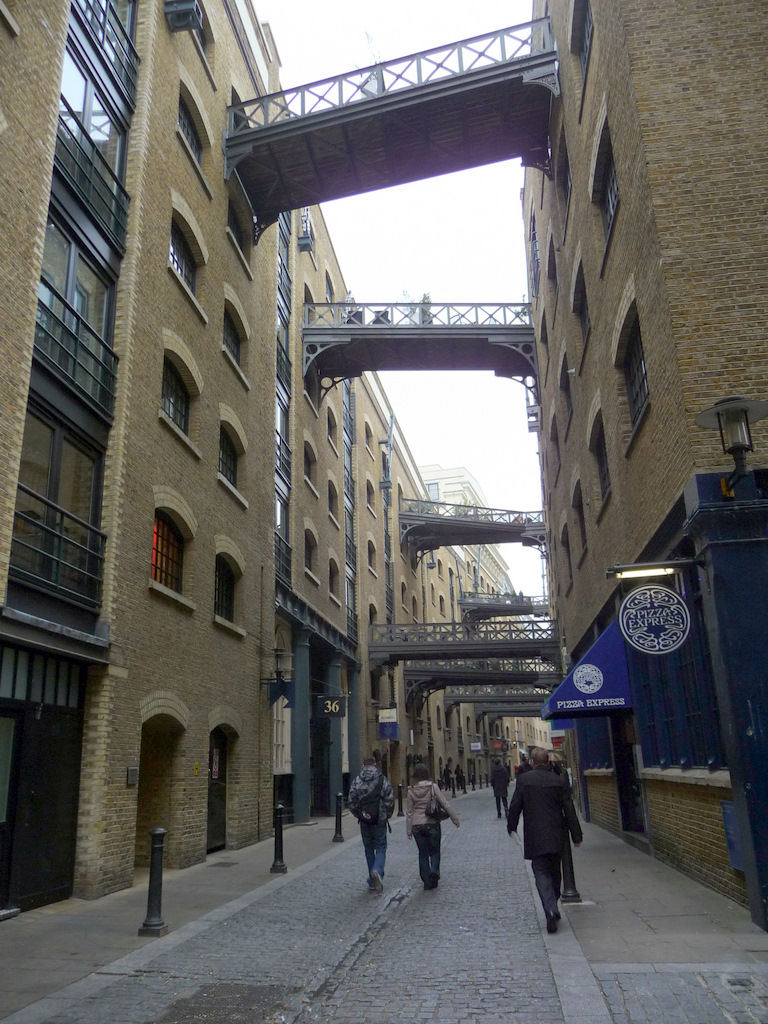
Victorian warehouses su Shad Thames, Bermondsey (1871) un buon esempio di architettura industriale vittoriana.
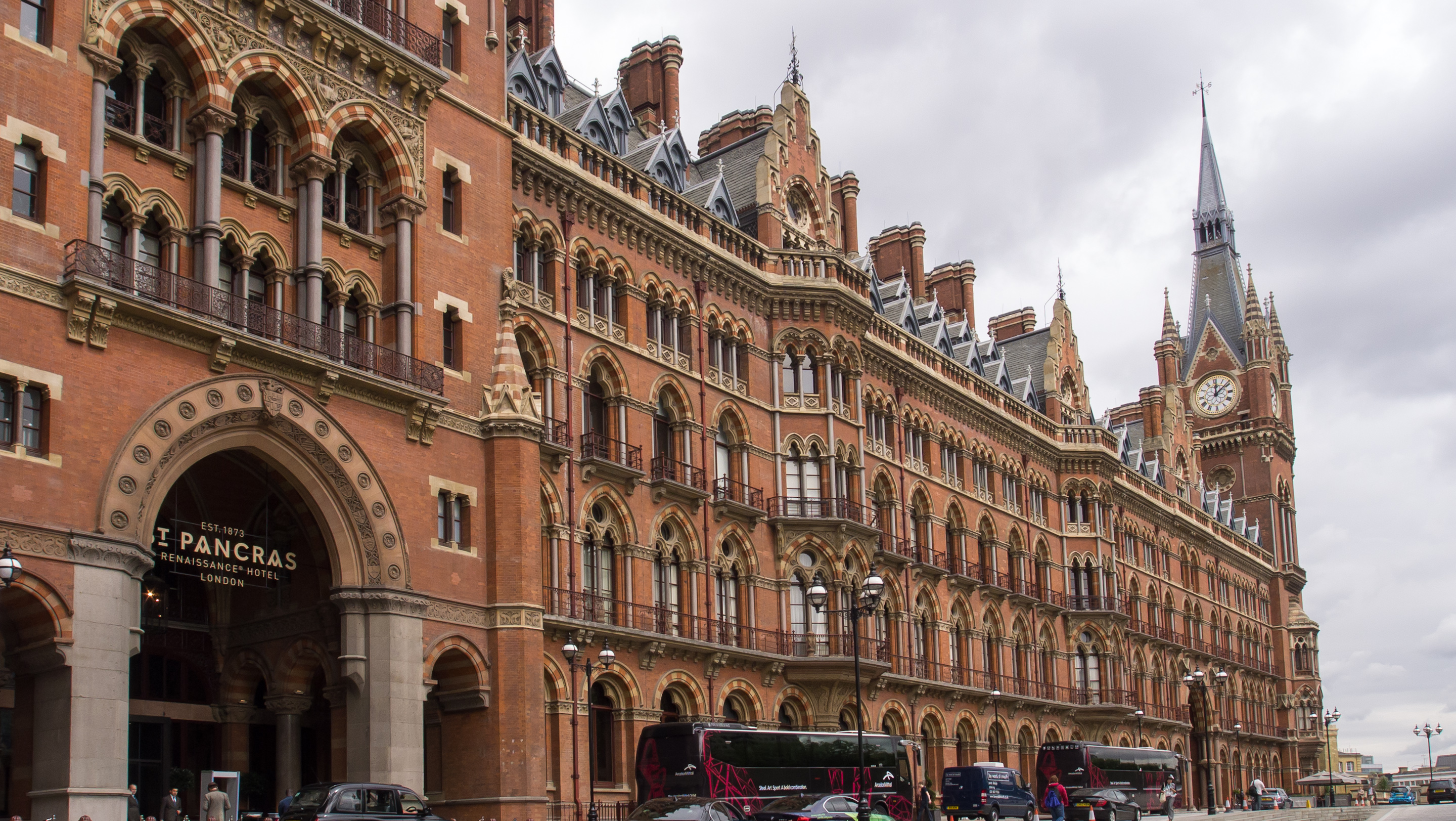
Midland Grand Hotel, St Pancras station (1873) George Gilbert Scott, forse il capolinea ferroviario vittoriano più grandioso di Londra.
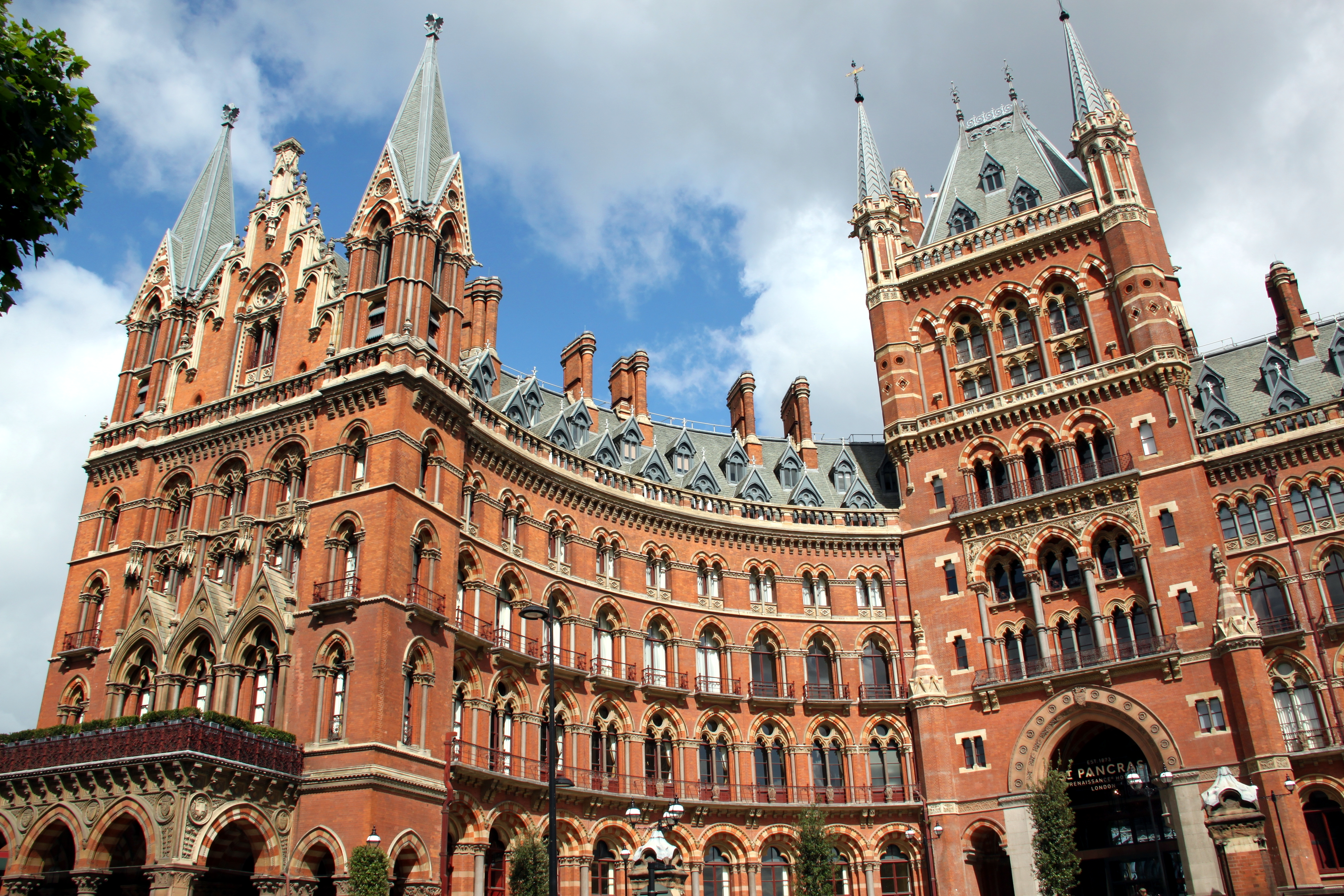
Midland Grand Hotel
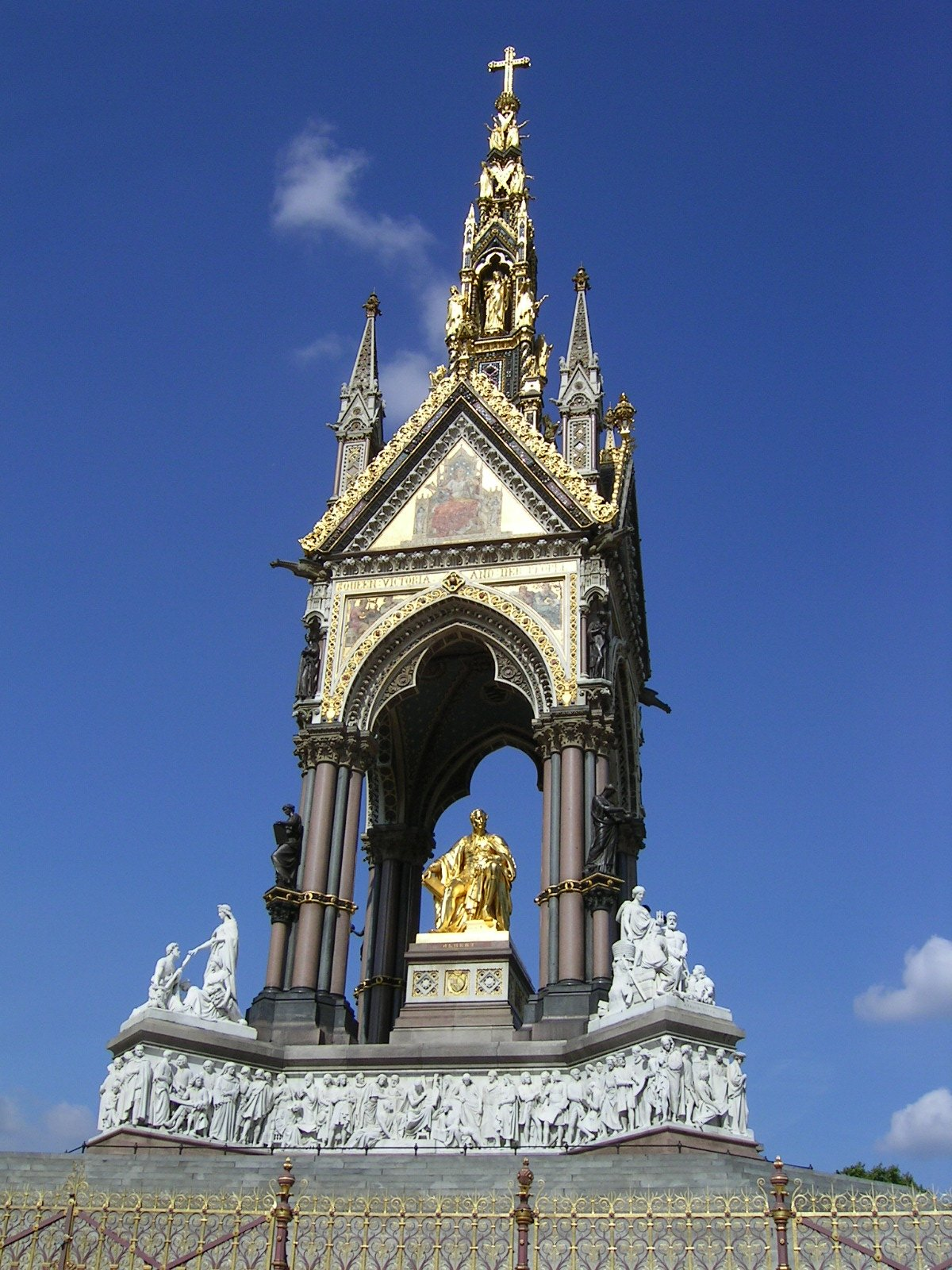
Albert Memorial (1875) George Gilbert Scott, uno stravagante esempio di alto gotico vittoriano.
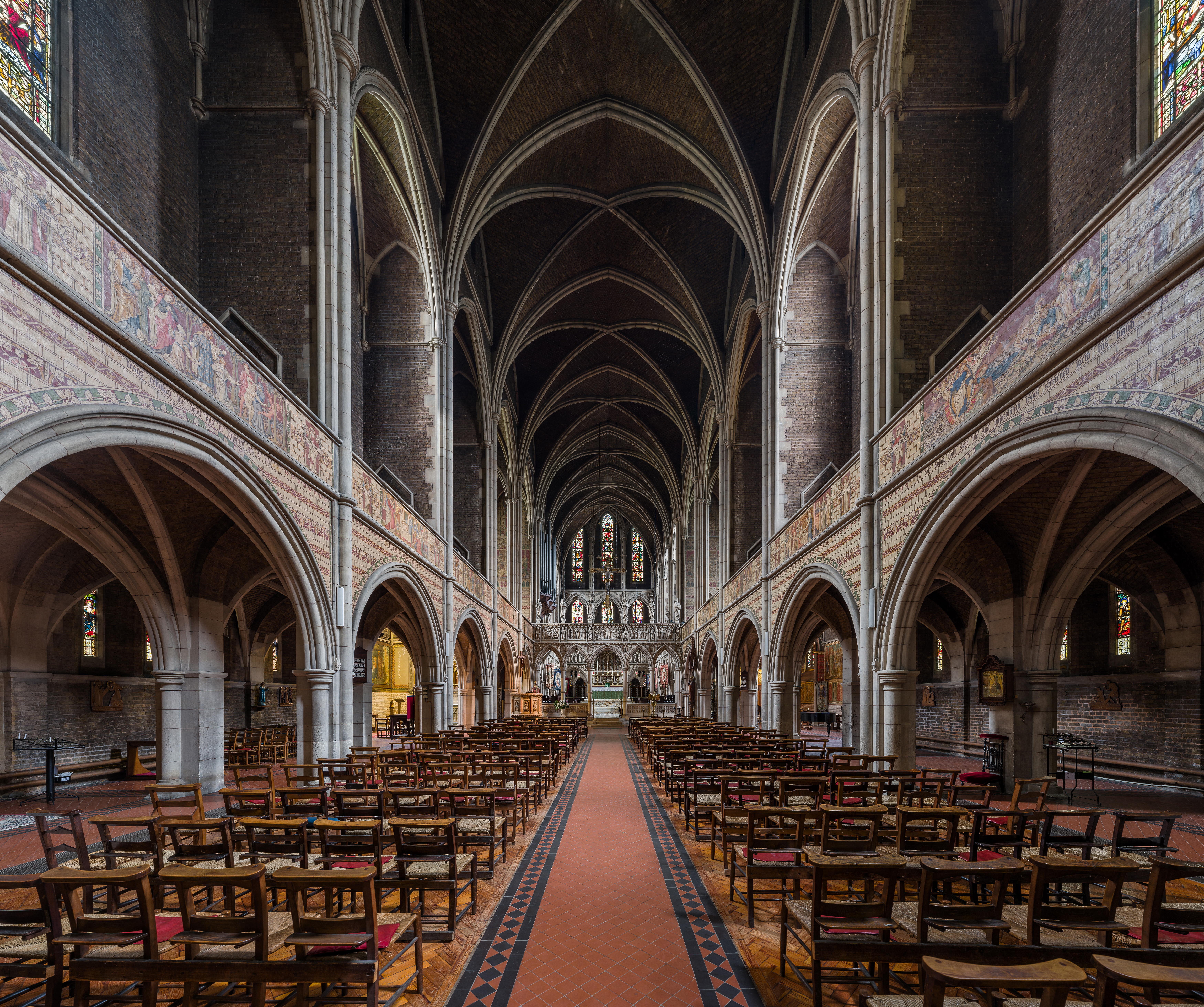
St Augustine's, Kilburn (1880) John Loughborough Pearson. Spesso chiamata "la cattedrale di Londra", è una delle chiese neogotiche più belle e grandi di Londra.
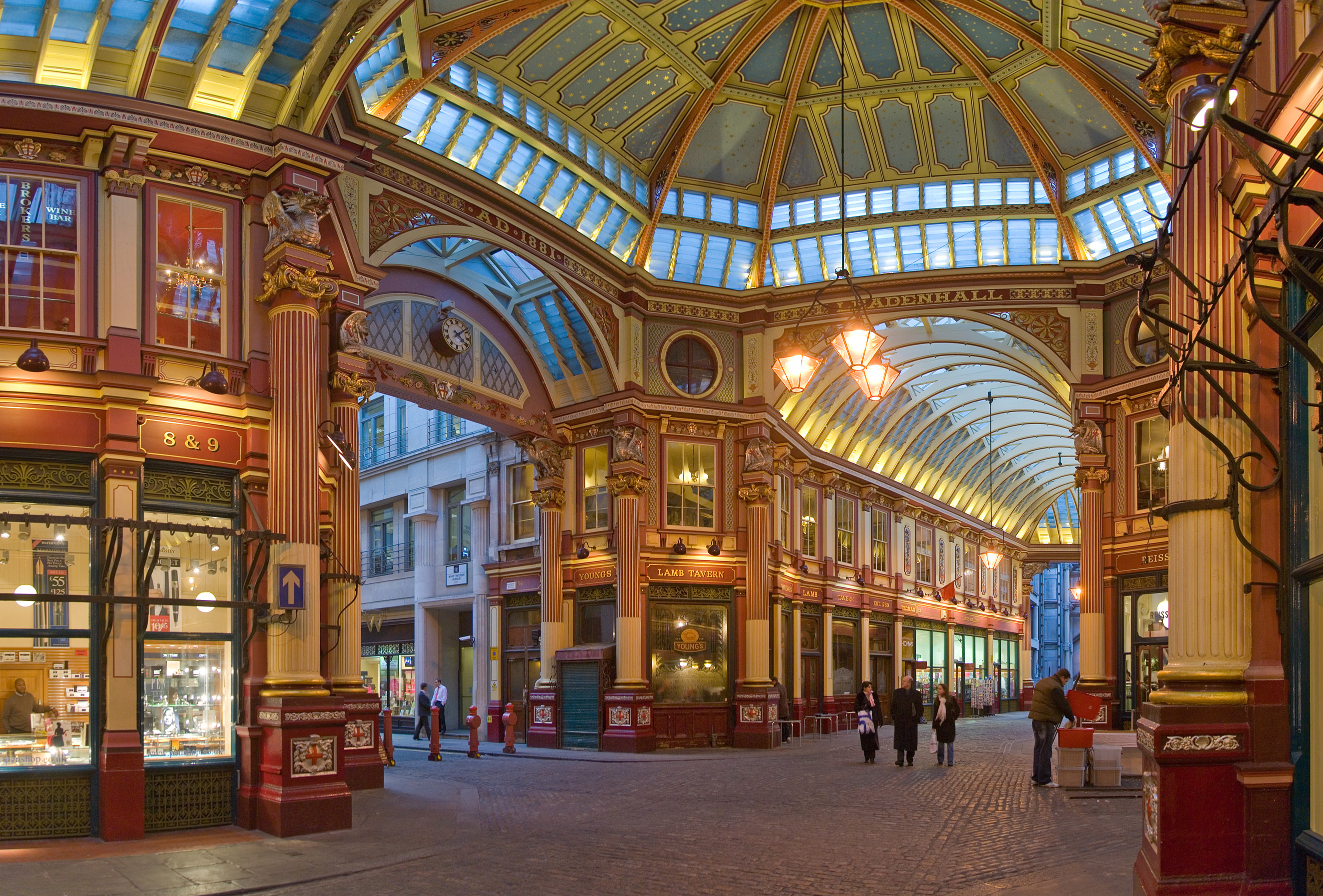
Leadenhall Market (1881) Horace Jones
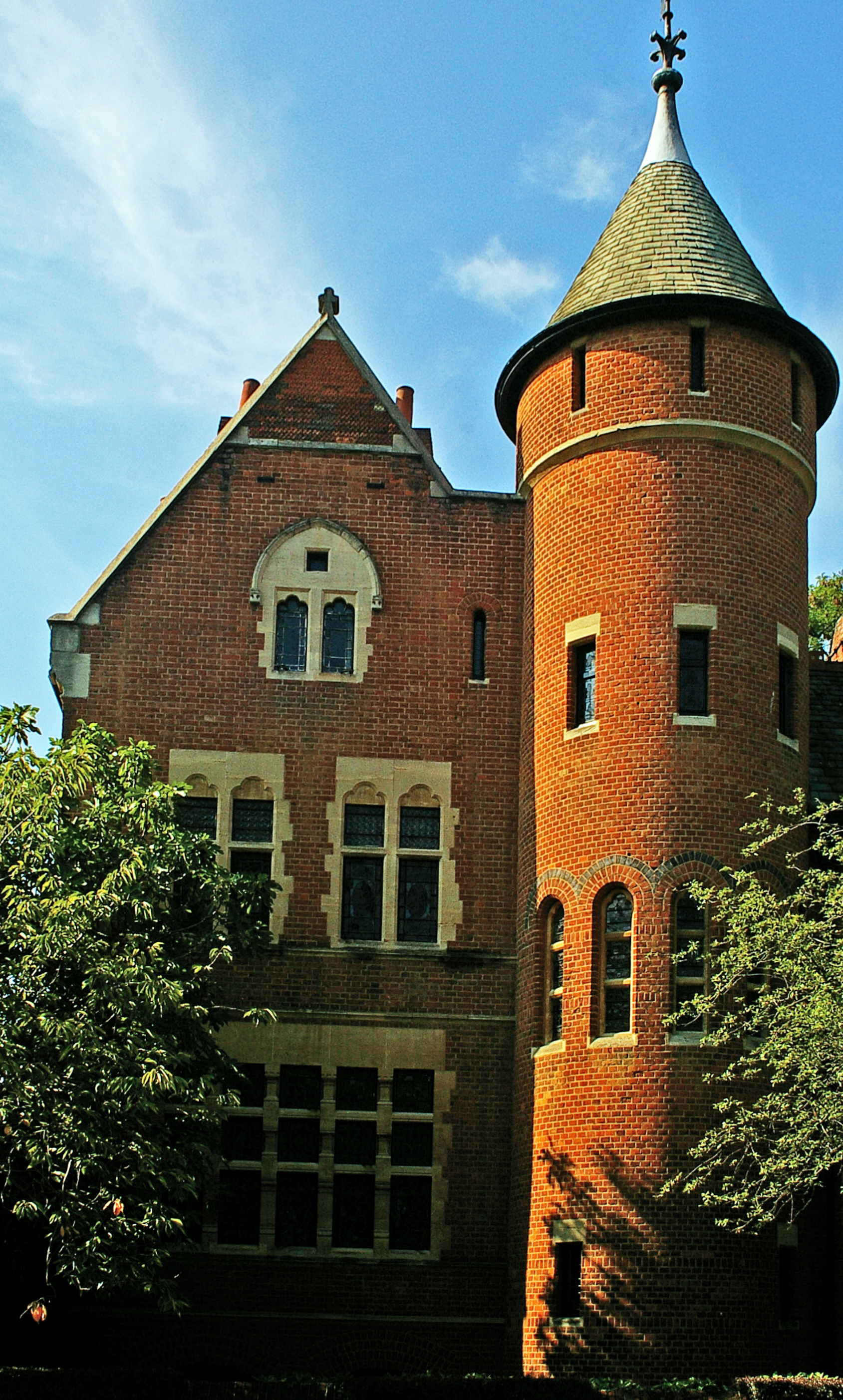
The Tower House (1881)
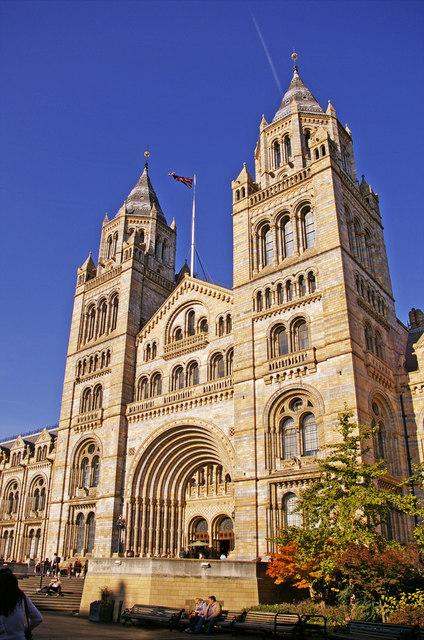
La facciata in terracotta del neoromanico Museo di storia naturale (1881) Alfred Waterhouse,
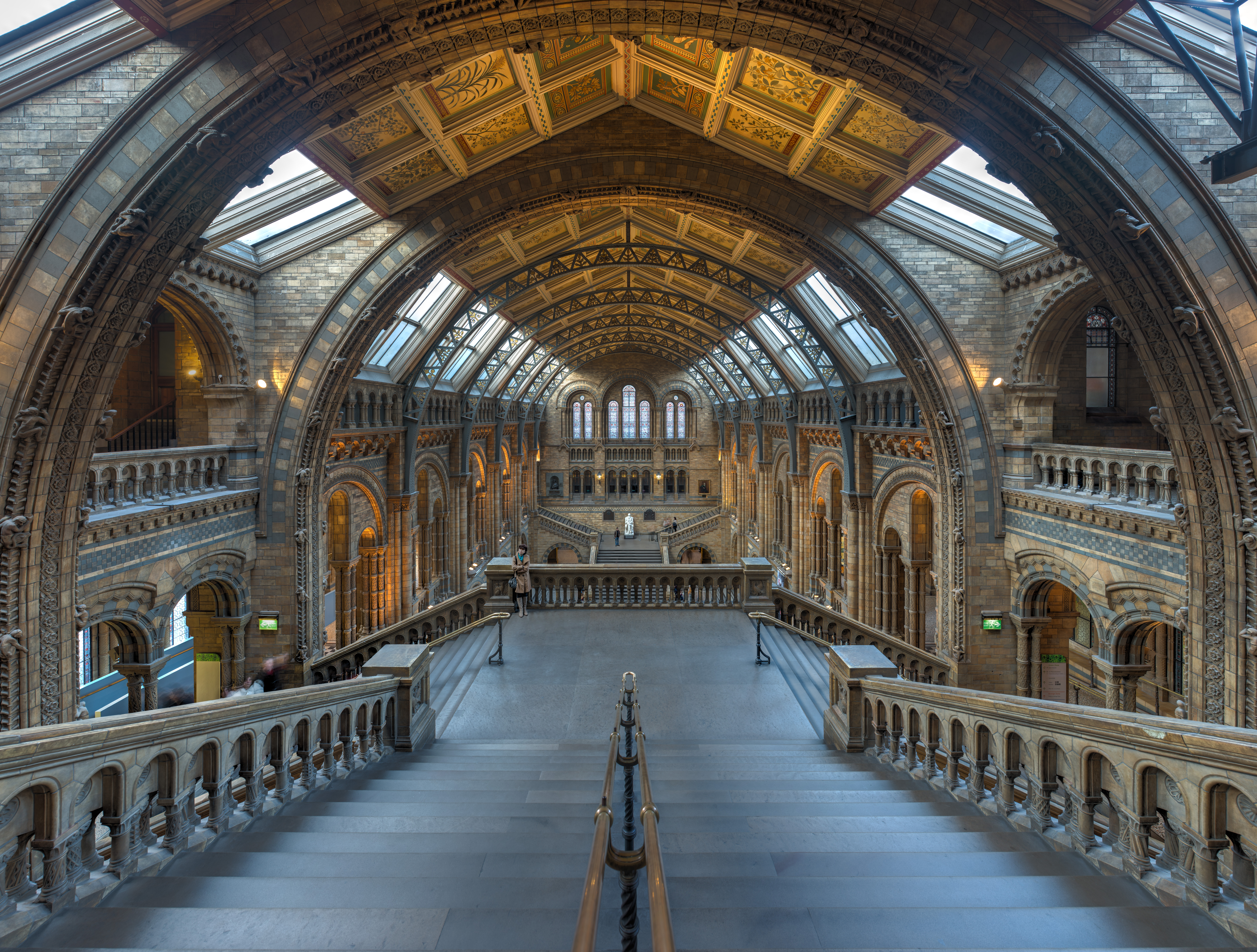
Museo di storia naturale (1881)
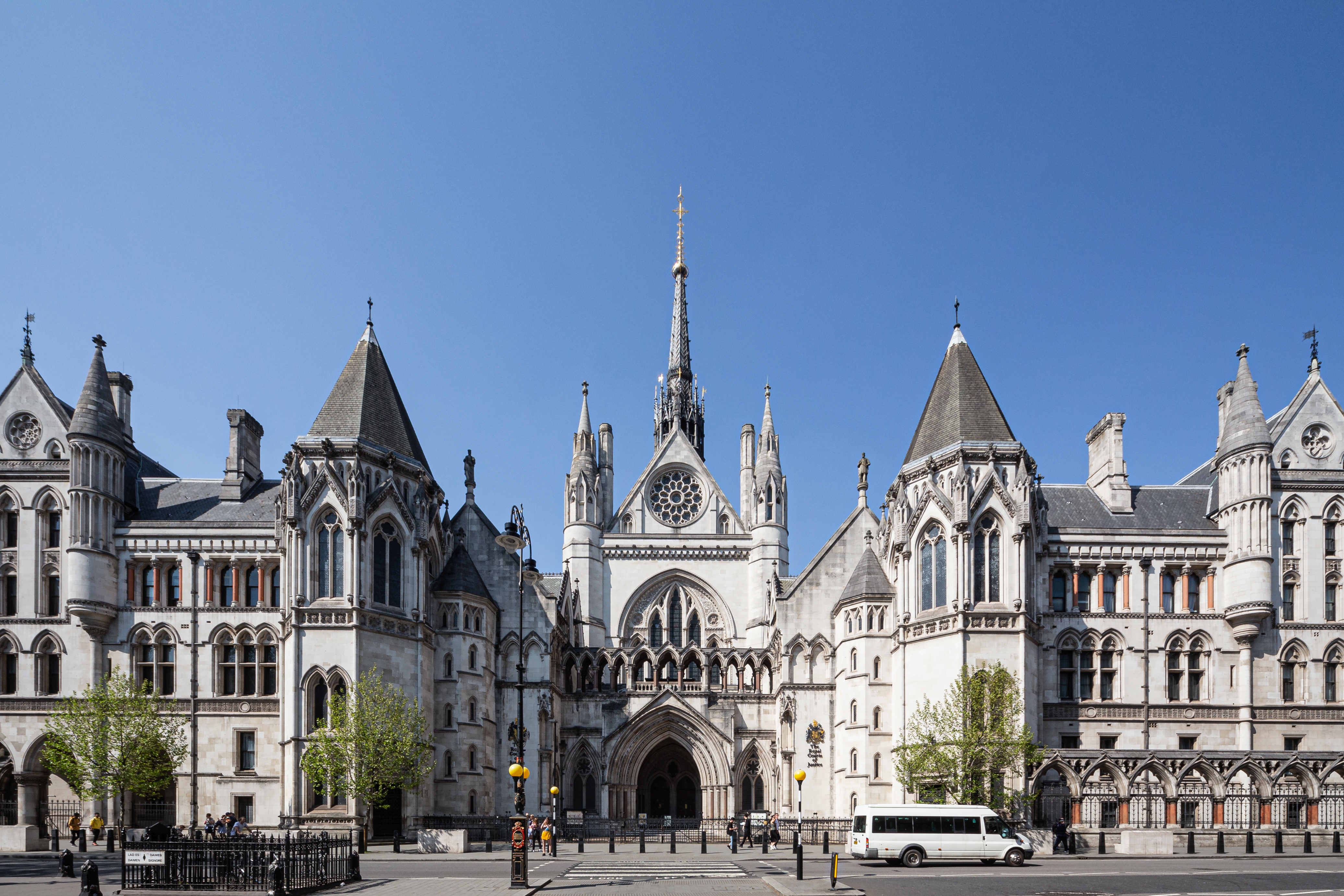
Royal Courts of Justice (1882) George Edmund Street, una delle ultime grandi fioriture dell'alto gotico vittoriano.
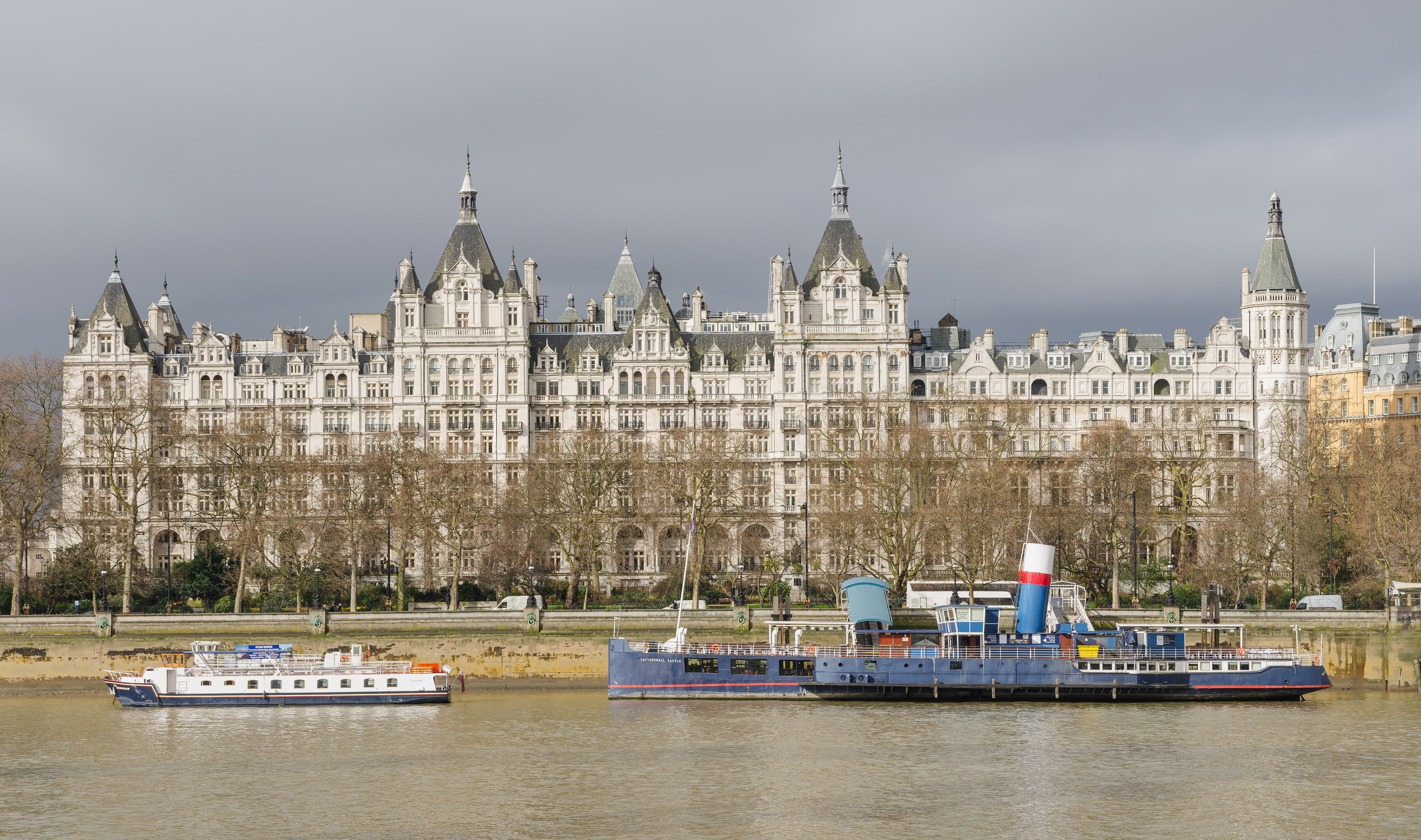
Whitehall Court (1884) Thomas Archer e Alfred Waterhouse; rinascimento francese.
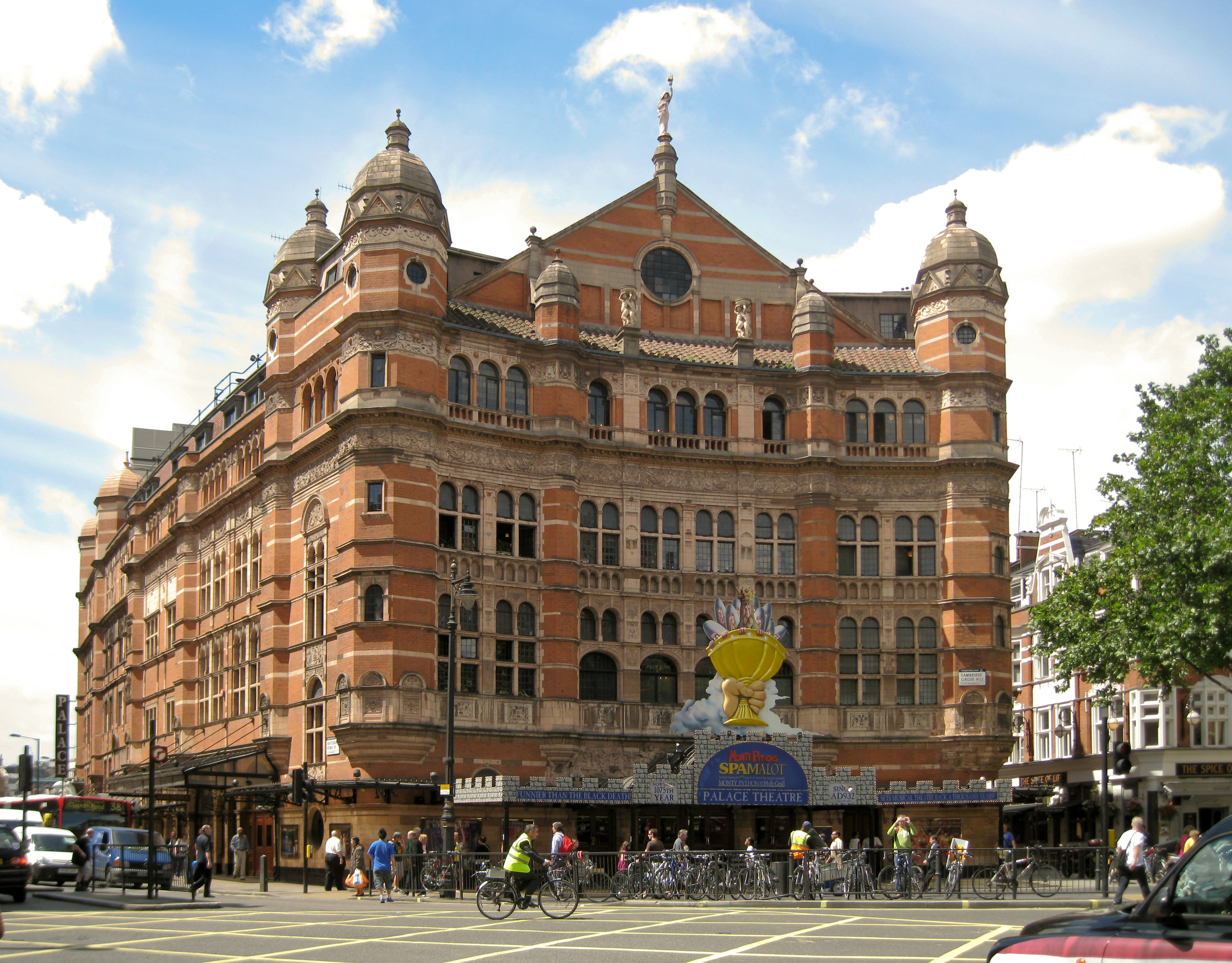
Palace Theatre (1890) Thomas Collcutt, uno dei più grandi teatri di Londra.
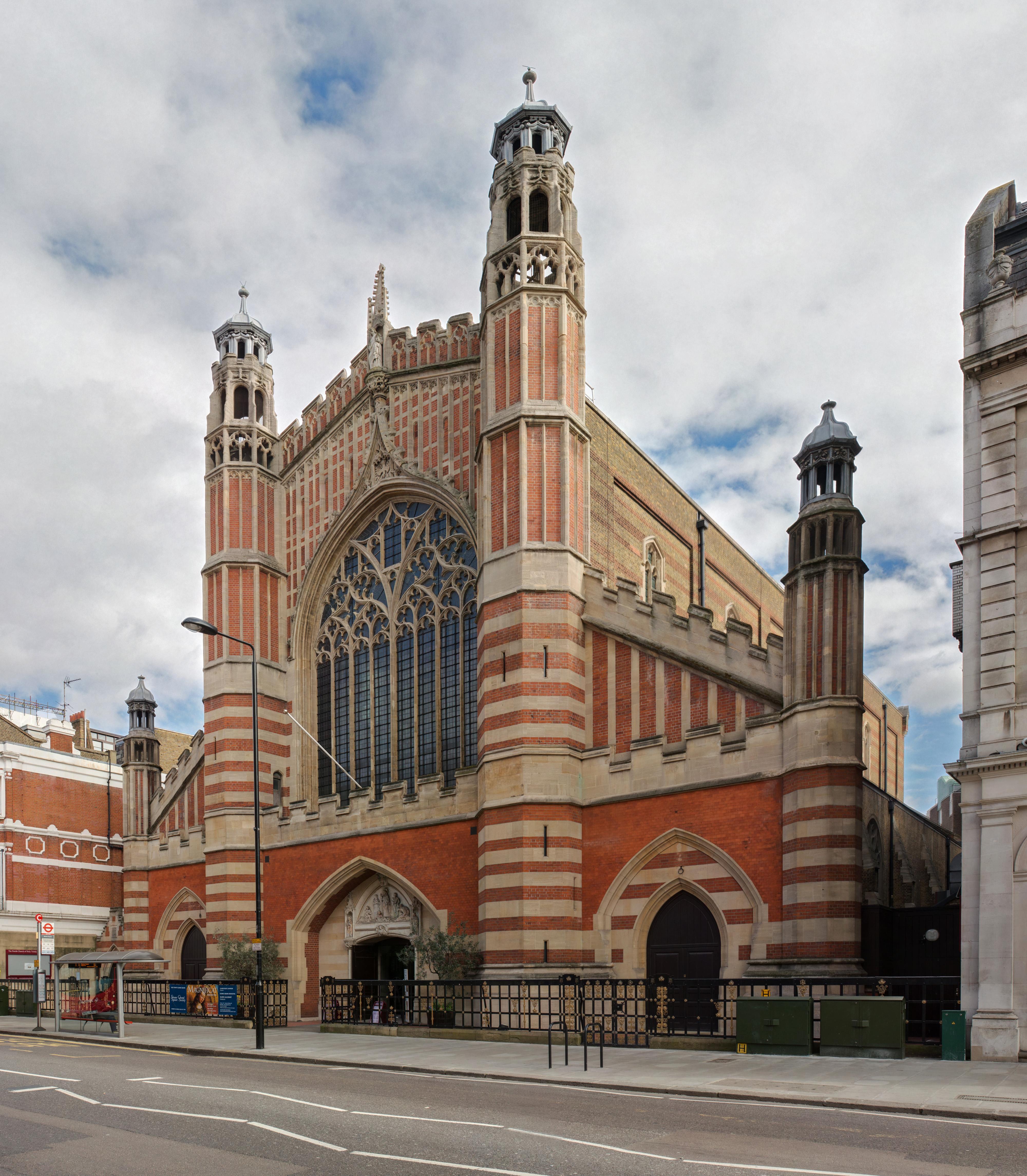
Holy Trinity, Sloane Street (1890) John Dando Snedding, una chiesa influenzata dal movimento Arts and Crafts.
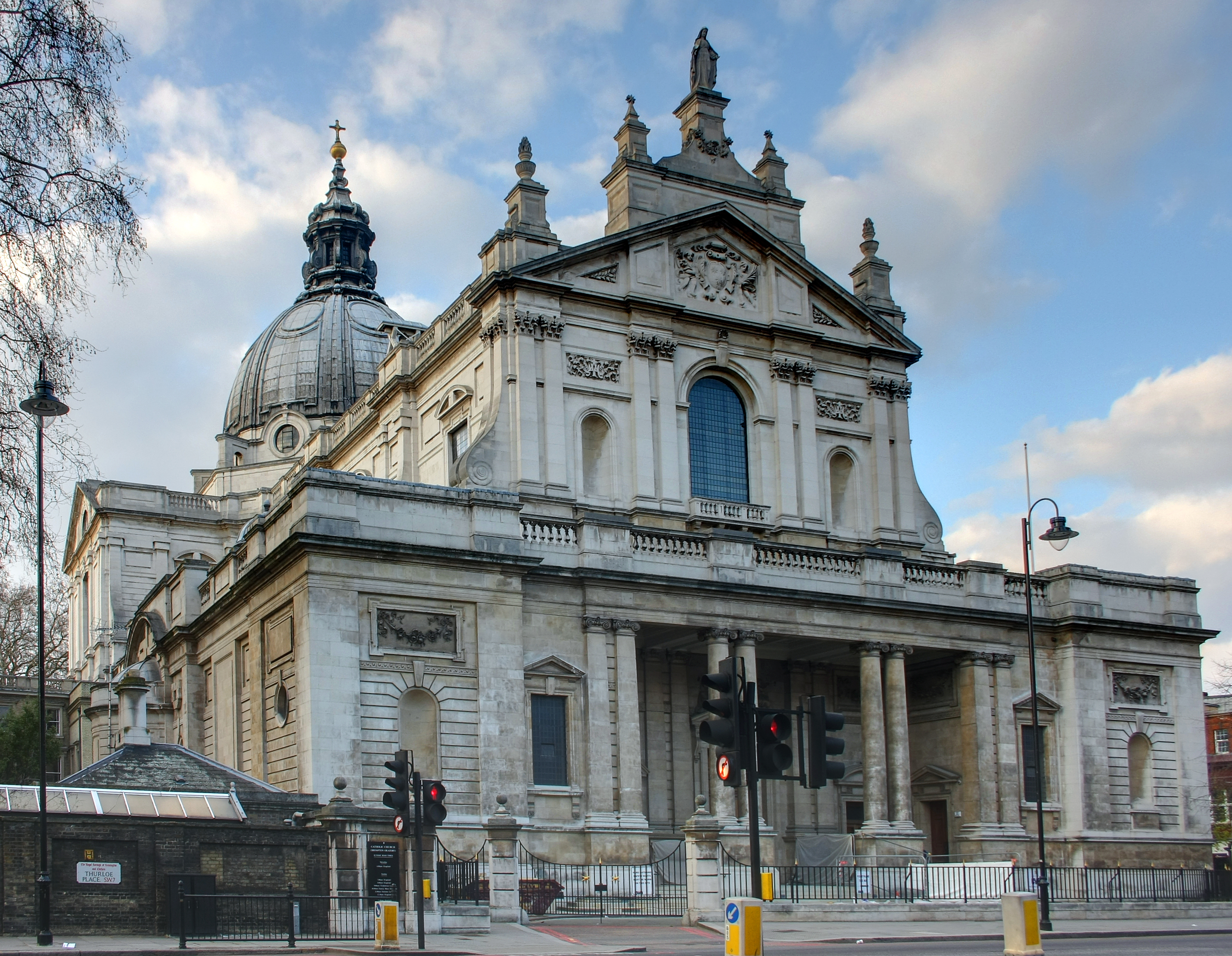
Brompton Oratory (1893) Herbert Gribble, un fedele riferimento al barocco italiano del XVII e XVIII secolo.
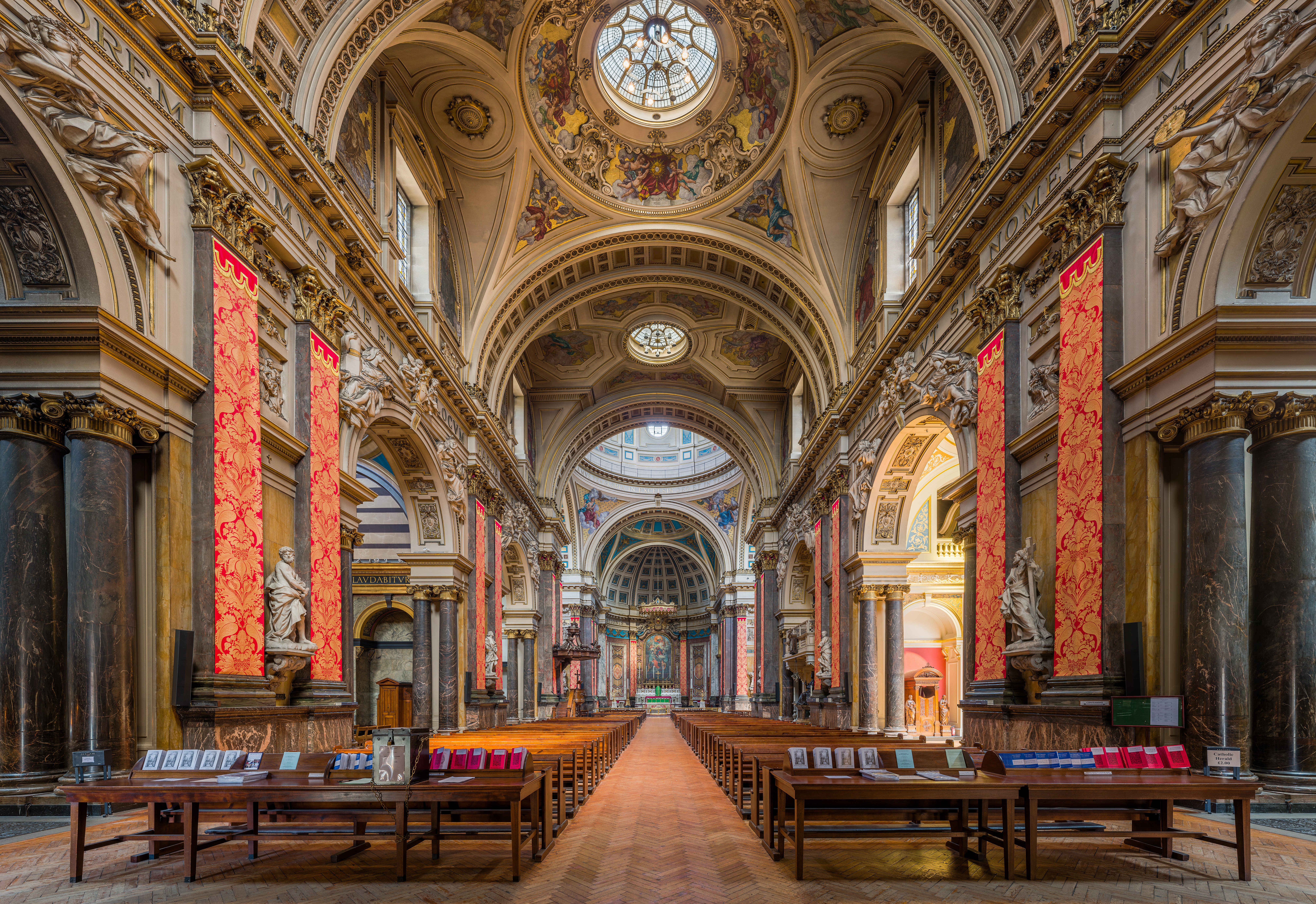
Brompton Oratory (1893)
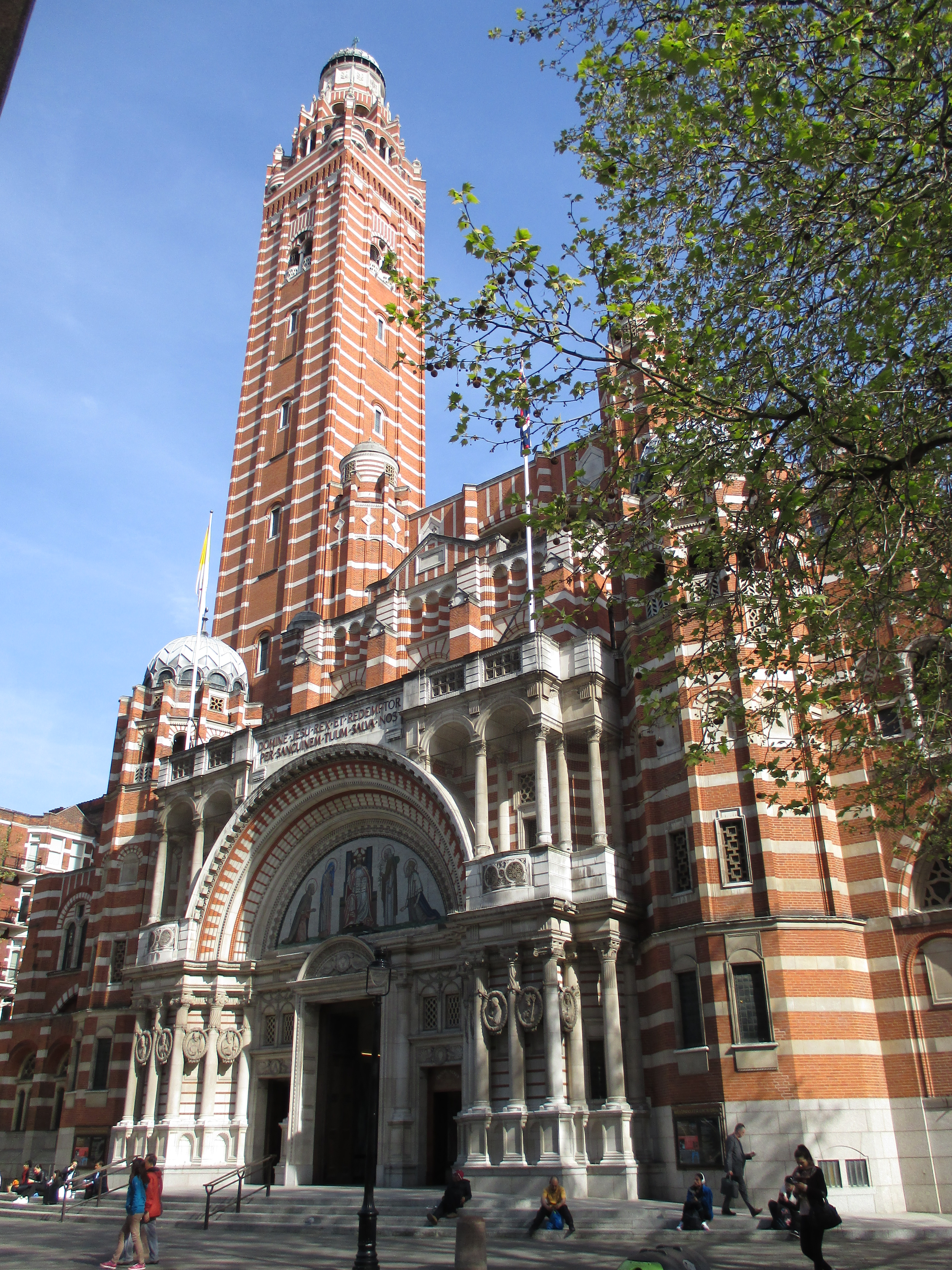
Cattedrale di Westminster (1895-1903) John Francis Bentley, un bell'esempio di architettura neobizantina. Il suo interno è notevole per i numerosi e raffinati mosaici.
Tower Bridge (1894) Horace Jones, forse il più famoso ponte di Londra. Il ponte levatoio era originariamente azionato da un motore a vapore.
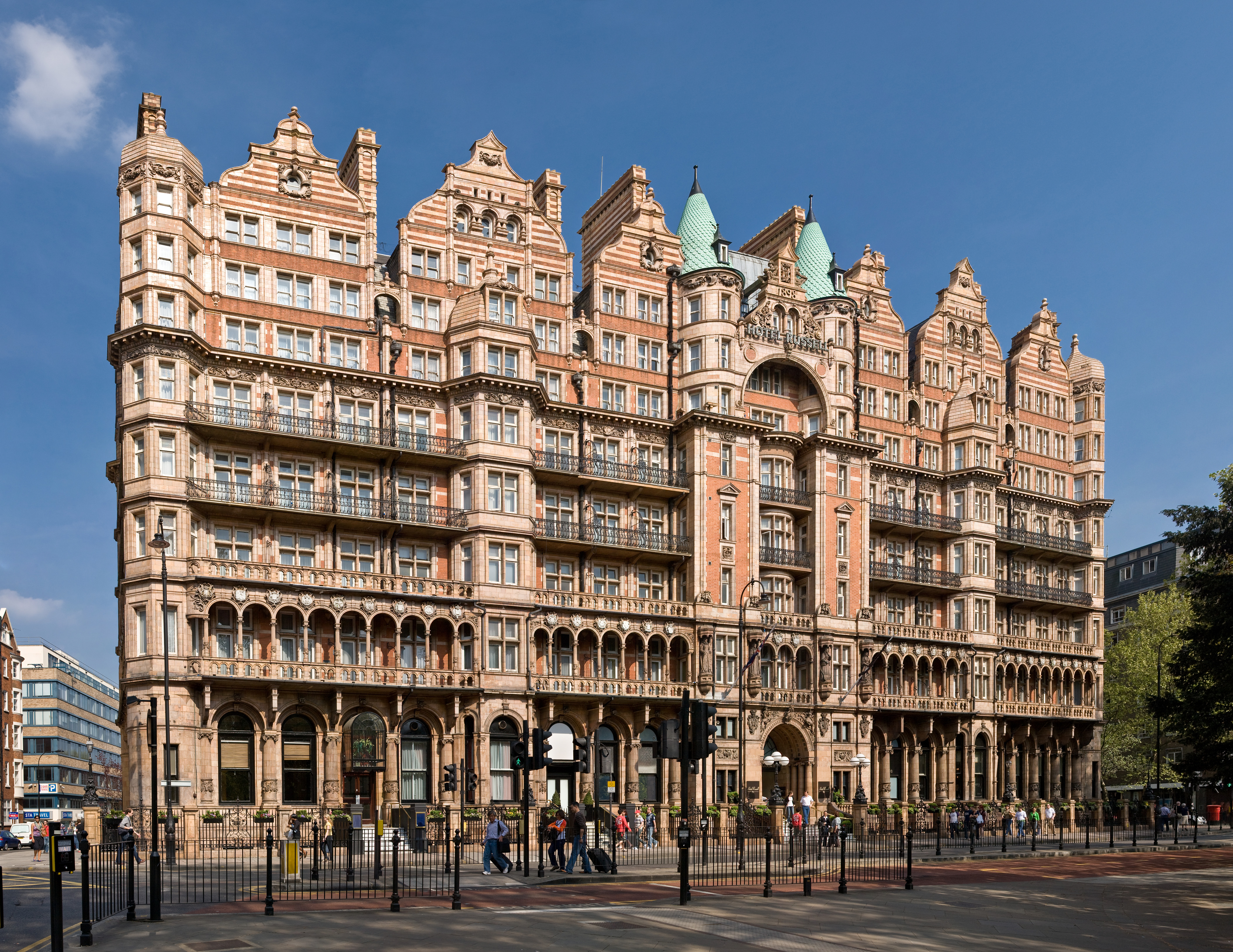
Kimpton Fitzroy London Hotel (1900) Charles Fitzroy Doll, un grand hotel in 'free-style rinascimentale' che fa un uso significativo della terracotta.
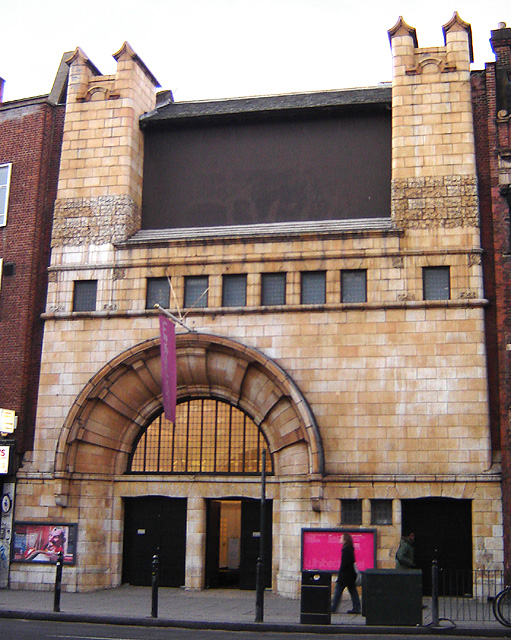
Whitechapel Gallery (1900) Charles Harrison Townsend, un raro esempio degli stili Arts and Crafts e Art Nouveau a Londra.
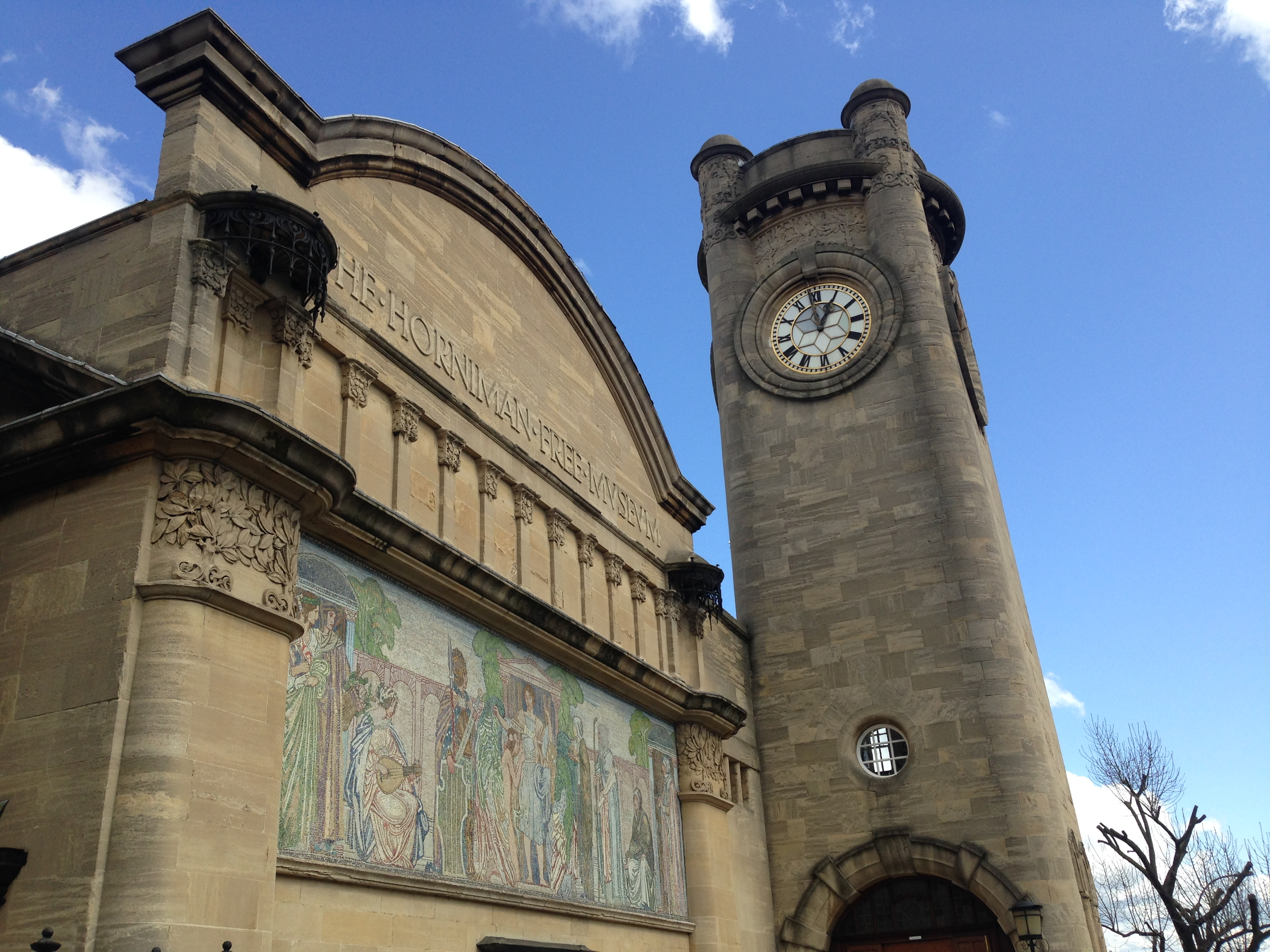
Horniman Museum (1900) Charles Harrison Townsend, un altro esempio idiosincratico dello stile Arts and Crafts.

## Architettura edoardiana (1901–1914)

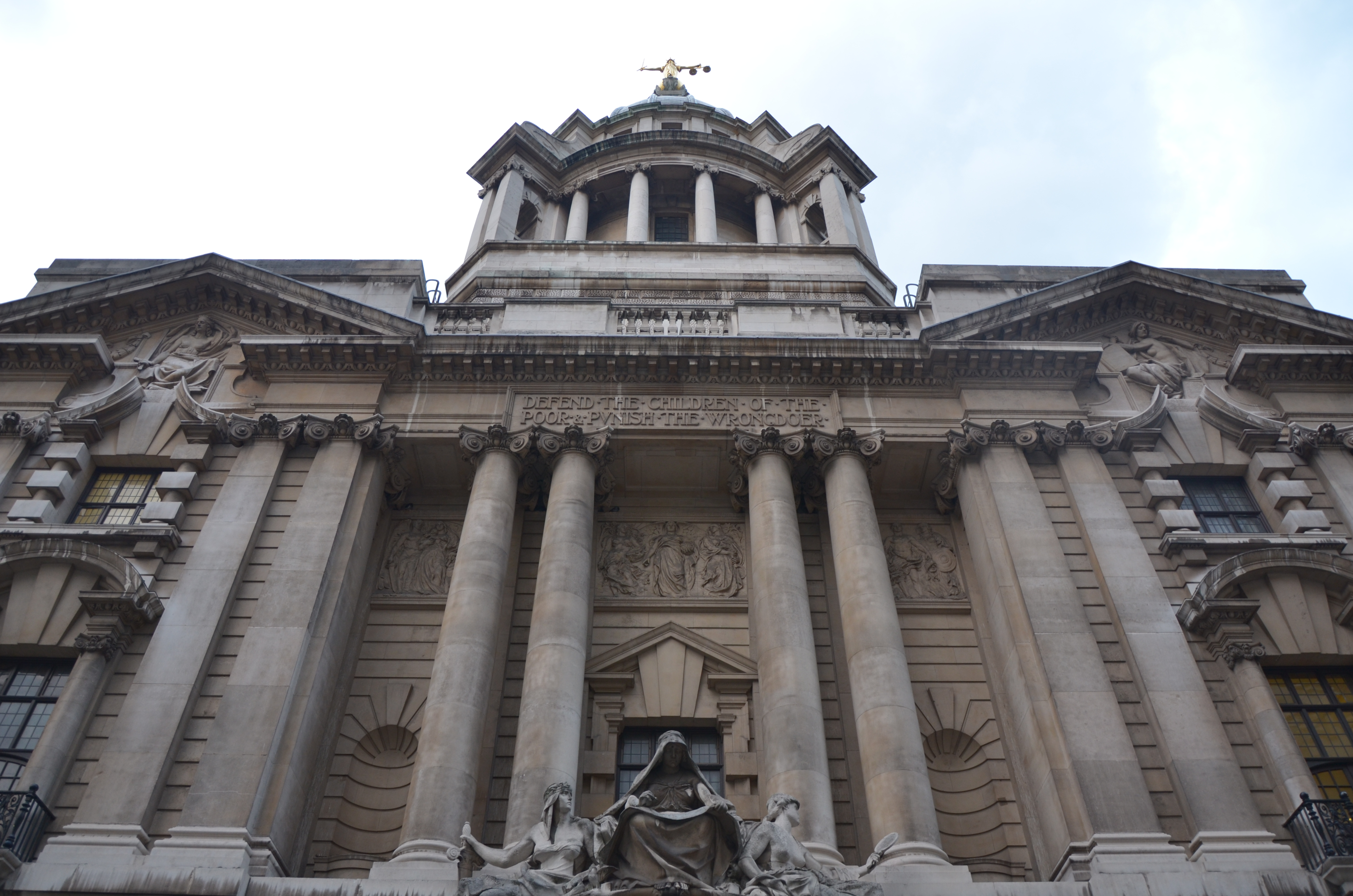
The Old Bailey (1902) è un notevole esempio del revival barocco edoardiano che fu fortemente influenzato da Christopher Wren.

L'alba del XX secolo e la morte della regina Vittoria (1901) videro un cambiamento nel gusto architettonico e una reazione contro il vittorianesimo. La popolarità del neoclassicismo, dormiente durante la seconda metà del XIX secolo, rinacque con i nuovi stili di beaux-arts e del barocco edoardiano, chiamato anche "Grande Maniera" o "Wrenaissance", per l'influenza che le opere di Wren ebbero su questo movimento. L'architettura neoclassica si adattava a una "città imperiale" come Londra perché evocava la grandezza dell'Impero romano ed era di dimensioni monumentali. Gli elementi fondamentali erano rustici lavori in pietra, colonne a fascia di pietra alternata liscia e bugnata, conci esagerati per aperture ad arco, colonne autoportanti o semi lesene impegnate con capitelli in ordine corinzio o ionico e tetti a cupola con cupole angolari di accompagnamento o elaborate. Nell'adottare tali stili, gli architetti britannici evocarono strutture barocche inglesi sacre come la Cattedrale di San Paolo e la Banqueting House di Inigo Jones. Gli edifici comunali, governativi ed ecclesiastici degli anni 1900-1914 adottarono avidamente l'architettura neobarocca per grandi opere di costruzione come l'Old Bailey (1902), la County Hall (iniziata nel 1911), l'edificio del Port of London Authority (iniziato nel 1912), il War Office (1906) e la Methodist Central Hall (1911).
Gli edifici commerciali più impressionanti costruiti durante l'età edoardiana includono il famoso Ritz Hotel su Piccadilly (1906), il Piccadilly Hotel di Richard Norman Shaw (1905), i grandi magazzini Selfridges (1909) e i grandi magazzini Whiteleys (1911). Tutti questi edifici vennero costruiti in variazioni del neoclassicismo: beaux-arts, neobarocco o stile Luigi XVI. Lo studio di Mewès & Davis, soci ex-alunni dell'École des beaux-arts, era specializzato in arte francese del XVIII secolo, in particolare stile Luigi XVI. Ciò è evidente nei loro due progetti più famosi, il Ritz Hotel e Inveresk House, la sede del The Morning Post, ad Aldwych.

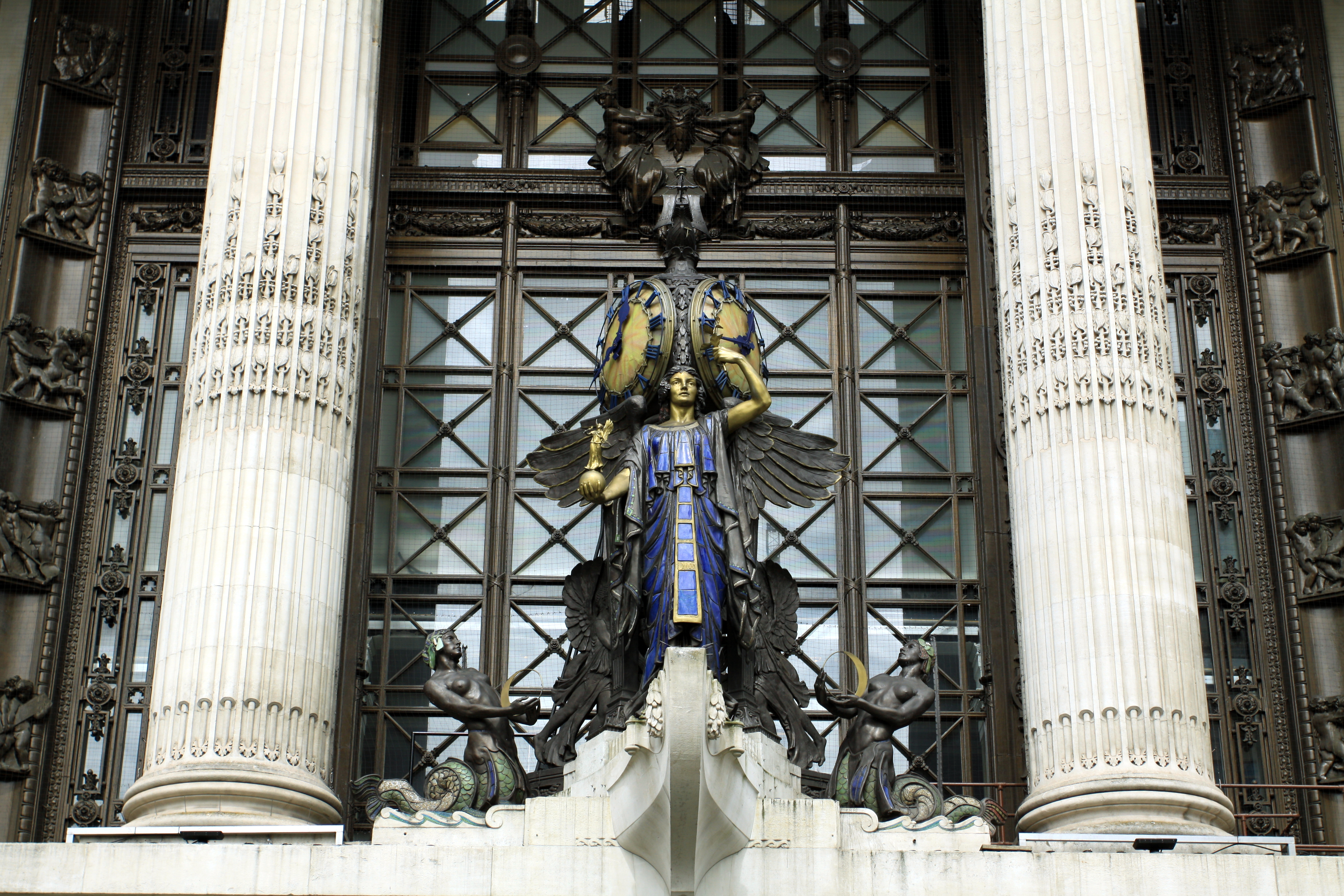
Lo stravagante Selfridges, Oxford Street (1909) un raro esempio di architettura beaux-arts a Londra.

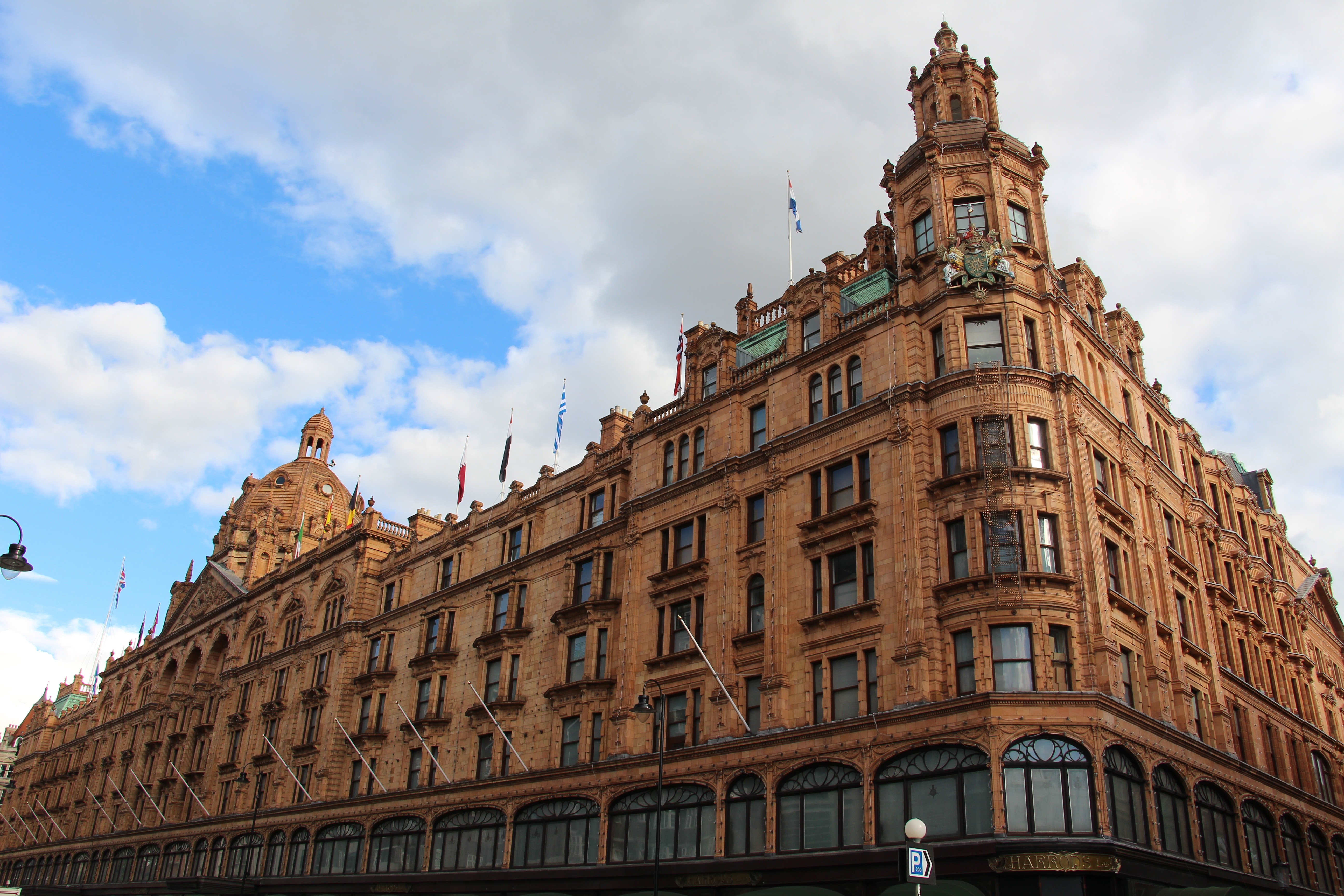
Harrods (1905), un grande magazzino edoardiano con facciata in terracotta.

La popolarità della terracotta per il rivestimento esterno diminuì a favore delle piastrelle di ceramica smaltata note come terracotta architettonica smaltata (spesso chiamata "faience" all'epoca). Esempi eccezionali includono lo Strand Palace Hotel (1909) e il Regent Palace Hotel (1914), entrambi rivestiti con piastrelle color crema 'marmo' prodotte da Burmantofts Pottery, Michelin House (1911) e Debenham House (1907). Le stazioni della metropolitana di Londra costruite durante gli anni edoardiani, in particolare quelle della Piccadilly Line e della Bakerloo Line, utilizzano tutte un rivestimento in piastrelle smaltate progettato da Leslie Green. Le caratteristiche distintive di queste stazioni sono le piastrelle rosse "sangue di bue" smaltate per gli esterni delle stazioni, le biglietterie rivestite di piastrelle bianche e verdi e le piattaforme decorate con temi di colore individuali che variano da una stazione all'altra. Le piastrelle smaltate avevano l'ulteriore vantaggio di essere facili da pulire e impermeabili all'atmosfera inquinata di Londra.
Le due più importanti realizzazioni architettoniche a Londra durante gli anni edoardiani furono la costruzione della Kingsway e la creazione di un enorme percorso processionale che si estendeva da Buckingham Palace alla Cattedrale di San Paolo. Un grande percorso di parata per lo sfarzo di stato, una caratteristica comune delle città europee, venne ritenuto essere tristemente carente a Londra. Per realizzare ciò, venne demolito un gruppo di edifici che si trovavano tra The Mall e Trafalgar Square e sostituito con il grande edificio neobarocco di Admiralty Arch. Questo creò un grande percorso di parata est-ovest che comprendeva Buckingham Palace, Trafalgar Square attraverso l'Admiralty Arch, quindi collegandosi con il recentemente ampliato Strand e poi Fleet Street. Il Victoria Memorial alto 25 metri venne eretto di fronte a Buckingham Palace (inaugurato nel 1911) e circondato da quattro porte cerimoniali dedicate ai territori d'oltremare britannici: Canada Gate, Australia Gate, South e West Africa Gate. Nel 1913 la pietra di Caen sulla facciata di Buckingham Palace, annerita dall'inquinamento e deteriorata, fu sostituita con un rivestimento più imponente di pietra di Portland.

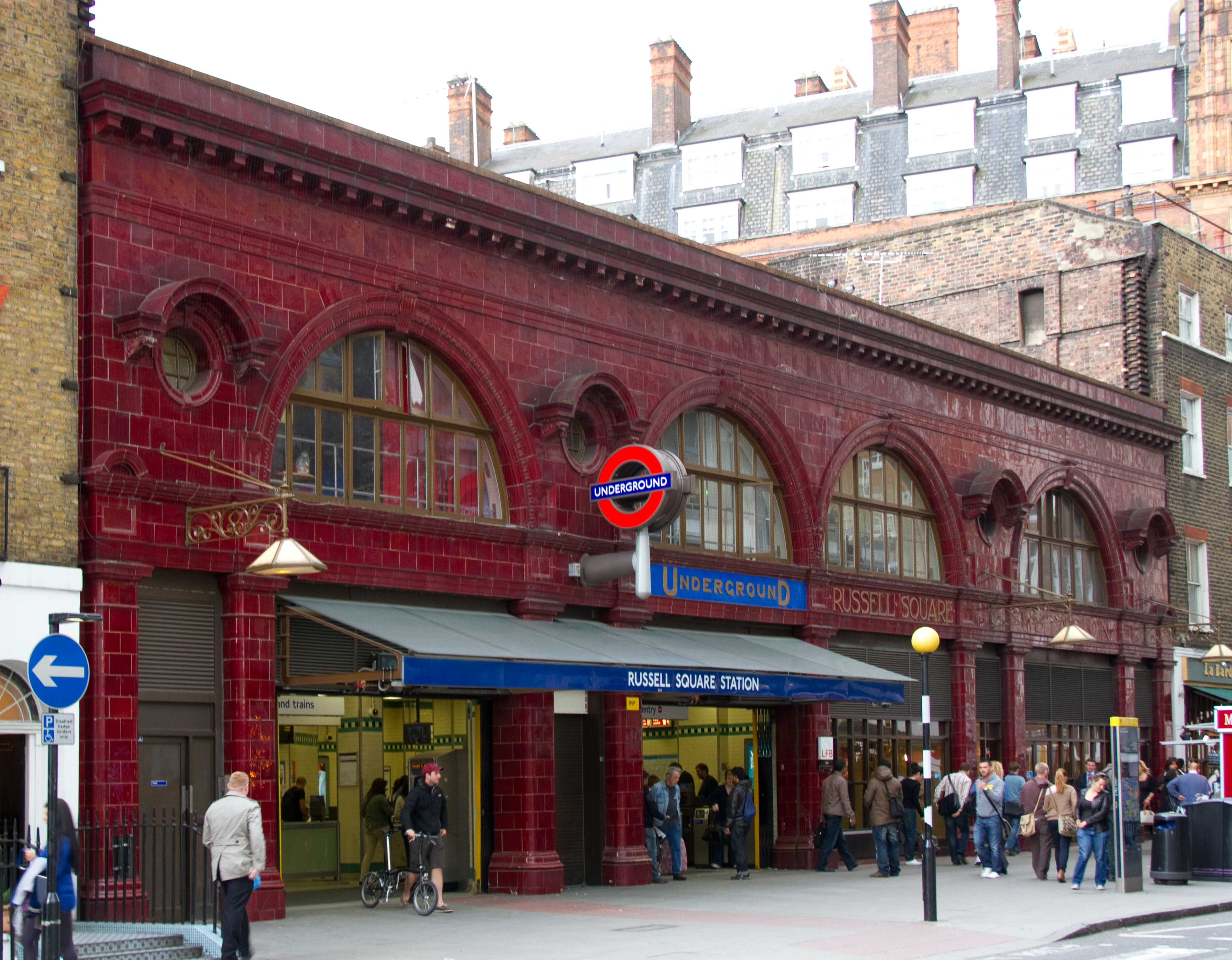
La faccia in ceramica della Stazione di Russell Square (1906) di Leslie Green. Tutte queste stazioni sono ora elencate di II grado.

Kingsway, un viale largo 30 metri con tunnel del tram sotterraneo che si estende da nord a sud dallo Strand a High Holborn, fu il culmine di un sgombero degli slum nel Regno Unito e della rigenerazione urbana, progetto avviato dallo Strand Improvement Bill del 1899. Ciò comportò lo sgombero di un famigerato slum di Holborn noto come Clare Market, tra Covent Garden e Lincoln's Inn Fields. La demolizione distrusse edifici risalenti all'età elisabettiana, alcuni dei pochi sopravvissuti al Grande incendio di Londra. Al suo posto furono costruite Kingsway e Aldwych, quest'ultima una strada a forma di mezzaluna che collegava lo Strand a Kingsway. Il lato nord dello Strand venne demolito, consentendo l'allargamento della strada e la costruzione di edifici più imponenti e architettonicamente sani. Lungo questi nuovi grandi viali c'erano nuovi, grandiosi teatri, hotel e missioni diplomatiche in imponenti design neoclassici, rivestiti in pietra di Portland. Questi nuovi edifici includevano la sede dei più importanti possedimenti imperiali della Gran Bretagna: India House, High Commission of Australia e South Africa House costruita negli anni 1930 di fronte a Trafalgar Square. C'erano progetti per demolire due chiese lungo lo Strand, St Mary le Strand e St Clement Danes, quest'ultima progettata da Sir Christopher Wren, perché sporgevano nella strada e causavano congestione del traffico. Dopo le proteste della popolazione lo Strand fu invece allargato per fare il giro di queste chiese, creando delle 'isole' al centro.

### Acciaio
Nel primo decennio del XX secolo, l'uso dell'acciaio per rinforzare i nuovi edifici fece passi da gigante. I moli d'acciaio erano stati usati isolatamente per sostenere il National Liberal Club (1886) e il ricostruito grande magazzino Harrods (1905). L'estensione del 1904–1905 al Savoy Hotel utilizzò strutture in acciaio per l'intera costruzione, seguita da vicino dal Ritz Hotel (1906); quest'ultimo guadagnò la reputazione popolare come il primo edificio a Londra ad essere intelaiato in acciaio. L'abbondanza di cupole nel periodo edoardiano è anche attribuibile alle travi in acciaio, che rendevano le grandi cupole più leggere, più economiche da costruire e molto più facili da progettare.
Selfridges su Oxford Street, modellato sui grandi magazzini in stile statunitense, fu il vero spartiacque, perché le sue dimensioni non avevano precedenti per gli standard britannici e superavano di gran lunga i regolamenti edilizi esistenti. Per ottenere l'approvazione della pianificazione, l'architetto di Selfridge Sven Bylander (l'ingegnere responsabile del Ritz) lavorò a stretto contatto con il London County Council (LCC) per aggiornare i regolamenti tristemente obsoleti sull'uso dell'acciaio, risalenti al 1844. Nel 1907 ottenne l'approvazione per i suoi progetti e nel 1909, quando Selfridges aprì, l'LCC approvò l'LCC (General Powers) Act, noto anche come Steel Act, che forniva linee guida complete per edifici con struttura in acciaio e un processo più snello per ottenere il permesso di costruzione. A questo punto, il rinforzo in acciaio era "di rigore" in qualsiasi edificio pubblico o commerciale di notevoli dimensioni, come si vede nei nuovi edifici che proliferano lungo Aldwych e Kingsway.

Galleria delle architetture edoardiane di Londra
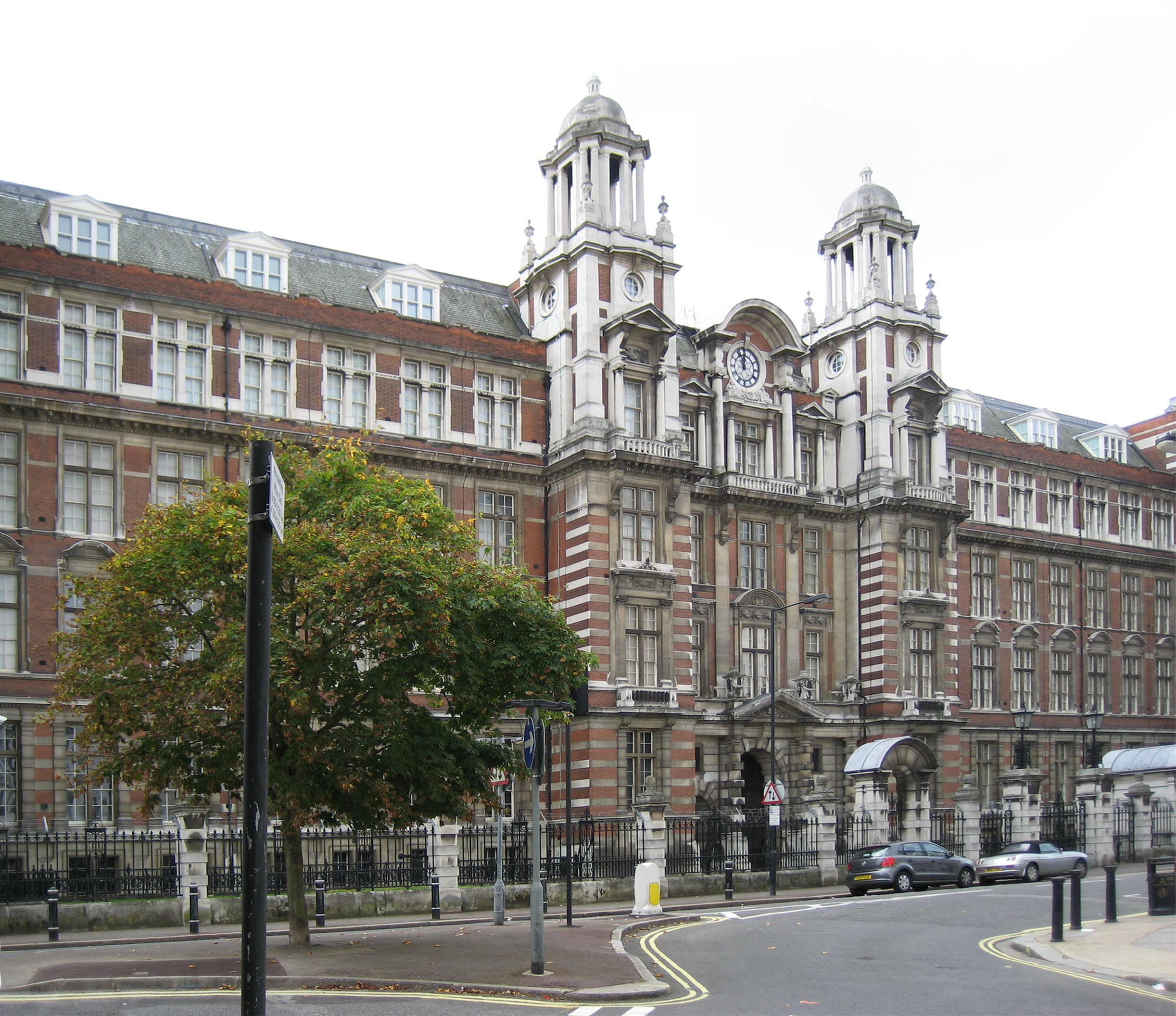
Blythe House di Henry Tanner, con una torre barocca (1899‒1903)
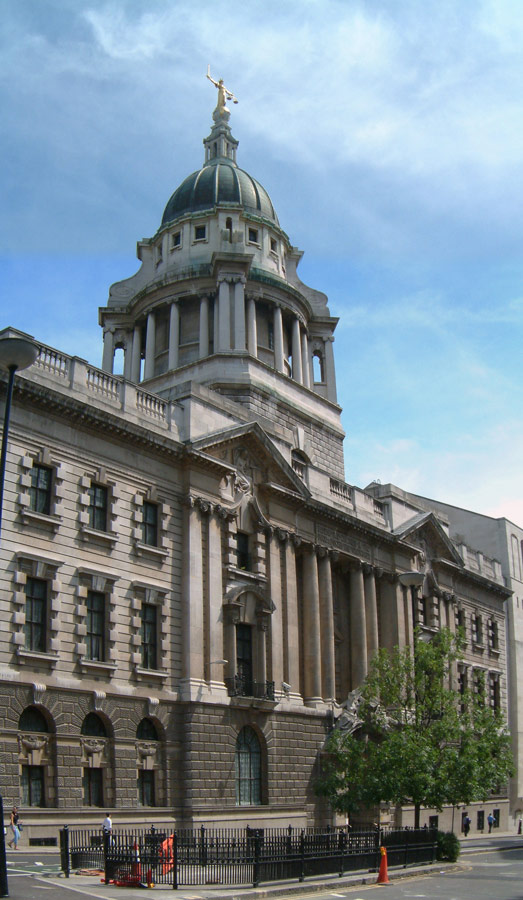
Central Criminal Court (Old Bailey) di Edward William Mountford con la caratteristica facciata e cupola 'Wrenaissance' (1902) prese una forte influenza dalla vicina architettura di Christopher Wren.
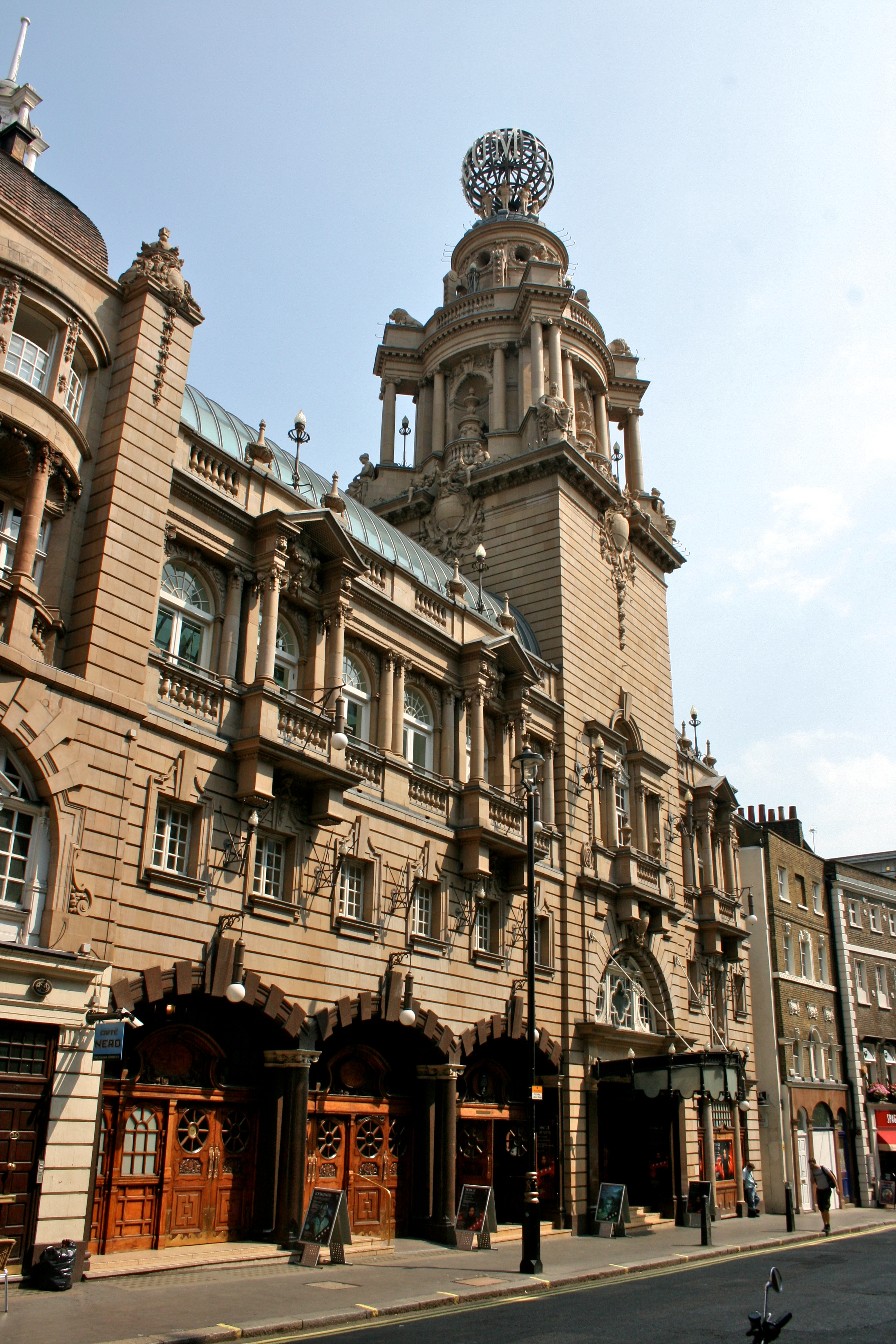
London Coliseum di Frank Matcham (1903‒1904), un esempio eccezionalmente stravagante di architettura barocca edoardiana.
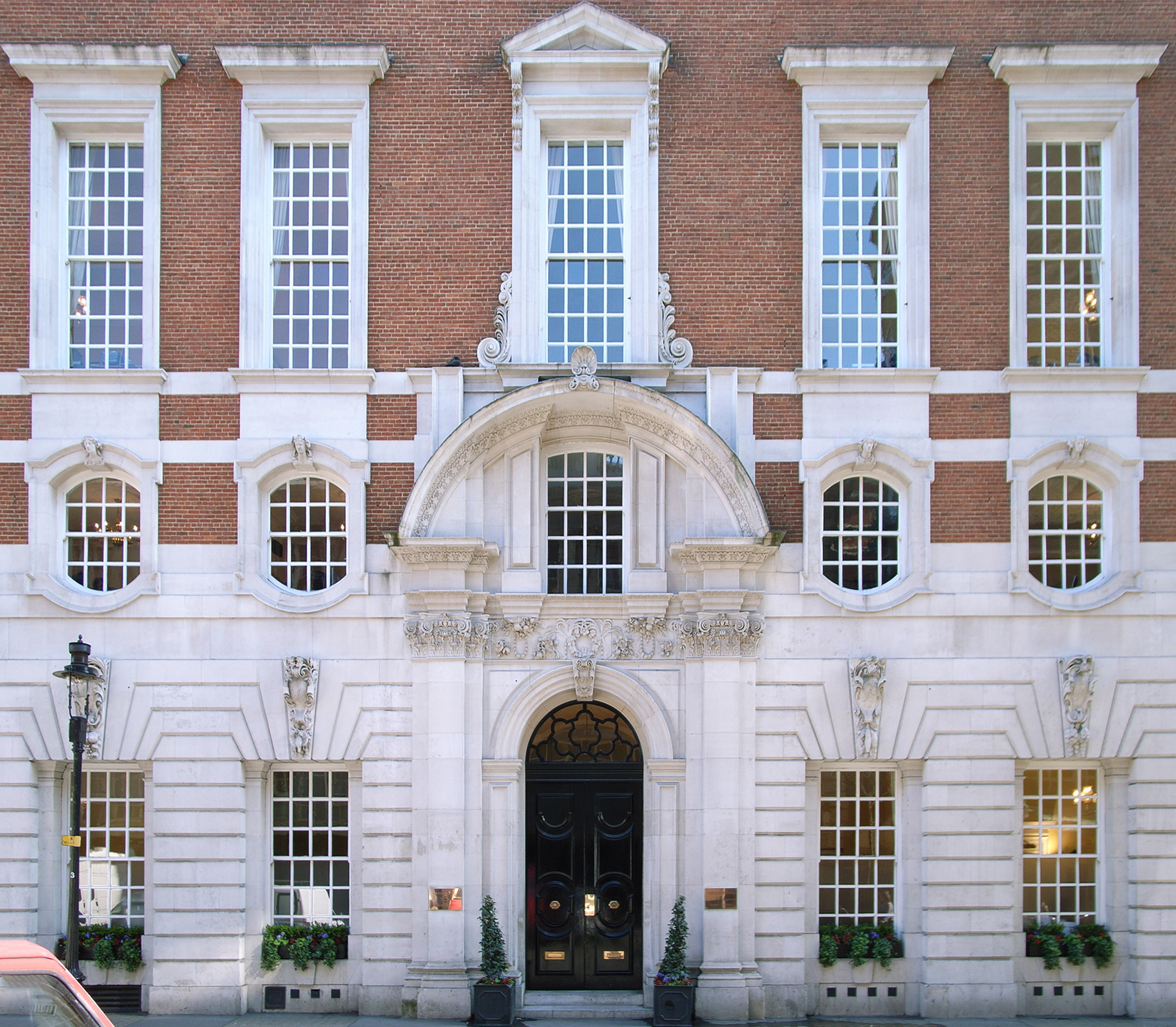
Sir Edwin Lutyens's Country Life Offices, Tavistock Street (1905)
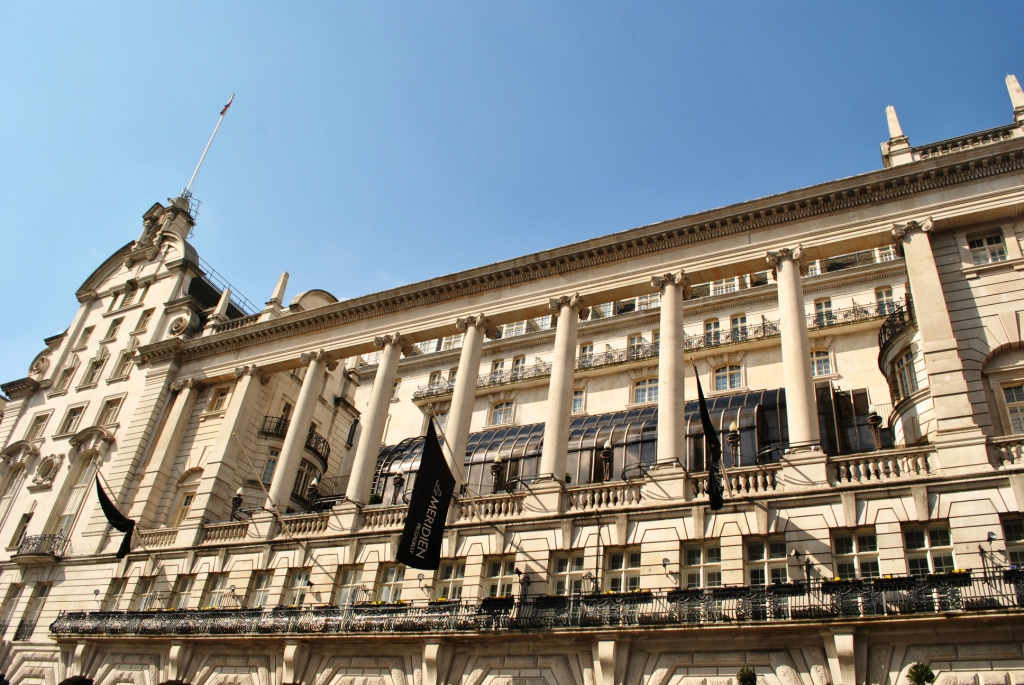
Piccadilly Hotel di Richard Norman Shaw (1905)
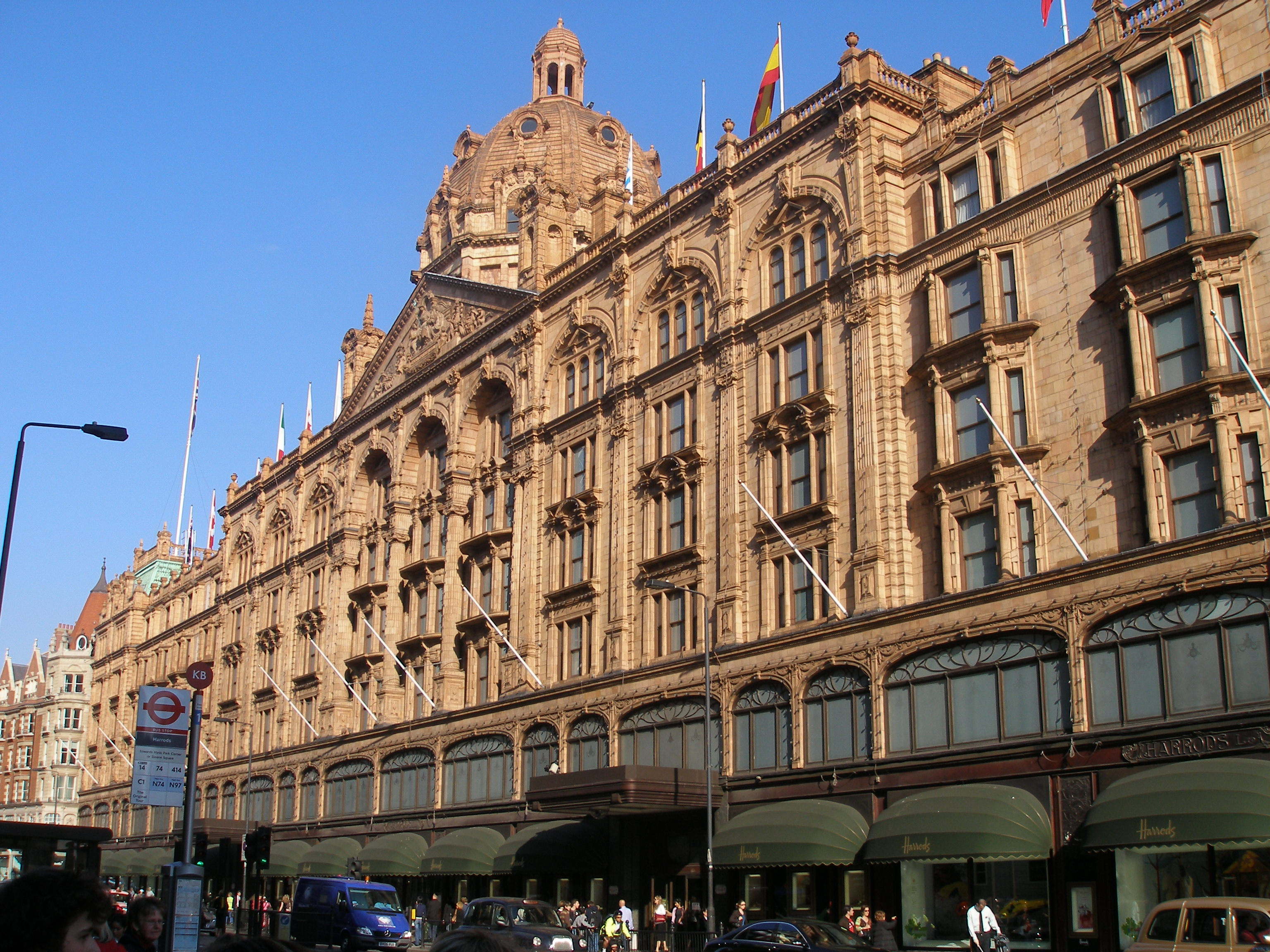
Facciata in terracotta di Harrods (1905)
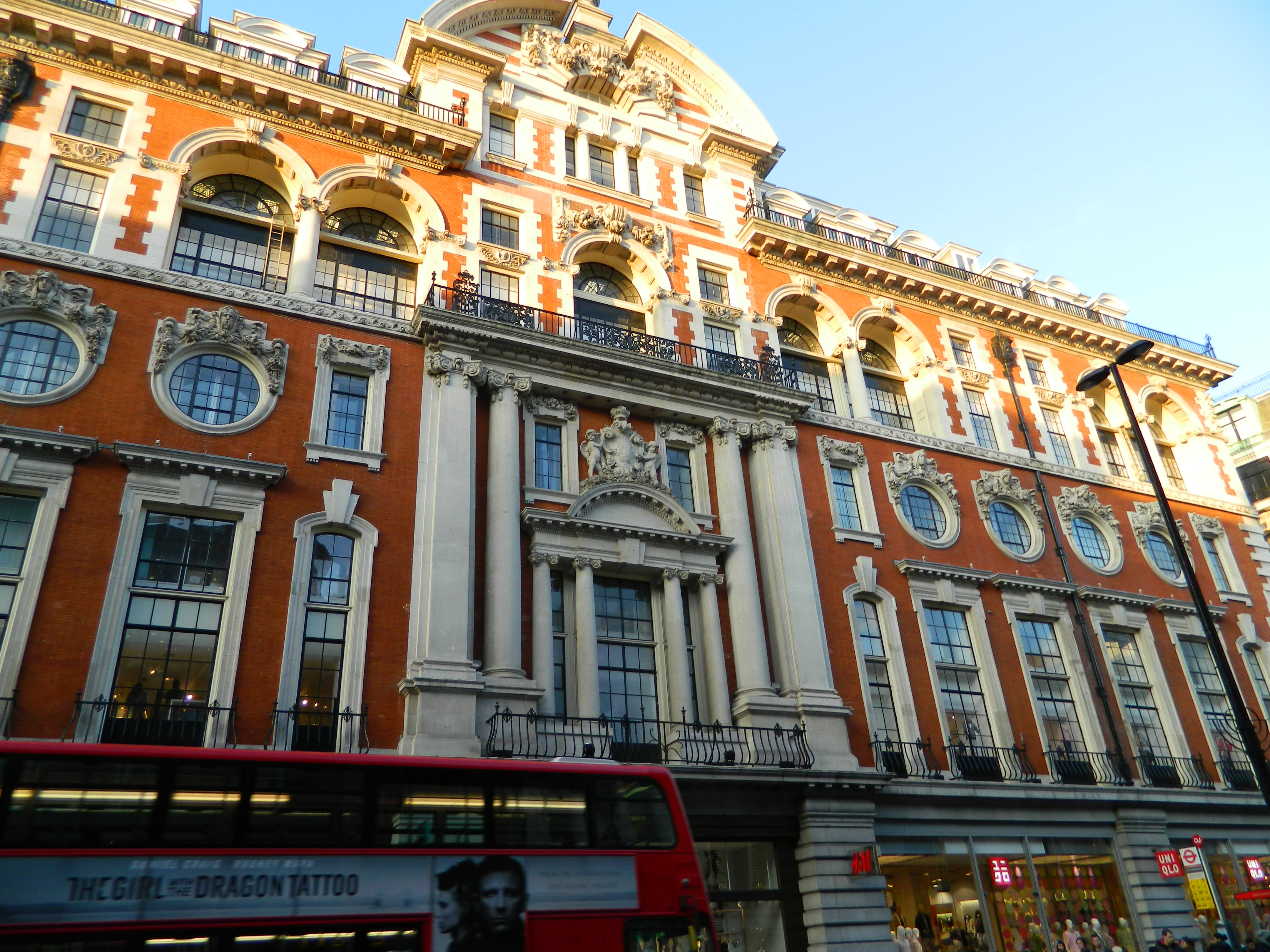
164‒182, Oxford Street Frank Atkinson's work, un ex grande magazzino in stile Wrenaissance (1906)
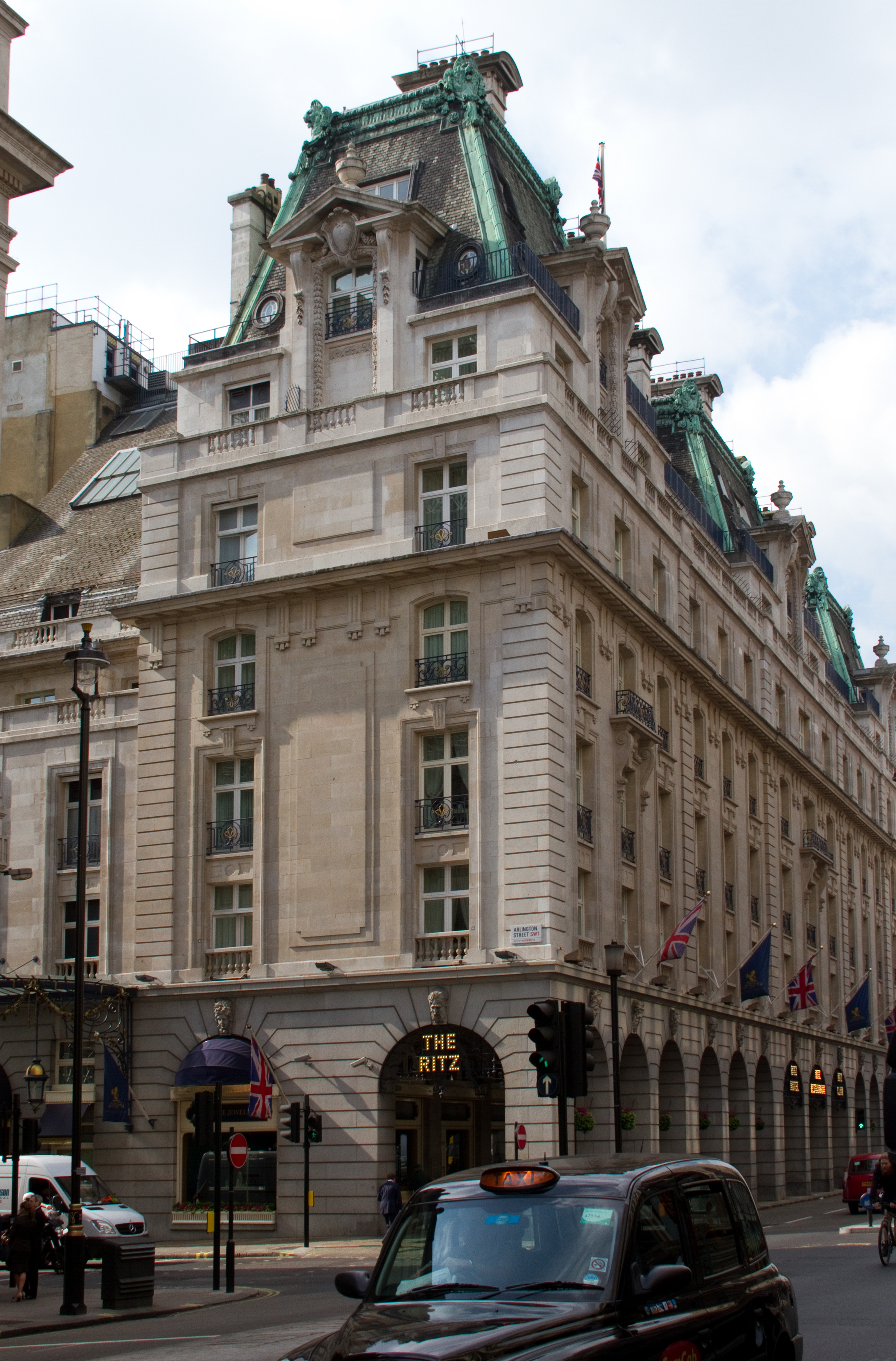
Ritz Hotel di Charles Mewès (1906)
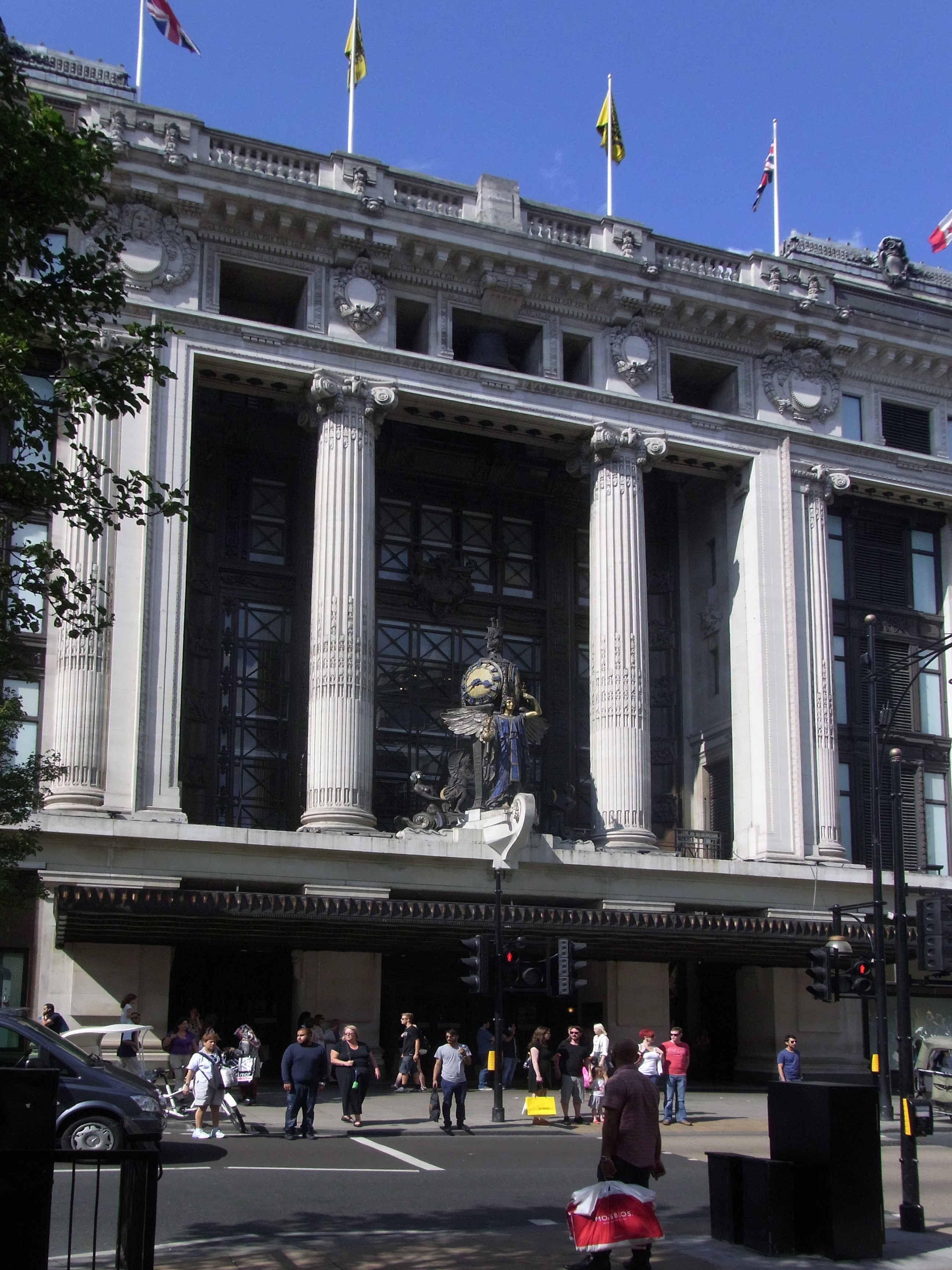
Architettura beaux-arts nella facciata di Selfridges (1909)
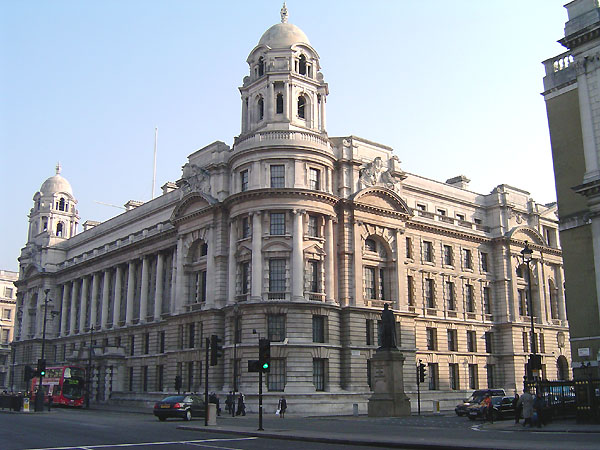
Il War Office in Whitehall, di William Young (1906)
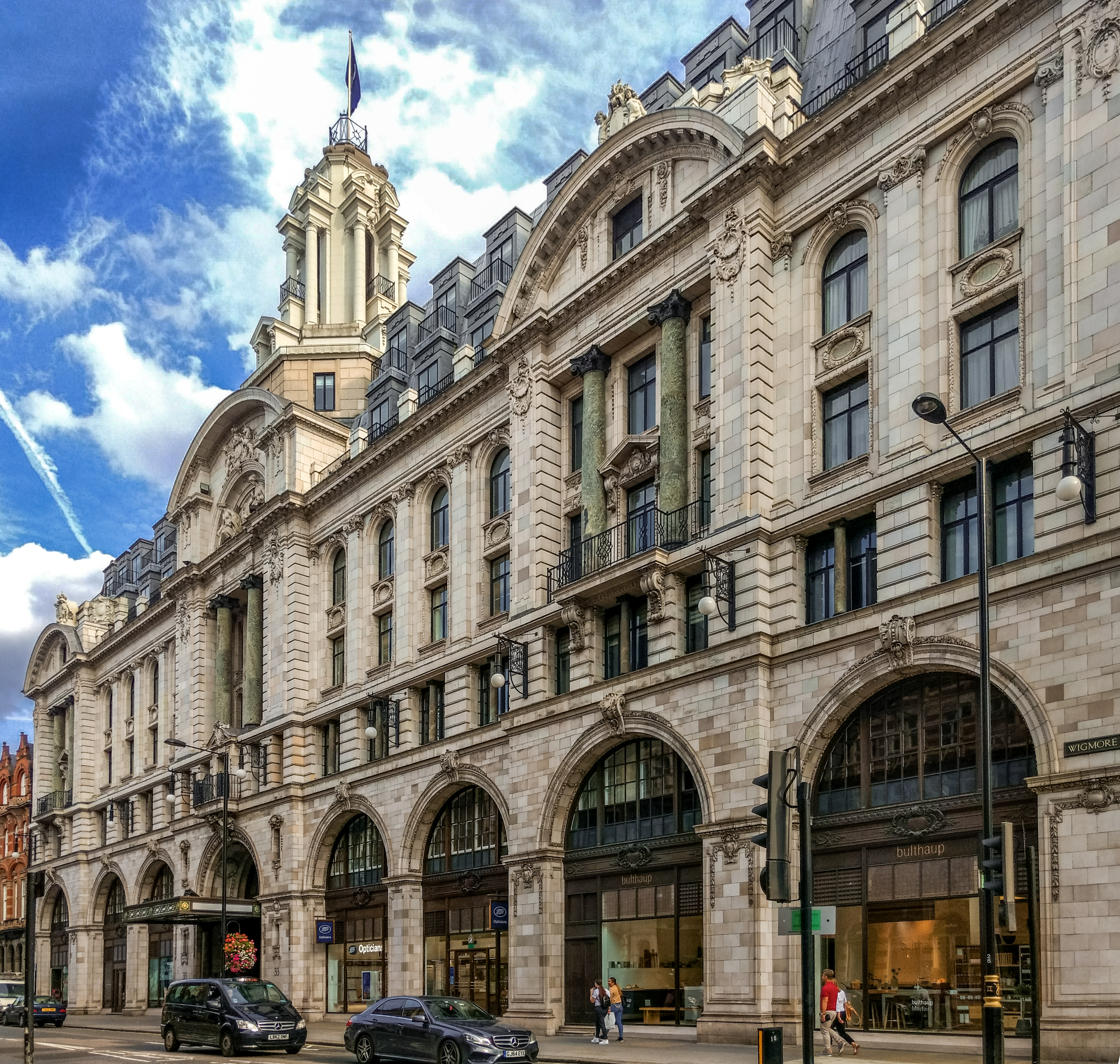
Debenham & Freebody Wigmore Street (1907) William Wallace e James Gibson
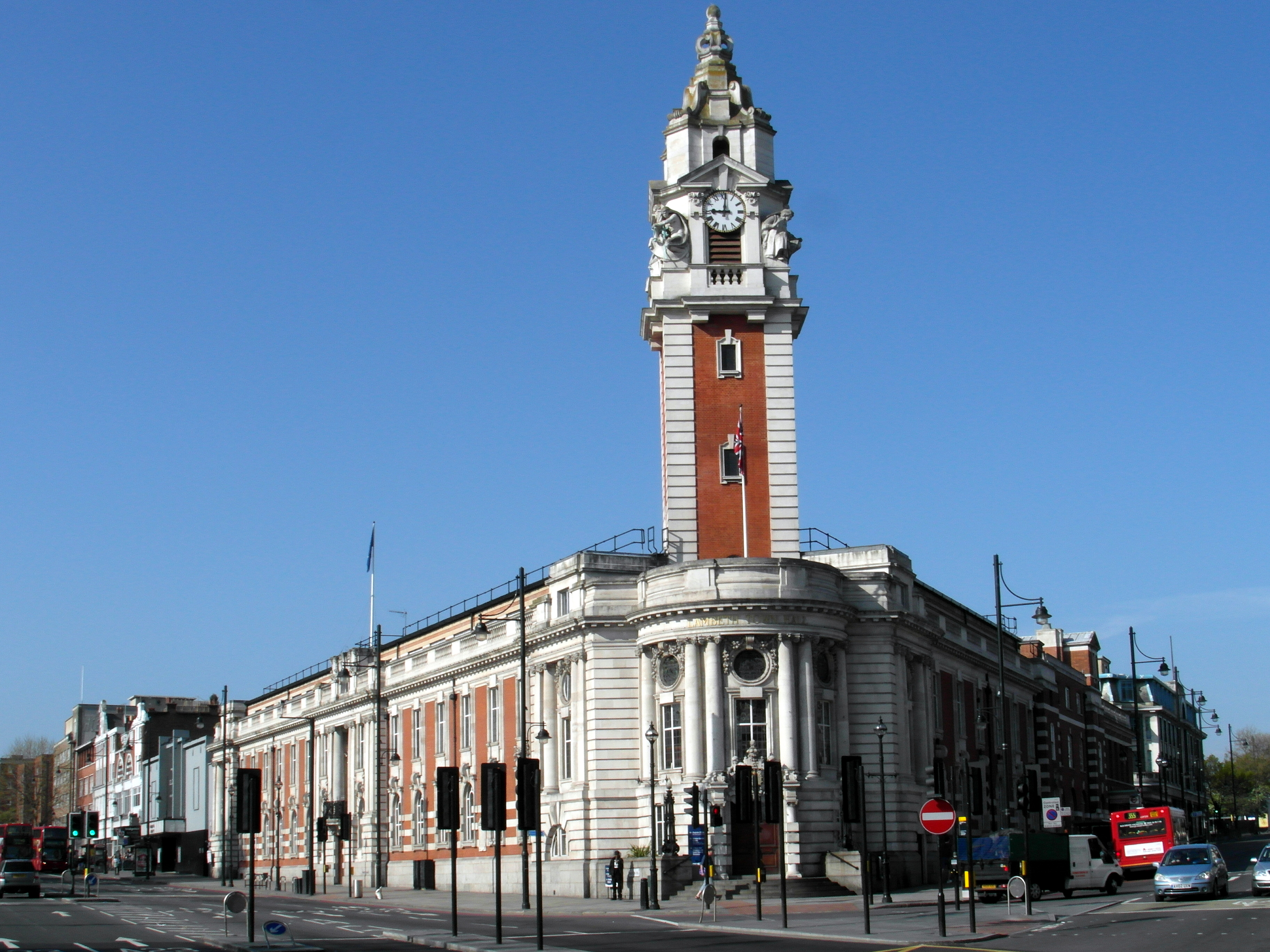
Lambeth Town Hall (1907) Septimus Warwick
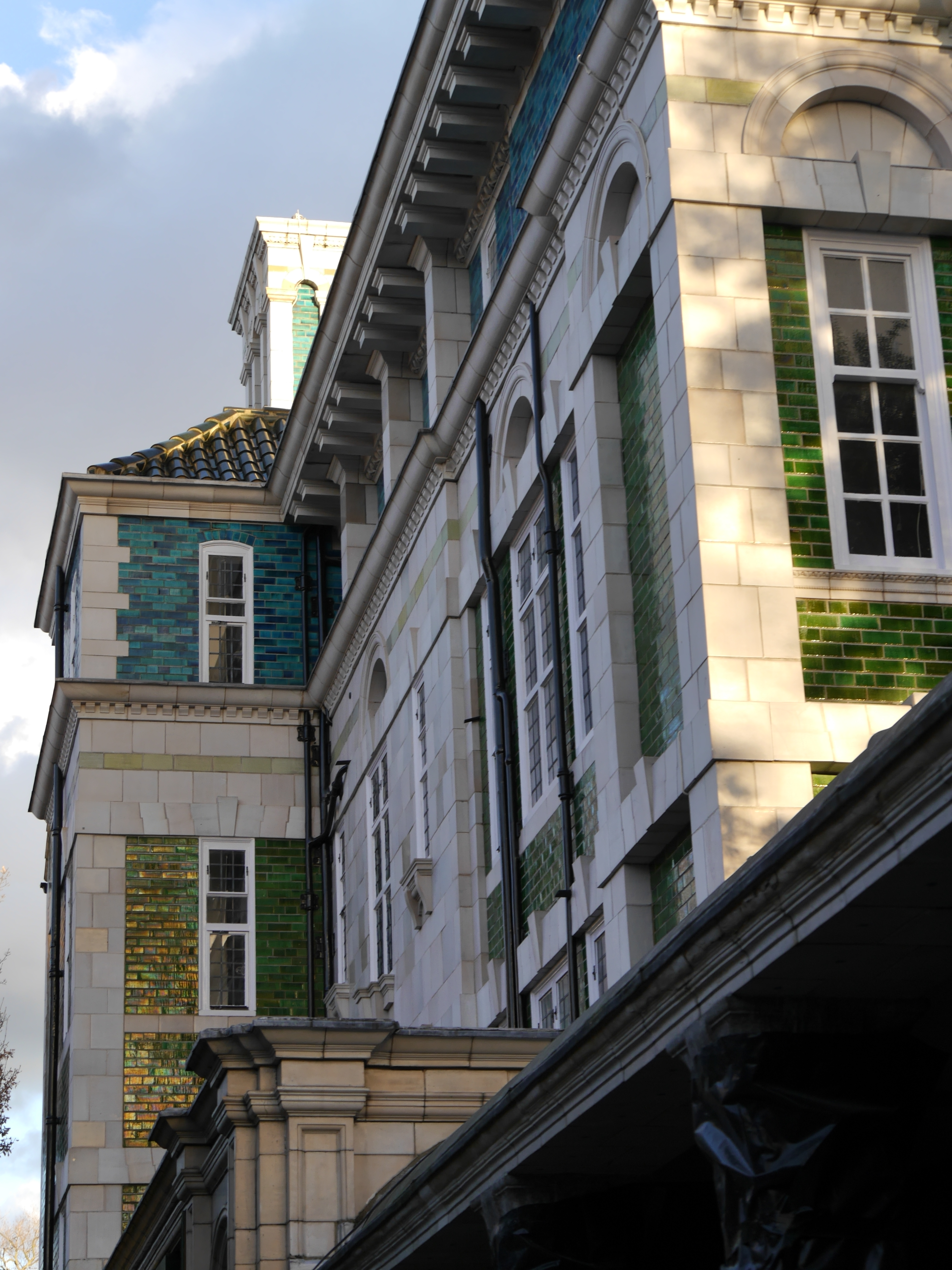
Debenham House (1907) Halsey Ricardo, una grande casa Arts and Crafts notevole per il suo esterno piastrellato dai colori vivaci.
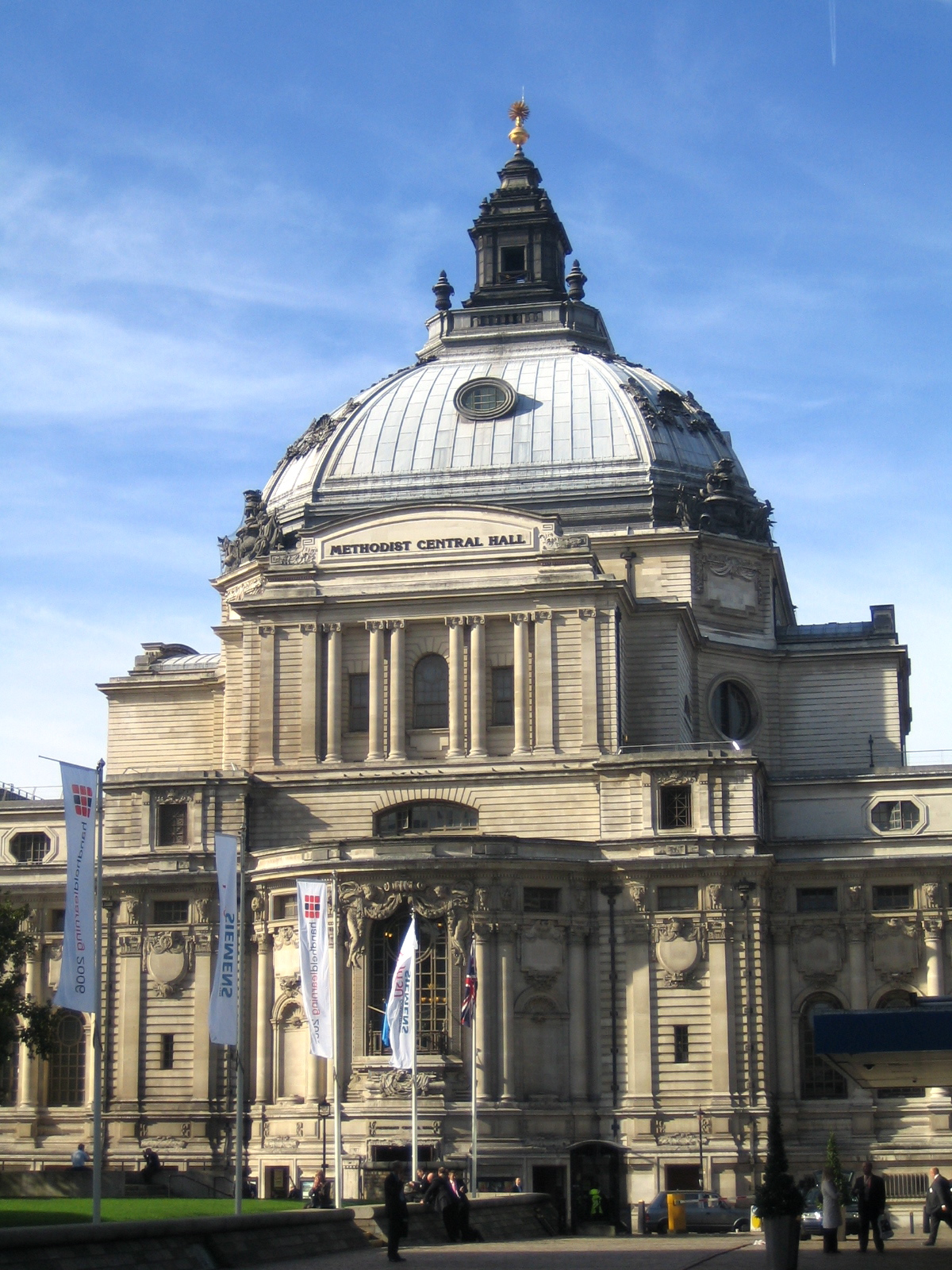
Central Hall Westminster, di Edwin Alfred Rickards (1905‒1911)
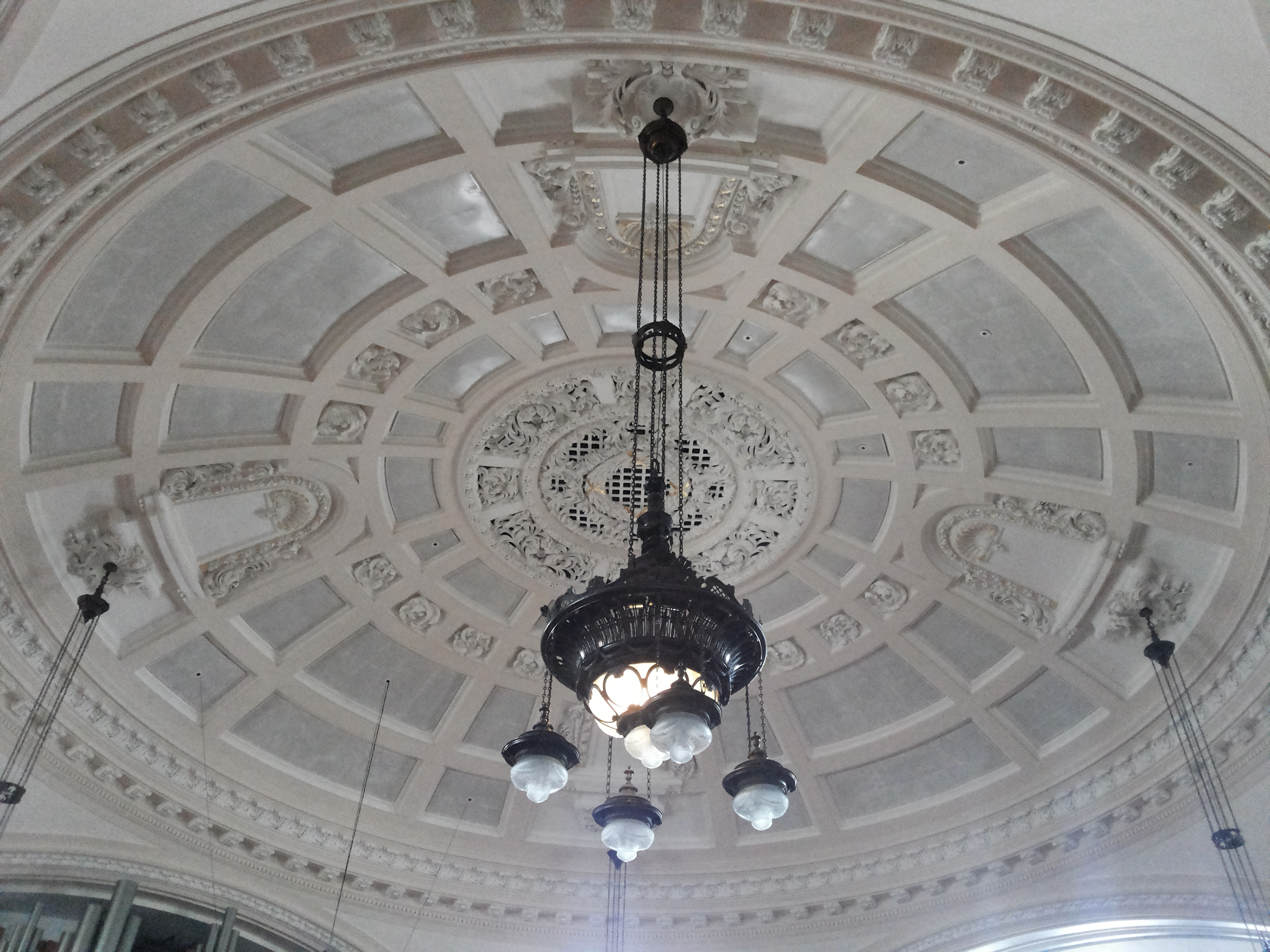
Central Hall Westminster, interno della cupola, con stucco
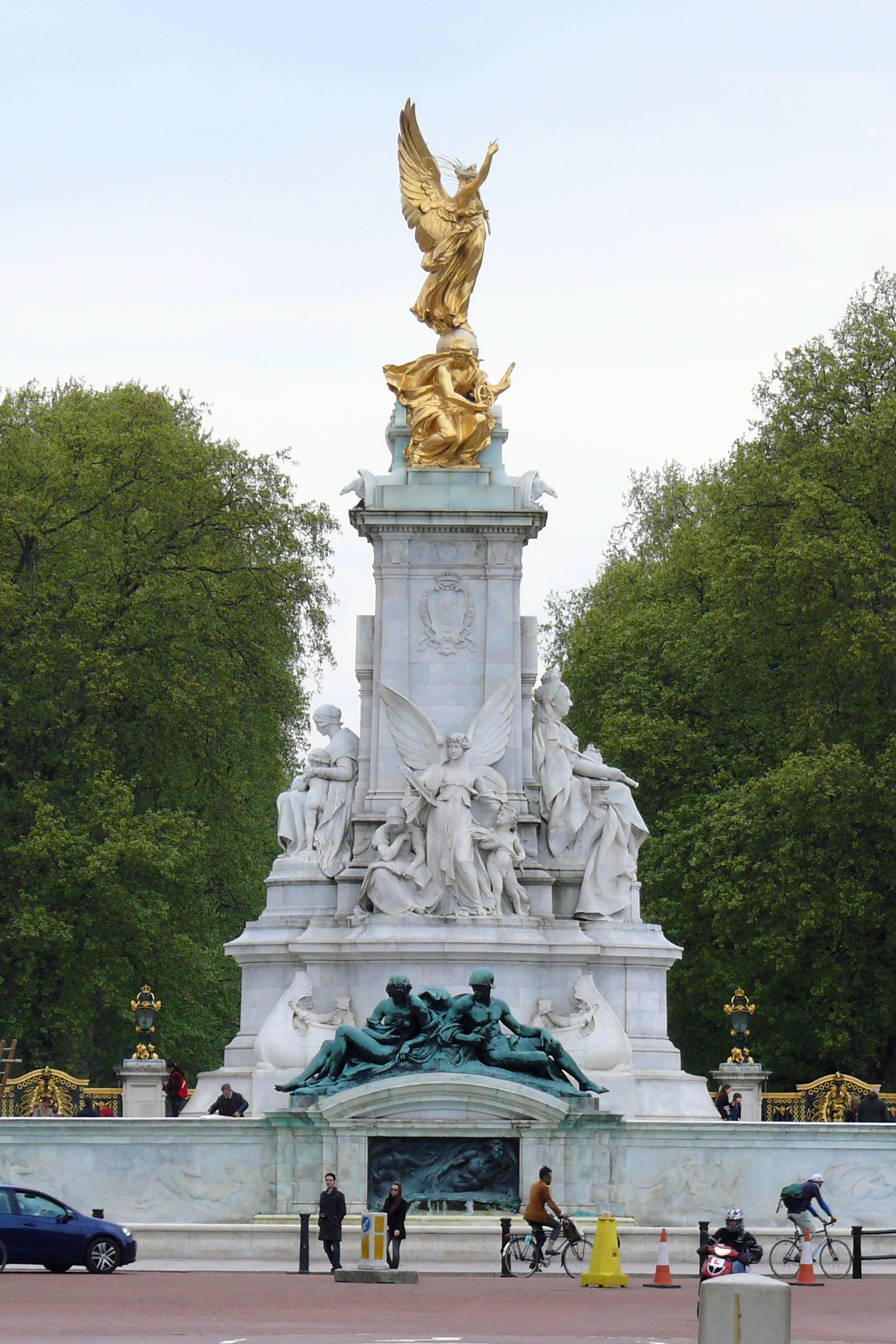
Il Victoria Memorial, The Mall, di Sir Thomas Brock (1901‒1911)
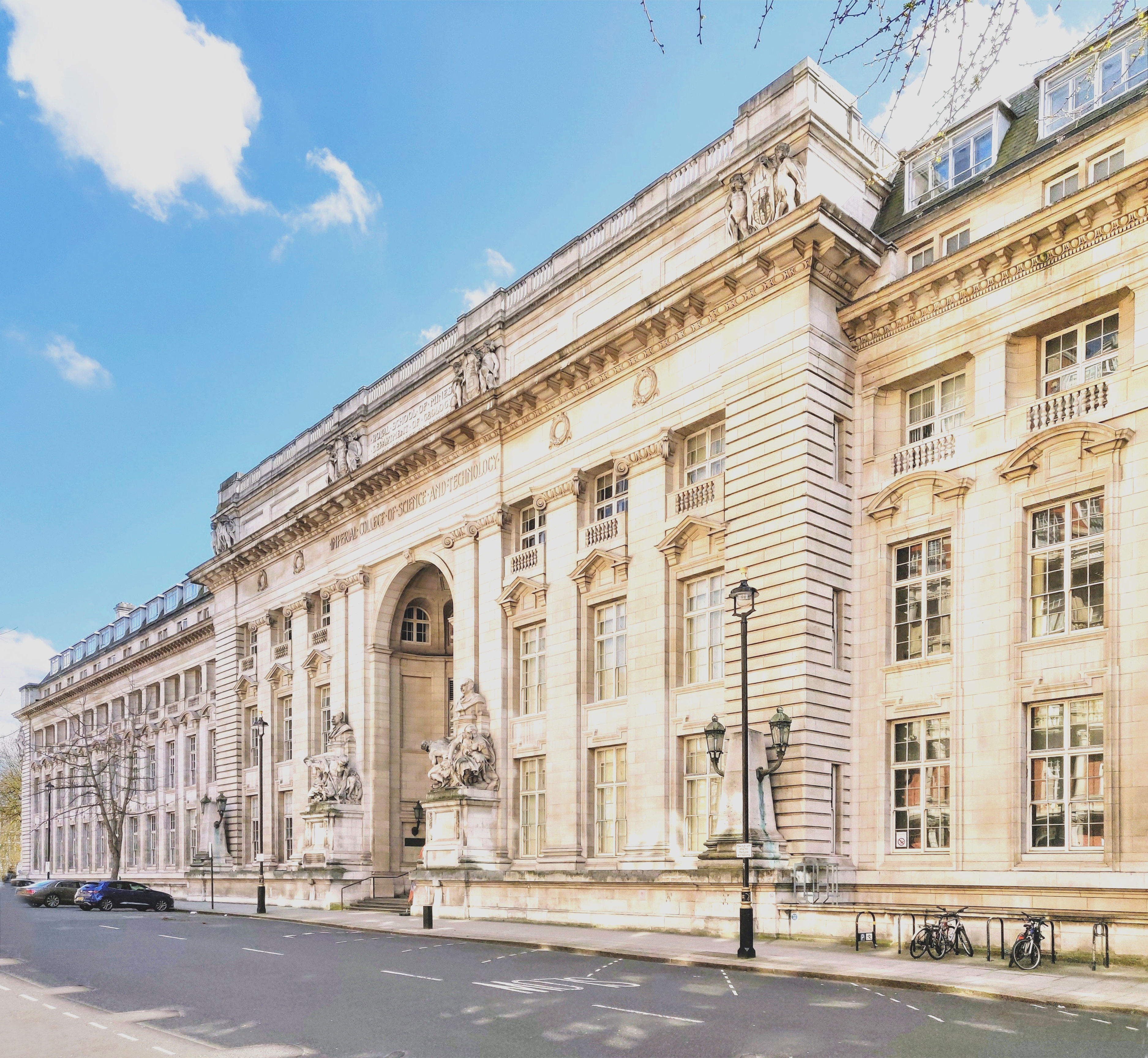
Royal School of Mines, Imperial College di Sir Aston Webb (1909‒1913)
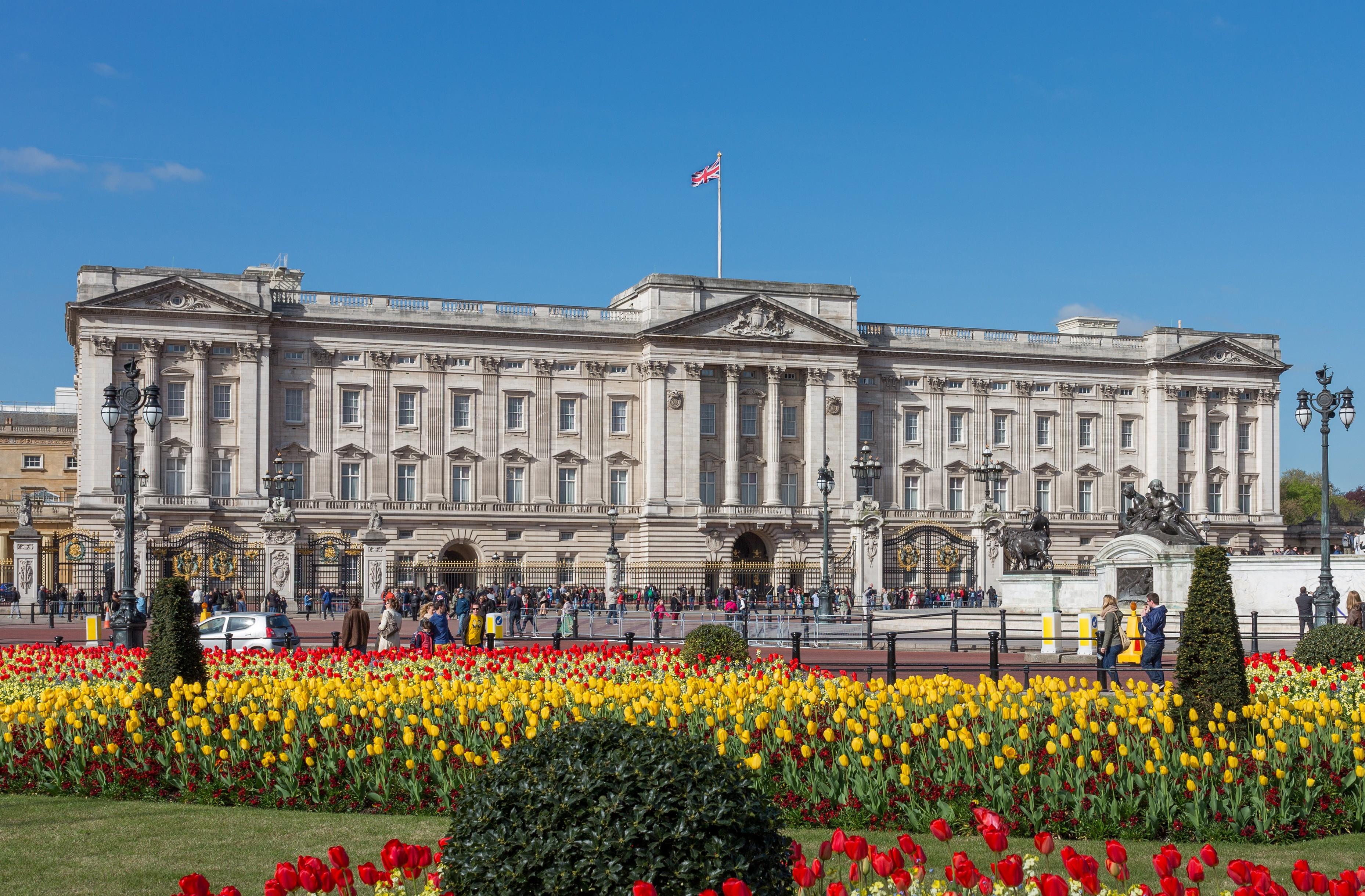
Facciata orientale di Buckingham Palace, ristrutturata da Aston Webb (1913)
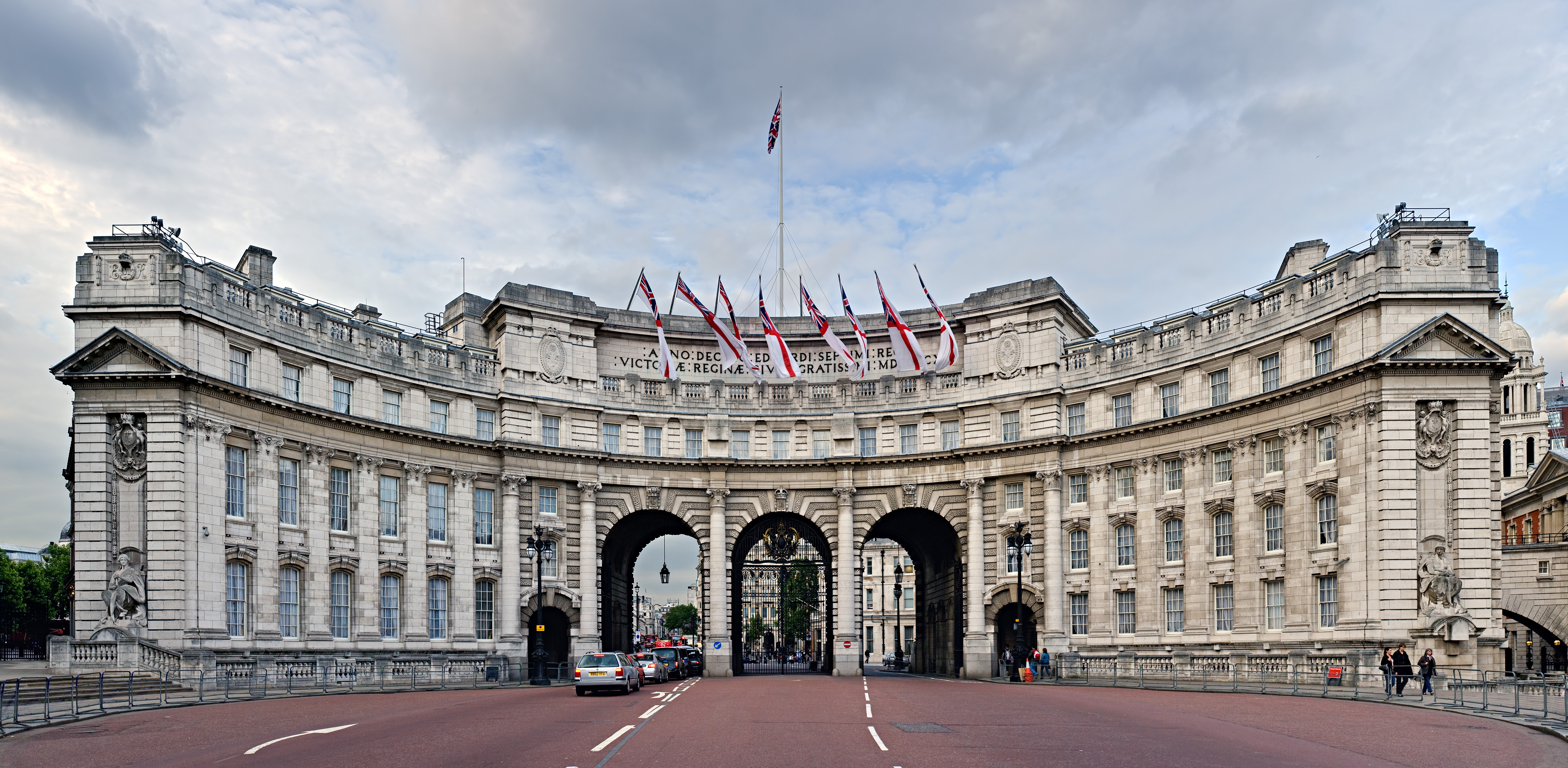
Admiralty Arch, The Mall, commissionato da re Edoardo VII, di Aston Webb (1912)
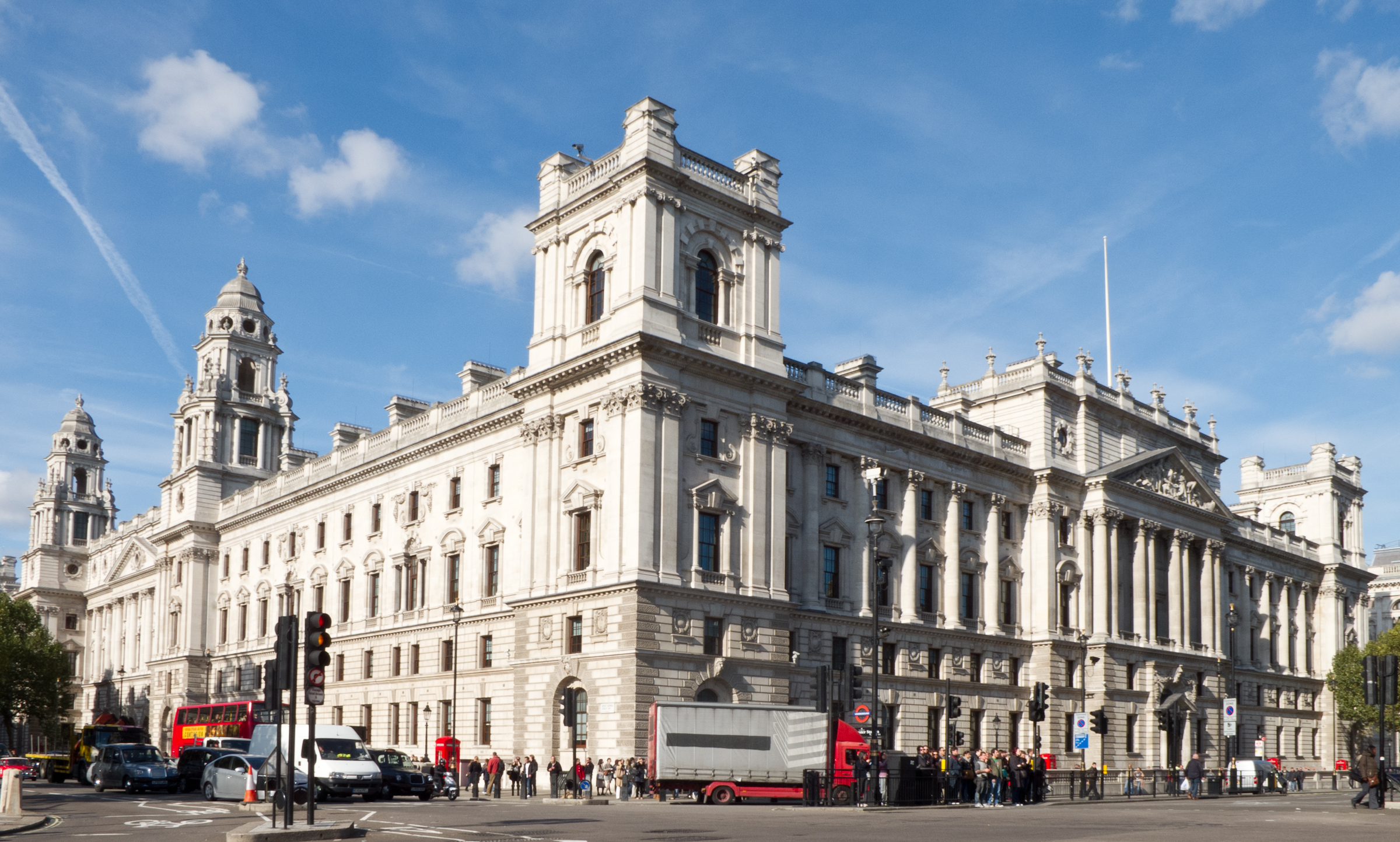
Government Offices Great George Street, Westminster di J. M. Brydon (1908‒1917)
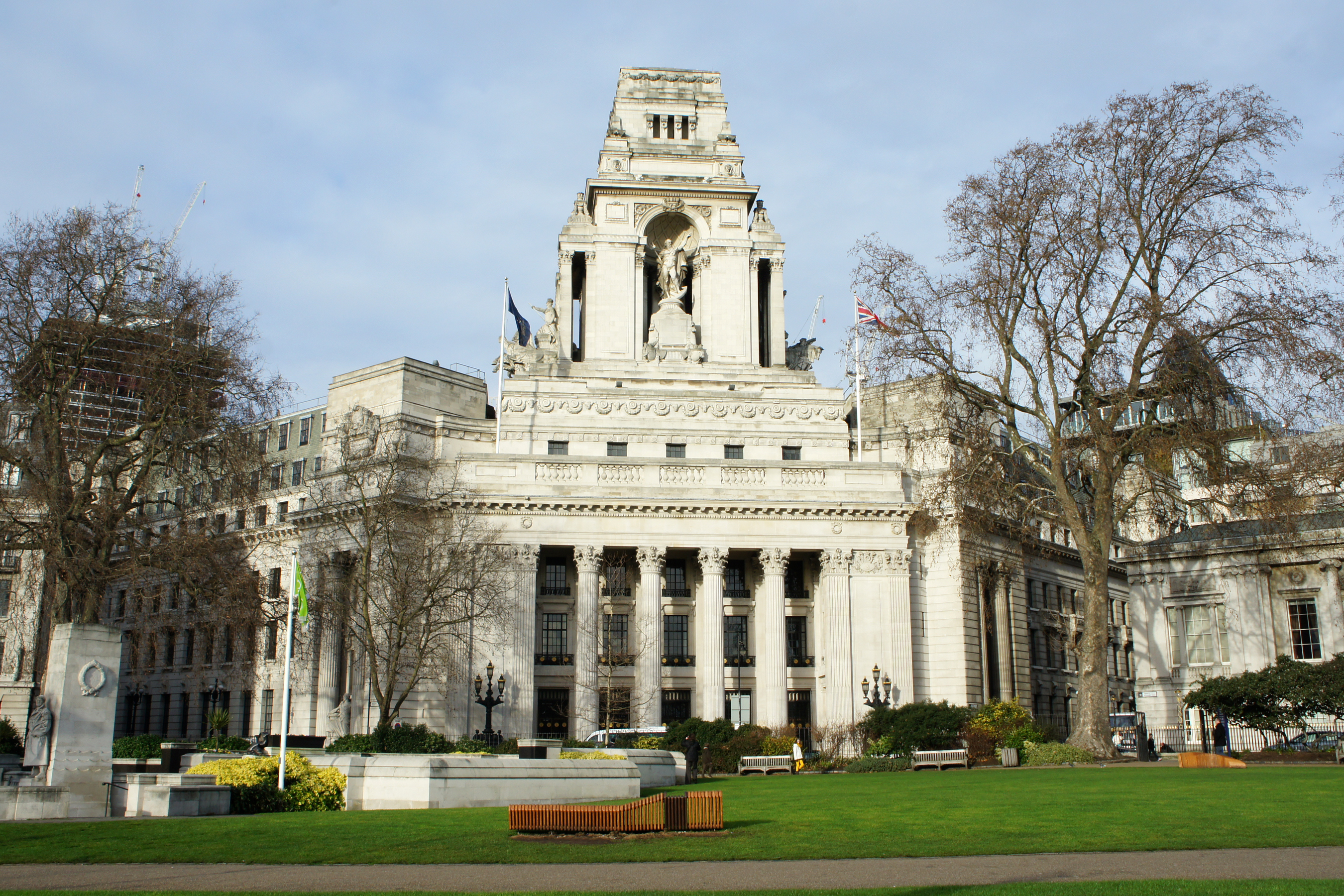
10 Trinity Square, Port of London Authority Building (1912‒1922) di Edwin Cooper, un opulento esempio di architettura beaux-arts.
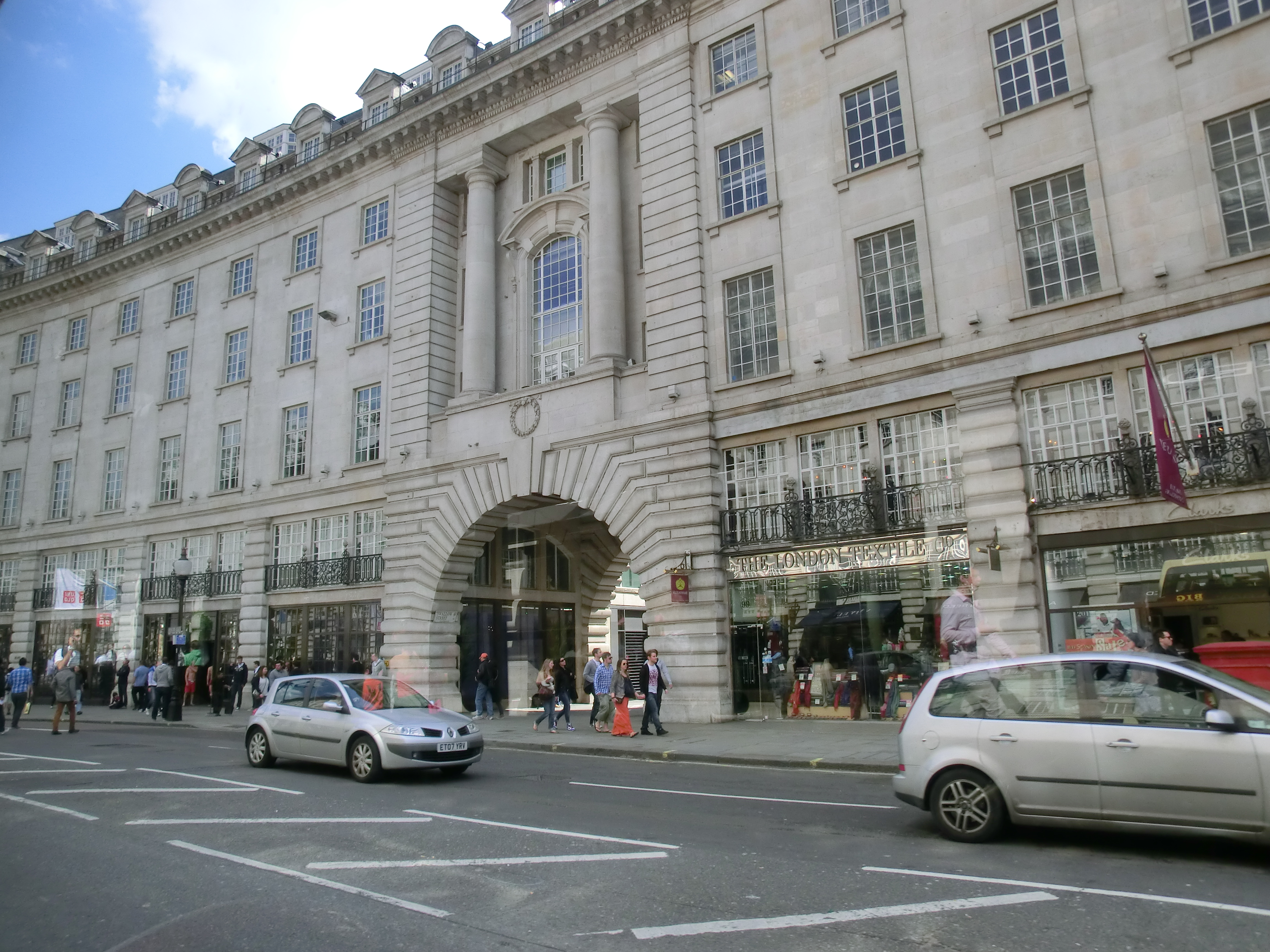
Ristrutturazione di Regent Street di Sir Reginald Blomfield, con le facciate curve in pietra di Portland (1910‒1926)
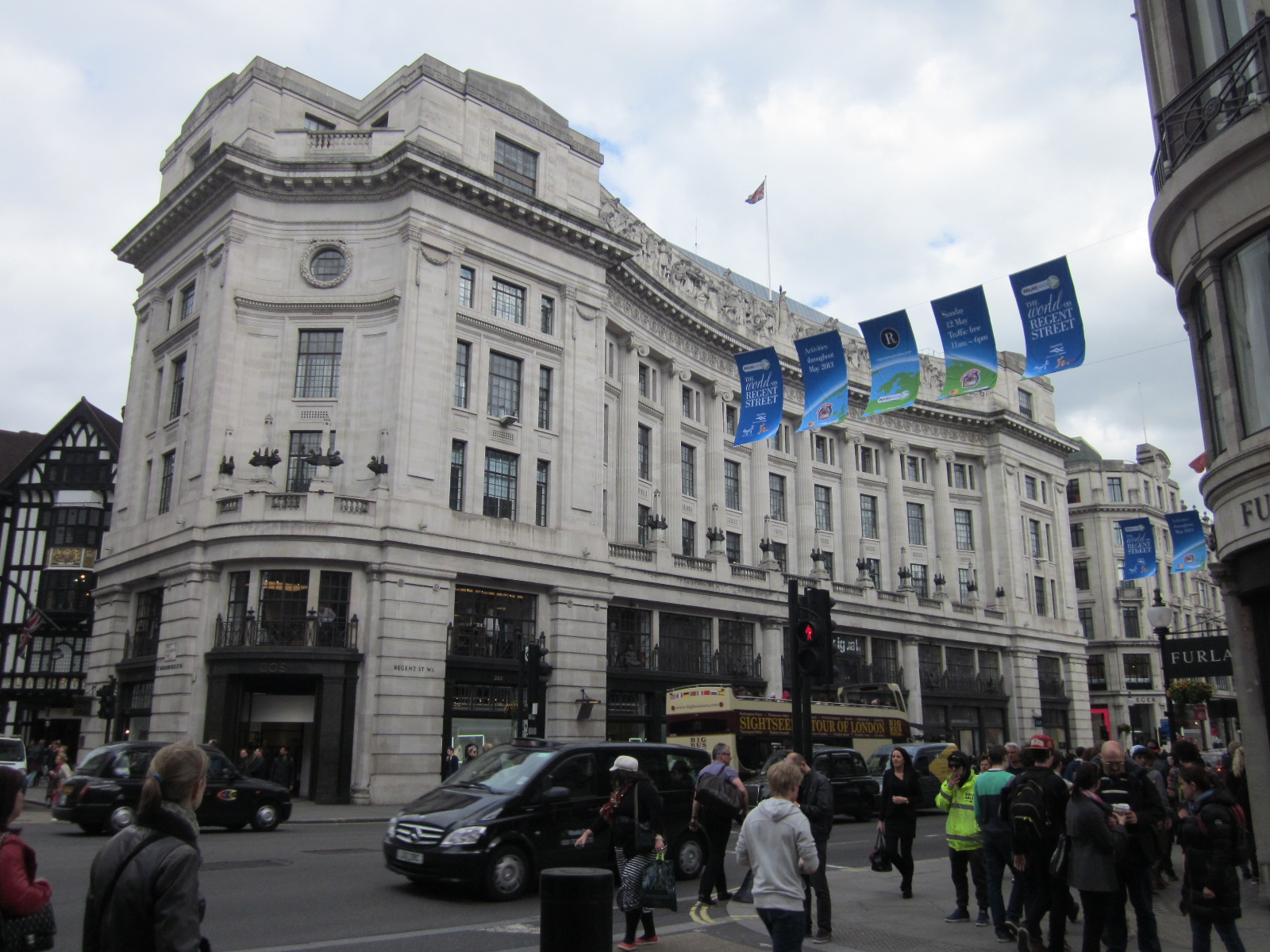
208‒222 Regent Street di Edwin Thomas Hall e E. S. Hall, ex grande magazzino Liberty's, parte dello sviluppo di Regent Street (progetto del 1914, costruzione 1924‒1926)
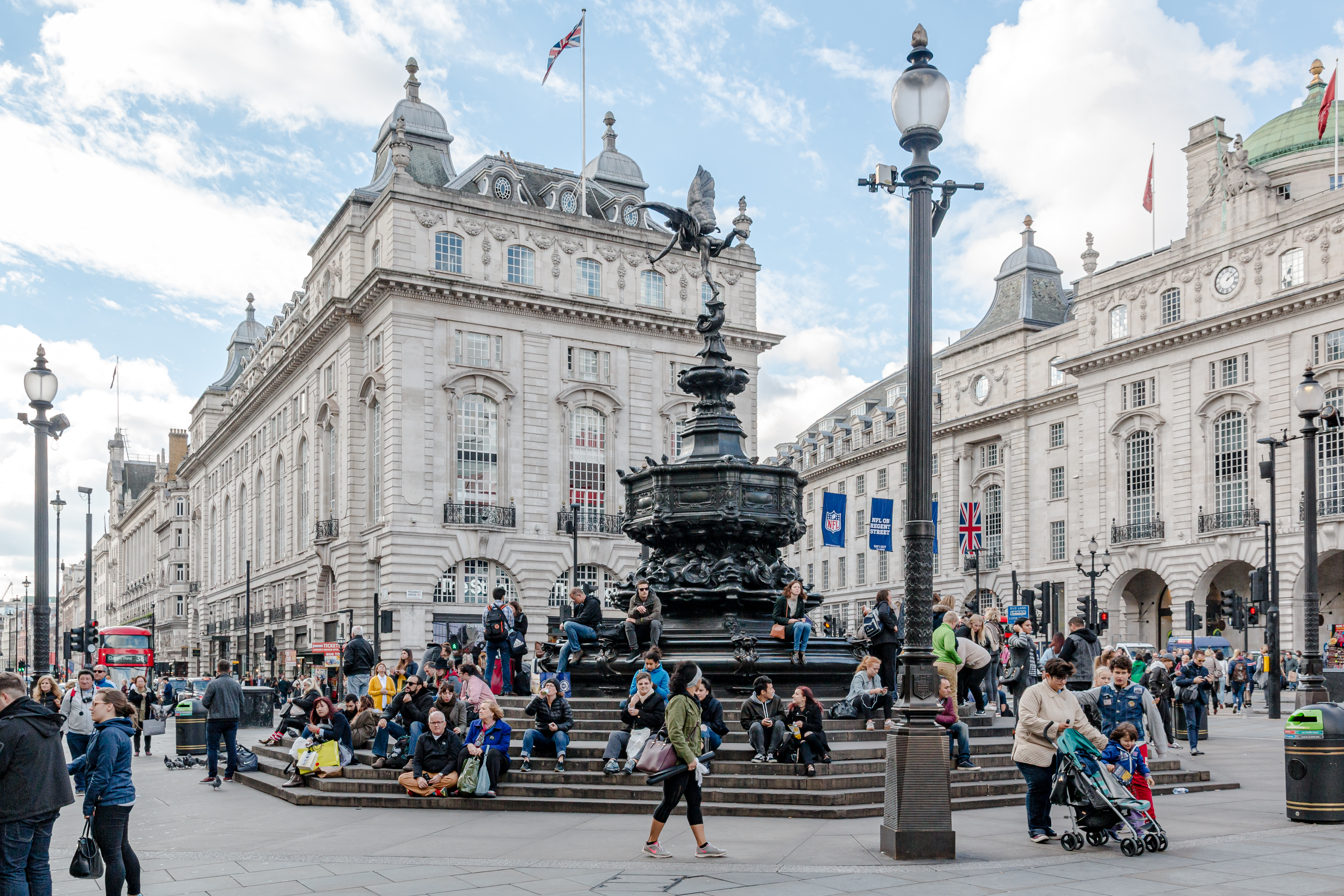
Lato occidentale di Piccadilly Circus, ricostruito su disegno di Sir Reginald Blomfield (1913)
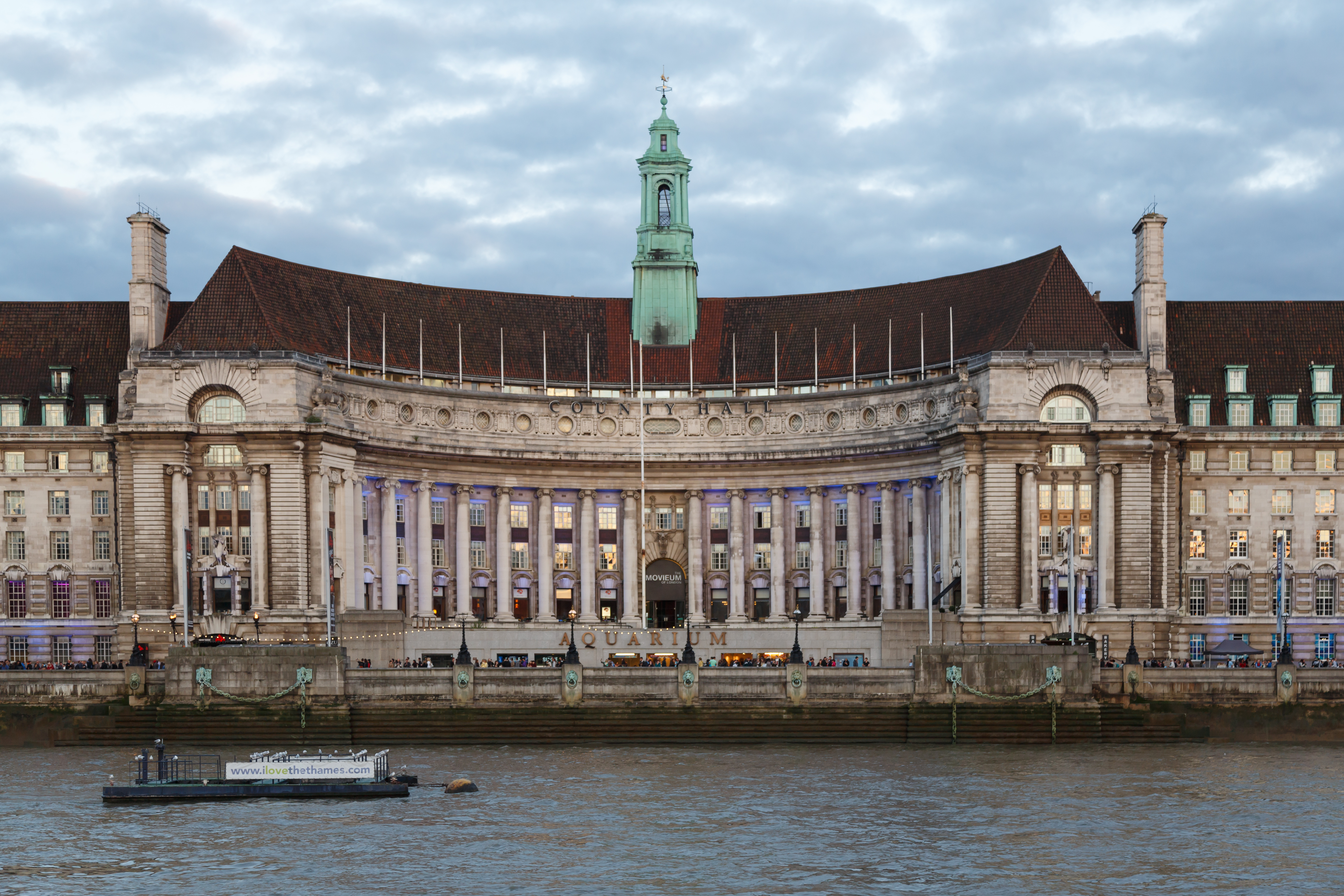
County Hall (1911‒1922) di Ralph Knott (sezione centrale).
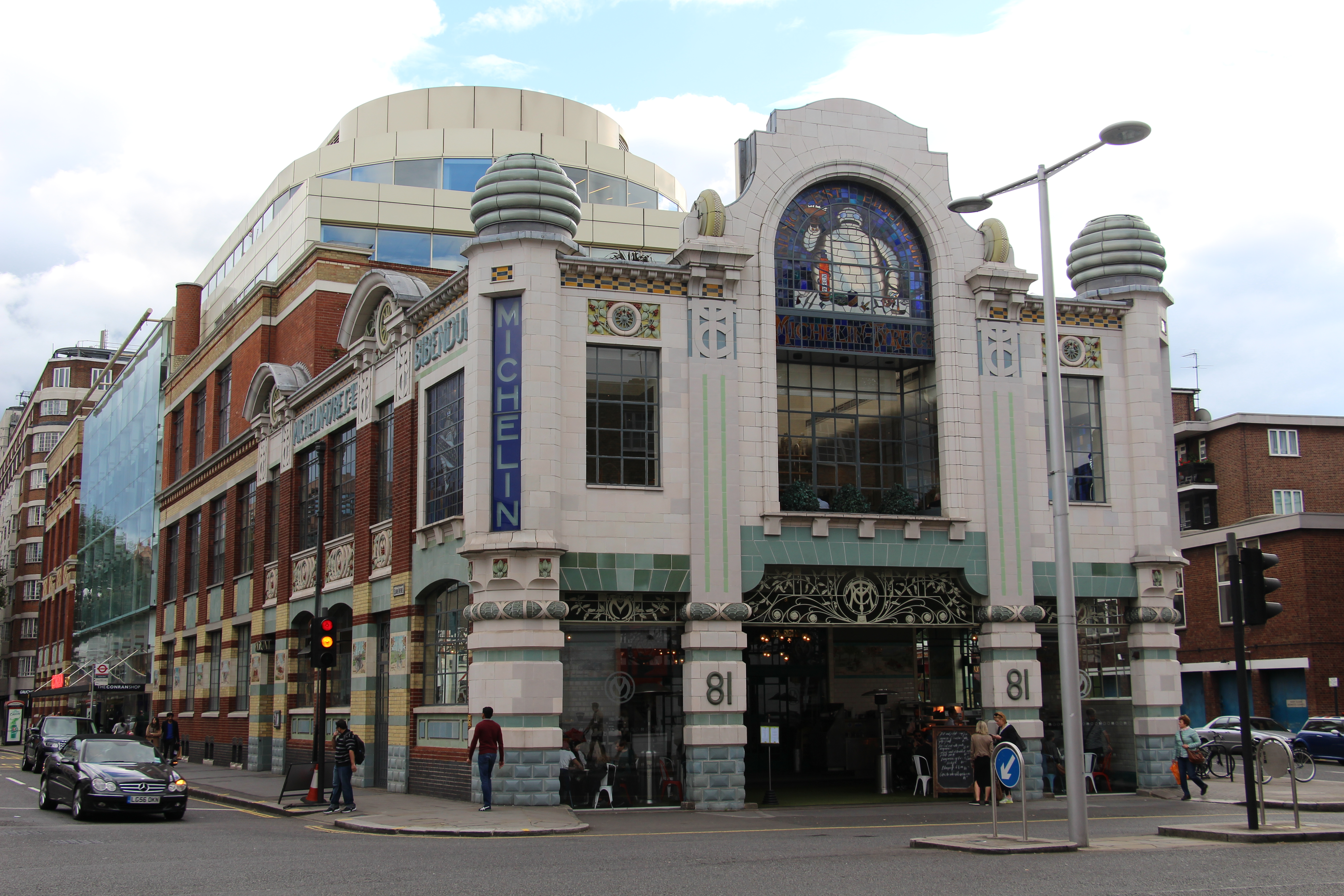
Michelin House, Chelsea, è uno dei pochi esempi di Art Nouveau a Londra (1910-1911)
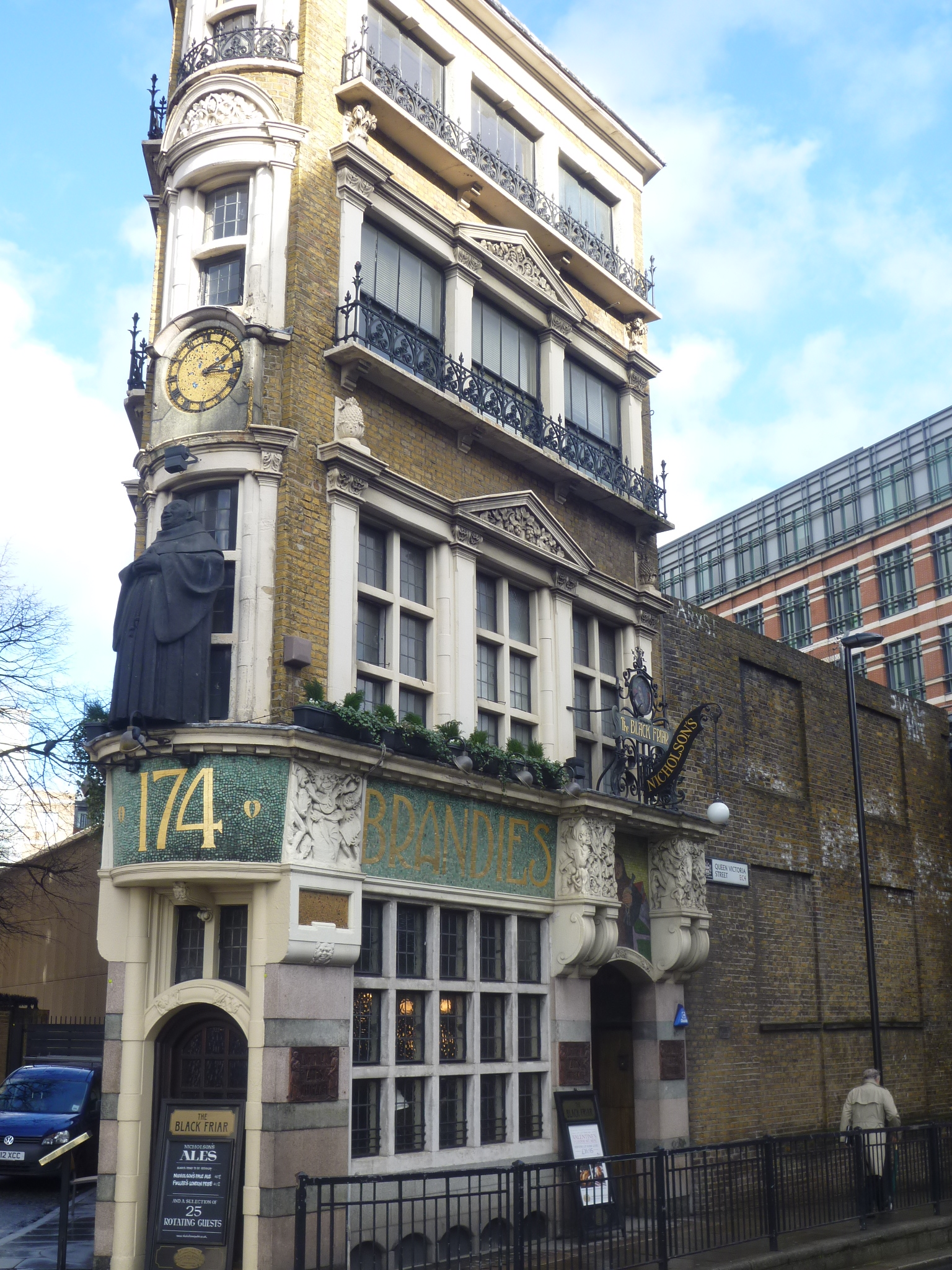
Il pub The Black Friar ristrutturato da Herbert Fuller-Clark in stile Arts and Crafts e Art Nouveau (1905)
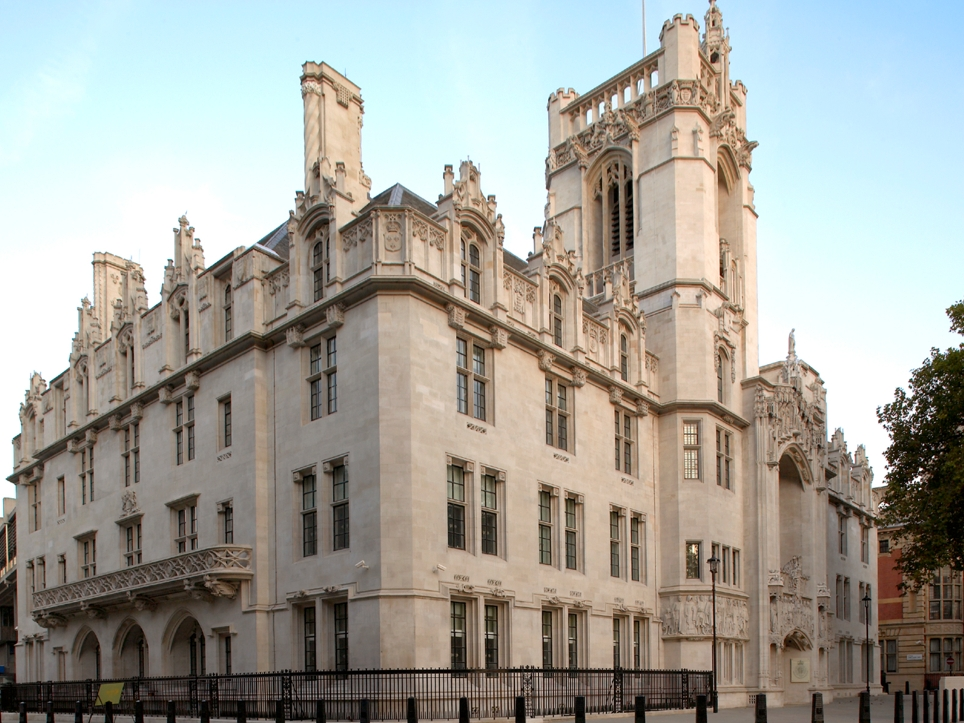
Middlesex Guildhall (1913) J. S. Gibson, una fusione rara di gotico e Art Nouveau
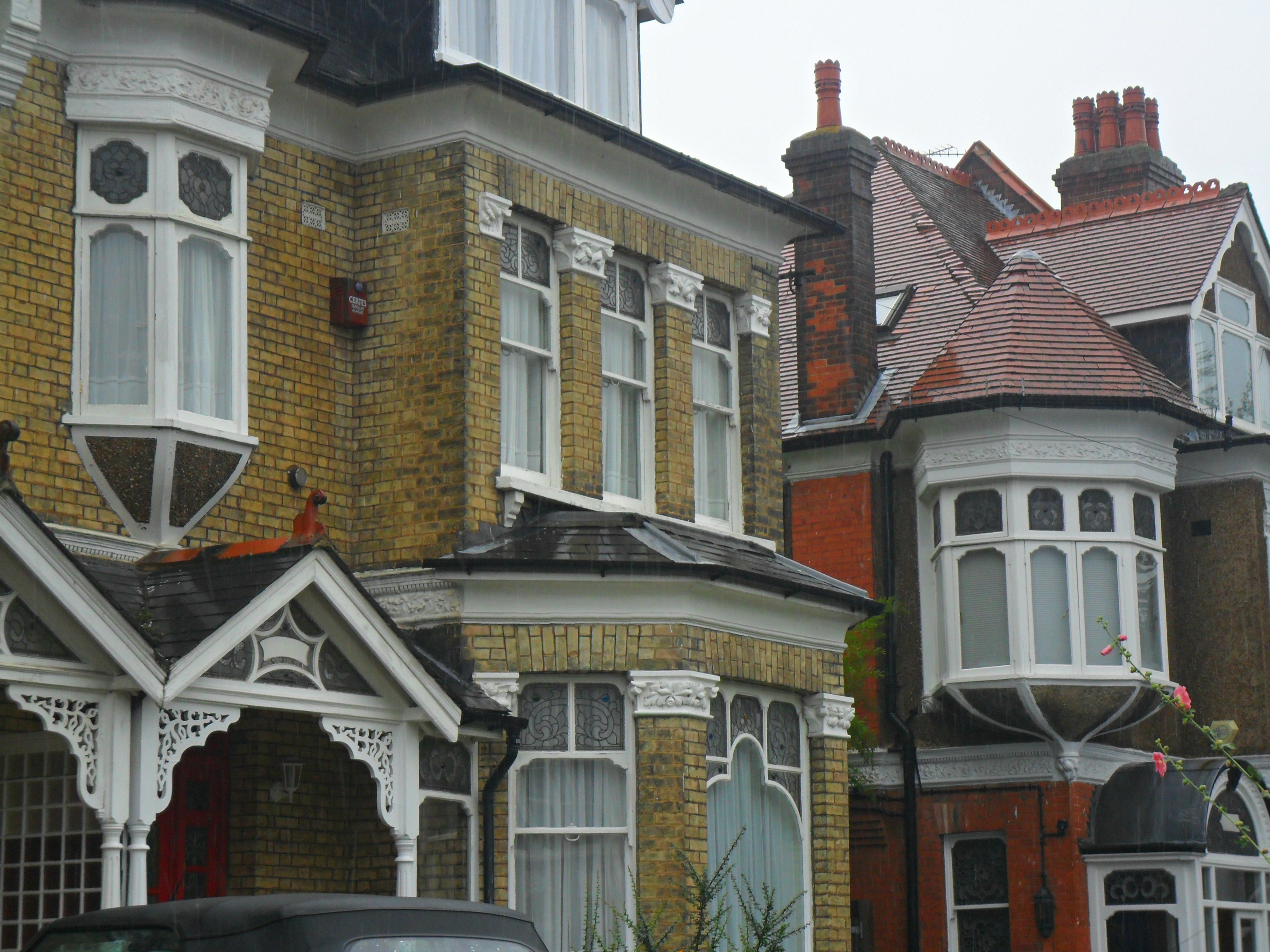
Tipiche case edoardiane a Sutton

## Art déco e architettura tra le due guerre (1919–1939)

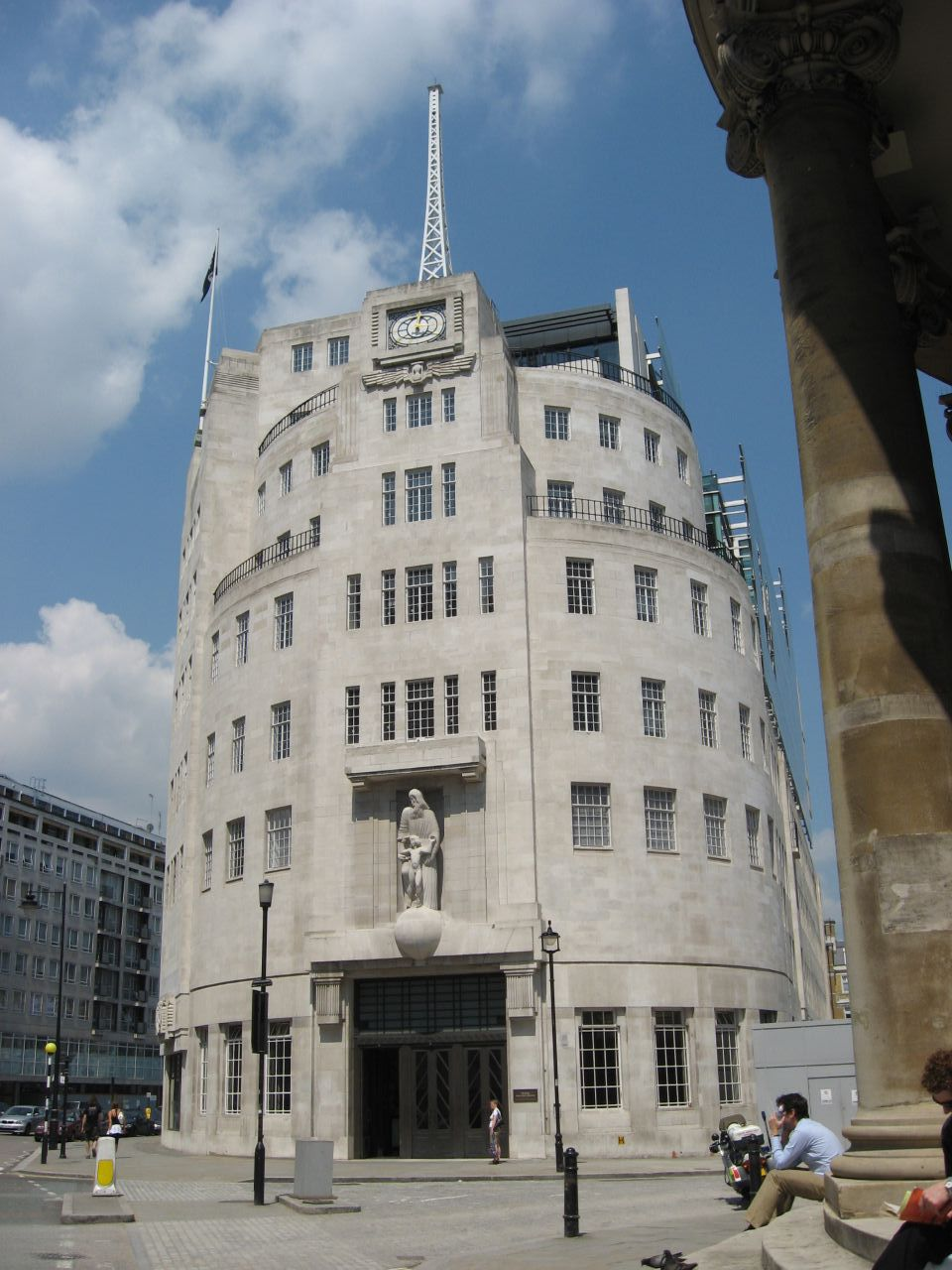
La Broadcasting House in Art déco (1932), sede generale della BBC

Dopo la fine della prima guerra mondiale, furono finalmente completati diversi importanti progetti di costruzione iniziati prima del 1914. L'umore cupo e le ristrette condizioni finanziarie della Gran Bretagna tra le due guerre resero lo sgargiante stile neobarocco non più adatto alla nuova architettura. Gli architetti britannici si rivolsero alle linee austere e pulite dell'architettura georgiana per trovare ispirazione. Di conseguenza, il neo-georgiano fu lo stile preferito per l'architettura municipale e governativa fino agli anni 1960. La vendita e la demolizione di molte delle più grandi case aristocratiche di Londra diede origine ad alcuni dei più grandi progetti di edilizia privata del periodo tra le due guerre, costruiti in Art déco o su progetti neo-georgiani. Questi includono The Dorchester (Art déco) e il Grosvenor House Hotel (neo-georgiano) su Park Lane, entrambi sui siti delle grandi case londinesi con lo stesso nome. Molti edifici raggruppati intorno alle piazze georgiane nel centro di Londra furono demoliti e sostituiti, ironia della sorte, con edifici neo-georgiani in stili quasi identici ma più grandi. Grosvenor Square, la più esclusiva delle piazze di Londra, vide la demolizione di edifici georgiani originali a favore delle uniformi case a schiera neo-georgiane che attualmente circondano la piazza sui lati nord, est e sud. In St James's Square diversi edifici furono demoliti e ricostruiti in stile neo-georgiano, il più famoso dei quali era Norfolk House.

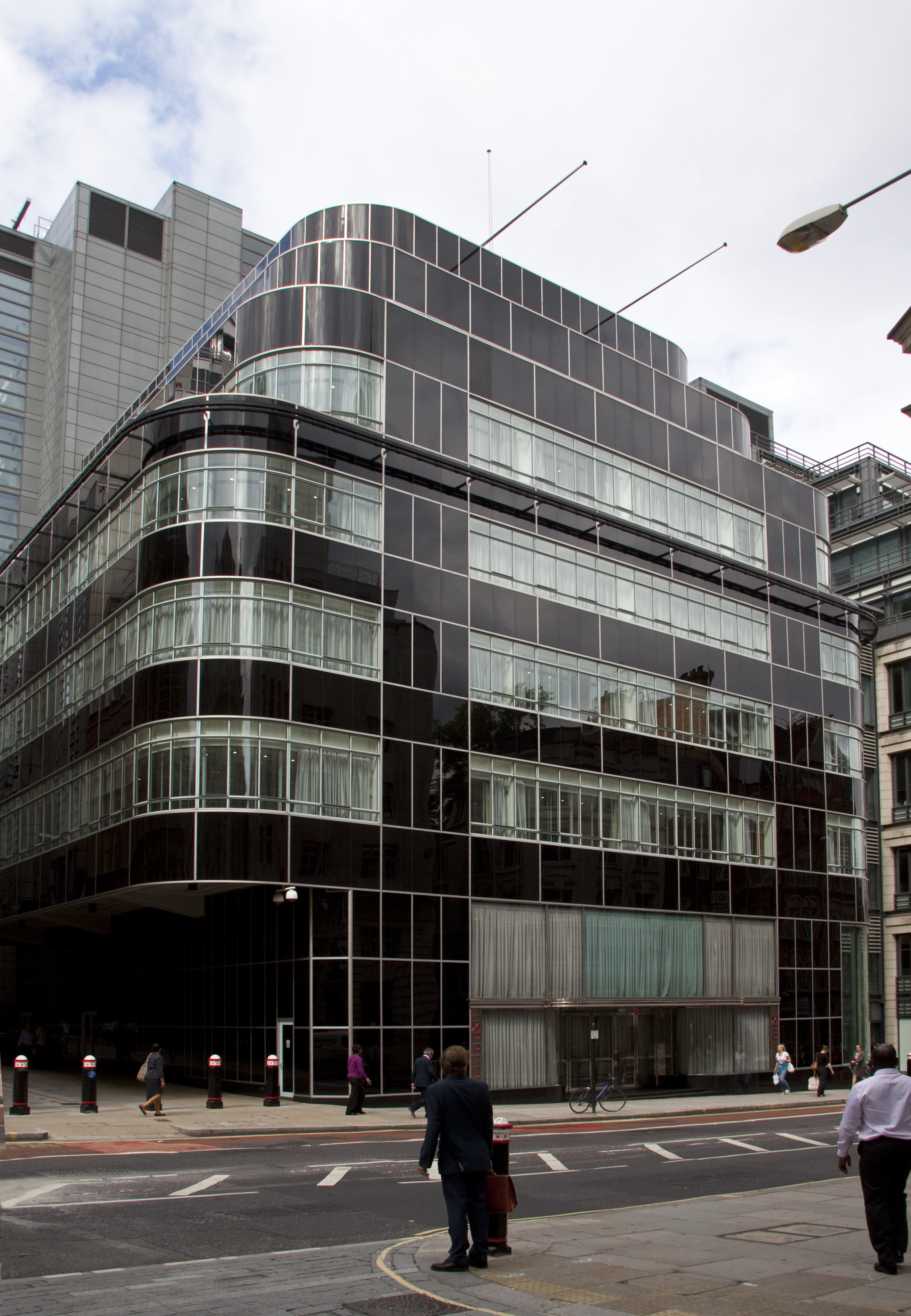
Il Daily Express Buildin (1932) è stato uno dei primi edifici con facciate continue in vetro a Londra.

L'architettura neoclassica rimase popolare per i grandi progetti di costruzione, ma fece a meno degli ornamenti pesanti e delle proporzioni audaci del barocco. Rimase lo stile preferito da banche, società finanziarie e associazioni che cercavano di comunicare prestigio e autorità. Forse l'esempio più importante del neoclassicismo tra le due guerre è la Bank of England, ricostruita nella City di Londra, progettata da Sir Herbert Baker e costruita tra il 1921 e il 1937. Il massimo esponente dell'architettura tra le due guerre fu Sir Edwin Lutyens. La sua forma distintiva di neoclassicismo può essere trovata nel The Cenotaph, il monumento ai caduti monolitico e aerodinamico costruito in pietra di Portland su Whitehall; l'edificio della Midland Bank e la Britannic House a Finsbury Circus, entrambe nella City di Londra, e la sede della British Medical Association a Tavistock Square, Bloomsbury. A Westminster, un bell'esempio di neoclassicismo tra le due guerre è Devonshire House, un edificio per uffici costruito tra il 1924 e il 1926 sul sito dell'ex casa londinese dei Duchi di Devonshire. Il classicismo di questo stile è stato eseguito quasi esclusivamente nella sempre popolare pietra di Portland.

### Architettura Art déco
Esistendo accanto alle forme di architettura neo-georgiana e neoclassica più prevalenti utilizzate nella capitale negli anni 1920 e 1930, l'Art déco fu comunque uno stile estremamente popolare dal 1925 circa alla fine degli anni 1930. Il vero stimolo fu l'Esposizione internazionale di arti decorative e industriali moderne del 1925 a Parigi, dove l'Art déco era stata sviluppata circa 20 anni prima. Londra, insieme a New York e Parigi, divenne un terreno innovativo e sperimentale per l'architettura Art déco. Questa era definita da linee pulite, curve, motivi geometrici, colori audaci e accenti scultorei elaborati e stilizzati. L'Art déco venne adottata con maggiore entusiasmo dalle imprese "moderne" e da coloro che cercavano di pubblicizzare la loro modernità e il loro atteggiamento lungimirante. Questi includevano cinema, sedi dei media, aeroporti, piscine, fabbriche e centrali elettriche (come Battersea Power Station). Era uno stile appariscente e lussuoso, quindi era anche ben adattato per i grandi magazzini (ad esempio Simpsons of Piccadilly), teatri, hotel e condomini.
Due dei migliori esempi londinesi di architettura Art déco si trovano in Fleet Street: l'edificio The Daily Telegraph (1928) e quello del Daily Express. La facciata di quest'ultimo era, insolitamente per l'epoca, composta interamente di vetro, vetro strutturato e cromo, e si stagliava audacemente tra l'architettura in pietra e mattoni di Fleet Street. L'uso di materiali industriali ed eleganti come questi era più comune negli edifici déco a New York che a Londra: la pietra di Portland rimase in modo schiacciante il materiale preferito. Ad esempio, un'altra sede dei media, la Broadcasting House della BBC a Portland Place, venne costruita nella tradizionale pietra di Portland con eccezionali sculture figurative di Eric Gill. L'Ideal House (1929), è molto insolita nel combinare Art déco con motivi egiziani, su una facciata rivestita in granito nero lucido. Un'altra sintesi Art déco/egizia è la Fabbrica di sigarette Carreras a Mornington Crescent.

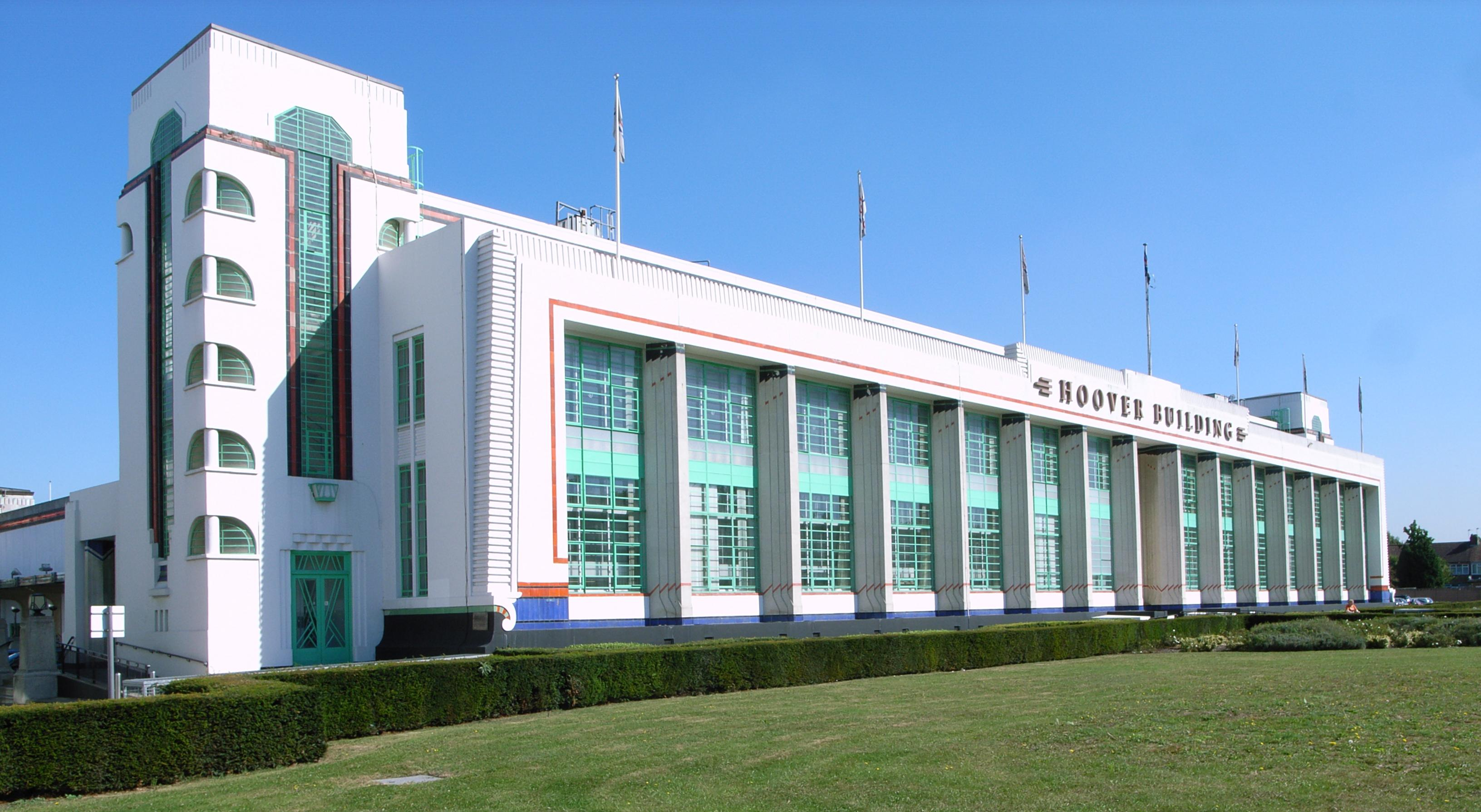
The Hoover Building (1931), un famoso esempio di Art déco mostrante una versione statunitense più stereotipata dello stile.

La costruzione di edifici déco ultramoderni spesso avvenne a spese di gioielli architettonici più antichi, alcuni insostituibili. Lungo l'Embankment vennero costruiti due grandi edifici déco che continuano a dominare il profilo del lungofiume di Londra. Gli eleganti edifici neoclassici Adelphi, progettati da Robert e John Adam e costruiti tra il 1768 e il 1771, furono demoliti per costruire il Nuovo edificio per uffici Adelphi negli anni 1930. Adiacente all'Adelphi, il maestoso Hotel Cecil (1896) fu demolito per far posto alla Shell Mex House (1931), un edificio per uffici Art déco, alto 58 metri, che ospita l'orologio più grande di Londra.
Probabilmente il più prolifico architetto Art déco di Londra fu Charles Holden, che ricevette un gran numero di commissioni da Transport for London, incluso probabilmente il primo grattacielo di Londra 55 Broadway (1929) e diverse stazioni della metropolitana costruite in un caratteristico stile modernista/art déco come Southgate (1933). L'altro suo alto incarico, il Senate House di 19 piani, quartier generale dell'Università di Londra, è la struttura Art déco più alta di Londra ed era uno degli edifici più alti di Londra quando terminato nel 1937. Suscitò e continua a suscitare, molte critiche perché si erge così alto e invadente tra le modeste piazze georgiane di Bloomsbury. Evelyn Waugh lo ha descritto come una "grande mole... che insulta il cielo autunnale", mentre i critici più recenti lo hanno chiamato staliniano o reminiscenza del Terzo Reich. Questa associazione con l'architettura totalitaria fu rafforzata dalla voce, in tempo di guerra, secondo cui Hitler voleva il Senato per il suo quartier generale a Londra dopo aver conquistato la Gran Bretagna, e quindi ordinò ai bombardieri della Luftwaffe di evitarlo durante la Battaglia d'Inghilterra.

Galleria di Art Decò e architettura tra le due guerre di Londra
The Cenotaph (1920) Edwin Lutyens
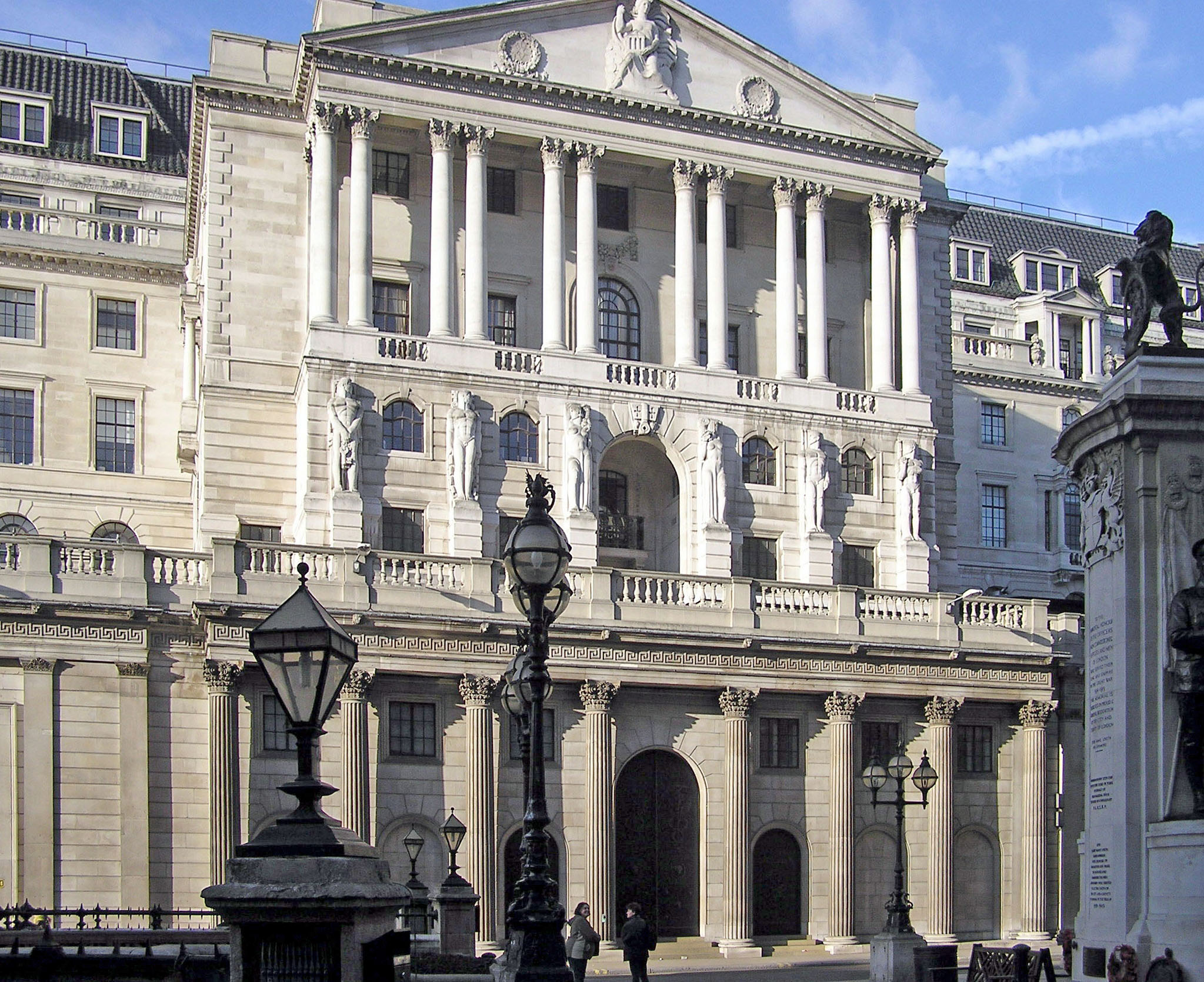
Bank of England (1921–37) Sir Herbert Baker. Il muro esterno originale di John Soane fu mantenuto.
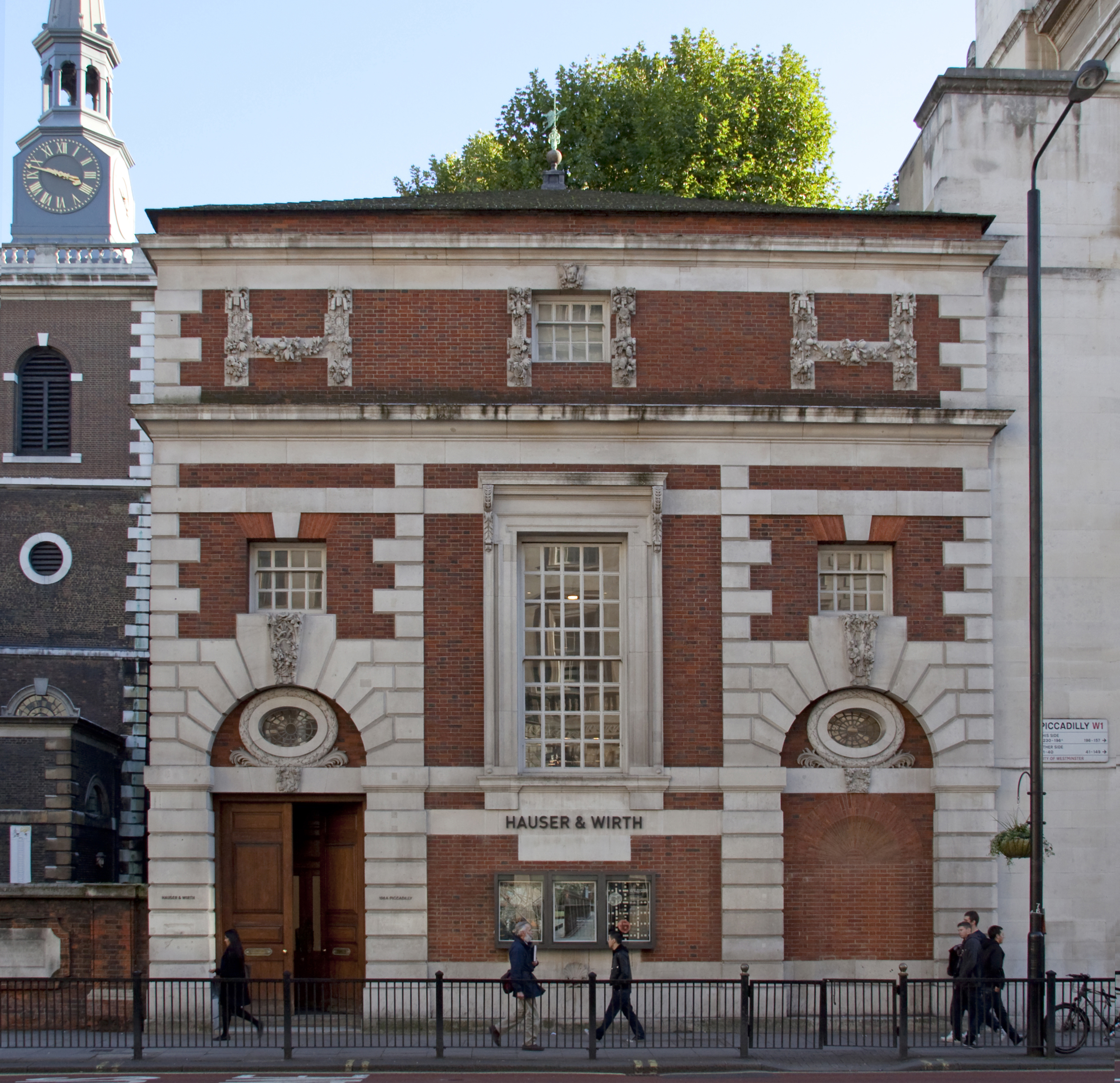
Midland Bank, Piccadilly (1922) Edwin Lutyens, un ultimo fiore di 'Wrenaissance'
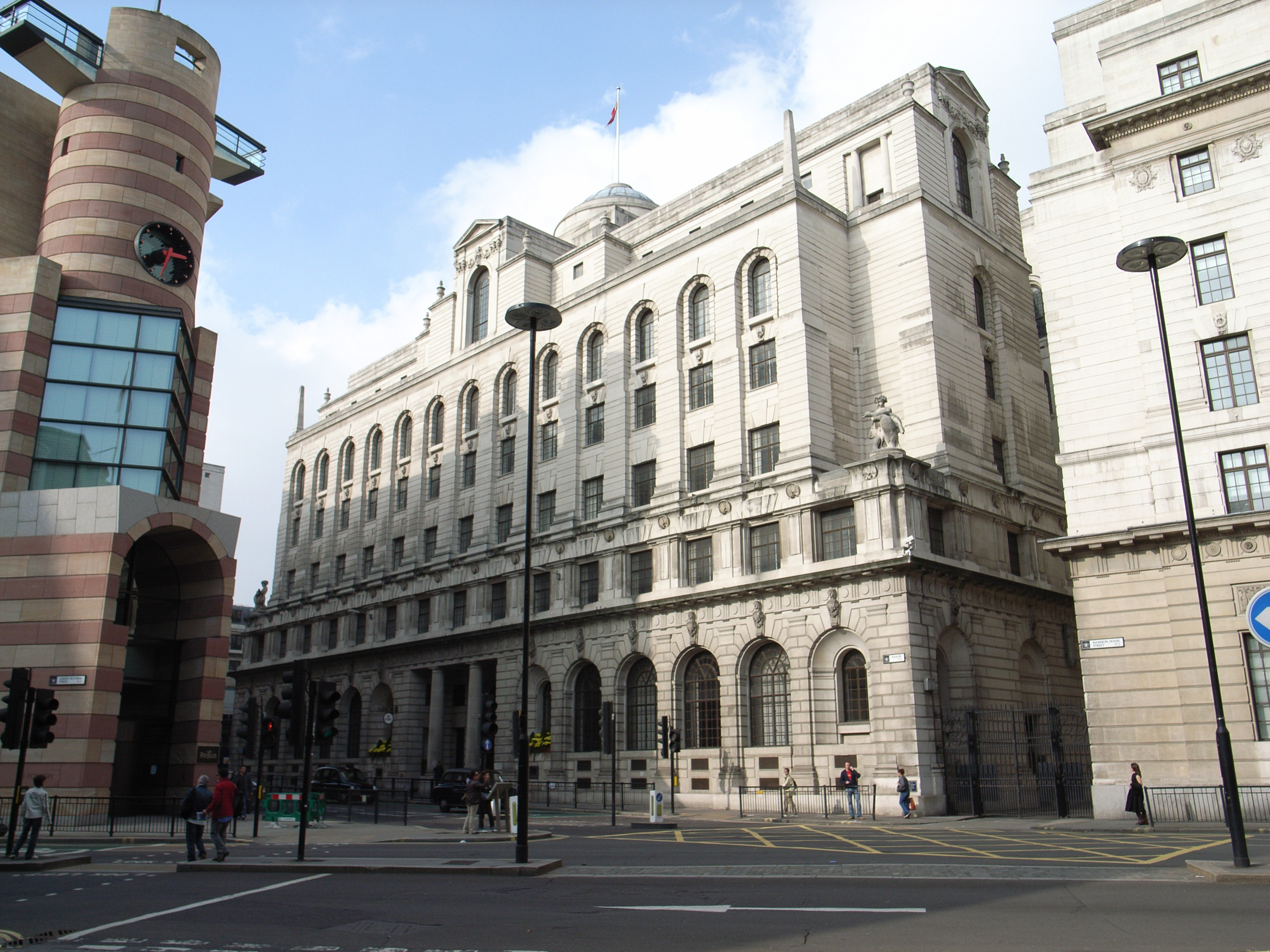
Midland Bank, Cheapside (1924) Edwin Lutyens, uno degli edifici bancari più grandiosi della City di Londra.
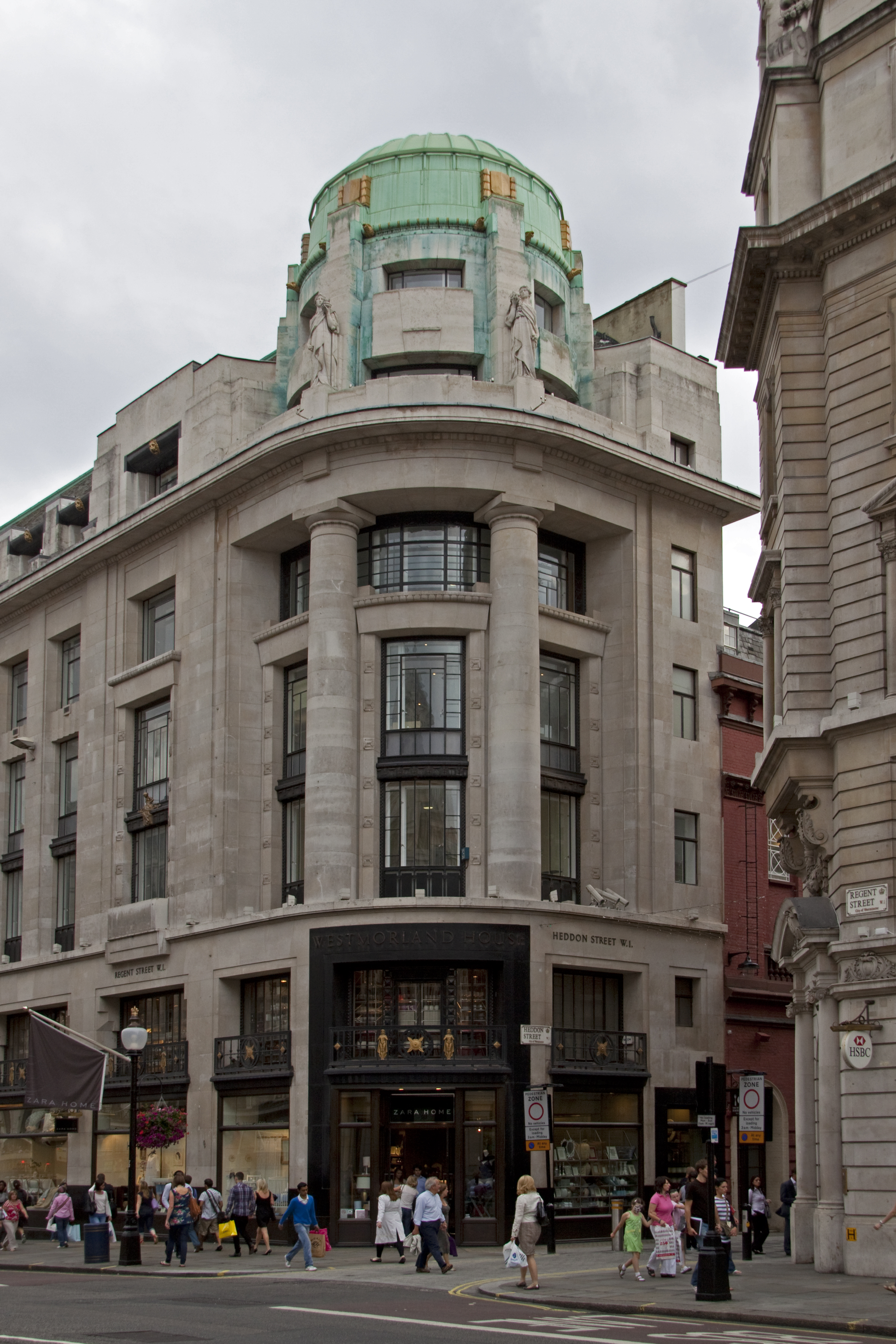
Westmorland House, Regents Street (1925) Sir John Burnet
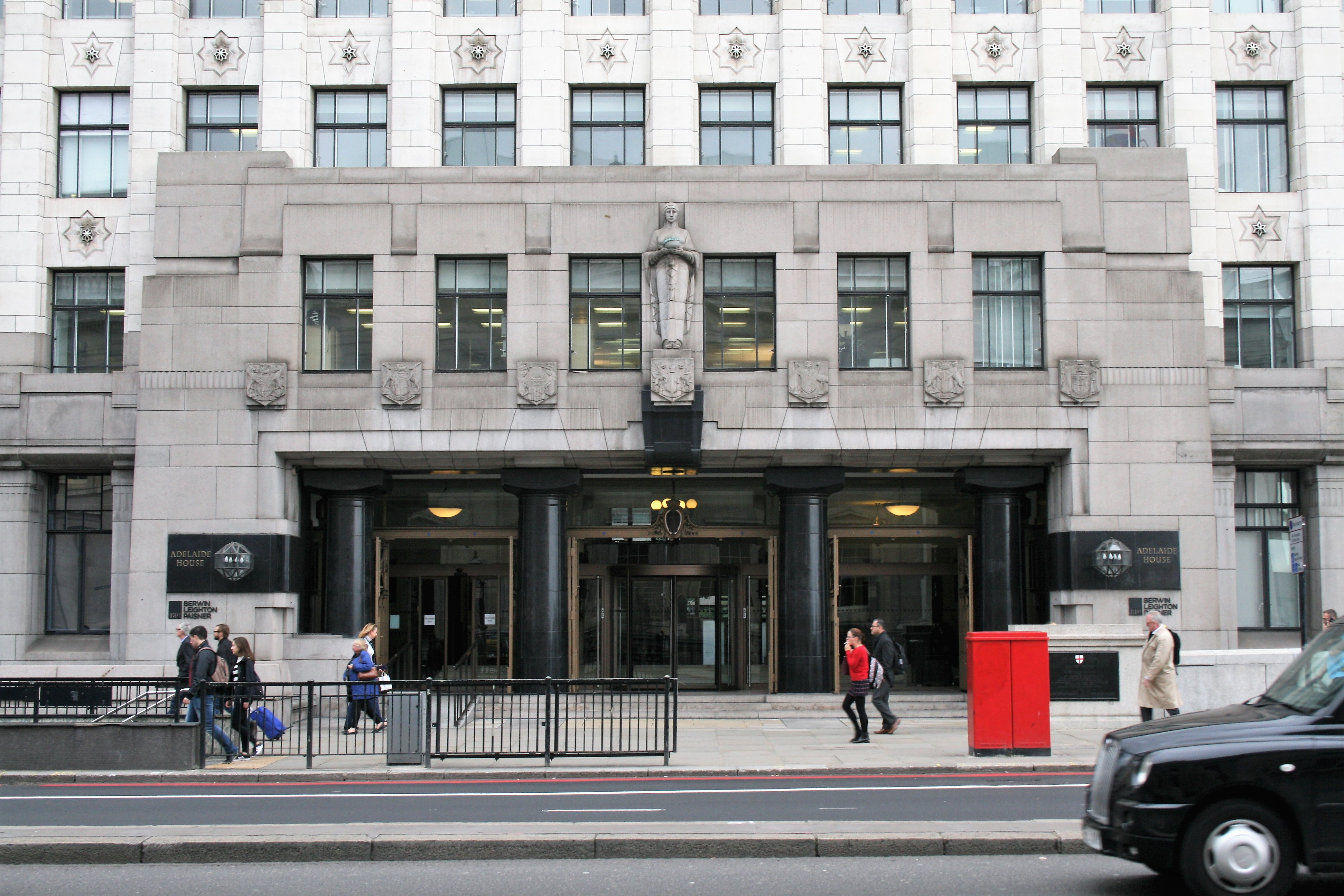
Adelaide House (1925) Sir John Burnet
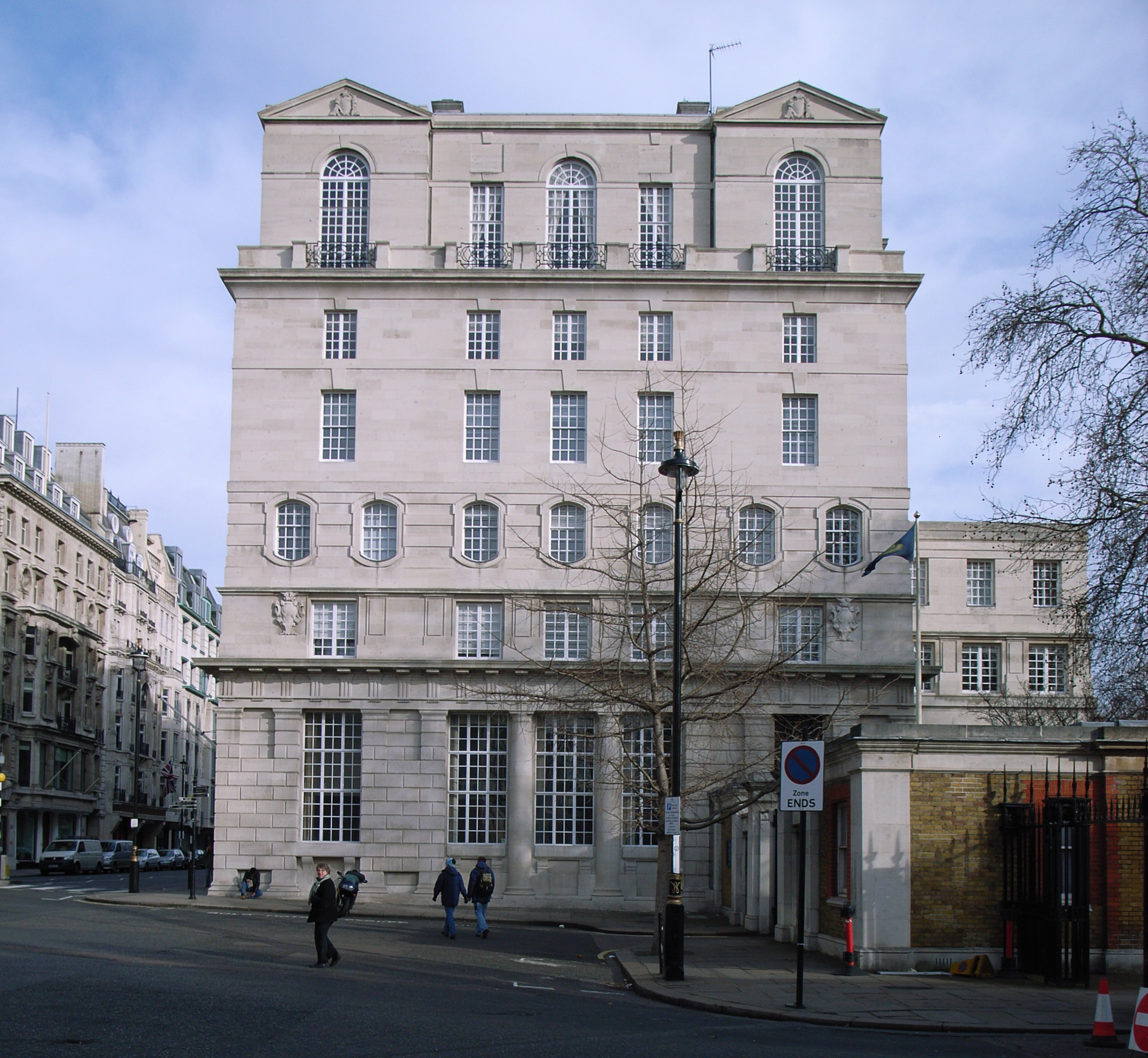
Pall Mall (1928) Edwin Lutyens
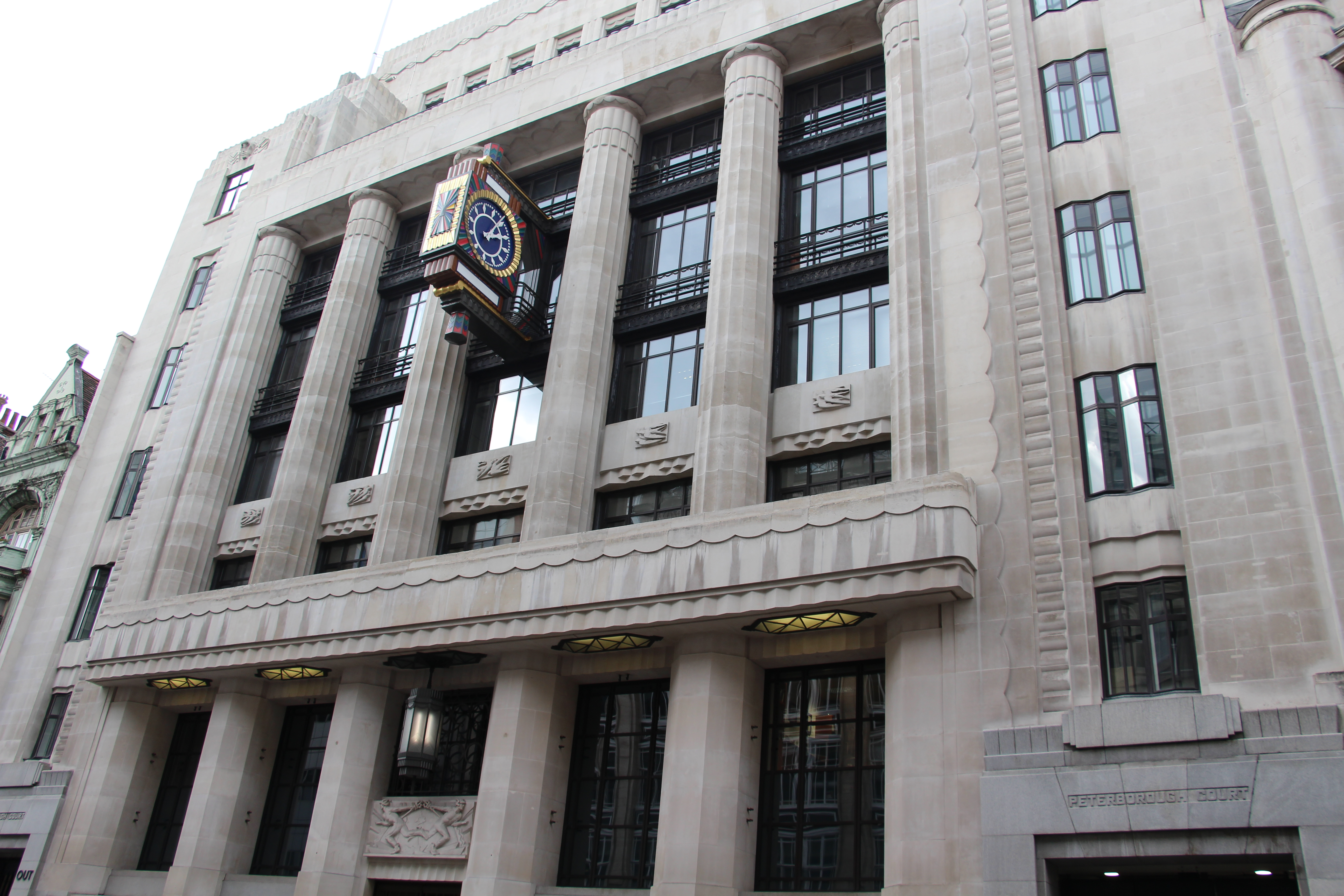
Daily Telegraph Building (1928) Elcock e Sutcliffe, un esempio della forte influenza dell'architettura dell'Antico Egitto sull'architettura Art déco.
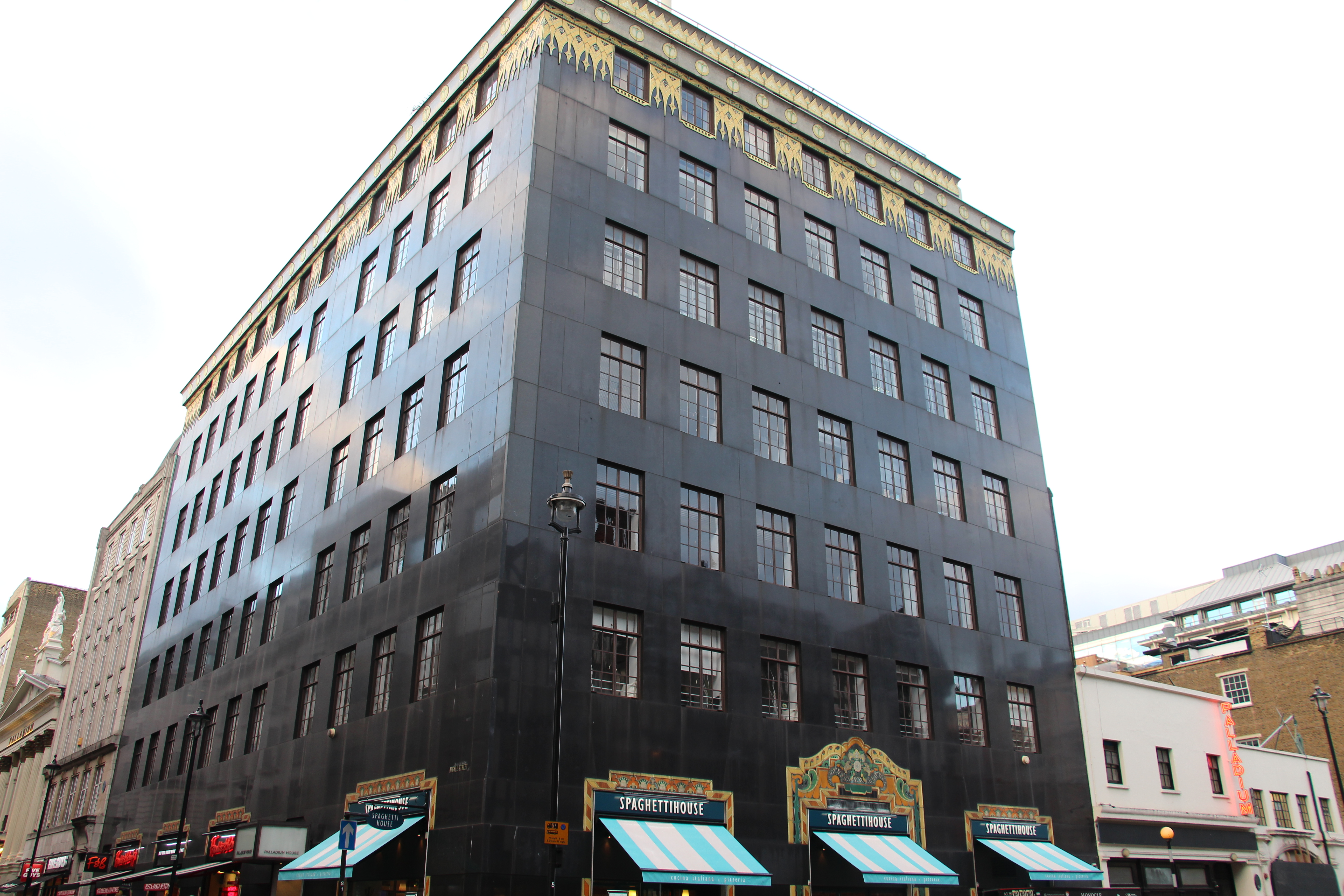
Palladium House (1928) Raymond Hood
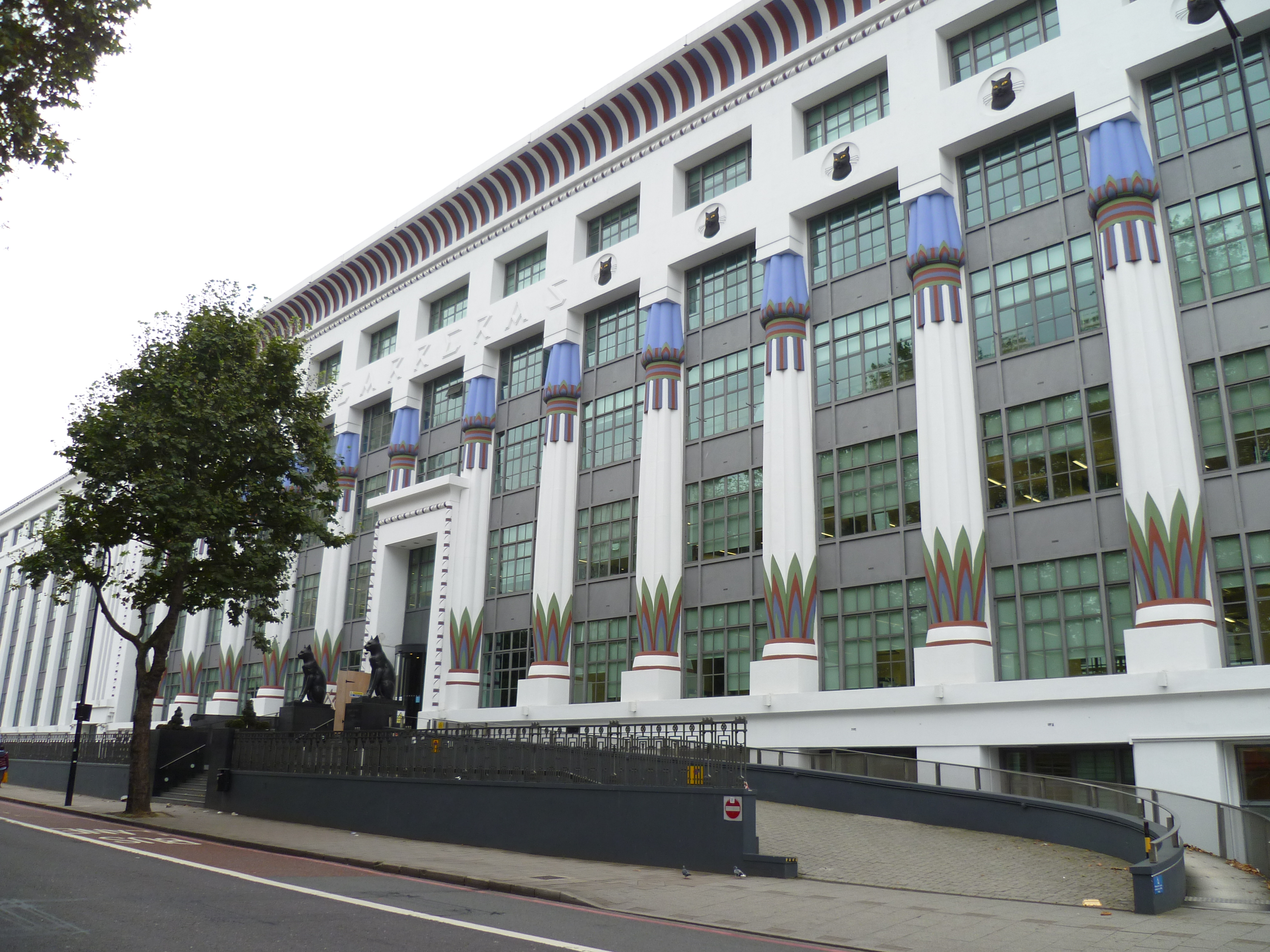
Carrerra Cigarette Factory (1928)
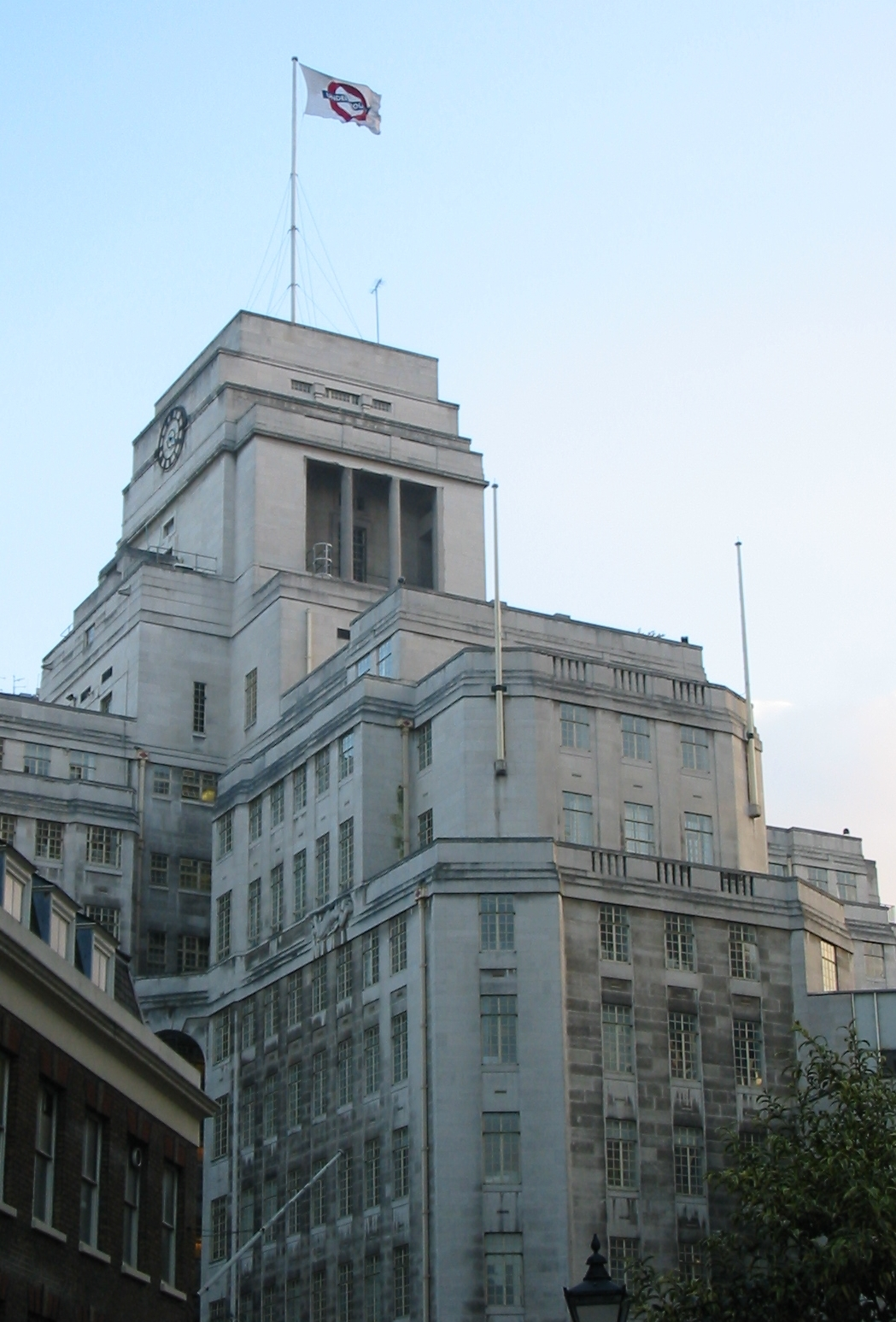
55 Broadway (1929) Charles Holden, spesso descritto come il primo grattacielo di Londra.
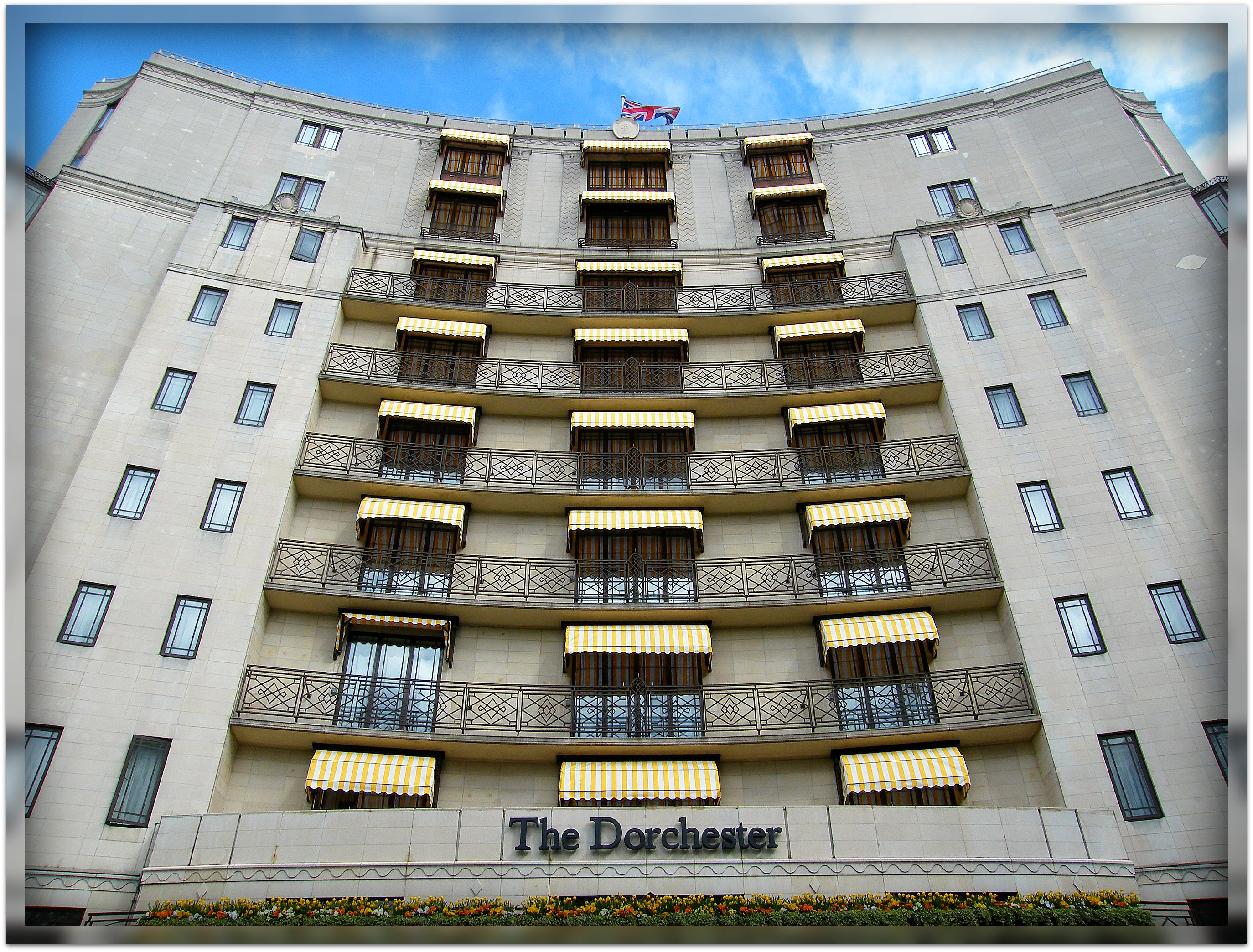
Dorchester Hotel (1930) W Curtis Green
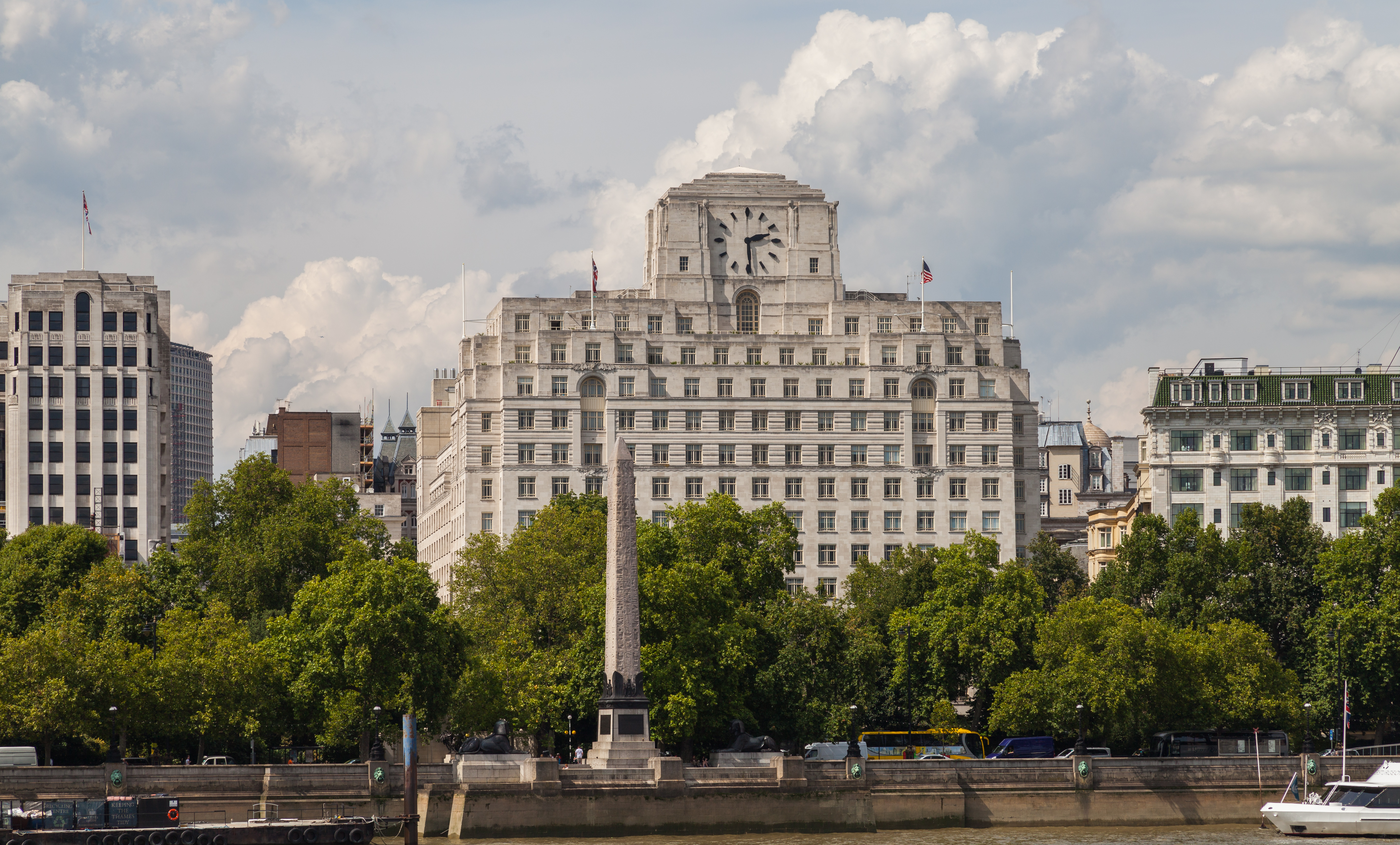
Shell Mex House (1931) Messrs Joseph
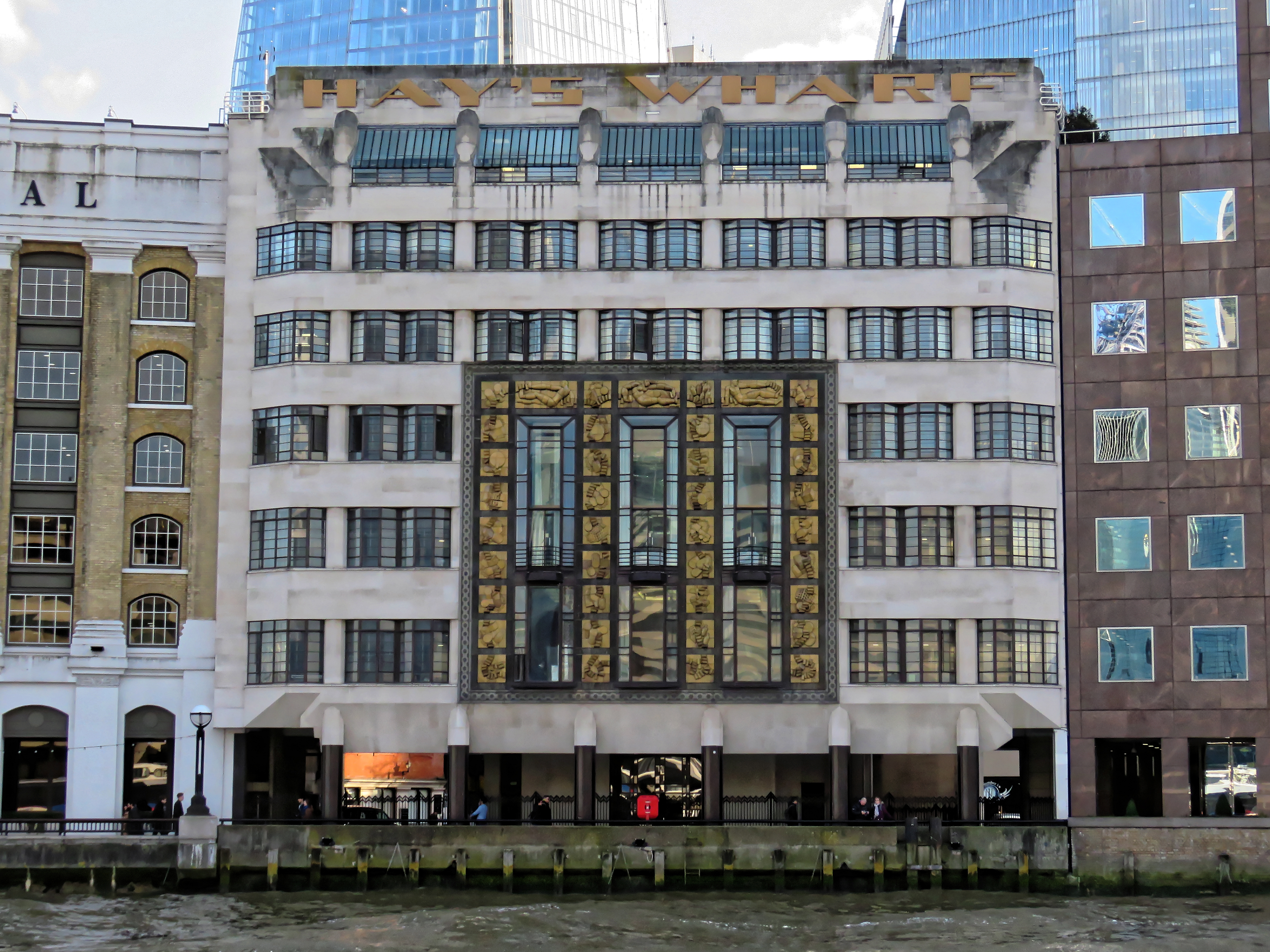
St Olaf House, Hay's Wharf (1932) H S Goodhart-Rendel
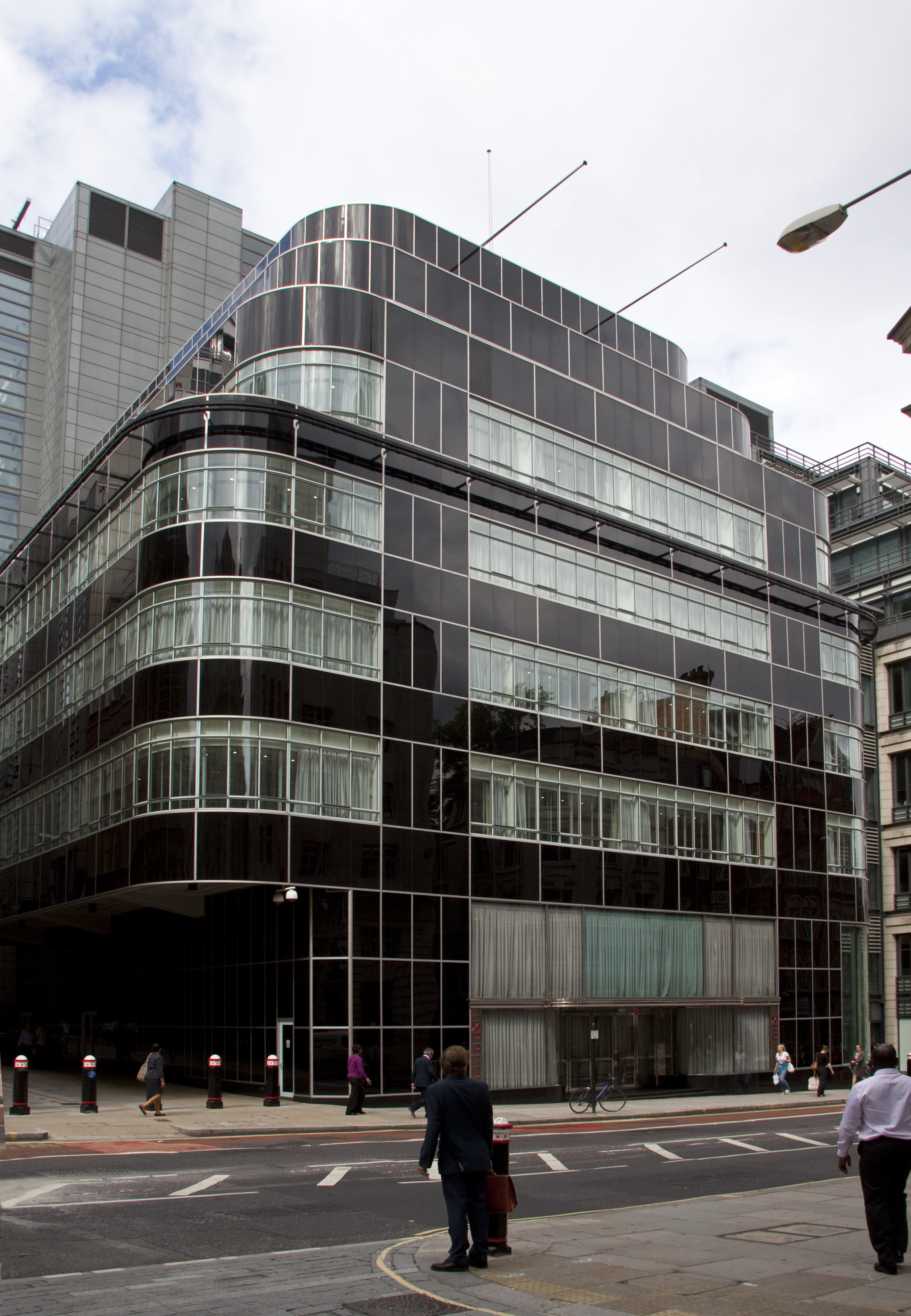
Daily Express Building (1932) Ellis Clarke
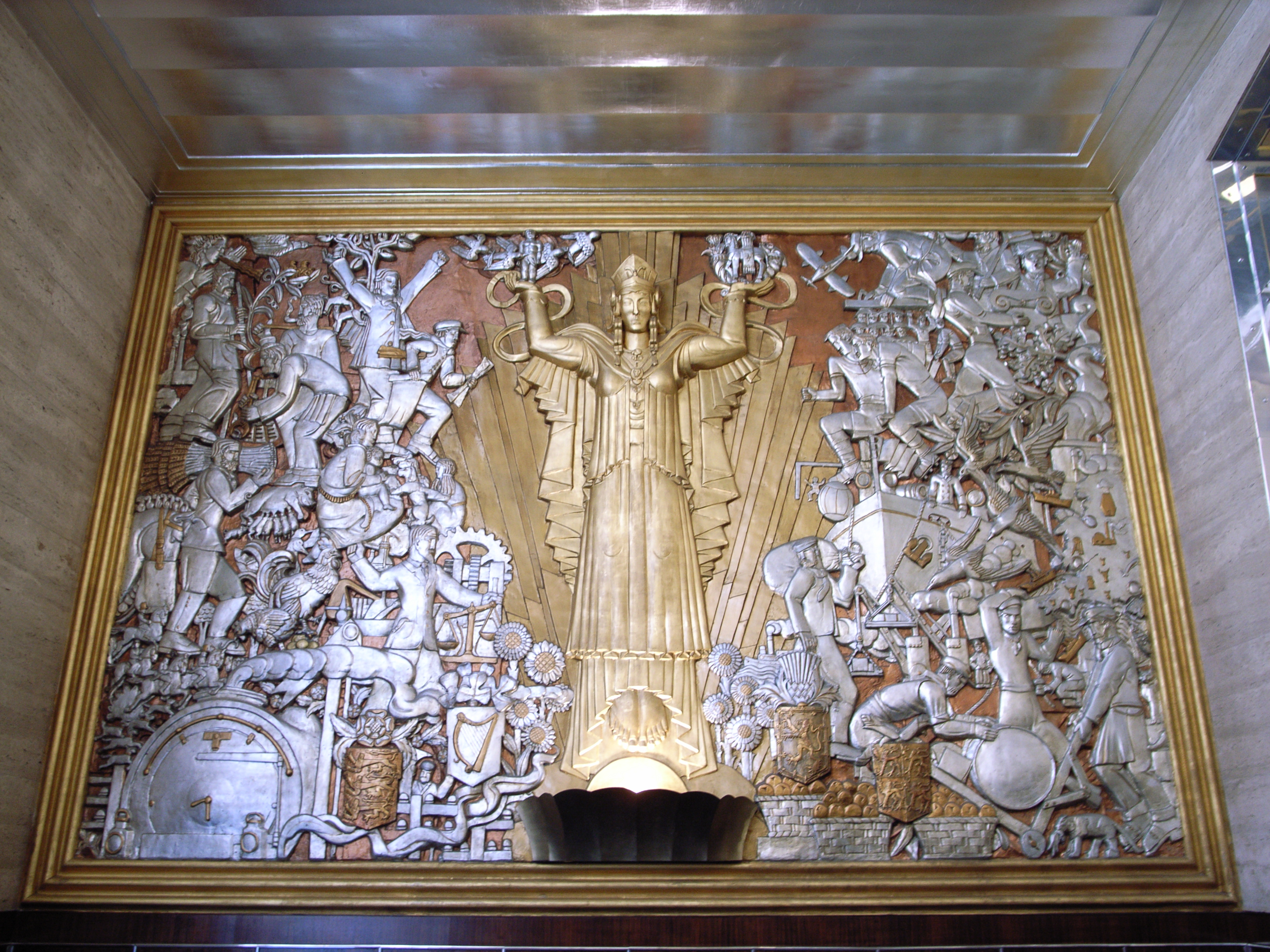
Daily Express Building (1932) Ellis Clarke
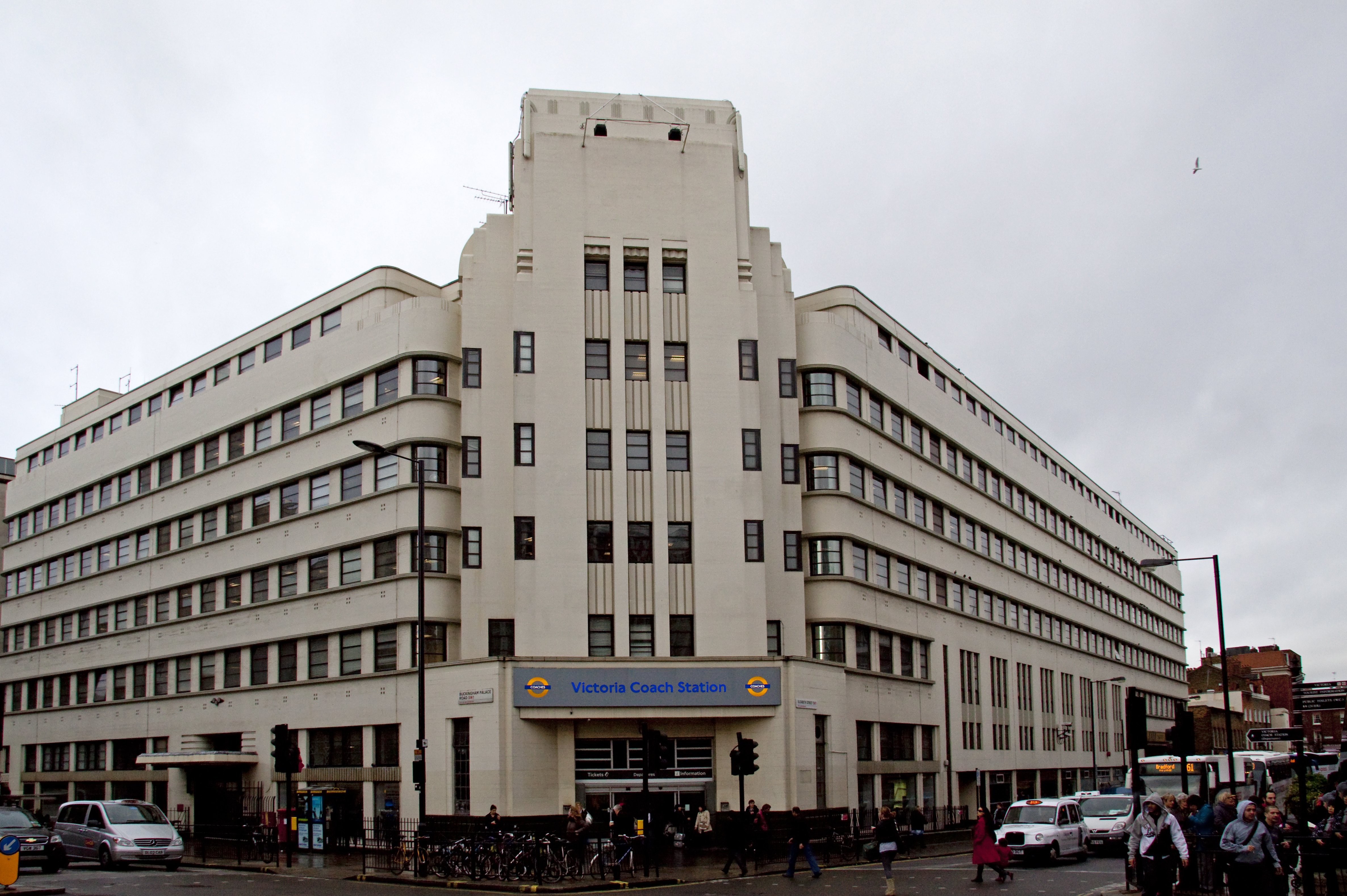
Victoria Coach Station (1932) Wallis Gilbert e Partners
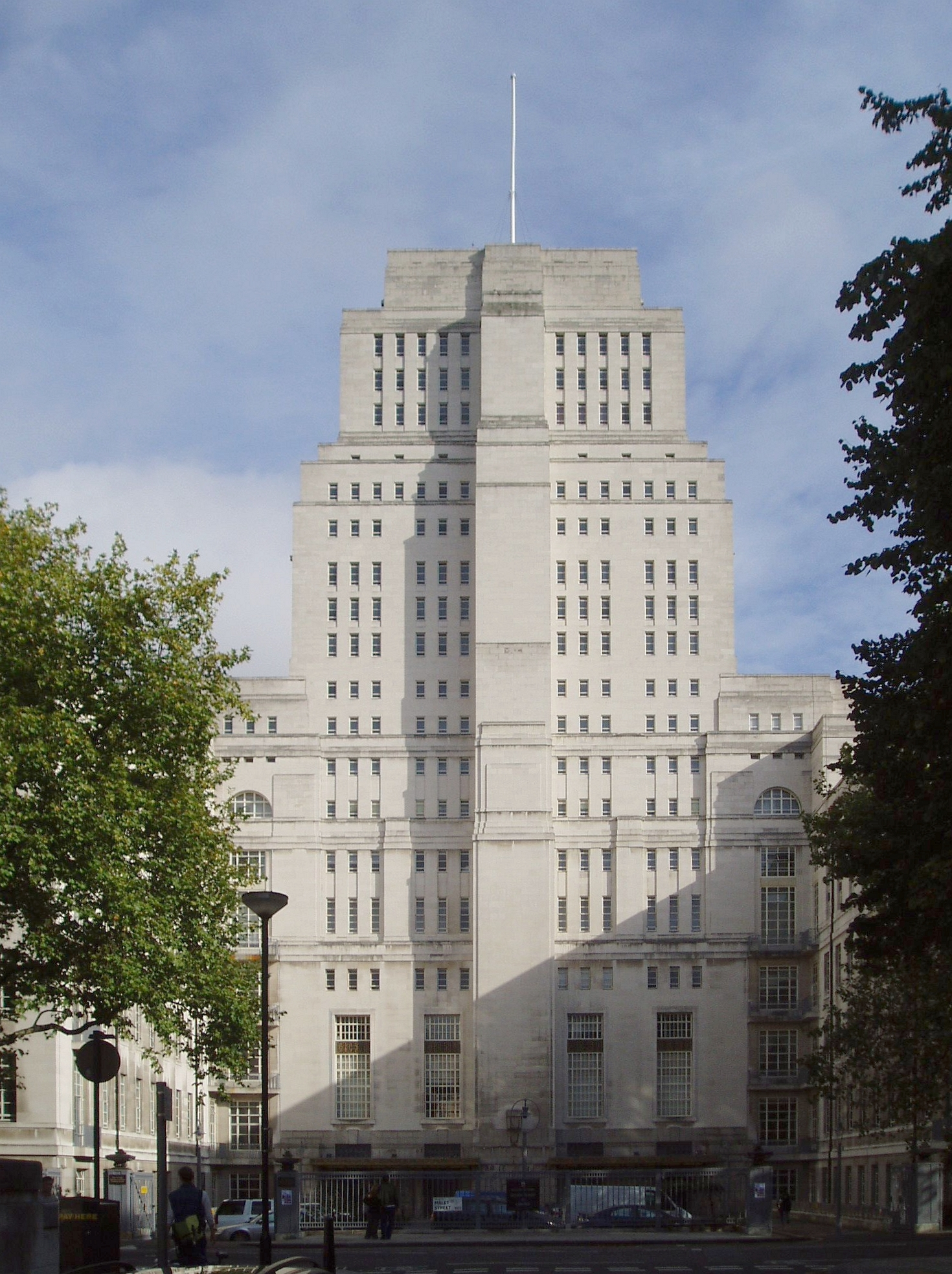
Senate House (1932) Charles Holden, uno dei primi grattacieli di Londra.
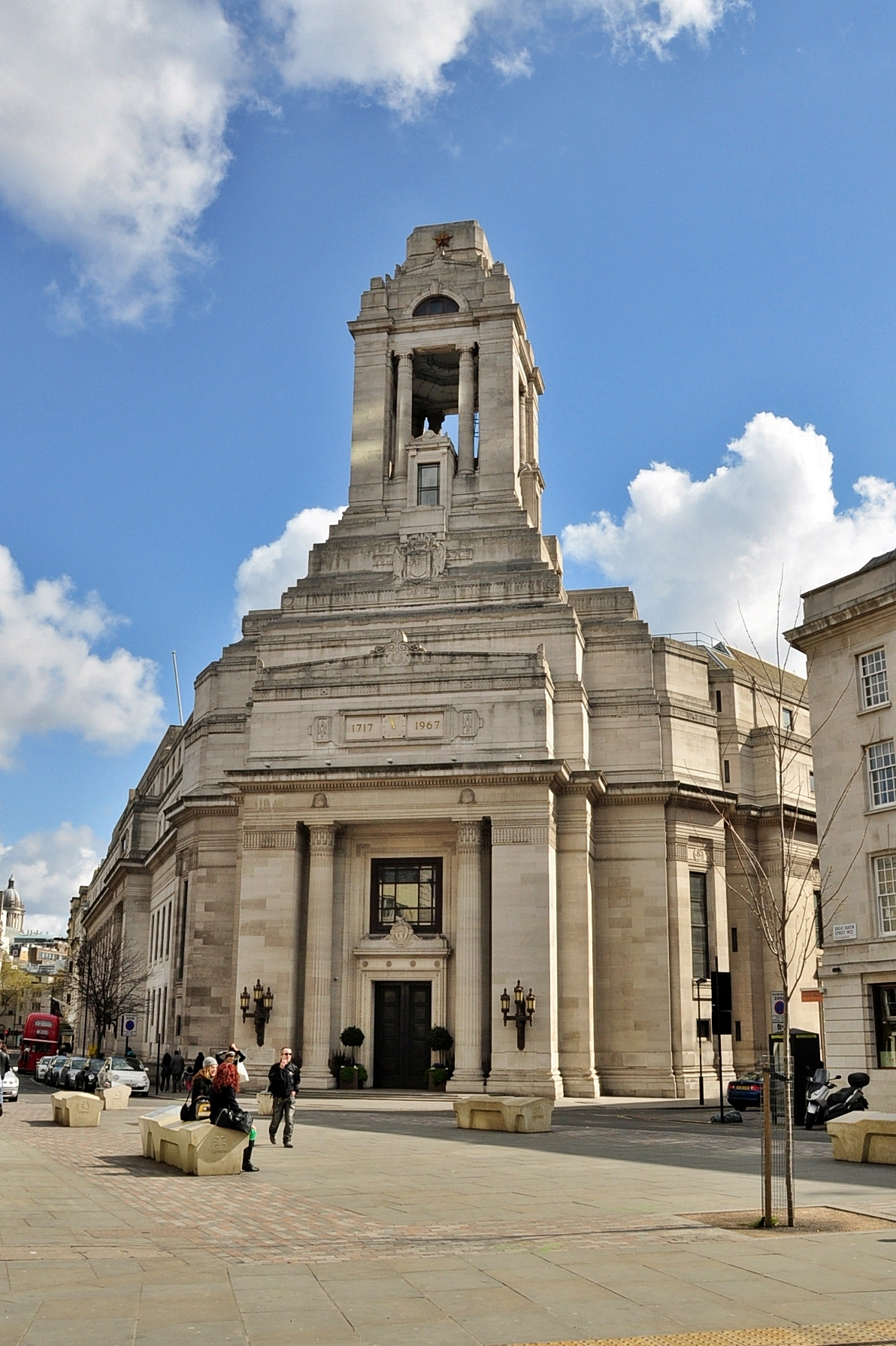
Freemasons' Hall (1933) Ashley e Newman
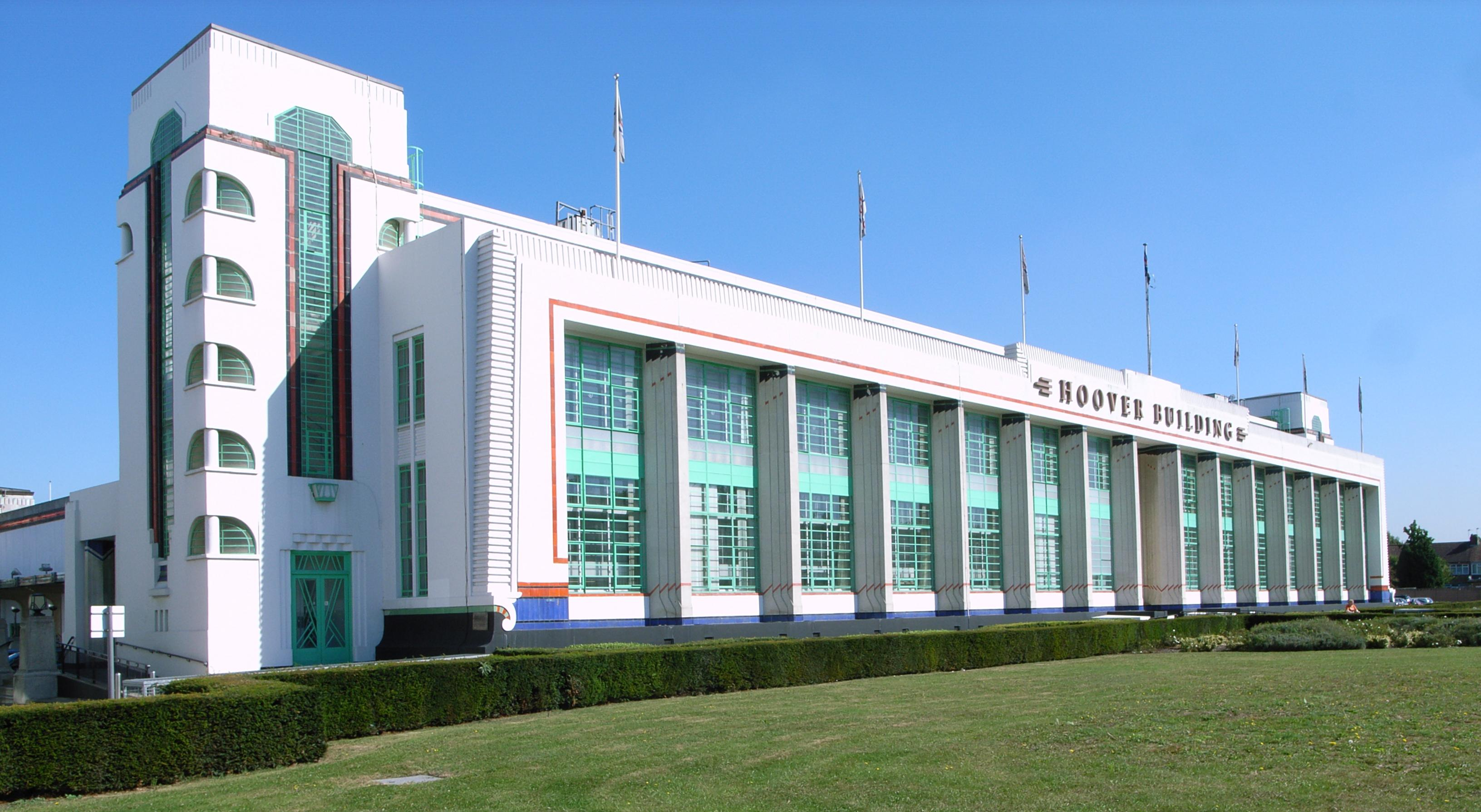
Hoover Building (1933) Wallis, Gilbert e Partners
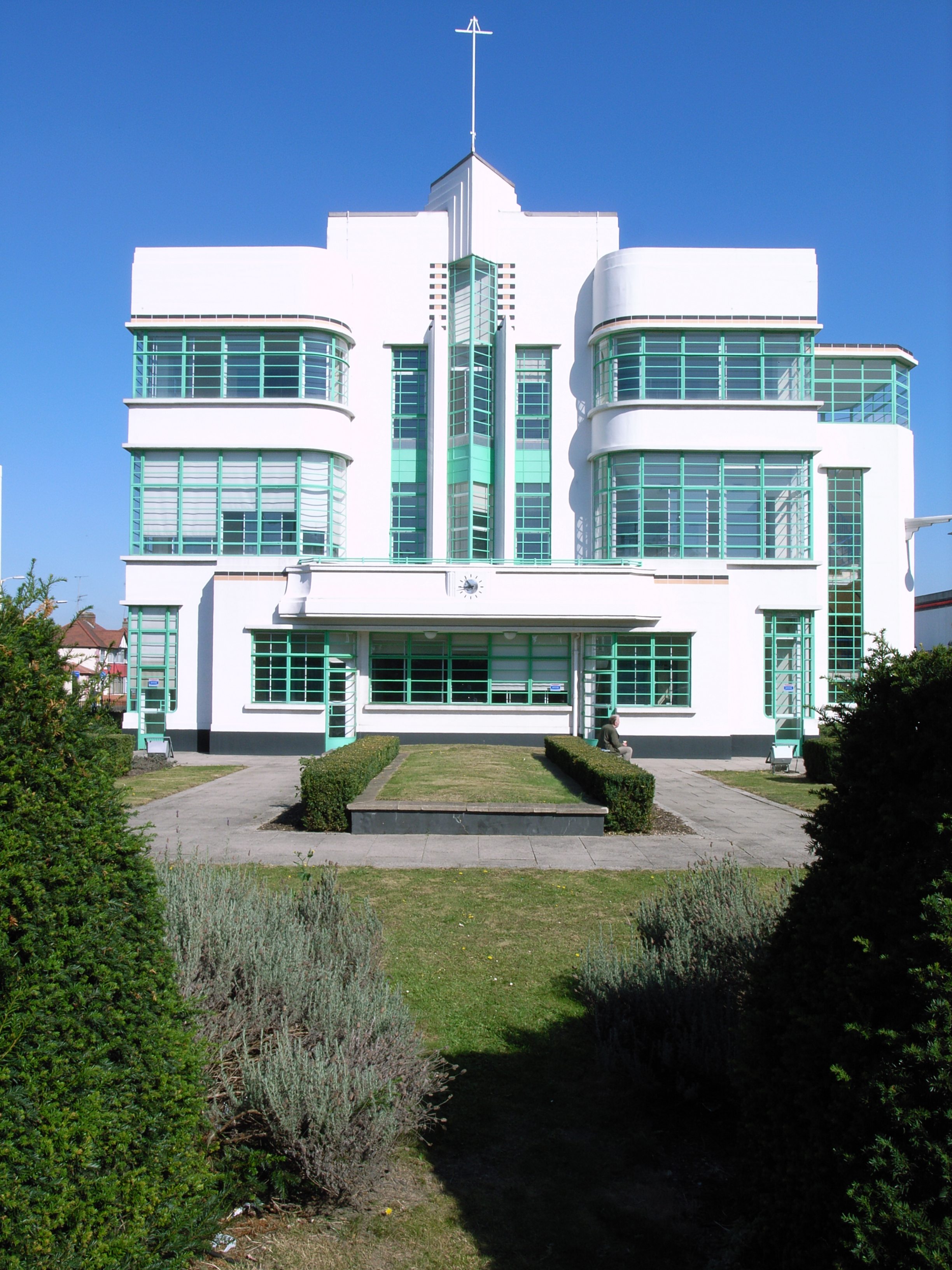
Hoover Building (1933)
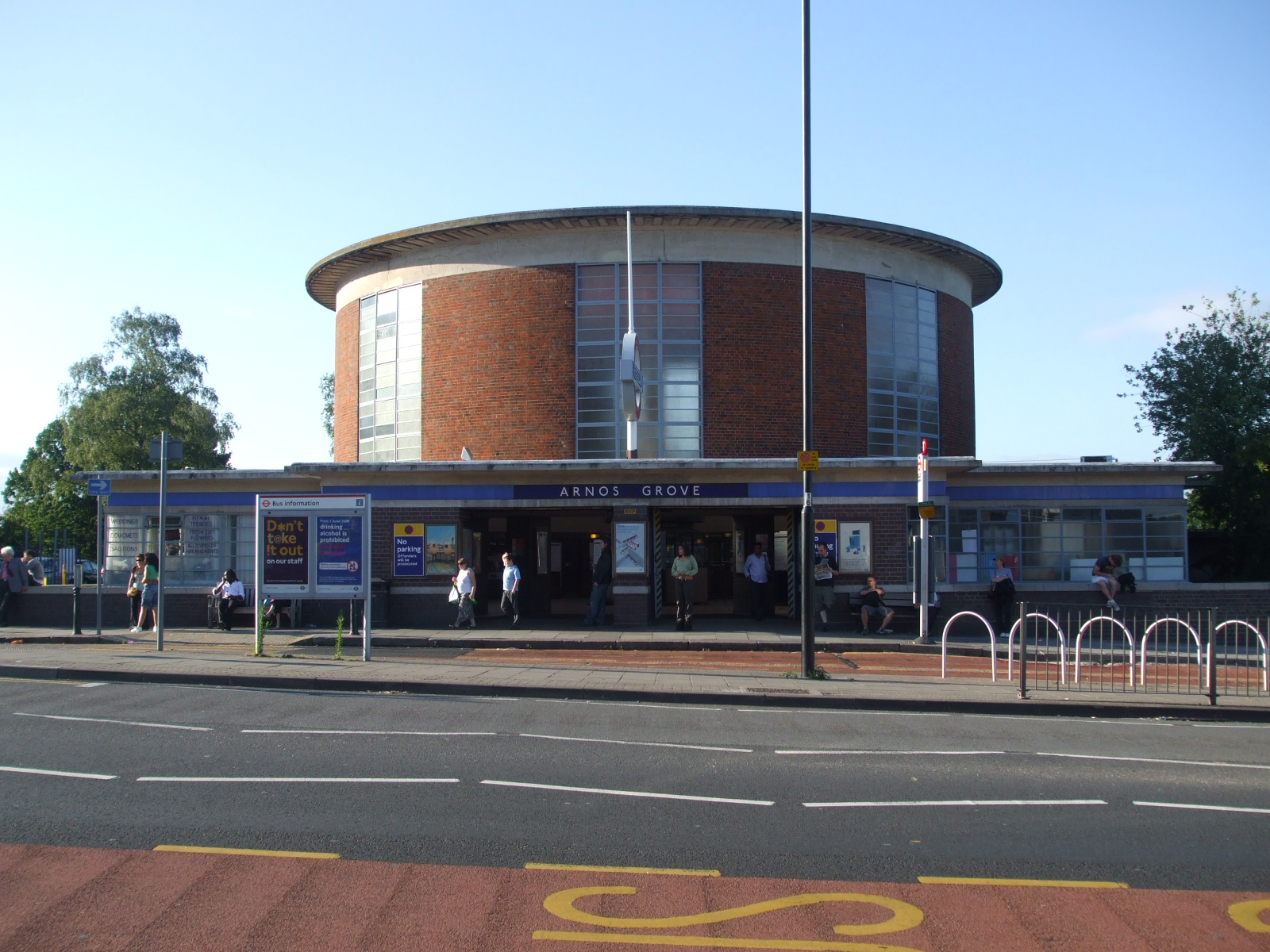
Arnos Grove (1933) Charles Holden
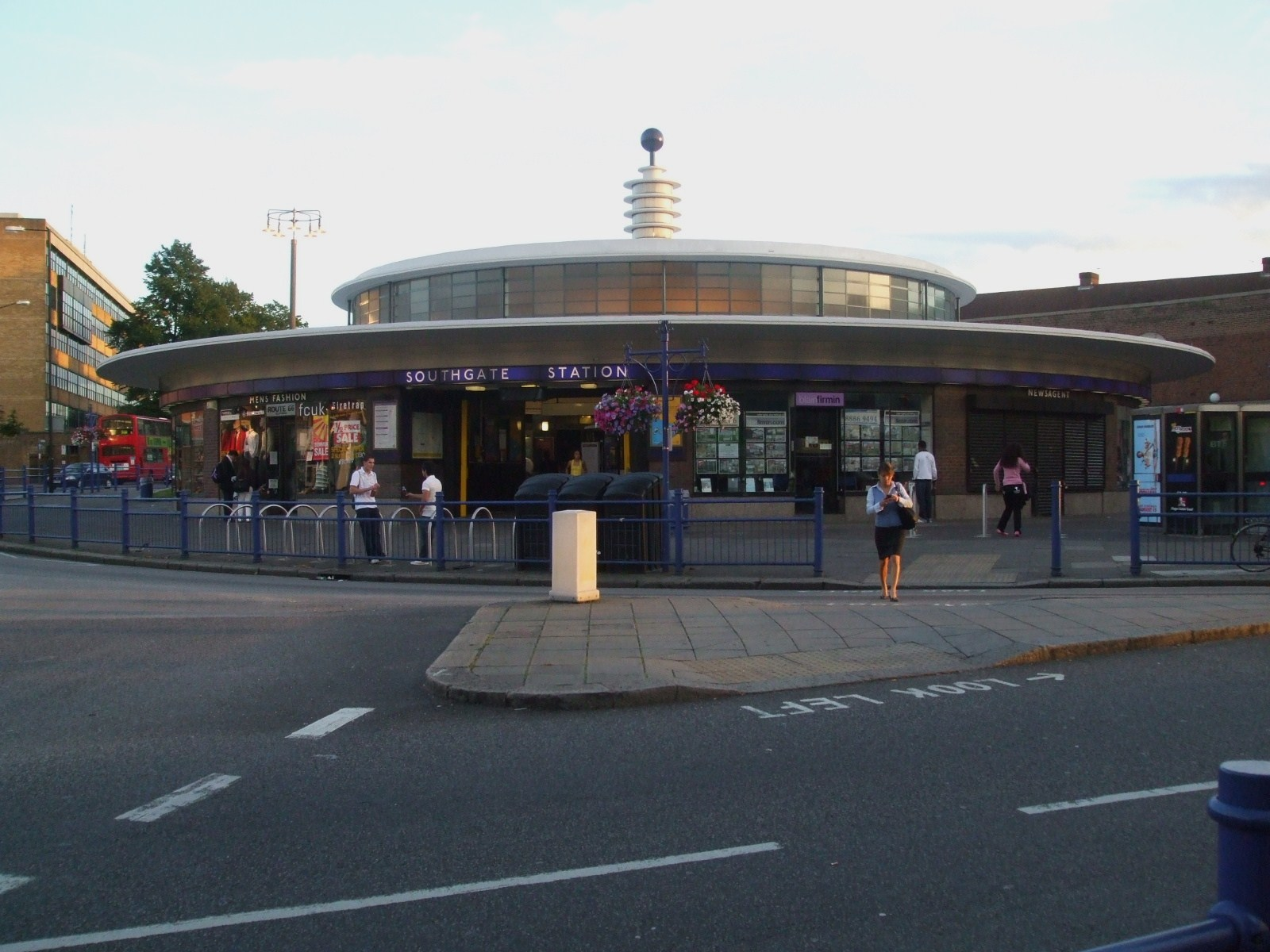
Stazione di Southgate (1933) Charles Holden
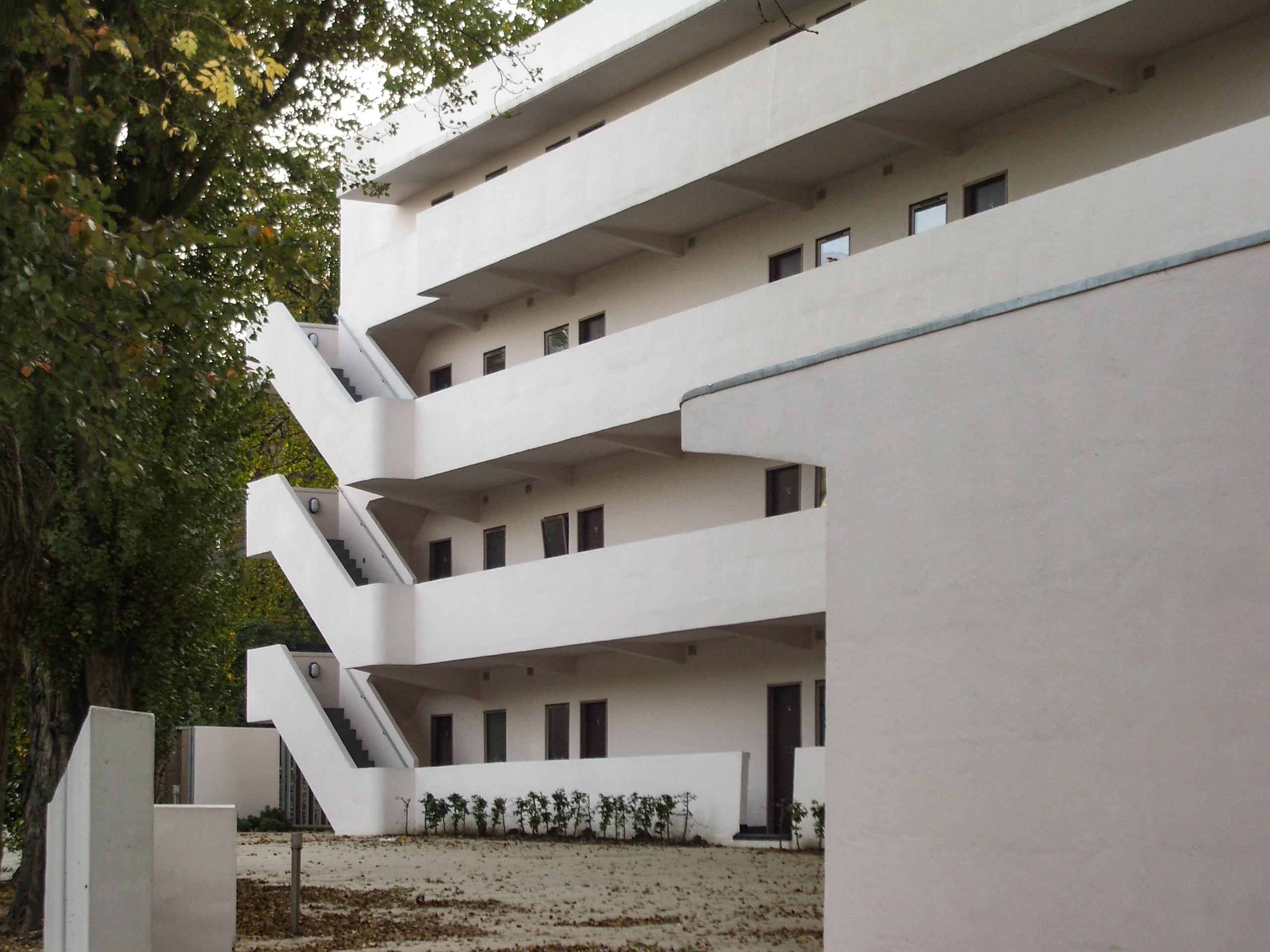
The Isokon Flats (1934) Wells Coates, un primo esempio di stile internazionale a Londra.
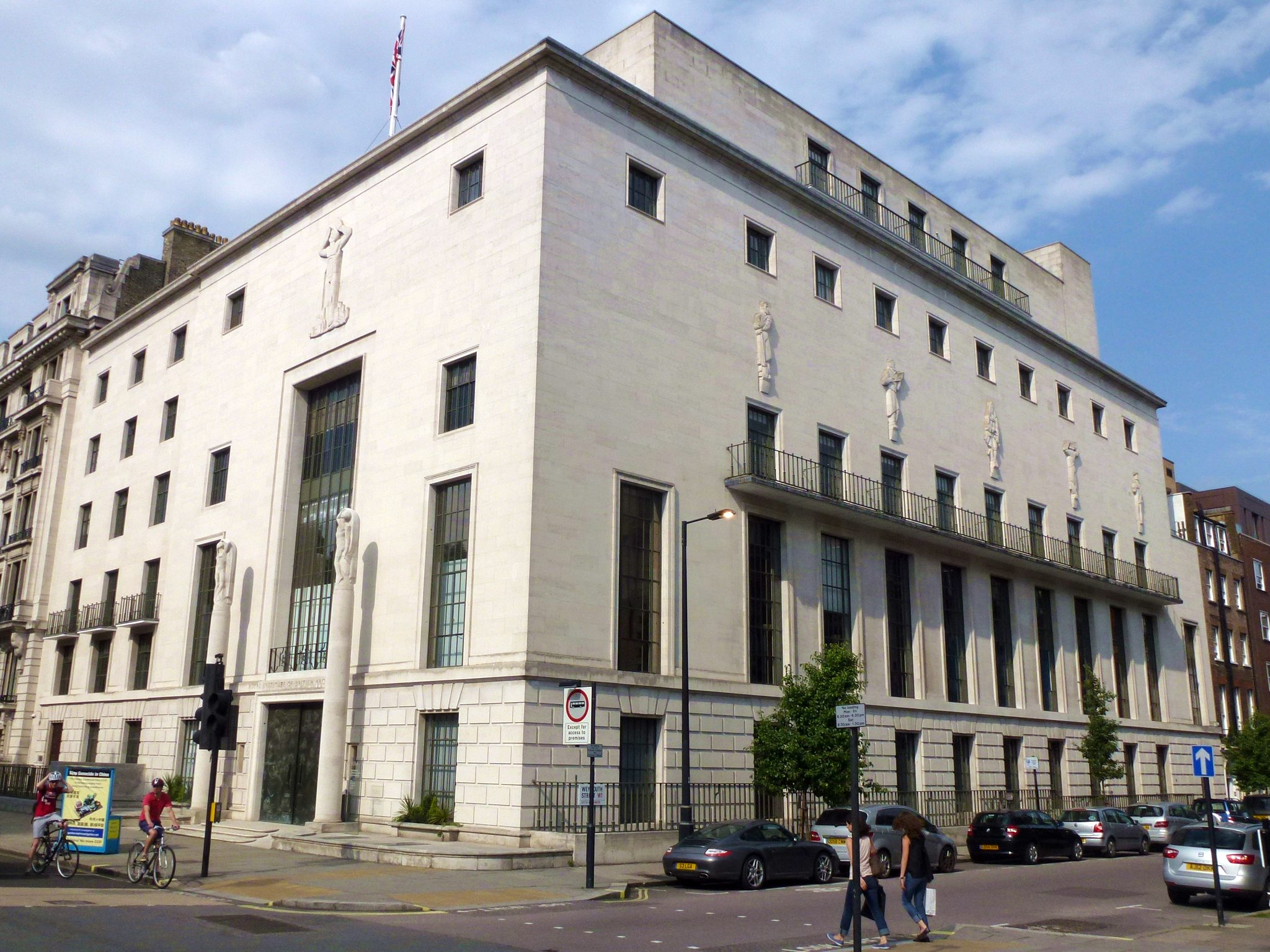
Royal Institute of British Architects (1934) George Grey Wornum
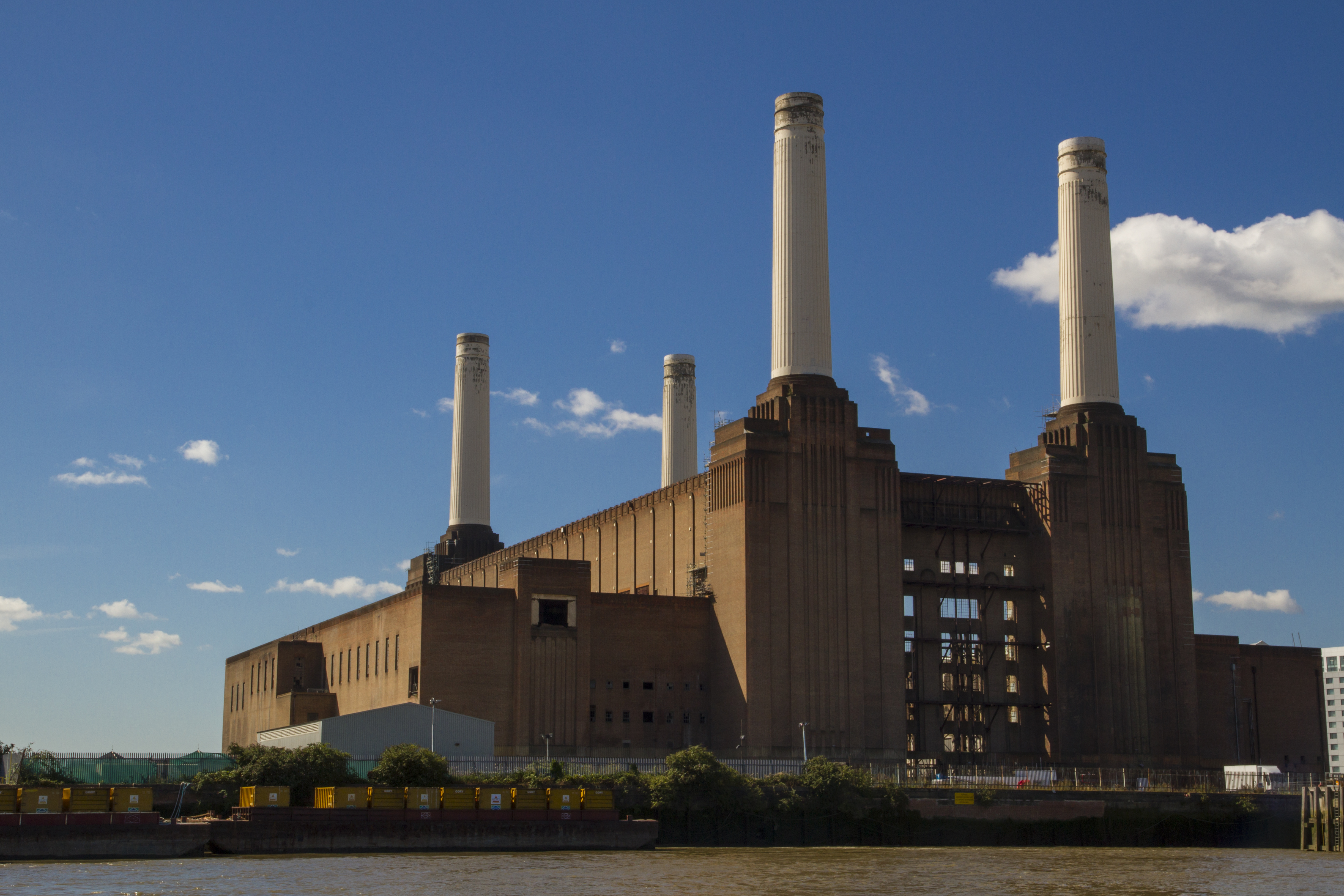
Battersea Power Station (1935) Giles Gilbert Scott
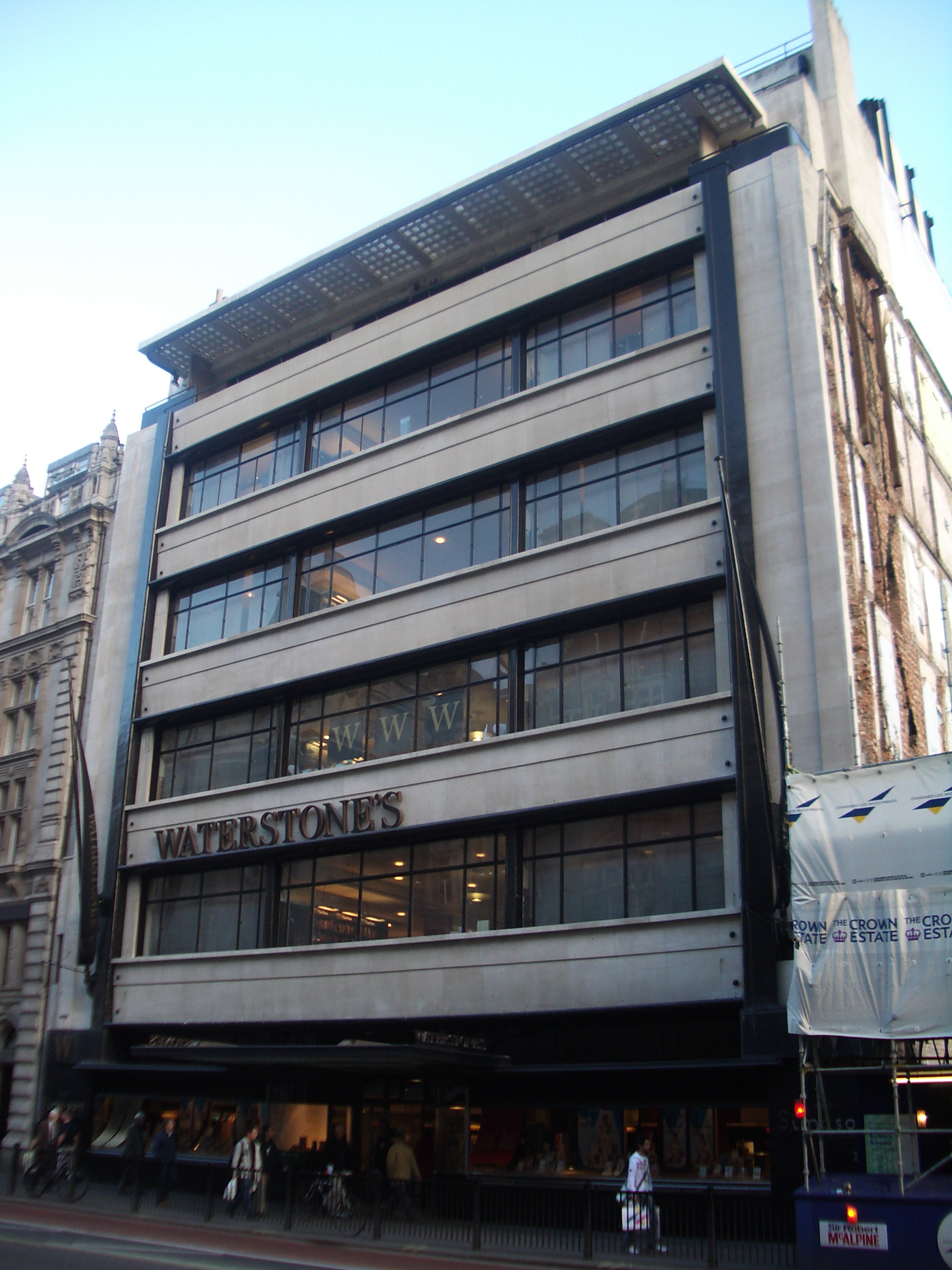
Simpsons of Piccadilly (1936) Joseph Emberton
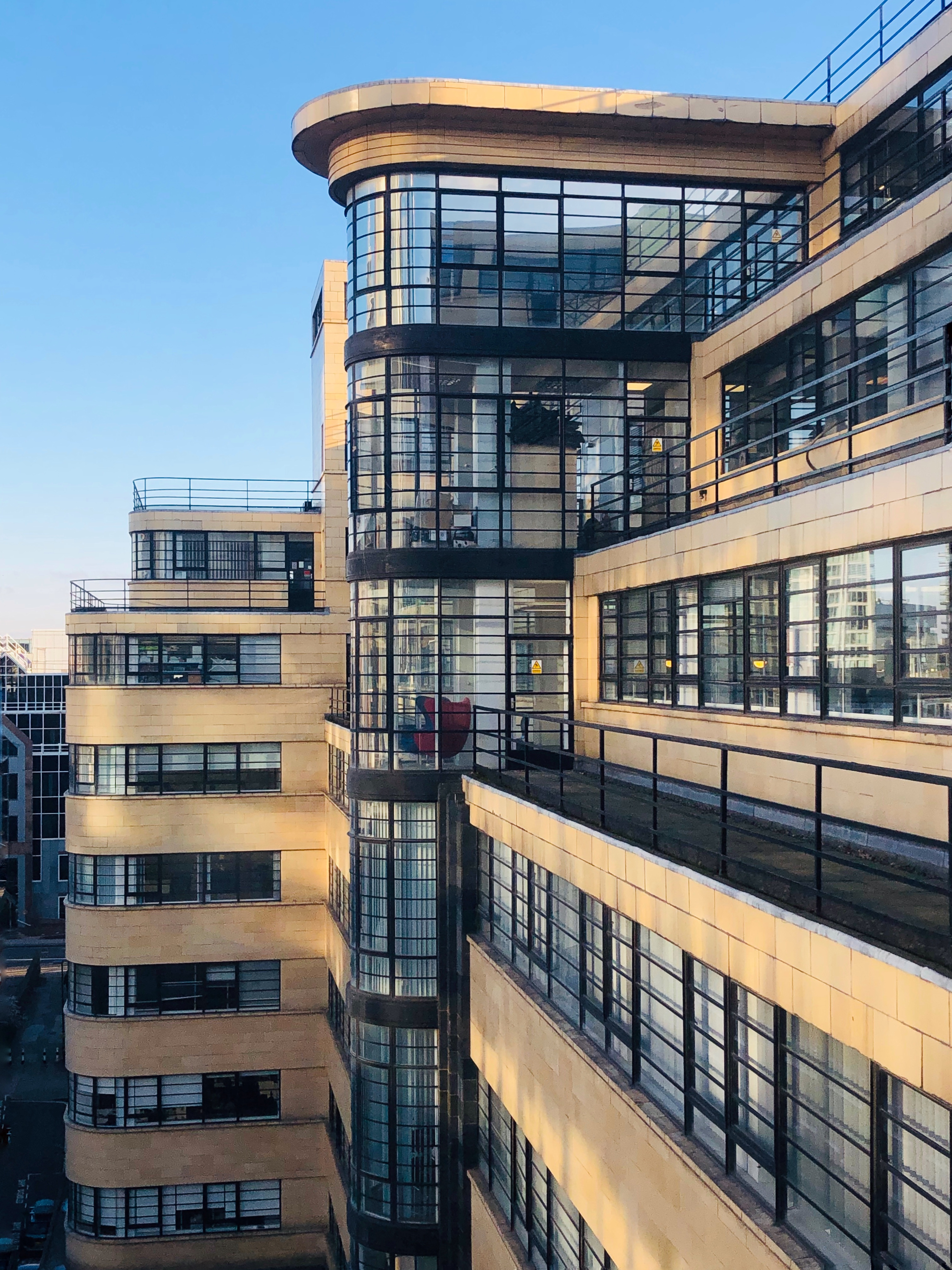
Ibex House (1937) di Fuller, Hall e Foulsham
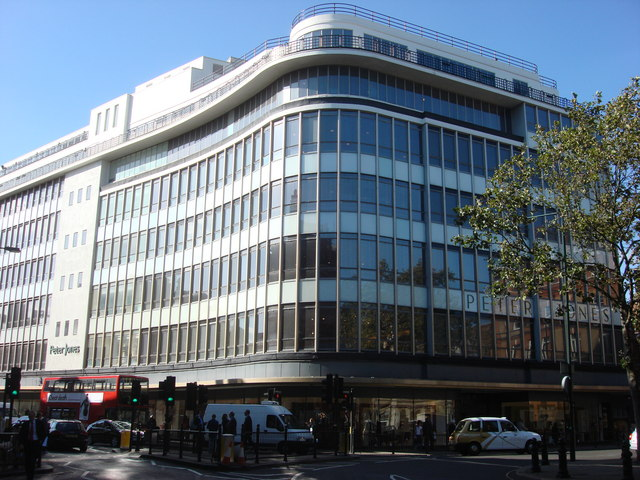
Grandi magazzini Peter Jones (1938) W Crabtree
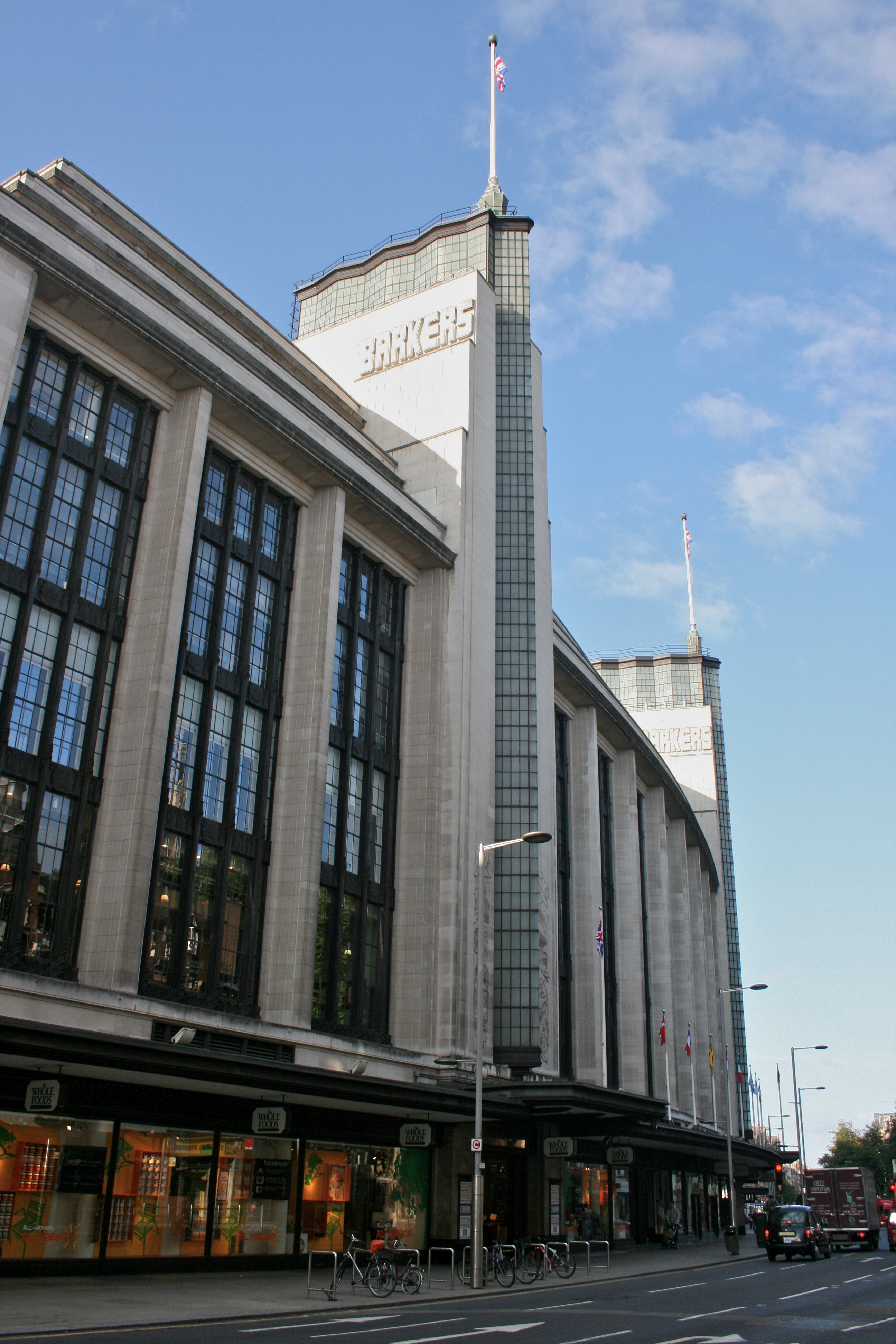
Barkers Department Store (1938) Bernard George
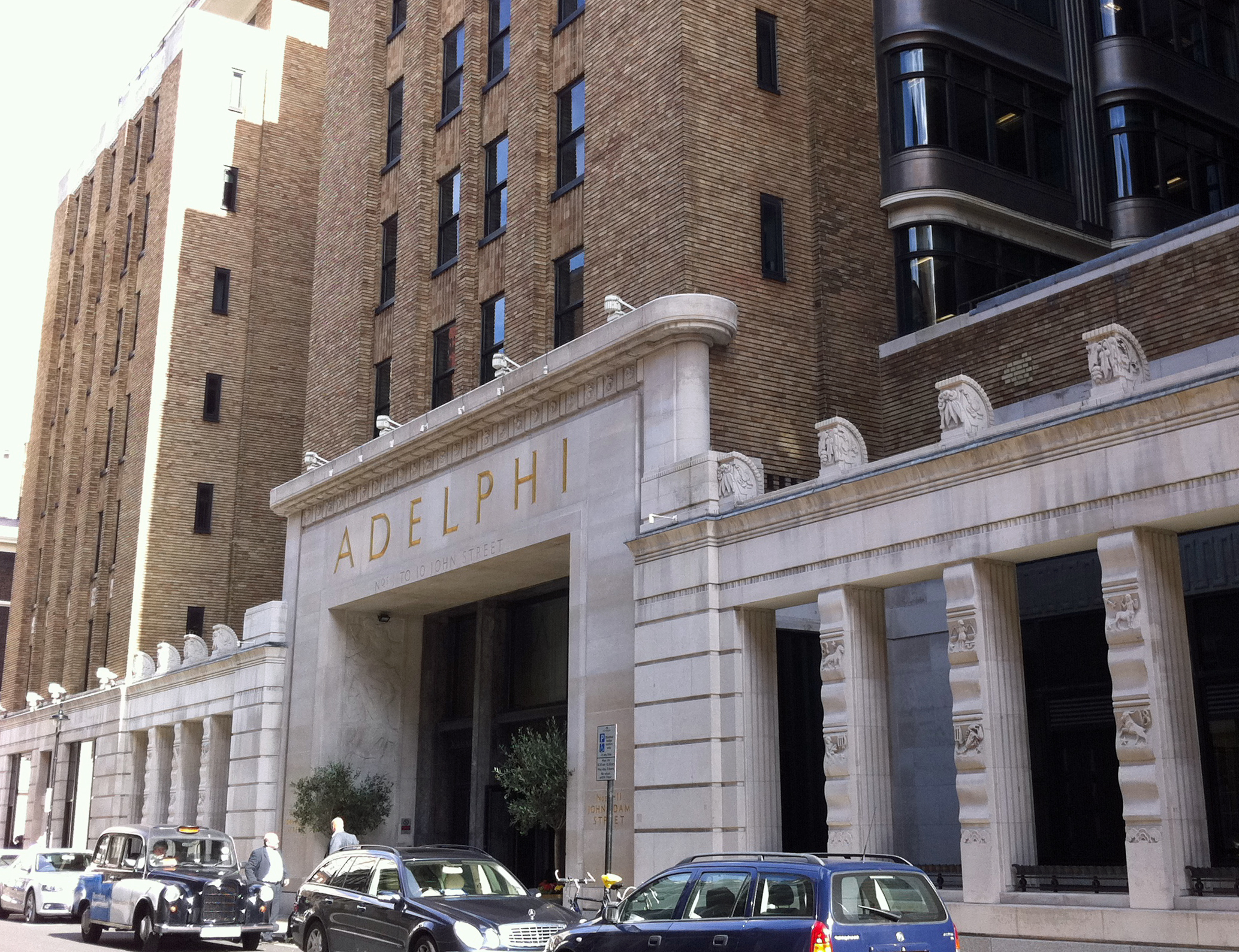
Adelphi (1938) un edificio per uffici in stile Art déco che sostituì la famosa casa a schiera georgiana omonima.
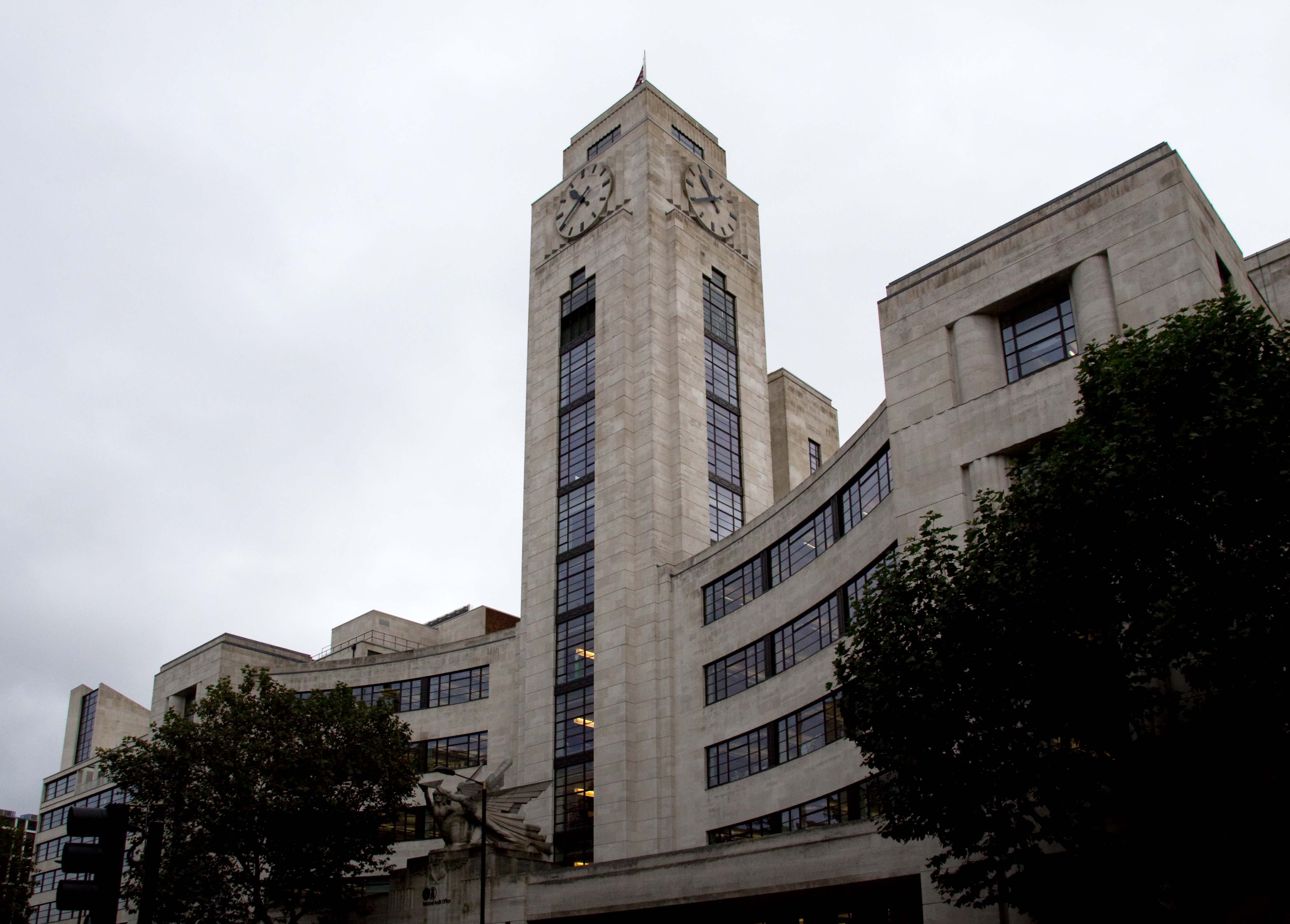
BOAC Terminal (1939) A Lakeman
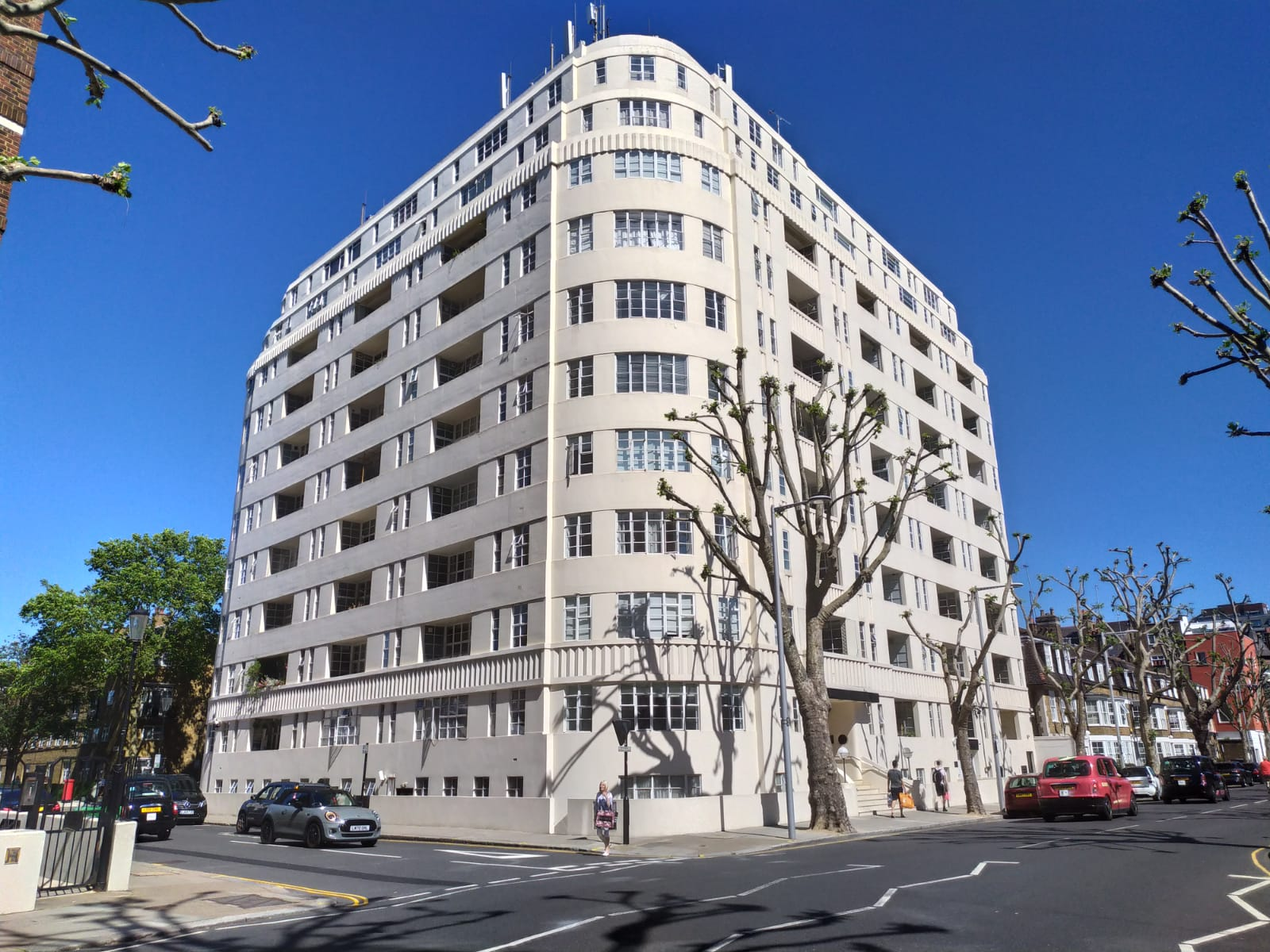
Sloane Avenue Mansions (1933) G. Kay Green

## Architettura modernista e brutalista post guerra a Londra (1945–1980)

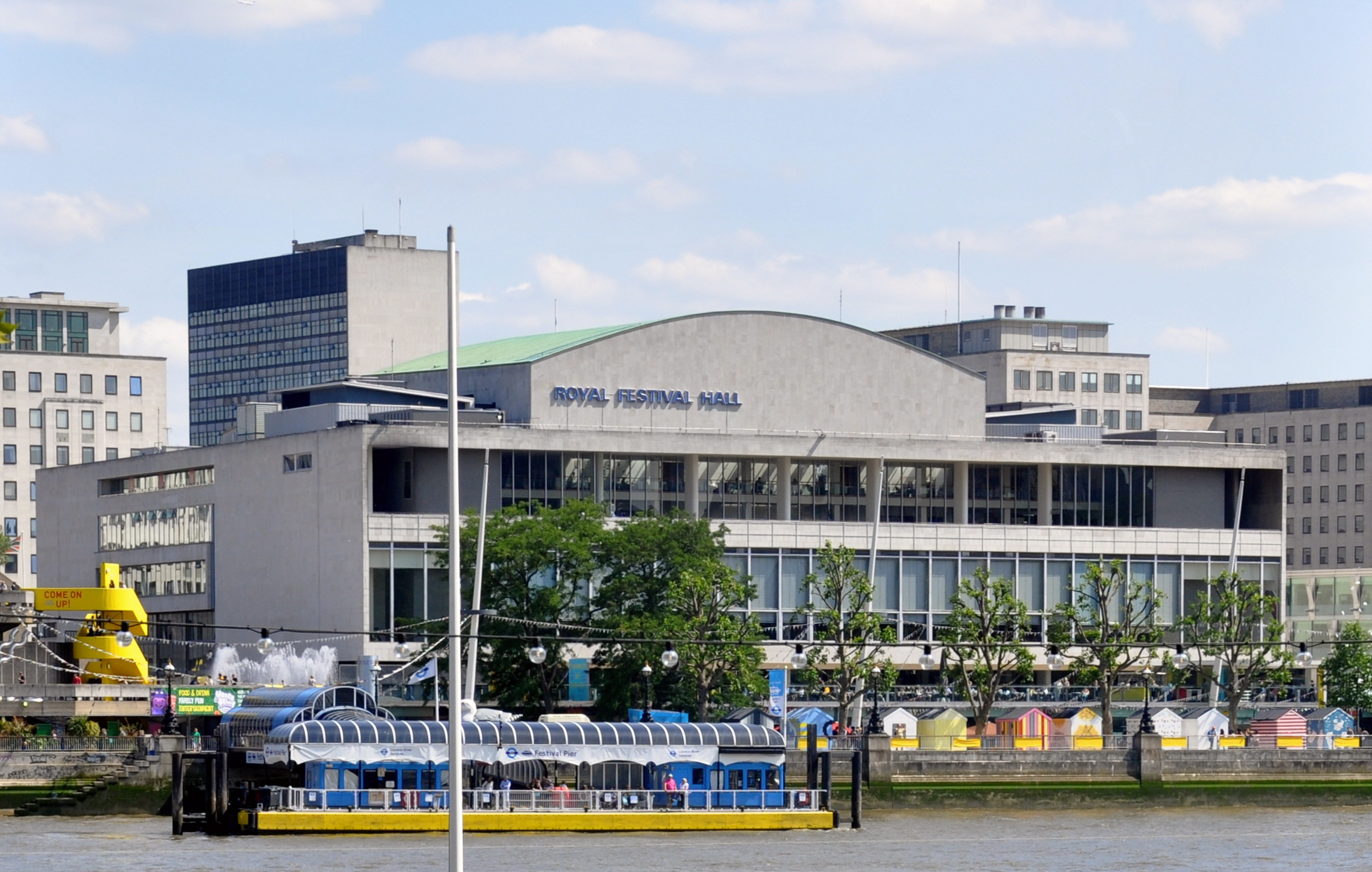
Royal Festival Hall (1951) di Robert Matthew incarnava gli ideali ottimistici del modernismo del dopoguerra in Gran Bretagna.

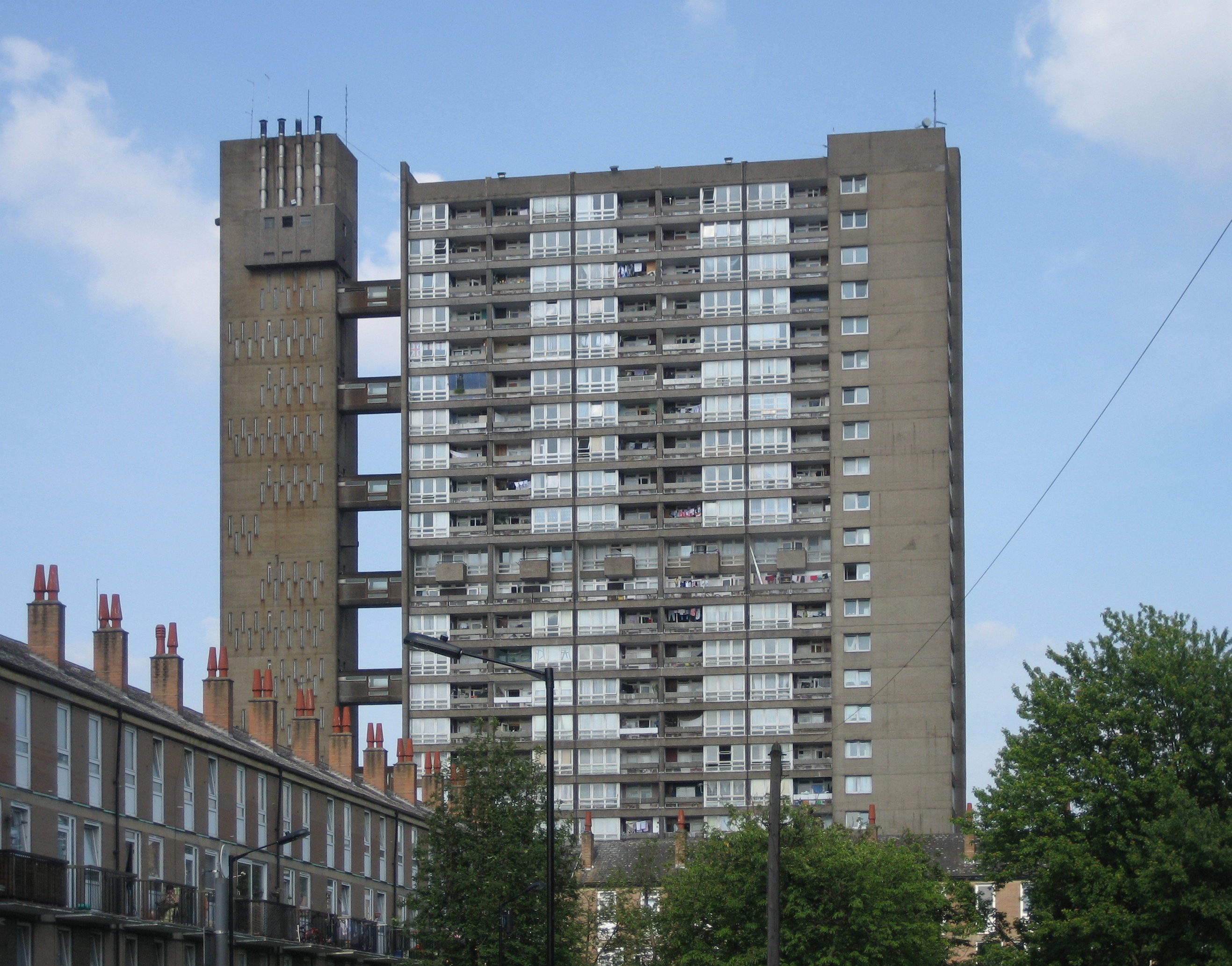
Balfron Tower (1964) Ernő Goldfinger, un esempio di brutalismo nell'edilizia sociale.

Nella Battaglia d'Inghilterra, il tessuto urbano e le infrastrutture di Londra furono devastate dai continui bombardamenti aerei della "Luftwaffe", con quasi 20.000 civili uccisi e più di un milione di case distrutte o danneggiate. Centinaia di migliaia di cittadini vennero evacuati in aree più sicure e la ricostruzione di un ambiente urbano abitabile divenne un'emergenza nazionale. La crisi degli alloggi, in linea con l'ottimismo del dopoguerra manifestato nel Welfare State, offrì un'opportunità e un dovere, alla professione di architetto, per ricostruire la capitale in frantumi. L'urbanista influente a livello internazionale Sir Patrick Abercrombie istituì il Piano della contea di Londra del 1943, che stabiliva la riqualificazione secondo i principi modernisti della zonizzazione e della de-densificazione delle aree urbane storiche. Accelerando le tendenze prebelliche, le popolazioni urbane sovraffollate furono trasferite in nuovi sviluppi suburbani, consentendo la ricostruzione delle aree interne della città. Il Golden Lane Estate, seguito dal Barbican di Chamberlin, Powell e Bon, sono considerati esempi da manuale di ricostruzione urbana del periodo nella City di Londra, dove solo 5.324 residenti locali erano rimasti alla fine della guerra.
Il Festival of Britain del 1951, tenutosi nel South Bank di Londra, divenne un importante punto di riferimento culturale nella condivisione e nella diffusione dell'ottimismo per il progresso futuro. La Royal Festival Hall (costruita nel 1948–1951) e il successivo Southbank Centre inclusa la Hayward Gallery (1968), Queen Elizabeth Hall/Purcell Room (1967) e il Royal National Theatre (1976) rimangono importanti eredità architettoniche e culturali dell'epoca.
Londra aveva anche attratto un gruppo selezionato di importanti modernisti europei, alcuni come rifugiati dal nazismo, e l'era del dopoguerra offrì a molti l'opportunità di esprimere le loro visioni uniche per il modernismo. Importanti architetti europei dell'epoca furono Berthold Lubetkin e Ernő Goldfinger, che impiegarono e formarono architetti nell'edilizia sociale modernista come la Dorset Estate del 1957, Alexander Fleming House (1962–1964), Balfron Tower del 1963 e Trellick Tower del 1966, nonché Keeling House di Denys Lasdun nel 1957.
I Movimenti internazionali nell'architettura e nell'urbanistica si riflettevano nei nuovi sviluppi con la separazione del trasporto automobilistico e degli usi industriali e commerciali dalle aree abitative, secondo le prevalenti ortodossie del Congrès Internationaux d'Architecture Moderne. I grattacieli residenziali di edilizia popolare a Londra vennero influenzati soprattutto dall'Unité d'habitation di Le Corbusier (o Cité Radieuse ("Città radiosa") del 1947-1952. L'architettura modernista del dopoguerra era ispirata da ideali di progresso tecnologico e sociale attraverso l'egualitarismo; questo venne espresso dalla ripetizione umanistica delle forme e dall'uso del materiale modernista per eccellenza, il cemento a vista o raw concrete.
Importanti opere di edilizia popolare a Londra furono il Brunswick Centre (1967–72) di Patrick Hodgkinson e l'Alexandra Road Estate (1972–78) di Neave Brown.

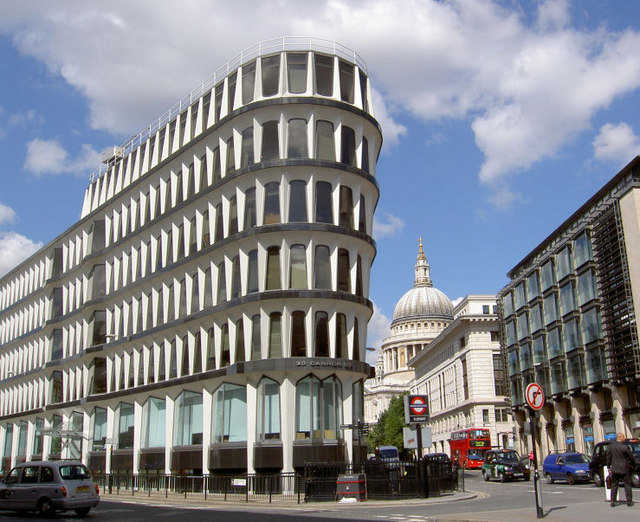
30 Cannon Street (1977)

Gli esponenti britannici del movimento internazionalista erano guidati da Alison e Peter Smithson, originariamente come parte del Team 10; continuarono a progettare Robin Hood Gardens (1972) a Bow e l'edificio del The Economist (1962–64) a Mayfair, considerato dagli architetti come una delle opere più belle del nuovo brutalismo britannico.
Durante il periodo furono costruite molte scuole, alloggi residenziali ed edifici pubblici; tuttavia il fallimento di alcuni ideali modernisti, insieme alla scarsa qualità della costruzione e alla scarsa manutenzione da parte dei proprietari degli edifici, portò a una percezione popolare alquanto negativa dell'architettura dell'epoca; questo, tuttavia, si sta trasformando ed esprimendo nel valore duraturo e nel prestigio di edifici ristrutturati come il Barbican, la Trellick Tower e la Balfron Tower, considerati da molti come "icone" architettoniche di un'epoca lontana di eroica e fiduciosa epoca sociale progressista.
Il dopoguerra vide anche la comparsa dei primi grattacieli commerciali a Londra. Questi vennero tipicamente costruiti nello stile internazionale aziendale, strettamente associato al lavoro del pioniere modernista Ludwig Mies van der Rohe, seguendo il semplice formato cuboide di vetro del famoso Seagram Building di Rohe (1958). Esempi di tali edifici sono la New Zealand House (1960), Millbank Tower (1963), St Helen's (1970) e Euston Tower (1970). Due dei grattacieli più importanti costruiti nel periodo vennero entrambi progettati dall'architetto George Marsh: Centre Point (1966) e One Kemble Street (1968). Entrambi gli edifici hanno una facciata composta da un mosaico di blocchi di cemento ad incastro e grandi finestre, creando un'interessante miscela di stile internazionale e brutalismo. Entrambi sono ora classificati di II grado in riconoscimento del loro merito architettonico.

Architetture moderniste e brutaliste post guerra di Londra
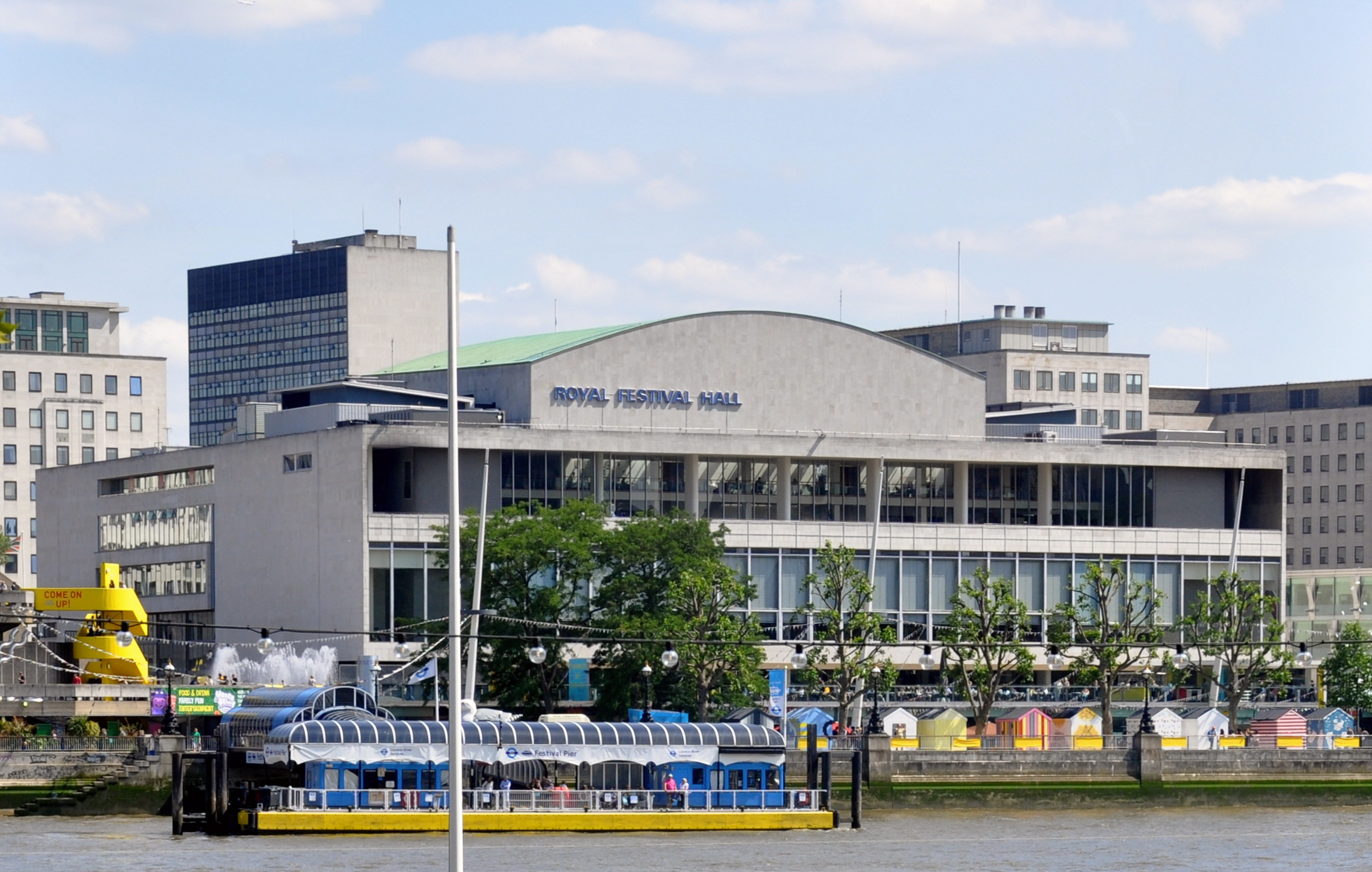
Royal Festival Hall (1951)
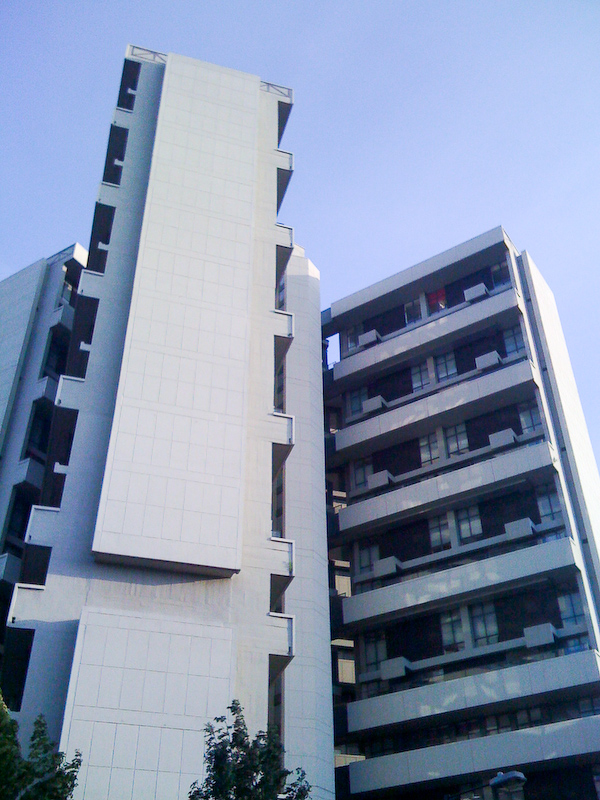
Keeling House (1955)
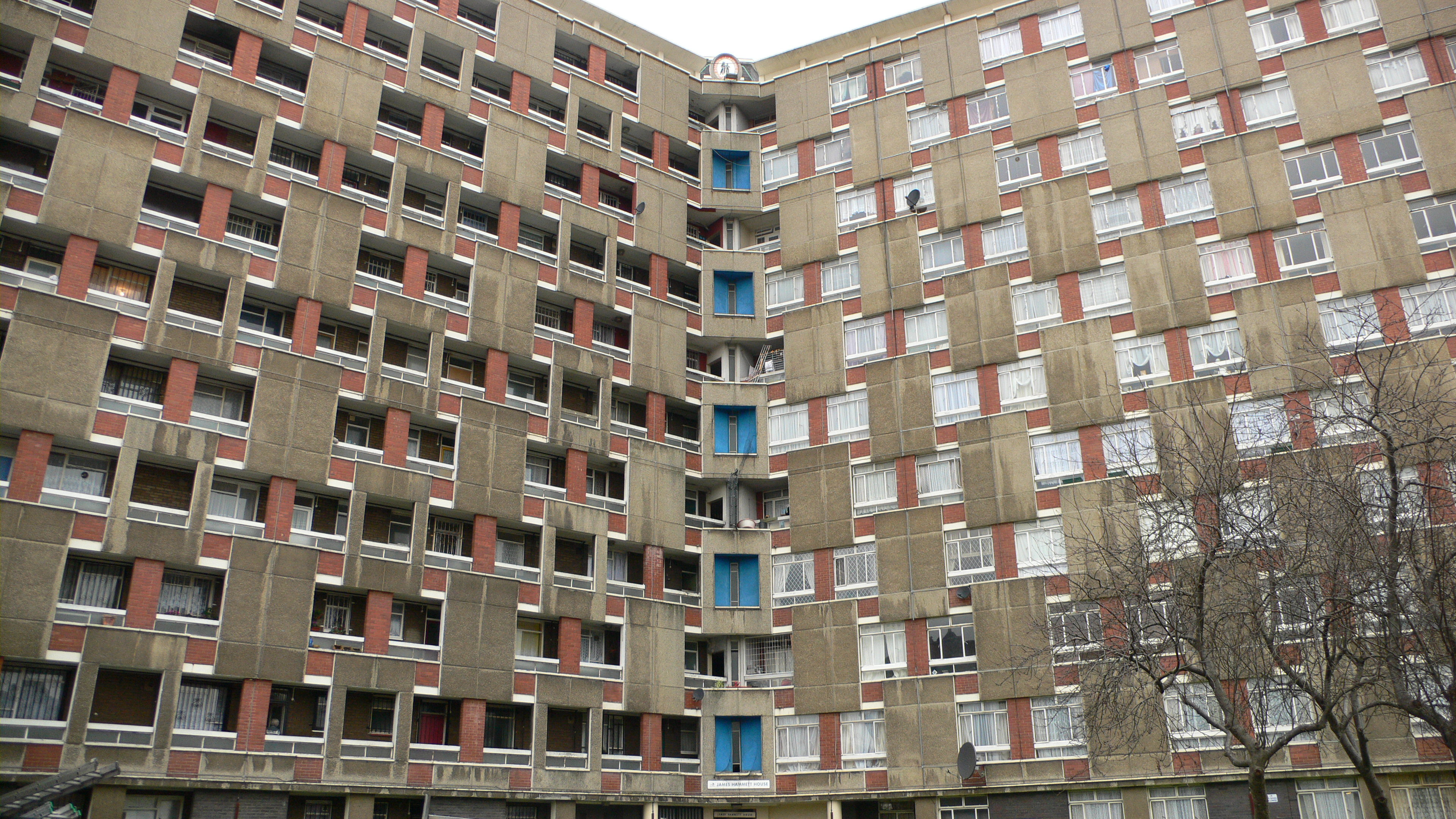
Dorset Estate (1957)
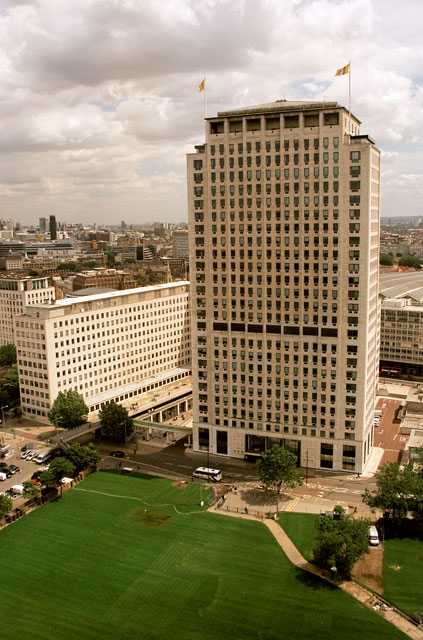
Shell Centre (1961)
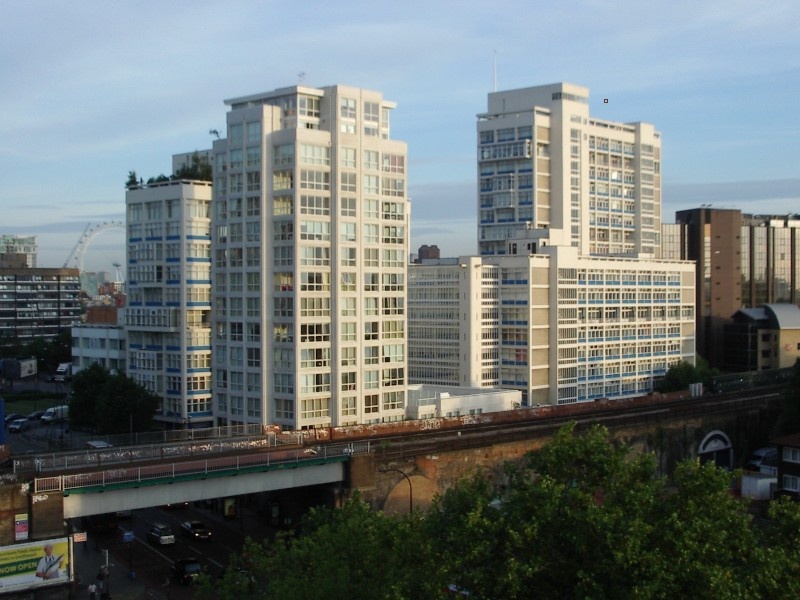
Metro Central Heights (1964)
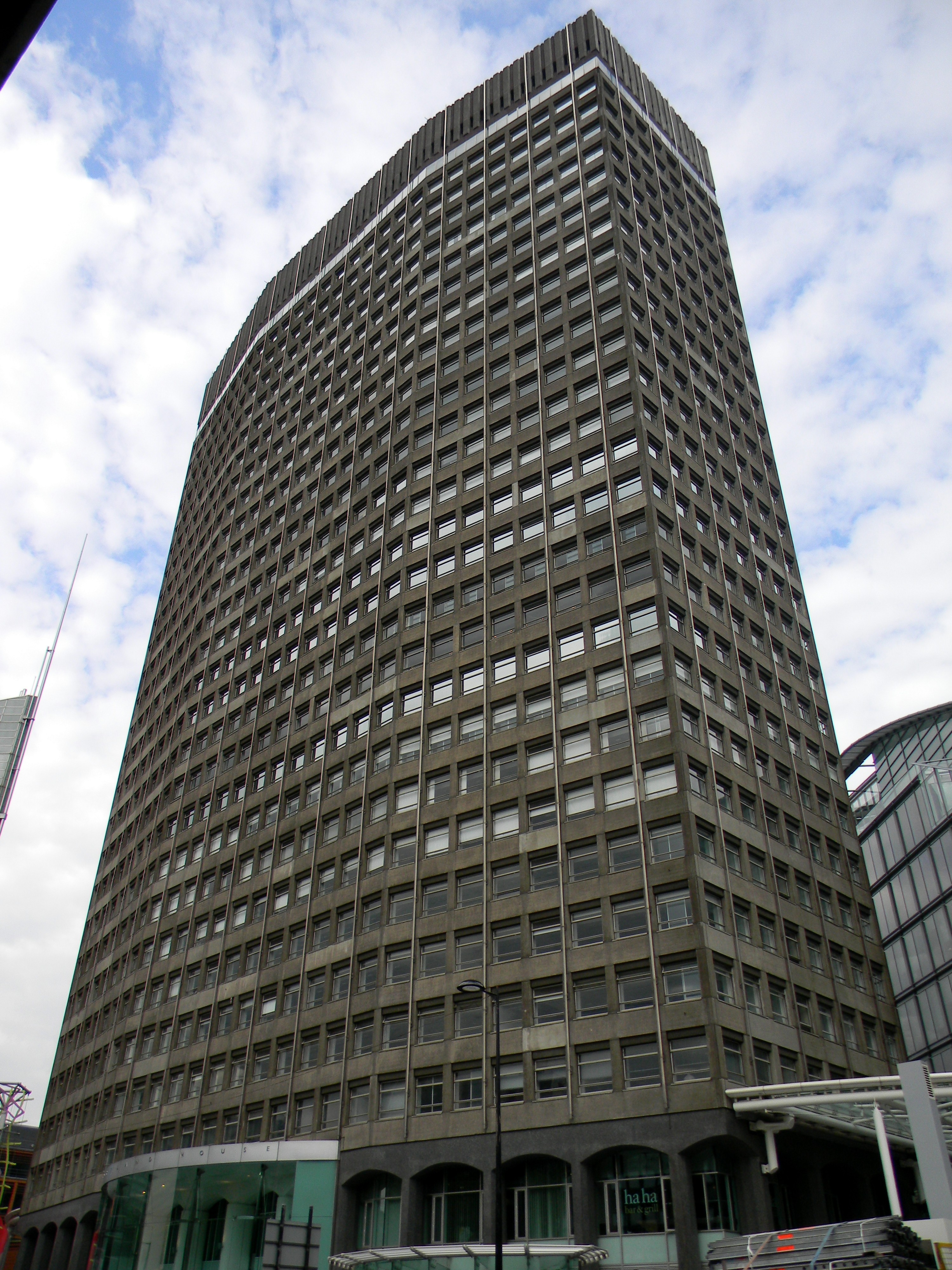
Portland House (1963)
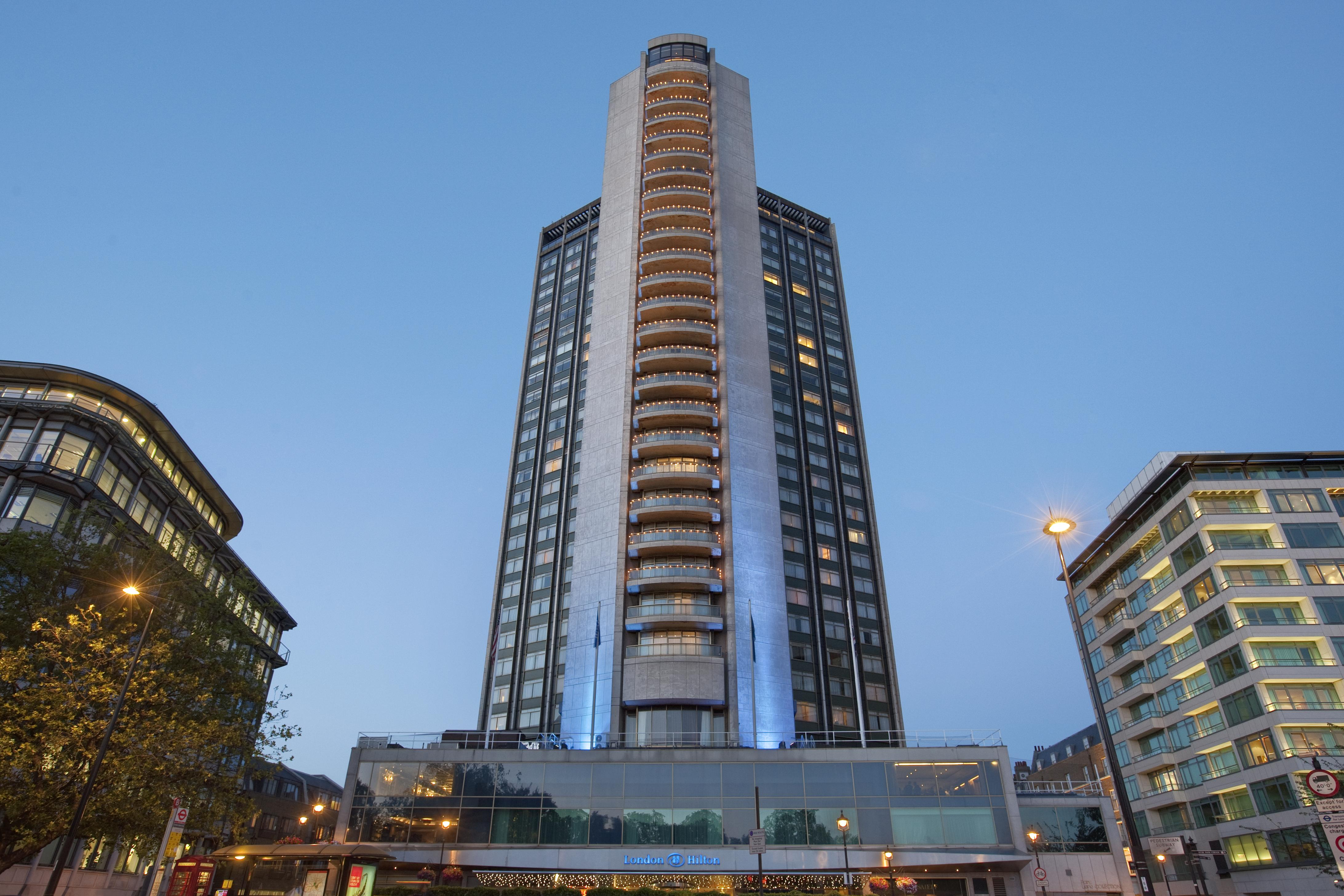
London Hilton on Park Lane (1963)
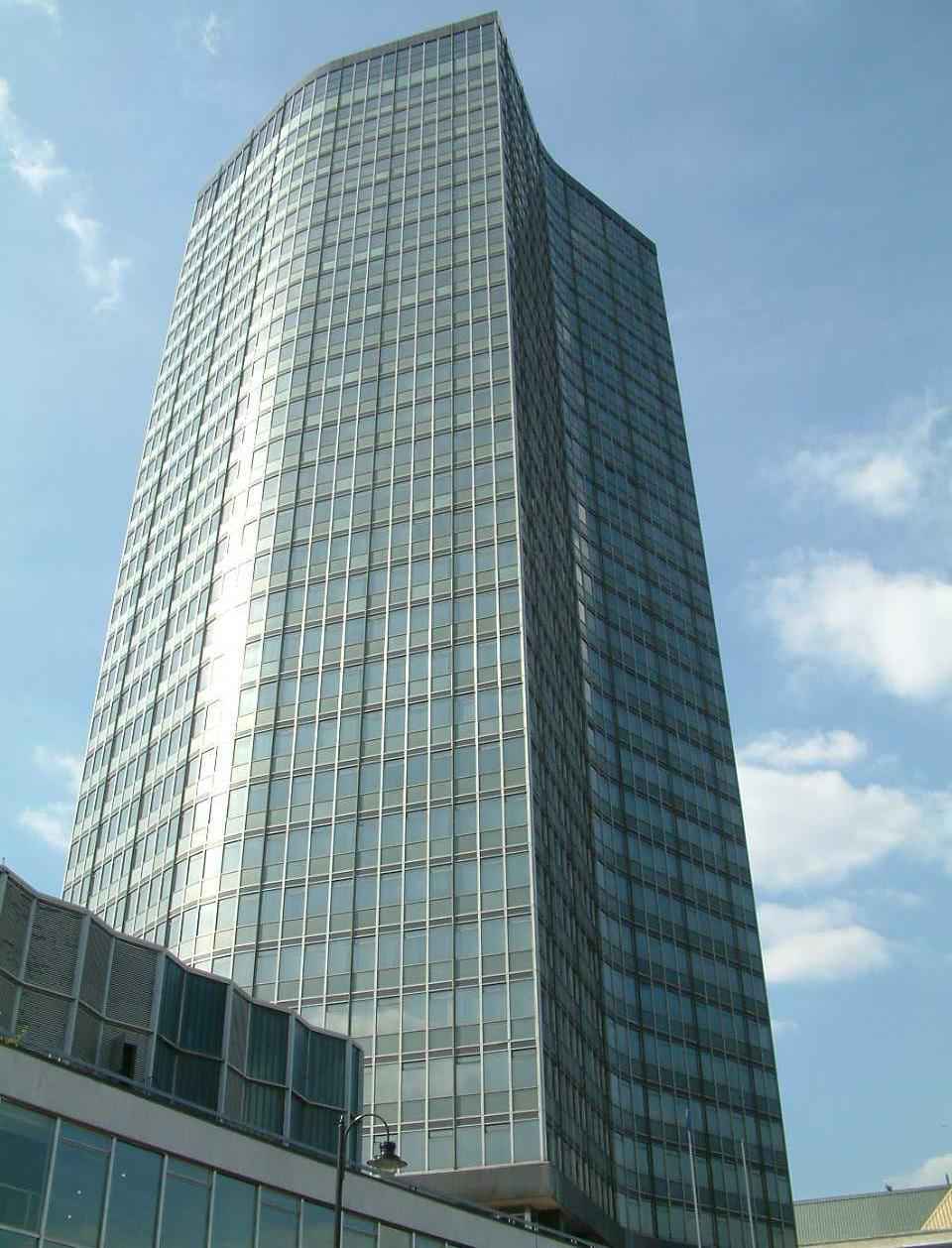
Millbank Tower (1963)
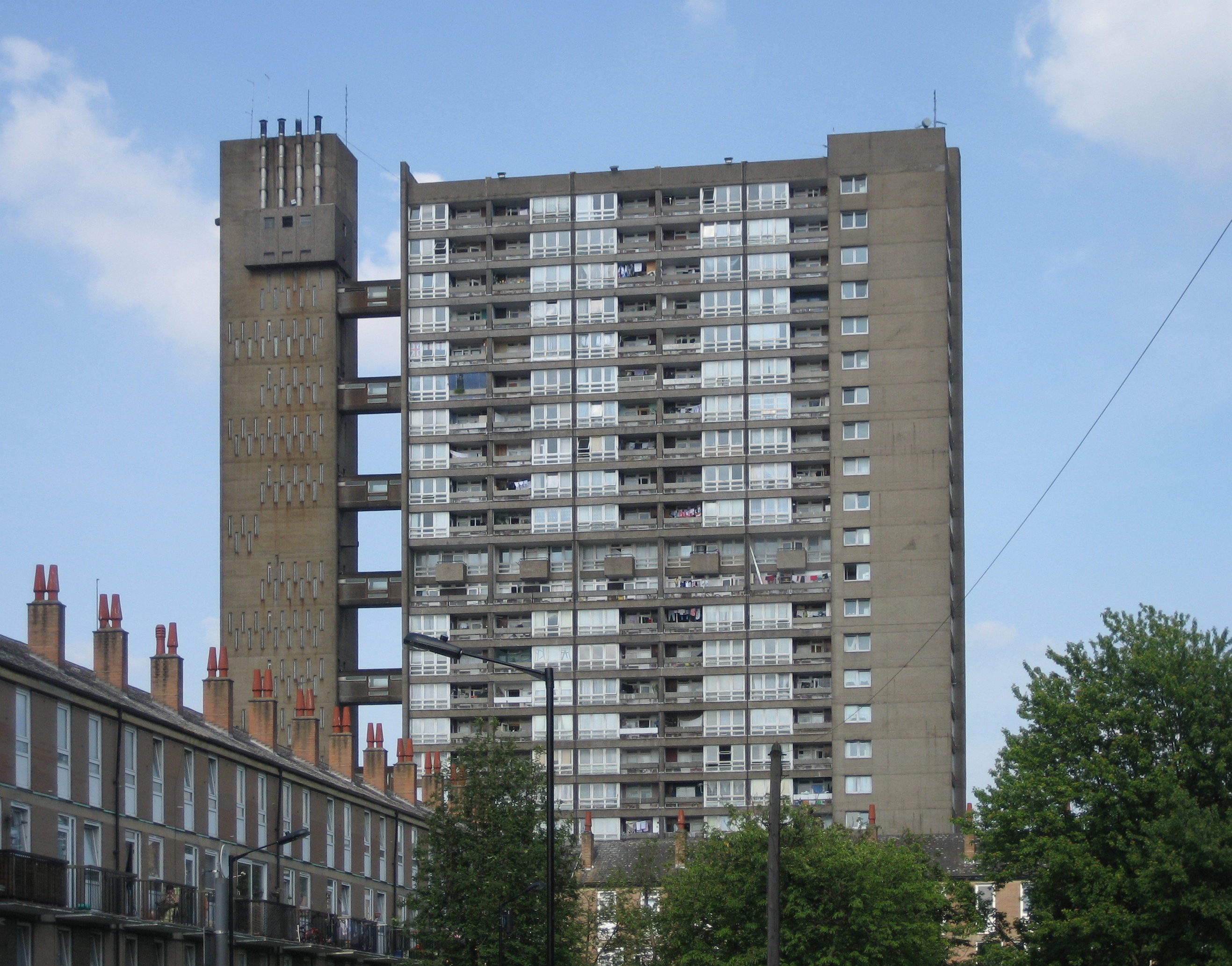
Balfron Tower (1964)
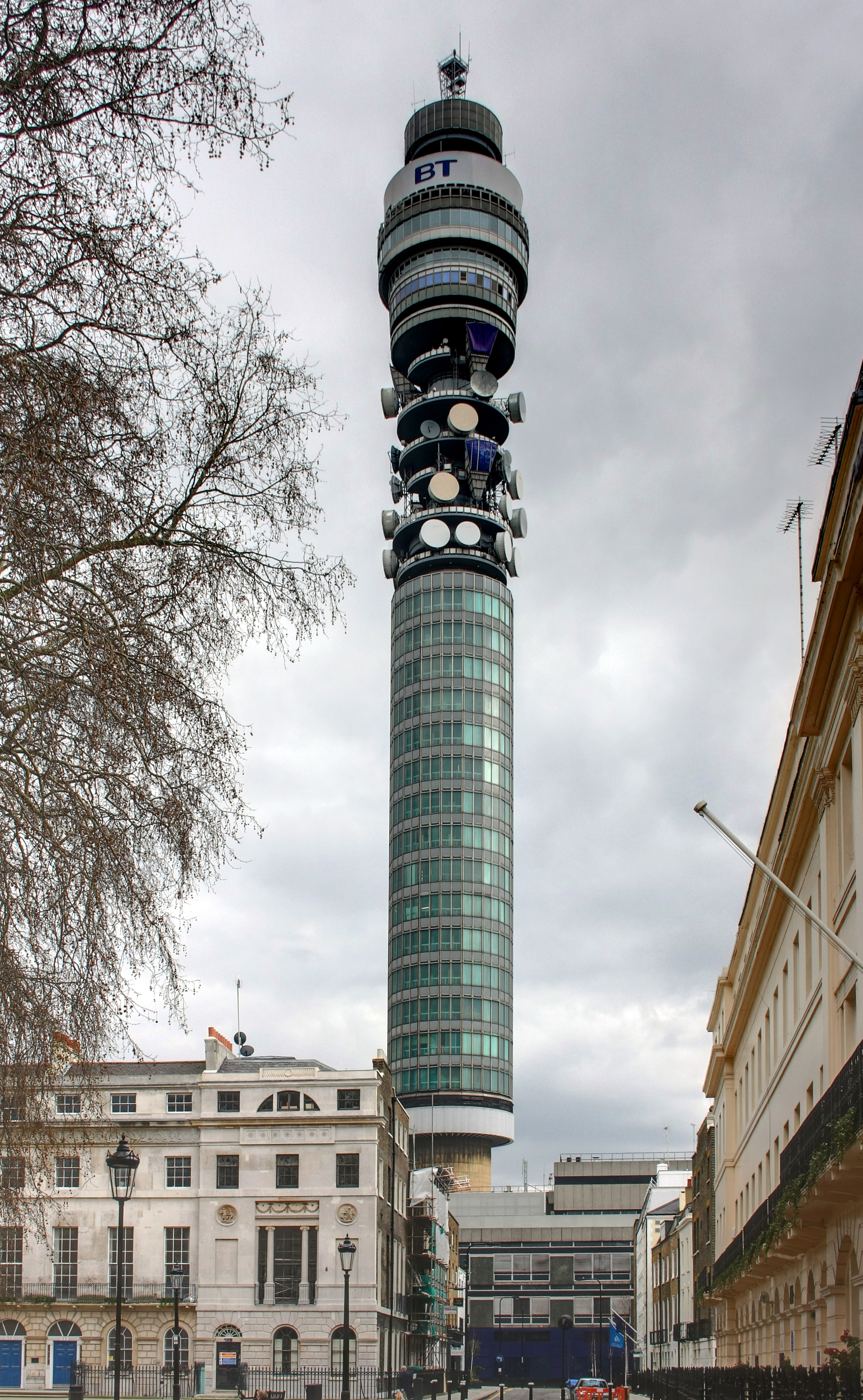
BT Tower (1964)
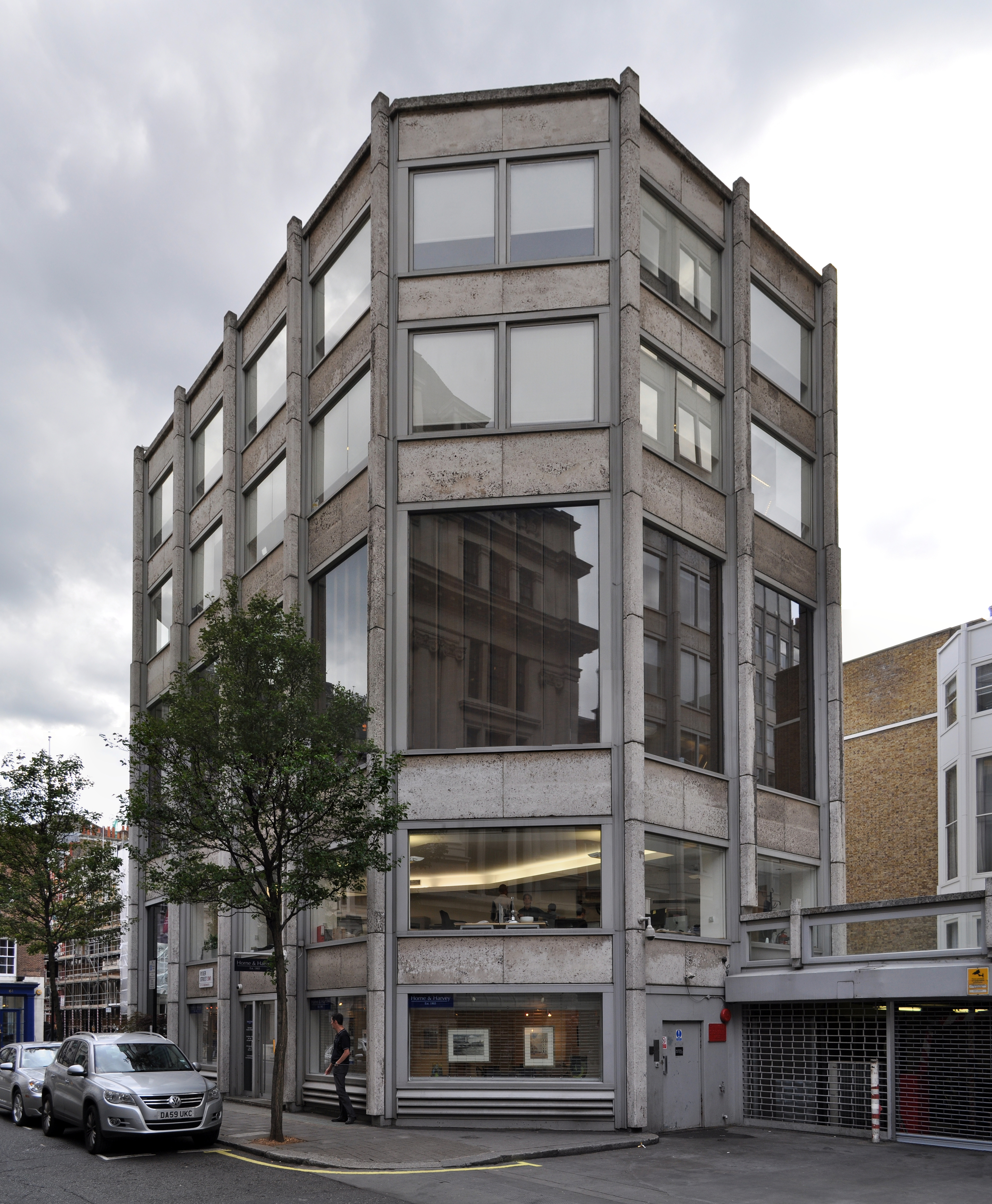
Economist Building (1965)
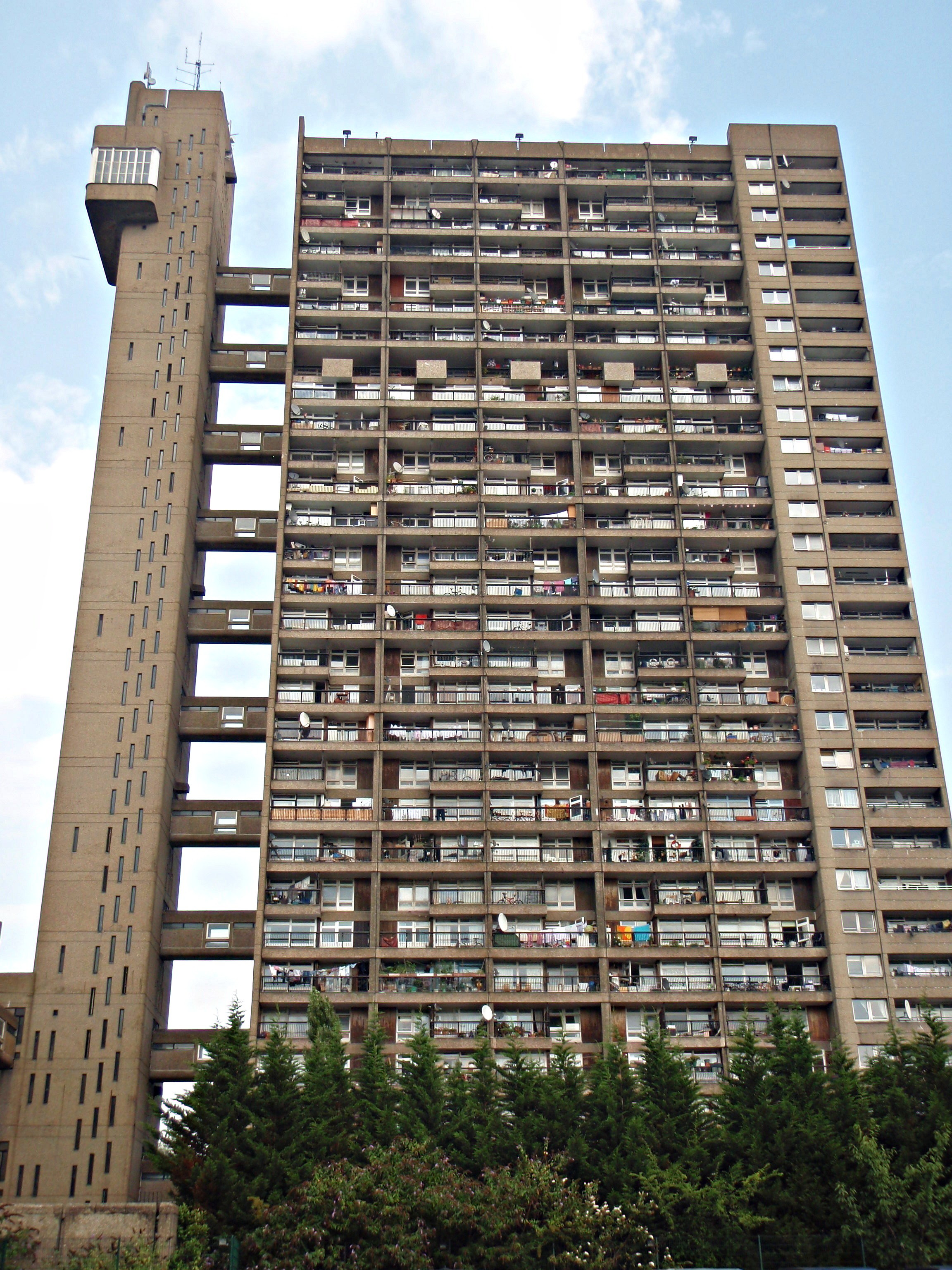
Trellick Tower (1964)
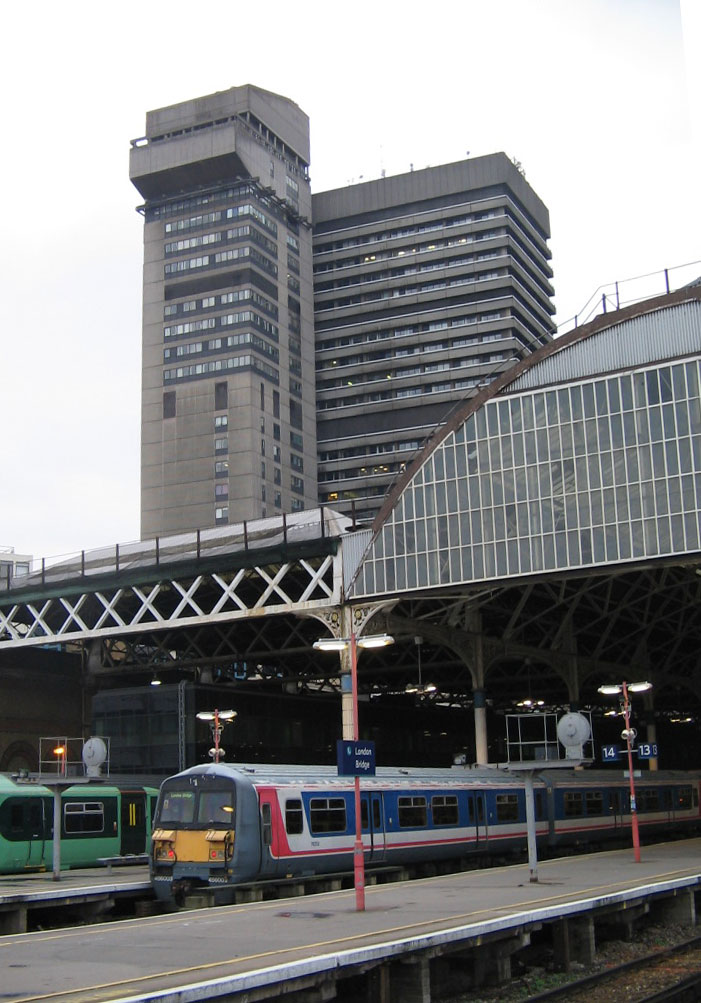
Guy's Tower (1964)
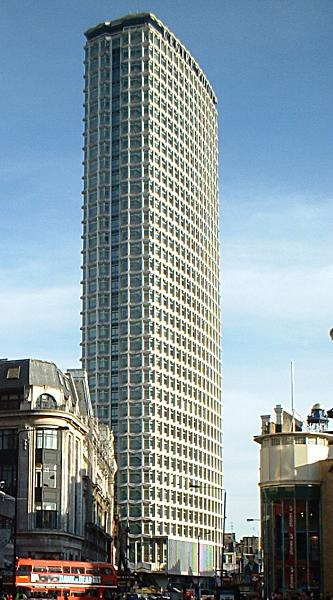
Centre Point (1966)
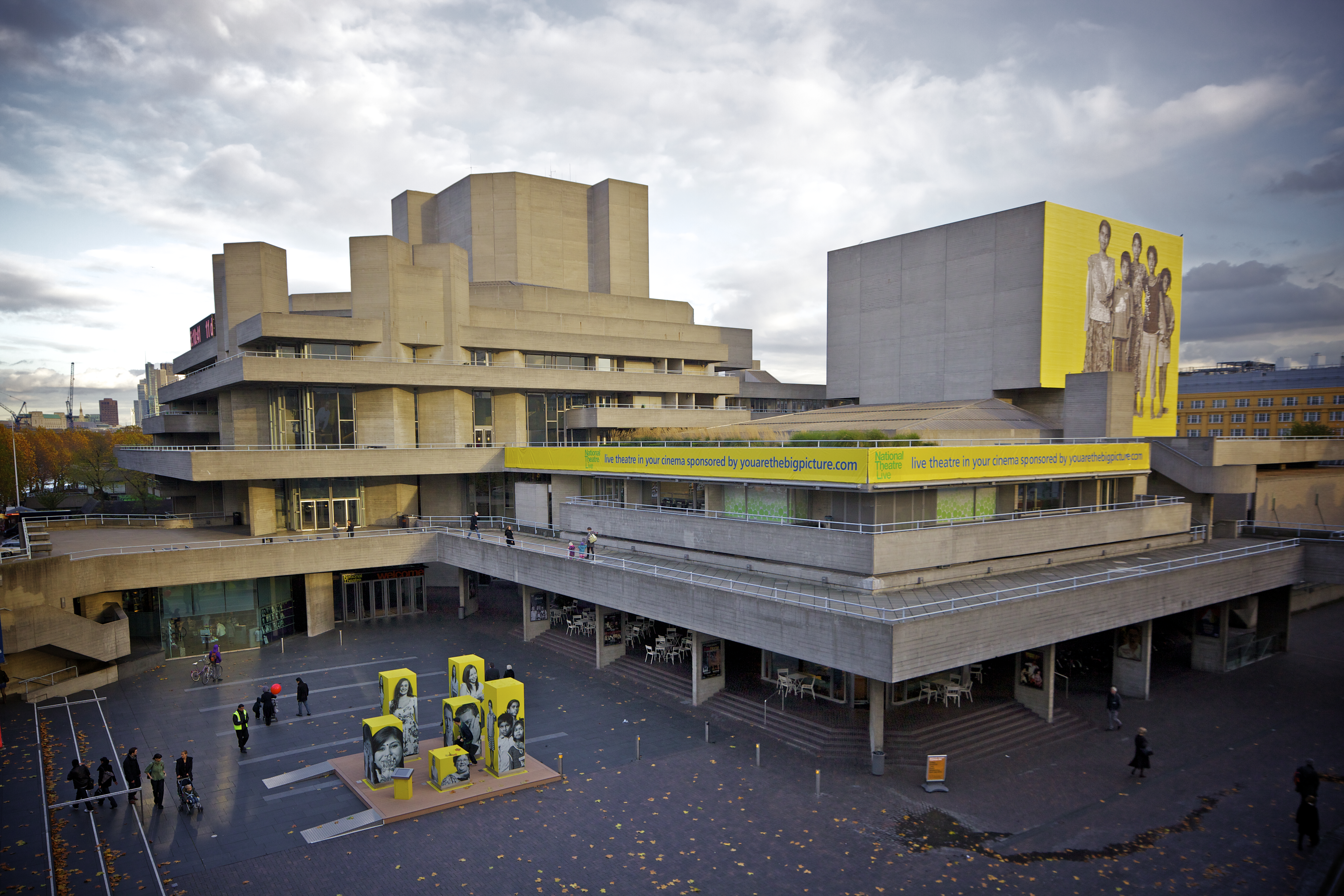
Royal National Theatre (1967)
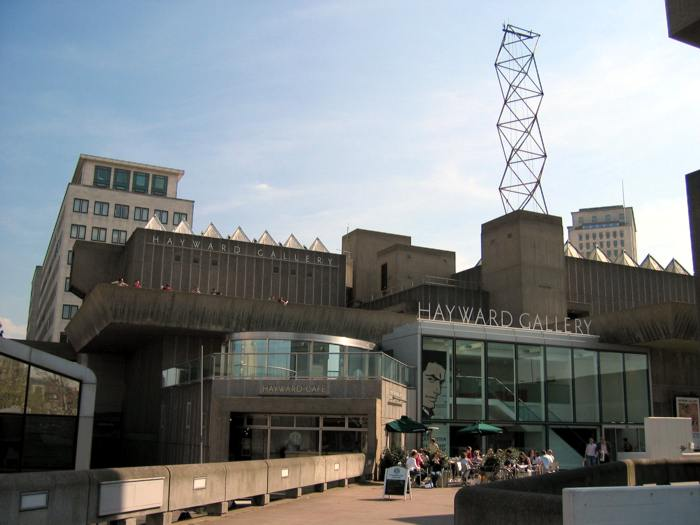
Hayward Gallery (1968)
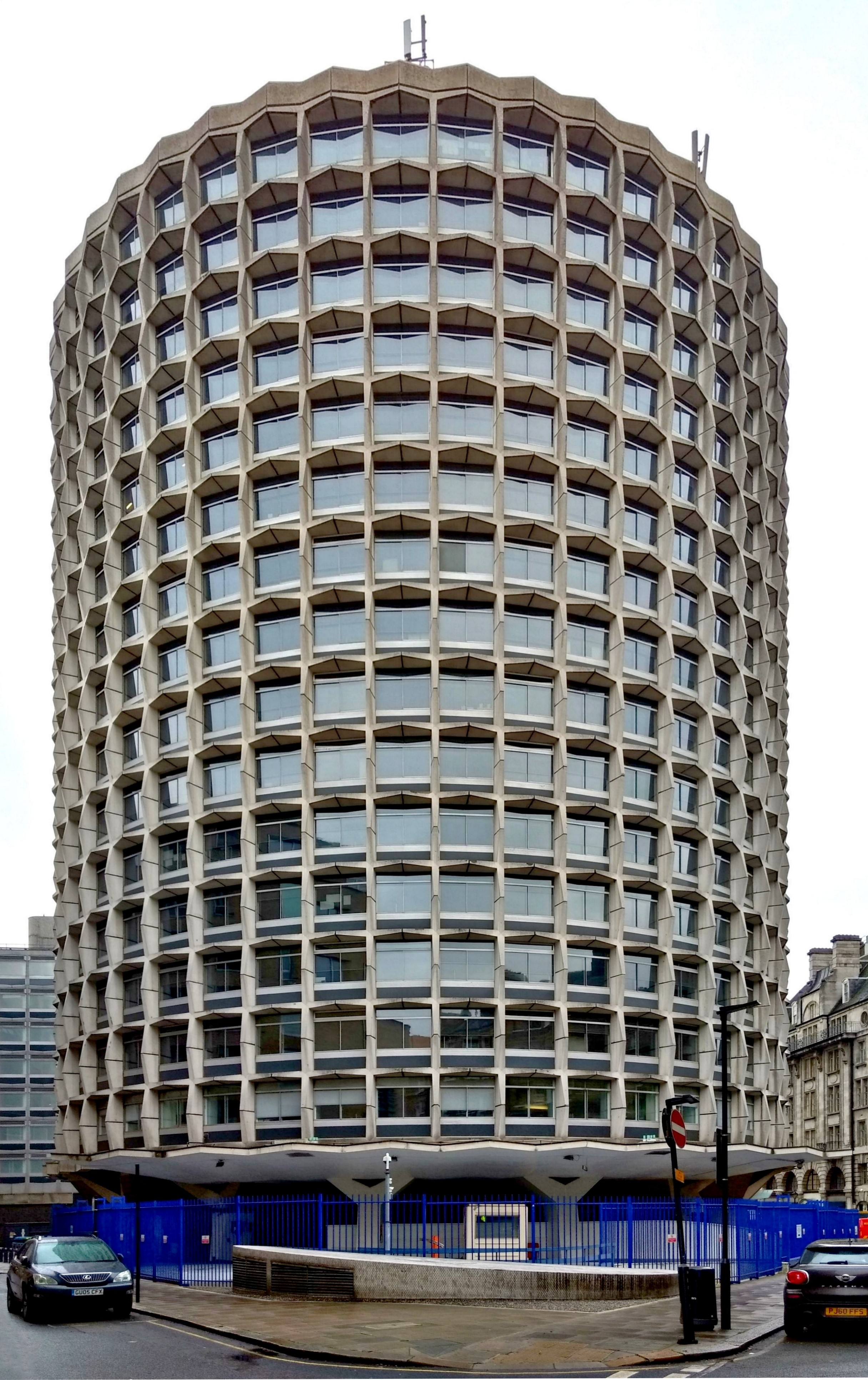
One Kemble Street (Space House) 1968
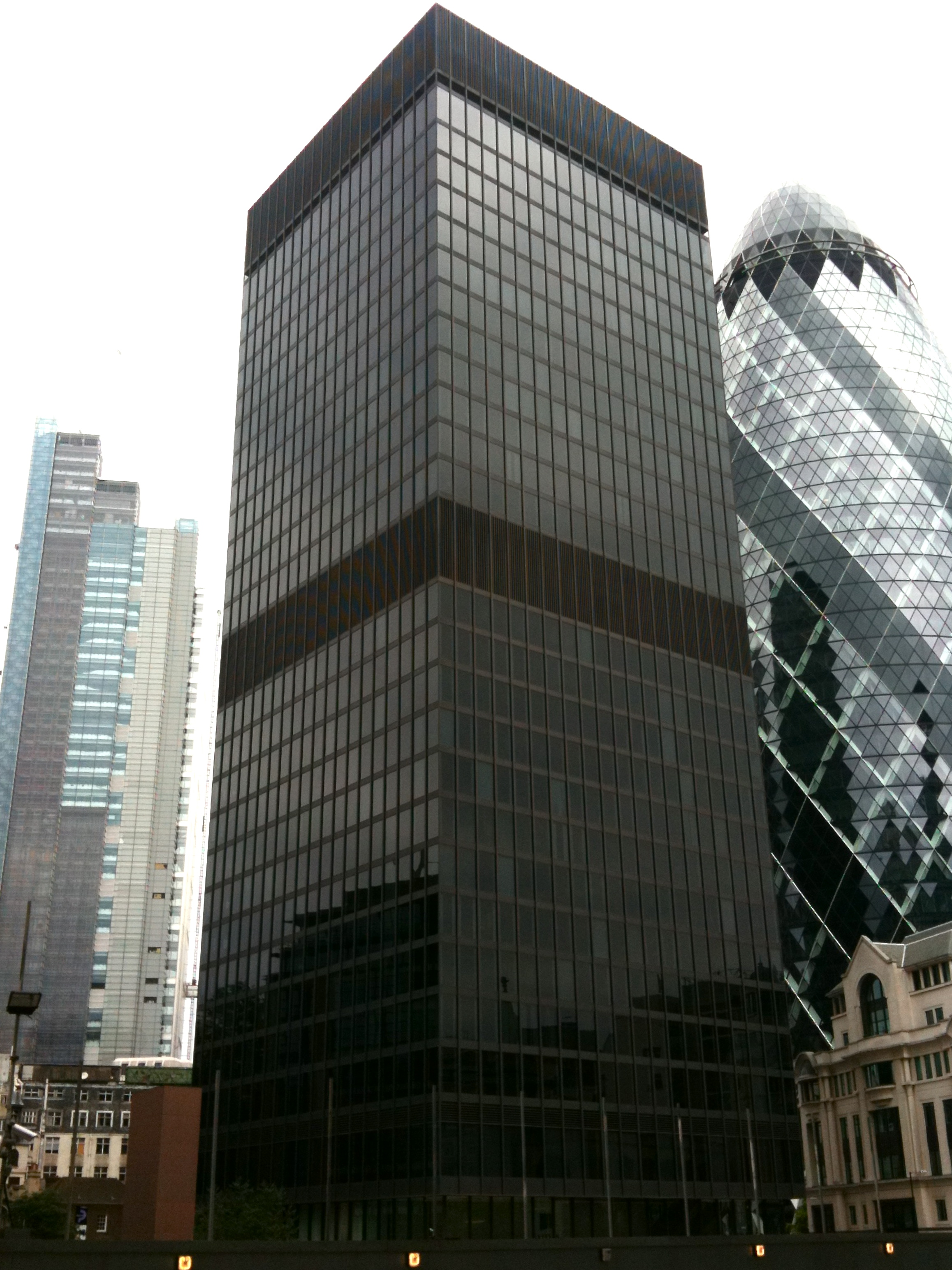
St. Helen's (1969)
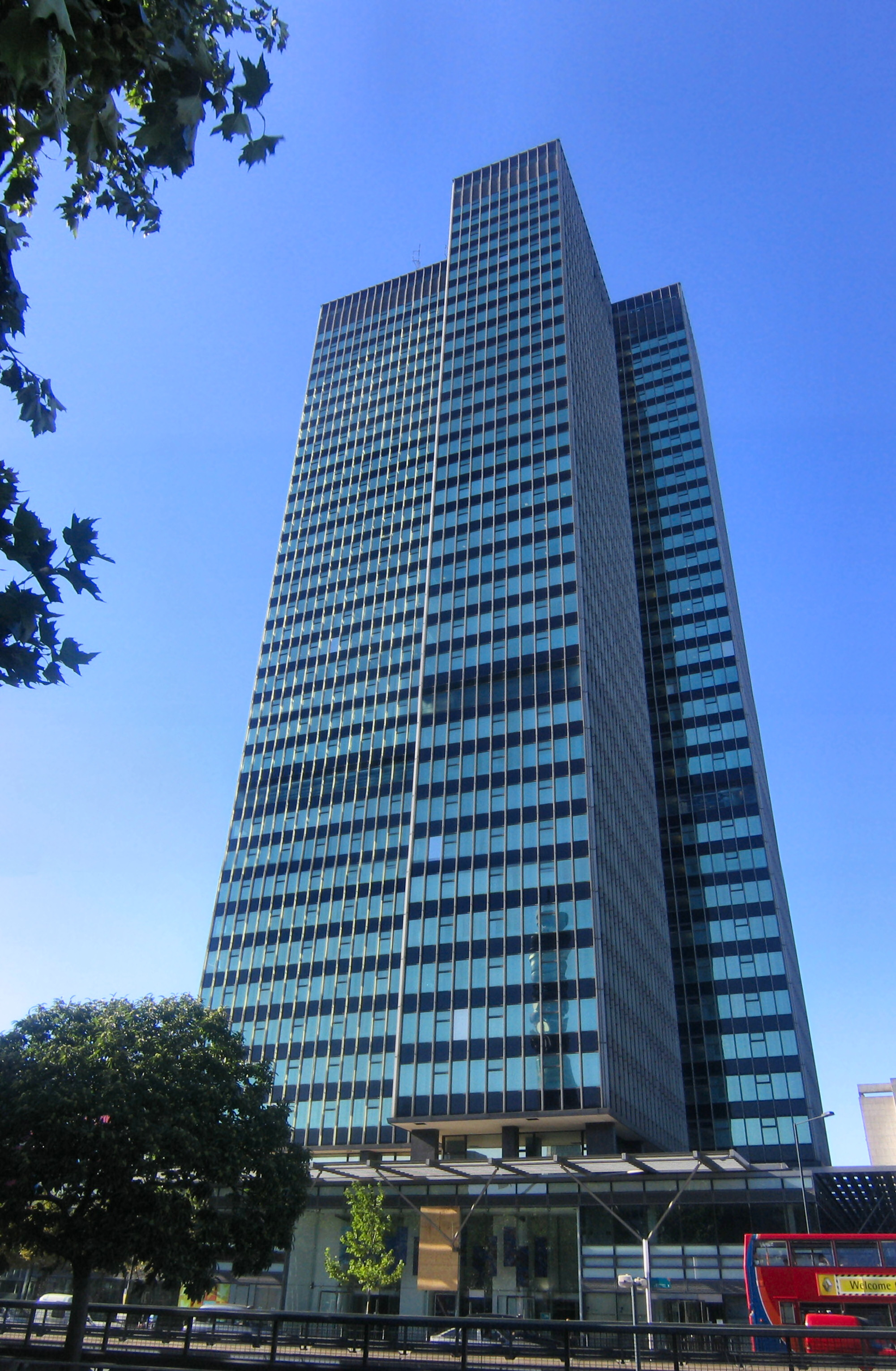
Euston Tower (1970)
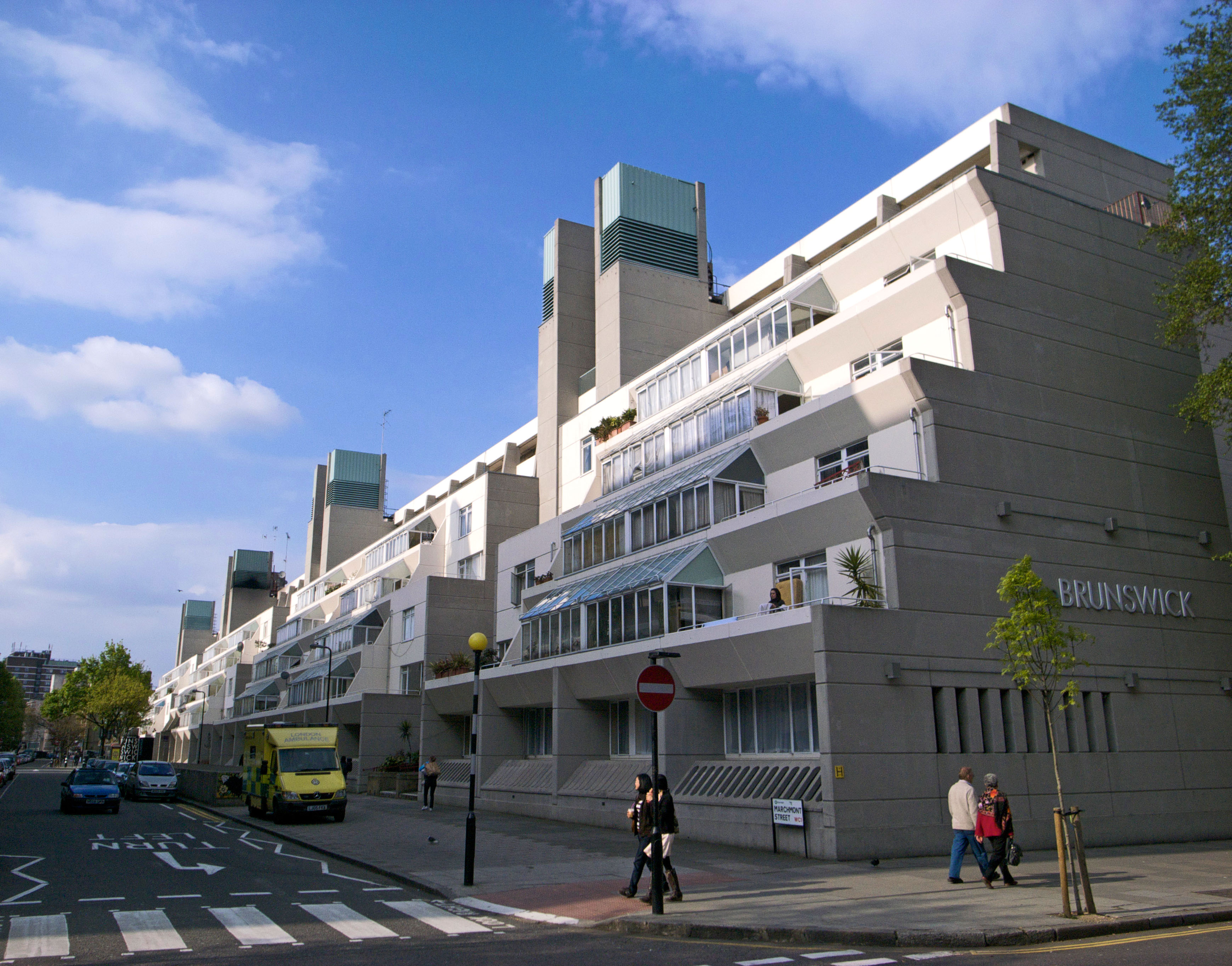
Brunswick Centre (1972)
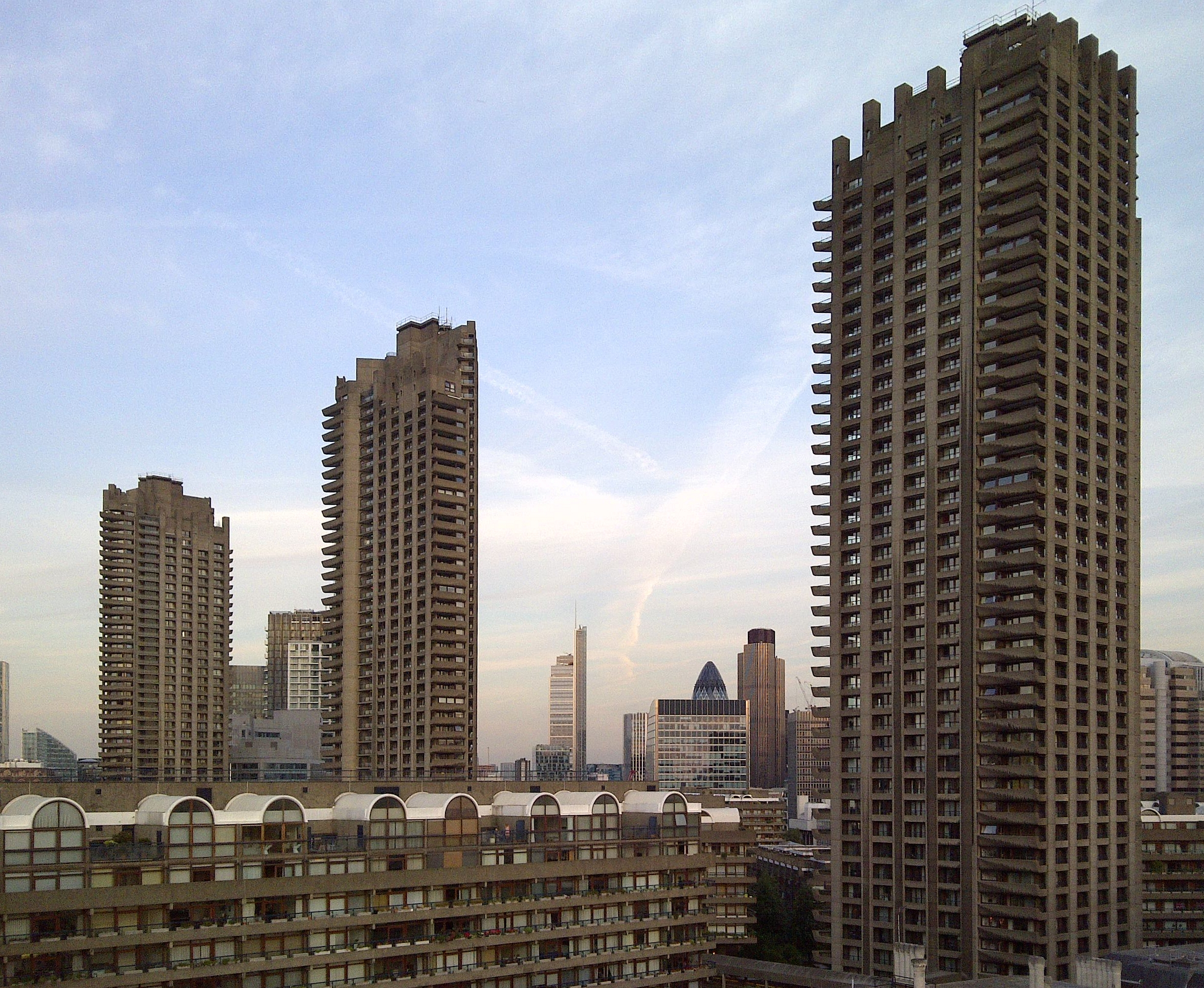
Barbican Estate (1976)
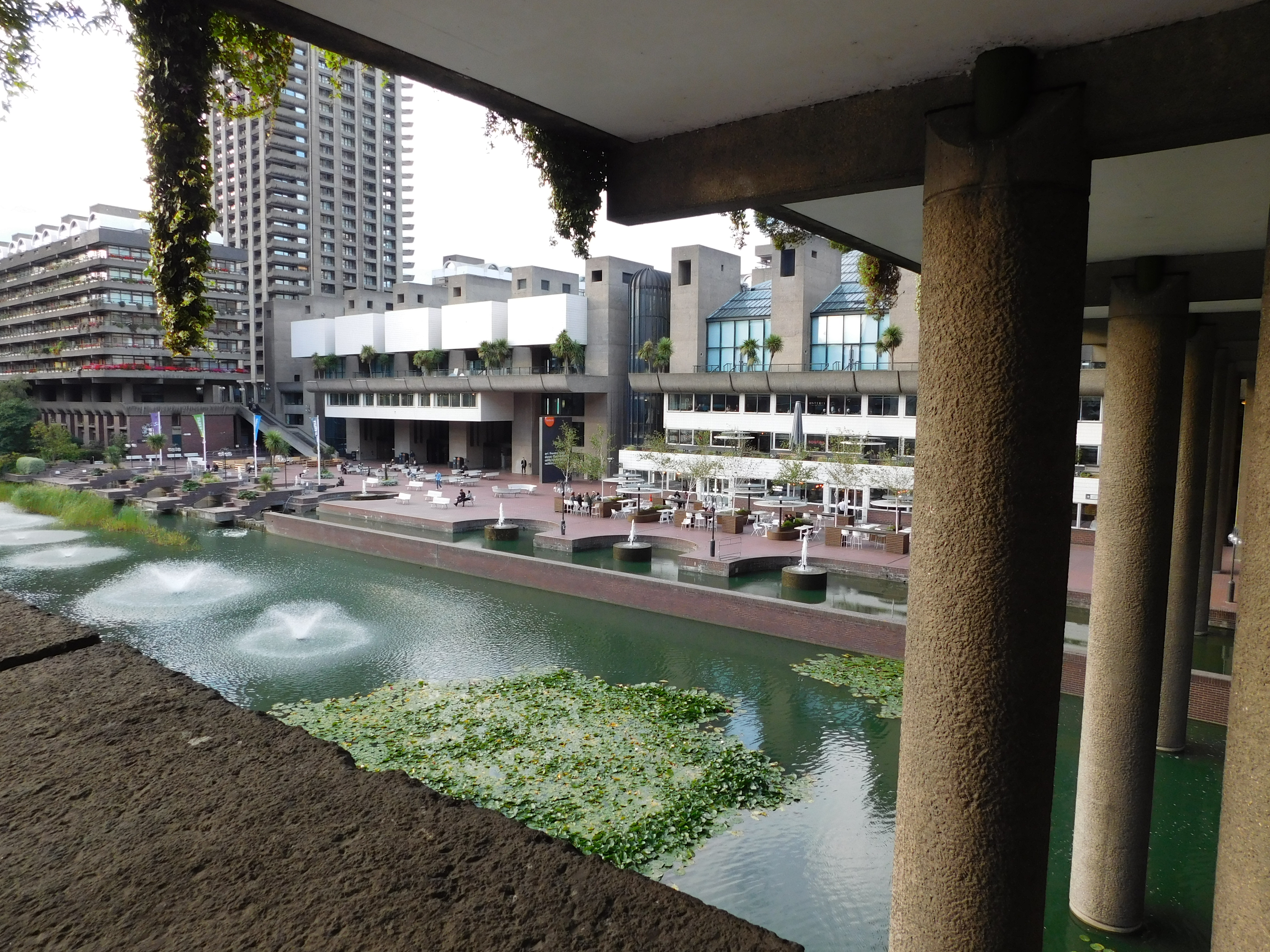
Central Pond, Barbican Estate (1976)
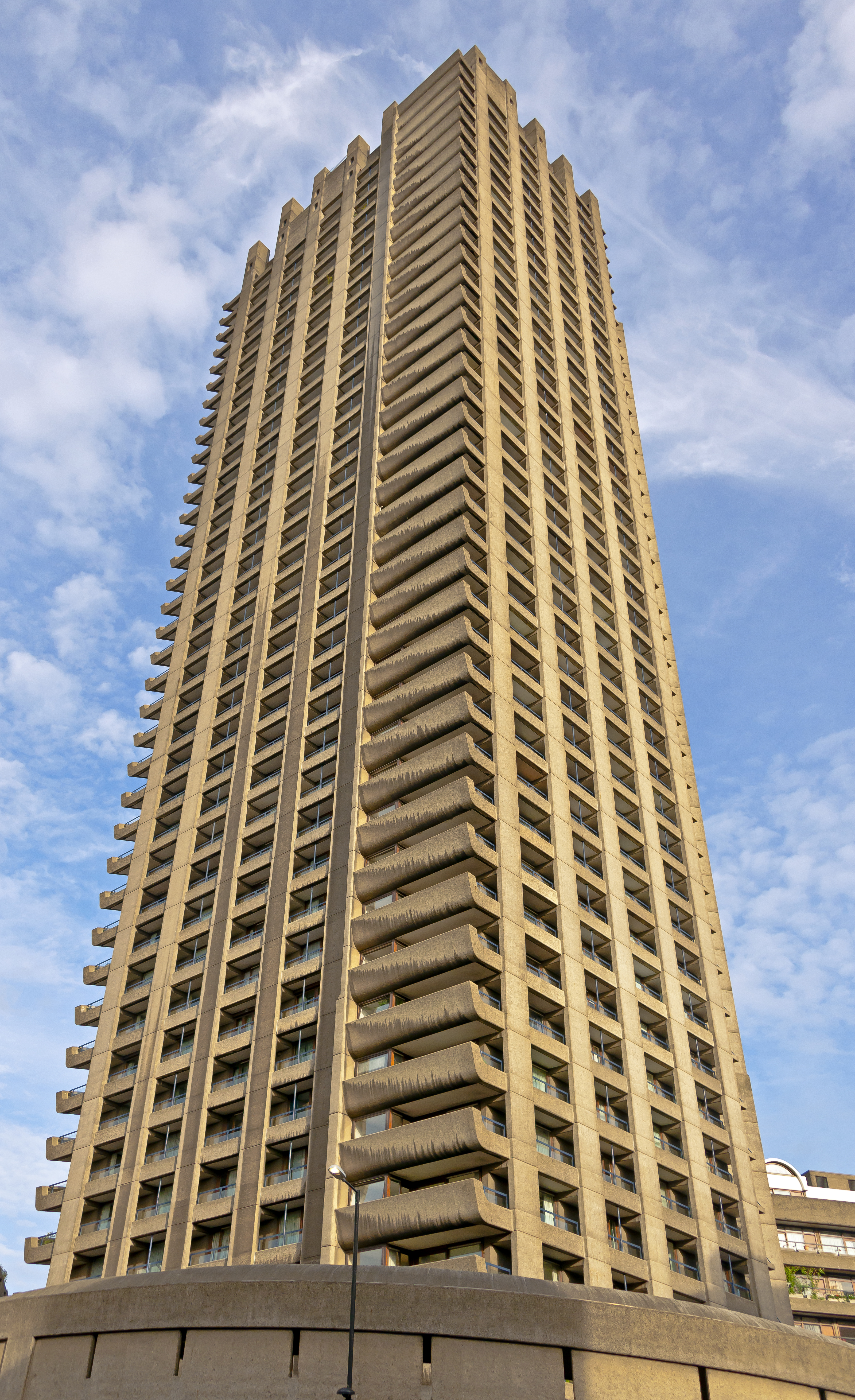
Lauderdale Tower, Barbican Estate (1976)
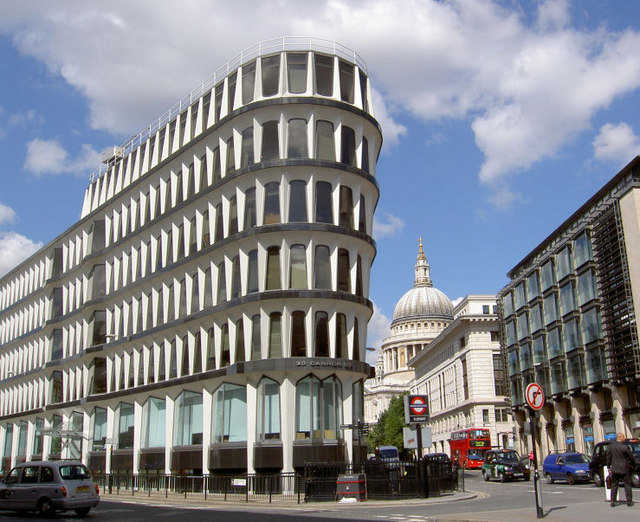
30 Cannon Street (1976)
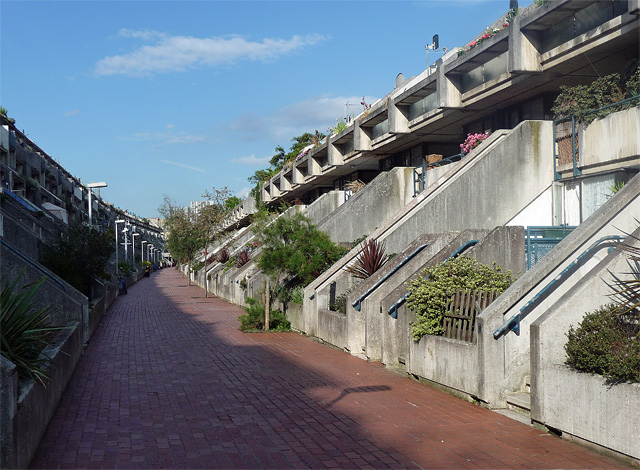
Alexandra Road Estate (1978)

## Postmodernismo, high-tech e architettura dei grattacieli (1980-oggi)

### Architetture postmoderne e high tech

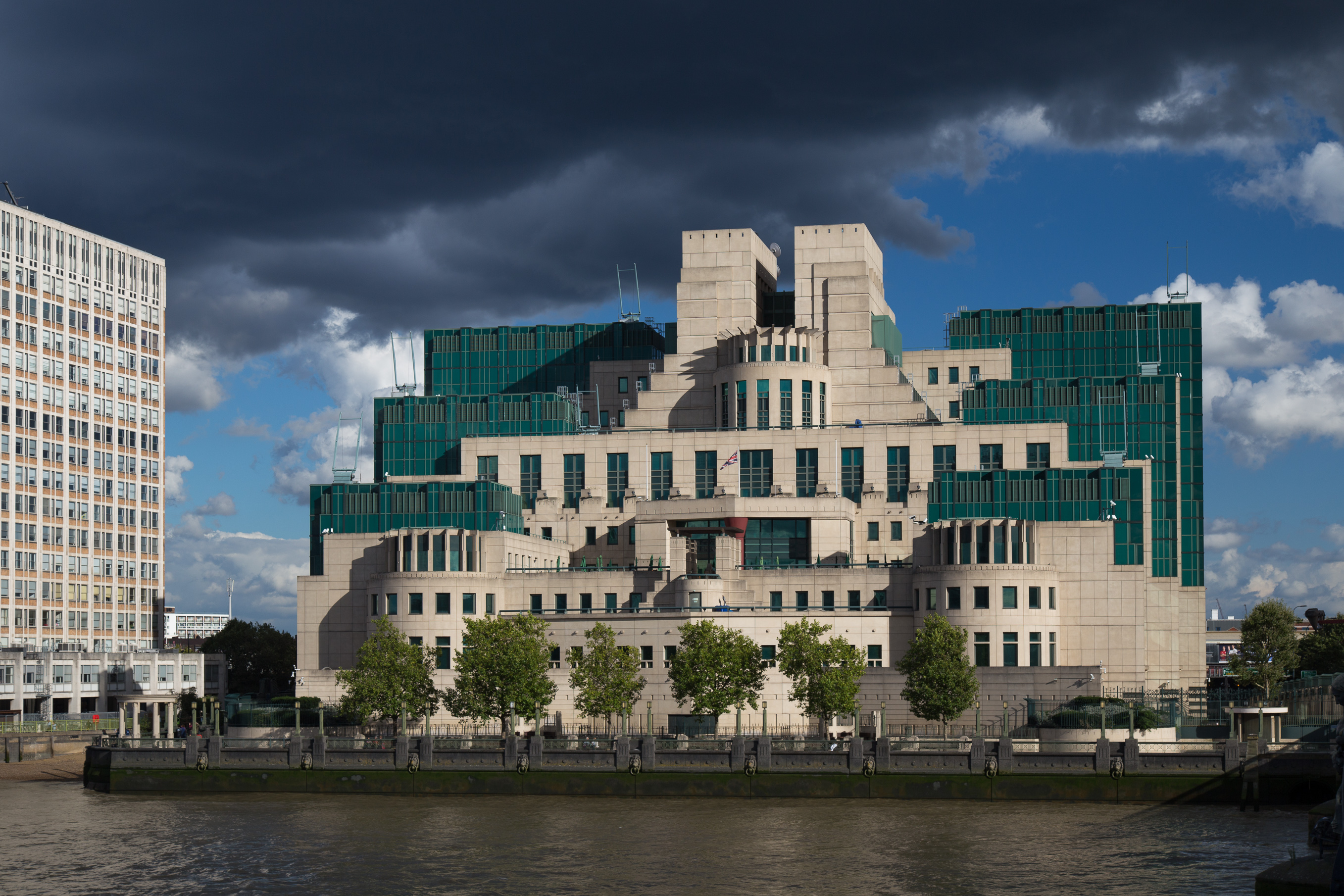
SIS Building di Terry Farrell (1996) esempio di architettura postmoderna.

La fine degli anni 1970 è considerata una svolta stilistica nella storia dell'architettura. Formata in reazione all'austero modernismo che aveva dominato il design architettonico dalla fine della seconda guerra mondiale, la scuola postmoderna, che si espresse per la prima volta nel controverso libro Learning from Las Vegas (1973) di Robert Venturi, era un movimento che rifiutava il minimalismo abbracciando l'ironia, la giocosità, la cultura pop e citando stili storici negli edifici. Il risultato fu un nuovo stile eccentrico che non poteva essere in netto contrasto con il rigido consenso postbellico dello stile internazionale. Londra contiene alcuni notevoli esempi di architettura postmoderna, per lo più degli anni 1990. La Sailsbury Wing della National Gallery (1991) di Robert Venturi è un esempio commovente di pastiche storico postmoderno, costruito in pietra di Portland e imitando ironicamente lo stile neoclassico dell'originale National Gallery per fondersi con l'edificio più antico. Due degli architetti più influenti del movimento postmoderno Terry Farrell e James Stirling erano entrambi britannici e molte delle loro opere più significative si trovano a Londra. Forse l'edificio postmoderno più noto di Londra, il SIS Building o MI6 Building (1996) a Vauxhall, ha una forma piramidale altamente distintiva che è stata fortemente influenzata dall'architettura maya e azteca; è il quartier generale del agenzia di intelligence militare britannica. Il N. 1 Poultry (1997) di James Stirling è stato altamente lodato come un capolavoro dello stile postmodernista diventando classificato di grado II* nel 2016. Occupando l'angolo est di Bank Junction, il suo design insolito incorpora una facciata in terracotta rosa contenente sculture equestri e un'insolita torre dell'orologio che ricorda una torre di comando sottomarina. Sostituì polemicamente un edificio neogotico del XIX secolo.

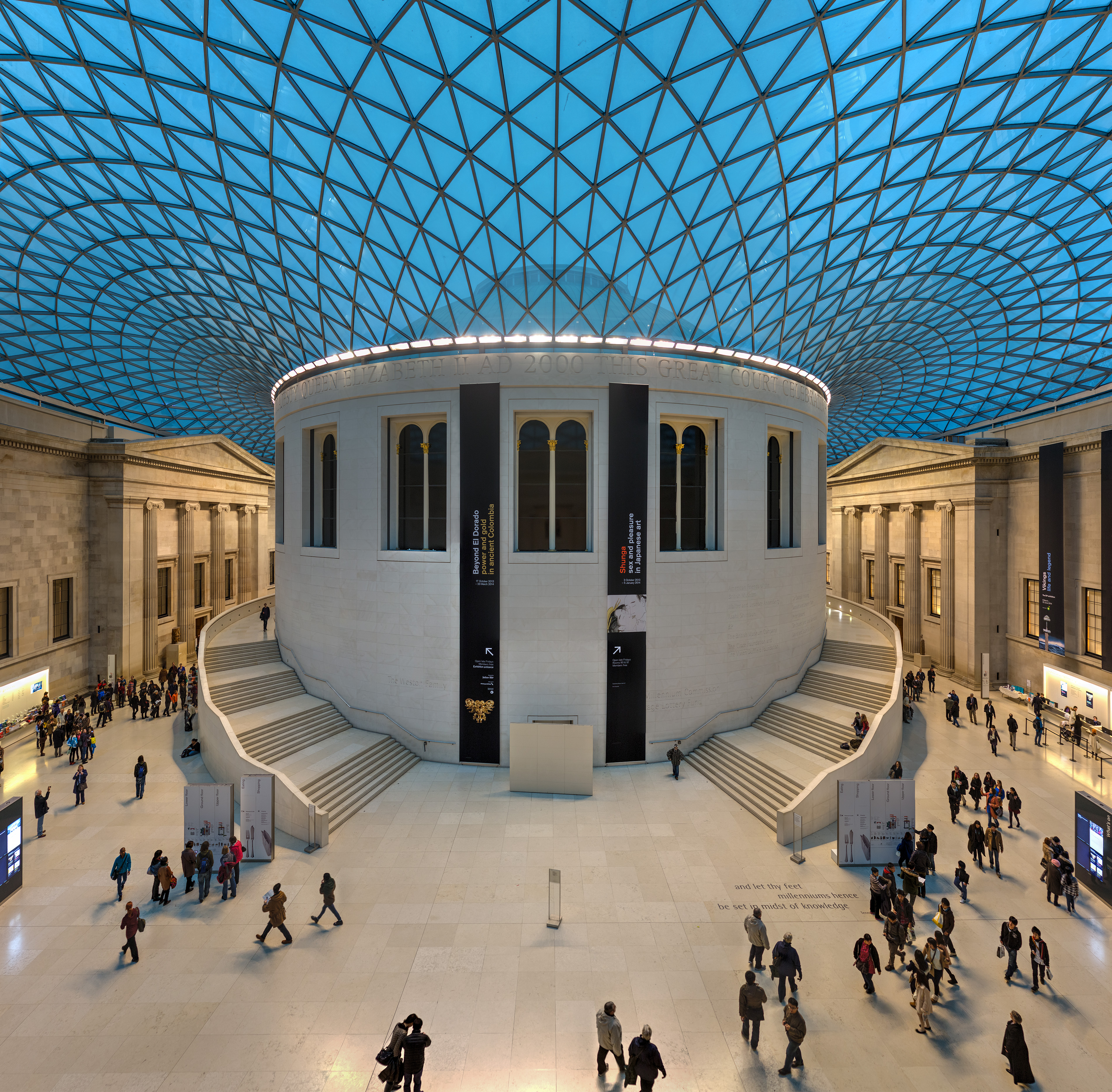
La Great Court del British Museum (2000) un buon esempio di architettura high-tech di Foster + Partners.

Un movimento frammentario dell'architettura postmoderna, che iniziò a diventare prominente negli anni 1990, è l'architettura high-tech e il simile stile neofuturista. Questi due stili abbracciano gran parte dell'eccentricità dell'architettura postmoderna nel loro utilizzo di forme insolite, prendendo anche spunto dal movimento modernista nel loro abbraccio di funzionalità e utopismo. In termini di costruzione c'è un'enfasi sull'uso di vetro, acciaio e processi di produzione ad alta tecnologia, oltre a esporre gli elementi strutturali e utilitari dell'edificio come mezzo di decorazione. Un esempio rivoluzionario del movimento high-tech si trova nel Lloyd's Building (1986) di Richard Rogers, un insolito design "inside-out" in cui tutti i servizi di pubblica utilità, i suoi ascensori, condotti e prese d'aria, sono posti all'esterno piuttosto che all'interno dell'edificio fungendo da facciata esterna. L'edificio è classificato di I grado in riconoscimento della sua importanza. La preminenza dell'architettura high-tech a Londra iniziò ad emergere alla fine degli anni 1990 e divenne strettamente associata al suo architetto più prolifico: Norman Foster e il suo studio Foster and Partners. Opere significative ad alta tecnologia di Foster includono The Great Court del British Museum; una caratteristica struttura a cupola di vetro costruita sul cortile centrale dell'edificio originale del XIX secolo, City Hall (2002) sul South Bank con la sua caratteristica forma ovale e l'iconico grattacielo 30 St Mary Axe (2003) forse il suo edificio più famoso. 30 St Mary Axe, spesso conosciuto colloquialmente come "The Gherkin", è stato molto elogiato in tutto il mondo vincendo lo Stirling Prize oltre ad essere risultato il preferito in un sondaggio del 2006 come l'edificio più ammirato dai principali architetti del mondo. 30 St Mary Axe fu un importante punto di svolta nell'architettura dei grattacieli di Londra con molti altri edifici che seguirono l'esempio con uno stile simile come The Shard (2012), 122 Leadenhall Street (2014) 20 Fenchurch Street (2015) e One Blackfriars (2018).

### Architettura contemporanea dei grattacieli a Londra

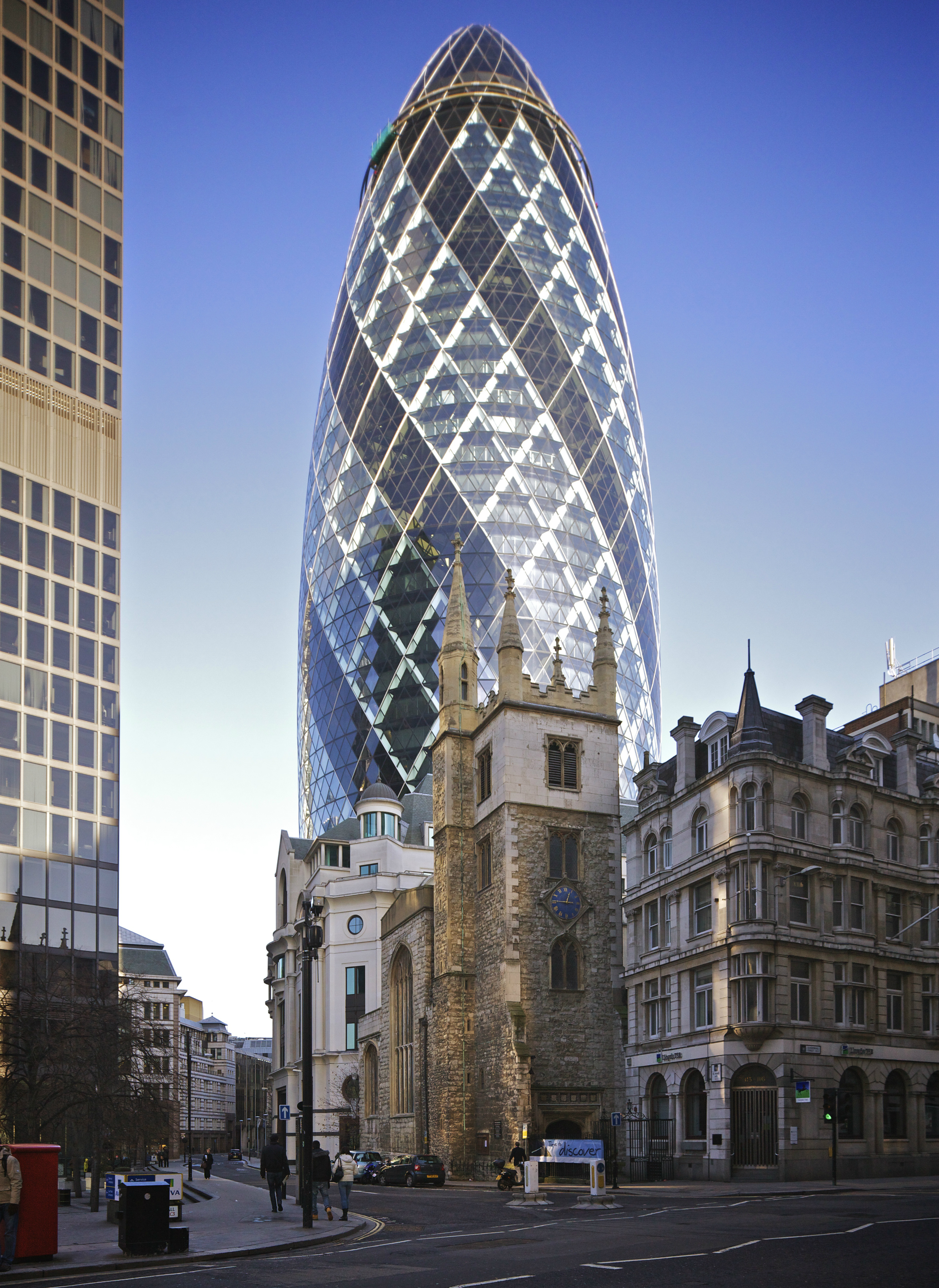
30 St Mary Axe (2003) di Foster and Partners (noto come 'The Gherkin') è diventato uno dei grattacieli più iconici di Londra.

La NatWest Tower (ora chiamata Tower 42) è stata completata nel 1980 e, con i suoi 183 metri e 42 piani, era considerata il primo "grattacielo" della città di Londra. La sua altezza era controversa, essendo contraria alle precedenti restrizioni di altezza, all'epoca era l'edificio più alto del Regno Unito e anche l'edificio a sbalzo più alto del mondo. Dopo un intervallo di oltre dieci anni, One Canada Square è stato completato nel 1991, con un'altezza di 235 metri, e ha costituito il fulcro dello sviluppo di Canary Wharf, che a sua volta fa parte del Isle of Dogs e può essere considerato il lato est del centro di Londra. La torre principale dello sviluppo One Canada Square è diventata l'edificio più alto del Regno Unito.
Con l'incoraggiamento di Ken Livingstone che è stato Sindaco di Londra dal 2000 al 2008, negli anni 2000 è stata realizzata una rinnovata tendenza per la costruzione di edifici alti. Dopo un altro intervallo di oltre 10 anni, vennero completati a Canary Wharf 8 Canada Square e 25 Canada Square, entrambi alti 200 metri. Seguirono molti altri grattacieli di altezza inferiore tra cui: Heron Quays, 40 Bank Street nel 2003 alti 153 metri, 10 Upper Bank Street nel 2003 alto 151 metri e 25 Bank Street nel 2004 alto 153 metri. Nella City di Londra, 30 St Mary Axe, soprannominato "the Gherkin" è stato completato nel 2003 ed è alto 180 metri. Altri edifici sono la Heron Tower del 2007 alta 230 metri e e la Broadgate Tower nel 2008 alta 165 metri. In particolare, alcuni dei premi assegnati a 30 St Mary Axe includono l'Emporis Skyscraper Award nel 2003 e il RIBA Stirling Prize for Architecture nel 2004.

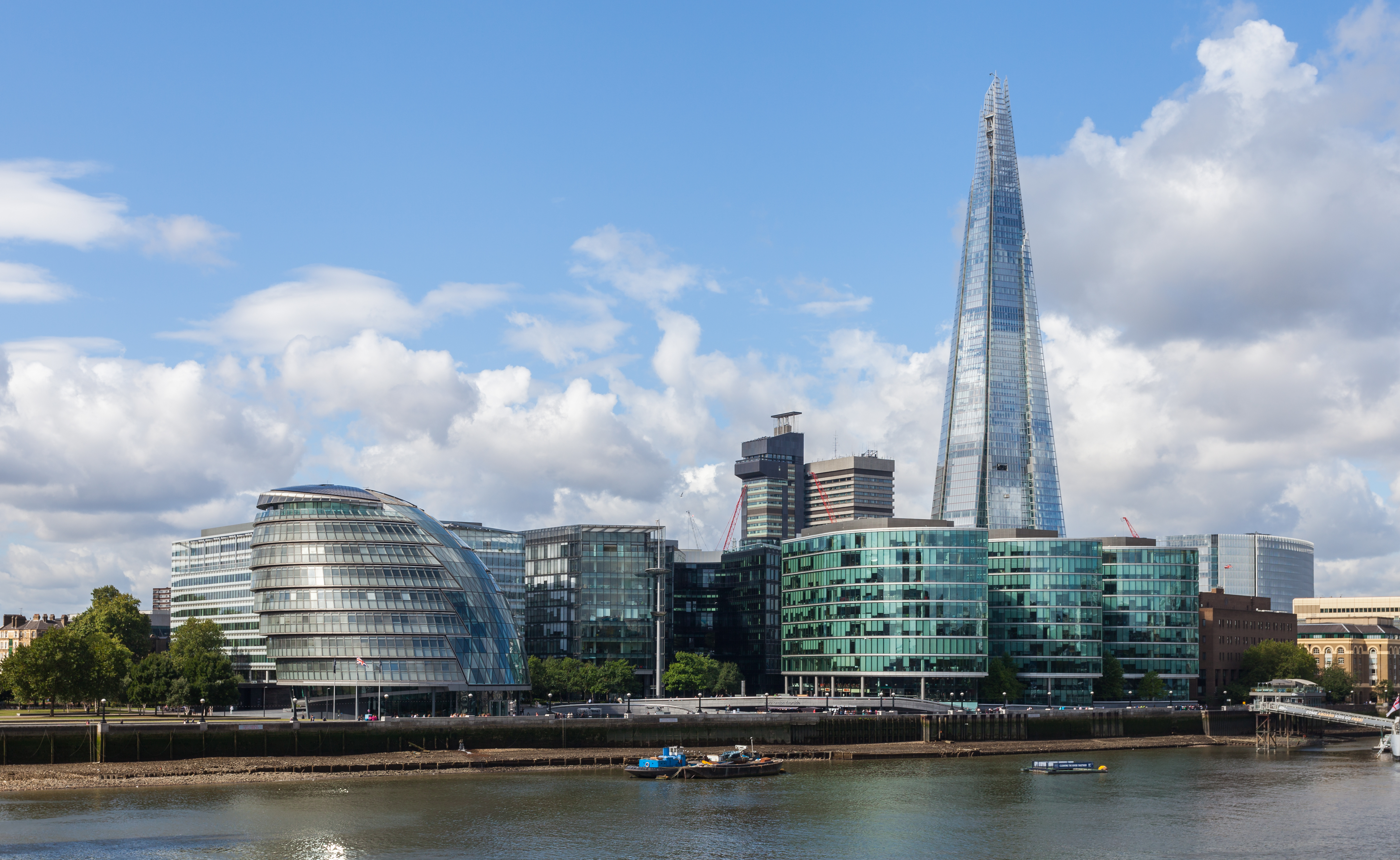
A sinistra la City Hall (2002) di Foster and Partners e a destra The Shard (2012) di Renzo Piano, due notevoli strutture high-tech e neofuturiste.

Boris Johnson che è stato sindaco di Londra dal 2008 al 2016 ha approvato la costruzione di altri grattacieli a Londra. The Shard ha superato nel 2012 il London Bridge e con i suoi 309,6 metri rimane l'edificio più alto di Londra. Nel 2014 è stato completato il 122 Leadenhall Street di 225 metri, soprannominato "il Cheesegrater", nella City di Londra. Nel settembre 2016 è stata completata la ristrutturazione della King's Reach Tower di 111 metri, originariamente costruita negli anni 1970, con un aumento di altezza di 11 piani per portarla fino a 150 metri ed è stata ribattezzata South Bank Tower. One Blackfriars, anch'esso situato sul South Bank, ha raggiunto la vetta nel 2017 a 163 metri. The Scalpel, alto 190 metri è stato completato nella City di Londra nel 2018 ed è stato progettato per proteggere la vista della Cattedrale di San Paolo. Newfoundland Quay, alto 220 metri e Landmark Pinnacle alto 233 metri, hanno raggiunto il culmine a Canary Wharf rispettivamente nel 2018 e nel 2019. Anche One Park Drive alto 205 metri e South Quay Plaza alto 215 metri hanno superato entrambi gli altri grattacieli di Canary Wharf nel 2019. 22 Bishopsgate, alto 278 metri ha raggiunto il massimo nella City di Londra nel 2019, dopo essere stato approvato dall'attuale sindaco di Londra, Sadiq Khan, nel 2016.
1 Undershaft, alto 290 metri, approvato anche da Sadiq Khan nel 2016, dovrebbe costituire il fulcro dei grattacieli della City di Londra. È il grattacielo più alto attualmente proposto per Londra e sarà superato in altezza solo da The Shard. Sarà costruito sul sito del già citato edificio di Sant'Elena del 1969 che sarà demolito. 100 Leadenhall, alto 249 metri, e già soprannominato "Cheesegrater 2", è previsto anche nella City di Londra. Spire London, alto 235 metri è previsto a Canary Wharf. Tuttavia, la costruzione è stata interrotta dopo le preoccupazioni che l'edificio avesse solo una scala di fuga per i residenti ai piani superiori. La più alta delle due torri Riverside South che sono state pianificate per la costruzione a Canary Wharf dal 2008 avrebbe superato di un metro l'edificio più alto di quel gruppo, One Canada Square, ma la costruzione è in fase di stallo dal 2011.
C'è un altro importante grattacielo che sta emergendo nei distretti Vauxhall e Nine Elms di Londra. Il primo grattacielo ad apparire qui è stato la St George Wharf Tower alta 181 metri completata nel 2014. La torre più alta prevista per questo gruppo è One Nine Elms che sarà alta 200 metri. Nel 2019, Sadiq Khan ha bloccato la costruzione del Tulip, che avrebbe raggiunto l'altezza di 290 metri, che sarebbe stato costruito nella City di Londra. Tuttavia, nel gennaio 2020, gli sviluppatori della torre hanno lanciato un appello contro la decisione di Khan che sarà considerata in un'inchiesta pubblica a metà anno.

Architetture postmoderne, high-tech e dei grattacieli di Londra
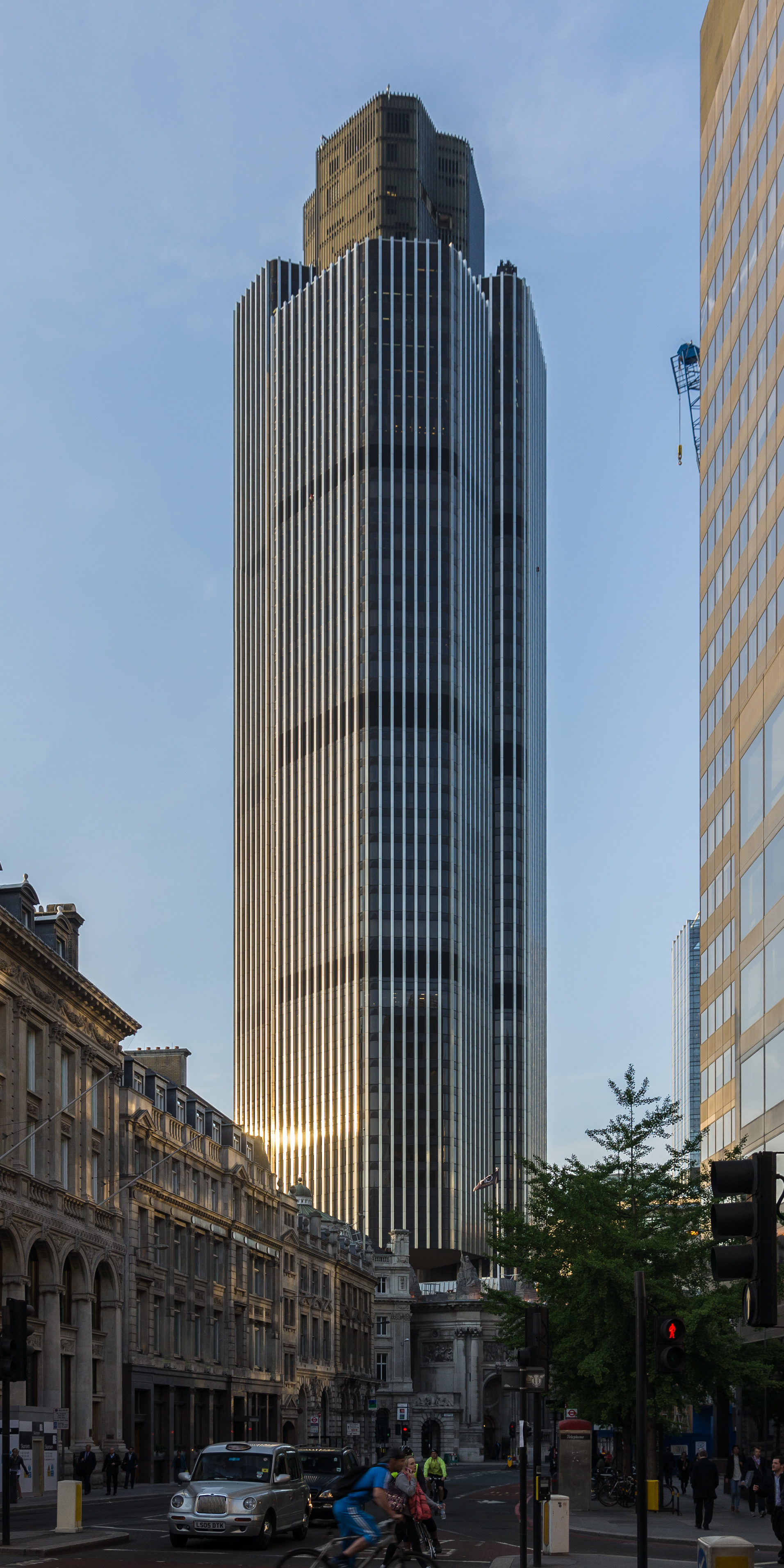
Tower 42 (1980)
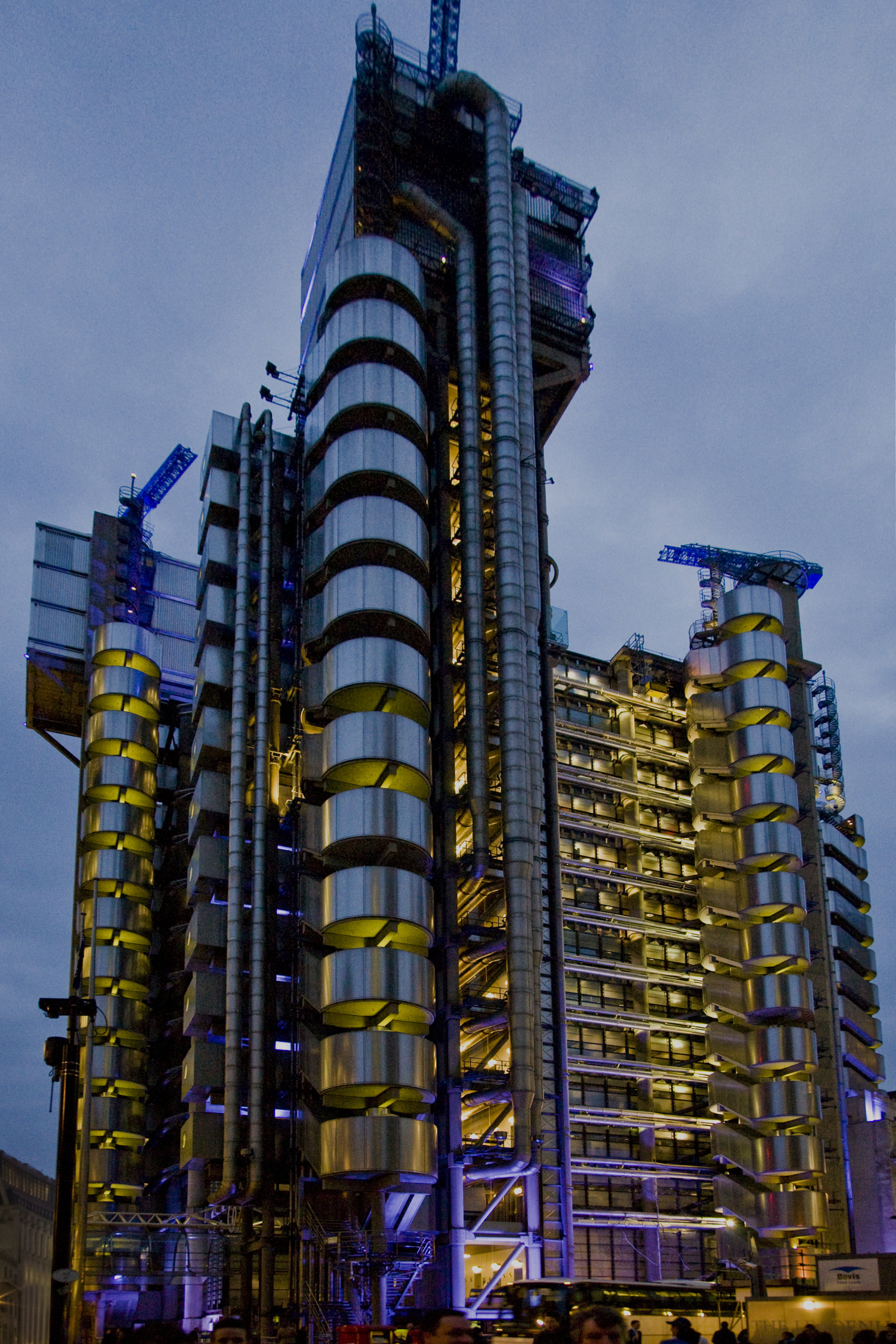
Lloyd's building (1986) Richard Rogers
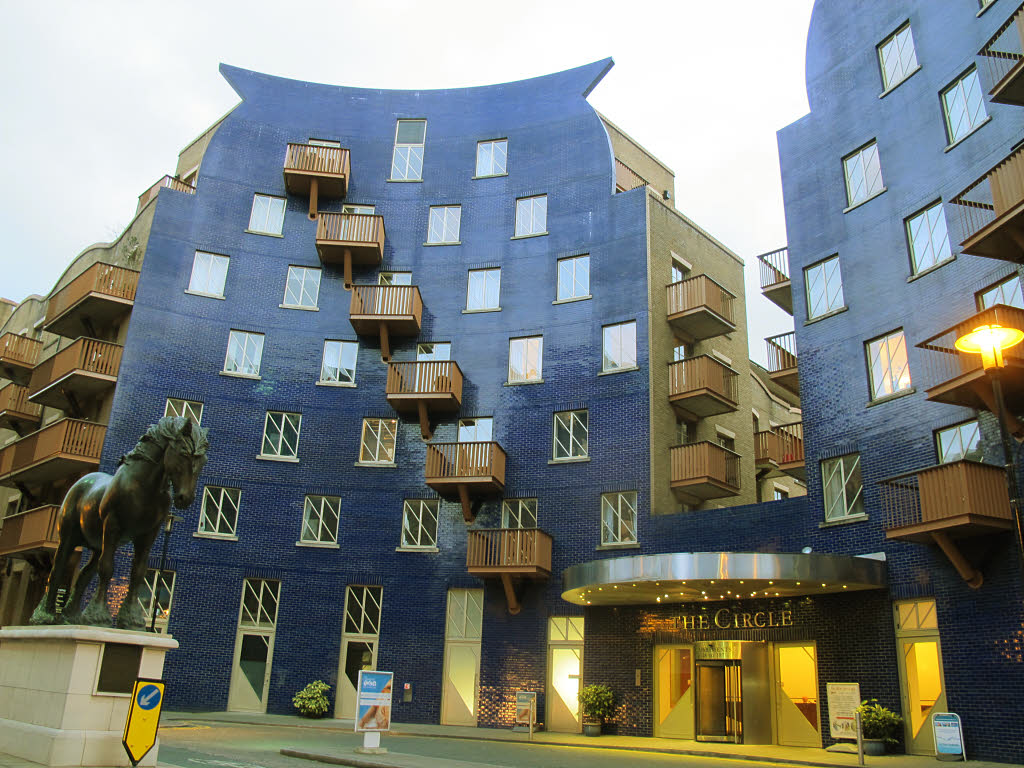
The Circle, Queen Elizabeth Street (1989) parte della riqualificazione postmoderna di ex edifici industriali a Bermondsey
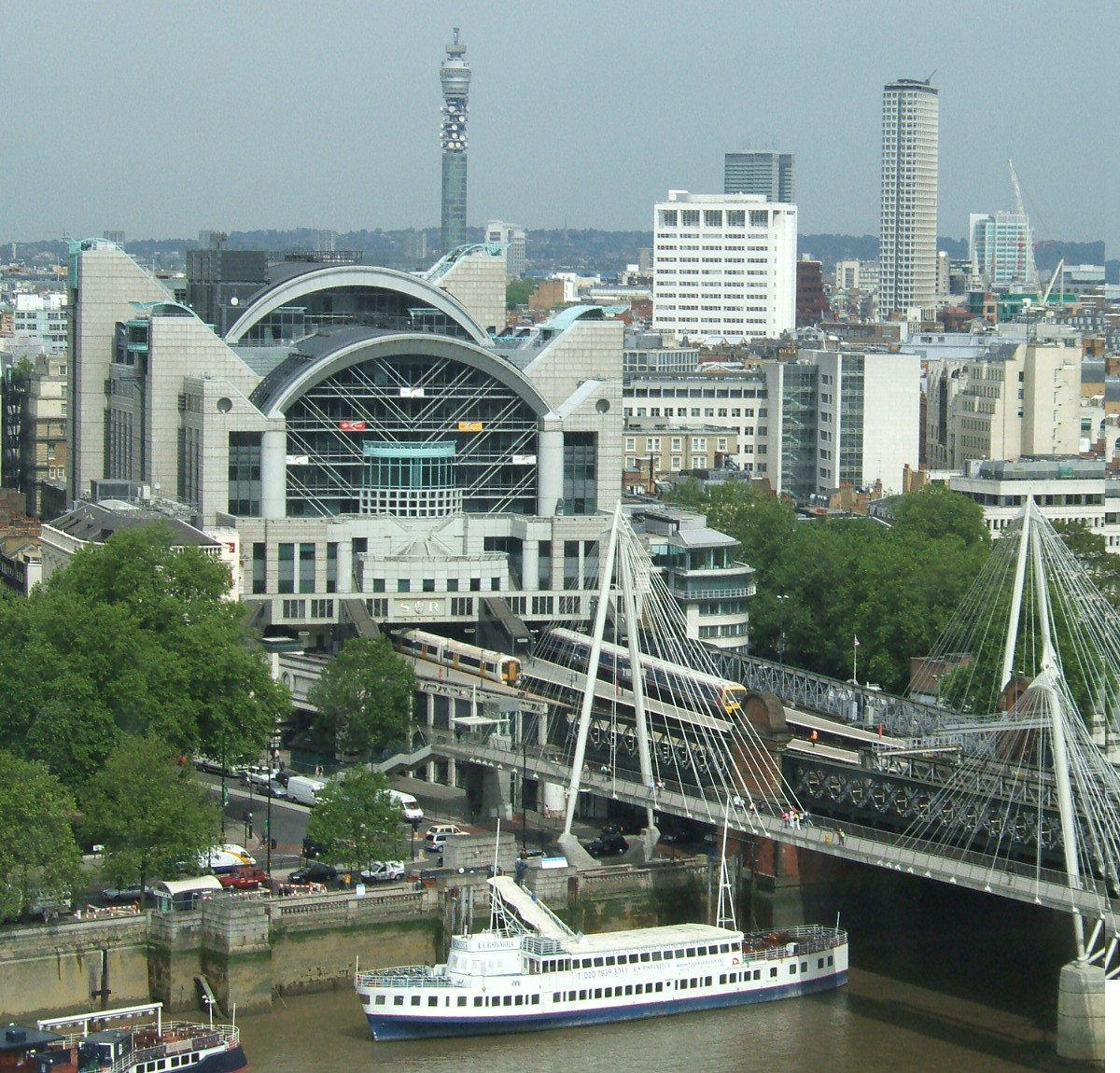
Charring Cross Station (1990) Terry Farrell
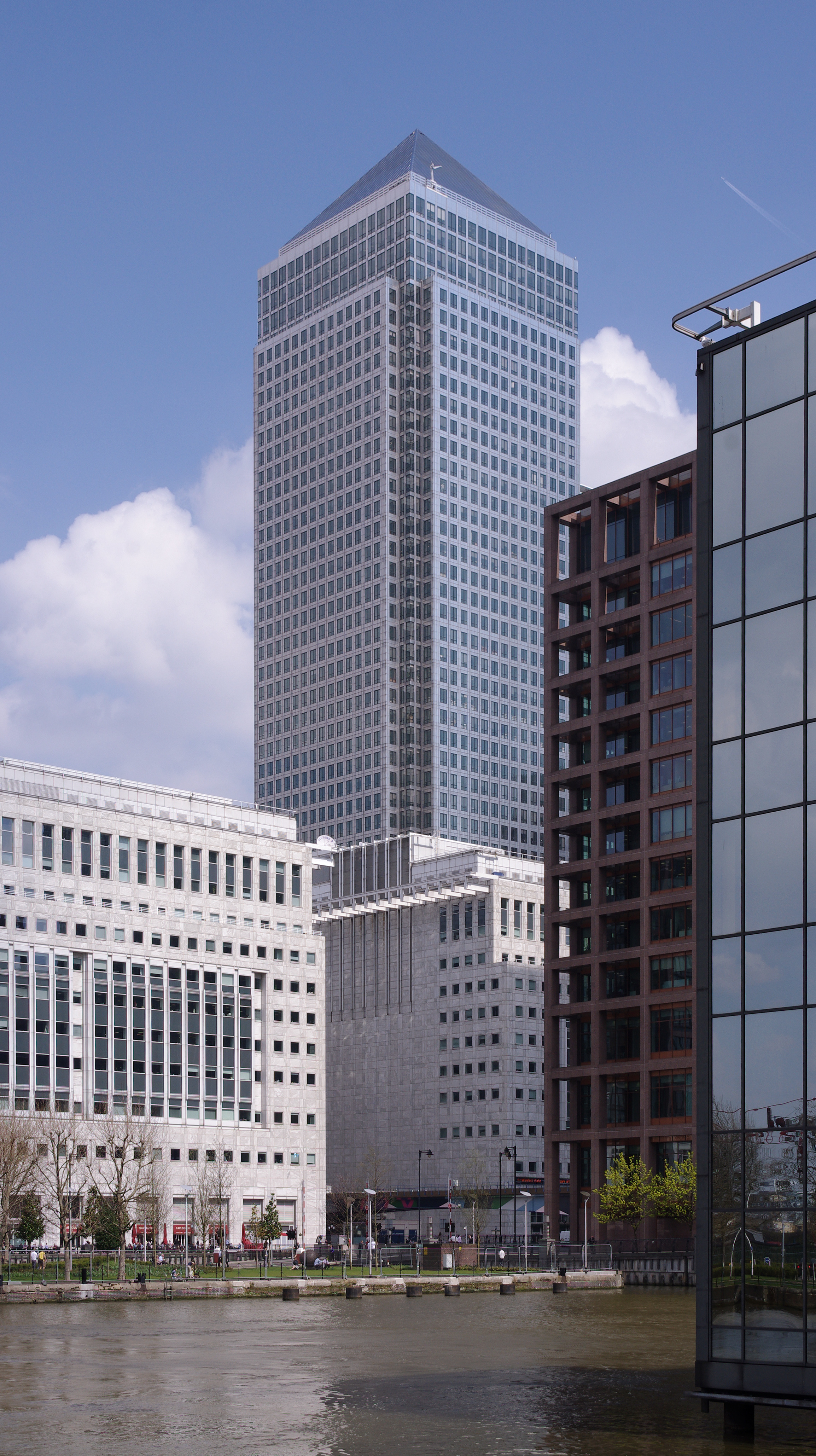
One Canada Square (1991)
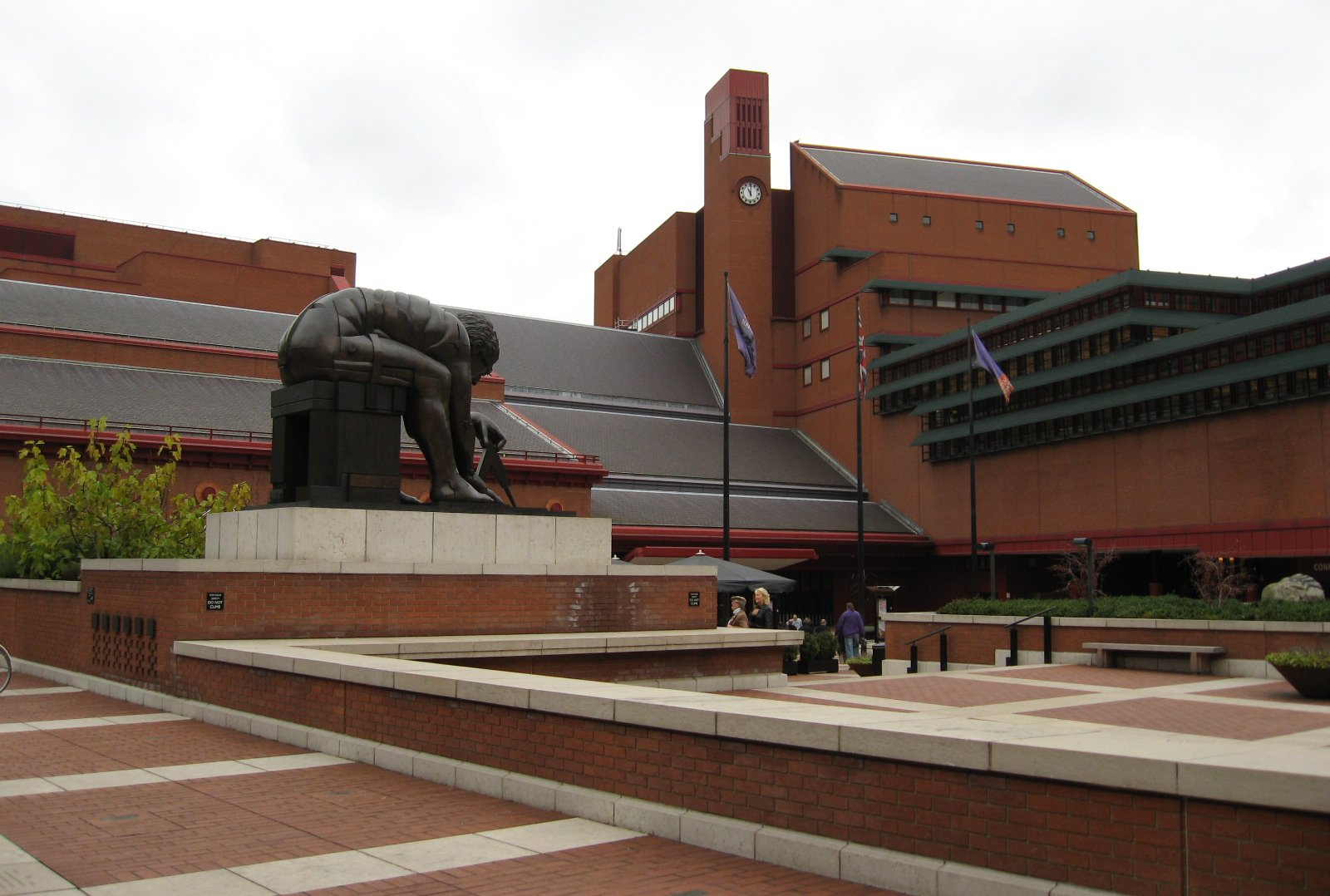
British Library (1997)
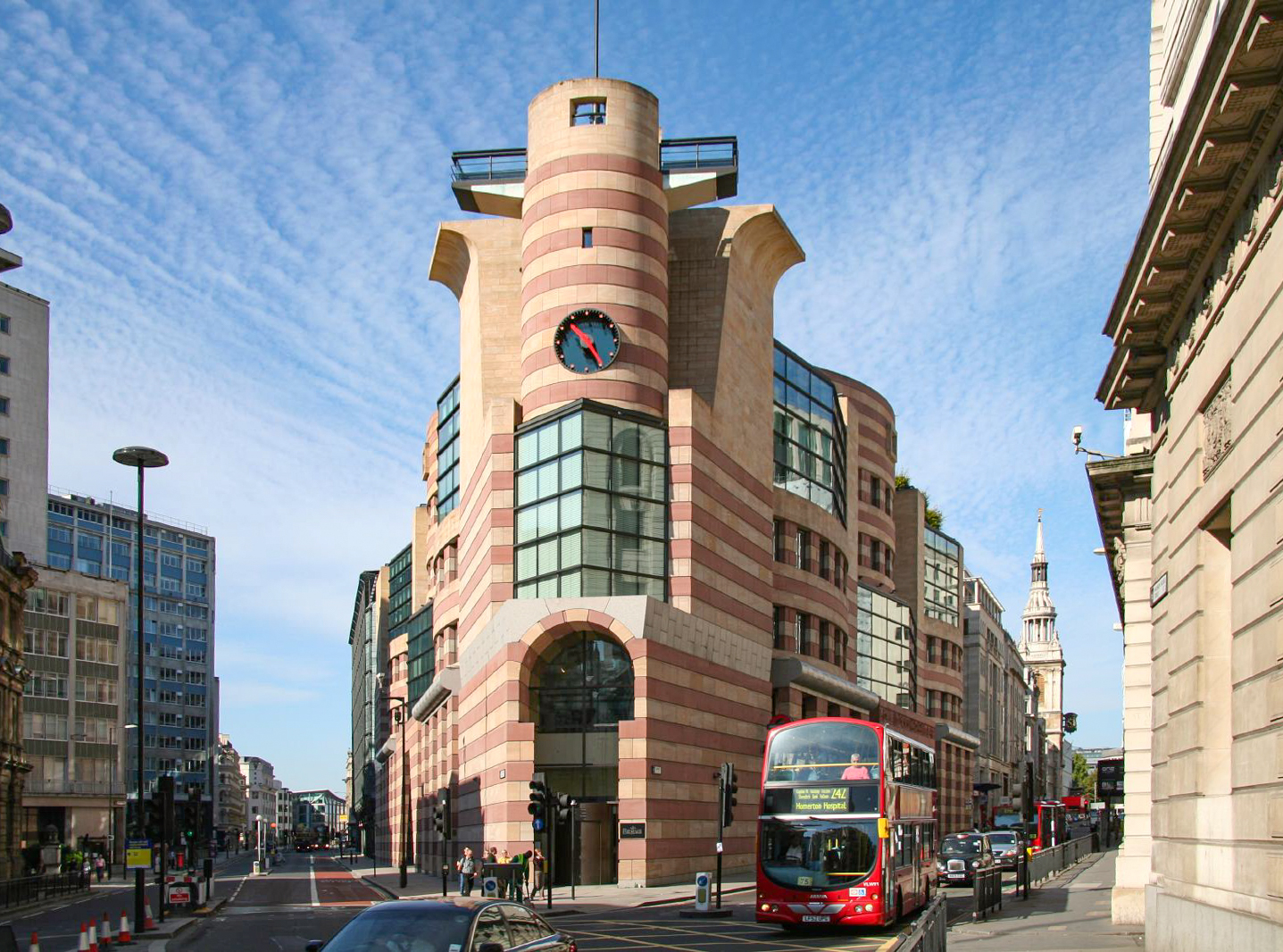
No 1 Poultry (1997) James Stirling
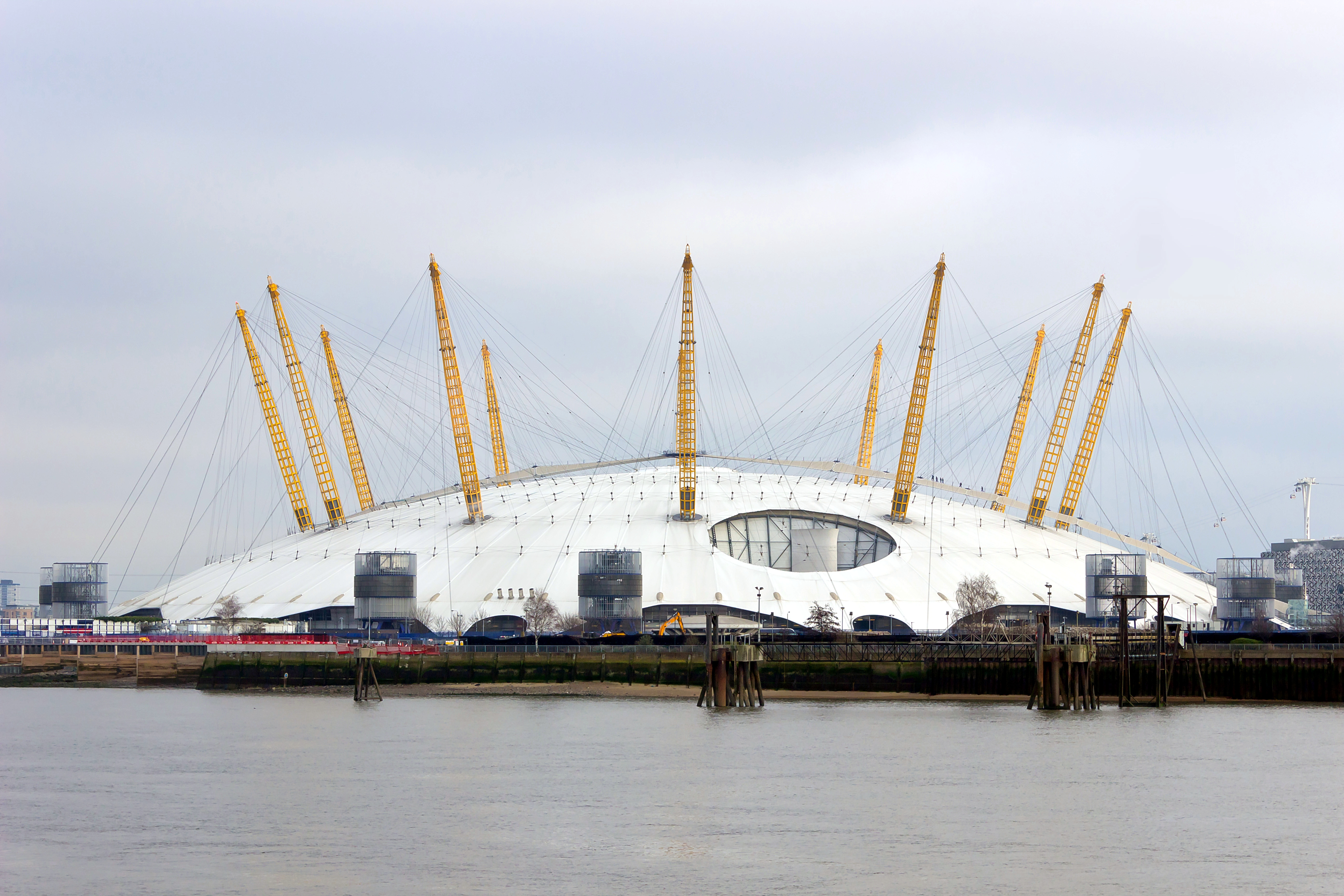
Millennium Dome (1999) Richard Rogers
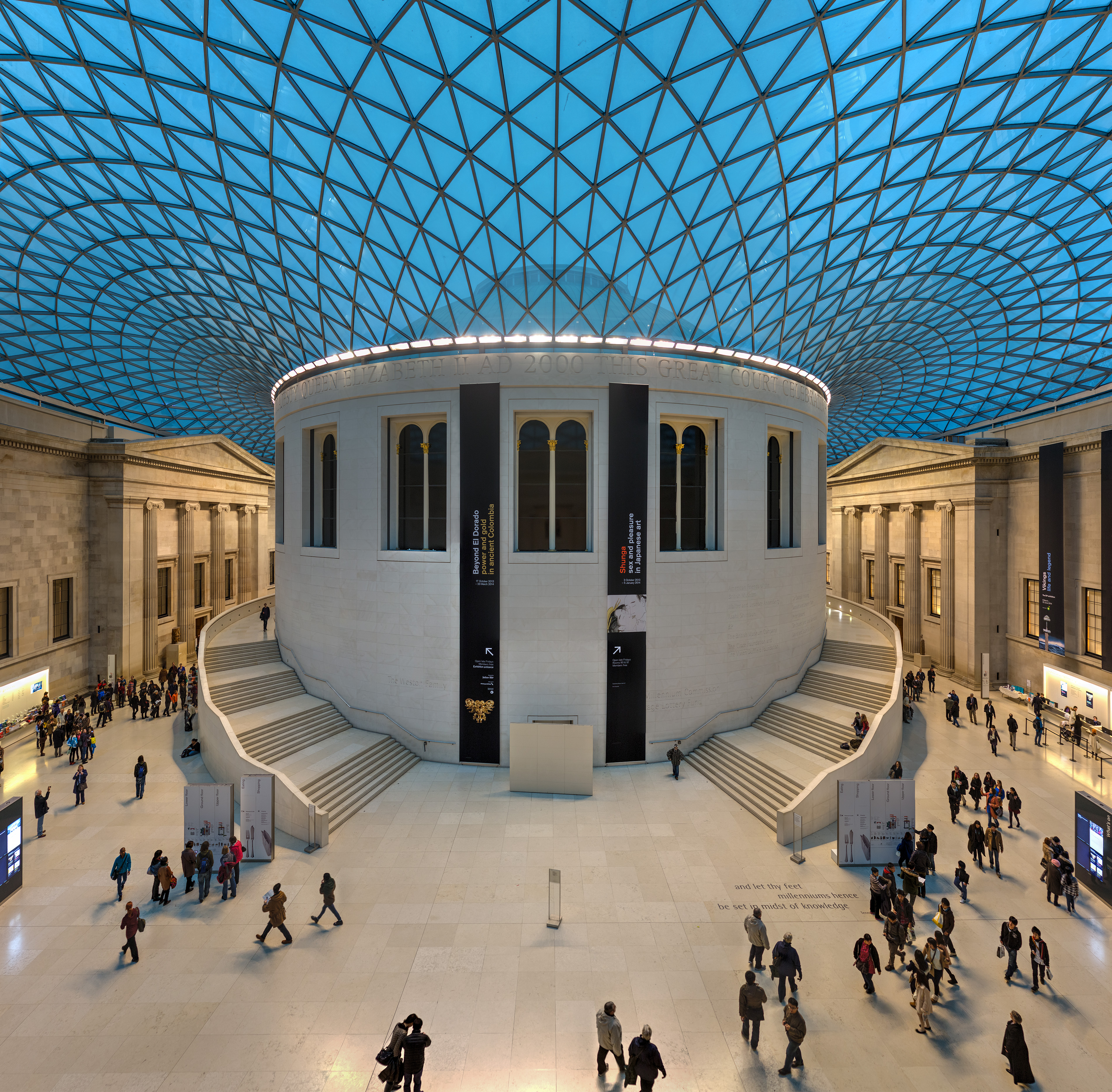
Queen Elizabeth II Great Court (2000) Foster and Partners
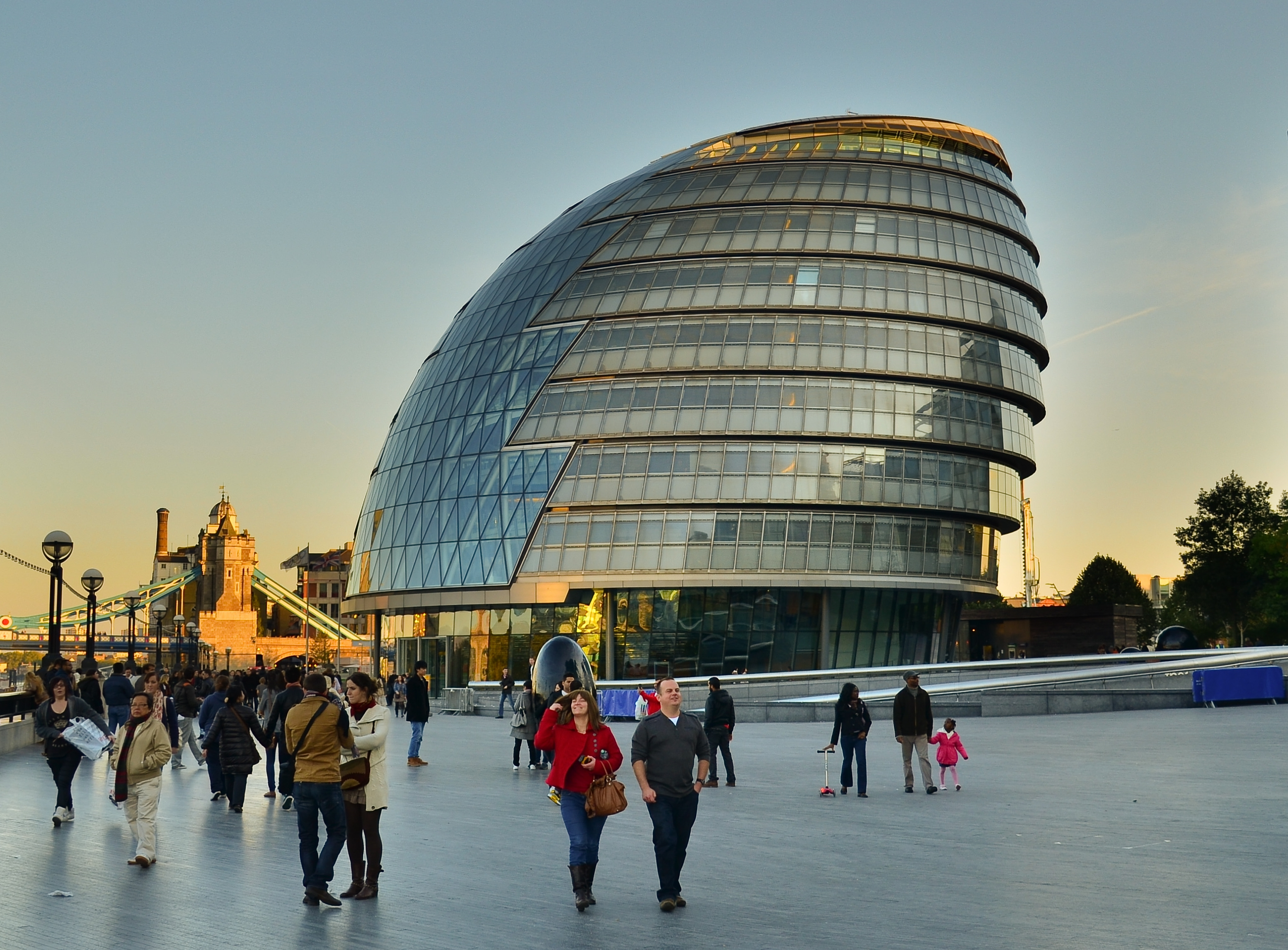
City Hall (2002) Foster and Partners
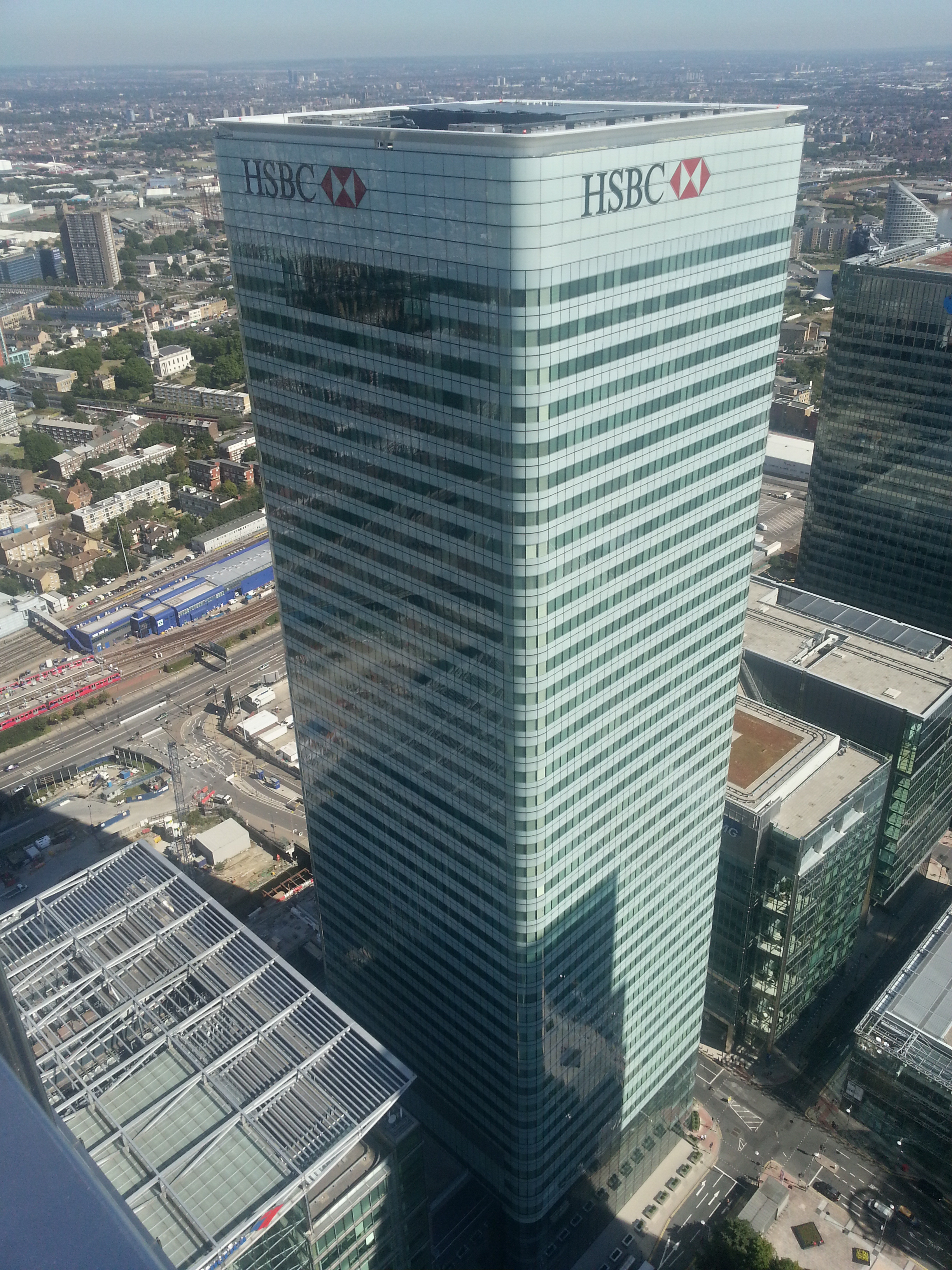
8 Canada Square (2002)
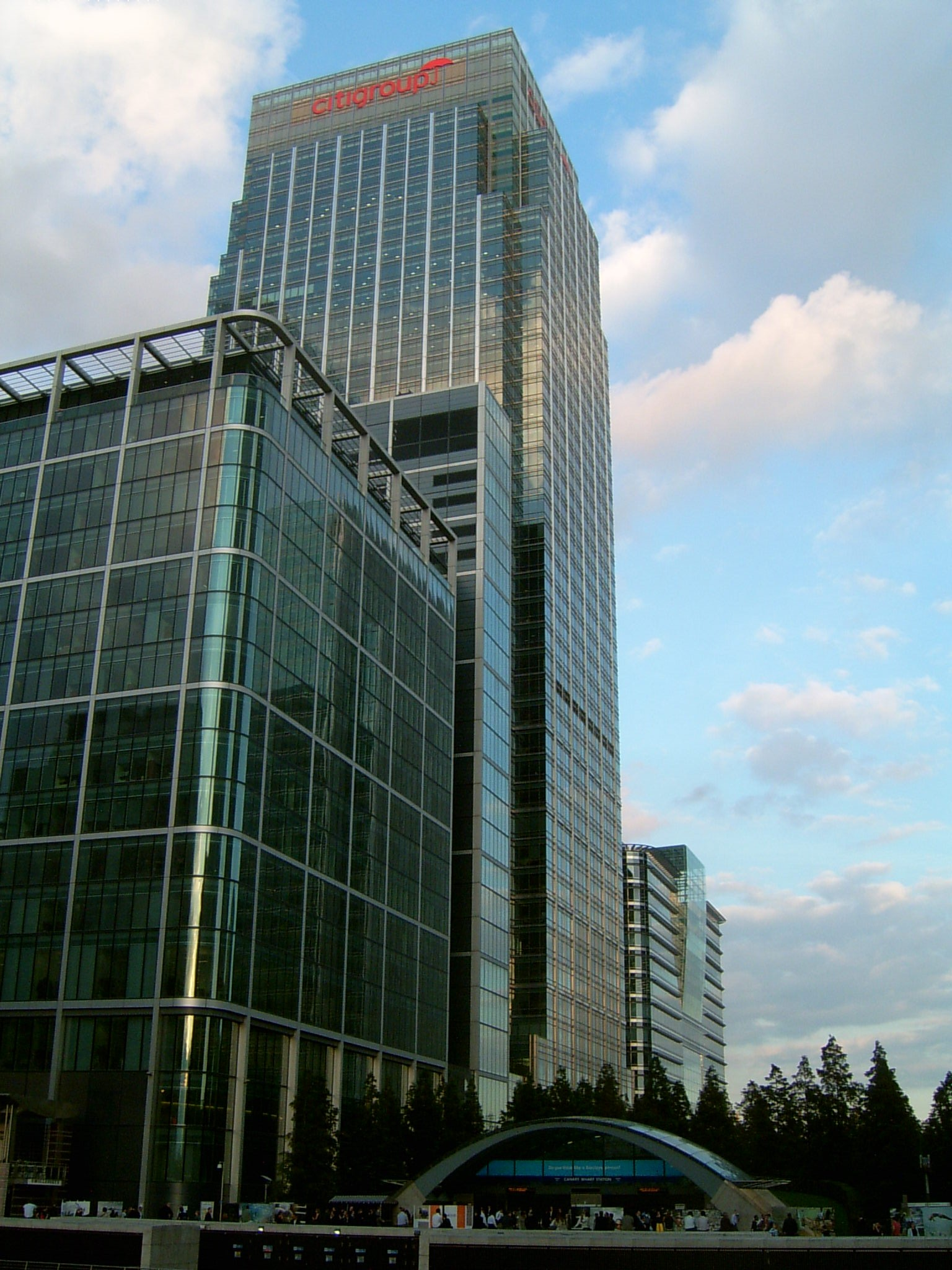
Citigroup Centre (2003)
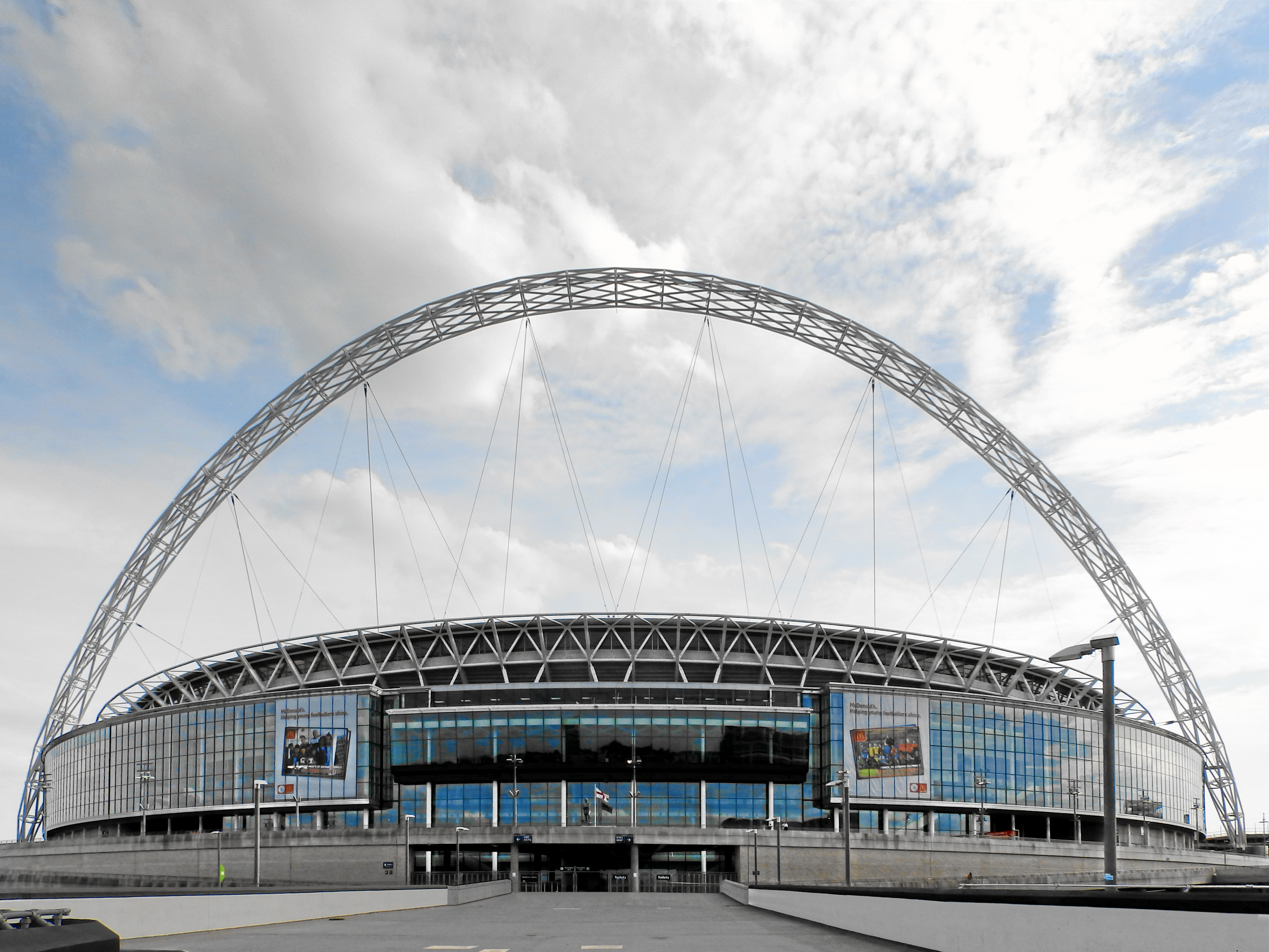
Wembley Stadium (2007) Foster and Partners
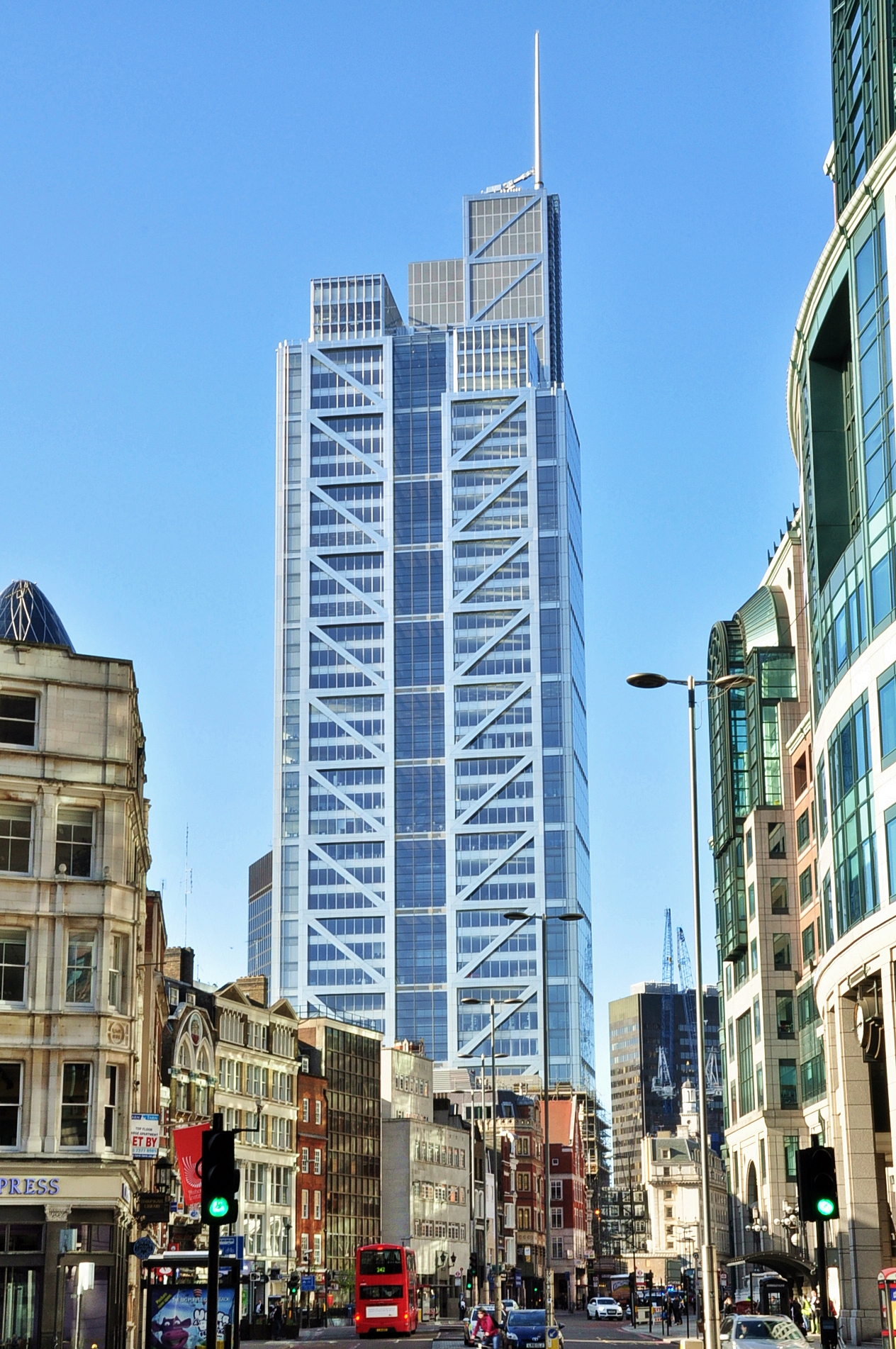
Heron Tower (2007) Kohn Pedersen Fox
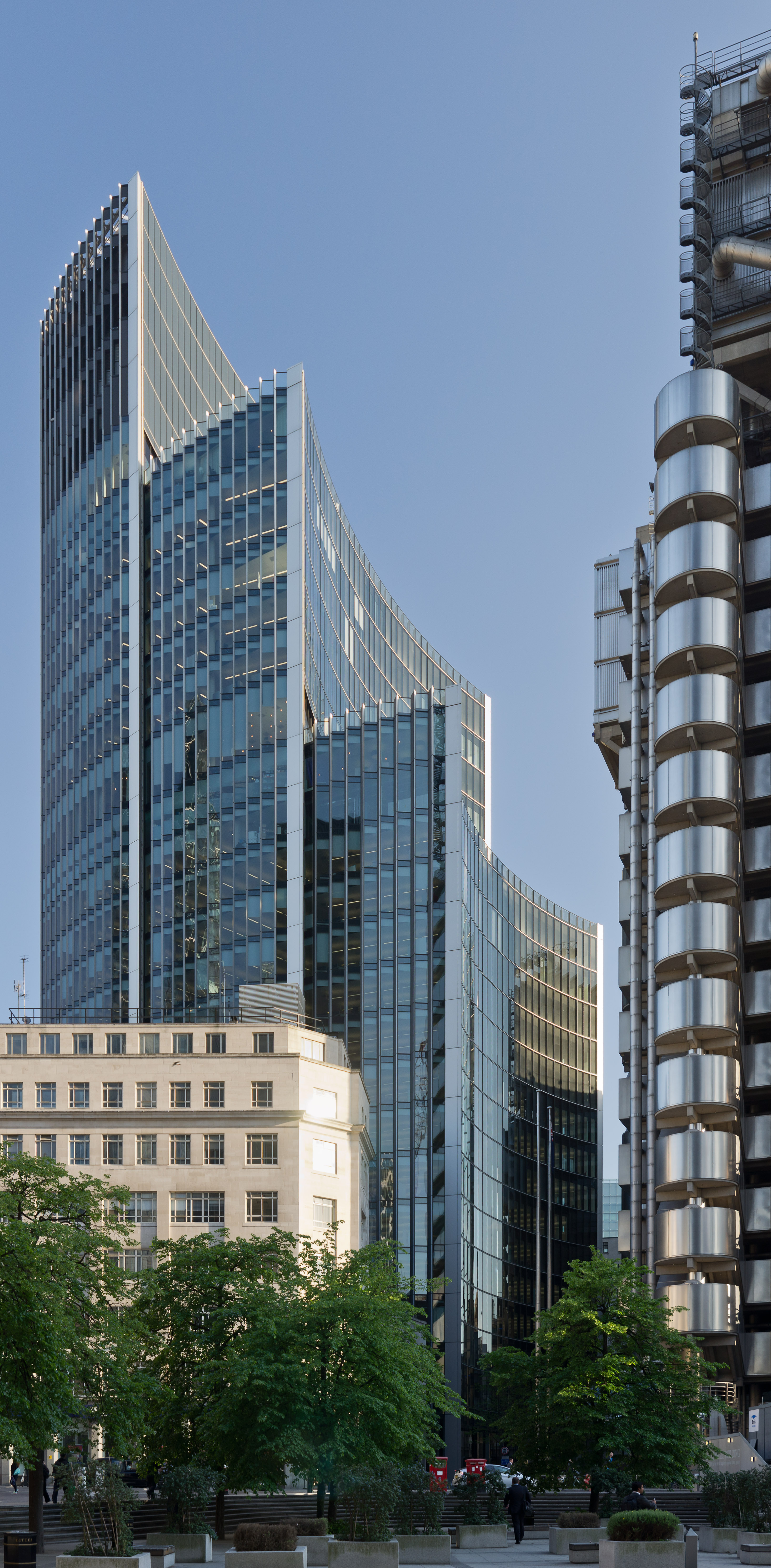
Willis Building (2008) Norman Foster, Baron Foster of Thames Bank
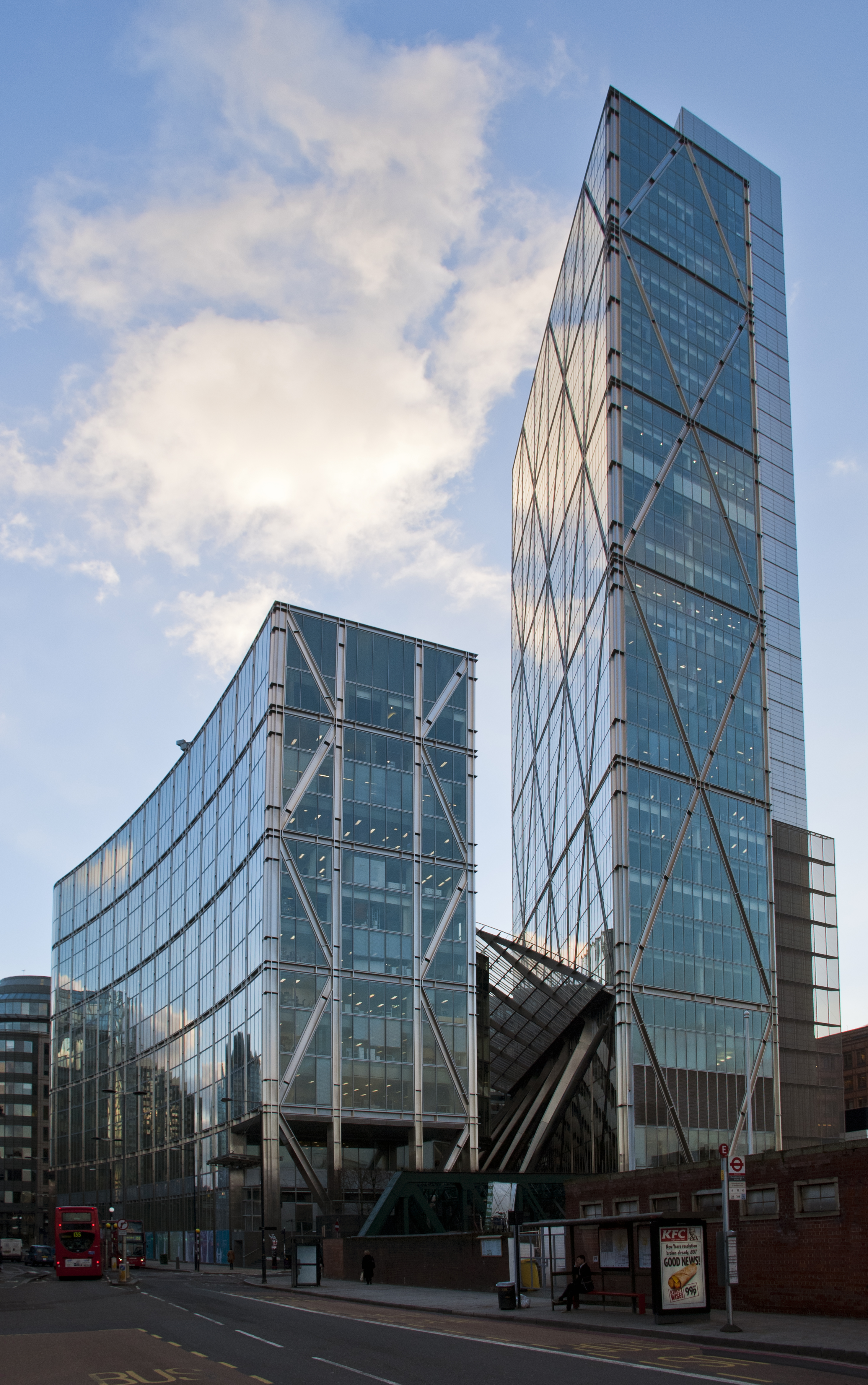
Broadgate Tower (2008)
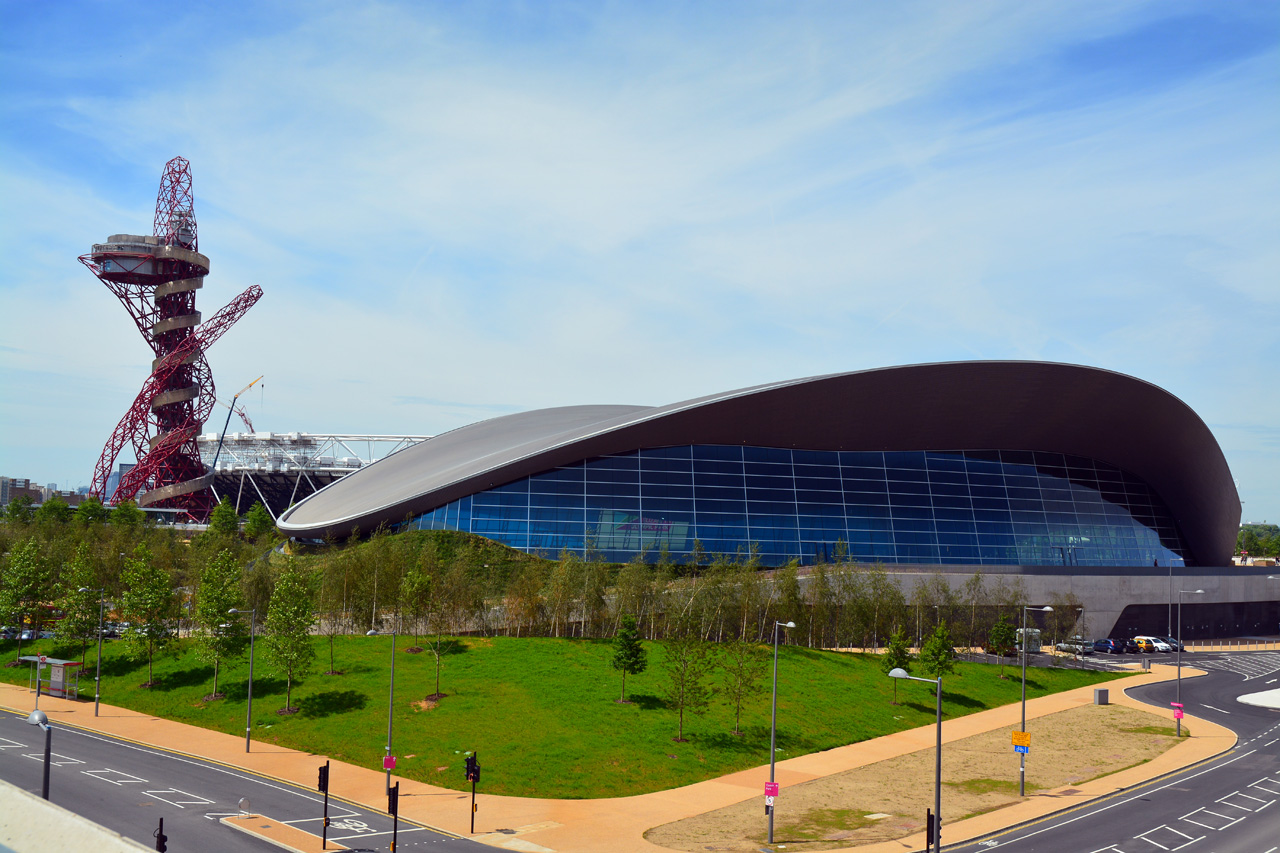
London Aquatics Centre (2012)
London King's Cross railway station (2012)
The Shard (2012)
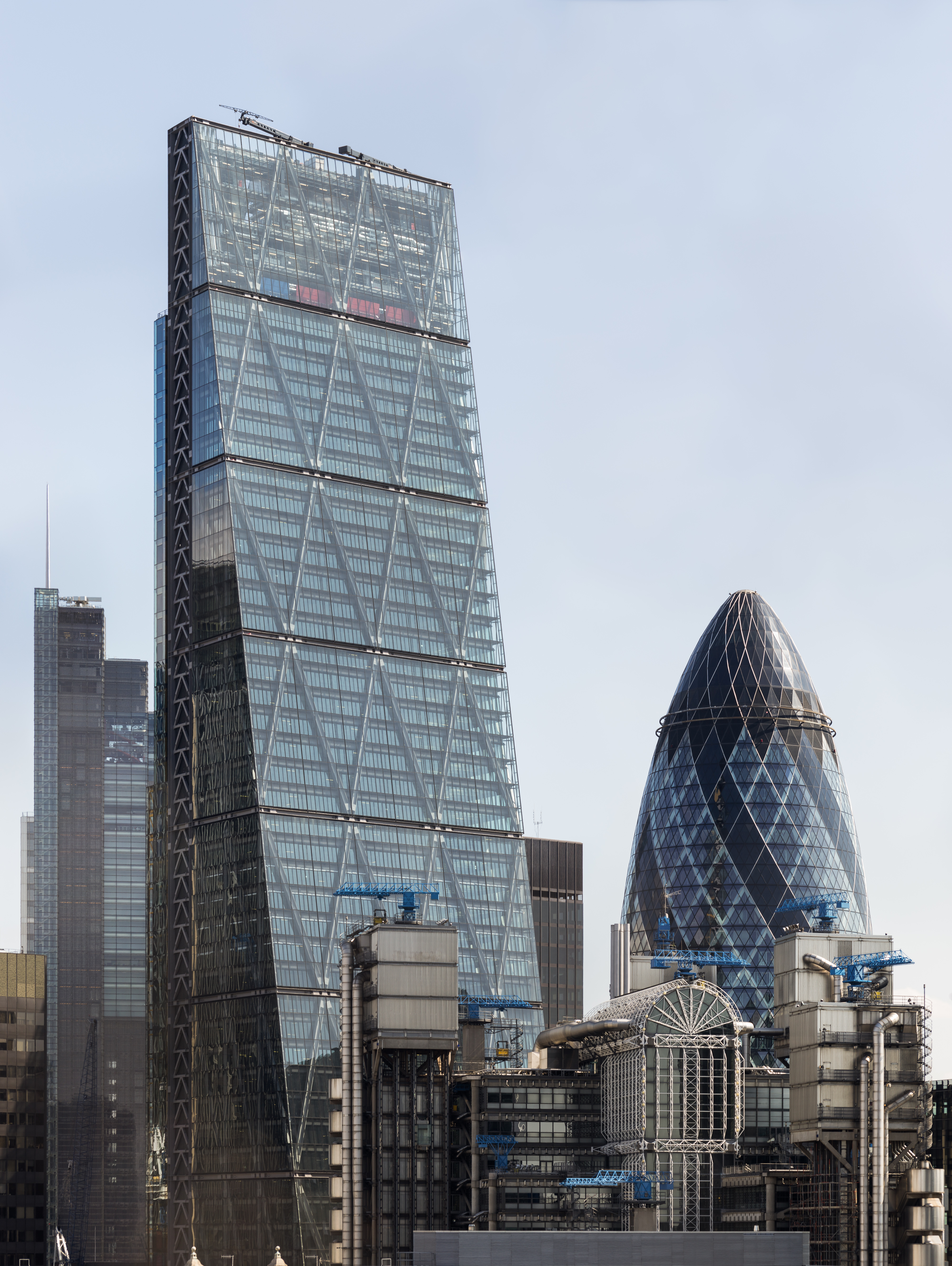
122 Leadenhall Street (2014)
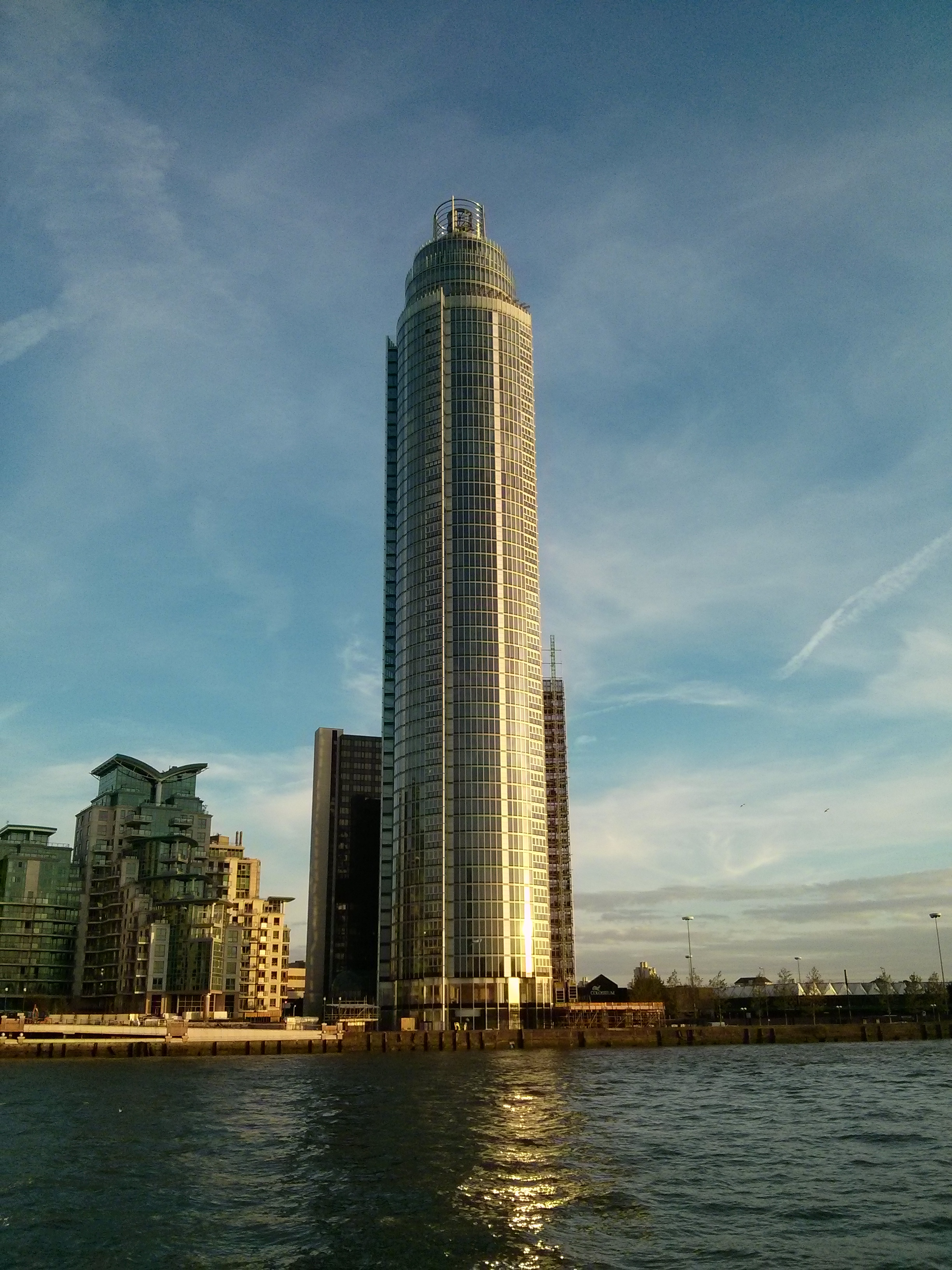
St George Wharf Tower (2014)
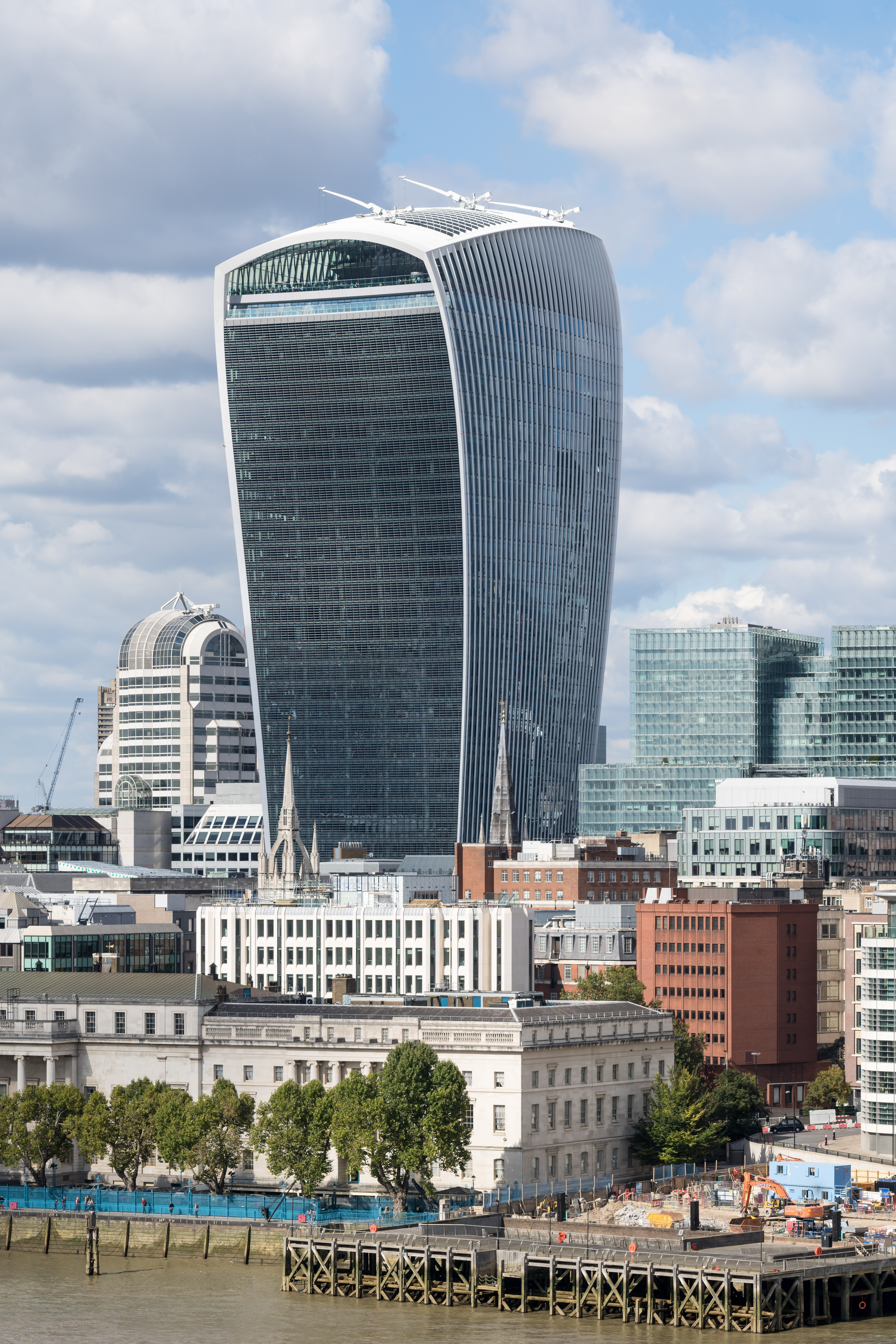
20 Fenchurch Street (2015)
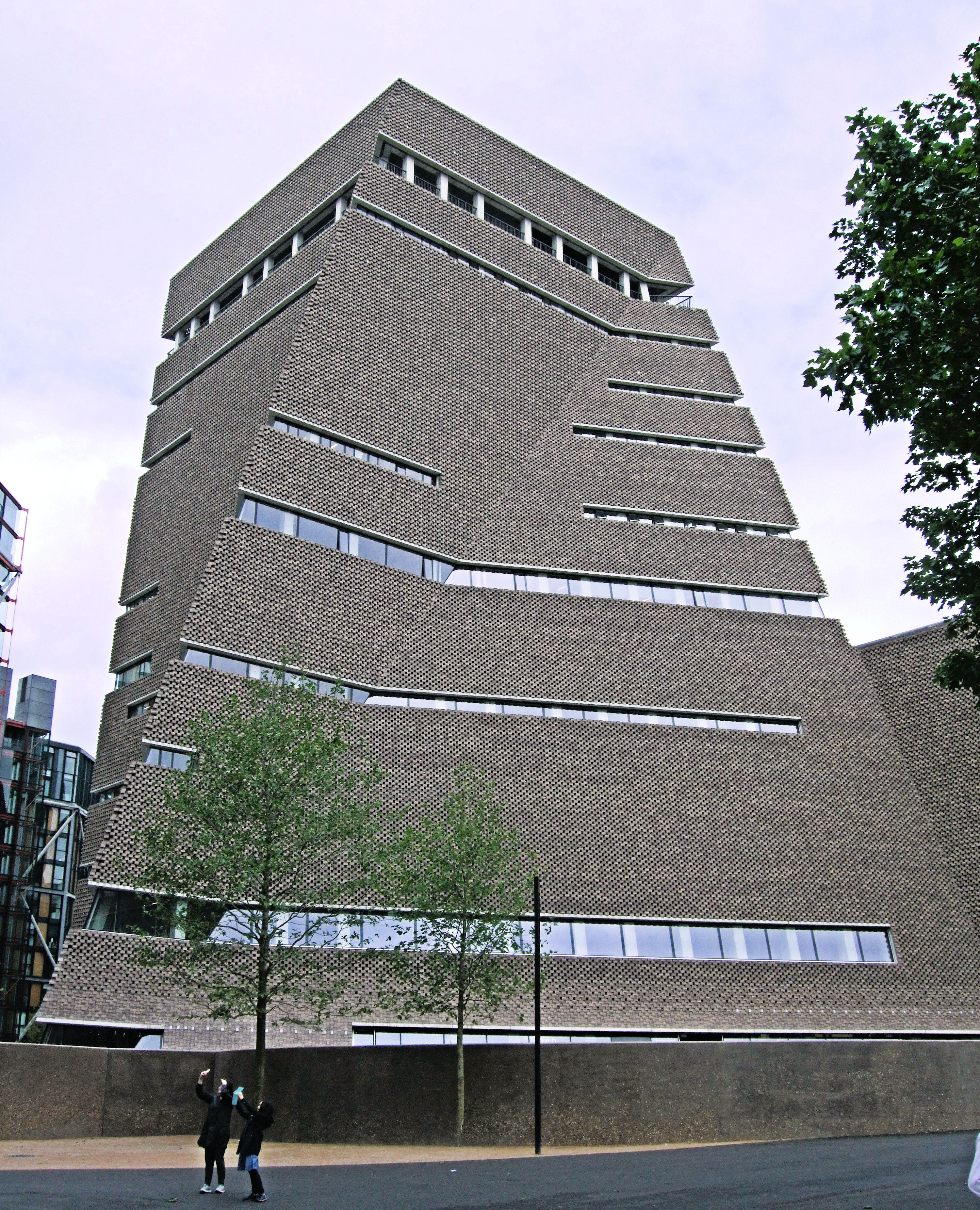
Tate Modern Switch House (2016)
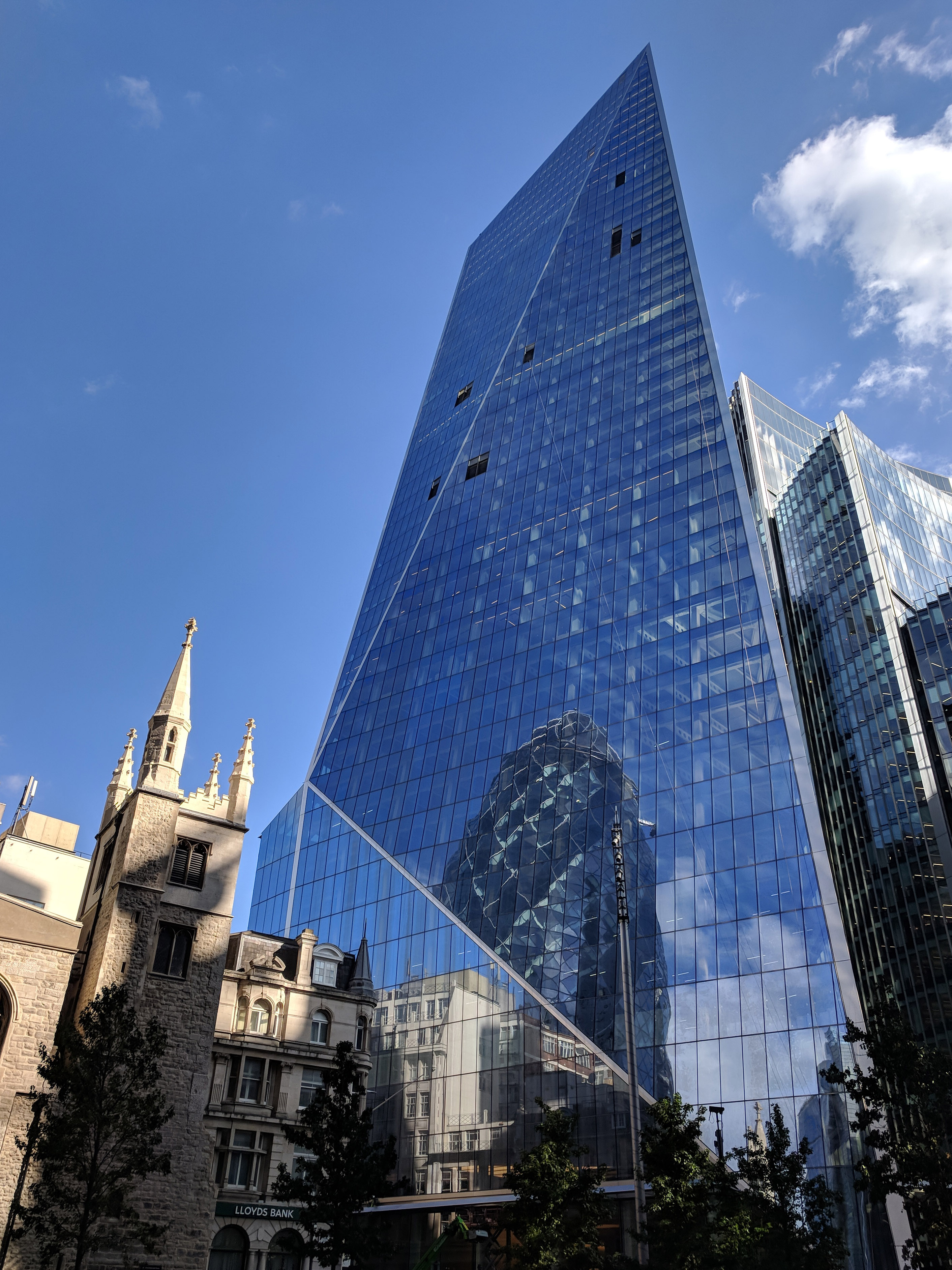
The Scalpel (2018)
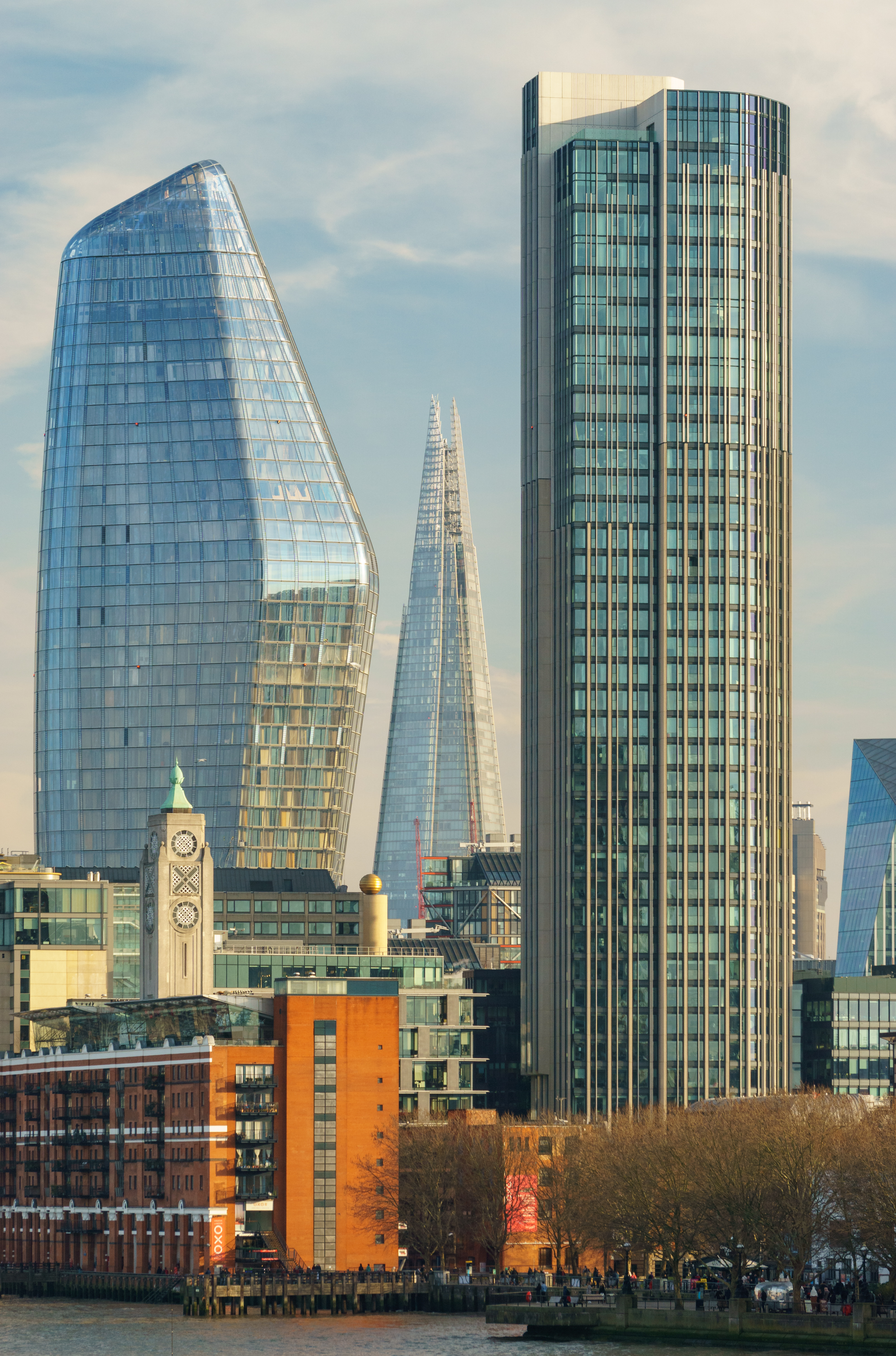
One Blackfriars (sinistra) (2018)
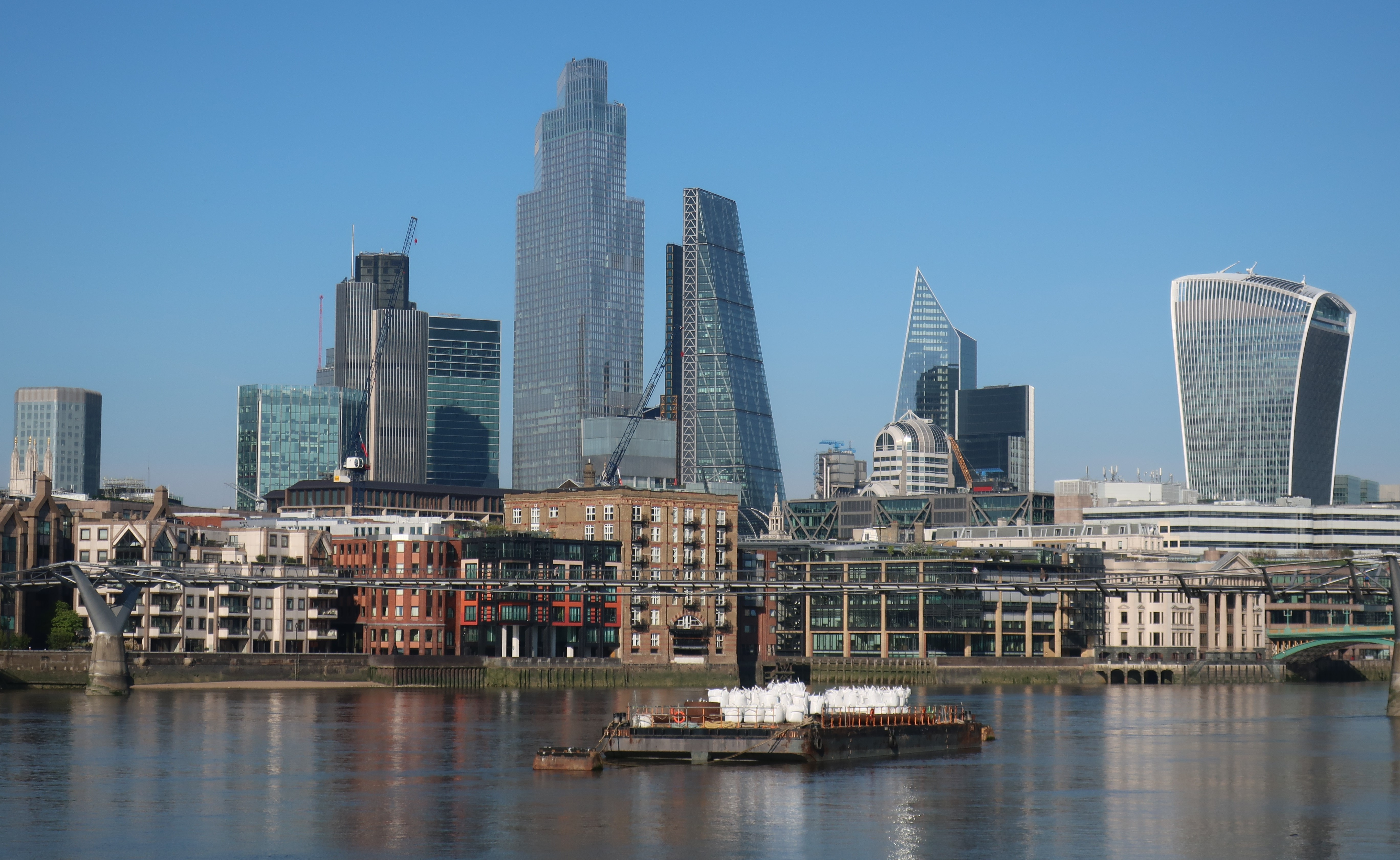
City of London skyline 2020 con 22 Bishopsgate